# Belle Époque

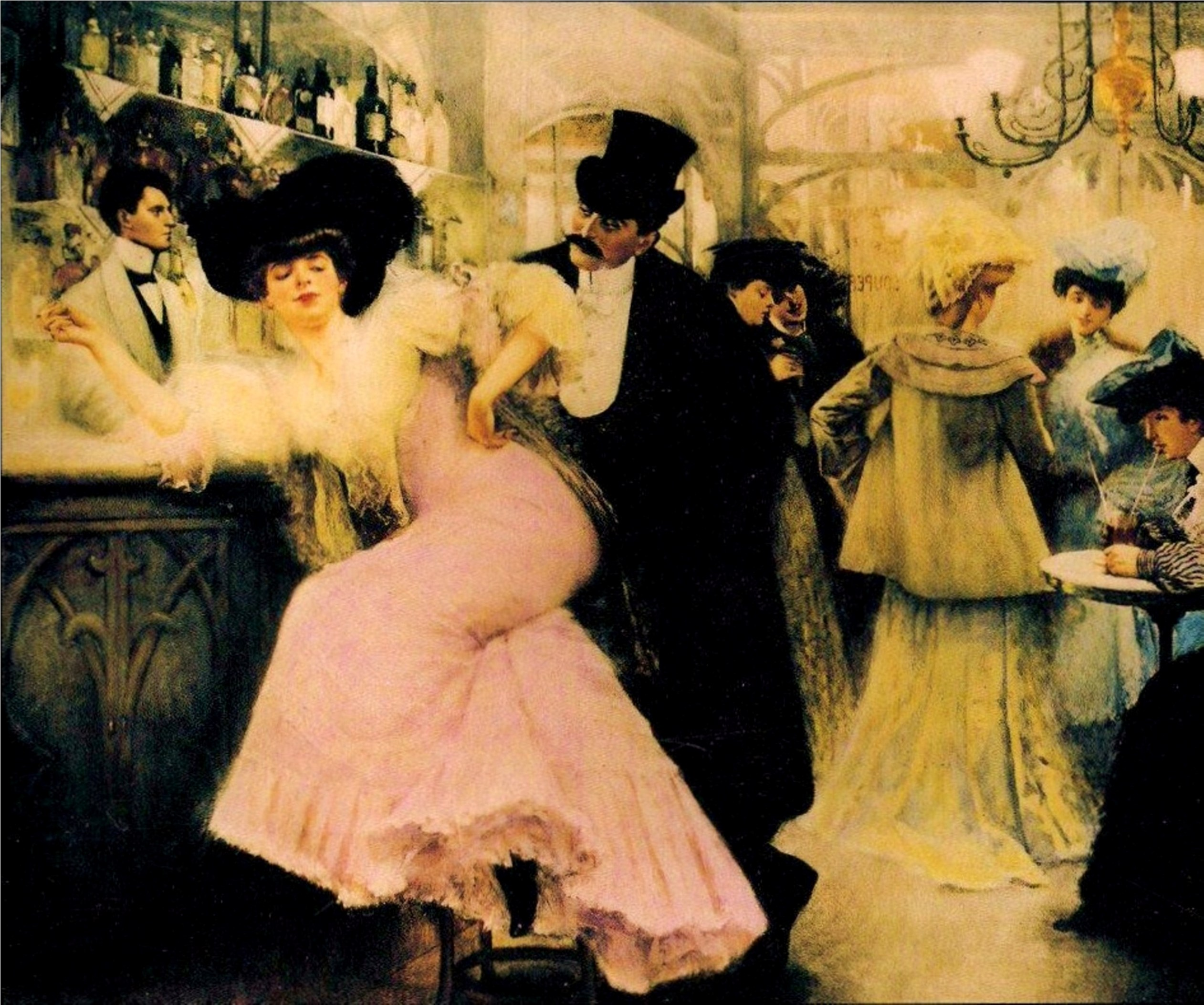
Pierre-Victor Galland: Die Bar des Maxim’s (um 1890)

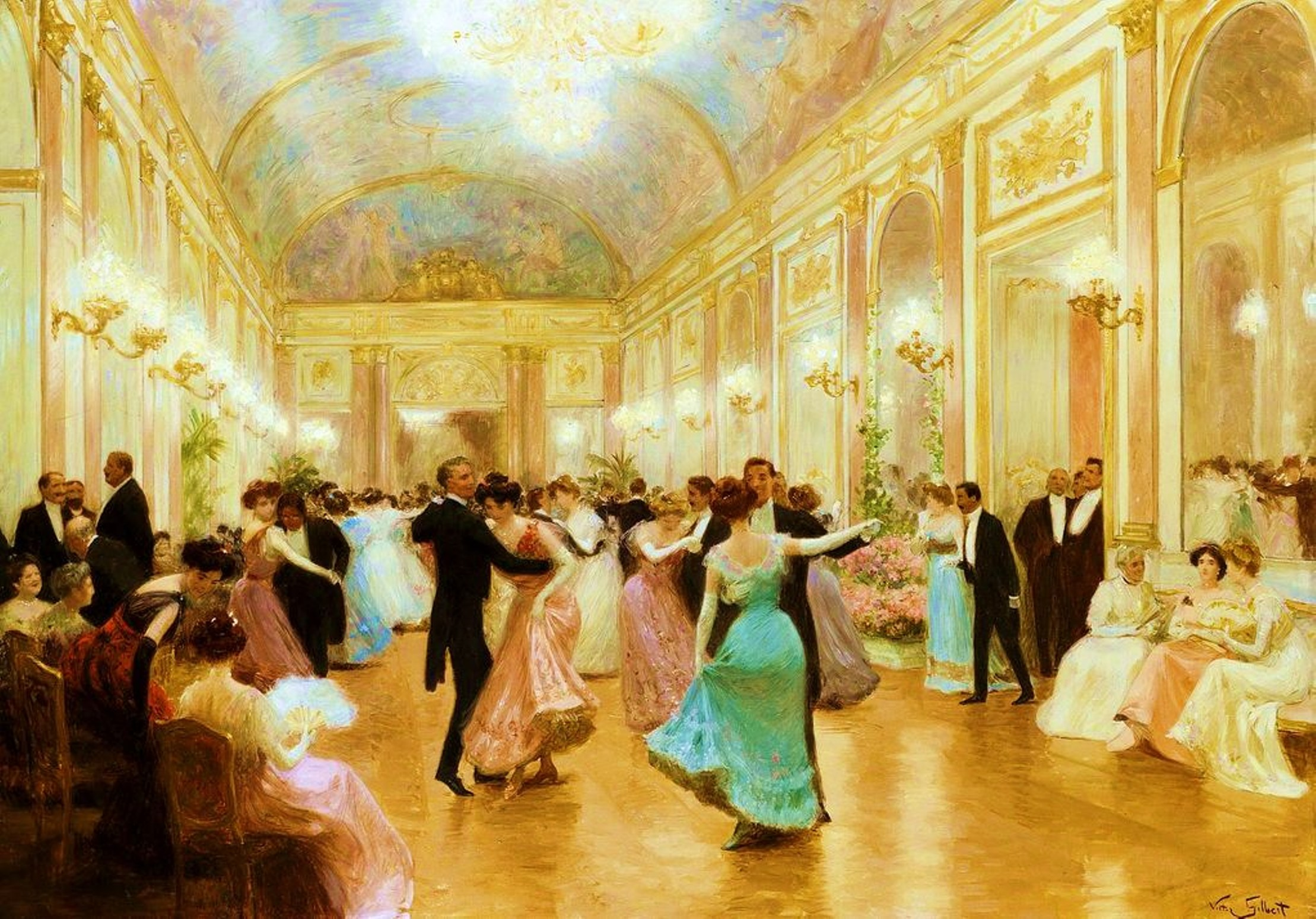
Victor-Gabriel Gilbert: Une soirée élégante (1890)

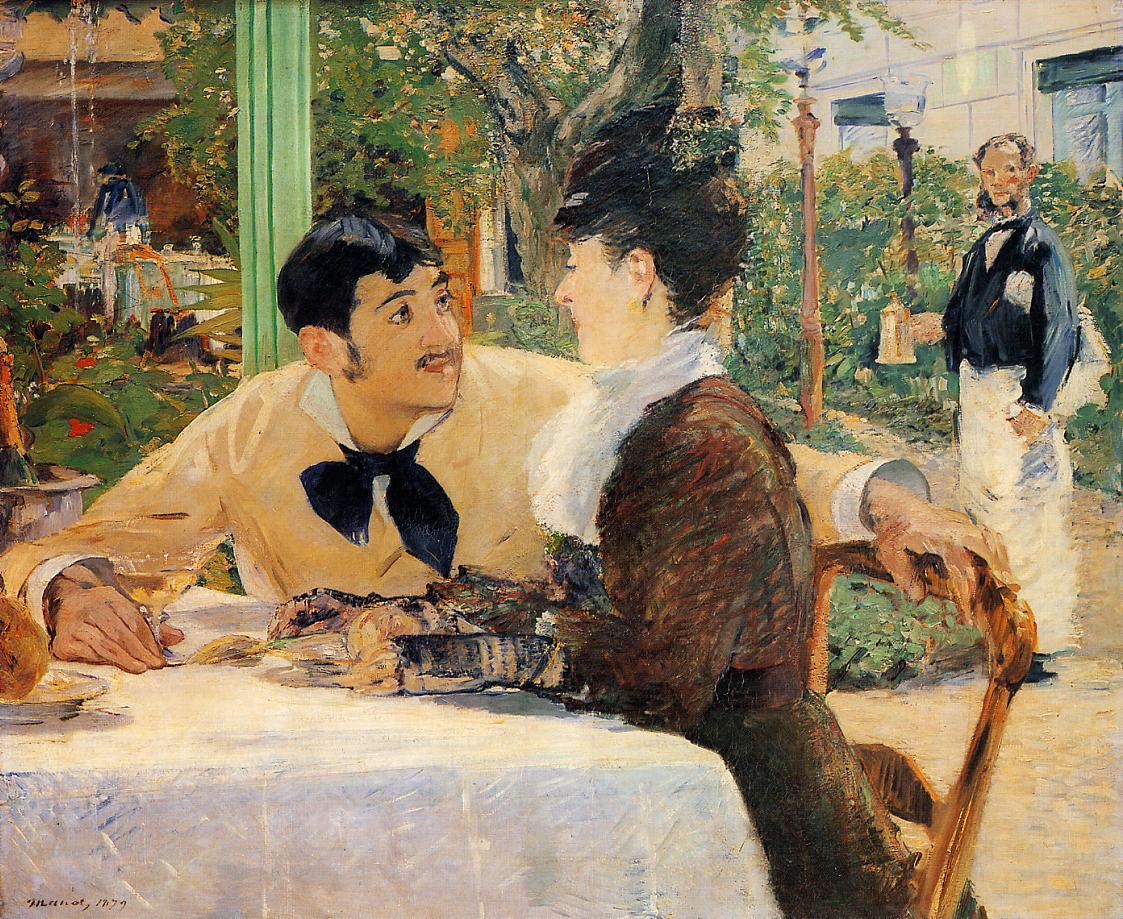
Edouard Manet: Beim Père Lathuille, im Freien (1879)

Pierre-Auguste Renoir: Le Moulin de la Galette (1876)

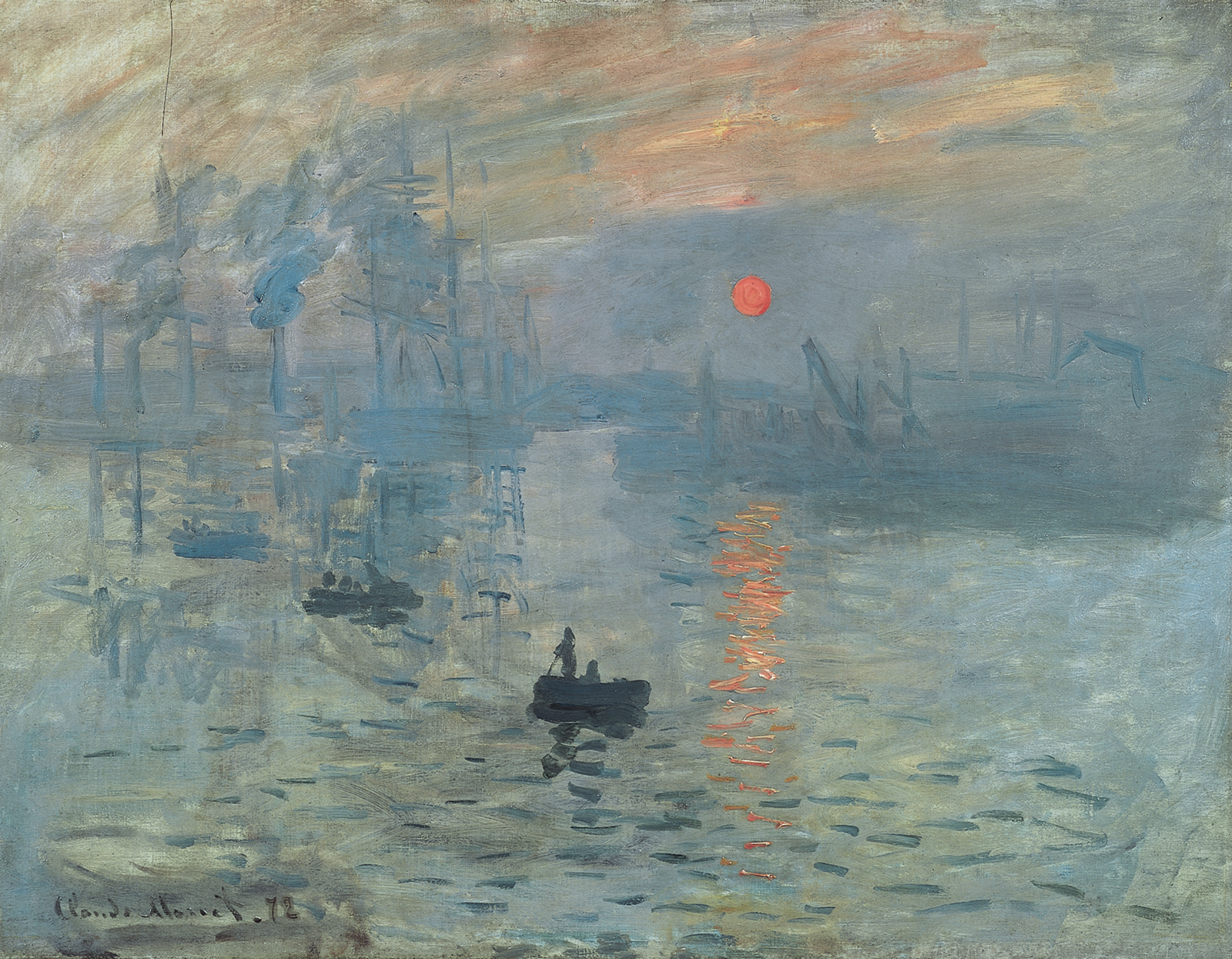
Claude Monet: Impression, soleil levant (1872)

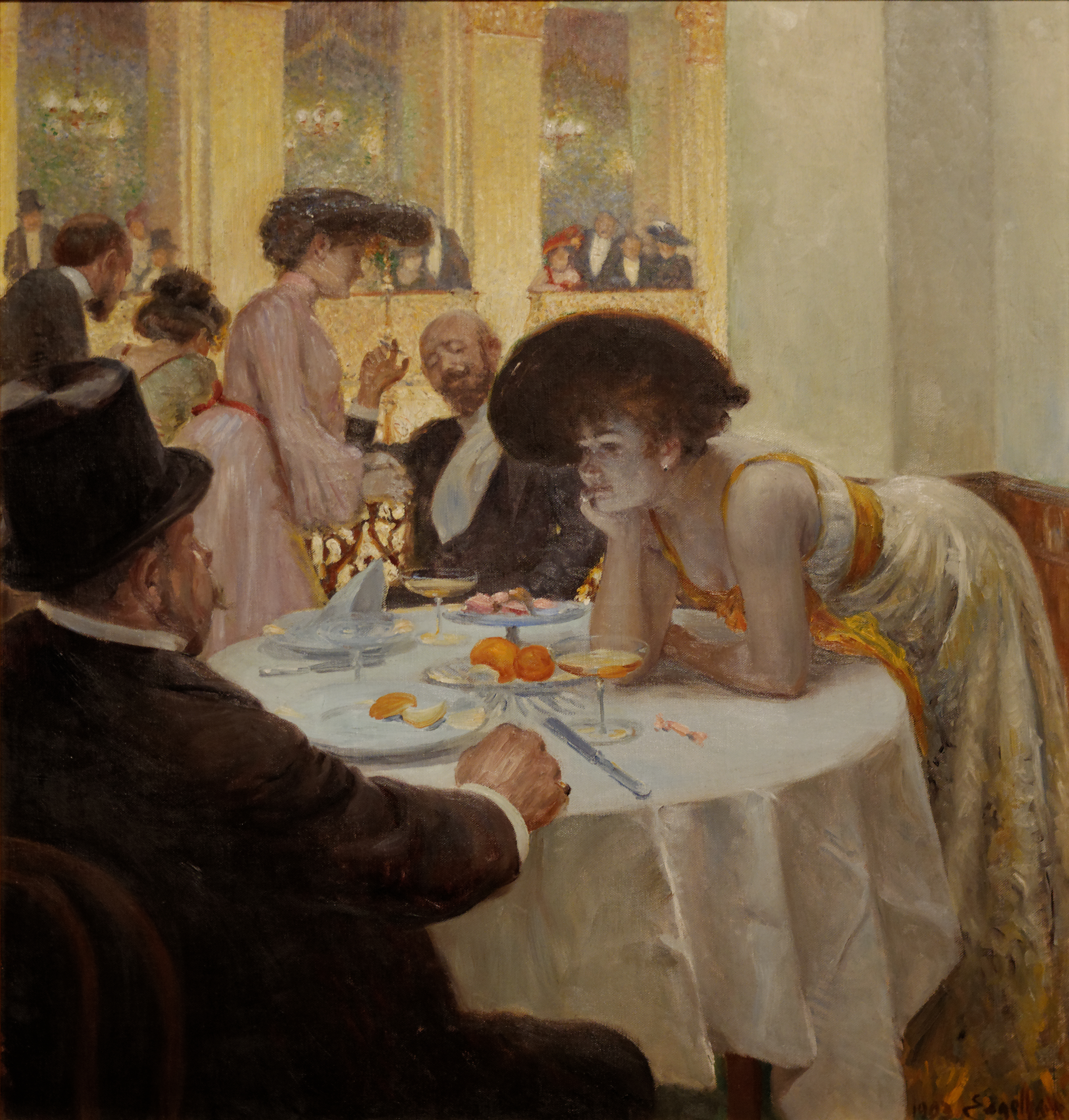
Josef Engelhart: Loge im Sophiensaal (1903)

Belle Époque (IPA: [bɛleˈpɔk], anhörenⓘ; französisch für „schöne Epoche“) ist ein nostalgisches, retrospektives Chrononym für eine von politischen, sozialen, wirtschaftlichen, technologischen, kulturellen und wissenschaftlichen Umbrüchen und Fortschritten geprägte Periode von etwa fünf Jahrzehnten. Sie umfasst die 1870er, 1880er, 1890er, 1900er und die frühen 1910er Jahre um die Wende vom 19. zum 20. Jahrhundert und wird hauptsächlich als eine lebensfrohe durch Frieden, wirtschaftliches Wachstum und Wohlstand gekennzeichnete Kulturepoche in Europa, insbesondere in Frankreich, dargestellt und interpretiert. In England entspricht diese Periode dem späten Viktorianischen Zeitalter und der Edwardianischen Epoche, in Österreich-Ungarn und Deutschland der Gründerzeit und in Deutschland zusätzlich dem Wilhelminismus, in den USA dem Gilded Age. Für die Zeit vor der Jahrhundertwende wird der Begriff Fin de Siècle („Jahrhundertende“) verwendet. All diese zeitgenössischen Epochenzuschreibungen kennzeichnen einen Zeitraum, der mehr in seiner Zerrissenheit als in seiner Ganzheitlichkeit begriffen werden kann.
Der Ausbruch des Ersten Weltkrieges im Jahr 1914 gilt allgemein als das Ende der Belle Époque.

## Begriff „Belle Époque“
Der zeitlich und räumlich zunächst unbestimmte Begriff der „schönen Zeit“ ist das Muster eines retrospektiven Epochenbegriffs – im Nachhinein erschaffen, um „die Welt, die wir verloren haben“ zu betrauern. Der Begriff schöpft aus verschiedenen Quellen imaginärer Referenzen und besitzt eine enorme Plastizität. Er wurde in Frankreich und anderswo seit den 1930er Jahren in unterschiedlichen Kontexten verwendet und vage auf das extravagante mondäne Leben von tonangebenden Pariser Schichten und die Blütezeit von Kunst und Kultur in den Jahren vor dem Beginn des Ersten Weltkriegs bezogen. Die Stadt Paris zog Künstler, Schriftsteller und Wissenschaftler aus aller Welt an und wurde zum Epizentrum kultureller und wissenschaftlicher Innovationen. Die Belle Époque ereignete sich im Wesentlichen auf den Boulevards, in den Cafés und Cabarets, den Ateliers und Galerien, den Konzertsälen und Salons von Paris. Aber auch andere europäische Metropolen wie Brüssel, Wien, Berlin, London, Sankt Petersburg und Mailand waren in dieser Zeit Hochburgen von Kunst, Kultur und Wissenschaft. Der Lebensstil und die Moden der mondänen Gesellschaft in diesen Metropolen dehnte sich darüber hinaus auch auf weitere Orte aus, insbesondere auf Kurorte, Seebäder und andere gehobene touristische Zentren in Europa, die von der gesellschaftlichen Oberschicht der Metropolen besucht wurde. In Frankreich waren es unter anderem Orte wie Aix-les-Bains, Deauville, Vichy, Biarritz und Dinard; in der Schweiz Montreux und Genf; in Österreich Salzburg und Bad Ischl; in Deutschland die Bäderstädte Wiesbaden, Baden-Baden und Bad Nauheim. Geprägt wurde das Bild der Belle Époque von einem mittleren und gehobenen Bürgertum, das vom technischen, wissenschaftlichen und wirtschaftlichen Fortschritt am meisten profitierte. Trotz der nach wie vor bestehenden großen Ungleichheiten imaginierte man (Belle Époque imaginaire), so Dominique Kalifa, dass die Armut zurückging, die Sitten weicher wurden, Wohlstand und Konsum stiegen und damit auch die Lebensfreude (Joie de vivre). Niemand war zwar so naiv zu glauben, dass diese Welt die Gesellschaft als Ganzes verkörperte, aber man wollte glauben, dass das Bild dieser Gesellschaft den Ton angab. Die Freizeit- und Unterhaltungsindustrie entwickelte sich rasant. Die Belle Époque galt als „Fest des Lebens“.

## Historischer Kontext
Der französische Schriftsteller Charles Péguy notierte in seinem 1913 erschienenen Essay L’Argent (Das Geld):

„Le monde a moins changé depuis Jésus-Christ qu’il n’a changé de puis trente ans.“

Dass sich die Welt in den vorangegangenen Jahrhunderten seit Jesus Christus weniger verändert habe als in den drei Jahrzehnten vor 1913 war ein weit verbreitetes Lebensgefühl in Europa Anfang des zwanzigsten Jahrhunderts. Die Belle Époque war eine Zeit des Übergangs, eine Zeit der Dekadenz und eine Zeit von radikalen Neuanfängen. Die Beschleunigung und Anhäufung von sozialen, wirtschaftlichen, politischen, technologischen, wissenschaftlichen und kulturellen Veränderungen, Umbrüchen und Innovationen in diesen Jahrzehnten war historisch beispiellos.

### Literatur und Theater

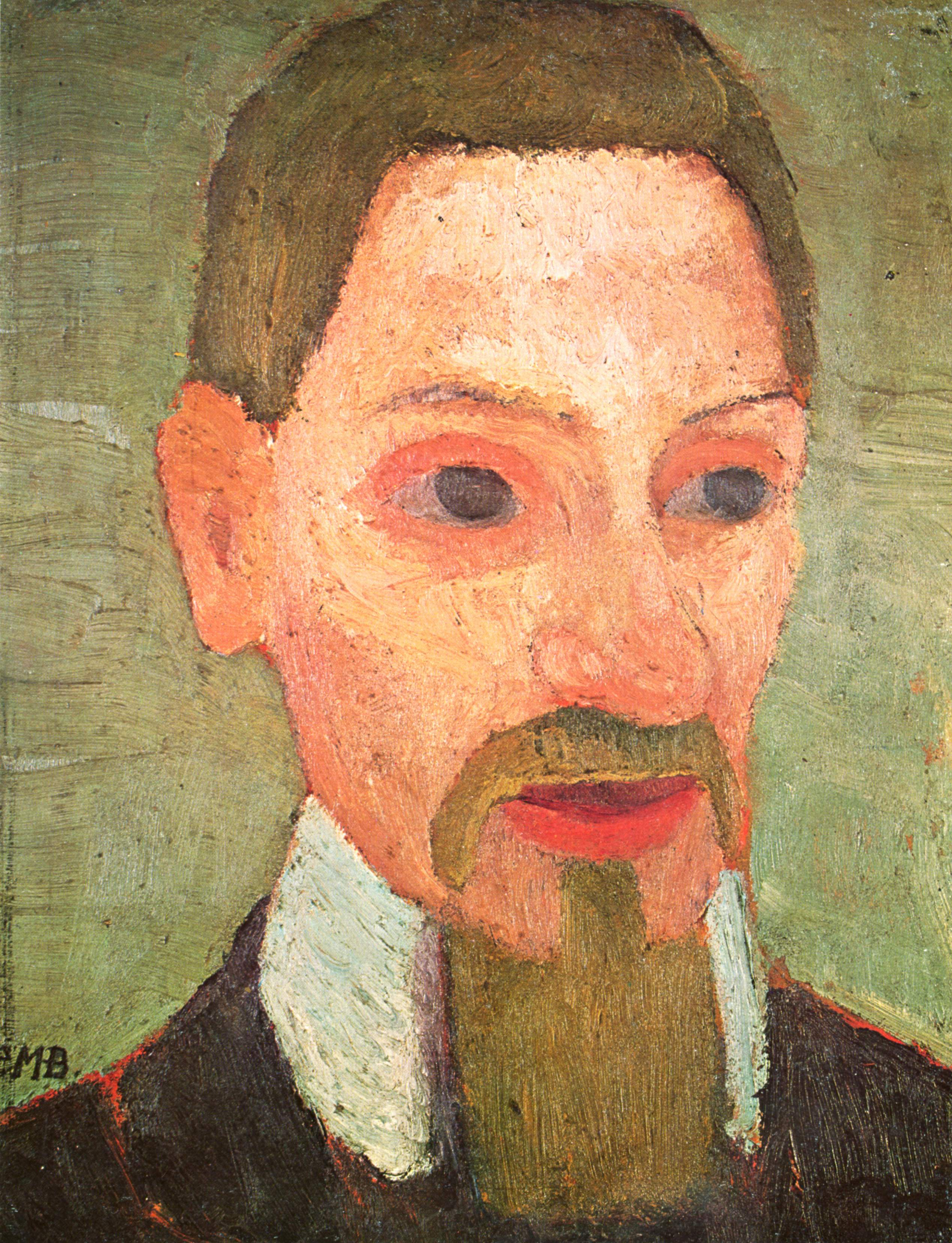
Paula Modersohn-Becker: Porträt Rainer Maria Rilke (1906)

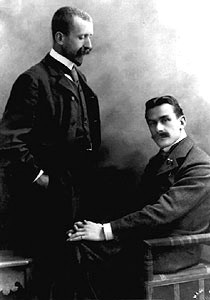
Heinrich und Thomas Mann Fotografie Atelier Elvira um 1902.

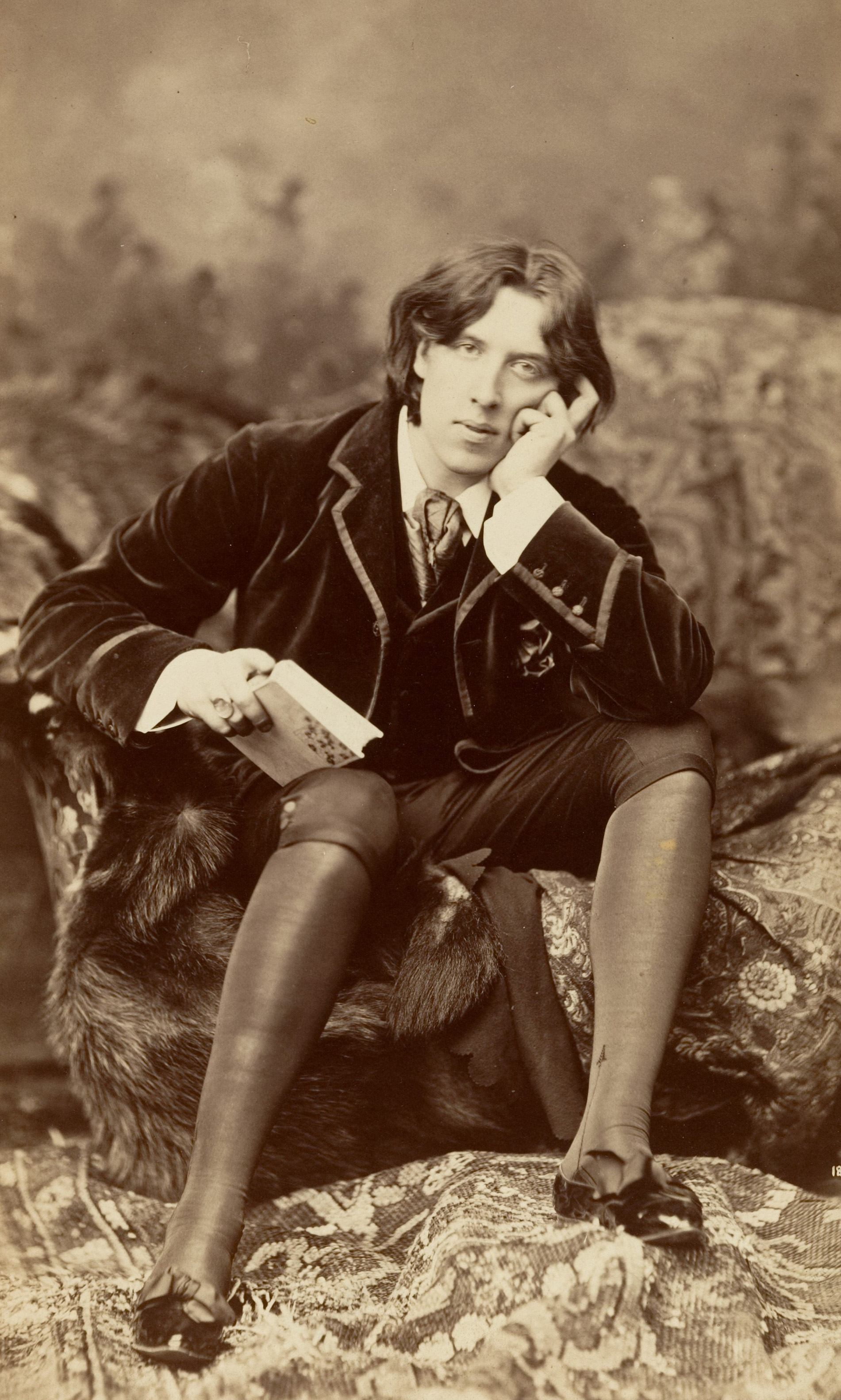
Oscar Wilde (1882)

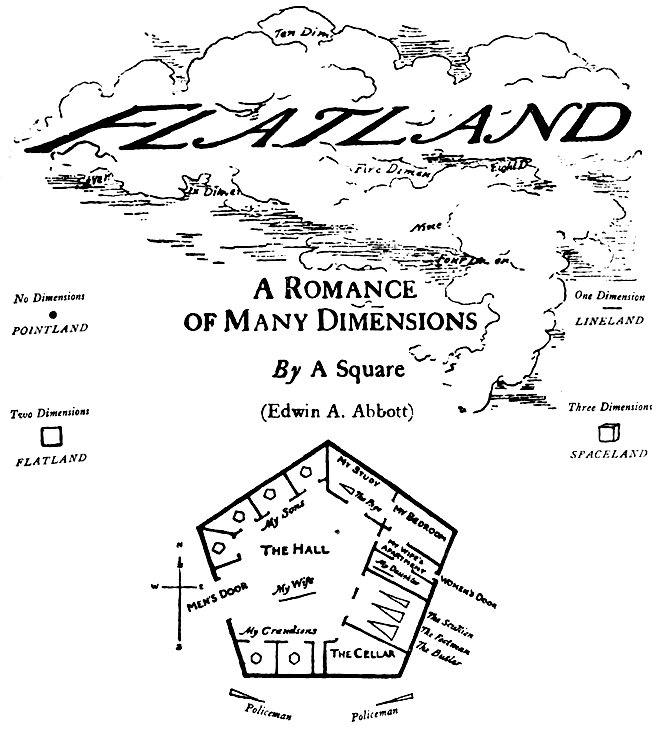
Flatland. A Romance of Many Dimensions. Titelseite der zweiten Auflage 1884

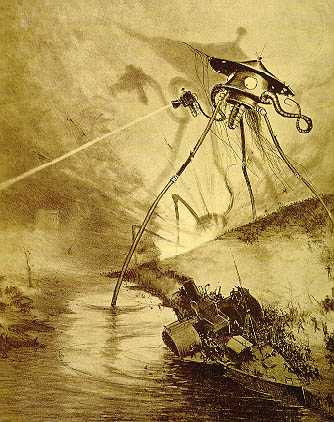
Angriff der Marsianer in Krieg der Welten, Buchillustration von Alvim Corréa, 1906

### Internationale Politik

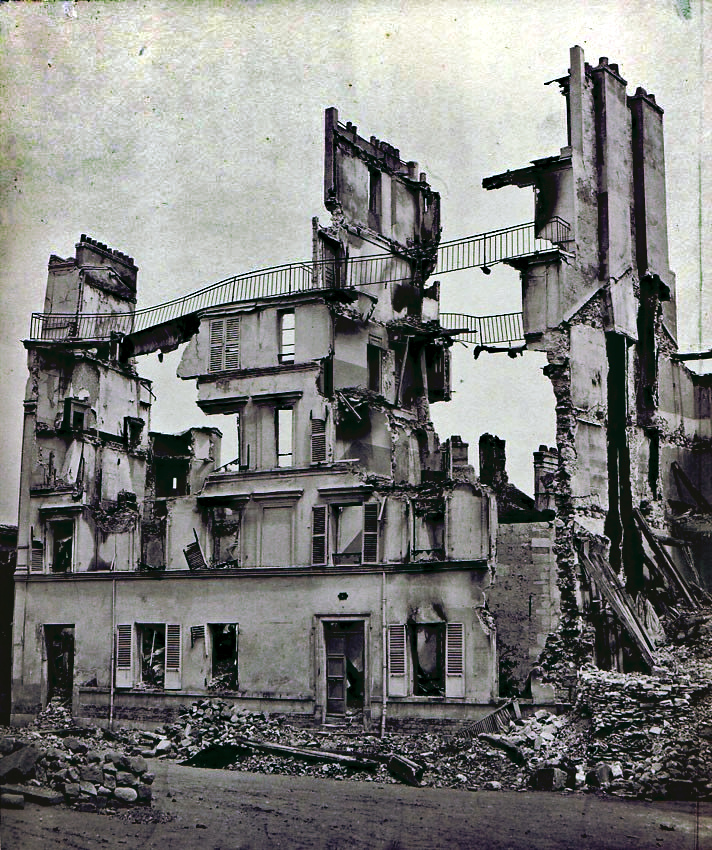
Deutsch-Französischer Krieg. Hausruine in Saint-Cloud, Fotoaufnahme zur Dokumentation der Kriegsschäden, um 1871 im Pariser Atelier von Adolphe Braun entwickelt

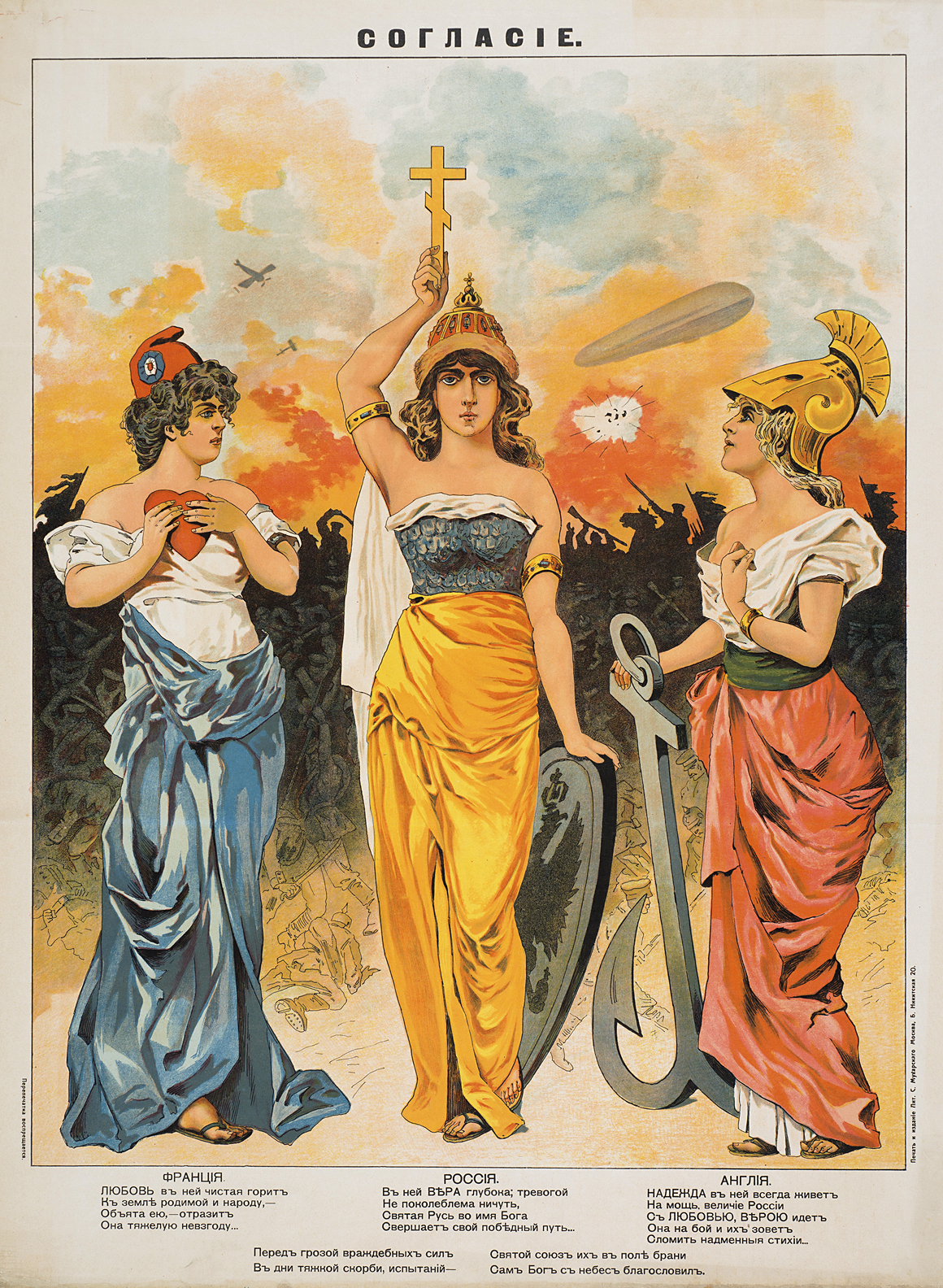
Triple Entente: Personifikationen Russlands (Mitte), Frankreichs (links) und Großbritanniens (rechts) auf einem russischen Poster (1914)

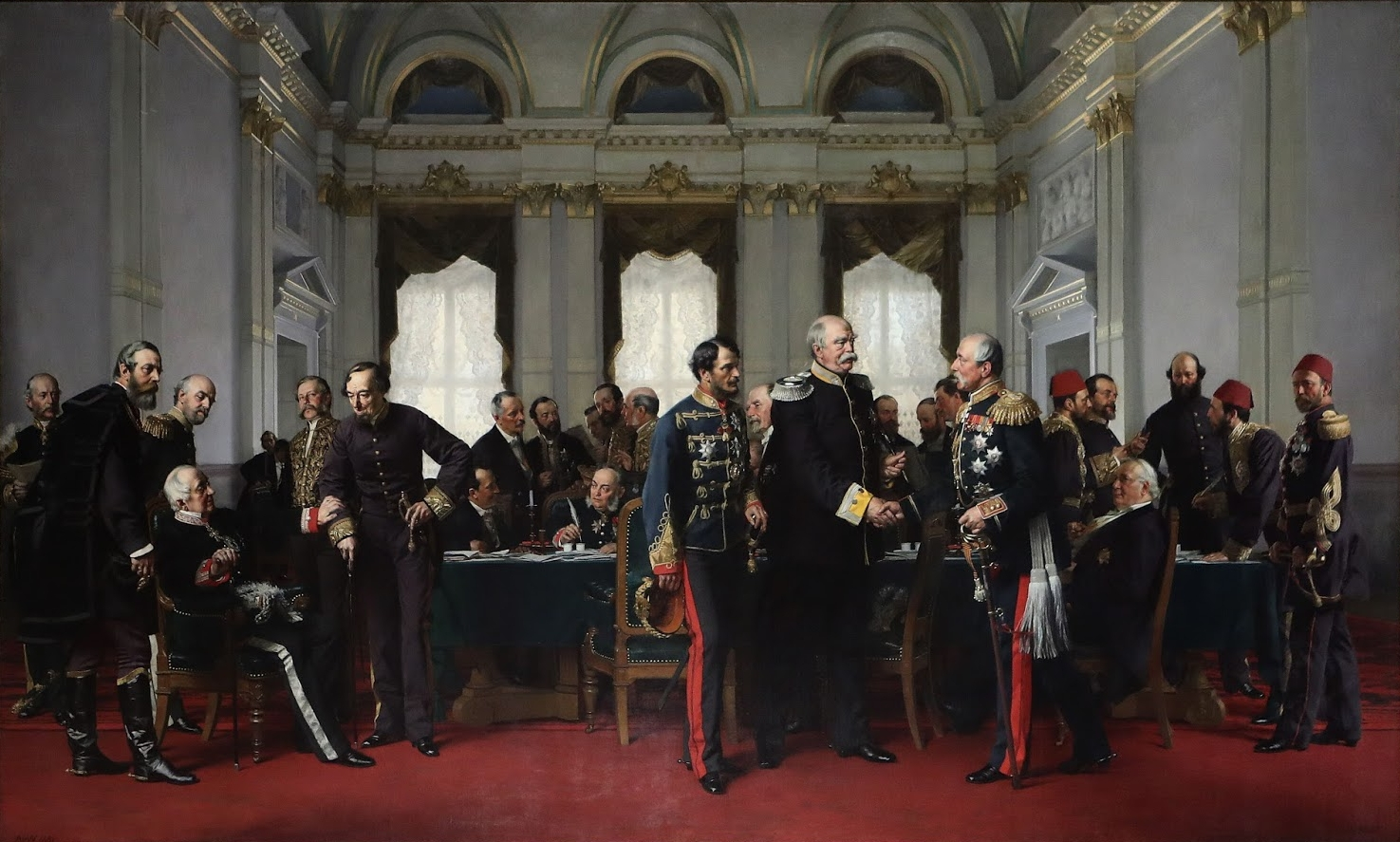
Anton von Werner: Der Kongreß zu Berlin - Schlusssitzung am 13. Juli 1878

Auf den Deutsch-Französischen Krieg von 1870/71 folgte eine ungewohnt lange Zeit des Friedens in Europa. Der Frieden ermöglichte einen nachhaltigen Aufschwung von Wirtschaft und Kultur in den europäischen Kernländern Vereinigtes Königreich, Frankreich, Belgien, Deutsches Reich, Italien und Österreich-Ungarn. In Österreich-Ungarn herrschte Kaiser Franz Joseph I. über einen Vielvölkerstaat, der jederzeit auseinanderzubrechen drohte. In Großbritannien wurde nach der 63-jährigen Herrschaft Queen Victorias, die 1901 starb, ein ganzes Zeitalter benannt.
Die Periode von 1870 bis 1914 war eine Zeit intensiver diplomatischer Aktivitäten in Europa. Die Mächte auf dem europäischen Kontinent versuchten, durch Bündnisse ihre Sicherheit zu gewährleisten, wobei sich Allianzen mehrmals änderten. Die Gründe für diese Bündnisse waren vielfältig und entsprachen geopolitischen Interessen, wirtschaftlichen Bedenken und dem Bedürfnis nach nationaler Sicherheit. Wichtige Bündnisse waren:
- Dreikaiserabkommen (1873): Ein lockerer Bund zwischen dem Deutschen Reich, Russland und Österreich-Ungarn. Ziel war es, das Gleichgewicht in Europa zu bewahren und radikalen Nationalismus oder Sozialismus zu verhindern.
- Zweibund (1879): Ein Verteidigungsbündnis zwischen dem Deutschen Reich und Österreich-Ungarn. Das Bündnis richtete sich ausdrücklich gegen Russland, mit dem beide Länder Spannungen hatten.
- Dreikaiserbund (1881): Eine Erneuerung des Dreikaiserabkommens zwischen Deutschland, Russland und Österreich-Ungarn. Ziel war es erneut, das Gleichgewicht in Europa zu erhalten und gemeinsame Interessen zu verfolgen.
- Dreibund (1882): Ein Militärbündnis zwischen dem Deutschen Reich, Österreich-Ungarn und Italien. Es war eine Erweiterung des Zweibunds. Das Bündnis war vor allem gegen Frankreich gerichtet, das mit dem Deutschen Reich wegen des Verlustes Elsass-Lothringens in Folge des Deutsch-Französischen Krieges (1870–1871) im Streit lag.
- Französisch-Russische Allianz (1894): Ein Militärbündnis zwischen Frankreich und Russland. Die beiden Länder schlossen sich zusammen, um sich gegen ein drohendes deutsches Machtzentrum in Europa zu wehren.
- Entente Cordiale (1904): Ein Abkommen zwischen Frankreich und Großbritannien, das eine Reihe von kolonialen Streitigkeiten klärte und den Weg für eine engere Zusammenarbeit gegen das Deutsche Reich ebnete.
- Triple Entente (1907): Ein Bündnis zwischen Großbritannien, Frankreich und Russland. Es war keine formelle Militärallianz, aber eine enge diplomatische Verständigung, die ausdrücklich gegen die Macht des Deutschen Reichs und seiner Verbündeten gerichtet war.

Die Entstehung dieser Allianzen wurde durch eine Kombination aus traditionellen geopolitischen Rivalitäten, wirtschaftlichen Interessen, kolonialen Bestrebungen und einer allgemeinen Unsicherheit in einer sich schnell verändernden internationalen Umgebung beeinflusst. Diese Allianzen trugen jedoch auch mit dazu bei, die Spannungen in Europa zu verschärfen und damit den Weg zum Ausbruch des Ersten Weltkrieges zu ebnen.
Ab den 1890er Jahren ist eine zunehmende Isolation des Deutschen Kaiserreiches in Europa zu beobachten, welche durch die Abkehr von der Politik des „ehrlichen Maklers“ und einer aggressiven militaristischen Rhetorik gekennzeichnet war. Das mangelnde Interesse des Deutschen Kaiserreichs an der Fortführung der Beziehungen zu Russland gab Frankreich die Möglichkeit, mit dem Zarenreich eine Defensivallianz zu bilden, womit es seine außenpolitische Isolation durchbrechen konnte. Deutschland konzentrierte sich hingegen auf die Beziehung mit Österreich-Ungarn, den Zweibund, der zu einem Dreibund mit Italien erweitert wurde. Dieser Dreibund zeigte jedoch schon 1896 mit der Annäherung des Königreichs Italien an die französische Republik erste Risse. Zwischen Frankreich und Großbritannien bestanden in den 1890er Jahren Spannungen aufgrund ihrer kolonialen Rivalität. Eine Annäherung beider Rivalen Frankreichs, dem britischen Königreich und Deutschland, scheiterte jedoch 1900, da sie sich nicht auf eine gemeinsame Koordination ihrer Flottenpolitik einigen konnten. So deuteten sich schon 1900 die beiden politischen Blöcke an, die später im Ersten Weltkrieg gegeneinander kämpfen sollten.
Nationalismus unterschiedlicher Schärfe war ein verbindendes Element unter den verschiedenen politischen Strömungen der europäischen Ländern in dieser Epoche. Neue Strömungen kamen auf, die einen „völkischen“ Nationalismus propagierten. Minderheiten wie Juden oder Einwanderer aus dem Ausland sollten dabei aus diesem Nationalverband ausgeschlossen bleiben.
Deutschland: Gründerzeit und Wilhelminismus

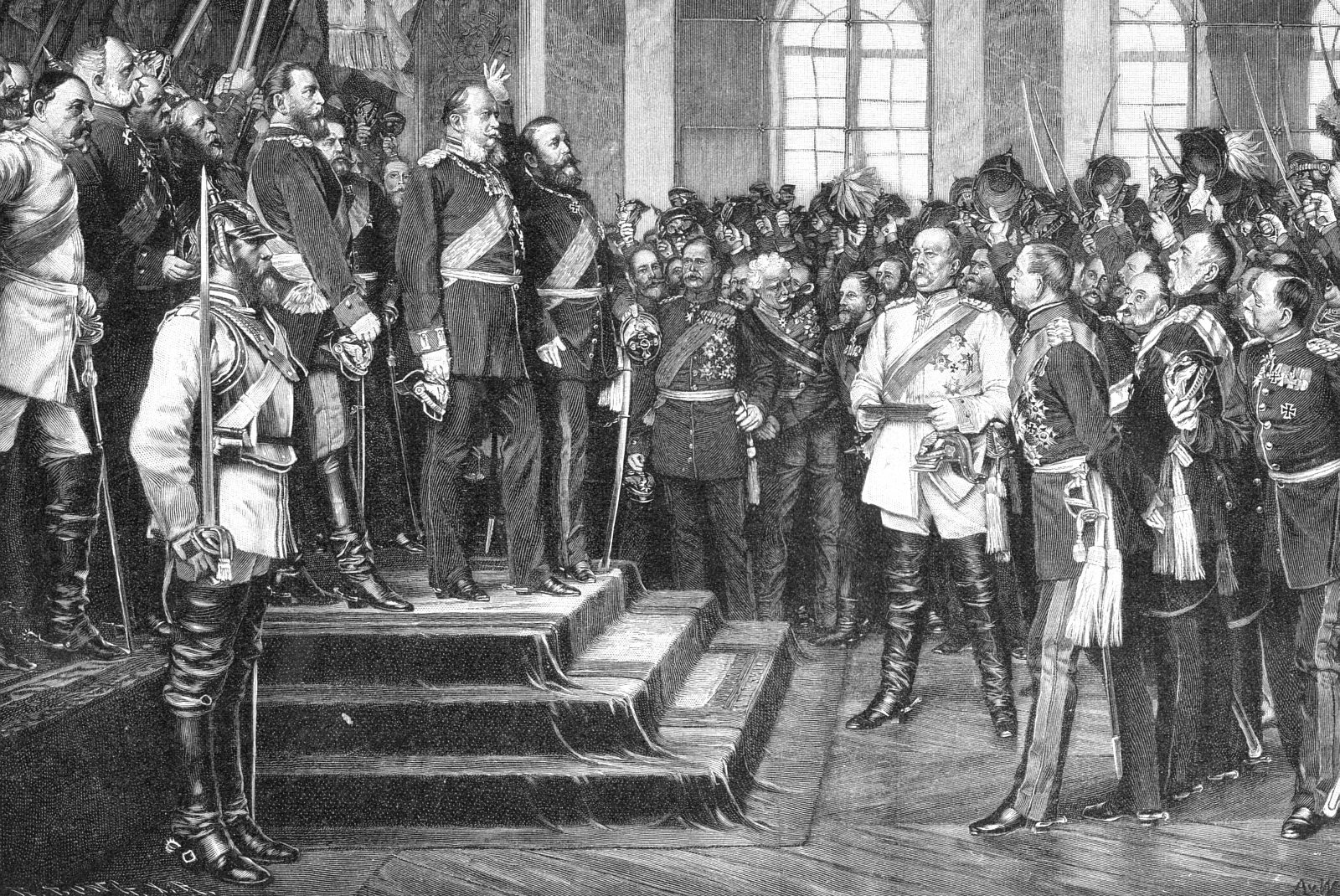
Deutsche Kaiserproklamation am 17. Januar 1871 im Spiegelsaal von Versailles

Im 1871 gegründeten Deutschen Kaiserreich herrschte nach dem Sieg im Deutsch-Französischen Krieg eine Epoche allgemeiner Aufbruchstimmung, die später als Gründerzeit beschrieben wurde. Von 1862 bis 1890 – mit einer kurzen Unterbrechung im Jahr 1873 – war Otto von Bismarck in Preußen Ministerpräsident, von 1867 bis 1871 zugleich Bundeskanzler des Norddeutschen Bundes. Von 1871 bis 1890 war er erster Reichskanzler des Deutschen Reiches, dessen Gründung er selbst maßgeblich vorangetrieben hatte. Nach der Reichsgründung eskalierte der sogenannte „Kulturkampf“ zwischen dem neuen protestantisch geprägten Nationalstaat und der römisch-katholischen Kirche. Diese Auseinandersetzung wurden bis 1878 beendet und 1887 diplomatisch beigelegt. Bismarck gilt als Vollender der deutschen Einigung und als Begründer des Sozialstaates der Moderne. In den späten 1870er Jahren leitete Bismarck die Schutzzollpolitik ein und griff zu staatsinterventionistischen Maßnahmen. Dazu zählte insbesondere die Schaffung des Sozialversicherungssystems. 1883 die Krankenversicherung, 1884 die Unfallversicherung, 1891 die Rentenversicherung. Parallel dazu riefen viele Unternehmen eine eigene betriebliche Sozialpolitik ins Leben.

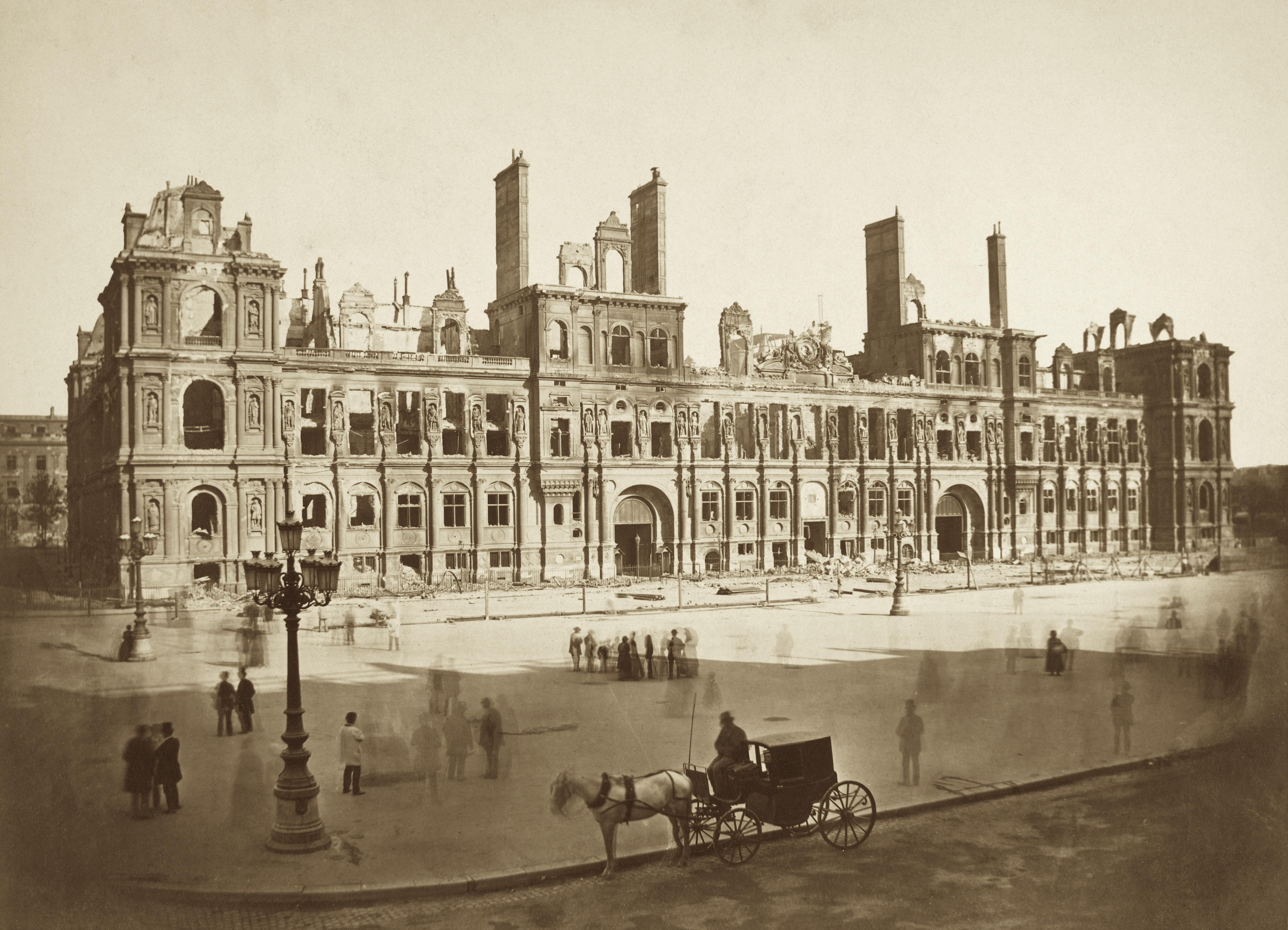
Das zerstörte Hötel de Ville (Pariser Rathaus) nach der Kommune (1871)

1888 kam es in Deutschland zum sogenannten Dreikaiserjahr: Nach dem Tod Kaiser Wilhelm I., der am 9. März 1888 im Alter von fast 91 Jahren in Berlin verstarb, folgte ihm sein ältester Sohn Kronprinz Friedrich Wilhelm als Kaiser Friedrich III. auf den Thron. Dieser starb jedoch bereits nach 99 Tagen Regentschaft am 15. Juni 1888 in Potsdam, woraufhin dessen ältester Sohn Friedrich Wilhelm als Wilhelm II. Kaiser des Deutschen Reiches und König von Preußen wurde. Wilhelm II. regierte bis 1918.

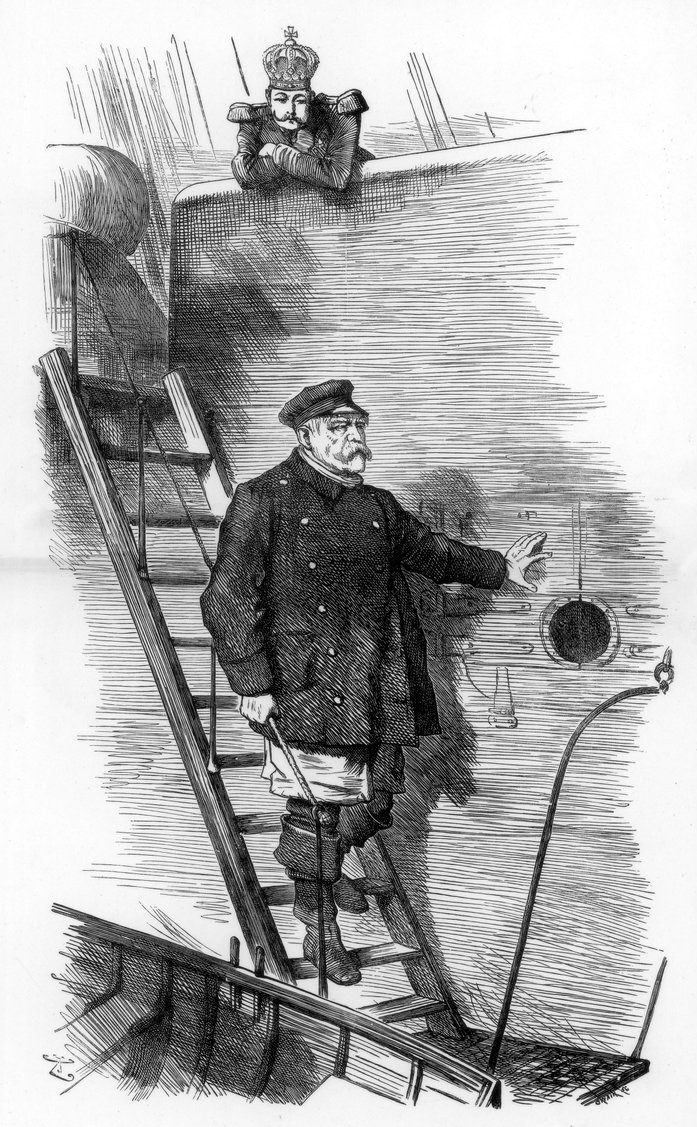
Der Lotse geht von Bord. Karikatur von Sir John Tenniel, abgedruckt im englischen Magazin Punch. Oben Kaiser Wilhelm II., Reichskanzler Otto von Bismarck muss das Schiff verlassen.

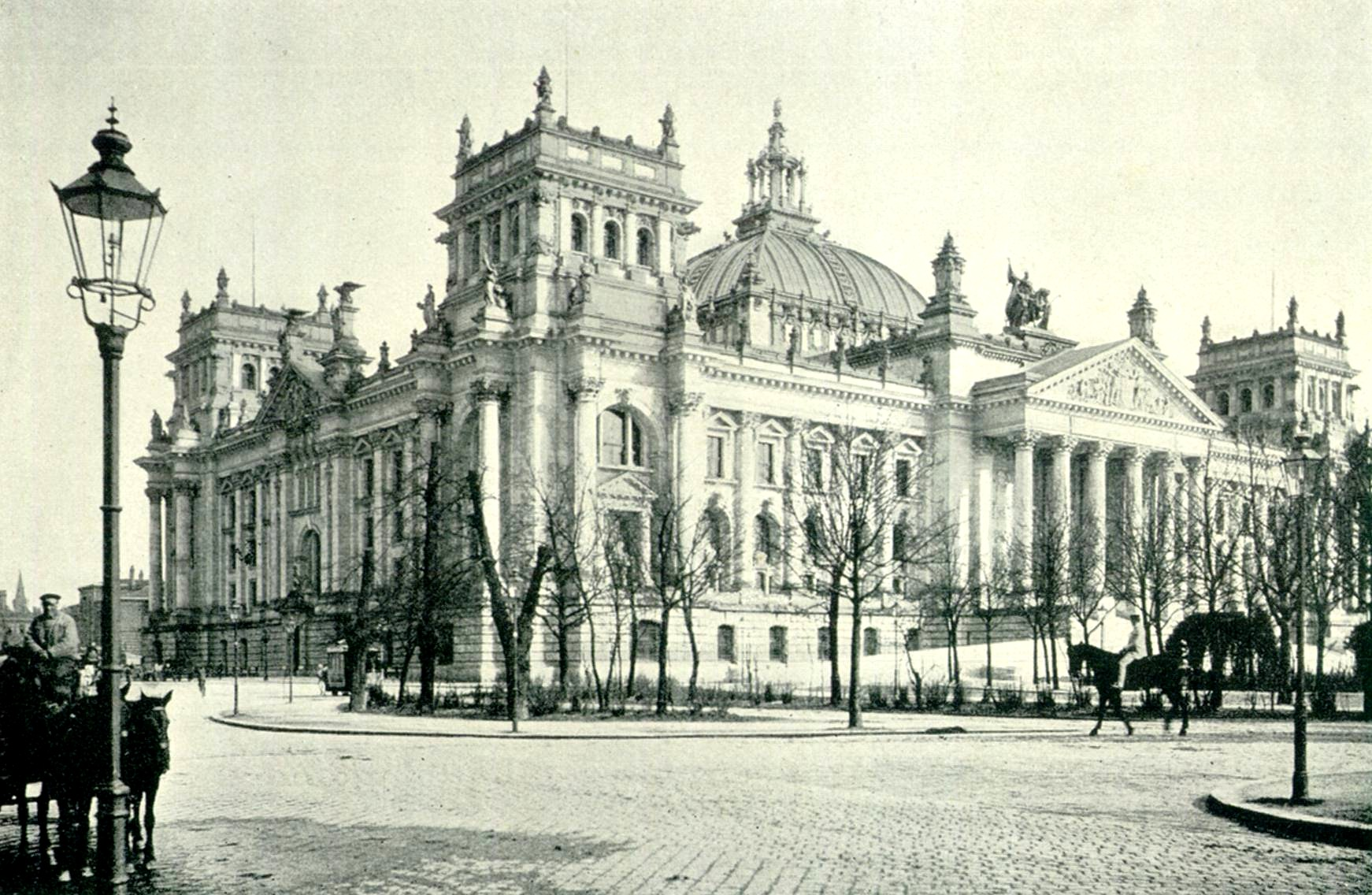
Reichstagsgebäude am Königsplatz in Berlin, um 1895.

1890 führten Meinungsverschiedenheiten mit dem seit knapp zwei Jahren amtierenden Kaiser Wilhelm II. zur Entlassung Bismarcks als Reichskanzler, Nachfolger wurde der politisch unerfahrene General Leo von Caprivi.

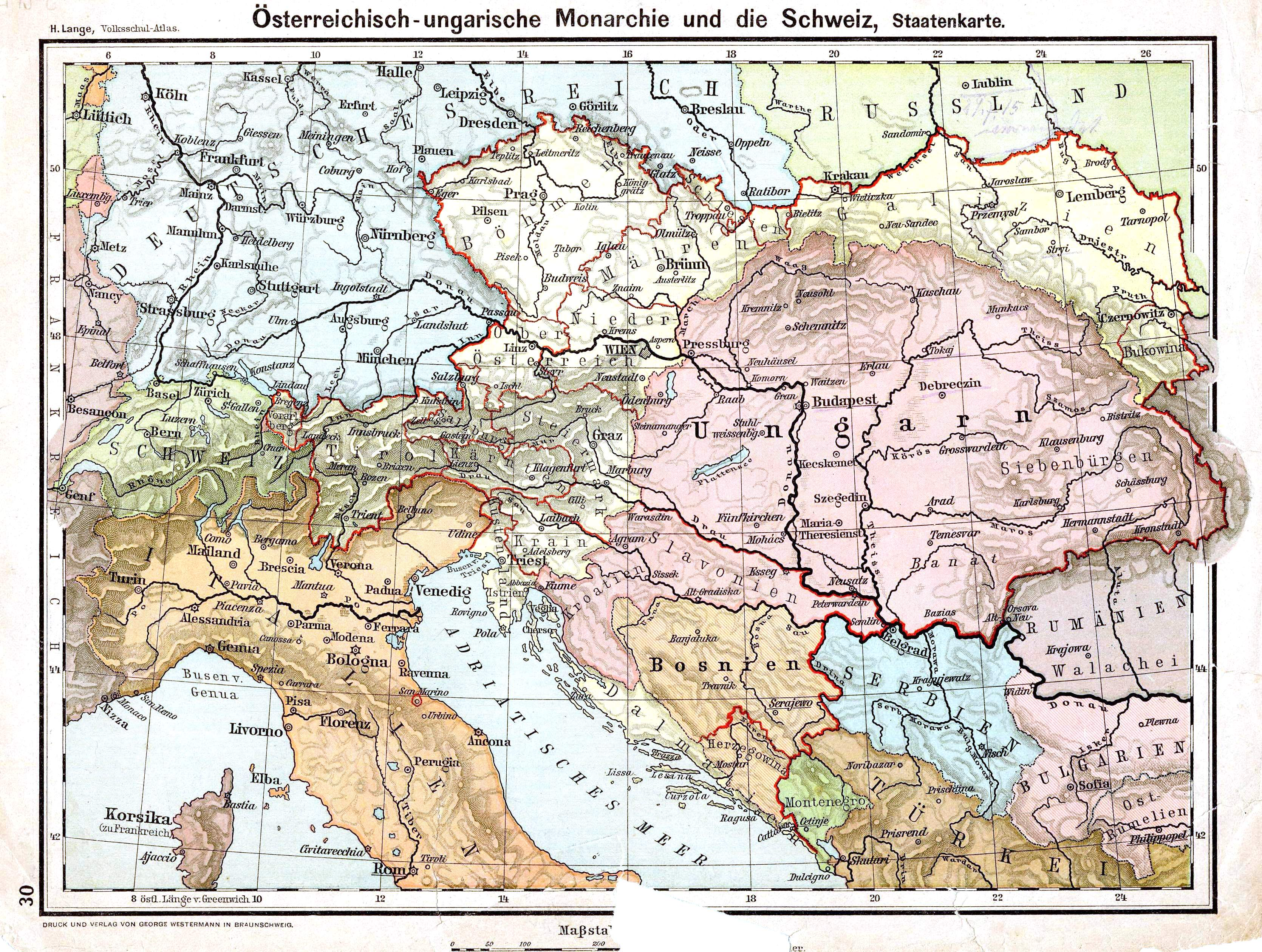
Österreich-Ungarn 1899

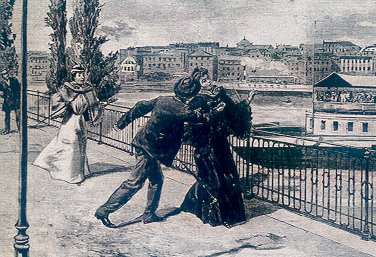
Das Attentat auf Kaiserin Elisabeth in Genf 1898.

Am 5. Dezember 1894 eröffnete Kaiser Wilhelm II. das Reichstagsgebäude in Berlin.
Die Politik Wilhelms II. beruhte auf dem im ostelbischen Junkertum verhafteten preußischen Militarismus und war, bedingt durch seine Ambitionen in der Blütezeit des Imperialismus, auch auf eine Etablierung Deutschlands als Weltmacht gerichtet, nachdem Deutschland Mitte der 1880er Jahre den Großteil seiner kolonialen Besitzungen in Afrika und der Südsee erworben hatte. Wilhelm war fasziniert von der Marine und bestrebt, sie massiv zu stärken. Dafür stand sein Satz: „Unsere Zukunft liegt auf dem Wasser.“ Dies spiegelte sich auch im alltäglichen Leben des Volkes wider: Knaben wurden in Matrosenanzüge gekleidet und sollten sich früh mit der Nation identifizieren, der Matrosenanzug wurde daher für alle Schichten der Gesellschaft als Kinderkleidung übernommen. Mädchen trugen dementsprechend Matrosenblusen mit blauen Faltenröcken oder ein entsprechendes Kleid, das später als Damen-Tennisdress erhalten blieb.
Am 28. März 1898 beschloss der deutsche Reichstag im Flottengesetz den Aufbau einer Schlachtschiffflotte und löste damit ein Wettrüsten zur See mit Großbritannien aus.
Am 1. Januar 1900 traten im Deutschen Reich das Bürgerliche Gesetzbuch (BGB) und das Handelsgesetzbuch (HGB) in Kraft.
1904 trat ein Kinderschutzgesetz in Deutschland in Kraft, das die Arbeit von Kindern unter 12 Jahren in allen gewerblichen Betrieben verbot. Allerdings wurde bereits 1906 die Arbeit von Kindern unter 10 Jahren in Familienbetrieben wieder erlaubt. 1908 wurde in Deutschland der Zehnstundentag eingeführt.
Frankreich: vom Zweiten Kaiserreich zur Dritten Republik
Nach der Niederlage im Deutsch-Französischen Krieg von 1870/71 zog sich der französische Kaiser Napoleon III. ins Exil nach England zurück. Die Niederlage hatte das Zweite Kaiserreich von Napoleon III. zum Einsturz gebracht und es den Radikalen der Pariser Kommune ermöglicht, für kurze Zeit die Macht zu übernehmen. In Paris kam es zu Gewaltausbrüchen und Chaos, während die französische Armee um die Rückeroberung der Stadt kämpfte. Zahlreiche bedeutende Gebäude wurden während der Kampfhandlungen in Brand gesetzt und teilweise oder vollständig zerstört, darunter der Tuilerienpalast und das Hôtel de Ville, das Pariser Rathaus. Im Juni 1871 wurde die Pariser Kommune gestürzt. Auf das Zweite Kaiserreich folgte in Frankreich die Dritte Republik. Die neue Regierung bemühte sich um die Wiederherstellung der Ordnung und den Wiederaufbau vieler Gebäude in Paris. Außenpolitisch hatte es die französische Regierung zunächst schwer, da der Kanzler des Deutschen Reiches, Otto von Bismarck, bis 1890 mit seiner Bündnispolitik für eine außenpolitische Isolierung Frankreichs sorgte, das als einzige große Republik in Europa mit dem Misstrauen der monarchischen Mächte in Europa zu kämpfen hatte.
Österreich-Ungarn
Mit einer Fläche von rund 676.000 km² war die Doppelmonarchie Österreich-Ungarn nach der Annexion Bosniens und der Herzegowina 1908 flächenmäßig das zweitgrößte (nach dem Russischen Reich) und mit 52,8 Millionen Menschen (1914) das bevölkerungsmäßig drittgrößte Land Europas (nach dem Russischen und dem Deutschen Reich). Als der Berliner Kongress 1878 Österreich-Ungarn die Okkupation Bosniens und der Herzegowina, beide formal weiterhin Bestandteile des Osmanischen Reiches, gestattete, wollten Österreich und Ungarn das neue Verwaltungsgebiet in ihren Staat eingliedern. Die salomonische Lösung bestand darin, dass Bosnien und Herzegowina weder zu Cis- noch zu Transleithanien geschlagen, sondern vom gemeinsamen Finanzministerium verwaltet wurden. Kaiser und König Franz Joseph I. war nach dem Ausgleich penibel darauf bedacht, seine beiden Monarchien gleich zu behandeln.
1898 wurde die österreich-ungarische Kaiserin Elisabeth in Genf von dem italienischen Anarchisten Luigi Lucheni ermordet. Als Reaktion auf die Tat fand vom 24. November bis 21. Dezember die Internationale Konferenz von Rom für die soziale Verteidigung gegen Anarchisten statt.
Schweizer Bundesstaat
Die neue schweizerische Bundesverfassung trat am 12. September 1848 in Kraft. Mit der neuen Verfassung wurde die Schweiz vom Staatenbund zum Bundesstaat geeint. Sie wurde im Juli und August 1848 vom Schweizer Volk (nur Männer) in kantonalen Abstimmungen mit 145'584 Jastimmen (72,8 %) gegen 54'320 Neinstimmen (27,2 %) angenommen. 1873 brach auch in der Schweiz in Folge des Unfehlbarkeitsdogmas des Ersten Vatikanischen Konzils der «Kulturkampf» zwischen dem Staat und der katholischen Kirche aus. Es ging primär um den Einfluss der Kirche im neuen liberal-säkularen Staatswesen. Starke Spannungen zwischen der röm.-katholischen Kirche und den liberalen Kantonen gab es im Bereich des Bistums Basel, besonders im vom reformierten Bern beherrschten katholischen Nord-Jura. Die Konflikte verschärften sich, bis der Bundesrat im Dezember 1873 die diplomatischen Beziehungen zum Vatikan abbrach.
1870/71 machte der Deutsch-Französische Krieg eine Grenzbesetzung unter General Hans Herzog erforderlich. Im Februar 1871 überquerten unter den Augen der Schweizer Armee etwa 87 000 Mann der geschlagenen französischen «Bourbaki-Armee» in den Kantonen Neuenburg und Waadt die Grenze und wurden interniert. Die Aufnahme und Pflege der entkräfteten Soldaten stellte die größte humanitäre Aktion dar, welche die Schweiz je durchgeführt hat. (siehe Schweiz im Deutsch-Französischen Krieg).
Insbesondere seit den 1870er Jahren wurde die Schweiz zu einem Zentrum der anarchistischen Strömung der internationalen Arbeiterbewegung. Dazu gehörten Personen wie z. B. Michail Bakunin, Peter Krapotkin oder Johann Most, aber auch unorganisierte Anarchisten wie der Mörder der Kaiserin Elisabeth von Österreich-Ungarn, Luigi Lucheni.
1897 fand in Basel unter der Leitung von Theodor Herzl der erste Zionistische Weltkongress statt. Als Sitz des Roten Kreuzes wurde Genf zu einer Metropole mit internationaler Ausstrahlung und zog bis ins 20. Jahrhundert weitere wichtige internationale Organisationen an.(siehe Liste der internationalen Organisationen in Genf).
1907 unterzeichnete die Schweiz das Haager Abkommen über Rechte und Pflichten von neutralen Staaten im Krieg. Das Abkommen untersagt neutralen Ländern, u. a. kriegsführende Staaten mit Truppen, Waffen oder Munition zu versorgen. Darauf basiert auch das Schweizer Kriegsmaterialgesetz. Das bedeutendste Recht aus dem Abkommen ist das Recht auf Unverletzlichkeit des eigenen Territoriums.(siehe Neutralität der Schweiz)
Königreich Italien
Während einer langen liberaleren politischen Phase stieg das Königreich Italien unter König Umberto I. 1878 zur Großmacht auf. Italien beteiligte sich ab den 1880er Jahren am kolonialen Wettlauf um Afrika und führte mehrere Kolonialkriege in Ostafrika sowie von 1911 bis 1912 einen Krieg um das spätere Italienisch-Libyen gegen das Osmanische Reich. 1882 wurde mit dem Deutschen Reich und Österreich-Ungarn die Allianz des Dreibundes geschlossen. Zu Beginn des 20. Jahrhunderts wandelte sich Italien von einem Agrarstaat, ähnlich wie Frankreich und Österreich-Ungarn, zum bedeutendsten Industrieland des Mittelmeerraums. Unter Umbertos Nachfolger Viktor Emanuel III. kam es ab 1900 in den großen industriellen Ballungszentren Oberitaliens zum Aufstieg einer organisierten Arbeiterschaft und des Bürgertums sowie zum Entstehen von Massenverbänden und -parteien. Im Süden Italiens hielt der wirtschaftliche Aufschwung dagegen nur langsam Einzug. Mit Beginn des Ersten Weltkriegs erklärte Italien seine Neutralität, trat aber nach dem Londoner Vertrag von 1915, in dem umfassende territoriale Zugeständnisse gemacht wurden, an der Seite der Entente in den Krieg ein.
Vereinigtes Königreich von Großbritannien und Irland

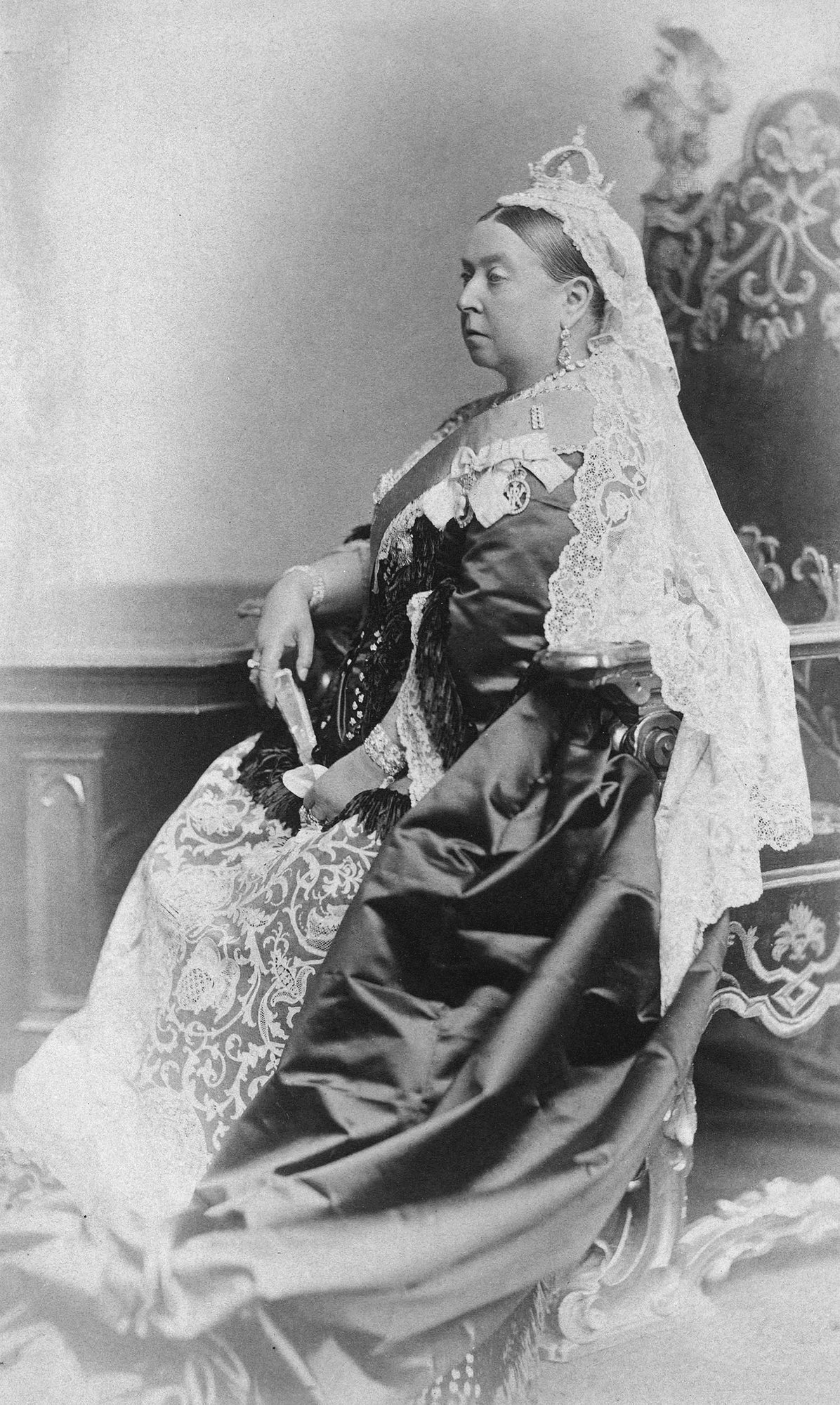
Königin Victoria anlässlich ihres 50. Thronjubiläums 1887

Zum Zeitpunkt seines Bestehens war das Vereinigte Königreich Großbritannien und Irland das größte Kolonialreich der Erde und nach dem Ende der Napoleonischen Ära bis zum Ersten Weltkrieg die führende Weltmacht. Das Vereinigte Königreich umfasste die vier Landesteile England, Wales, Schottland und Irland. Unter der Herrschaft des Vereinigten Königreichs waren zudem Dominions, Kronkolonien, Protektorate, Mandatsgebiete und sonstige abhängige Territorien auf allen Kontinenten vereint. Die Außenpolitik des Königreichs war vom Prinzip der splendid isolation geprägt: Andere Mächte waren durch Konflikte in Europa gebunden, während die Briten sich aus diesen Konflikten heraushielten und durch die Konzentration auf den Handel ihre Vormachtstellung weiter ausbauten. Das Königreich übte nicht nur die Kontrolle über eigene Kolonien aus, sondern beeinflusste dank seiner führenden Position in der Weltwirtschaft auch die Innenpolitik zahlreicher nominell unabhängiger Staaten.

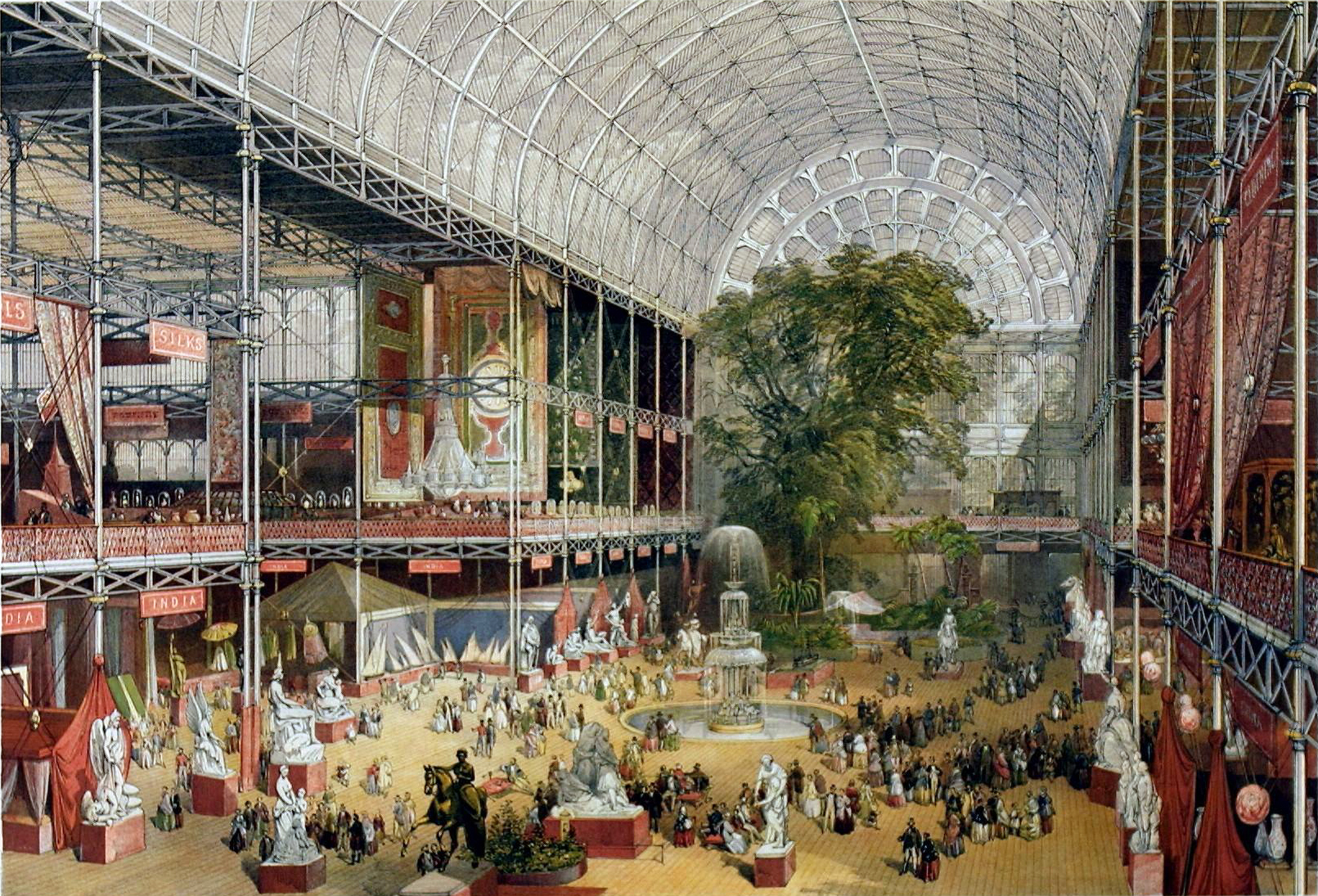
Innenansicht des neuartigen, zur Weltausstellung von 1851 errichteten „Kristallpalasts“

Als Viktorianisches Zeitalter (auch Viktorianische Epoche, Viktorianische Ära) wird in der britischen Geschichte der lange Zeitabschnitt der Regentschaft Königin Victorias von 1837 bis 1901 bezeichnet. Während des Viktorianischen Zeitalters florierte Großbritanniens Wirtschaft. Das lag vor allem daran, dass die industrielle Revolution nun auch im Bergbau und Maschinenwesen ihre Folgen zeigte und Großbritannien lange Zeit einen technologischen Vorsprung gegenüber anderen Ländern sicherte. Besonders der Ausbau des Eisenbahnnetzes hatte weitreichende Auswirkungen.
Der Erwerb von Kolonien hatte, neben der Sicherung von Rohstoffen und Absatzmärkten, auch ideologische Gründe. Man betrachtete die Neuordnung „unzivilisierter“ Verhältnisse, ebenso wie die Missionierung, als Aufgabe. Nach dem erneuten Amtsantritt des britischen Premierministers Benjamin Disraelis 1874 begann die „Ära des (neuen) Imperialismus“. Zwar besaß Großbritannien zu dieser Zeit bereits ein großes Kolonialreich, stand aber nunmehr in starkem Wettbewerb mit anderen Kolonialmächten. Das Sendungsbewusstsein nahm in der Politik wie in der Massenpresse rassistische und jingoistische Züge an, ohne Selbstverwaltungen zu erwägen. Nachfolgende liberale Regierungen bemühten sich ebenfalls um eine – zunehmend defensive – Sicherung des Britischen Weltreichs. Allerdings unterlag die Politik vor Ort oftmals keiner zentralen Strategie, sondern wurde maßgeblich von den jeweiligen Gouverneuren bestimmt. In den 1890er Jahren übernahm der Staat die koloniale Erwerbspolitik vollständig, die vorher auch von privaten Gesellschaften getragen worden war.
Russisches Kaiserreich

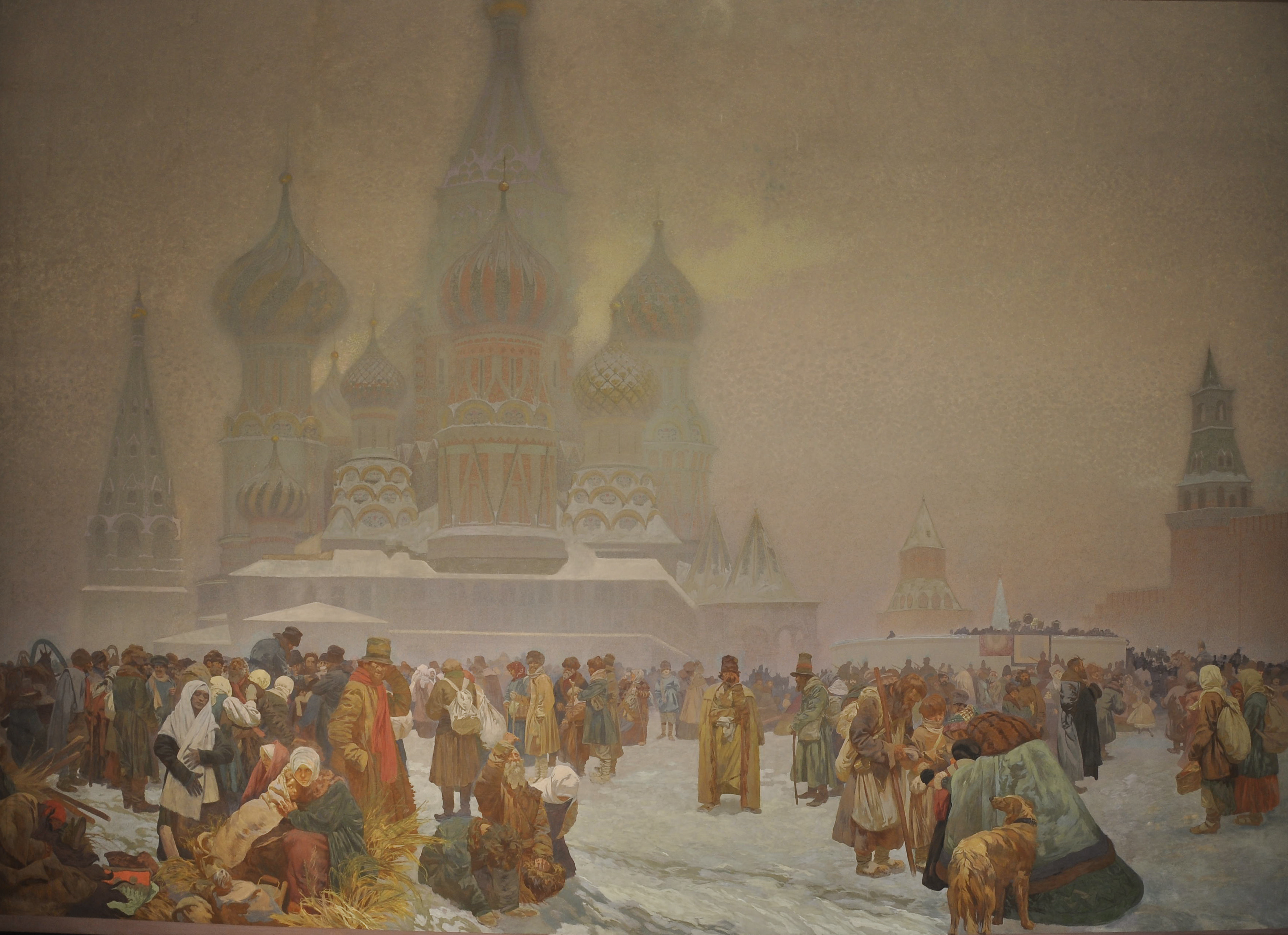
Abschaffung der Leibeigenschaft in Russland (Bild von 1914 aus dem Slawischen Epos von Alfons Mucha)

Zur Zeit seiner größten Ausdehnung Mitte des 19. Jahrhunderts war das Territorium des Russischen Kaiserreichs das drittgrößte Reich der Weltgeschichte (nach dem Britischen Weltreich und dem Mongolischen Reich).

Zar Alexander II. nahm weitreichende Reformen in Angriff, nachdem die Rückständigkeit Russlands während des Krimkrieges deutlich geworden war. 1861 wurde die Leibeigenschaft aufgehoben sowie das Justizwesen und die kaiserlich russische Armee reformiert. Alexander setzte diese Reformen gegen große Widerstände durch. 1867 verkaufte er Alaska an die USA.

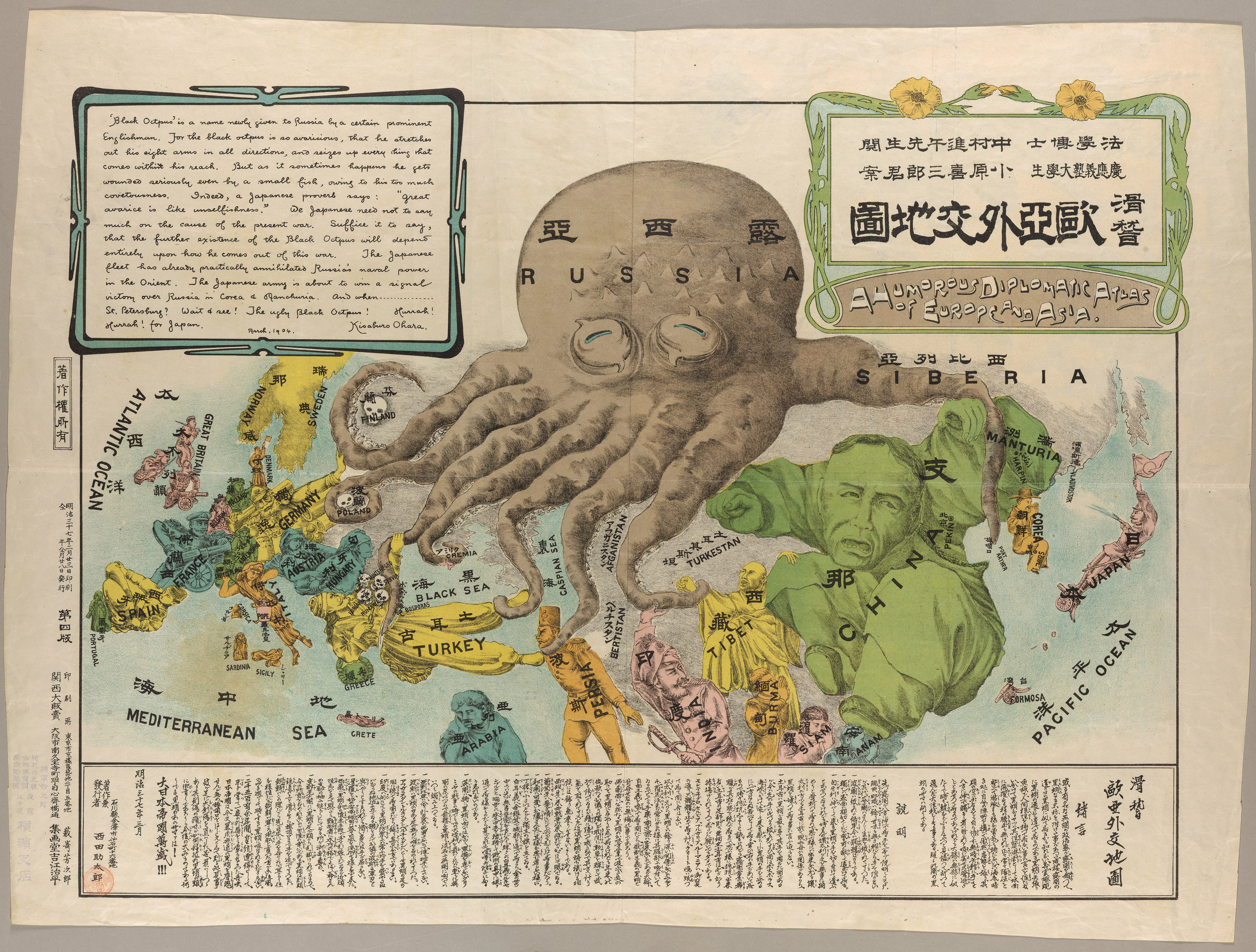
Russland als Krake: antirussische japanische Karikatur aus dem Jahr 1904

Nach dem Türkisch-Russischen Krieg 1877–1878, in dessen Verlauf Russland die Unabhängigkeit Bulgariens vom Osmanischen Reich erreichte, verbreitete sich die Idee des Panslawismus, der kulturellen, religiösen und politischen Vereinigung aller slawischen Völker in Europa unter russischer Herrschaft. Der Frieden von San Stefano bestimmte die sofortige Unabhängigkeit von Serbien, Montenegro und Rumänien. Bulgarien sollte neben den Vilâyet Tuna, um die osmanischen Provinz Edirne sowie große Teile der Landschaft Makedonien bis an die Ägäis, die Teil der Provinzen Saloniki, Manastır und Prizren waren, ausgedehnt werden. Der neugeschaffene bulgarische Staat sollte zwei Jahre unter russischer Besatzung stehen und anschließend ein autonomes, aber dem Osmanischen Reich tributpflichtiges Fürstentum werden. Russland sollte in Europa Teile von Bessarabien (für die Rumänien mit der Dobrudscha entschädigt werden sollte) und in Kleinasien Teile von Armenien sowie die osmanischen Provinzen Kars, Batum und Ardahan erhalten. Die europäischen Mächte wollten diesen Diktatfrieden aber nicht akzeptieren. Mit der Schaffung des großbulgarischen Fürstentums hatte Russland den Vertrag von Budapest mit Österreich-Ungarn gebrochen, das daher eine Revision des Vertrags von San Stefano forderte. Auch Großbritannien wollte mit allen Mitteln verhindern, dass Russland – wie im Frieden von San Stefano festgelegt – über den Satellitenstaat Bulgarien Zugang zum Mittelmeer erhielt, und versprach dem Osmanischen Reich in der Konvention zur Verteidigungsallianz zwischen Großbritannien und der Türkei in Istanbul vom 4. Juni 1878 gegen die Abtretung von Zypern Beistand. Die drohende Kriegsgefahr konnte durch die Einberufung des Berliner Kongresses gebannt werden, der den Frieden von San Stefano praktisch komplett zu Lasten Russlands und Bulgariens revidierte.
Nach der Ermordung seines Vaters 1881, folgte Alexander III. auf den Zarenthron. Alexander III. schlug einen reformfeindlichen Kurs ein und regierte streng autokratisch, wobei er sich vor allem auf die Armee und auf die Geheimpolizei, die Ochrana, stützen konnte. Die Armee nahm im Inneren Russlands traditionell auch Polizeiaufgaben wahr. Alexanders Sohn Nikolaus II., der ihm 1894 auf den Thron folgte, setzte dessen Politik fort.
In diese Epoche fiel auch die Erschließung des russischen Ostens. Von 1891 bis 1901 wurde die Transsibirische Eisenbahn zwischen Wladiwostok und Tscheljabinsk gebaut, die den Westen und den Osten des Reiches miteinander verbinden sollte, wodurch auch die Besiedlung Sibiriens begünstigt wurde. 1896 erhielt Russland durch den Bau einer Abzweigung, der Transmandschurischen Eisenbahn, Einfluss auf die Mandschurei, was aber zu kollidierenden Interessen mit Japan führte; beide suchten sich auf Kosten Chinas zu vergrößern.
Der Russisch-Japanische Krieg um Einfluss in der Mandschurei und Korea begann im Februar 1904 mit dem Angriff des Japanischen Kaiserreichs auf den Hafen von Port Arthur und endete nach einer Reihe verlustreicher Schlachten im Sommer 1905 mit der Niederlage des Russischen Kaiserreichs. Der Krieg wurde dabei weitgehend auf dem Territorium des nicht an den Kämpfen beteiligten Chinas ausgetragen. Der unter US-amerikanischer Vermittlung ausgehandelte Friedensvertrag von Portsmouth vom 5. September 1905 besiegelte den ersten bedeutsamen Sieg einer asiatischen über eine europäische Großmacht in der Moderne. Der Russisch-Japanische Krieg wird als ein Vorläufer des Ersten Weltkriegs betrachtet, weil hier zahlreiche militärtechnische Neuerungen erstmals in einem Krieg in großem Maßstab eingeführt wurden: Der Grabenkrieg mit Maschinengewehrstellungen und Stacheldraht, Gefechtsfeldbeleuchtung, Feldtelefon und Hochsee-Funktelegraphie. Massenangriffe mit aufgepflanztem Bajonett endeten tödlich gegenüber einem Gegner, der über Maschinengewehre verfügte. Die Japaner, die nach den Infanterieregeln des 19. Jahrhunderts kämpften, mussten deshalb hohe Verluste hinnehmen. Im Russisch-Japanische Krieg wurde die strategische Bedeutung der Eisenbahn deutlich, als die Transsibirische Eisenbahn nicht rechtzeitig und nicht ausreichend russische Truppen zuführen konnte. Die Analyse der Seegefechte trug erheblich zur Entwicklung der sogenannten Großkampfschiffe oder Dreadnoughts und damit zu einem neuerlichen Wettrüsten bei.
In Kischinew/Russland kam es 1903 zu dreitägigen Massenpogromen von russischen Christen gegen Juden, bei denen die Polizeikräfte nicht eingreifen. Nach internationalen Protesten erklärte das russische Innenministerium die Judenverfolgung mit deren sozialistischen Aufruhr gegen Zar Nikolaus II. Journalisten vermuteten eher eine Sündenbock-Politik angesichts der Wirtschaftsmisere, der weitverbreiteten Armut und wachsenden Arbeiterunruhen in Russland.
Die 1883 gegründete Sozialdemokratische Arbeiterpartei Russlands spaltete sich auf einem Exilparteitag, der 1903 in Brüssel stattfand, in Bolschewiki („Mehrheitler“) und Menschewiki („Minderheitler“).
Der Russisch-Japanische Krieg und der Petersburger Blutsonntag führten zur Russischen Revolution 1905 und zur Einberufung der ersten Duma, so stimmte Zar Nikolaus II. im Oktobermanifest der Schaffung einer Staatsduma als zweiter Kammer neben dem Reichsrat zu. Die Maßnahmen, mit denen die Regierung des Zaren die Revolutionäre zu besänftigen versuchte, wurden jedoch bald wieder zurückgenommen, weshalb die Revolution als gescheitert angesehen werden kann.
Der Aufstieg der USA zur Weltmacht

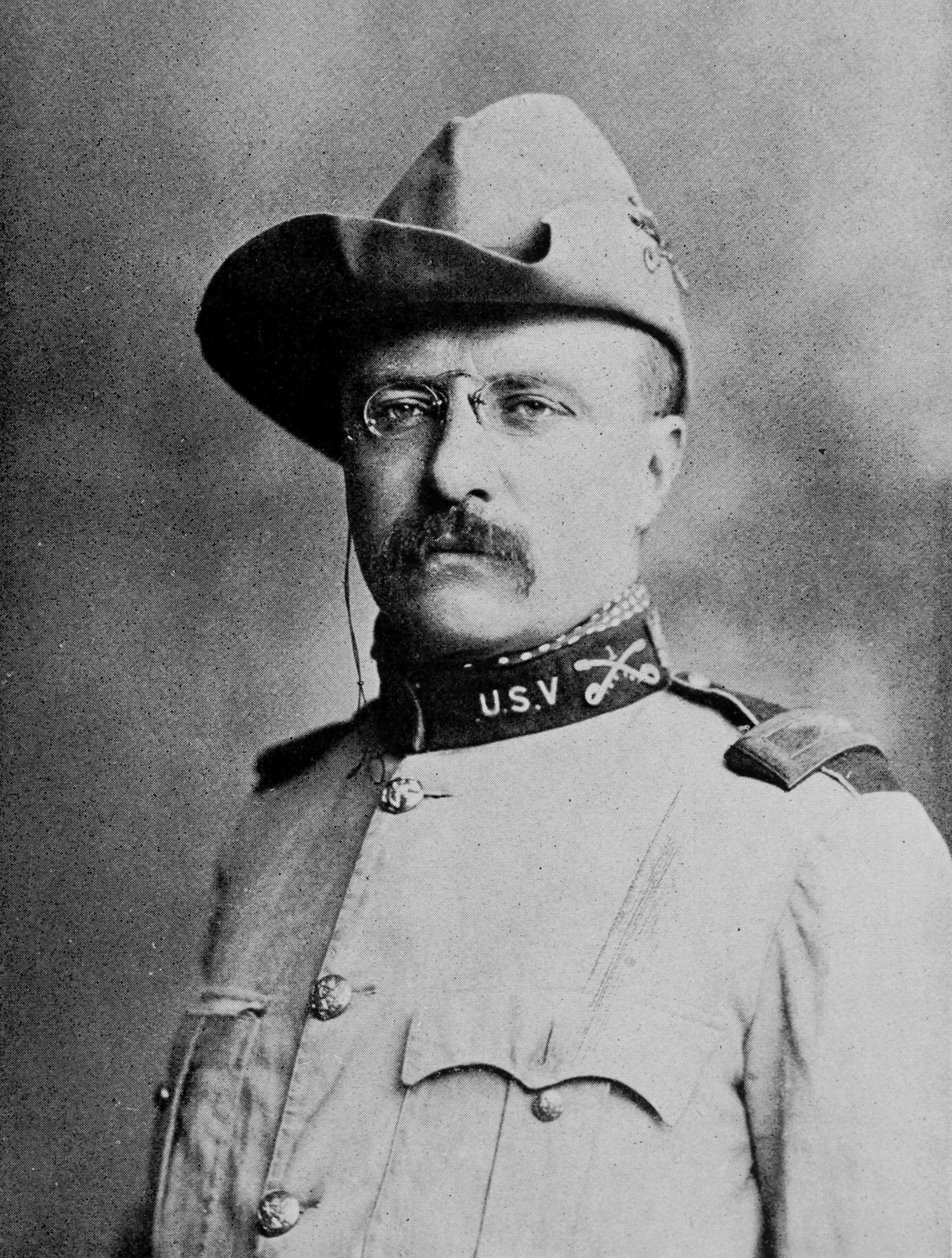
Theodore Roosevelt während des Spanisch-Amerikanischen Krieges 1898

Auf der internationalen Bühne brachte kein anderer Vorgang solch weitreichende Konsequenzen mit sich wie der Aufstieg der USA nach dem amerikanischen Bürgerkrieg Ende des 19. Jahrhunderts. Um 1870 waren die USA eine allgemein respektierte Wirtschaftsmacht ohne größeren Einfluss auf das Weltgeschehen außerhalb des eigenen Kontinents. 1870 betrug der britische Anteil an der weltweiten Industrieproduktion 32 Prozent, derjenige der USA 23 Prozent, der deutsche 13 Prozent. 1913 war Großbritannien mit 14 Prozent auf den dritten Platz hinter Deutschland (16 Prozent) und den USA (36 Prozent) zurückgefallen. Die Industrie wuchs in den USA mit der Landwirtschaft. Nur außerordentliche Produktivitätszuwächse in der Agrarwirtschaft machten es möglich, eine dank hoher Geburtenraten und immenser Einwanderung schnell wachsende Bevölkerung zu ernähren und zugleich Arbeitskräfte für die Industrie und den Dienstleistungssektor bereitzustellen.
Ein schnelles Wirtschaftswachstum bescherte den USA ein „vergoldetes Zeitalter“ (Mark Twain: Gilded Age). Dies war möglich dank einer scheinbar unbeschränkten Verfügbarkeit von Land, Arbeit und Energie, dank umfangreicher europäischer Investitionen und einer hohen einheimischen Sparquote und dank der Existenz eines riesigen inländischen Marktes, den der Staat nach außen durch Zollmauern schützte. Die individuellen Vermögen, die in den USA durch Unternehmer wie den Ölmagnaten John D. Rockefeller (1839–1937) oder den Stahlindustriellen Andrew Carnegie (1835–1919) angehäuft wurden, überstiegen alles aus Europa Bekannte. Die arbeitende Bevölkerung profitierte von steigenden Reallöhnen, hatte aber kaum die Möglichkeit, ihre Interessen durch Gewerkschaften und politische Parteien zu vertreten.

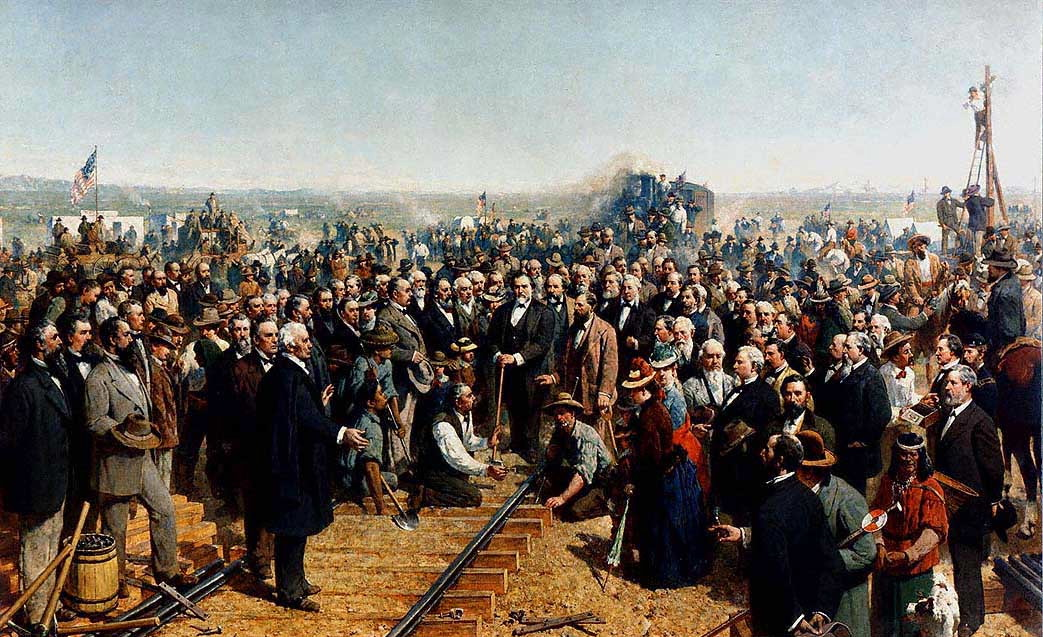
The Last Spike 1869

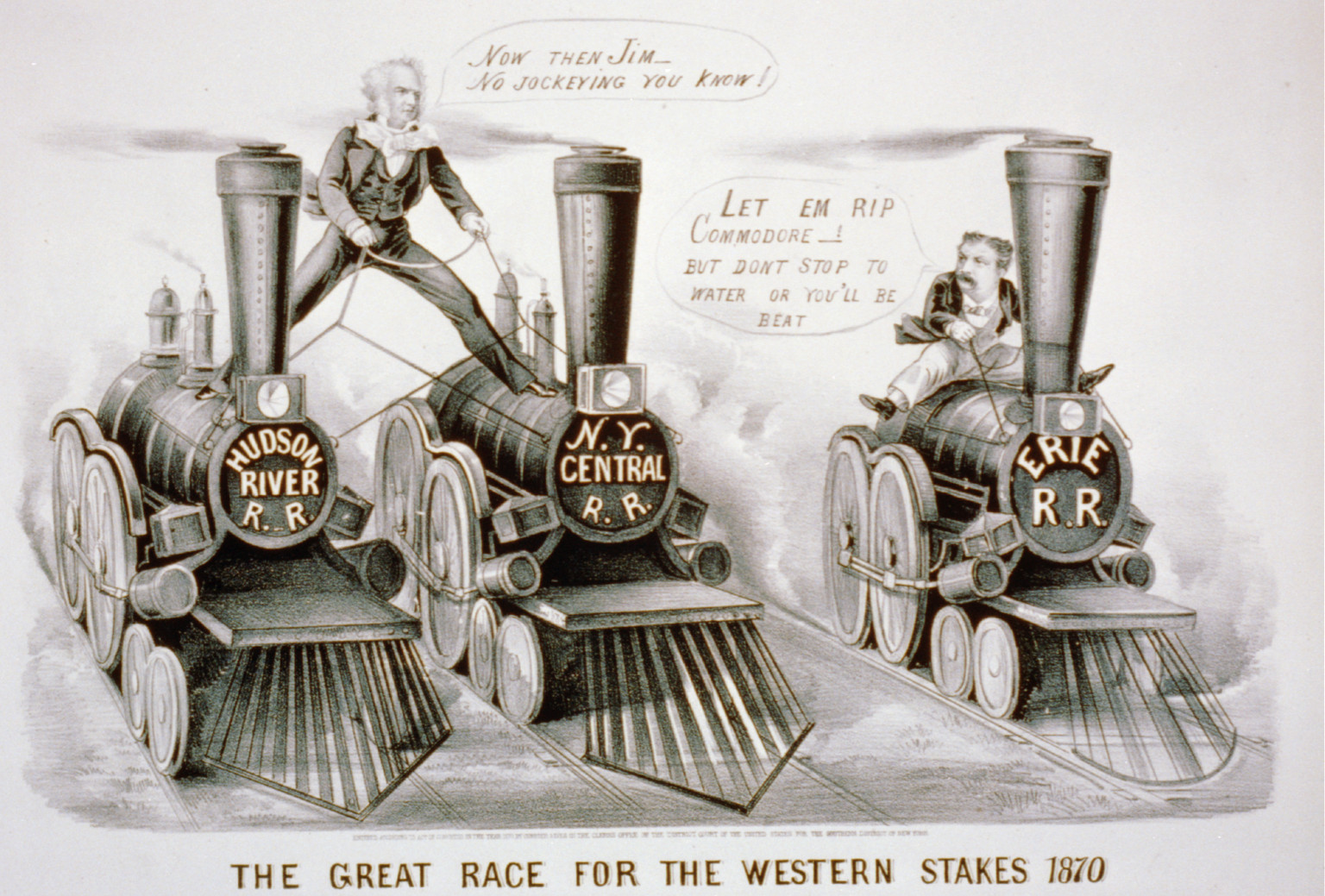
Karikatur zur Rivalität der US-Eisenbahngesellschaften bei der Expansion nach Westen (1870): links Cornelius Vanderbilt mit der Hudson River Railroad und der New York Central Railroad, rechts James Fisk mit der Erie Railroad

Durch die Zweite Welle der Industrialisierung 1865–1914 stiegen die Vereinigten Staaten von Amerika zur weltweit führenden Wirtschaftsmacht auf. Namen wie Bell, Edison, Carnegie, Westinghouse, Vanderbilt, Rockefeller, J. P. Morgan und William Jennings Bryan prägten von nun an die Geschichte. 1869 wurde durch die Verbindung von Central Pacific Railroad und Union Pacific Railroad die erste Transkontinentale Eisenbahn vollendet.
Der Sherman Antitrust Act von 1890 war ein erster Versuch, die Monopolbildungstendenzen der amerikanischen Wirtschaft einzuschränken. In dieser Zeit entstanden erste große Gewerkschaften, darunter die American Federation of Labor. Streiks wie der Große Eisenbahnstreik von 1877, der Haymarket Riot von 1886, der Homestead-Streik von 1892 oder der Pullman-Streik von 1894 erregten landesweites Aufsehen.
Als Progressive Era (Fortschrittliche Ära) wird der Zeitabschnitt der Geschichte der Vereinigten Staaten bezeichnet, welcher von den 1890er Jahren bis zum Eintritt der Vereinigten Staaten in den Ersten Weltkrieg 1917 reicht. Zum Ende des Gilded Age waren die Vereinigten Staaten durch eine extreme soziale Ungleichheit gekennzeichnet, so hatten die sogenannten Räuberbarone, zu denen Unternehmer wie John D. Rockefeller, J. P. Morgan oder Cornelius Vanderbilt gehörten, einen bedeutenden Teil des nationalen Wohlstands an sich gerissen und industrielle Monopole errichtet. Im Jahr 1890 kontrollierte das reichste Prozent der Amerikaner mehr als die Hälfte des nationalen Eigentums. Die rasante Industrialisierung des Landes hatte die USA zu einer der größten Wirtschaftsmächte gemacht, bewirkte aber gleichzeitig katastrophale Zustände in städtischen Armenvierteln, Überlastung der Infrastruktur, Umweltverschmutzung und unsichere Arbeitsverhältnisse und gefährlichen Arbeitsbedingungen. Daneben war das politische System des Landes von Patronage und Korruption geprägt.
Infolge des Spanisch-Amerikanischen Krieges von 1898 konnten die USA ihren Einflussbereich auf die Philippinen, Puerto Rico, Hawaii und Kuba ausdehnen.
Mit der Präsidentschaft Theodore Roosevelts (1901–1909) begann der Siegeszug des Progressivismus. 1904 legte er mit dem Roosevelt-Corollary, einem Zusatz zur Monroe-Doktrin, den Grundstein für eine expansionistischere Außenpolitik, wonach die Vereinigten Staaten als internationale Polizeigewalt auftreten sollten. Ein wichtiger Baustein dieser Politik war der Bau des Panamakanals zwischen 1903 und 1914 (Eröffnung: 1920), durch den der amerikanische Export beflügelt und der amerikanischen Flotte eine höhere Flexibilität verliehen wurde. Zahlreiche Interventionen der USA in Lateinamerika folgten. Die Präsidentschaft William Howard Tafts (1909–1913) markiert den Übergang der USA zur Dollar-Diplomatie.

### Sozialwissenschaften

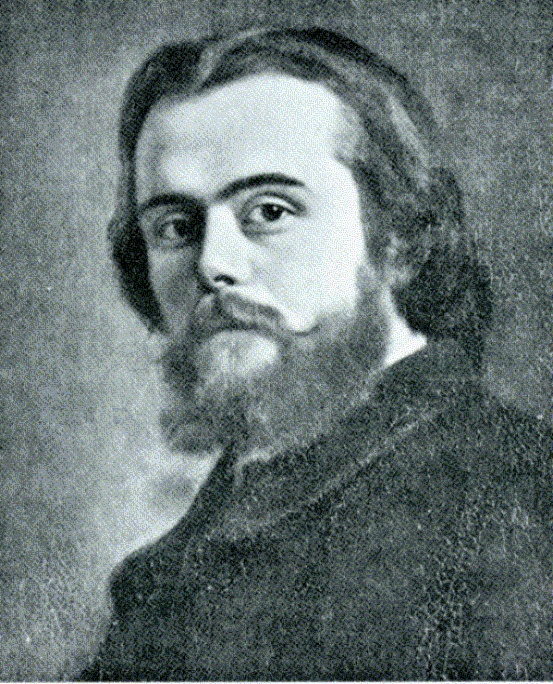
Léon Walras

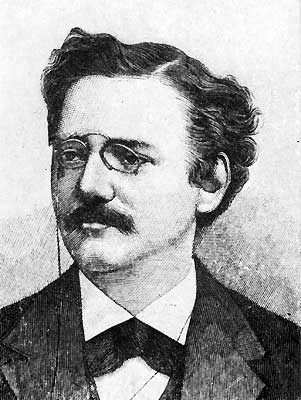
Knut Wicksell (um 1900)

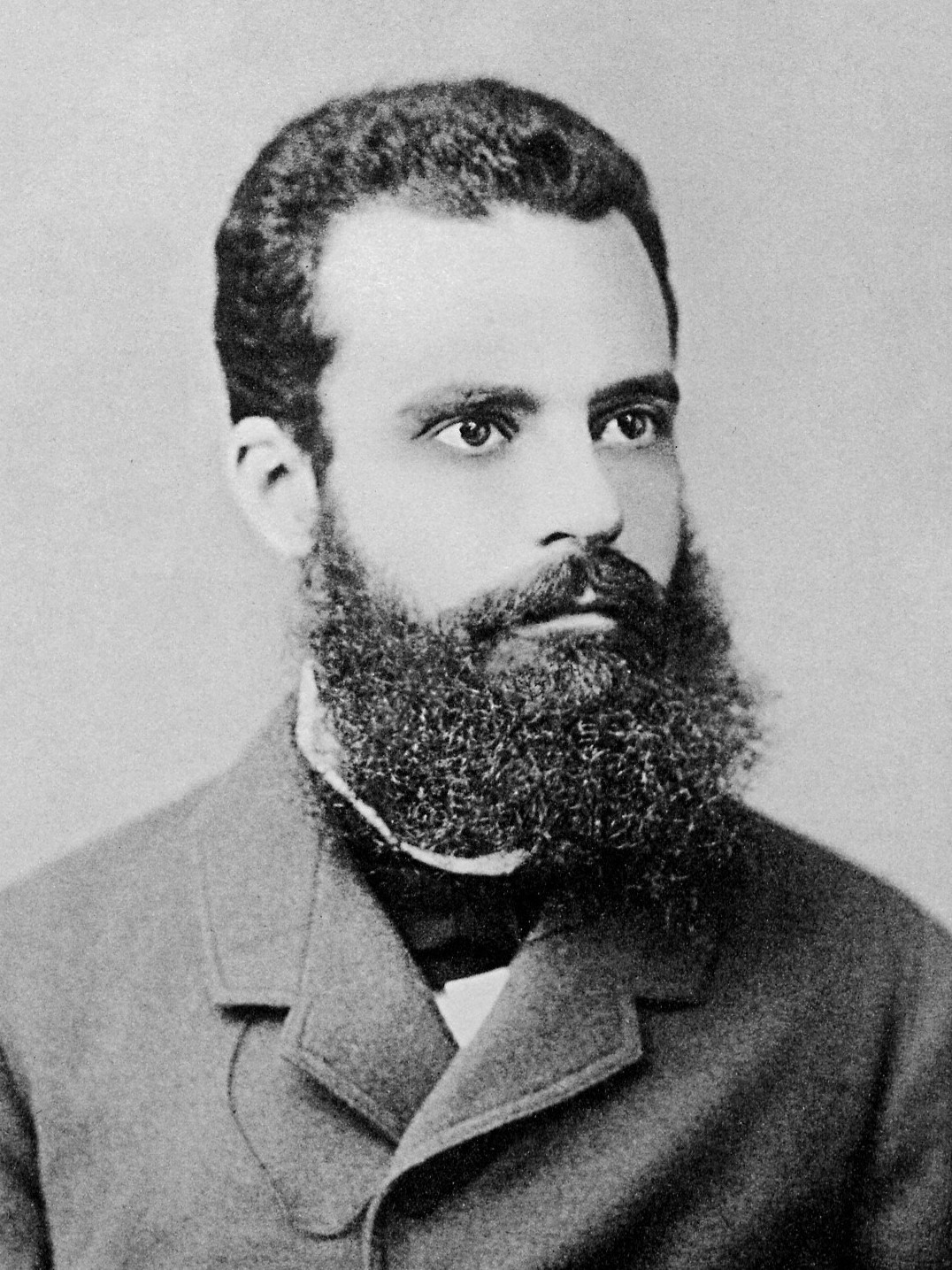
Vilfredo Pareto (1870er Jahre)

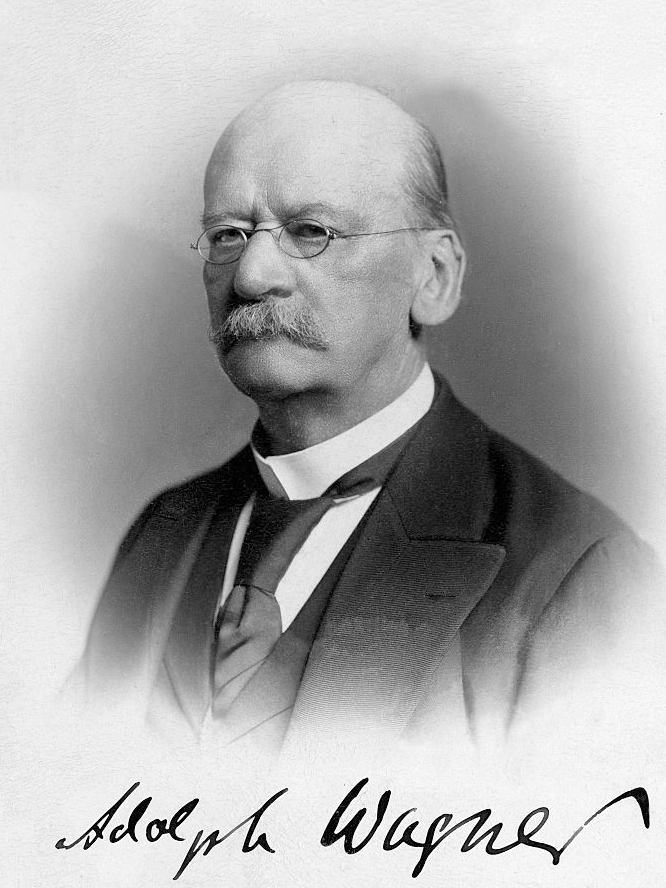
Adolph Wagner 1899

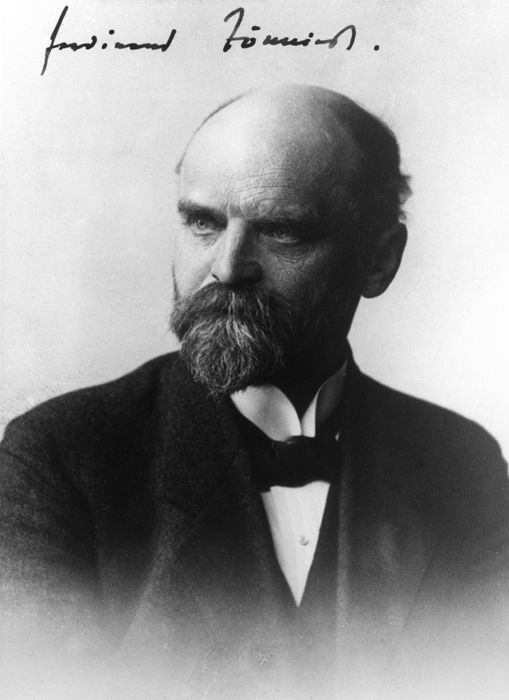
Ferdinand Tönnies (1915)

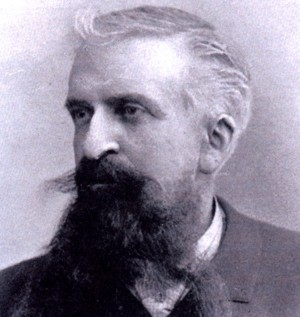
Gustave Le Bon

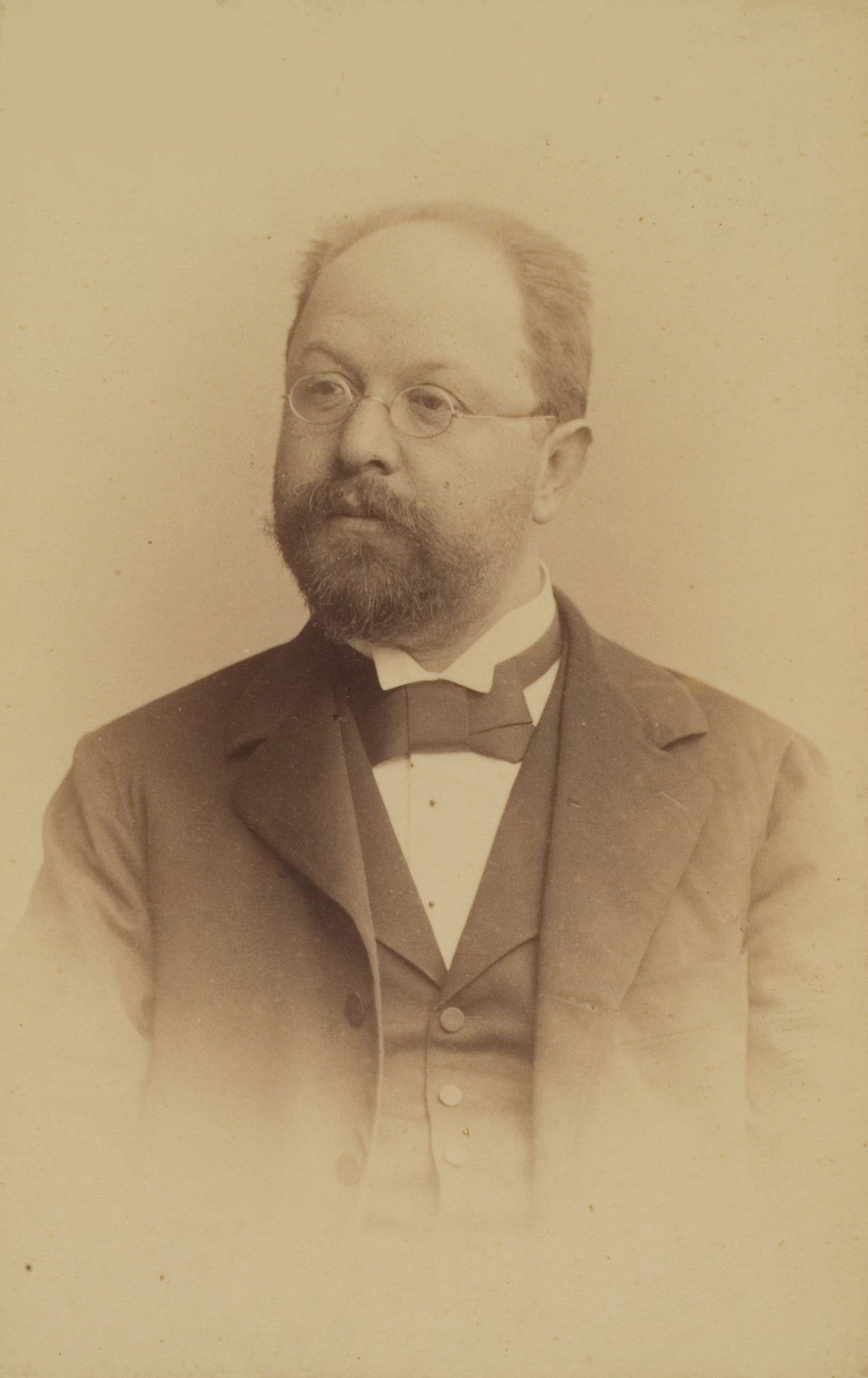
Georg Jellinek

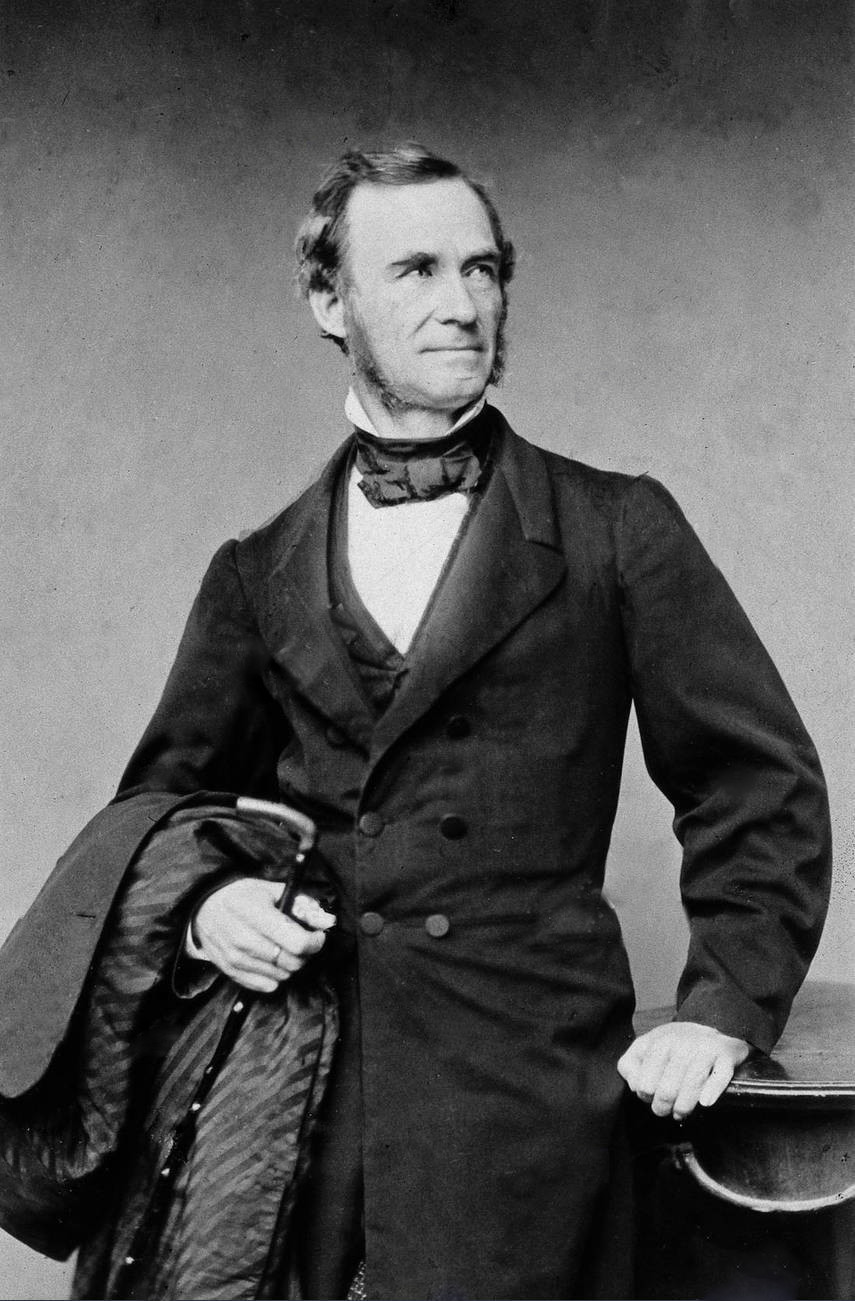
Bernhard Windscheid (circa 1865)

### Geschichtswissenschaft

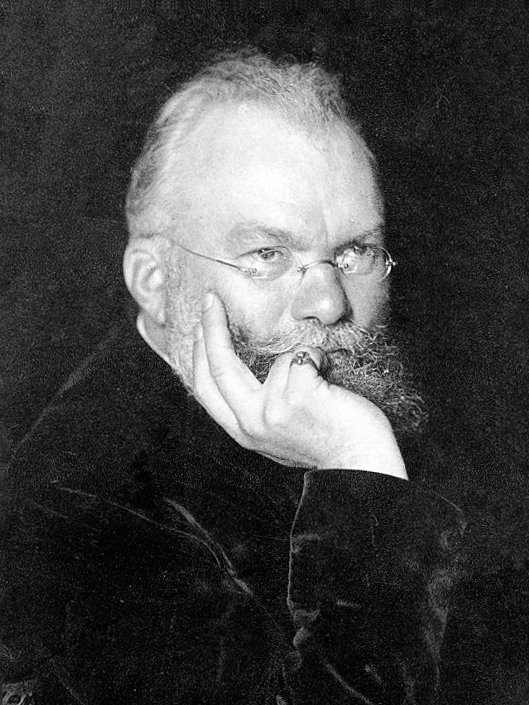
Karl Lamprecht (1909)

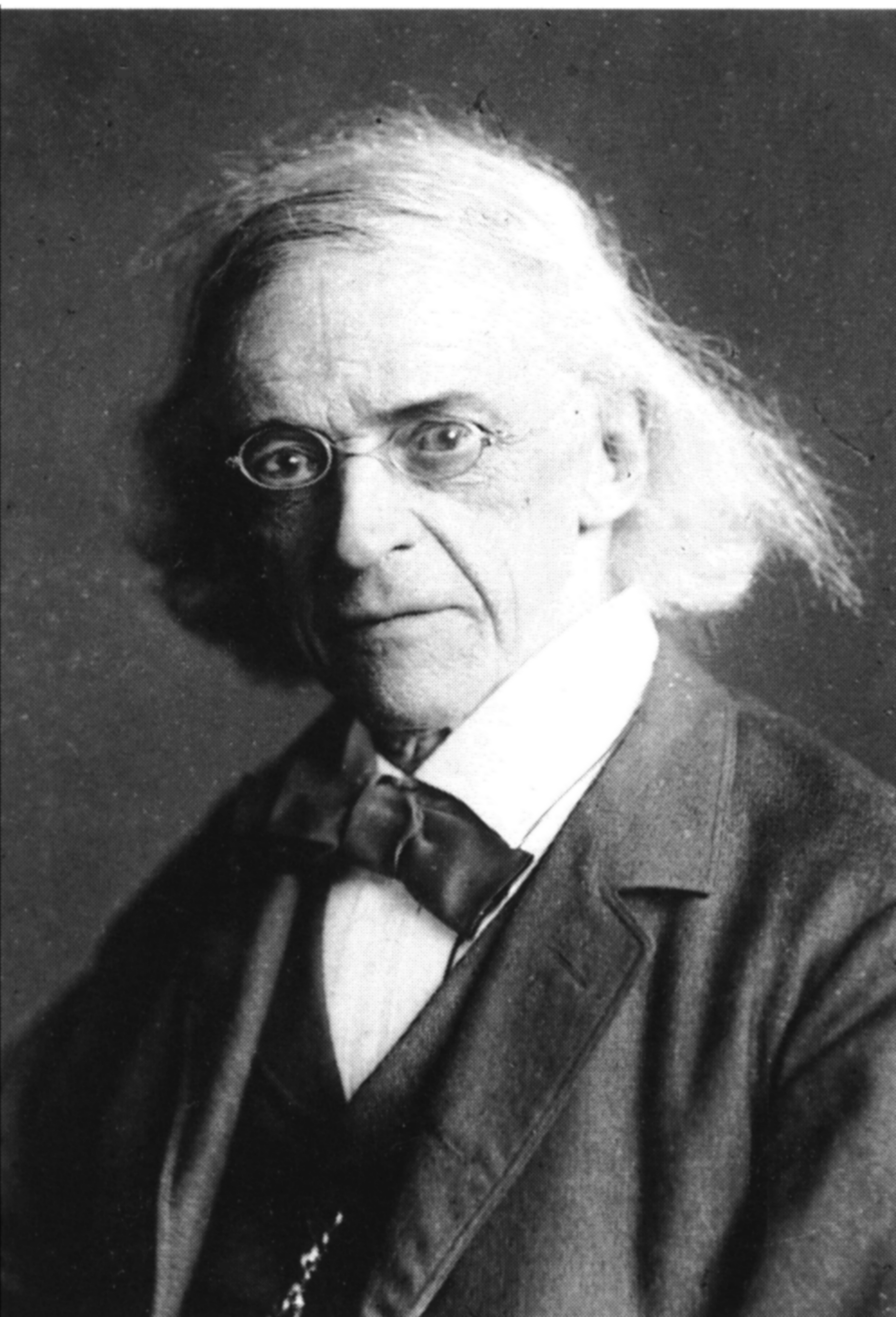
Theodor Mommsen

### Wissensorganisation

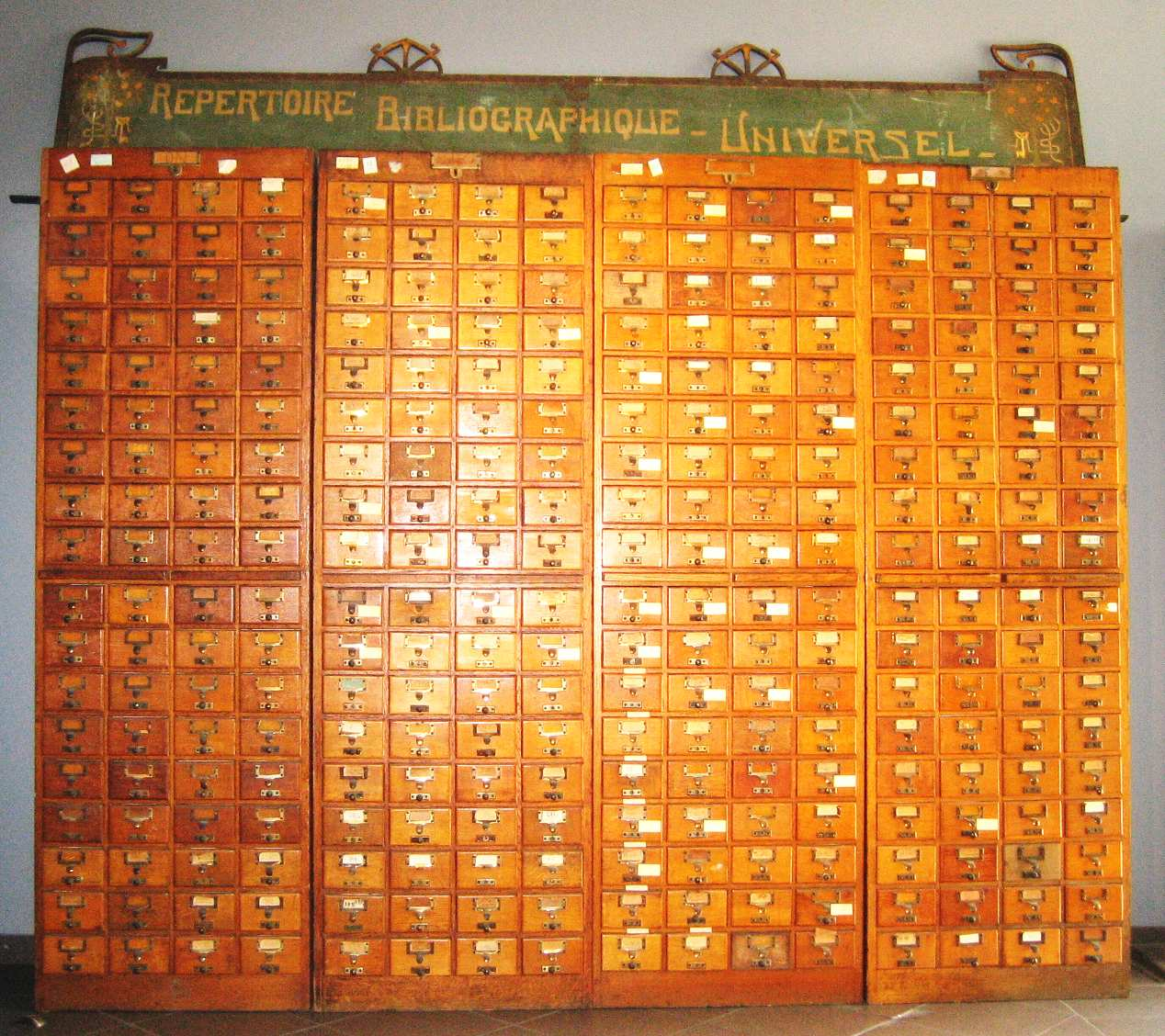
Zettelkastenschrank, Mundaneum, Mons (Belgien)

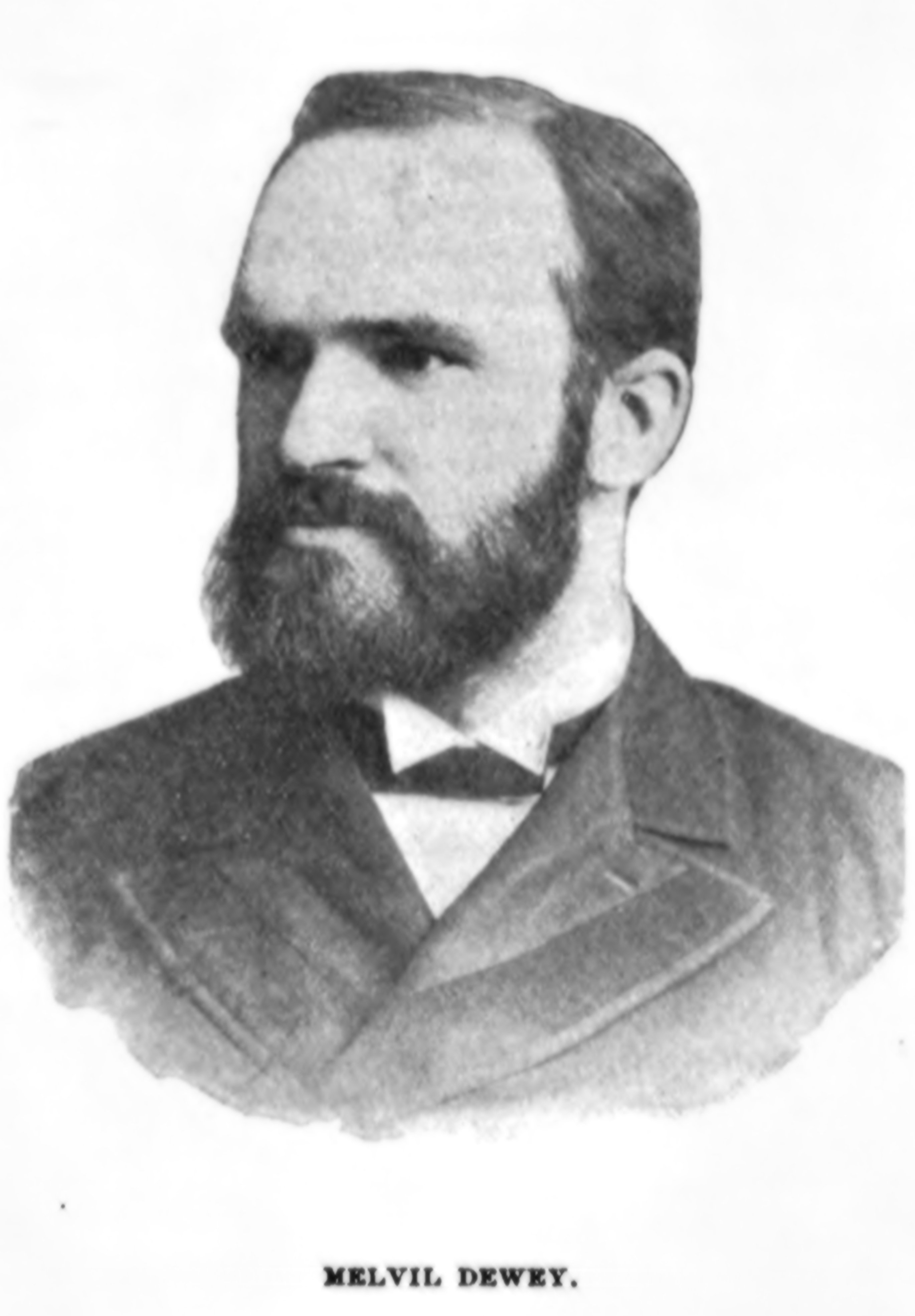
Melvil Dewey (1891)

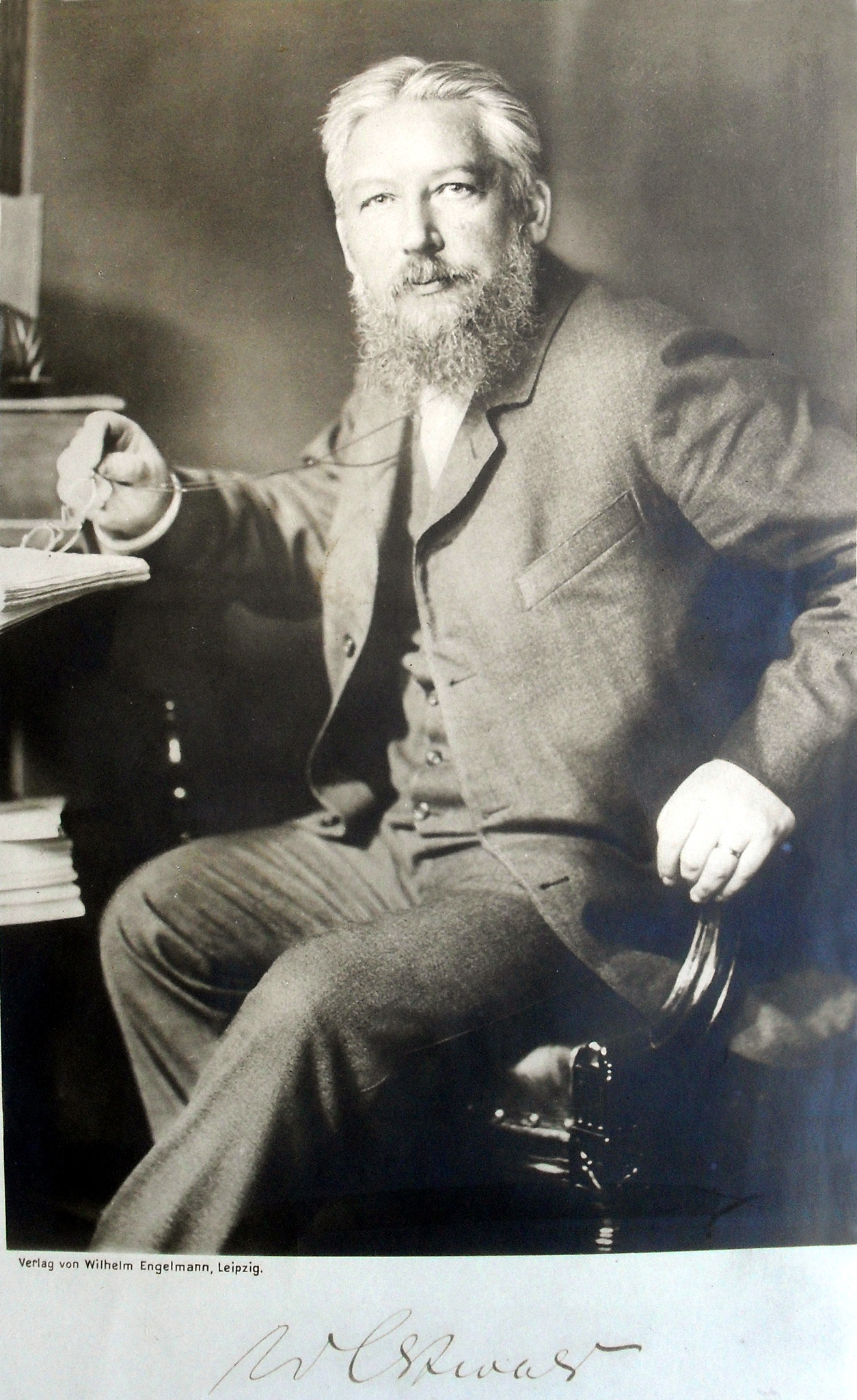
Wilhelm Ostwald (1903)

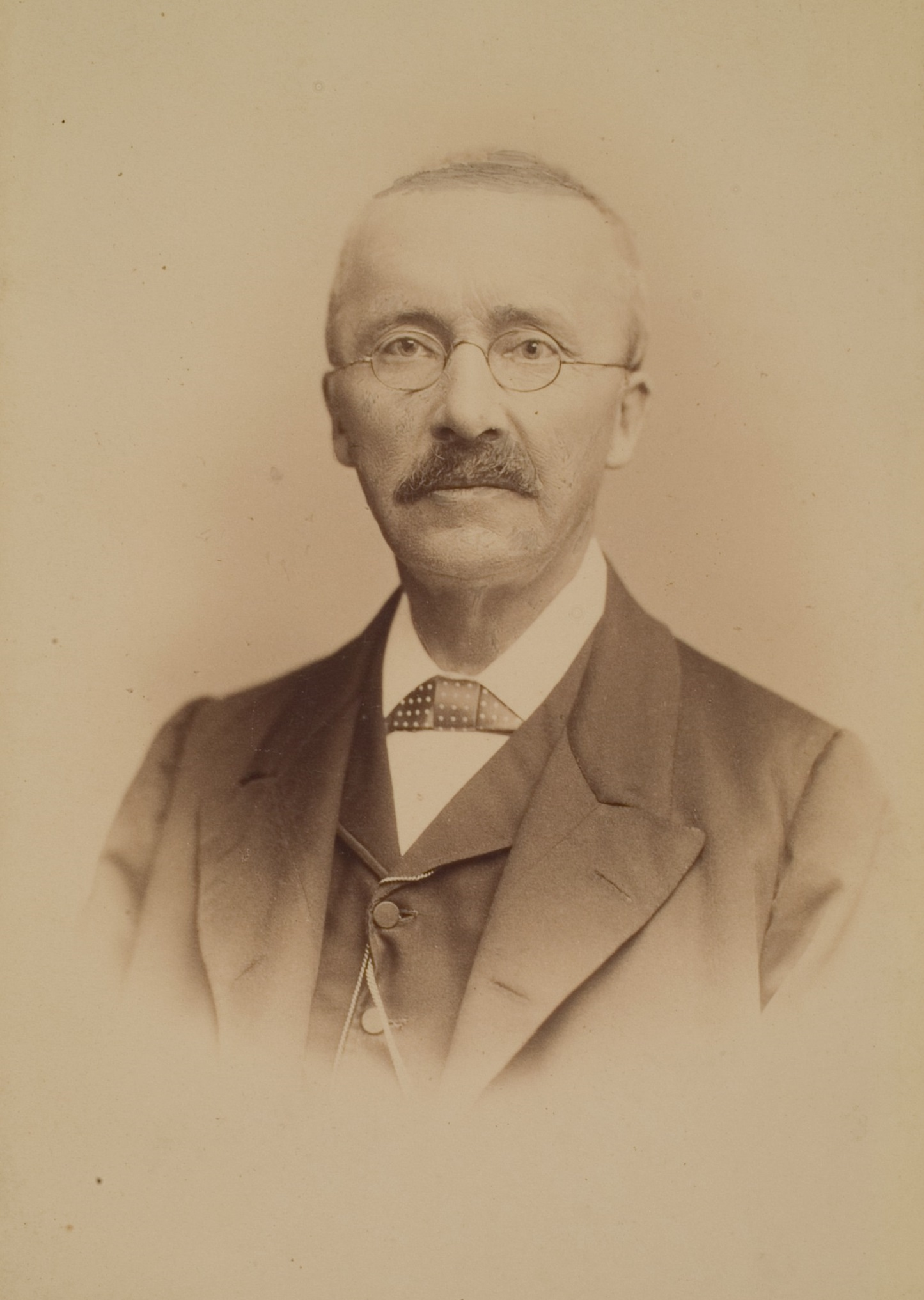
Heinrich Schliemann

### Entdeckungen und Forschungsexpeditionen

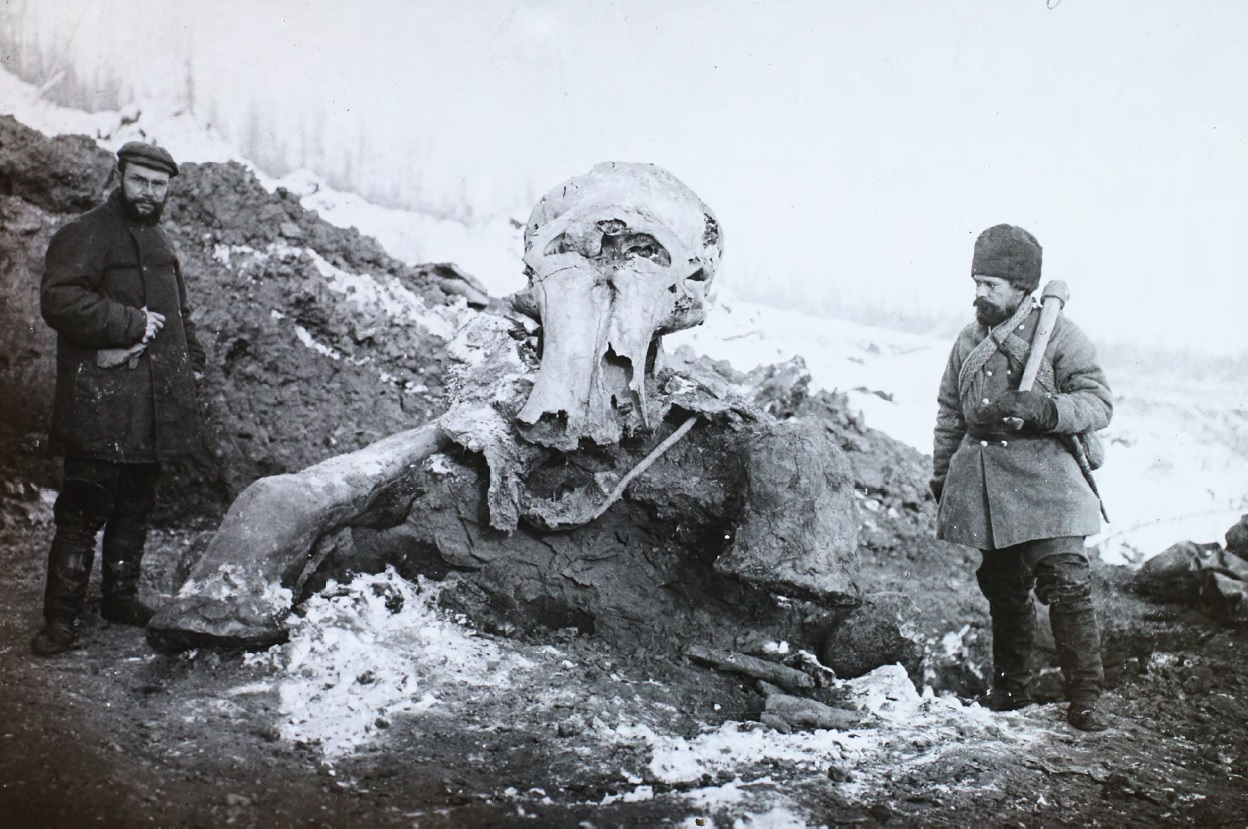
Berjosowka-Mammut

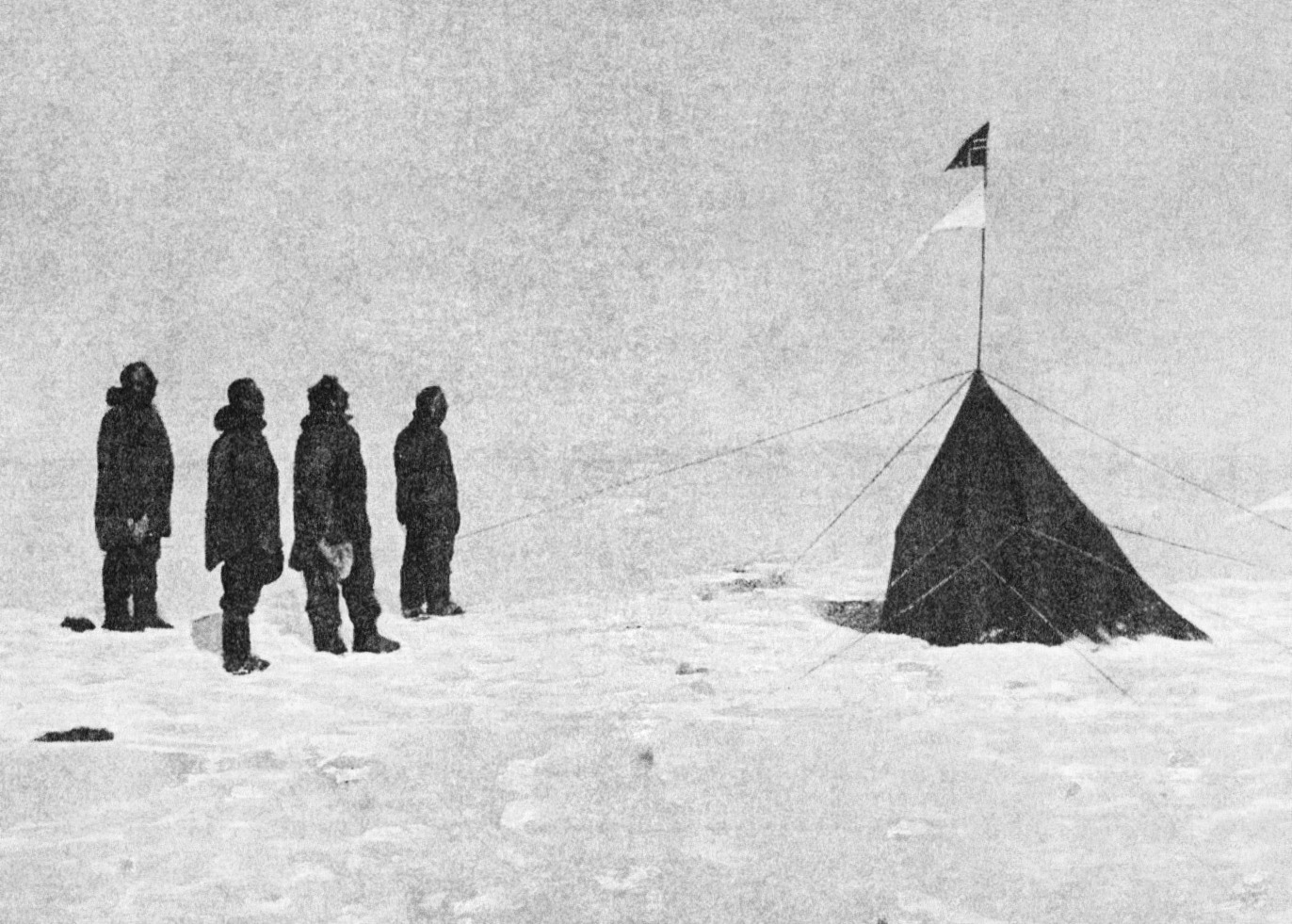
Expedition an den Südpol

### Imperialismus, Liberalismus und Kolonialismus

Kolonisation, 1492–2008

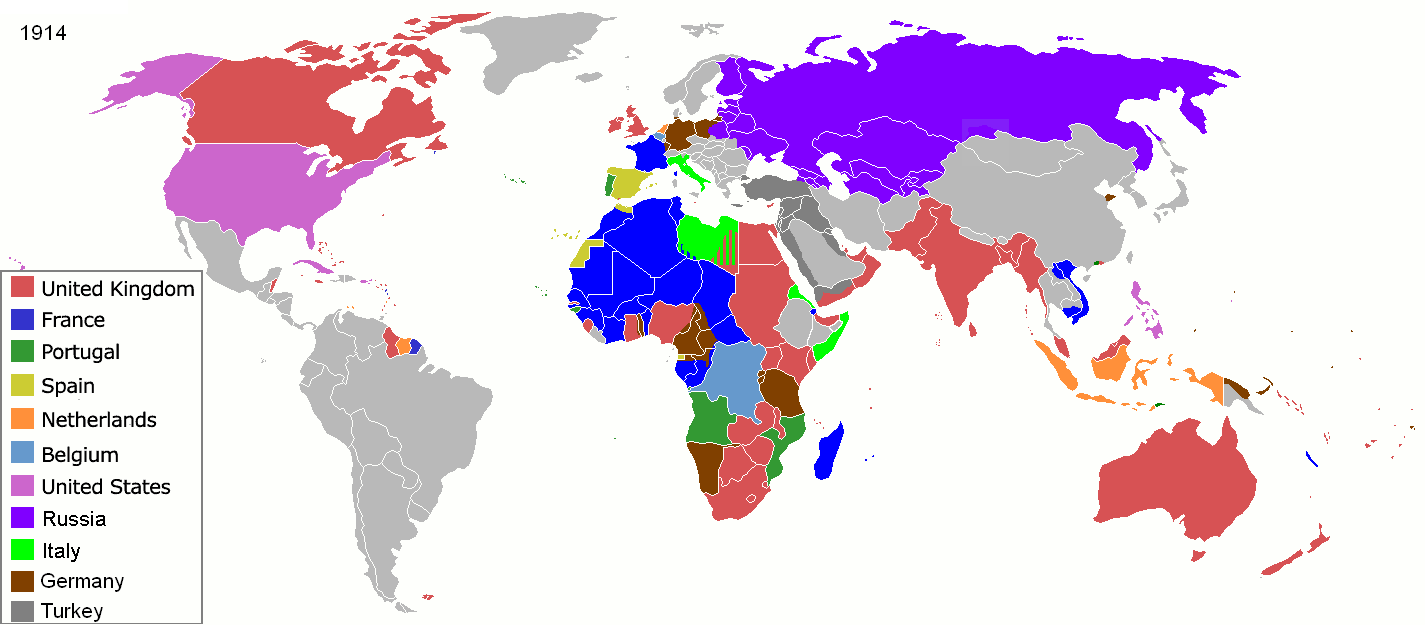
Kolonialreiche im Jahre 1914

Die Jahrzehnte der Belle Époque gelten auch als Zeitalter des Hochimperialismus und als Höhepunkt des europäischen Liberalismus und Kolonialismus. Seit den 1880er Jahren konnte in ganz Europa ein Drang zu einer überseeischen Expansionspolitik beobachtet werden. Die Industrialisierung hatte den europäischen Ländern zwar einerseits Fortschritt gebracht, andererseits aber auch für konjunkturelle Krisen gesorgt. Diese Krisen glaubte man fortan besser in den Griff bekommen zu können, wenn es gelang, außereuropäische Absatzmärkte und neue Rohstoffquellen zu erschließen. Die Kolonialmächte nutzten daher die von ihnen beherrschten Gebiete als Lieferanten für Rohstoffe sowie als Absatzmärkte für Produkte, die in ihren eigenen Ländern hergestellt wurden. Die imperialistischen Bestrebungen wurden zudem durch den Wunsch der einzelnen Nationen angetrieben, das eigene Prestige durch den Besitz von Kolonien in Übersee zu steigern. Konservative wie Liberale und nicht wenige sozialistische Politiker verteidigten den Imperialismus und den Kolonialismus. Sie hielten es für selbstverständlich, dass der „weiße Mann“ zur Herrschaft über die „farbige Welt“ berufen sei und eine solche Herrschaft auch ein Glück für die Kolonisierten darstelle, die auf diese Weise „zivilisiert“ würden.
Die portugiesische Kolonialgeschichte erstreckt sich über einen Zeitraum von mehr als 500 Jahren. Das portugiesische Kolonialreich kann als das erste tatsächliche Weltreich angesehen werden und war das am längsten bestehende Kolonialreich Europas. Die Geschichte des portugiesischen Kolonialreichs begann 1415 mit der Eroberung von Ceuta und dem Zeitalter der Entdeckungen. Seit dem 17. Jahrhundert jedoch entrissen England, Frankreich und die Niederlande den Portugiesen nach und nach einen Großteil ihrer Kolonien und wurden ihrerseits zu den führenden Kolonialmächten Europas.
Im Jahr 1900 kontrollierte Europa, in dem damals ein Viertel der Weltbevölkerung lebte, 62 Prozent der weltweiten Produktion. In China hingegen waren es nur sechs Prozent und in Indien weniger als zwei Prozent. Die europäischen Mächte setzten ihre wirtschaftliche Macht in militärische Stärke um und starteten eine Welle kolonialer Expansionen. Bis 1914 besetzten oder kontrollierten die europäischen Staaten über 80 Prozent der Landfläche der Erde. Die europäischen Staaten waren dazu in der Lage, weil die Industrielle Revolution die Machtverhältnisse verändert hatte, indem sie die Produktion von Kohle, Stahl und Öl zu den entscheidenden Faktoren des militärischen Erfolgs der europäischen Mächte machte.
Aus den Kolonien wurden in dieser Zeit zahlreiche Kunst- und Kulturgüter unter oft zweifelhaften Umständen außer Landes gebracht und in den völkerkundlichen Sammlungen vieler europäischer Museen ausgestellt.
Afrika

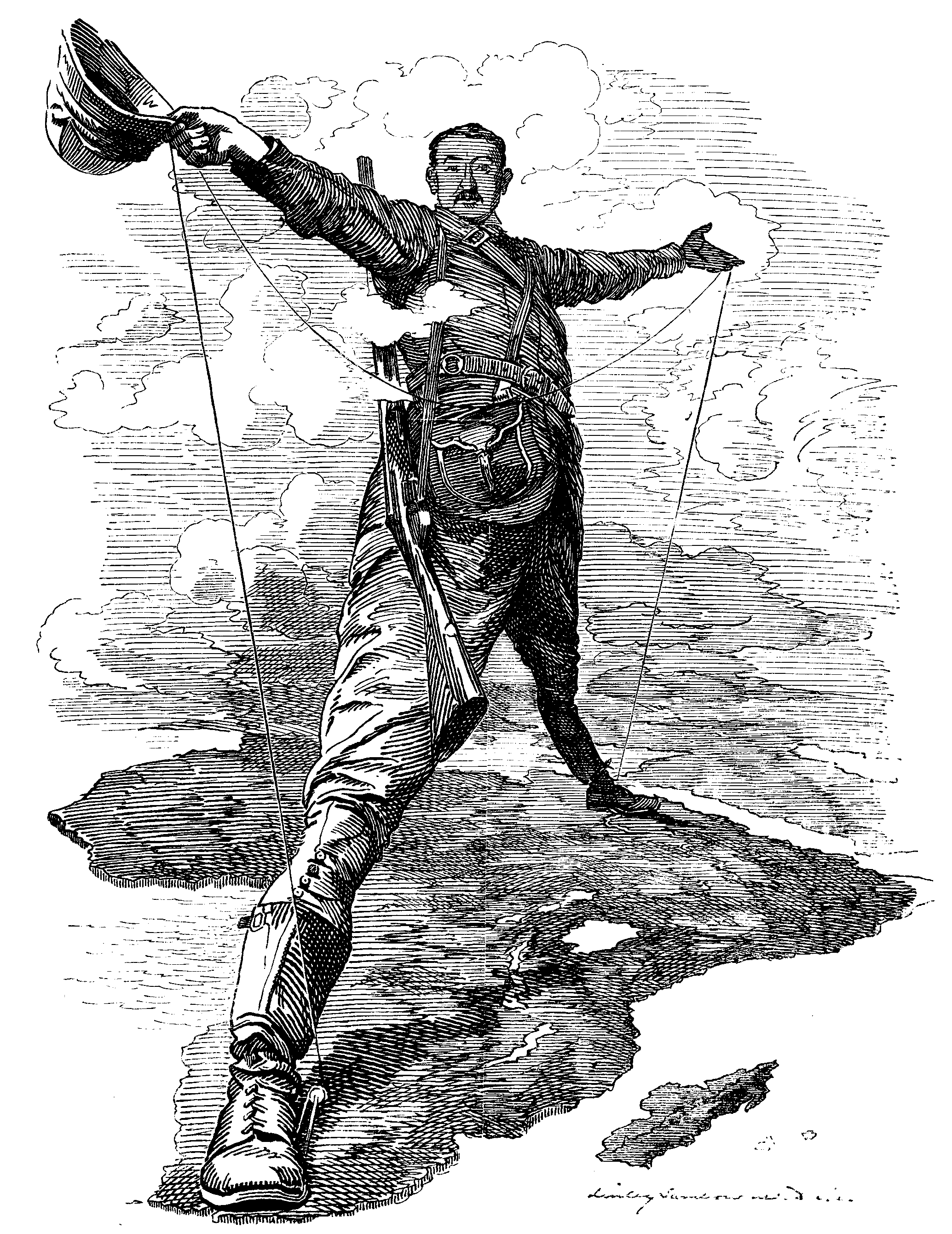
Karikatur The Rhodes Colossus (1892): Cecil Rhodes und sein Kap-Kairo-Eisenbahnprojekt. Rhodes war Gründer der Diamantengesellschaft De Beers und Eigentümer der British South Africa Company. Er wollte die Landkarte „rot“ (britisch) machen.

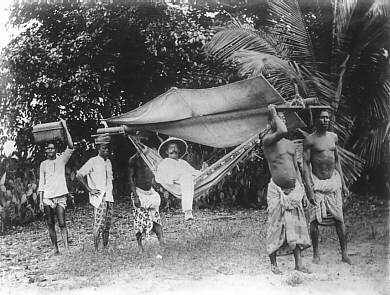
Deutscher Kolonialherr in Togo (1885)

Als Wettlauf um Afrika wird die Kolonialisierung des afrikanischen Kontinentes in der Hochphase des Imperialismus von 1880 bis zum Ersten Weltkrieg bezeichnet. Ab dem Jahr 1880 veränderten sich die Vorzeichen des europäischen Imperialismus. War bis dahin ein vor allem „informeller“ Imperialismus angewandt worden, geprägt durch militärische und wirtschaftliche Überlegenheit, kristallisierte sich um das Jahr 1880 immer mehr ein direkter Imperialismus heraus, der sich durch eine direkte Einflussnahme europäischer Staaten in die Angelegenheiten Afrikas auszeichnete. Die Konflikte um die afrikanischen Kolonien waren Teil des weltpolitischen Machtstrebens vieler europäischer Staaten, welche letztlich mit zum Ausbruch des Ersten Weltkriegs beitragen sollten.

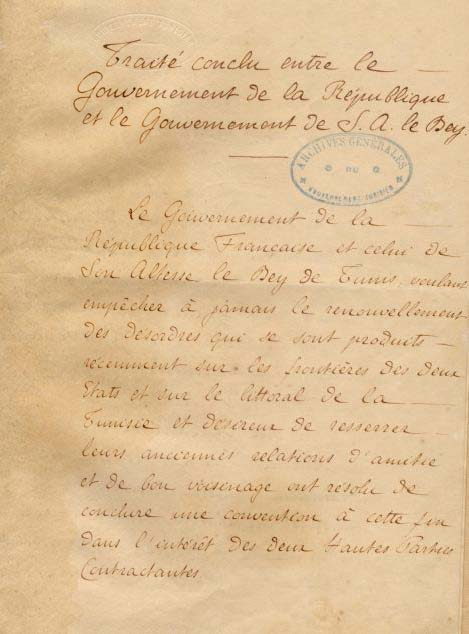
Erste Seite des Bardo-Vertrags 1881

Zwischen 1881 und 1890 geriet der größte Teil des afrikanischen Kontinents unter europäische Kontrolle. Bereits ab 1830 hatte sich Frankreich auf Afrika konzentriert. Beginnend an der Gegenküste des Maghreb, eroberte Frankreich zwischen 1845 und 1897 große Gebiete der Sahara, sowie den größten Teil West- und Zentralafrikas. Nach dem Einmarsch französischer Truppen wurde das bisher dem Osmanischen Reich zugehörige Tunesien 1881 durch den Vertrag von Kasr el Said, auch Bardo-Vertrag genannt, zu einem Protektorat Frankreichs. Muhammad III. al-Husain, Bey von Tunis, wurde zur Unterzeichnung des Vertrages gezwungen. Die Elfenbeinküste (später Côte d’Ivoire) wurde 1889 französisches Protektoratsgebiet.
1886 wurde am Witwatersrand südlich von Pretoria in Transvaal Gold gefunden und machte den Landstrich zum wirtschaftlich wertvollsten Teil des afrikanischen Kontinents. Um 1900 avancierte die Transvaal-Republik zum größten Goldproduzent der Welt.
Das Anglo-Französische Abkommen von 1890 war ein Vertrag, der die britischen und französischen Interessenssphären in Westafrika absteckte.
In der Hochphase des Imperialismus war Cecil Rhodes einer der führenden Akteure des Wettlaufs um Afrika. Die von ihm für das Britische Weltreich in Afrika erworbenen Kolonien wurden nach ihm Nordrhodesien und Südrhodesien genannt. Letztere wurde der international nicht anerkannte Staat Rhodesien, das heutige Simbabwe. Rhodes sah die Briten als „erste Rasse der Welt“ und träumte von einer Wiedervereinigung der anglo-amerikanischen Welt unter einer gemeinsamen, imperialen Regierung. 1888 gründete Rhodes mit Geschäftspartnern wie Alfred Beit und der Rothschild-Bank in Paris die De Beers Consolidated Diamond Mines,die letztlich das Monopol über die Diamantenproduktion im südlichen Afrika erreichte. Im Jahre 1889 bekam Rhodes von der britischen Regierung einen Freibrief: Er sollte die Britische Südafrika-Gesellschaft (BSAC) gründen, die die Entwicklung vom südlichen Afrika aus vorantreiben sollte. 1890 wurde Rhodes zum Premierminister der Kapkolonie gewählt. Seine Koalitionsregierung stützte sich wesentlich auf den burischen Afrikanerbond mit Jan Hendrik Hofmeyr als bestimmender Figur. Während seiner Regierungszeit setzten sich die Konflikte mit der RepublikTransvaal, in der die Buren gewaltsam dominierten, fort. Rhodes’ Vision war eine Vereinigung der südafrikanischen Republiken und der Kapkolonie in einer Südafrikanischen Union unter britischer Fahne. 1895 unterstützte Rhodes eine Verschwörung, die die Regierung von Paul Kruger im Transvaal stürzen sollte. Rhodes kümmerte sich nach dem Scheitern des sogenannten Jameson Raid im Jahr 1895 verstärkt um den Aufbau sowie die Weiterentwicklung Rhodesiens und trieb unter anderem den Eisenbahnbau voran (Kap-Kairo-Plan).
Im geheim gehaltenen Vertrag von Windsor erkannten 1899 Großbritannien und Portugal gegenseitig ihre kolonialen Besitzungen in Afrika an. Großbritannien erhielt das Recht auf freie Truppenbewegungen in den portugiesischen Kolonien gegen die Verpflichtung, Portugal bei deren Verteidigung zu helfen.
Als besonders berüchtigt galten die Zustände im „Kongo-Freistaat“, einer Privatkolonie des belgischen Königs Leopold II., die er nach den Kongogräueln 1908 dem belgischen Staat überlassen musste. Im Zuge des belgischen Kolonialismus gründete König Leopold II von Belgien 1898 das „Kongo-Museum“, das 1952 in Königliches Museum für Zentral-Afrika umbenannt wurde.

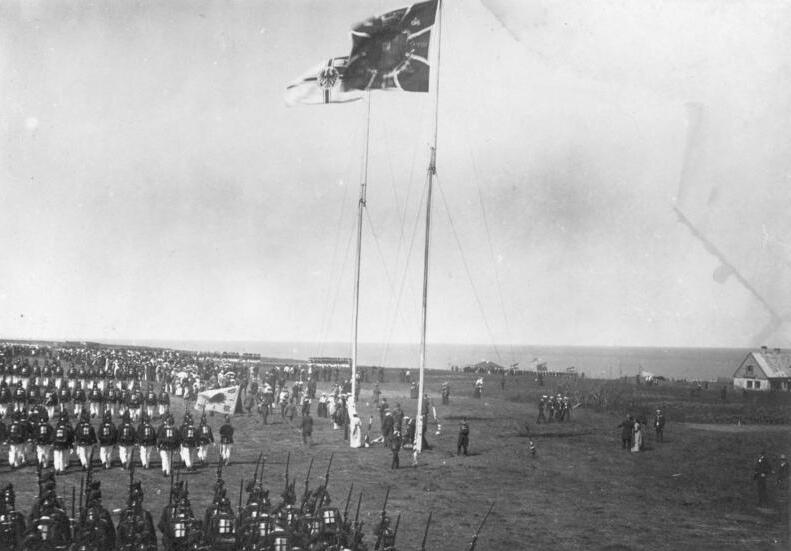
Parade zur Abtretung Helgolands an Deutschland am 10. August 1890

Auf der Westafrika-Konferenz in Berlin 1884/85 versuchte der deutsche Reichskanzler Otto von Bismarck die Aufteilung Afrikas in Interessensphären im Sinne des europäischen Gleichgewichts zu beeinflussen. Das Deutsche Reich hatte mehrere Kolonien in Afrika: Togo und Kamerun in Westafrika, Deutsch-Südwestafrika und in Ostafrika große Teile des heutigen Tansania.

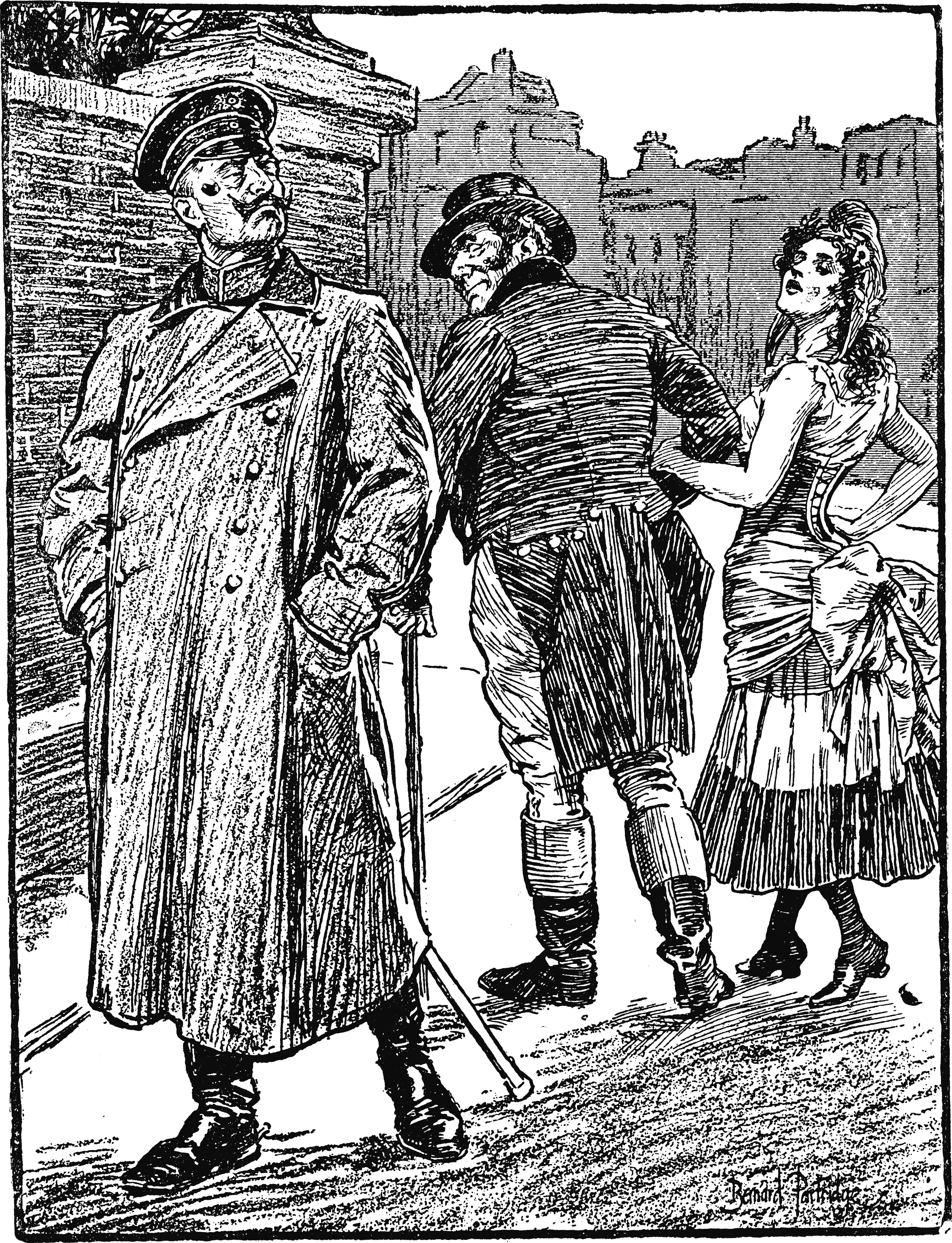
Zeitgenössische Karikatur zur Entente cordiale in der britischen Zeitschrift Punch: John Bull, eine nationale Personifikation Großbritanniens, führt Marianne, die nationale Personifikation Frankreichs, am Arm, während ein Offizier mit den Zügen Kaiser Wilhelms II. dies mit einem verächtlichen Blick quittiert.

Bis etwa 1890 war die deutsche Kolonialpolitik vor allem dadurch geprägt, dass man gegenüber den übrigen europäischen Kolonialmächten aufholen und es vor allem besser machen wollte. Das Deutsche Reich verfügte jedoch über keinerlei koloniale Erfahrungen und kaum über genügend Kapital zur Bewältigung derartiger Vorhaben. Schnelle Erfolge stellten sich in der Folge nicht ein und die frühe Vorstellung, Länder zu kolonisieren und dabei schnelle Erträge und Gewinne zu erzielen, geriet mit der Wirklichkeit zunehmend in Widerspruch. Um erforderliches Kapital zu mobilisieren, kam es zur Gründung der Deutschen Kolonialgesellschaft im Jahr 1887. 1890 wurde im Auswärtigen Amt eine Kolonialabteilung aufgebaut, um die entsprechende koloniale Politik umzusetzen.
„Die Zeiten, wo der Deutsche dem einen seiner Nachbarn die Erde überließ, dem anderen das Meer und sich selbst den Himmel reservierte, wo die reine Doktrin thront – diese Zeiten sind vorüber … Mit einem Worte: Wir wollen niemanden in den Schatten stellen, aber wir verlangen auch unseren Platz an der Sonne.“
Im Juli 1890 schlossen das Deutsche Reich und Großbritannien den Helgoland-Sansibar-Vertrag, in welchem die Einflusssphären beider europäischer Mächte in Afrika festgelegt und die Schutzherrschaft Großbritanniens über die Inseln Sansibar und Pemba formal anerkannt wurden. Die deutsche Kolonie Wituland wurde an Großbritannien abgetreten, das Deutsche Reich verzichtete auf weitere koloniale Ansprüche in Afrika und erhielt im Gegenzug die Insel Helgoland von Großbritannien. Der Vertrag löste unter deutschen Kolonisten einen Sturm der Entrüstung aus.
Im Januar 1904 begann in Deutsch-Südwestafrika der Aufstand der Herero und Nama. Im Verlauf des Kolonialkriegs erließ der deutsche General Lothar von Trotha seinen berüchtigten Schießbefehl „Aufruf an das Volk der Herero“. Dabei kam es zum Völkermord an den Herero und Nama.
Das 1904 zwischen dem Vereinigten Königreich und Frankreich geschlossene Abkommen Entente cordiale (französisch für „herzliches Einvernehmen“) regelte die kolonialen Einflussgebiete Großbritanniens und Frankreichs in Afrika. Schwerpunkt des Abkommens waren dabei die Kolonien Ägypten und Marokko. Durch die Entente cordiale wurde Marokko Frankreich und Ägypten dem Vereinigten Königreich zugeschrieben. Die Großmächte versicherten einander, den politischen Status der jeweiligen Kolonie nicht zu verändern und die Interessen des Vertragspartners in der Kolonie zu beachten. Zudem sicherten sie einander den freien Verkehr durch den Sueskanal sowie durch die Straße von Gibraltar zu.
Asien

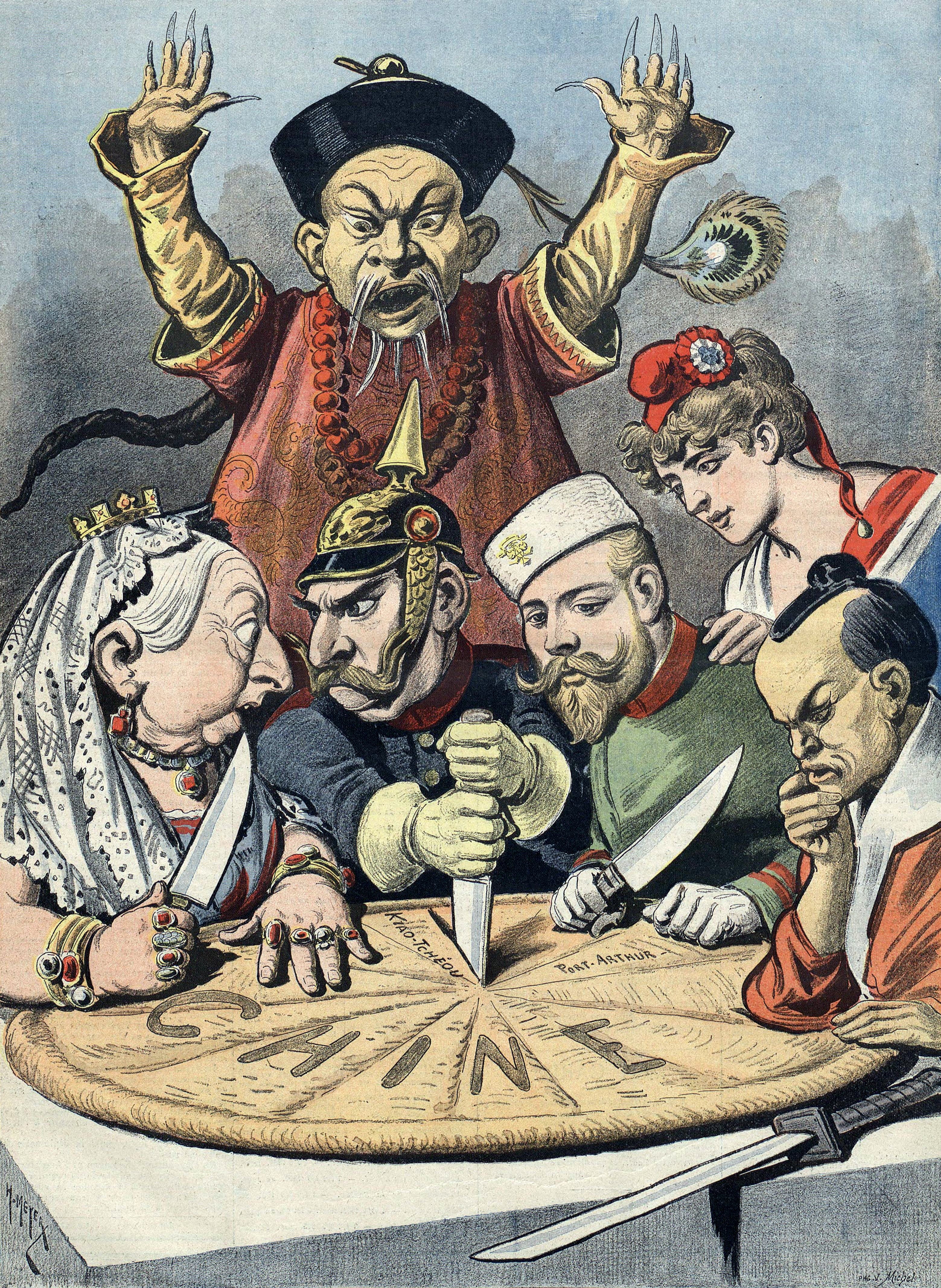
Französische Propagandakarikatur (1898): China als Kuchen, der von Königin Victoria (Britisches Weltreich), Kaiser Wilhelm II. (Deutsches Kaiserreich), Zar Nikolaus II. (Russisches Kaiserreich), Marianne (Dritte Französische Republik) und einem Samurai (Japanisches Kaiserreich) aufgeteilt werden soll, während ein chinesischer Mandarin hilflos zusieht.

In Asien vergrößerte Frankreich seine Besitzungen und vollendete die Gründung von Französisch-Indochina. Zwischen 1870 und 1914 konnte Frankreich sein Kolonialreich insgesamt um das Elffache vergrößern. Die Ausbeutung der Kolonialgebiete eröffnete der französischen Wirtschaft neue Absatzmärkte und sorgte gleichzeitig für große Rohstoffreserven. Frankreich hatte bereits seit dem späten 18. Jahrhundert ein grundsätzliches Interesse an den Gebieten des heutigen Vietnam. Damals begann der französische Missionar Pigneau de Béhaine, französische Freiwillige zu rekrutieren, welche Gia Long auf den Thron Vietnams helfen sollten, wo dieser später die Nguyễn-Dynastie begründete. Durch die Unterstützung Gias erhoffte Pigneau, Privilegien für die katholischen Missionare und für Frankreich zu erlangen. Im Jahr 1858 führte Frankreich erstmals eine Expedition nach Vietnam und annektierte 1862 mehrere Provinzen im Süden des Landes, aus welchen sie 1864 die Kolonie Cochinchina formten. Bald darauf begannen französische Entdecker, den Roten Fluss zu befahren und durch das nördliche Vietnam in dessen Quellgebiet nach Yunnan vorzudringen. Sie hofften, über diesen Fluss ein Handel mit dem inneren Chinas etablieren zu können, welcher die von China freigegebenen Vertragshäfen umgehen würde. Dies wurde jedoch durch die Schwarzen Flaggen verhindert, eine chinesische Banditengruppe, welche sich ab 1865 in Nordvietnam festgesetzt hatte. Die vietnamesische Regierung, deren eigene, schlecht ausgerüstete und trainierte Armee nicht in der Lage war, den Franzosen effektiven Widerstand zu leisten, wandte sich an die Schwarzen Flaggen. Parallel bat die Regierung in Hanoi auch die Chinesen um Hilfe. Da Vietnam seit langem ein Vasallenstaat Chinas war, stimmte dieses zu, die Truppen der Schwarzen Flaggen auszurüsten und politisch gegen die französischen Aktionen in Tonkin vorzugehen. Zwischen August 1884 und April 1885 wurde im Gebiet von Tonkin, Taiwan und entlang der südostchinesischen Küste der Chinesisch-Französische Krieg ausgetragen. Da die Franzosen ihre ursprünglichen Kriegsziele erreichten, wird der Krieg allgemein als französischer Sieg angesehen. Da die Chinesen jedoch auf dem Schlachtfeld einige Siege erringen konnten und sich besser schlugen als in vorangegangenen Kriegen gegen fremde Mächte, wird der Krieg dort häufig als unentschieden oder sogar chinesischer Sieg verstanden.
Das Deutsche Reich wurde 1884 ebenfalls zu einer Kolonialmacht mit verschiedenen Kolonien in China, Afrika und Ozeanien. In Ozeanien kamen noch Neuguinea und Samoa hinzu. In China kam 1898 das Pachtgebiet Kiautschou (heute: Jiaozhou) um die Hafenstadt Tsingtau (heute: Qingdao) hinzu.

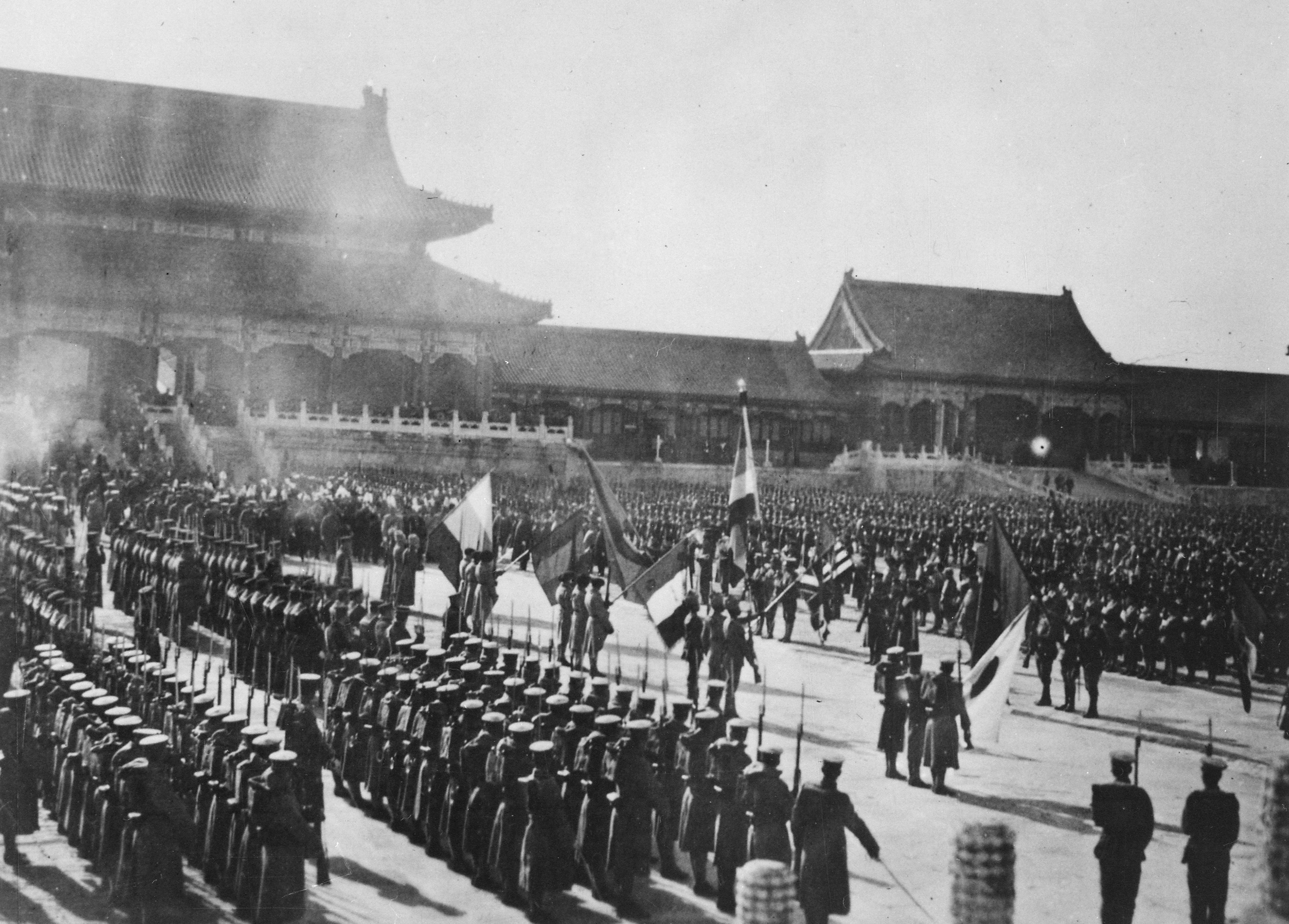
Siegesfeier der Vereinigten acht Staaten auf dem Gebiet der Verbotenen Stadt in Peking am 28. November 1900.

Das gewaltsame Vorgehen der Yihetuan, die aufgrund ihrer traditionellen Kampfkunstausbildung im Westen als „Boxer“ bezeichnet wurden, gegen christliche Missionare und andere Vertreter westlicher Staaten, entwickelte sich zu einem Krieg zwischen dem Kaiserreich China und den europäischen Großmächten sowie den USA und Japan. Im Frühjahr und Sommer 1900 führten die imperialistischen Vereinigten acht Staaten einen Krieg gegen das Chinesische Kaiserreich.
Anlässlich der Verabschiedung des deutschen Ostasiatischen Expeditionskorps (China-Expedition) zur Niederschlagung des Boxeraufstandes hielt Kaiser Wilhelm II. am 27. Juli 1900 in Bremerhaven seine berüchtigte „Hunnenrede“, die wegen ihrer drastischen Aussagen weltweite Bedeutung erlangte. In seiner Rede forderte er die deutschen Truppen zu einem rücksichtslosen und energischen Rachefeldzug in China auf. Die Rede war jedoch nur eine von mehreren Reden, die der Kaiser anlässlich der Ausschiffung der Truppen hielt. Aufgrund der Rede sollte sich später der Ethnophaulismus „the huns“ (die Hunnen) für Deutsche ableiten, der erstmals in der Propaganda im Ersten Weltkrieg von der Entente gegenüber Deutschland verwendet wurde. Nach dem Ende der kriegerischen Auseinandersetzung wurde die chinesische Regierung dazu gezwungen, das sogenannte Boxerprotokoll zu unterzeichnen, das China zu weitgehenden Zugeständnissen gegenüber den Kolonialmächten zwang.
Im Jahr 1900 wurde in London das Jangtse-Abkommen zwischen dem Deutschen Reich und Großbritannien zur Regelung gemeinsamer wirtschaftlicher Interessen im Kaiserreich China geschlossen, dem später weitere Großmächte beitreten sollten. Das Abkommen deklarierte das bereits im Jahr zuvor vom US-amerikanischen Außenminister John Hay eingeforderte „Prinzip der offenen Tür“ für den Handel und die sonstige wirtschaftliche Tätigkeit auf den Flüssen sowie an der Küste Chinas für die europäischen Länder und die Vereinigten Staaten.

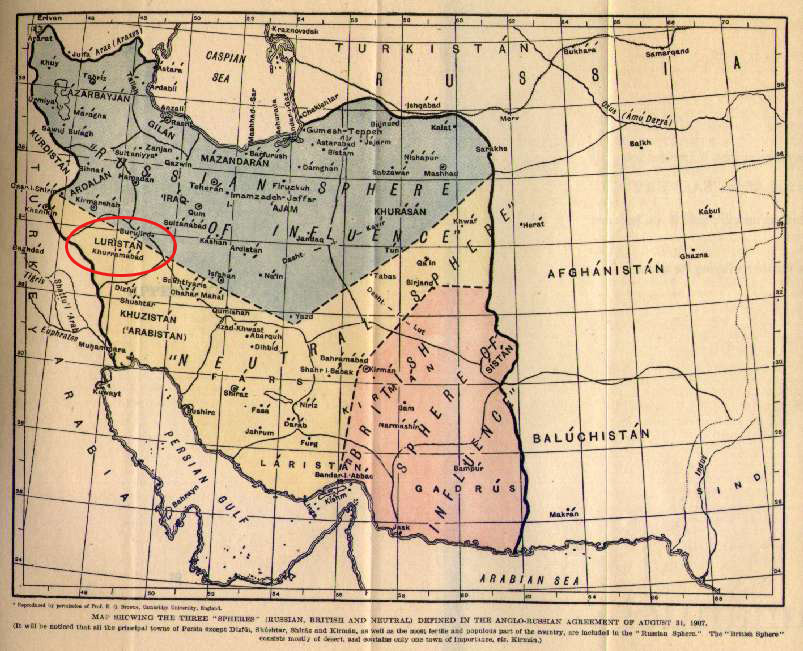
Karte der Teilung Persiens in russische und britische Einflusszonen durch den Vertrag von St. Petersburg

Am 1. Januar 1901 formierten sich auf dem Australischen Kontinent die zuvor voneinander unabhängigen Kolonien – New South Wales, Queensland, South Australia, Tasmanien, Victoria und Western Australia – zum Commonwealth of Australia. Erste Hauptstadt Australiens wurde Melbourne. Am 26. September 1907 erlangte der Australische Bund mit dem Dominionstatus die nahezu vollständige Unabhängigkeit vom Mutterland Großbritannien.

1907 stimmten im Vertrag von Sankt Petersburg das Vereinigte Königreich und Russland ihre Interessensphären in Zentralasien ab. Persien wurde in drei Zonen aufgeteilt. Afghanistan wurde zur britischen Einflusszone. Tibet wurde in der Anglo-Russischen Konvention (1907) zur neutralen Zone erklärt. Die Ansprüche Chinas wurden anerkannt. Der Vertrag bildete darüber hinaus die Grundlage für das britisch-russische Kriegsbündnis von 1914 und die Erweiterung der Entente cordiale zur Triple Entente.

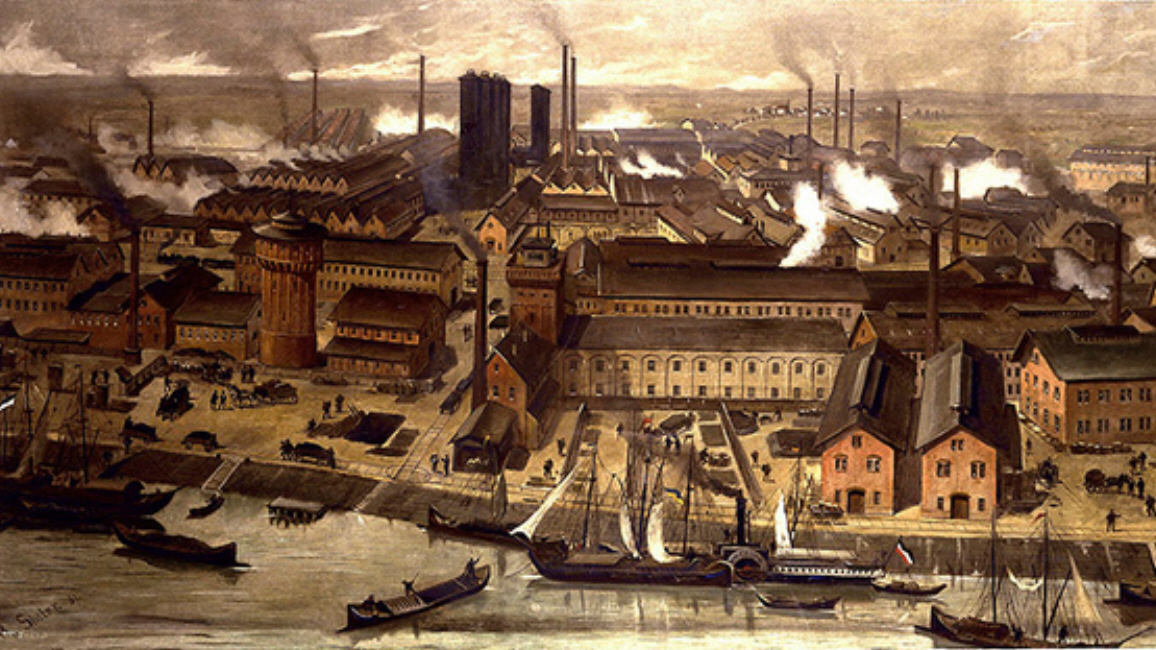
BASF-Werk Ludwigshafen 1881

### Wirtschaft, Handel und Finanzen
Der europäische Kontinent erlebte während der Belle Époque ein Wirtschaftswachstum ohnegleichen, wovon vor allem das Bürgertum profitierte. Es kam zu einem Bauboom in den Städten und an den Stadträndern. In diesen Gebieten entstanden zahlreiche Mehrfamilienhäuser und Villenquartiere. 

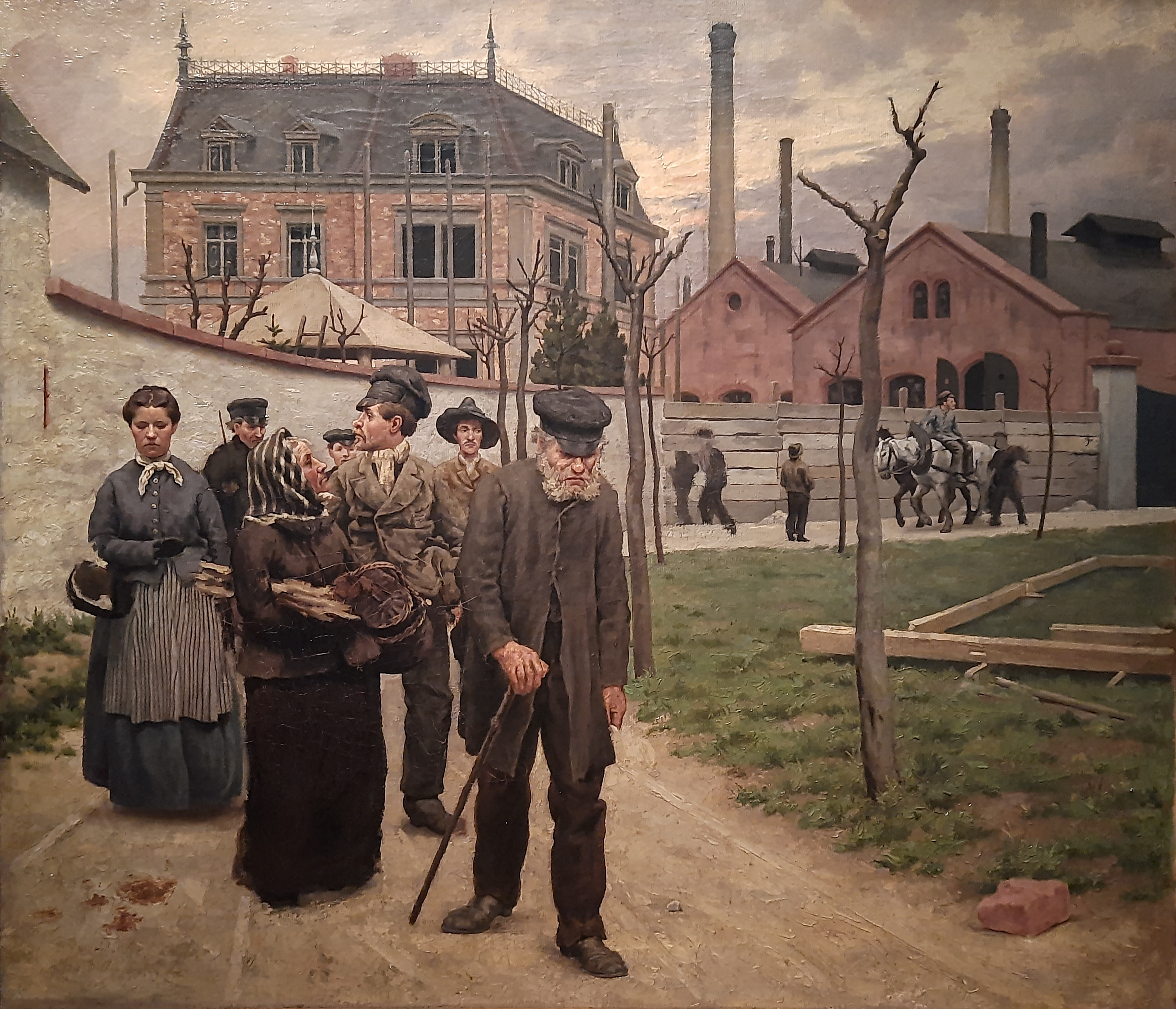
August Wilhelm Dieffenbacher: An der alten Ölfabrik Mannheim Lindenhof (1897)

Triebkraft für den wirtschaftlichen Aufschwung in Europa war die zweite Welle der Industriellen Revolution. Ihre Schwerpunkte waren: Energiewirtschaft, chemische Industrie, Elektrotechnik, Stahlindustrie und das Verkehrswesen. An den Standorten der neuentstandenen Fabriken wuchsen neue und größere städtische Ballungsräume. Damit entstanden jedoch auch neue Gesundheitsprobleme, aber auch neue Ansätze zu ihrer Lösung.
Die Industrialisierung Frankreichs im 19. Jahrhundert verlief langsamer als in Großbritannien und Deutschland, obwohl noch zu Beginn des 19. Jahrhunderts das französische Kaiserreich unter Napoleon die führende Wirtschaftsmacht Europas gewesen war.
In Berlin wurde 1909 der Hansabund zur Vertretung der Interessen von Handel, Gewerbe und Industrie gegründet, um dem konservativen und protektionistischen Einfluss des Bundes der Landwirte (BdL) einen Verband der modernen Wirtschaft entgegensetzen zu können.
Landwirtschaft

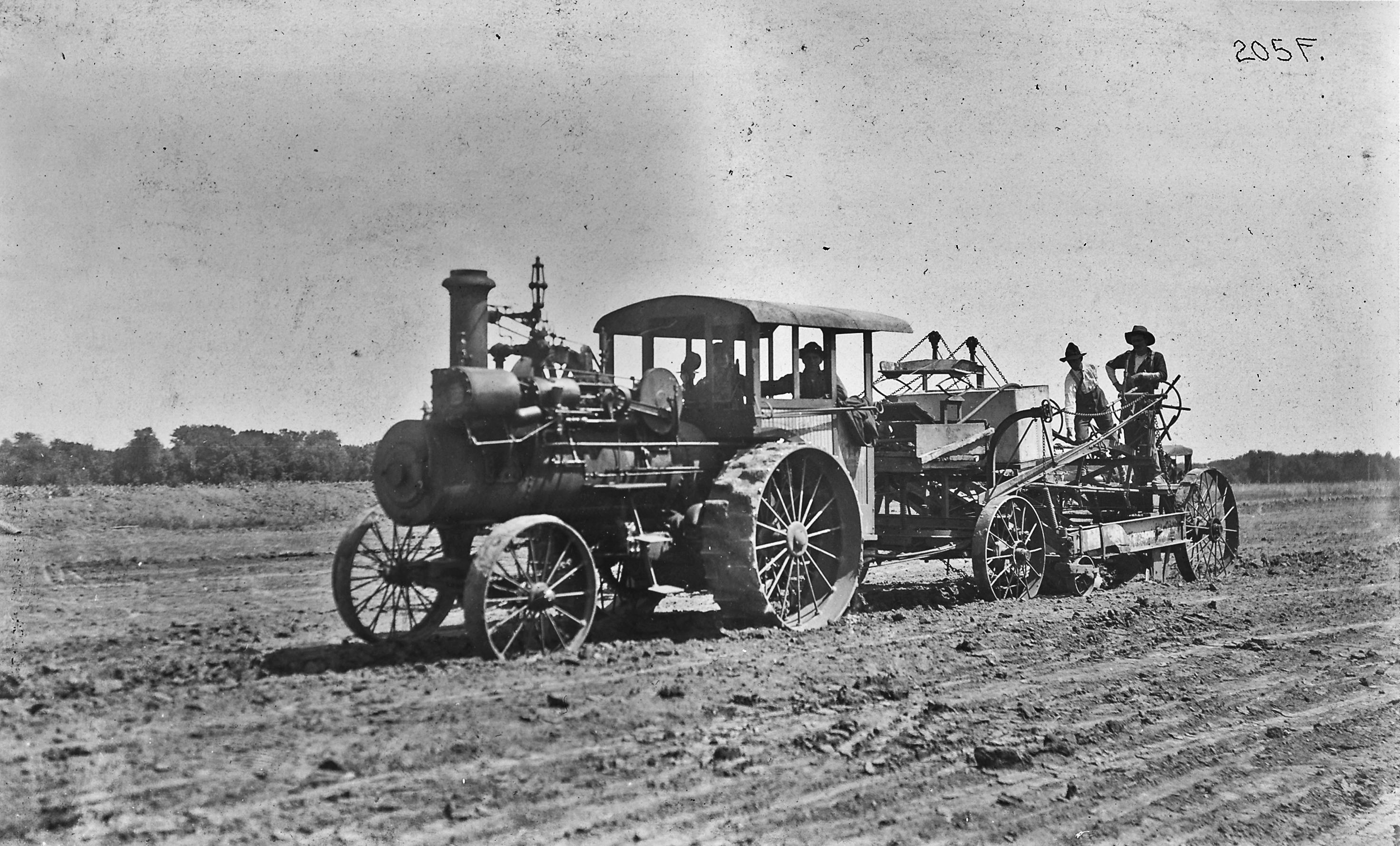
Dampftraktor in den USA (1904)

Die europäische Kolonisation während der Belle Époque war der Beginn einer globalen Ausweitung der Agrarwirtschaft und des Welthandels mit Agrarprodukten. Dies umfasste die Übertragung von Produktionsformen in andere Kontinente, die Entstehung einer neuen export- und kapitalorientierten Betriebsform (Plantagenwirtschaft) – oft auf Kosten der Selbstversorgung der Bevölkerung – und die Verbreitung von Kulturpflanzen und Nutztieren weit über ihre ursprünglichen Herkunftsgebiete hinaus (Columbian Exchange).
Die Epoche war auch geprägt von einer fortschreitenden Technisierung und Spezialisierung in der Landwirtschaft. Bereits 1840 beschrieb Justus von Liebig in seinem Werk Die organische Chemie in ihrer Anwendung auf Agricultur und Physiologie die Möglichkeit des Einsatzes von Mineraldünger. Zwischen 1905 und 1908 entwickelte der deutsche Chemiker Fritz Haber die katalytische Ammoniak-Synthese aus den Elementen Stickstoff und Wasserstoff. Dem Industriellen Carl Bosch gelang es daraufhin, ein Verfahren zu entwickeln, das die massenhafte Herstellung von Ammoniak ermöglichte. Das Haber-Bosch-Verfahren bildete die Grundlage der Produktion von synthetischem Stickstoff-Dünger und ermöglichte ebenso wie die Erfolge in der Pflanzen- und Tierzucht sowie die Entwicklung neuer Maschinen eine Steigerung der landwirtschaftlichen Erträge um ein Vielfaches.

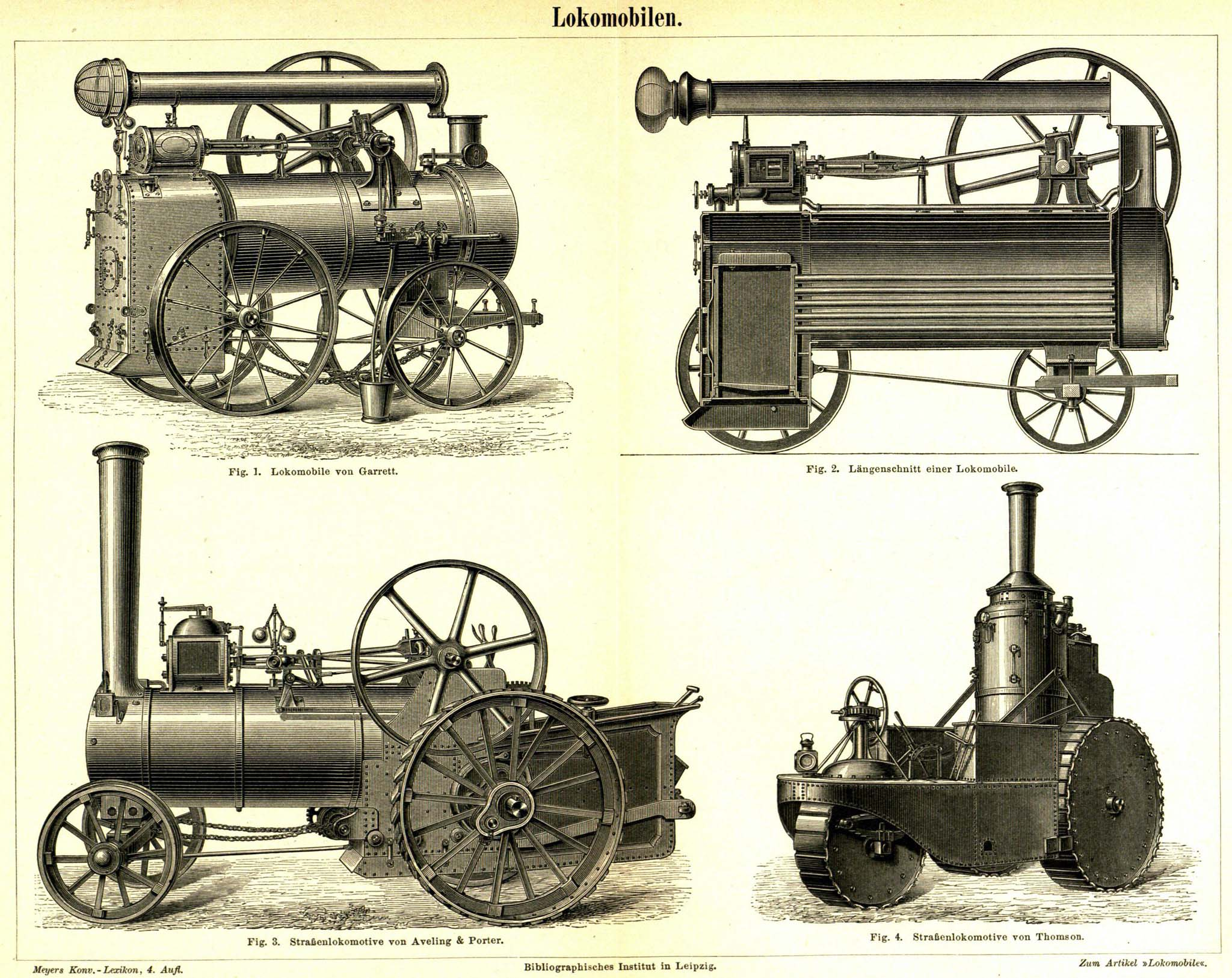

Mit landwirtschaftlichen Maschinen wie dem Dampfpflug konnten Felder effizienter und in größerem Maßstab als zuvor bearbeitet werden. Ab den 1870er Jahren wurden Lokomobile, fahrfähige Dampfmaschinen, zum unmittelbaren Zug von landwirtschaftlichen Geräten eingesetzt. Der Einsatz von Dampftraktoren in der Landwirtschaft zum direkten Zug des Pfluges oder anderer Ackergeräte war in Europa aufgrund der Beschaffenheit der zumeist tiefgründigen Böden in Europa nicht oder nur sehr eingeschränkt möglich, da die schweren Maschinen einsanken. Der Einsatz eines Dampfpfluges sah in Europa daher meist so aus, dass der Pflug von zwei am Feldrand stehenden Dampftraktoren an einem Seil hin- und hergezogen wurde. Auf den wesentlich tragfähigeren Prärieböden Amerikas waren Dampftraktoren jedoch häufiger als Zugmaschinen im Einsatz. Der Betrieb gestaltete sich jedoch als aufwendig und umständlich, da große Mengen Kohle und Wasser herbeigeschafft werden mussten.
Energiewirtschaft

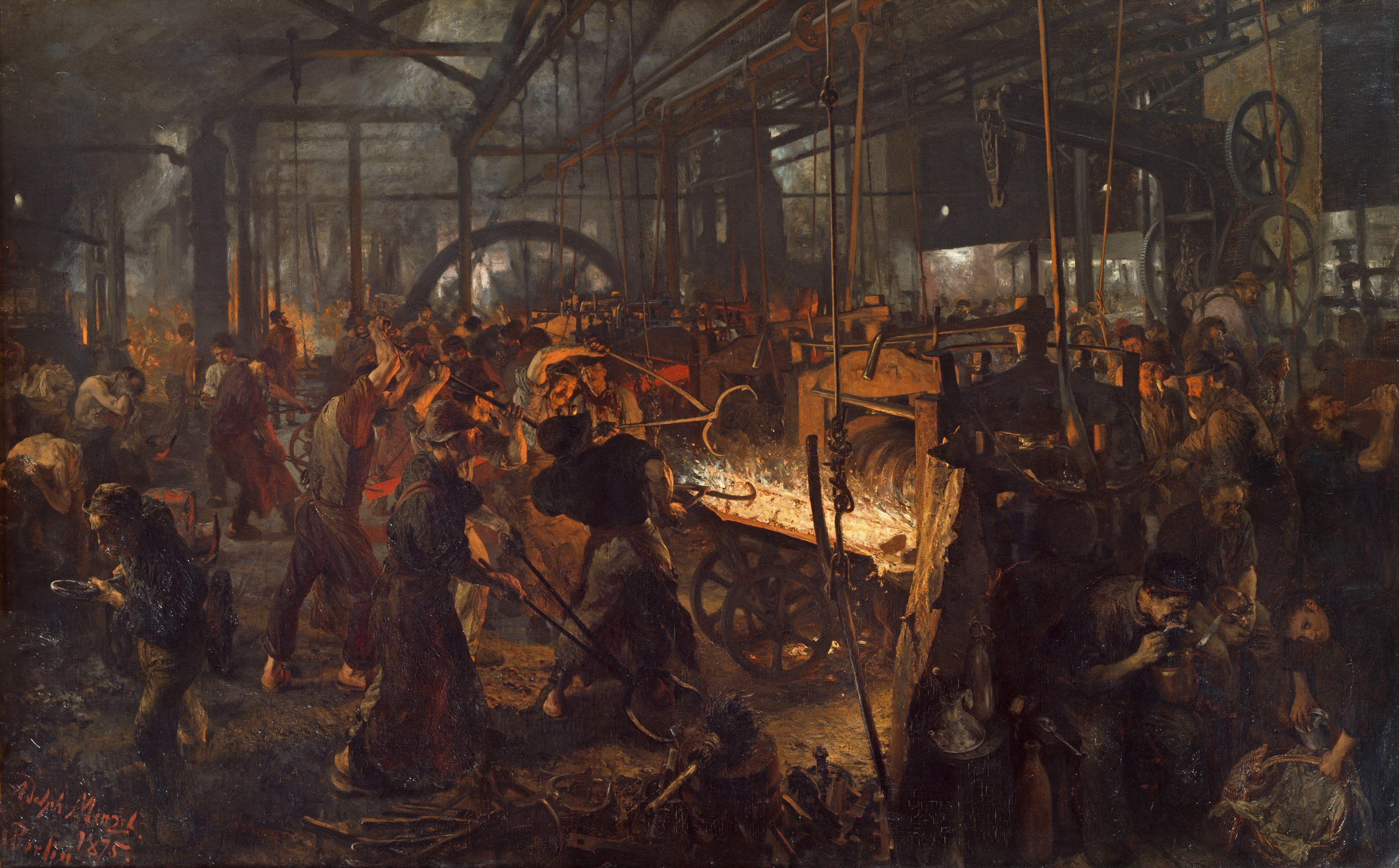
Eisenwalzwerk, Ölgemälde von Adolph von Menzel, 1875

Mit der Industrialisierung nahm die Kohlewirtschaft ihren Aufschwung. Kohle entwickelte sich als Brennstoff zur wichtigsten Energiequelle für die Befeuerung von Dampfkesseln und somit für den Antrieb von Dampfmaschinen, die wiederum Dampflokomotiven und --schiffe sowie alle Arten von Produktionsmaschinen in Fabriken und Generatoren in Kraftwerken antrieben. Mit dem zuvor dominierenden Brennstoff Holz konnte der wachsende Energiehunger von Industrie, Gewerbe, Transport und Verkehr nicht mehr gedeckt werden.

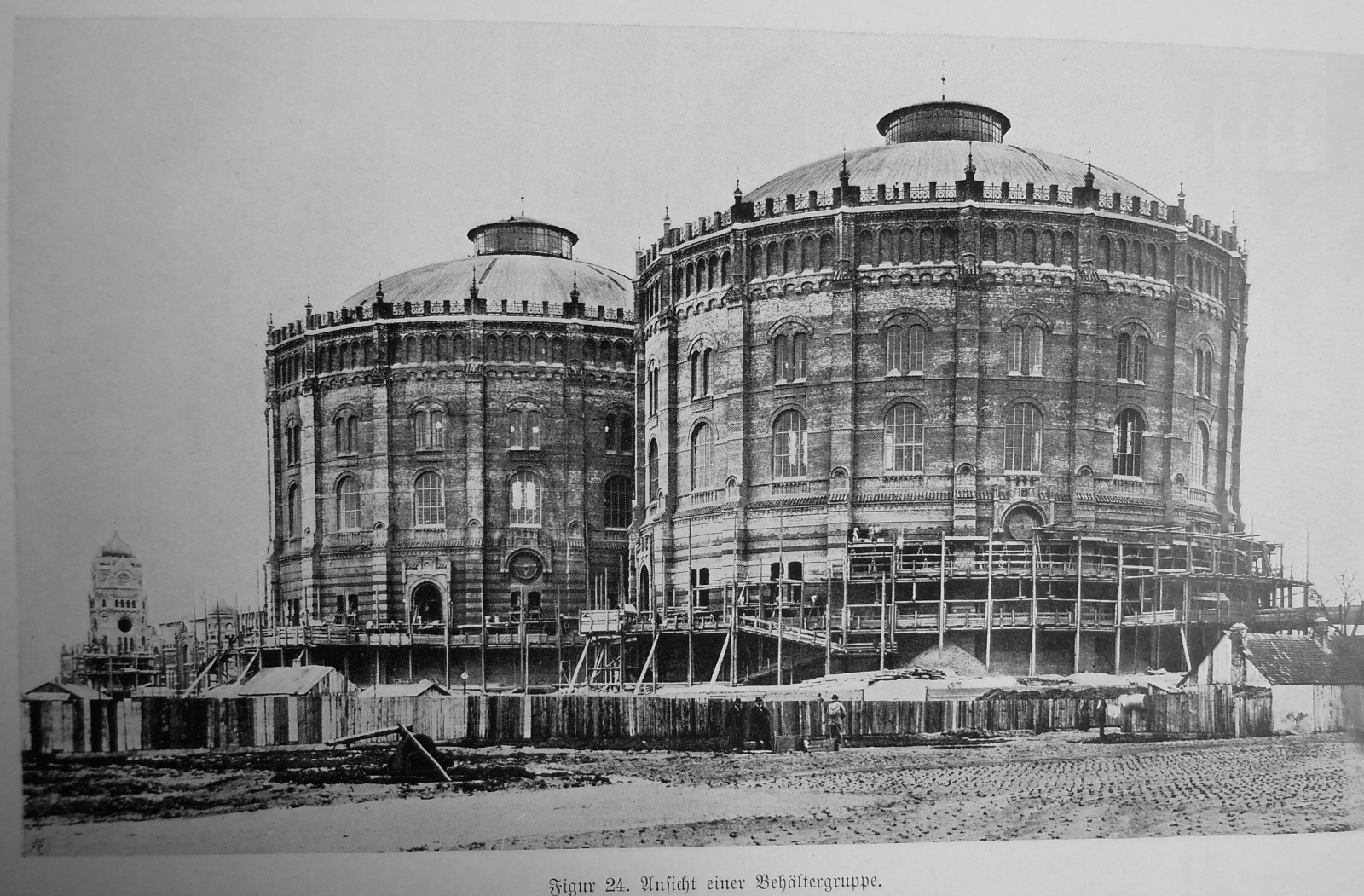
Zwei Gasbehälter des Gaswerks Wien-Simmering, 1901

Stadtgas bezeichnet ein ab der Mitte des 19. Jahrhunderts weithin übliches Brenngas, das zumeist in städtischer Regie durch Kohlevergasung hergestellt wurde. Es diente zur Beleuchtung von Straßen und Wohnungen und dort auch zum Betreiben von Gasherden und Gasdurchlauferhitzern. 1875 erfolgte die Herstellung von Wassergas unter Luftabschluss. Das CWG-Verfahren (blue water gas, erfunden 1850 von Carl Wilhelm Siemens) war das übliche Verfahren der Stadtgaserzeugung ab den 1880ern bis etwa 1950. Mit der Entwicklung des Glühstrumpfs durch Carl Auer von Welsbach im Jahr 1885 wurde das Licht von Gaslampen mit nun wesentlich höherer Leuchtkraft auch konkurrenzfähig zur elektrischen Beleuchtung. Da die Elektrizität im Vergleich zum Stadtgas allerdings sauberer, ungefährlicher und einfacher zu handhaben war, wurde der Gebrauch von Stadtgas als Leuchtmittel immer weiter zurückgedrängt und verblieb vor allem zum Kochen und Heizen.

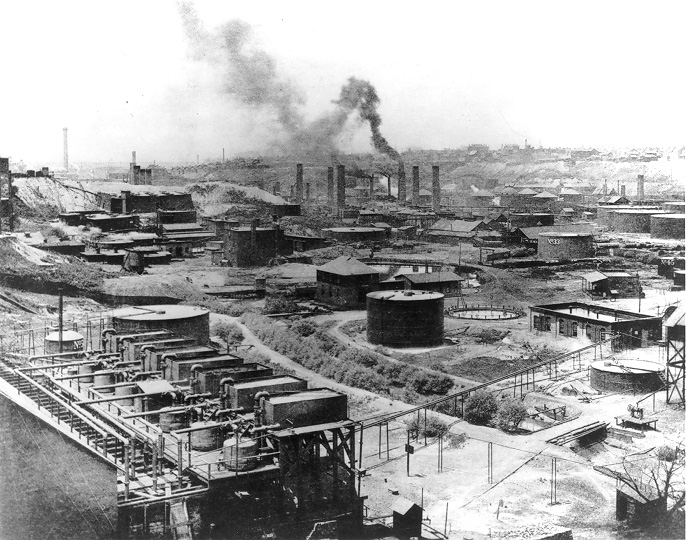
Standard Oil Erdölraffinerie No. 1 in Cleveland, Ohio, USA (1899)

Die Verwendung von Leuchtgas hatte weitreichende gesellschaftliche und wirtschaftliche Auswirkungen. Zunächst profitierte vor allem die Industrie davon, deren Fabriken in der Mitte des 19. Jahrhunderts zuerst beleuchtet wurden und dort eine deutliche Verlängerung der Arbeitszeiten ermöglichten, bis hin zu durchgehenden Nachtschichten (insbesondere in den Spinnereibetrieben in England). Die Straßenbeleuchtung erlaubte einen sichereren städtischen Verkehr. Das Lesen von Büchern verbreitete sich als Abendbeschäftigung. Gaswerke entstanden in nahezu jeder Stadt in Großbritannien. Über Druckgasleitungen wurden die Städte mit Gas versorgt und beleuchtet. Mit der Erfindung des Gaszählers in den späten 1880ern wurde Stadtgas auch in Privathaushalten üblich und fand zunehmend weitere Verwendungen.
Die großtechnische Ausbeutung der Erdöllagerstätten begann ebenfalls im 19. Jahrhundert. Es war bereits bekannt, dass bei Bohrungen nach Wasser und Salz gelegentlich Erdöl in die Bohrlöcher einsickerte. Die ersten Bohrungen wurden 1844 vom russischen Ingenieur F. N. Semjonow mit einem Schlagbohrsystem im heute noch genutzten Ölfeld von Bibi-Eibat bei Baku durchgeführt. Der Bericht über diese weltweit erste industrielle Ölbohrung blieb jedoch mehrere Jahre in der Bürokratie des Zarenreichs hängen und gelangte erst in einem Bericht vom 14. Juli 1848 an den Zarenhof.
Die 1863 von John D. Rockefeller gemeinsam mit einigen Geschäftspartnern (u. a. Henry M. Flagler) gegründete US-amerikanische Standard Oil Company war bis zu ihrer Zerschlagung das größte Erdölraffinerie-Unternehmen der Welt. Das Geschäftsgebaren des Unternehmens führte zur ersten Anti-Monopol-Gesetzgebung der USA und schließlich zur Entflechtung des Unternehmens.
Die Geschichte der British Petroleum Company begann in Deutschland. 1904 wurde in Berlin die Deutsche Petroleum-Aktiengesellschaft (DPAG) gegründet, die 1906 in die Europäische Petroleum-Union (EPU) überging.
Das Mineralölunternehmen Shell entstand 1907 aus einem Zusammenschluss der N.V. Koninklijke Nederlandse Petroleum Maatschappij (Royal Dutch Petroleum Company), Den Haag, und The „Shell“ Transport and Trading Company p.l.c., London.
Die Entdeckung eines großen Ölfeldes um Masdsched Soleyman im Iran führte 1909 zur Gründung der Anglo-Persian Oil Company, womit die Geschichte der modernen Mineralölindustrie im Nahen Osten ihren Anfang nahm.
Bis zum Ersten Weltkrieg gab es beispielsweise in Frankreich keine nationale Erdölpolitik. Zu Beginn des Krieges erkannte die französische Regierung jedoch die Bedeutung von Öl zur Kriegführung. Ohne Öl bzw. Benzin flogen weder Flugzeuge, noch rollten LKW oder Artillerietraktoren. Zwar beruhte das Transportwesen während des Ersten Weltkrieges in Frankreich, Deutschland, Österreich-Ungarn und Russland größtenteils auf Pferdefuhrwerken und der Eisenbahn, aber die Bedeutung von Öl und Benzin war bereits beträchtlich.
Währungssystem

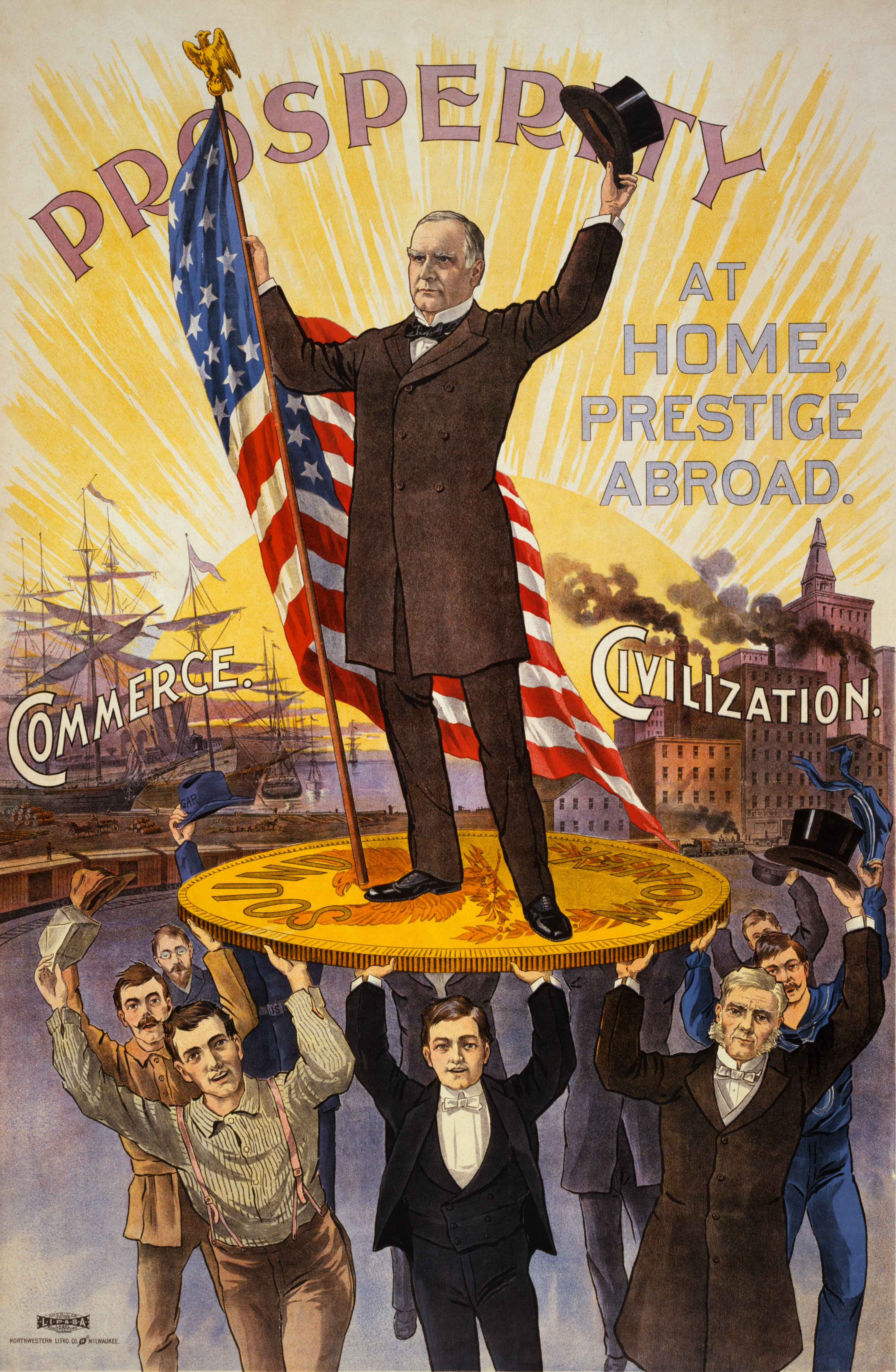
Im Wahlkampf von 1900 warb William McKinley für einen klassischen Goldstandard und gegen den Bimetallismus.

Das Währungsregime des sogenannten Goldstandards hatte sich um das Jahr 1870 herum weltweit durchgesetzt und war ab 1880 in den Industriestaaten das anerkannte System geworden. Mit der vermehrten Nutzung von Banknoten und Giralgeld entfernte sich die Geldmenge bereits Ende des 19. Jahrhunderts mehr und mehr vom reinen Goldstandard in Richtung auf ein Proportionalsystem.
Die Reparationszahlungen, die nach dem Deutsch-Französischen Krieg ab 1871 vom besiegten Frankreich an Deutschland flossen, waren die Grundlage der neuen deutschen Goldwährung, der Mark. Frankreich musste Reparationen in Höhe von fünf Milliarden Franc zahlen. Dies geschah zu 273 Millionen Franc in Form von Goldmünzen. 4,2 Milliarden Franc wurden in Form von Wechseln beglichen, die in britischen Pfund Sterling notiert waren. Diese Wechsel wurden bei der Bank of England in Gold umgetauscht. In Deutschland wurde dieses Gold geschmolzen und zu eigenen Münzen geprägt beziehungsweise als Goldreserve bei der Reichsbank hinterlegt. Gleichzeitig verkaufte Deutschland seine Silberbestände und kaufte weiteres Gold auf dem Weltmarkt zu. Um einer Abwertung der Silberwährungen durch die hohe Silbermenge auf dem Markt entgegenzuwirken, limitierten Frankreich und die Lateinische Münzunion die Prägung von Silbermünzen. International sank jedoch der Silberwert – die Silbermünzen der Münzunion wurden faktisch von vollwertigen Kurantmünzen zu Scheidemünzen.
In den letzten Jahren des 19. Jahrhunderts führten die Vereinigten Staaten, Russland und Japan den klassischen Goldstandard ein. 1898 wurde die indische Rupie an das Pfund Sterling gebunden, darauf folgten auch Ceylon und Siam. In Lateinamerika gab es eine Lobby der Silberminenbetreiber, aber trotz deren Aktivitäten führten auch Mexiko (damals unter Porfirio Díaz), Peru und Uruguay den Goldstandard ein. Mit Beginn des Ersten Weltkriegs wurde die Einlösungspflicht von Banknoten in Gold von vielen Staaten ausgesetzt, so dass der Goldstandard in den Jahren ab 1914 praktisch aufgehoben war.
Welthandel

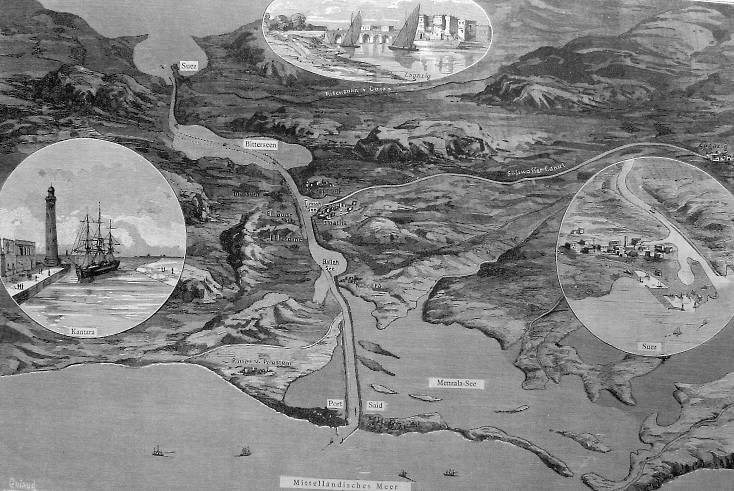
Schaubild des Suezkanals (1882)

Am 17. November 1869 wurde der Suezkanal mit einer Länge von 164 km feierlich eröffnet. 1888 wurde mit der Konvention von Konstantinopel der völkerrechtliche Status des Suezkanals vertraglich geregelt. Der Suezkanal verkürzte den Seeweg zwischen Europa und Asien erheblich und förderte damit den Welthandel.
Am 6. August 1893 wurde der Kanal von Korinth für den Schiffsverkehr geöffnet und ersparte Schiffen bis 8 Meter Tiefgang den Umweg um die Halbinsel Peloponnes.
1895 wurde der Kaiser-Wilhelm-Kanal, der heutige Nord-Ostsee-Kanal, nach 8 Jahren Bauzeit durch Kaiser Wilhelm II. eingeweiht und ist heute die meistbefahrene künstliche Seeschifffahrtsstraße der Welt.

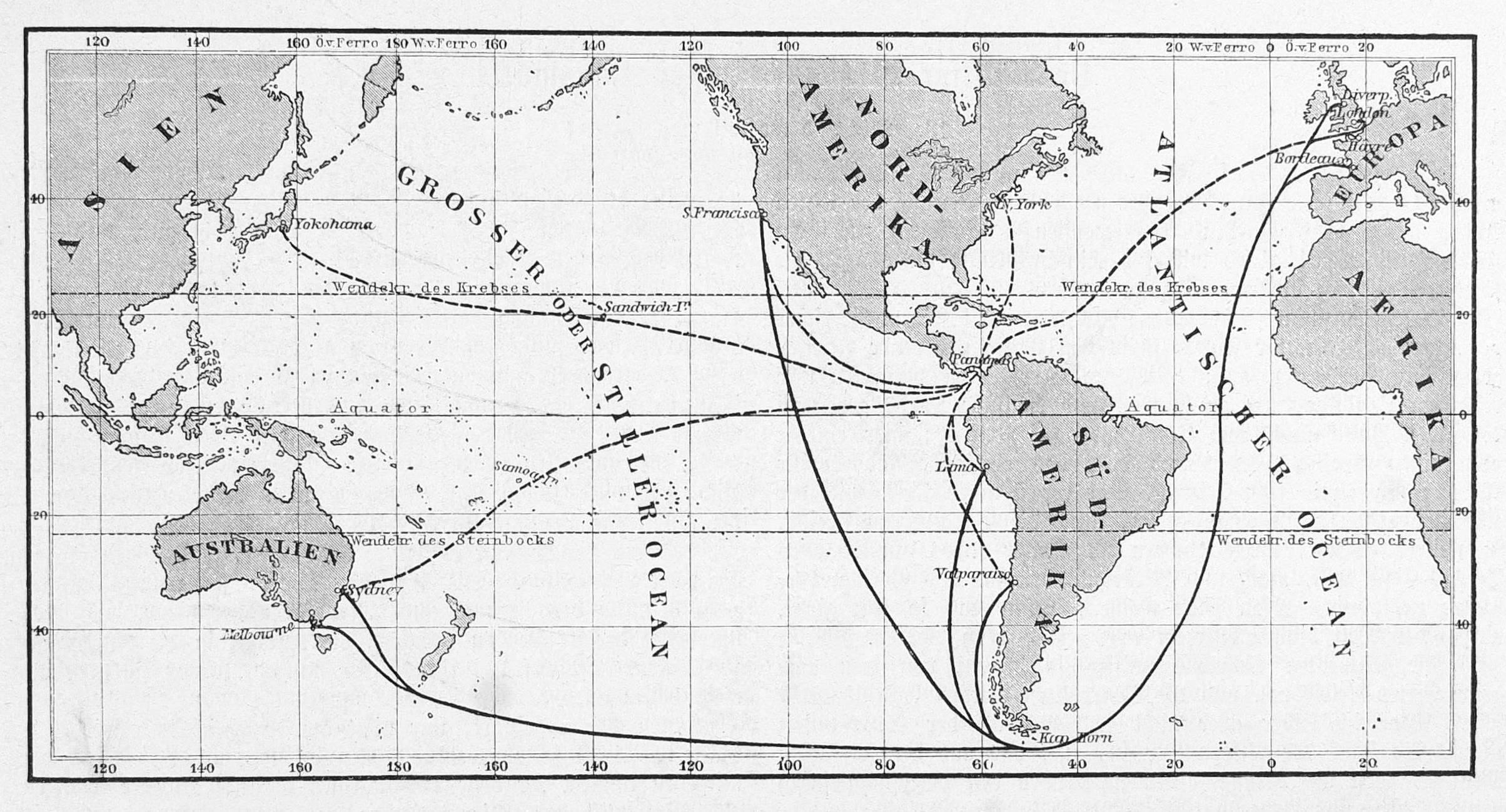
Handelsrouten durch den projektierten Panamakanal (Karte aus der Gartenlaube 1881)

Am 15. August 1914 wurde der Panamakanal eröffnet, der die Landenge von Panama in Mittelamerika durchschneidet und den Atlantik mit dem Pazifik verbindet. Schiffen blieb somit die die deutlich längere Fahrt um das Kap Hoorn oder durch die Magellanstraße an der Südspitze Südamerikas erspart.
Die industrielle Revolution führte zu einem Produktionsboom in vielen Ländern, was zu einem erhöhten Bedarf an Rohstoffen und einem Anstieg der produzierten Waren führte, die auf den Weltmärkten gehandelt wurden.
Viele Staaten verfolgten eine liberale Handelspolitik und reduzierten Zölle und Handelsbarrieren, um den internationalen Handel zu fördern.
Die Expansion und Integration der globalen Finanzmärkte, insbesondere in London, trugen mit dazu bei, Kapital internationaler verfügbar zu machen und somit Investitionen und Handel weltweit zu unterstützen.
Viele Länder adoptierten den Goldstandard, wodurch ihre eigenen Währungen an eine feste Menge Gold gebunden waren. Dies sorgte für Preisstabilität und erleichterte den internationalen Handel, da dadurch Wechselkursrisiken minimiert wurden.
Mit dem Bevölkerungswachstum und der zunehmenden Verstädterung stieg auch die Nachfrage nach importierten Waren.
Kolonialwaren

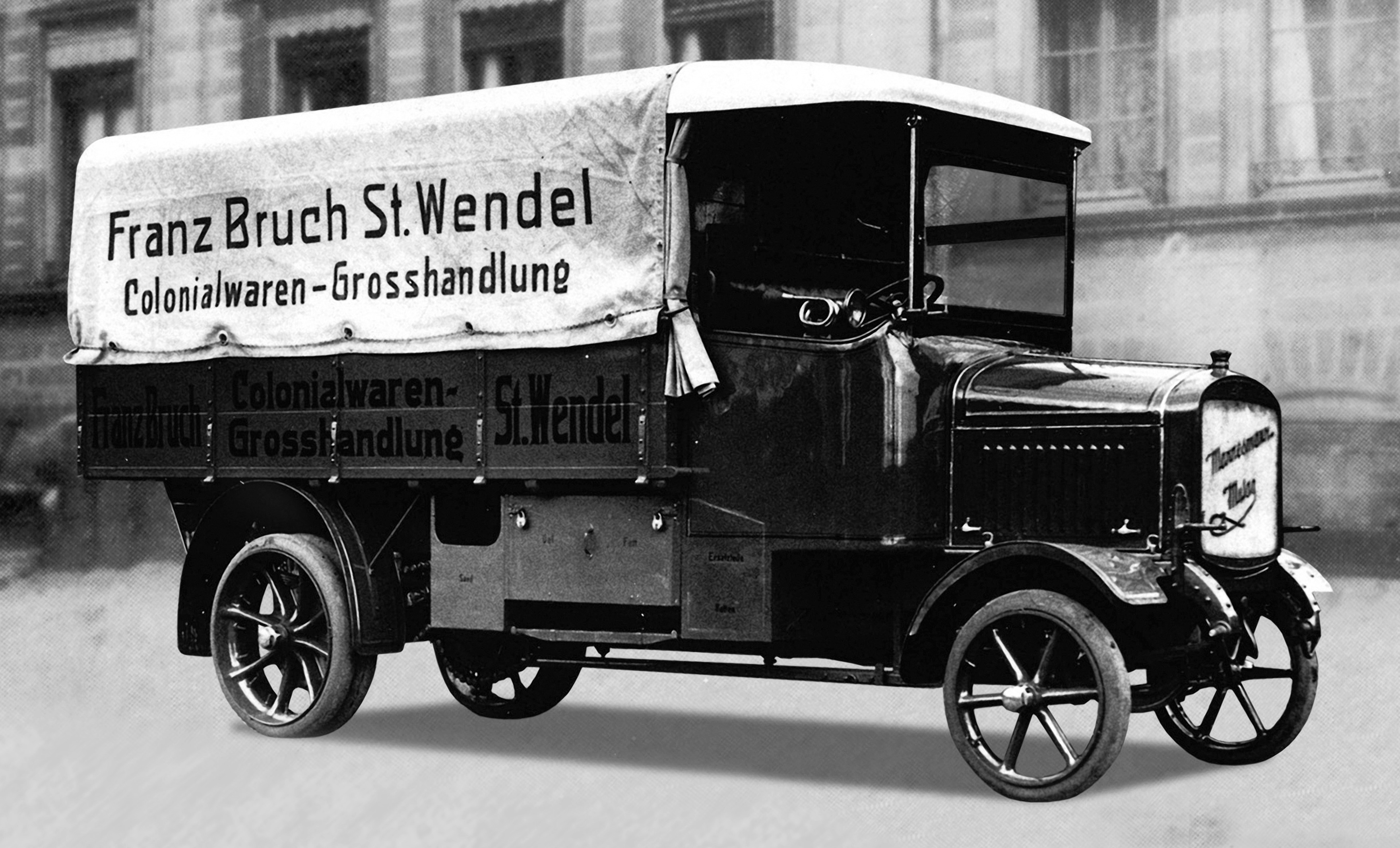
Fahrzeug der Kolonialwaren-Großhandlung Franz Bruch in St. Wendel um etwa 1912.

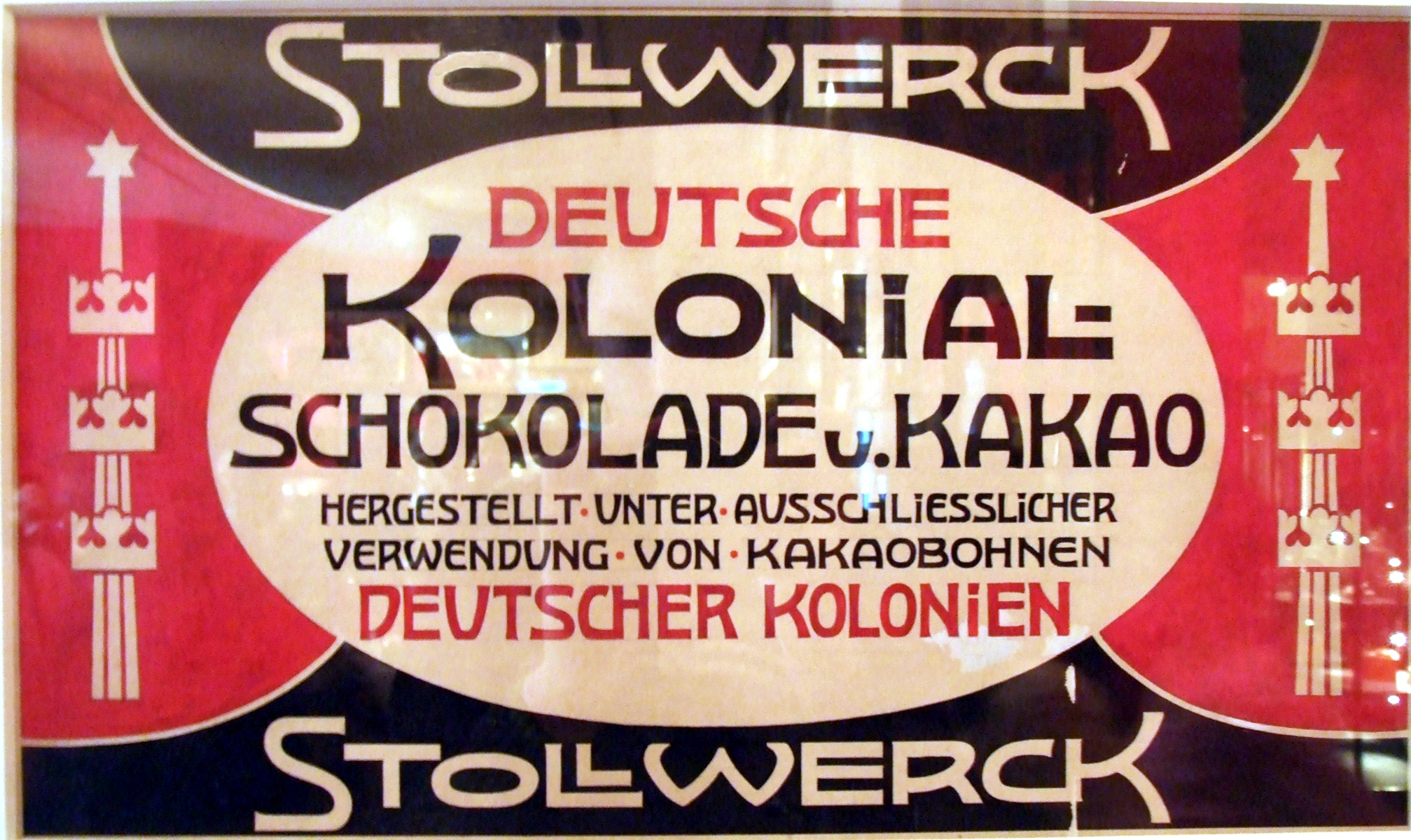
Deutsche Kolonialschokolade und Kakao, Stollwerck 1890

Der Welthandel war von kolonialen Strukturen geprägt. Die als Kolonialwaren bezeichneten überseeischen Lebens- und Genussmittel, wie Zucker, Kaffee, Reis, Tabak, Kakao, Gewürze und Tee wurden von Kolonialwarenhändlern in großem Stil importiert und in sogenannten Kolonialwarenläden verkauft. Streng genommen war das Kernangebot der Kolonialwarenläden an der Wende vom 19. zum 20. Jahrhundert nichts Neues, denn Kaffee, Kakao, Tee, Zucker und Gewürzen wurden bereits seit Jahrhunderten nach Europa importiert und bereicherten als exotische Luxuswaren das Leben an den europäischen Höfen des 17. und 18. Jahrhunderts. Neu war allerdings, dass nun auch ganz normale Bürger diese Güter erwerben konnten.
Kolonialwarenläden waren beliebt und die Anzahl der Kolonialwarenhandlungen und -großhandlungen in den Städten stieg rasant an: In der badischen Stadt Mannheim waren es 1850 beispielsweise 14, 1875 bereits schon 30 Geschäfte. Im Jahr 1900 gab es 265 Kolonialwarenläden und 29 Großhändler im Mannheim. Auch der Konsum, eine von der Arbeiterbewegung getragene Genossenschaft, verkaufte Kolonialwaren. Die erste Edeka-Genossenschaft entstand 1898, als sich 21 Kaufleute aus dem Deutschen Reich im Hallesches-Tor-Bezirk in Berlin zur Einkaufsgenossenschaft der Kolonialwarenhändler im Halleschen Torbezirk zu Berlin – kurz E. d. K. – zusammenschlossen. 1893 gründet Franz Zentis in Aachen ein Kolonialwarengeschäft, aus dem das Konfitüren, Süßwaren und andere Lebensmittel produzierende Unternehmen Zentis hervorgeht.
Während 1875 bereits rund 185.000 Kolonialwarenläden in Deutschland existierten, stieg ihre Zahl 1895 auf über 300.000 und im Jahr 1914 auf 540.000 Geschäfte an. Dem Historiker Uwe Spiekermann zufolge, bildete die Vielzahl von kleinen Einzelhandelsgeschäften die Basis der entstehenden Konsumgesellschaft.
Nahrungs- und Genußmittel

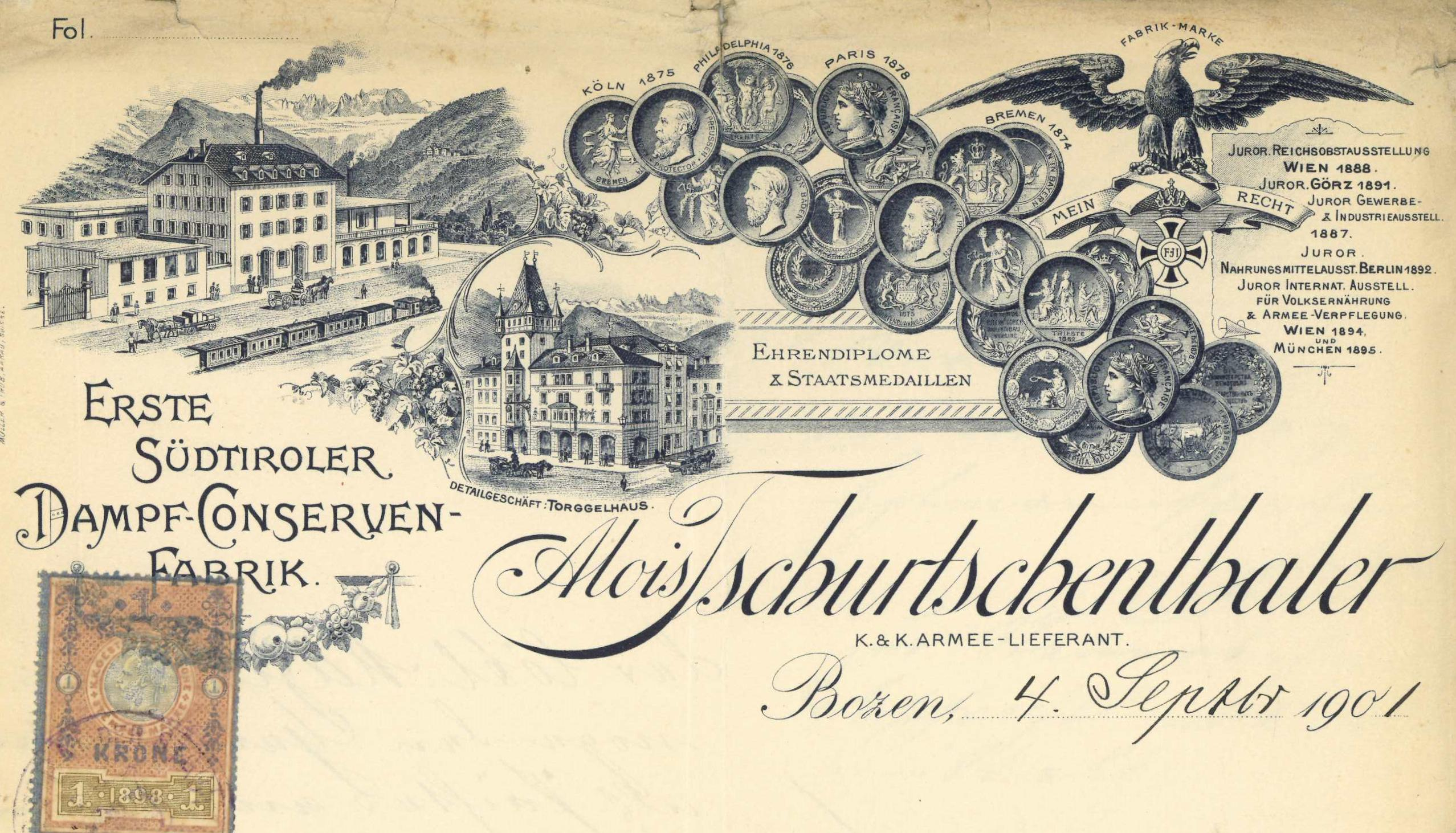
Historischer Briefkopf der Konservenfabrik Tschurtschenthaler (1901)

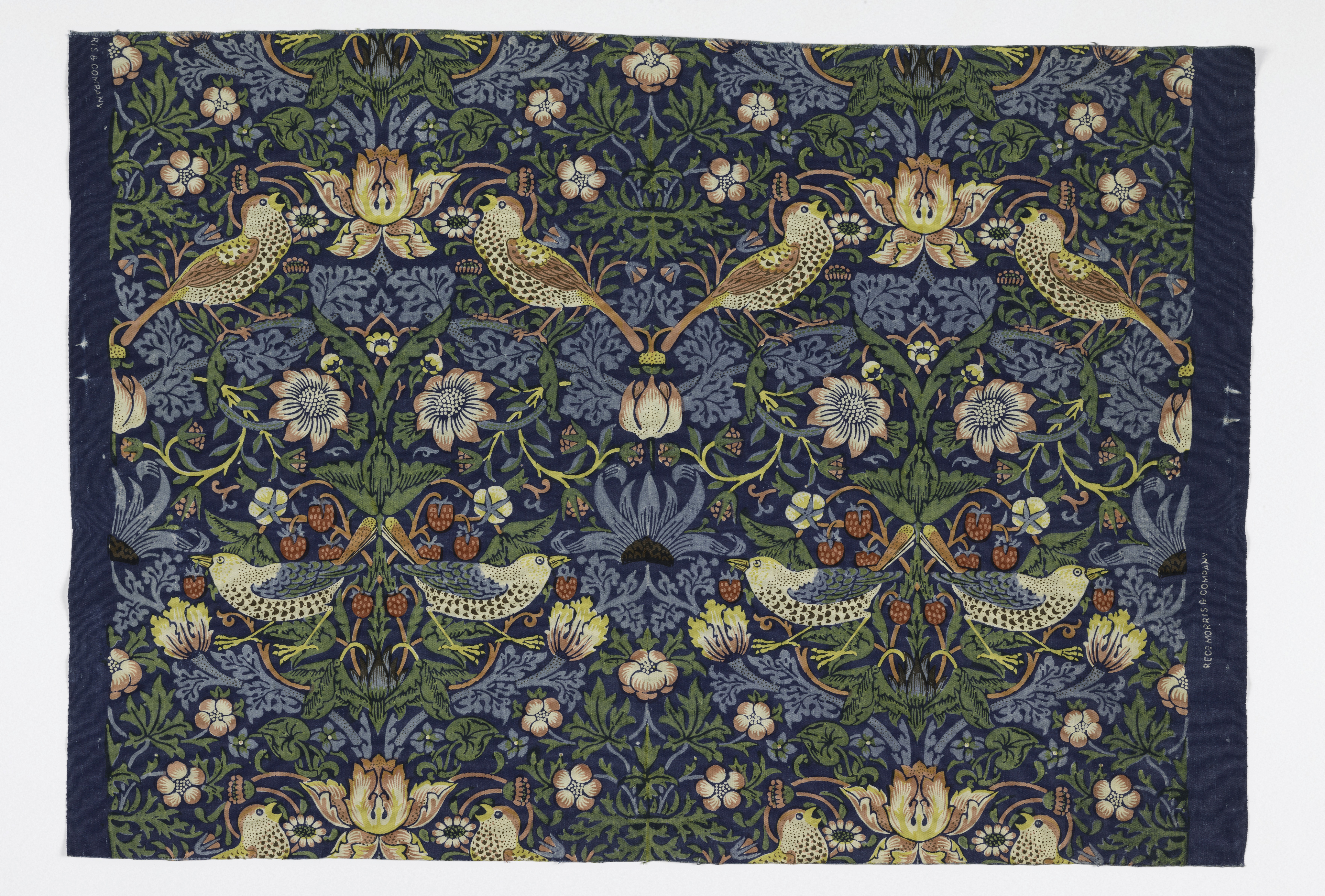
Der Erdbeerdieb, bedruckte Baumwolle, 1883 von William Morris entworfen

Im ausgehenden 19. Jahrhundert kamen erste Fertiggerichte auf den Markt. Bereits in den 1860er Jahren wurde erstmals aus dem Muskelfleisch von Rindern Fleischextrakt auf industrieller Basis gewonnen, was den Beginn der Lebensmittelindustrie markierte. Die Maggi-Würze wurde am 8. Juni 1886 von Julius Maggi als preiswerter Ersatz für Fleischextrakt entwickelt. Die Maggi-Flasche mit dem typischen eckigen Design und gelb-rotem Etikett wurde 1887 ebenfalls von Julius Maggi entworfen und wird bis heute mit nur geringfügigen Veränderungen verwendet.

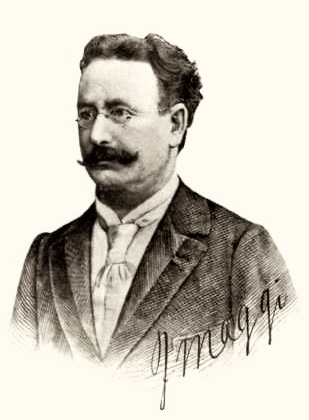
Julius Maggi um 1900

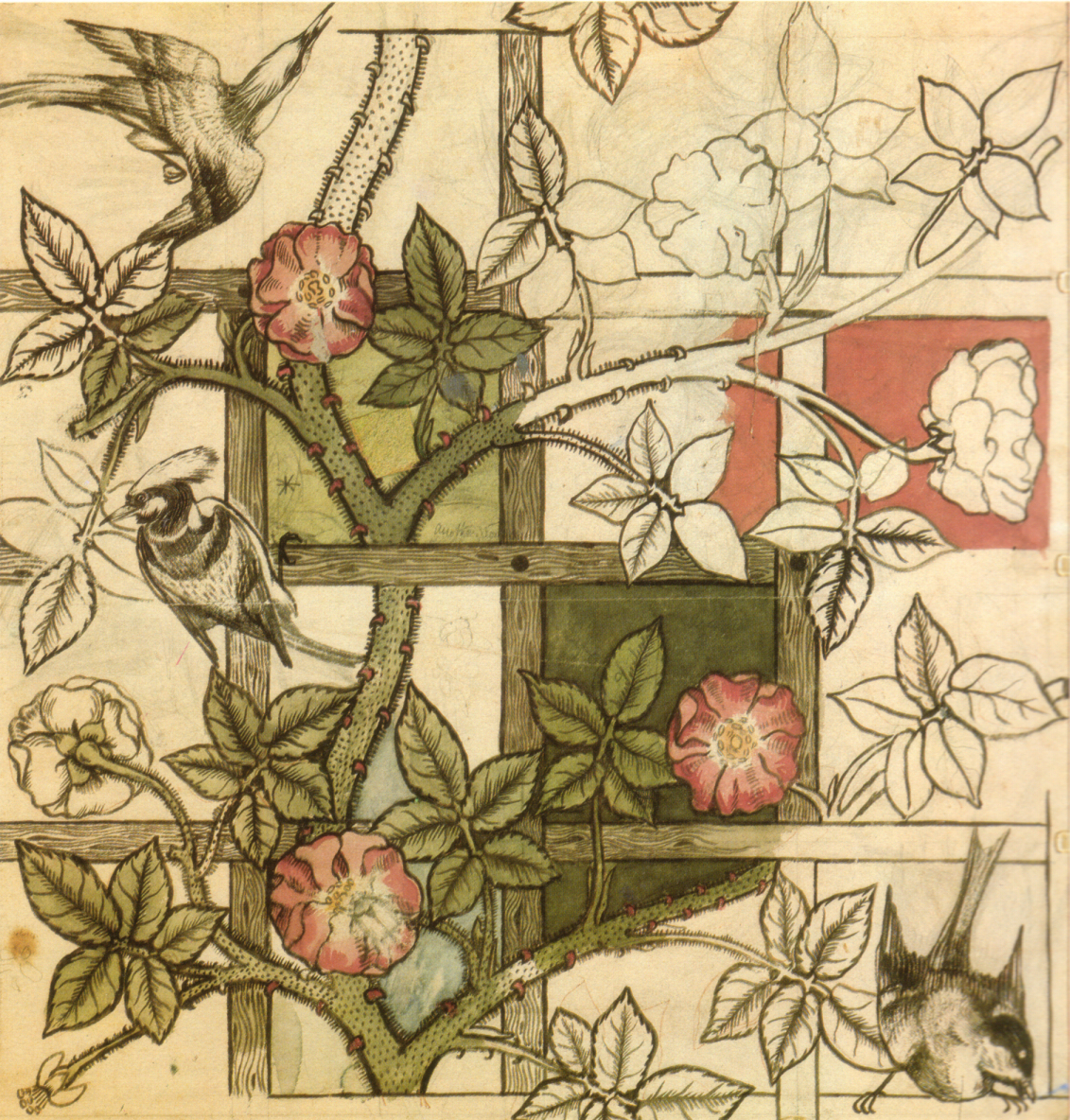
William Morris: Entwurf für die Tapete Trellis, 1862

Die Erbswurst zählt zu den ältesten industriell hergestellten Fertiggerichte und wurde zwischen 1889 und 2018 bei Knorr in Heilbronn hergestellt. Das preiswerte und nahrhafte Produkt aus getrockneten Erbsen war fast unbegrenzt haltbar und konnte mit Wasser in nur drei Minuten zu einer warmen Suppe angerührt werden.
Der russische Ingenieur Jewgeni Fedorow erfand 1897 die selbsterhitzende Mahlzeit in Form von Konservendosen, die ohne die Zuhilfenahme einer Kochstelle allein durch chemische Prozesse erhitzt werden konnte.

Die Lebensmittelkonservierung stellte eine wichtige Voraussetzung für die Industrialisierung der Nahrungsmittelproduktion im 19. Jahrhundert dar. Zucker wurde im Verlauf des 19. Jahrhunderts immer billiger, nachdem es gelungen war, diesen industriell und kostengünstig aus der einheimischen Runkelrübe zu gewinnen, was zur Verbreitung der Herstellung von Gelee und Marmelade im privaten wie im industriellen Bereich führte. Das Einlegen von Lebensmitteln in Essig, Öl und Salz war ebenfalls bekannt, ebenso wie die Konservierungsmethode des Einkochens und Einmachens. Der speziell für letztere Konservierungsmethode weit verbreitete Begriff „einwecken“ geht dabei auf eine Erfindung von speziellen Vorratsgläsern mit geschliffenen Rändern und Gummiringen zum Verschließen mit Blechdeckeln aus dem Jahr 1892 zurück. Für den überregionalen Vertrieb von Lebensmitteln war vor allem die Erfindung der Konservendose von entscheidender Bedeutung.

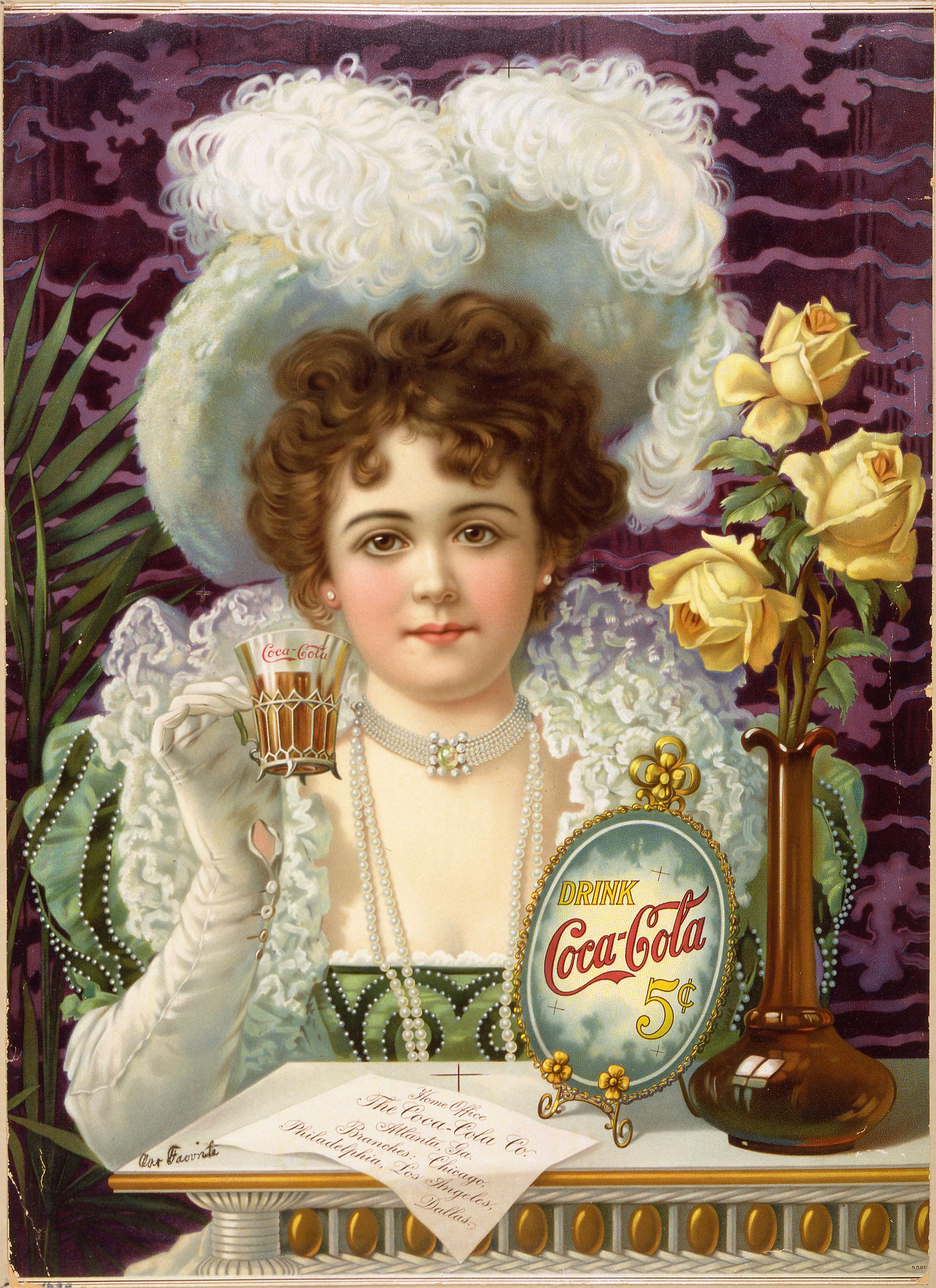
Coca-Cola Werbung Ende des 19. Jahrhunderts

Der Karlsruher Physiker Heinrich Meidinger entwickelte 1870 nach dem Prinzip der Kältemischung eine einfache Maschine für die Herstellung von Eis für den Hausgebrauch.
Der erste gekühlte Fleischtransport fand 1875 von New York nach London statt, bereits ein Jahr später erfand Carl von Linde die Kompressionskältemaschine, welche die Grundlage der modernen Kühltechnik darstellt. In der Folgezeit konnten so Kühlhäuser in Fleischfabriken sowie Bierbrauereien entstehen und Frachtschiffe und Eisenbahnwaggons mit Kühlräumen ausgestattet werden.
1876 entwickelte der deutsche Ingenieur und Unternehmer Carl von Linde das für die Wissenschaft und Technik fundamentale Linde-Verfahren. Seine Erfindung erlaubte es, die Zuverlässigkeit des Kompressors und der gesamten Kältemaschine so zu verbessern, dass diese industrietauglich wurden. Nun konnte man Wassereis ganzjährig industriell herstellen und war nicht länger auf Natureis angewiesen. Seine Kältemaschine wurde damals noch mit Ammoniak betrieben, einer Substanz, die giftig und ätzend ist und nicht nur Lecks, sondern auch einen üblen Geruch verursachte. Für den Hausgebrauch geeignete Kühlschränke waren daher erst nach der Entwicklung von Ersatzchemikalien in den 1920er Jahren verfügbar.
Der älteste synthetische Süßstoff Saccharin (altgr. σάκχαρον sakcharon „Zucker“) wurde 1878 von den Chemikern Constantin Fahlberg und Ira Remsen an der Johns Hopkins University (USA) entdeckt.
In New York City wurde 1885 eine Cafeteria als weltweit erstes Selbstbedienungsrestaurant eröffnet, das jedoch nur Männern vorbehalten war. Die Young Women’s Christian Association eröffnete in New York und in Chicago ähnliche Einrichtungen für Frauen. Die frühen Cafeterias nahmen die Stelle von Betriebskantinen ein, die damals in vielen Unternehmen noch nicht vorhanden waren. Eine wichtige Rolle für die Verbreitung von Schnellrestaurants spielte die Weltausstellung 1893 in Chicago, auf welcher eine Cafeteria vorgestellt wurde.

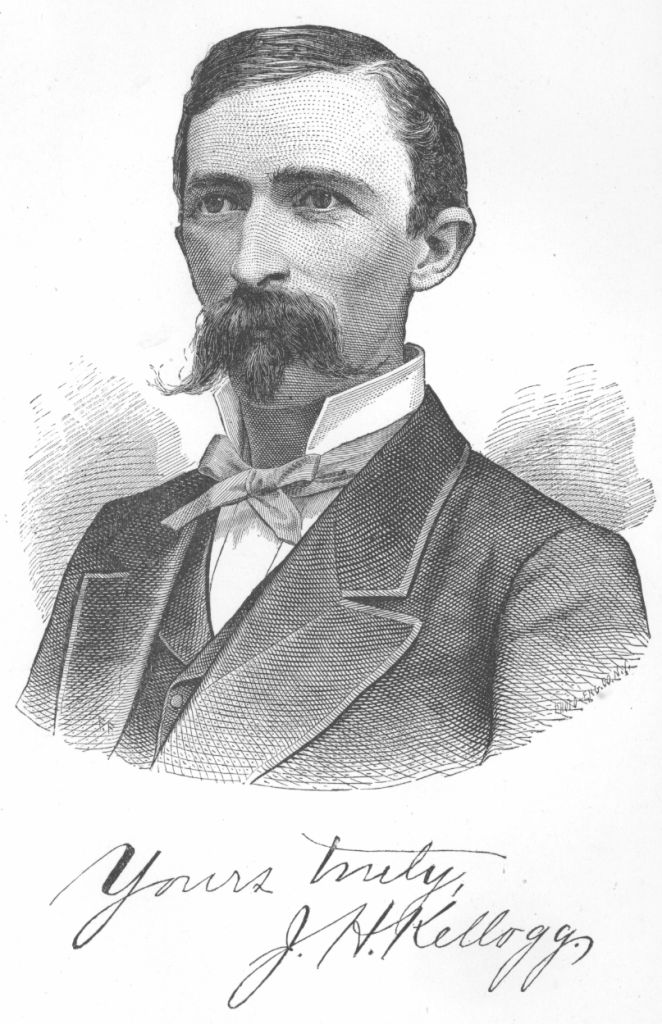
John Harvey Kellogg

John Stith Pemberton, der eigentlich einen Sirup zur Linderung von Kopfschmerzen herstellen wollte, erfand am 8. Mai 1886 durch Zufall das Erfrischungsgetränk Coca-Cola. Der Name Coca-Cola leitet sich aus den ursprünglichen, mittlerweile jedoch nicht mehr verwendeten Zutaten Kokablatt (englisch coca leaves) und Kolanuss (englisch cola nut)m ab. Der Apothekengroßhändler Asa Griggs Candler konnte kurz vor dem Tod des Erfinders John Stith Pemberton die Rechte an Coca-Cola für 2.300 US-Dollar erwerben und gründete 1892 The Coca-Cola Company. Ein Jahr später ließ er Coca-Cola als Marke schützen und vermarktete das Produkt anschließend zunächst in den USA und ab 1896 auch im benachbarten Ausland.
Am 20. Juni 1893 gründete Franz Zentis in Aachen ein Kolonialwarengeschäft, aus dem später das Konfitüren, Süßwaren und andere Lebensmittel produzierende Unternehmen Zentis hervorgehen sollte.
1895 gründete Luigi Lavazza in Turin den italienischen Kaffeeveredler und -vertreiber von Kaffeebohnen und -mehl Lavazza.
Das Flaschenbier wurde um 1900 eingeführt und führte zu einem Anstieg des Alkoholkonsums, da zum Ausschank von Alkohol nun nicht mehr eine Gastwirtschaft aufgesucht werden musste.
Der amerikanische Arzt und Erfinder John Harvey Kellogg ließ den Patienten seines Sanatoriums in Battle Creek (Michigan) 1897 erstmals Cornflakes servieren, die er zuvor zusammen mit seinem Bruder Will Keith Kellogg erfunden hatte. Beide hatten ein gesundes vegetarisches Grundnahrungsmittelfür ihre Patienten gesucht, welches deren Genesungsprozesse fördern sollte. Ihr Rezept bestand aus gekochtem Weizen, der anschließend gepresst und wärmegetrocknet wurde. Der so zubereitete Weizen wurde in dünnen, knusprigen Flocken mit etwas Salz gegessen.
Melitta Bentz meldete 1908 das Patent für Rundfilter mit vorgefertigtem Filterpapier zur Zubereitung von Kaffee an, zuvor wurde für die Zubereitung von Kaffee ein herkömmliches Sieb verwendet, in das ein Leinentuch oder ausgeschnittenes Löschpapier eingesetzt wurde.

### Architektur und Design

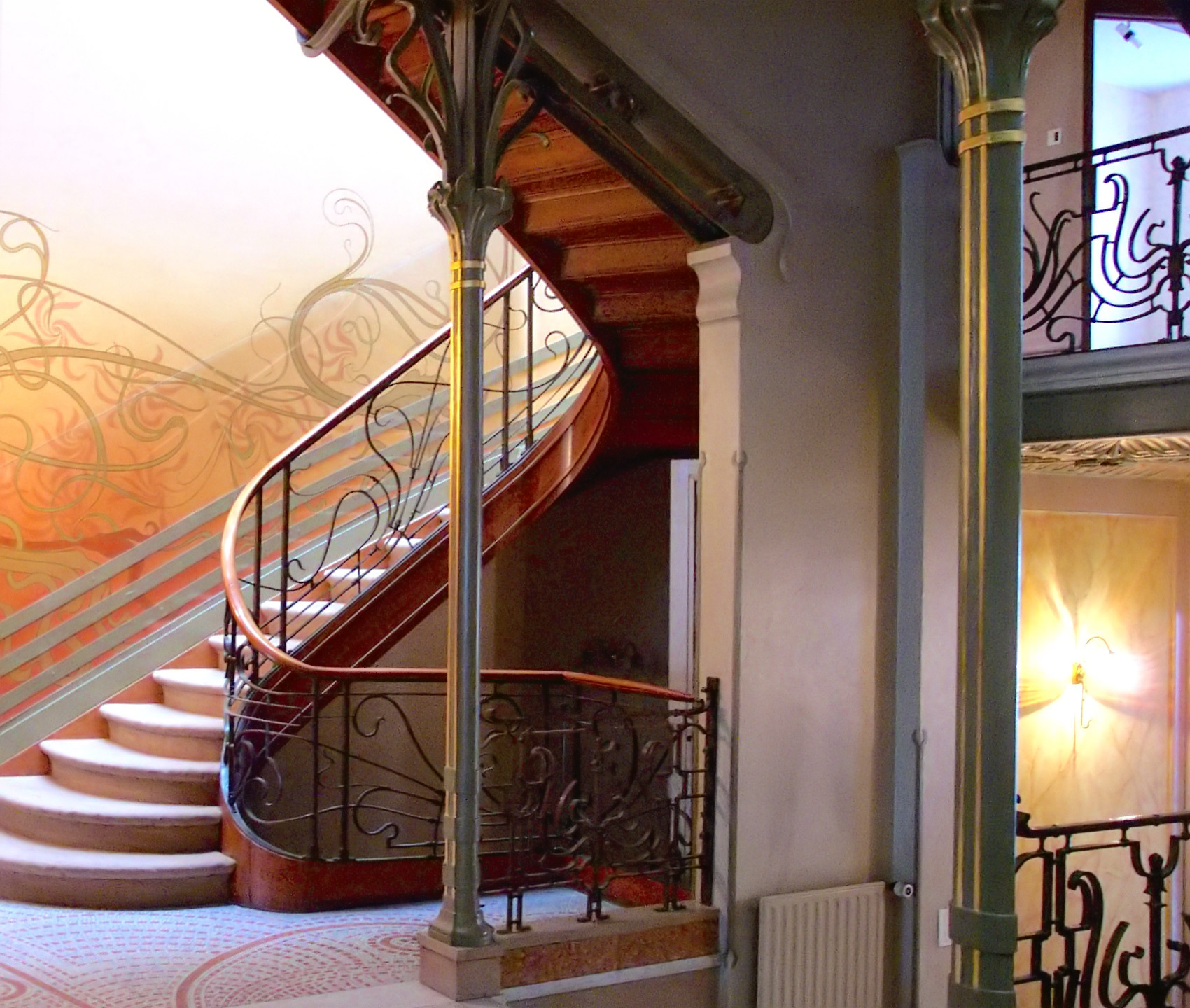
Victor Horta: Treppenhaus im Hôtel Tassel, Brüssel, Belgien

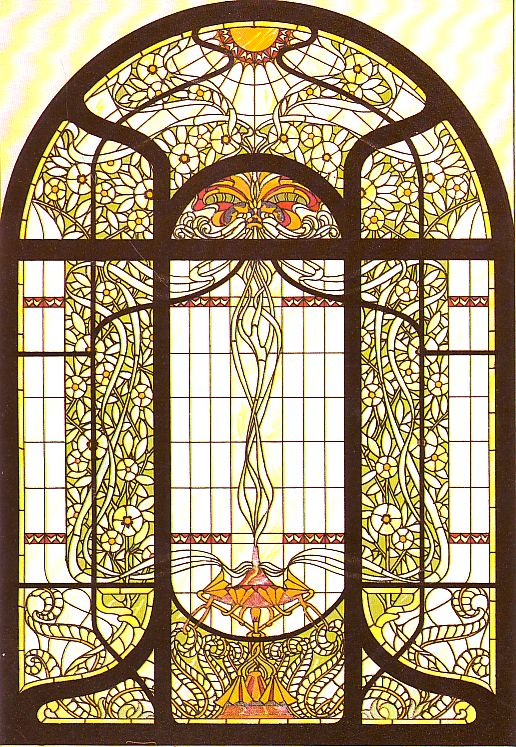
Arnold Lyongrün: Vorlage für ein Fenster im Jugendstil (Berlin und New York 1900)

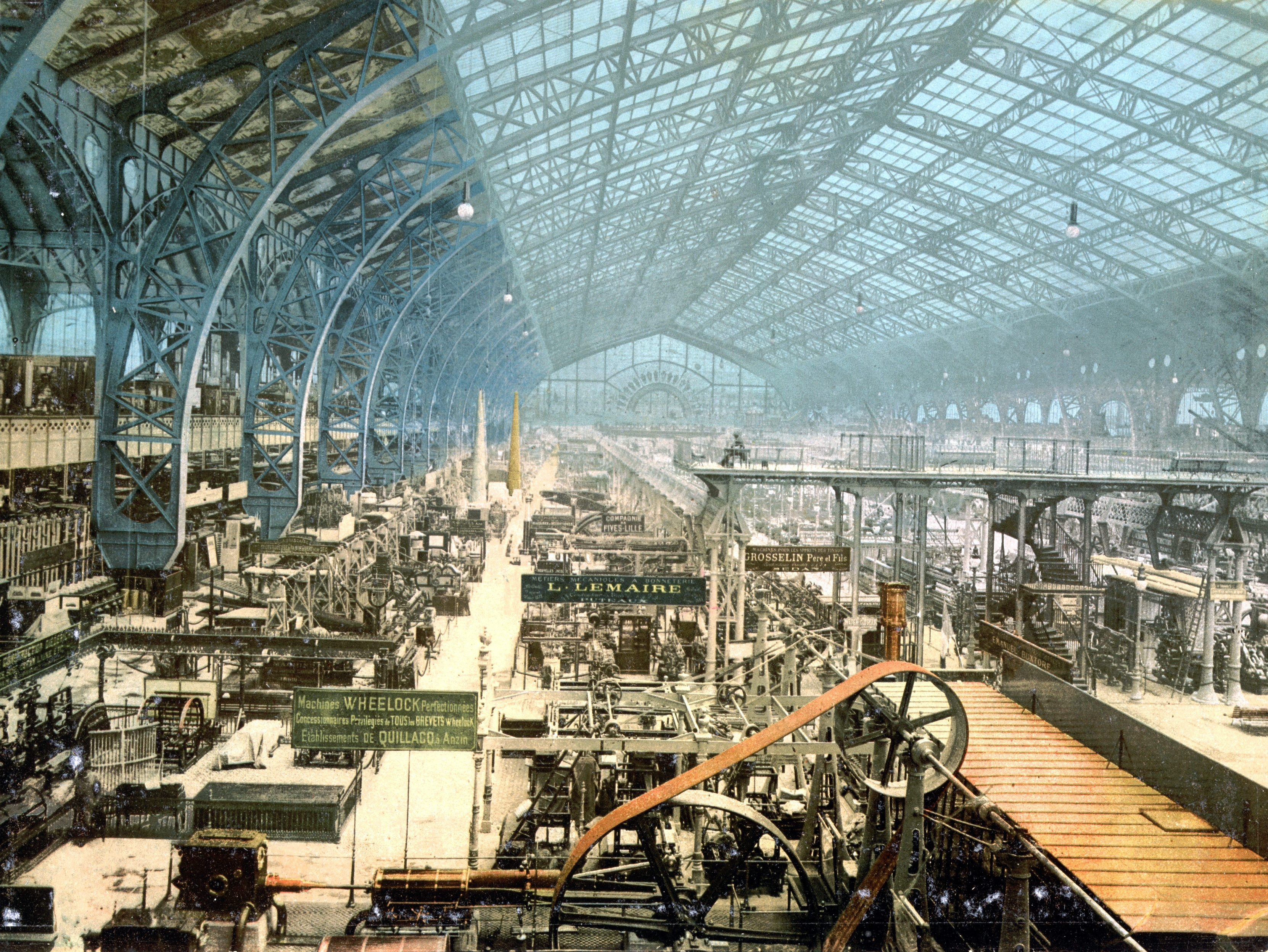
Maschinenhalle. Innenraum des Ausstellungsgebäudes der Weltausstellung Exposition Universal, Paris, Frankreich 1889

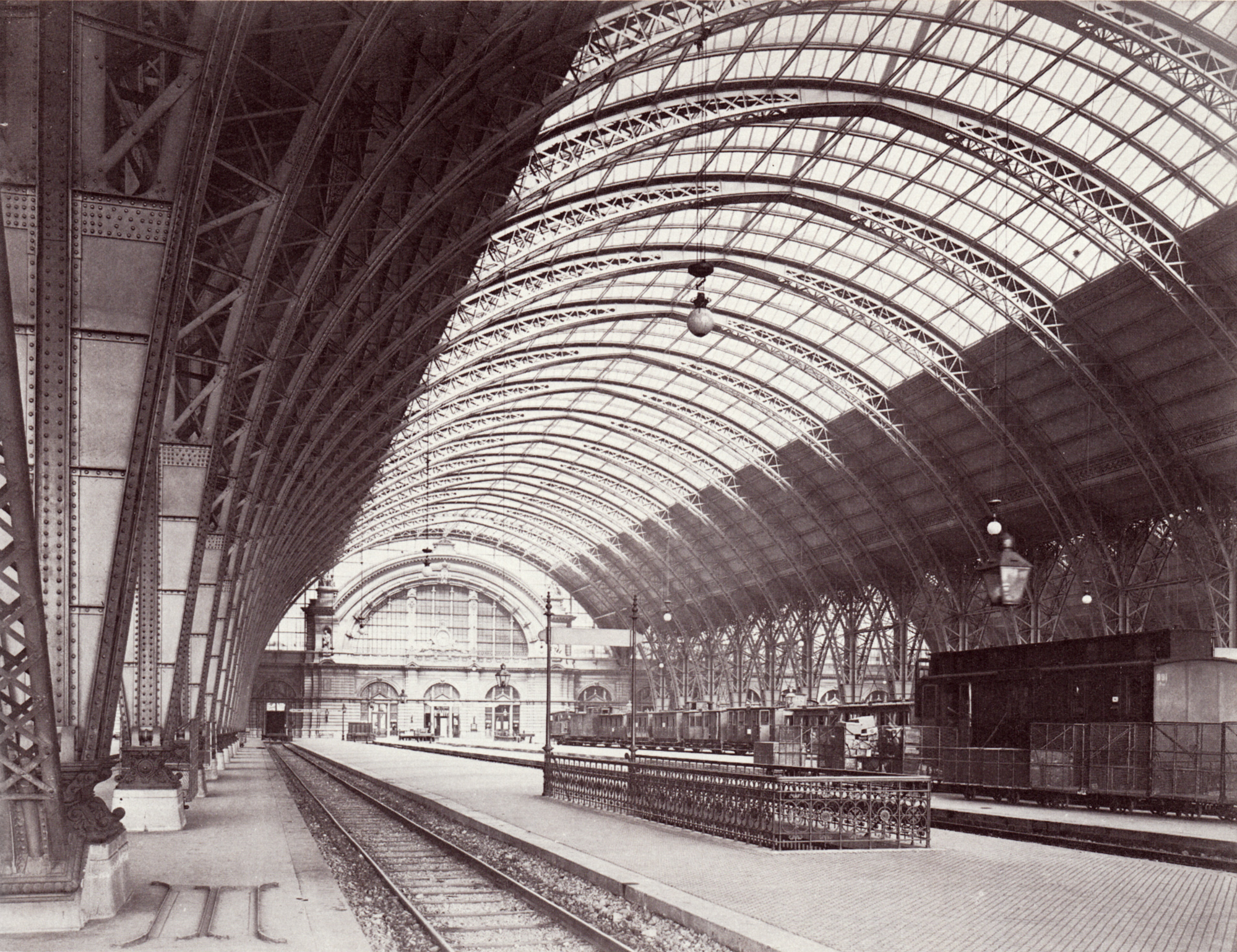
Bahnhofshalle des Frankfurter Centralbahnhofs 1888 (heutiger Frankfurter Hauptbahnhof)

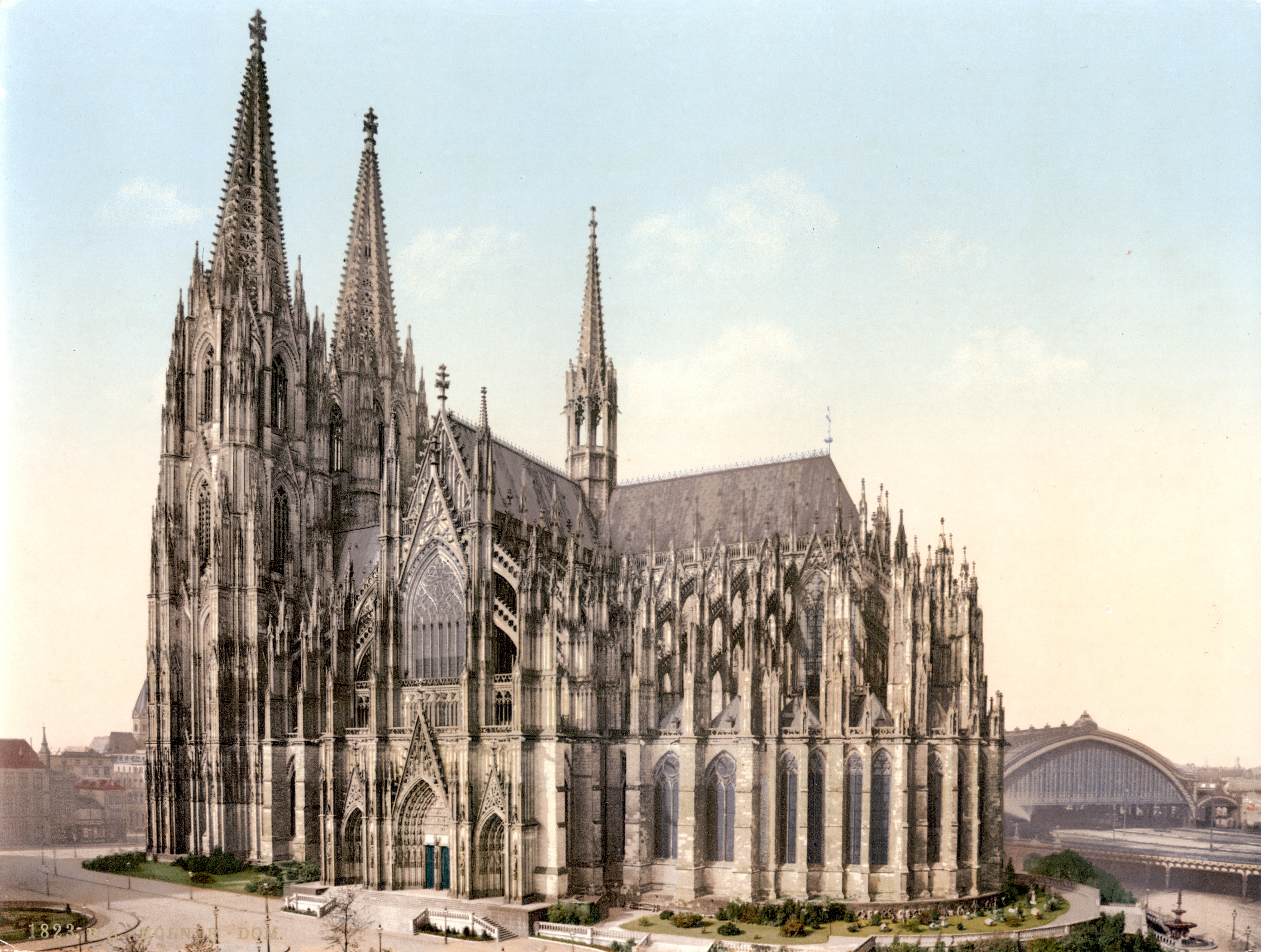
Der Kölner Dom um 1900

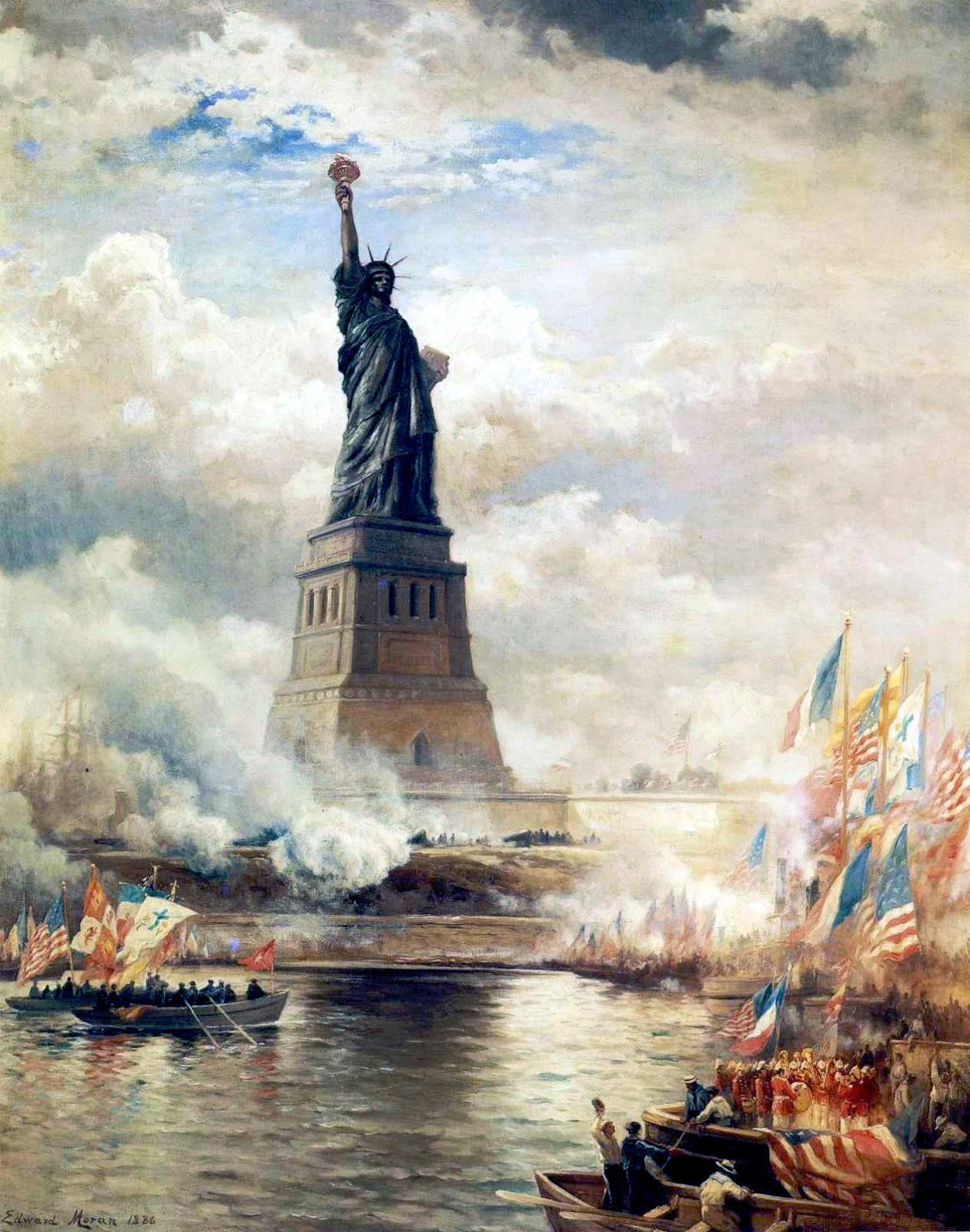
Enthüllung der Freiheitsstatue von Edward Moran, J. Clarence Davies Collection, Museum of the City of New York

### Biologie

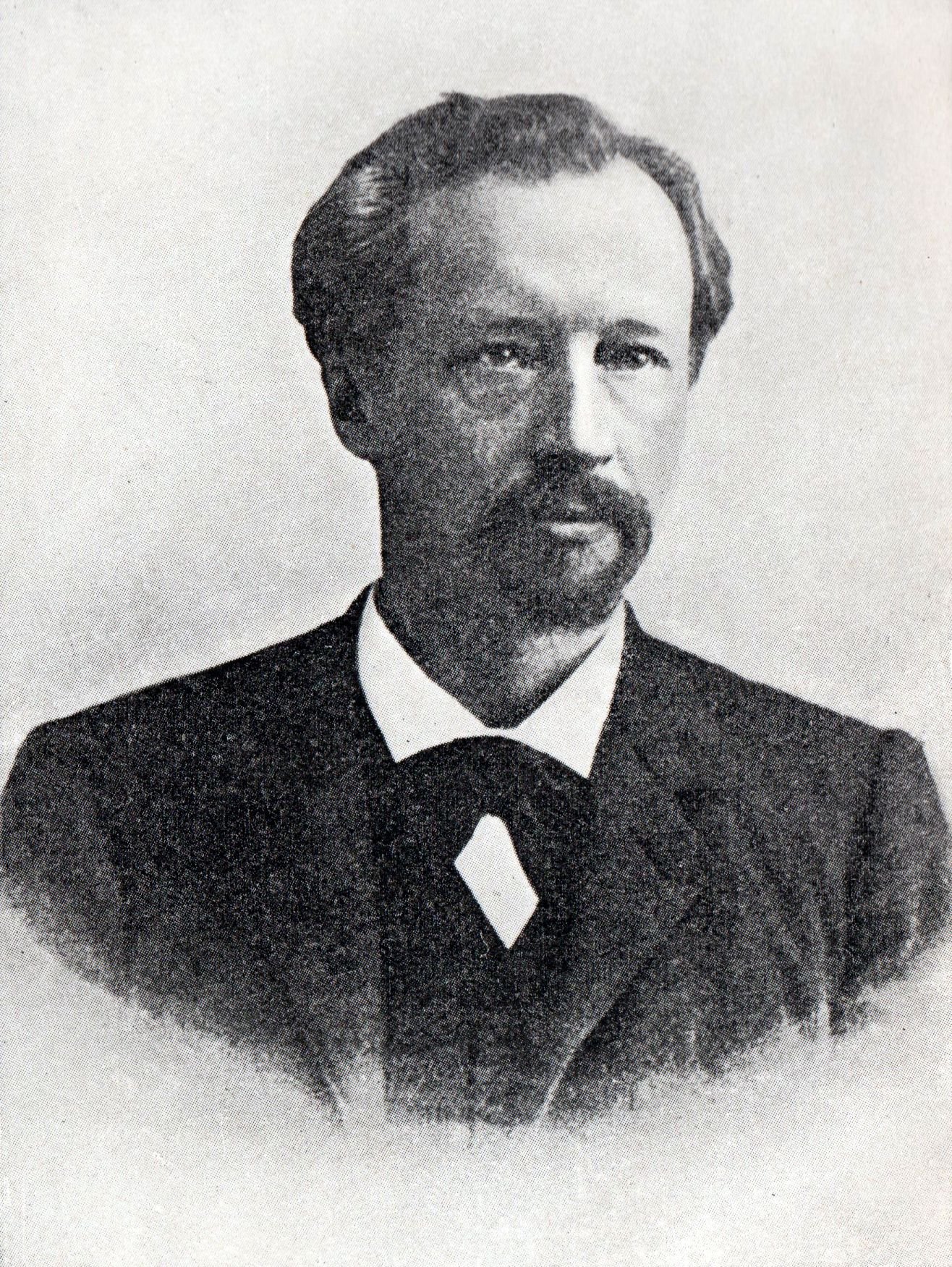
Hugo de Vries

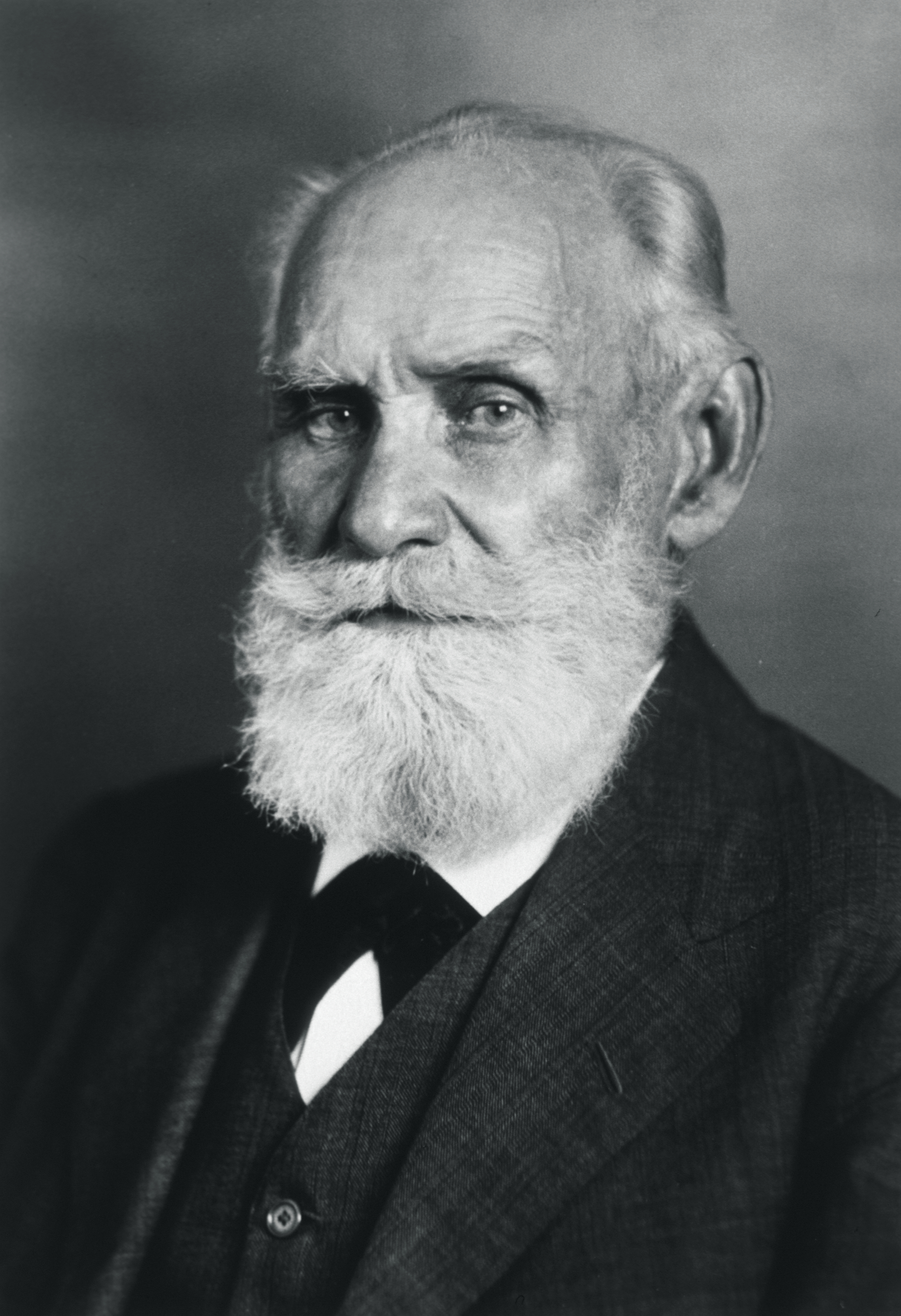
Iwan Pawlow

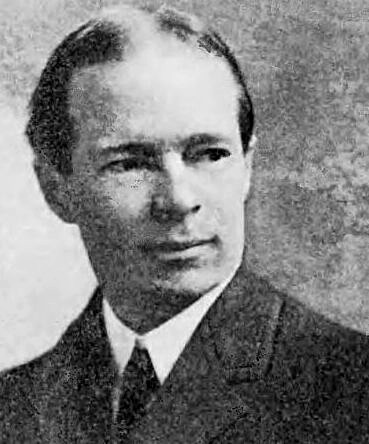
Henry Chandler Cowles

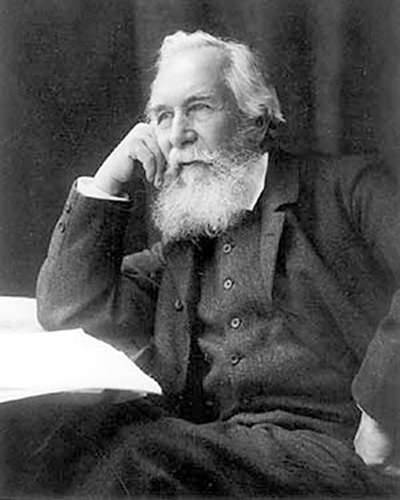
Ernst Haeckel (um 1900)

### Physik und Chemie

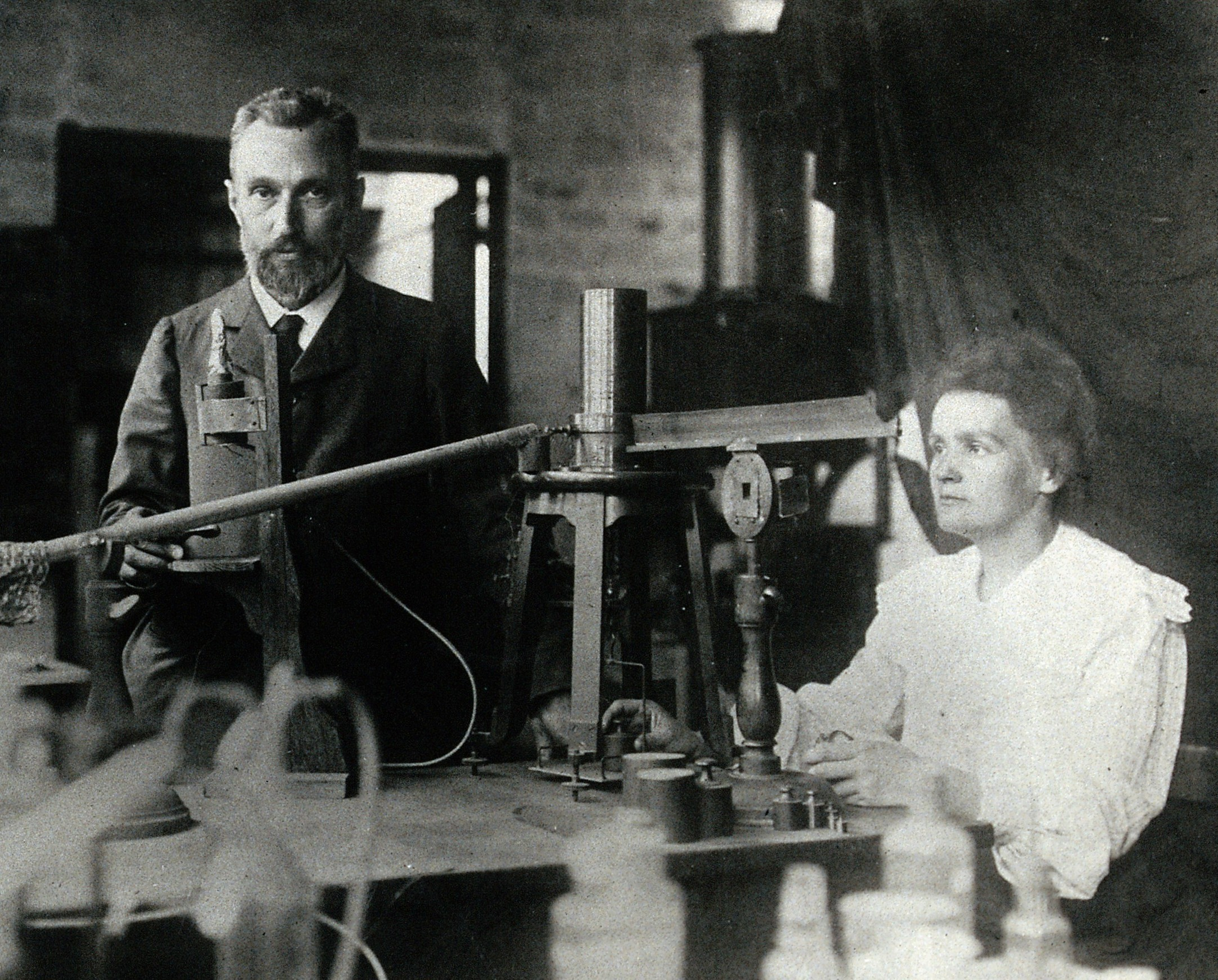
Pierre und Marie Curie in ihrem Labor in der Rue Cuvier in Paris (um 1904)

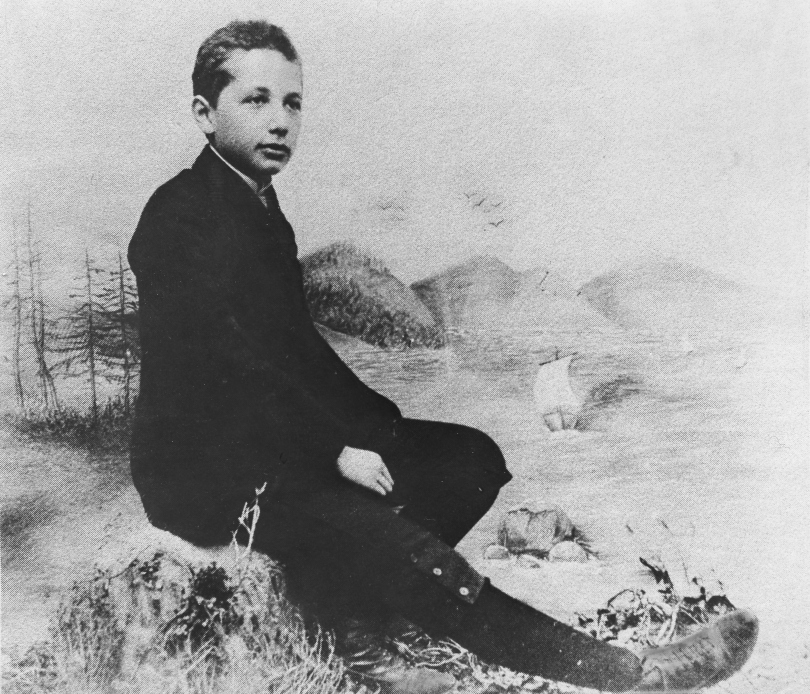
Albert Einstein als Jugendlicher (1893)

### Mathematik und Logik

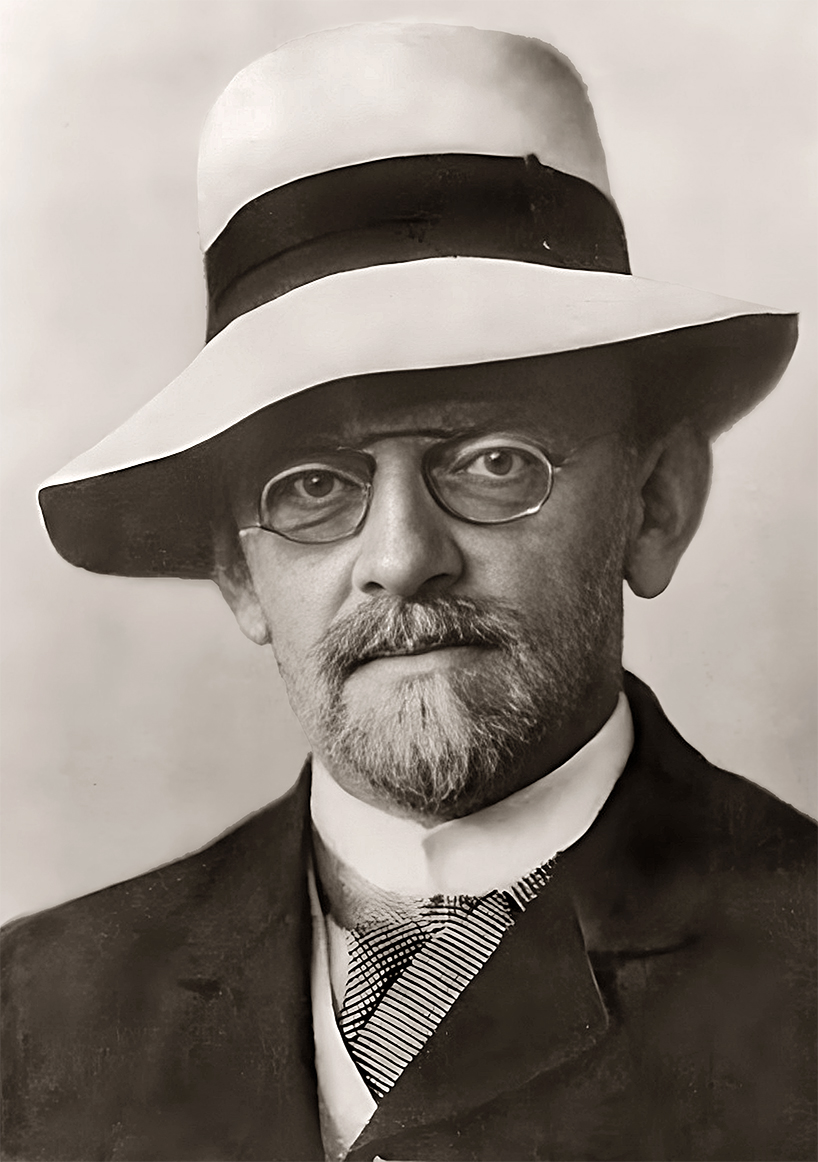
David Hilbert (1912)

### Organisationen und Konferenzen

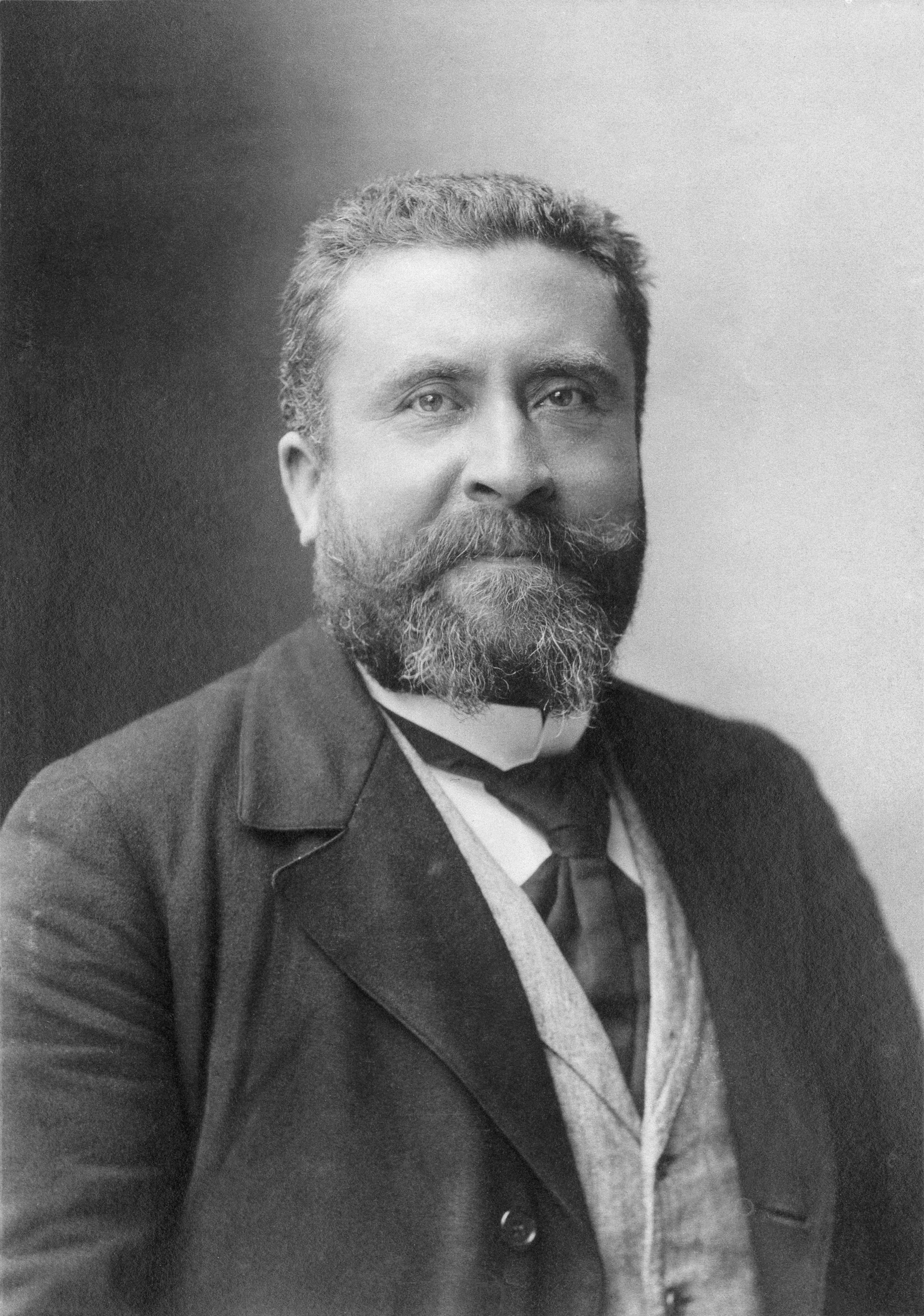
Jean Jaurès, 1904, von Nadar

Im Zeitalter der Belle Époque wurden viele nationale und internationale Organisationen, Verbände und Institutionen gegründet. Die Anzahl nationaler und internationaler wissenschaftlicher Konferenzen nahm in dieser Zeit ebenfalls deutlich zu.
Gewerkschaften und Parteien
Die Ideen von Karl Marx und Friedrich Engels hatten großen Einfluss auf politische Bewegungen, Parteien und Ereignisse in Europa und darüber hinaus. Innerhalb der sozialistischen und kommunistischen Bewegungen kam es zu tiefgreifenden Debatten über die Interpretation und Anwendung der Marxschen Theorien. Es gab Spannungen zwischen Reformisten, die glaubten, dass Sozialismus durch demokratische Mittel erreicht werden könne, und Revolutionären, die eine radikalere Veränderung anstrebten.
Paul Lafargue gründete 1882 zusammen mit Jules Guesde den Parti ouvrier, die erste marxistische Partei Frankreichs. Im Jahr 1889 eröffnete er den Internationalen Arbeiterkongress in Paris.
Als einer der profiliertesten Verfechter des Reformsozialismus auf humanistisch-pazifistischer Grundlage setzte sich Jean Jaurès am Vorabend des Ersten Weltkrieges leidenschaftlich für die Belange des Pazifismus und gegen den drohenden Krieg ein. Bei Friedensdemonstrationen und im Parlament trat er für eine politische Verständigung mit Deutschland ein, was ihm den Hass der politischen Rechten einbrachte. Sein Denken wurde von so unterschiedlichen Personen wie Pierre J. Proudhon, Auguste Blanqui, Karl Marx, Henri de Saint-Simon, Auguste Comte, Immanuel Kant, Johann Gottlieb Fichte, Ferdinand Lassalle, Leo Tolstoi oder Pjotr Alexejewitsch Kropotkin geprägt.
1884 wurden die Gewerkschaften in Frankreich legalisiert. Die Gründung der Gewerkschaft CGT (Confédération générale du travail) fand auf einem Kongress vom 23. bis 28. September 1895 in Limoges durch den Zusammenschluss der Fédération des bourses du travail und der Fédération nationale des syndicats statt. Im Oktober 1906 wurde auf dem 9. Kongress der CGT die Charta von Amiens verabschiedet.
In ganz Europa organisierten sich Arbeiter in Gewerkschaften und politischen Parteien, wie den Vorgängerparteien der Parti Socialiste (PS) in Frankreich, der Labour Party in England, der SPD in Deutschland und der SDAP in Österreich. Diese Organisationen gewannen bis 1914, trotz mancher Rückschläge, zunehmend an Einfluss in ihren jeweiligen Heimatländern.
1889 wurde die Zweite Internationale als Verband sozialistischer Parteien gegründet. Sie vertrat eine breite Palette von sozialistischen Strömungen, einschließlich marxistischer. Die Internationale förderte die Solidarität unter den Arbeitern und setzte sich für Reformen wie den Achtstundentag ein.
Vom 19. bis 26. September 1896 fand in Berlin der Internationale Kongress für Frauenrechte und Frauenbestrebungen statt, auf dem sich über 1 000 Teilnehmerinnen aus Europa und den USA trafen, es gab zahlreiche Vorträge und Diskussionen zu unterschiedlichen Themen wie politische Frauenrechte, Bildung, soziale Tätigkeiten, Prostitution und Kleidermode.
Die wachsende Popularität marxistischer Ideen führte zu vehementer Kritik und Gegnerschaft von Seiten konservativer und liberaler Kräfte. Viele Regierungen betrachteten sozialistische Bewegungen mit Misstrauen, begegneten ihr mit offener Feindseligkeit und ergriffen Maßnahmen, um sie zu unterdrücken.
Wissenschaft und Technik

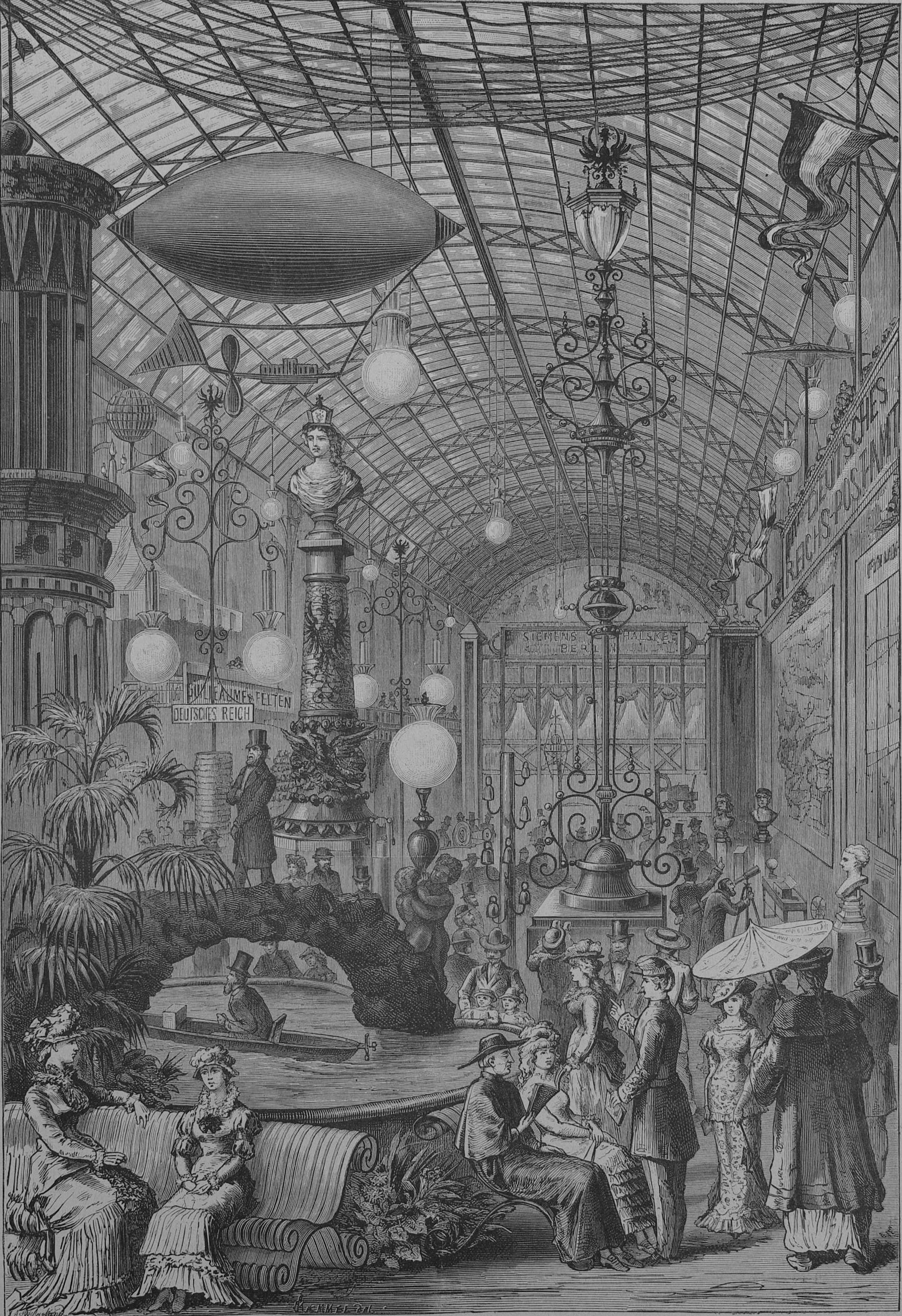
„Deutsche Abtheilung der ersten elektrischen Weltausstellung in Paris. Nach einer Skizze von Ernst Hinkefuß auf Holz übertragen von Martin Lämmel.“

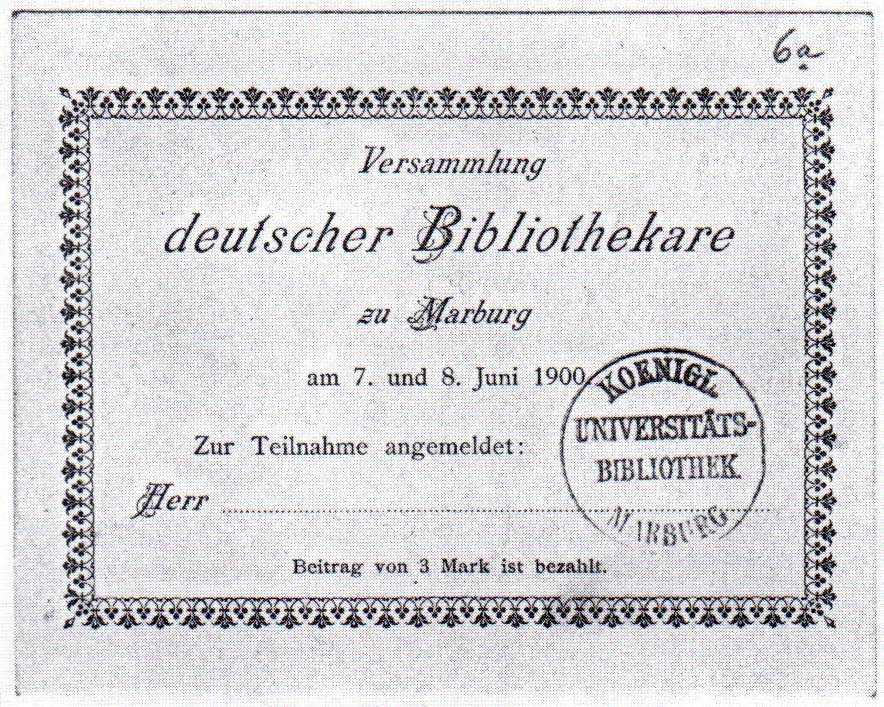
Teilnehmerkarte für den deutschen Bibliothekartag in Marburg 1900

Im August 1881 wurde in Paris erstmals der Internationale Elektrizitätskongress, auch Elektrotechnischer Kongress genannt, abgehalten, gleichzeitig fand auch die Erste Internationale Elektrizitätsausstellung statt. Die Aufgabe des Kongresses, an dem zahlreiche Gelehrte, Industrielle und hohe Beamte aus 22 Staaten teilnahmen, war die Definition von elektr(otechn)ischen Einheiten. Am 21. September 1881 konnten so die teilweise schon zuvor verwendeten Einheiten Maßeinheiten Ohm, Volt, Ampere, Coulomb und Farad als elektr(otechn)ische Einheiten festgelegt werden.
An Ostern 1893 fand in München die „Erste Versammlung Deutscher Historiker“ statt, bei der Wissenschaftler und Schulpraktiker gemeinsam gegen den neuen preußischen Geschichtslehrplan von 1892 protestierten. Danach fanden Deutsche Historikertage unregelmäßig alle ein bis zwei Jahre in deutschen (und bis 1927 auch in österreichischen) Städten statt.
Der erste deutsche Bibliothekartag fand auf Anstoß von Karl Dziatzko 1897 in Dresden als Deutsche Bibliotheksversammlung statt. Als Deutscher Bibliothekartag firmiert die seit 1900 jährlich (mit Unterbrechungen) stattfindende Versammlung der Bibliothekare in Deutschland.
Die Deutsche Orient-Gesellschaft zur Erforschung der Geschichte des antiken Vorderen Orients wurde 1898 in Berlin gegründet. Zu Beginn des 20. Jahrhunderts unterstützte die Deutsche Orient-Gesellschaft zahlreiche archäologische Großprojekte und trug mit dazu bei, die Altorientalistik und Vorderasiatische Altertumskunde als wissenschaftliche Disziplin zu etablieren. Im gleichen Jahr wurde ebenfalls in Berlin die Deutsche Gesellschaft für Heereskunde zur Pflege und des Studiums der kulturgeschichtlichen Entwicklung der deutschen und internationalen Heere gegründet.
Auf der 1901 in Berlin stattfindenden Orthographischen Konferenz wurde erstmals eine gemeinsame deutsche Orthographie für alle deutschsprachigen Staaten festgelegt. Die Orthographie beruhte zu großen Teilen auf der preußischen Schulorthographie, es wurden aber darüber hinaus auch Vorschläge der Orthographischen Konferenz von 1876 übernommen, die zuvor von Preußen noch nicht umgesetzt worden waren.
In Frankfurt am Main wurde 1903 der Bund Deutscher Architekten (BDA) gegründet, dessen Ziel es war, die Interessen freischaffender Architekten gegenüber Immobilienspekulanten und Bauunternehmern zu schützen und die Qualität der Architektur insgesamt zu fördern. 1907 wurde der Deutsche Werkbund als wirtschaftskulturelle „Vereinigung von Künstlern, Architekten, Unternehmern und Sachverständigen“ in München gegründet.
Auf der Internationalen Funkkonferenz in Berlin wurde am 3. Oktober 1906 das SOS an Stelle des bisher verwendeten CQD zum internationalen Notrufsignal erklärt.

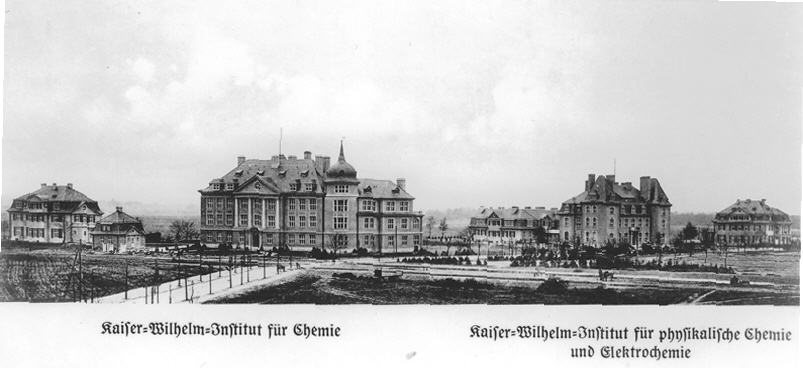
Die KWI für Chemie sowie für physikalische Chemie und Elektrochemie in Berlin-Dahlem, Oktober 1912.

1911 wurde die „Kaiser-Wilhelm-Gesellschaft (ab 1948: Max-Planck-Gesellschaft) zur Förderung der Wissenschaften“ in Berlin gegründet. Sie konzentrierte sich auf die naturwissenschaftliche Forschung.
Die Zeitschrift Technology Review wurde 1899 vom US-amerikanischen Massachusetts Institute of Technology gegründet und als Zeitschrift für die eigenen Absolventen herausgegeben. In der Zeitschrift wird über Technologien berichtet, die das Leben verändern.
Internationale Organisationen

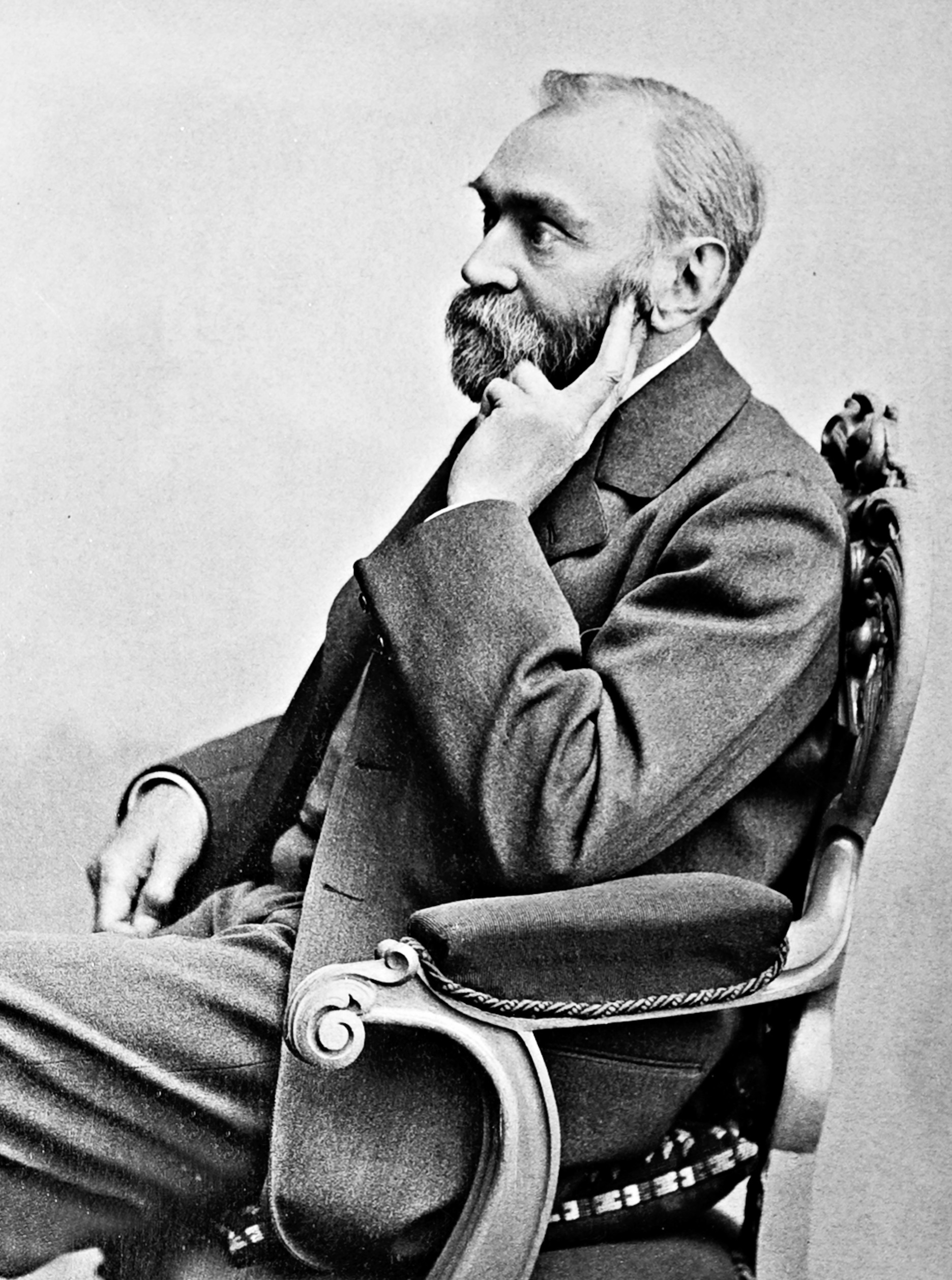
Alfred Nobel

In der zweiten Hälfte des 19. Jahrhunderts erfuhren Internationale Organisationen durch die Gründung zahlreicher Verwaltungsunionen eine erste Blütezeit. Zu den bedeutendsten dieser sog. Internationalen Ämter zählen die Internationale Fernmeldeunion (1865) und der Weltpostverein (1874). Ab 1878 konnten auf der Grundlage des Weltpostvertrags Postkarten zwischen den meisten Ländern der Welt verschickt werden.
In Stockholm und Oslo wurde am 5. Todestag des schwedischen Erfinders und Industriellen Alfred Nobel 1901 erstmalig der von ihm gestiftete Nobelpreis verliehen. Die Preise wurden in den Kategorien: Physik, Chemie, Physiologie oder Medizin, Literatur und Frieden vergeben.
Im Jahr 1901 erhielt Henri Dunant für die Gründung des Roten Kreuzes und die Initiierung der Genfer Konvention zusammen mit dem französischen Parlamentarier und Humanist Frédéric Passy den erstmals verliehenen Friedensnobelpreis.
Am 8. September 1873 wurde das Institut de Droit international (Institut für internationales Recht) in Gent, Belgien gegründet. Die Organisation, eine Vereinigung von Juristen, welche die Entwicklung des internationalen Rechts, sprich des Völkerrechts und des Internationalen Privatrechts, wissenschaftlich verfolgen und durch Vorschläge beeinflussen, erhielt für ihr Engagement 1904 den Friedensnobelpreis.
Die auf Initiative des französischen Poeten und Autors Victor Hugo erarbeitete Berner Übereinkunft zum Schutz von Werken der Literatur und Kunst wurde 1886 von acht Staaten unterzeichnet. Belgien, Deutschland, Frankreich, Großbritannien, Italien, Schweiz, Spanien und Tunesien erkannten damit erstmals das Urheberrecht zwischen souveränen Nationen an.

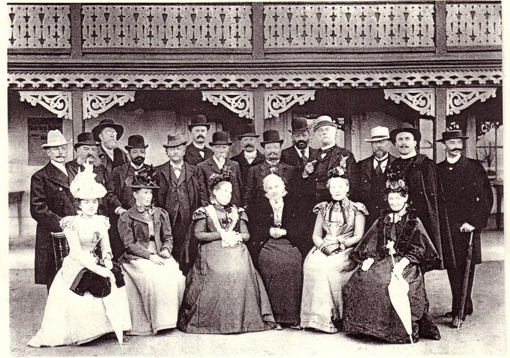
Vorstandstreffen des Internationalen Ständigen Friedensbüros in Bern 1899.

Am 13. November 1891 wurde in Rom das Bureau International Permanent de la Paix (Internationales Ständiges Friedensbüro) gegründet. Aufgabe der Organisation war es, Fragen und Anträge für künftige Friedenskonferenzen zu erarbeiten. Für das von diesem Büro ausgehende Engagement wurde 1910 der Friedensnobelpreis verliehen.
Das Madrider Abkommen über die internationale Registrierung von Marken wurde am 14. April 1891 geschlossen.
Durch internationale Absprachen kam es zur Standardisierung von Gewichten und Längenmaßen. Mitte der 1870er-Jahre setzte sich das metrische System weitgehend durch.

Die Belgier Paul Otlet und Henri La Fontaine gründeten 1898 das Internationale Büro für Bibliographie (Bureau International de Bibliographie, BIB) mit dem Ziel, eine Universelle Bibliothek – das Mundaneum – zu schaffen und zogen damit in das Gebäude Mundaneum in Mons, Belgien. Im Mundaneum waren damals 15 Millionen Werke handschriftlich verzeichnet und nach Themengebieten geordnet. Bereits 1912 konnten 1500 schriftliche Anfragen zu zahlreichen Wissensgebieten beantwortet werden.
Internationale Konferenzen

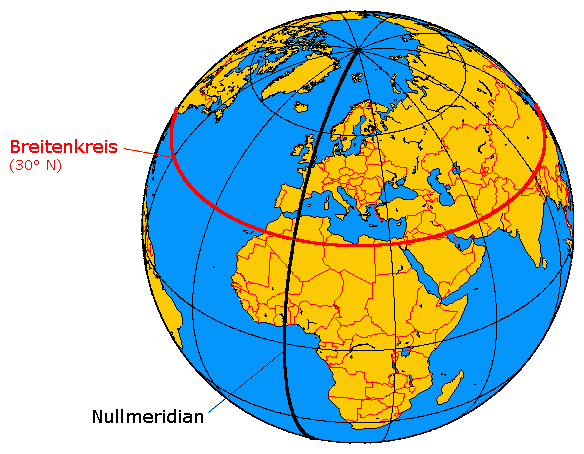
Breitenkreis und Nullmeridian

Auf der Internationalen Meridian-Konferenz in Washington 1884, an der Vertreter aus 25 Nationen teilnahmen, wurde das bis dahin bestehende Durcheinander regionaler und lokaler Zeitmessungen durch die Einteilung des Globus in Zeitzonen sowie eine internationale Datumsgrenze beseitigt. Am 13. Oktober 1884 wurde der durch Greenwich verlaufende Meridian als Basis des internationalen Koordinatensystems eingeführt.

Schon früh wurde erkannt, dass die sich entwickelnde Luftfahrt neue Möglichkeiten des Reisens und des Transports mit sich bringen würde, und dass ein System von rein nationalen Regelungen dieser Entwicklung gegenüber nicht angemessen war. Deshalb lud Frankreich 1910 zu einer internationalen Luftfahrtkonferenz nach Paris ein. An dieser Konferenz nahmen 18 Staaten teil, die sich auf grundlegende international gültige Prinzipien der Luftfahrt einigten. Damit war ein Anfang gemacht, doch verhinderte der Erste Weltkrieg eine Weiterentwicklung dieser Arbeit.

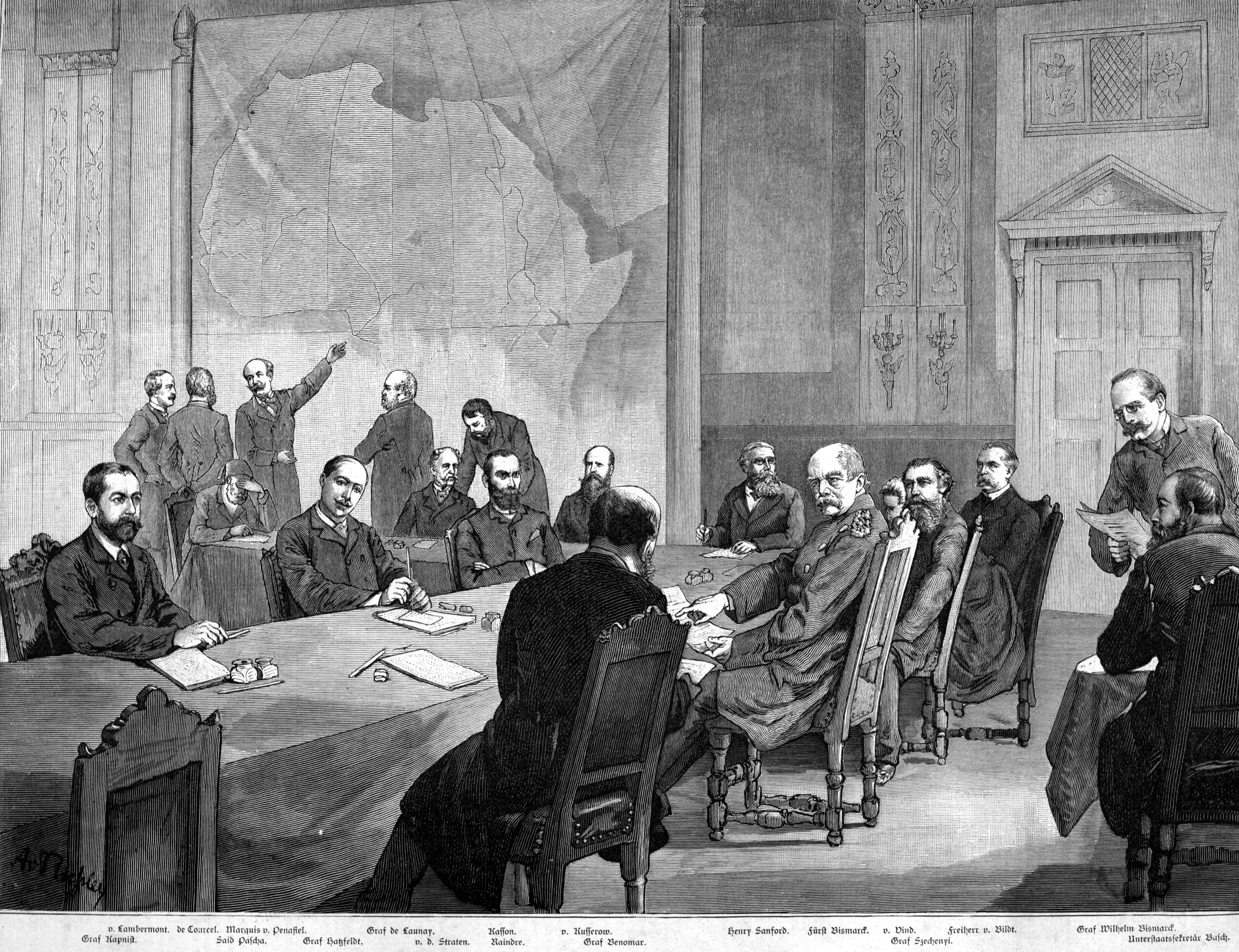
Zeitgenössische Zeichnung der Teilnehmer der Kongokonferenz in Berlin 1884

Nach der Berliner Konferenz von 1884 bis 1885 entstand die wichtigste afrikanische Bewegung der Dekolonialisierungsgeschichte: der Panafrikanismus als Bindeglied vieler afrikanischer Befreiungsbewegungen. Die Basis dafür war der Widerstand schwarzer Arbeiter und Soldaten der afrikanischen Diaspora in Europa und Übersee, die gegen Rassenhierarchien und Ausbeutung aufbegehrten. Im Jahr 1900 fand in London mit Vertretern der Westindischen Inseln die erste panafrikanische Konferenz statt. Ziel war es, die Diskriminierung von Menschen mit schwarzer Hautfarbe stärker ins Bewusstsein der Öffentlichkeit zu rücken und ihre Interessen besser politisch zu vertreten. Auf der Konferenz wurde der Begriff Panafrikanismus geprägt.
Vom 15. bis 23. März 1890 fand in Berlin die erste Internationale Arbeitsschutzkonferenz statt.
Auf der ersten Haager Friedenskonferenz werden am 29. Juli 1899 Abkommen und Erklärungen zum Kriegsvölkerrecht und zur friedlichen Erledigung internationaler Streitfälle unterzeichnet.

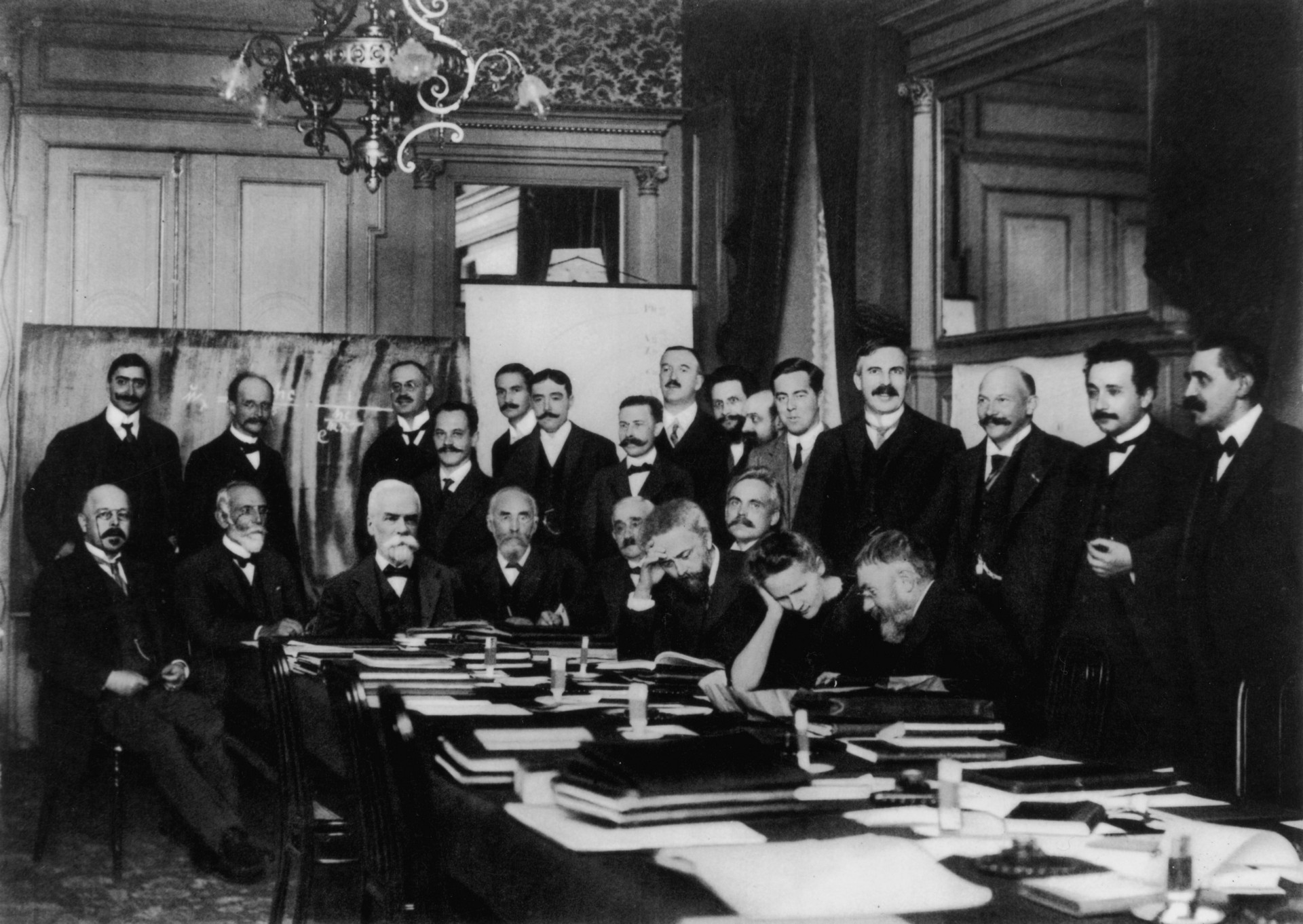
Solvay-Konferenz 1911

Der erste Esperanto-Weltkongress (Universala Kongreso, kurz UK) fand 1905 auf private Initiative des französischen Anwaltes und Esperantisten Alfred Michaux in der nordfranzösischen Stadt Boulogne statt, auf der die Deklaration von Boulogne verabschiedet wurde, ein Dokument, das mehrere wichtige Grundlagen für die Esperanto-Bewegung festlegte.
Ab 1911 begannen die Solvay-Konferenzen auf dem Gebiet der Physik und der Chemie. Diese in Brüssel abgehaltenen internationalen Fachkonferenzen erhielten ihren Namen nach dem belgischen Großindustriellen Ernest Solvay. Der deutsche Physiker und Physikochemiker Walther Nernst war durch Vermittlung des belgischen Physikers Robert Goldschmidt 1910 mit Solvay in Kontakt gekommen und konnte diesen davon überzeugen, eine internationale Zusammenkunft von Physikern auf höchstem Niveau zu organisieren, um die fundamentalen Probleme der gegenwärtigen Physik zu diskutieren.

### Weltausstellungen

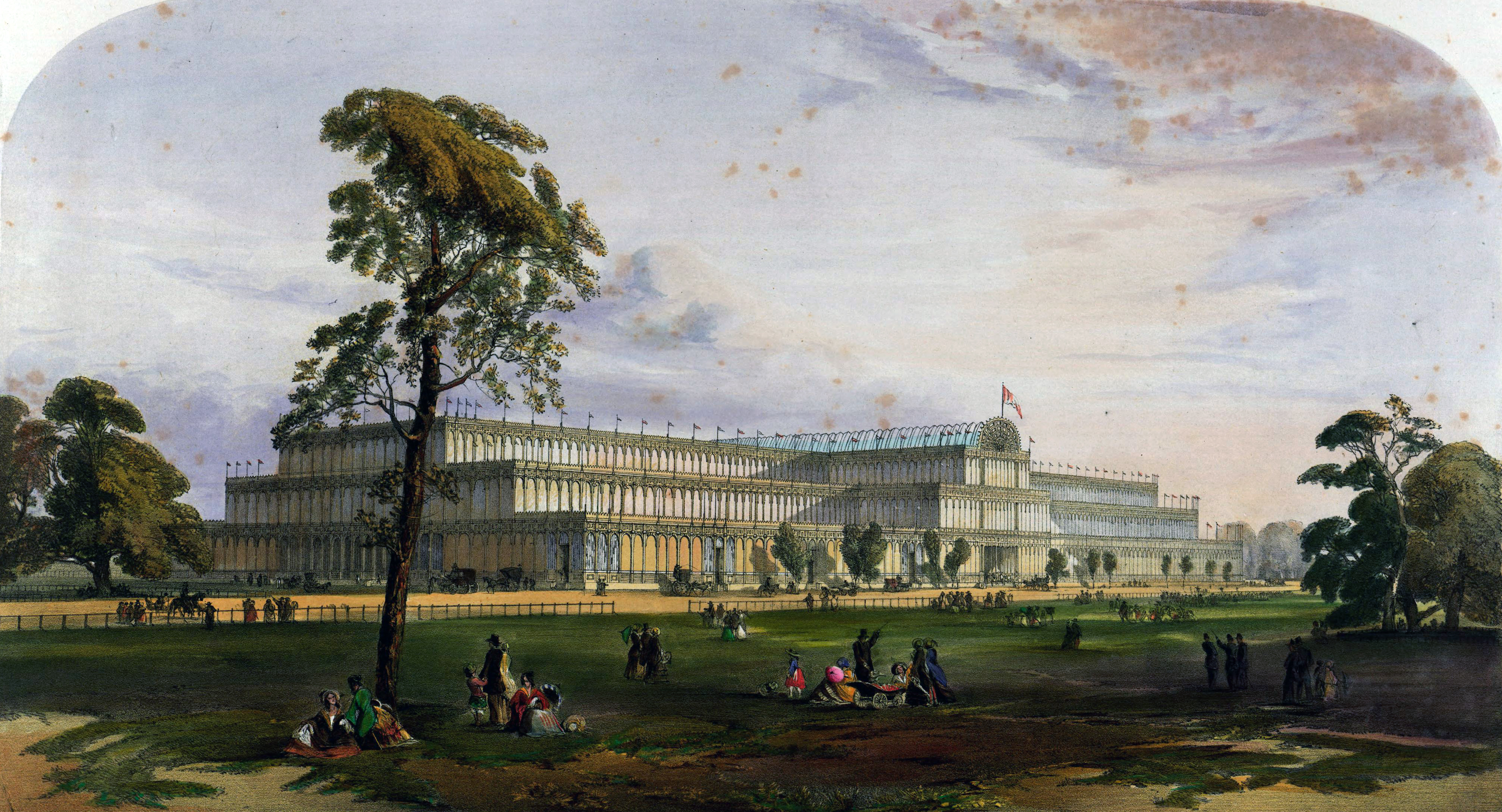
Der Crystal Palace in London während der Weltausstellung 1851.

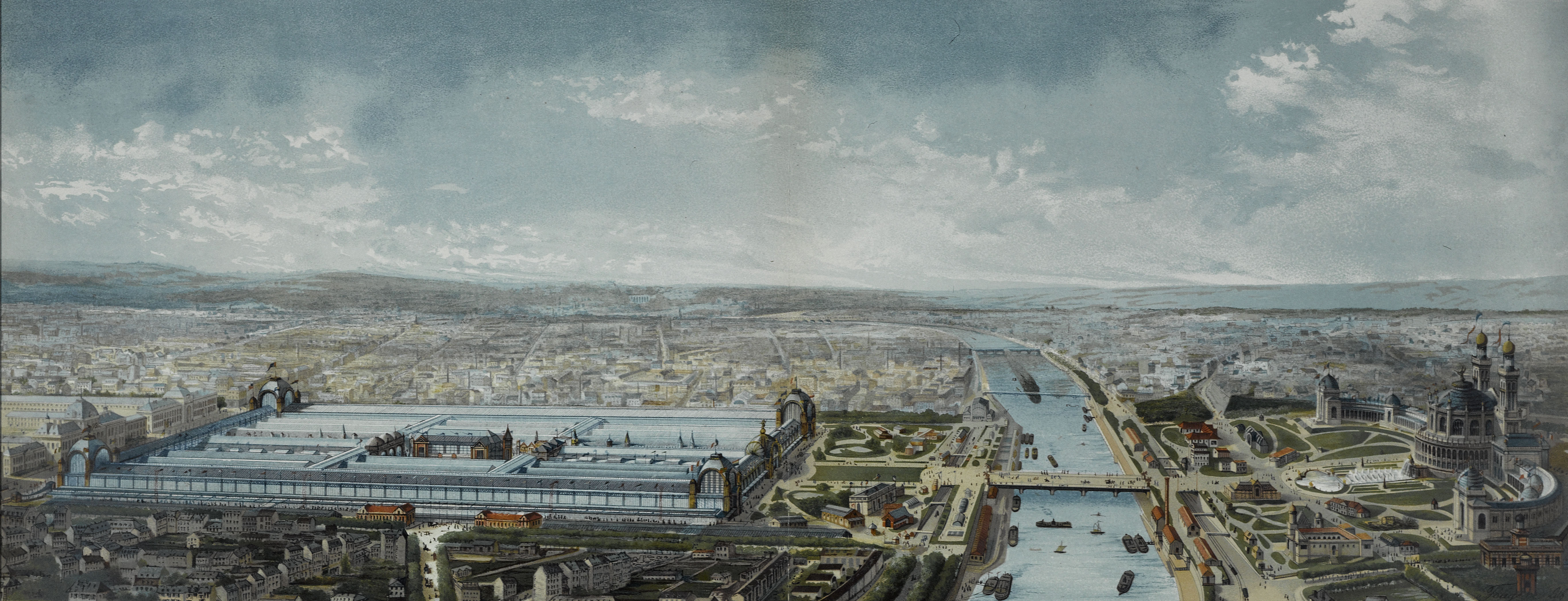
Panorama der Weltausstellung in Paris 1878

Die Weltausstellung auch Exposition Universelle Internationale, Exposition Mondiale oder World’s Fair konnte sich im Zeitalter der Industrialisierung als eine internationale Leistungsschau im technischen und kunsthandwerklichen Bereich etablieren.
Die erste Weltausstellung fand 1851 auf Anregung Prinz Alberts im Londoner Hyde-Park unter dem Titel Great Exhibition of the Works of Industry of All Nations statt. Eigens für die Weltausstellung wurde der Crystal Palace, ein im viktorianischen Baustil entworfenes und von Joseph Paxton gebautes 600 Meter langes Ausstellungsgebäude aus Glas und Eisen errichtet. Die erste Weltausstellung, an der 28 Länder mit 17.062 Ausstellern teilnahmen, fand vom 1. Mai bis 11. Oktober 1851 statt. Auf der Weltausstellung wurden u. a. der Telegraf und der erste Kunststoffstuhl aus vulkanisiertem Kautschuk als Neuheiten vorgestellt.

Die erste Weltausstellung in Paris fand 1855 vor dem Hintergrund des Krimkrieges statt. Sie wurde nach dem Vorbild der Londoner Great Exhibition von 1851 gestaltet. 1864 beschloss Napoléon III., eine weitere Weltausstellung auszurichten, die 1867 ebenfalls in Paris stattfand und einen letzten Höhepunkt des zweiten Kaiserreiches in Frankreich darstellte. Die Weltausstellung 1873 fand in Wien statt. Sie war die fünfte Weltausstellung und die erste im deutschsprachigen Raum. 1878 fand zum bereits dritten Mal eine Weltausstellung in Paris auf dem Champ de Mars statt. Das 77 Hektar große Ausstellungsgelände wurde in nur 19 Monaten für die nationale und internationale Leistungsschau des nach der Niederlage von 1870/71 rasch wieder erstarkten Frankreichs errichtet. Das Deutsche Reich war auf der Weltausstellung nicht vertreten. Als Neuheiten wurden u. a. eine Eismaschine und elektrisches Licht vorgestellt. Zu den Attraktionen der Ausstellung gehörten auch ein großes Aquarium, ein Fesselballon und der Kopf der Freiheitsstatue von Frédéric Auguste Bartholdi.

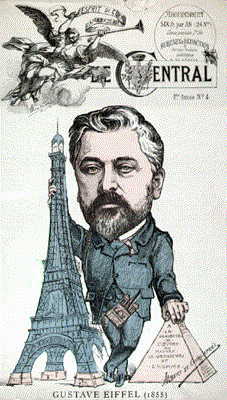
Karikatur von Gustave Eiffel, in: Le Temps, 14. Februar 1887

Der deutsch-amerikanische Historiker Alexander C.T. Geppert sieht in den Weltausstellungen des 19. Jahrhunderts bereits die Erprobung einer Art von Globalität.
Paris 1889
Eine besonders imposante Weltausstellung fand 1889 in Paris anlässlich des hundertsten Jahrestag der Französischen Revolution statt. Viele europäische Monarchen boykottierten aus diesem Grund die Schau. Mit 32 Millionen Besuchern wurde sie dennoch ein großer Erfolg. Neben 54 Nationen nahmen 17 französische Kolonien teil. Vorgeführt wurden die „Wunderwerke“ des Industriezeitalters: „…keuchende, stampfende, schwingende, Menschenarbeit verrichtende Maschinen“, wie der deutsche Schriftsteller und Theologe Adolf Hausrath schrieb: „Wir sehen Stahlmeißel, die im Stande waren, das Urgebirge zu durchbohren, und Ballons, die uns auf Verlangen in die Lüfte entführen. Wir sehen, wie Maschinen Brot backen, und andere, die Chocoladetafeln ausmünzen.“ Der vom französischen Ingenieur Gustave Eiffel entworfene Eiffelturm, als monumentales Eingangstor und Aussichtsturm für die Weltausstellung 1889 gebaut, galt damals als Sensation und wurde zum Symbol von Paris, sowohl für deren Bewohner als auch für die Besucher aus aller Welt. Mit 300 Metern war der Eiffelturm das damals höchste Gebäude der Welt. Neben der Einweihung des Eiffelturms gab es als weitere Hauptattraktion in dem zum Jardin d’Acclimatation Anthropologique verwandelten früheren Jardin Zoologique d’Acclimatation, eine riesige Völkerschau des französischen Kolonialreichs (1877–1912). Die Ausstellung war von einem gravierenden Dolmetschermangel geprägt, wie die Berliner Börsenzeitung am 13. Juni 1889 berichten konnte.
Chicago 1893

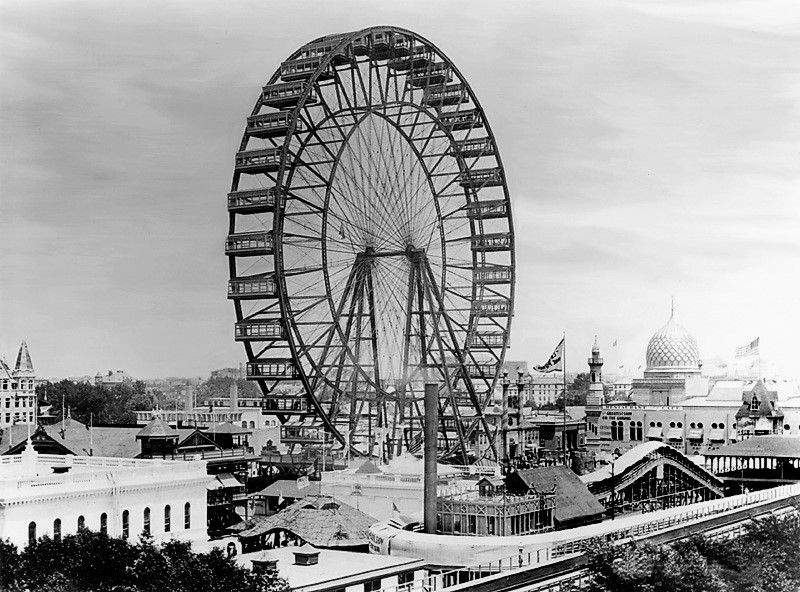
Ferris Wheel, erstes Riesenrad von George Washington Gale Ferris

Die World’s Columbian Exposition (auch The Chicago World’s Fair) war eine vom 1. Mai bis zum 30. Oktober 1893 in Chicago stattfindende Weltausstellung, die zum vierhundertsten Jahrestag der Entdeckung Amerikas durch Kolumbus 1893 veranstaltet wurde. Wegen einer zu kurzen Vorbereitungszeit konnten die im September 1891 begonnenen Bauarbeiten zur Eröffnungsfeier am 21. Oktober 1892 nicht vollständig abgeschlossen werden. Die offizielle Eröffnung konnte daher erst 1893, ein Jahr nach dem Jubiläum, stattfinden. Die Ausstellung hatte starken Einfluss auf die Architektur und die Kunst der Zeit. Sie prägte Chicagos Selbstwahrnehmung und stärkte die Amerikaner in ihrer optimistischen Sichtweise des industriellen Fortschritts. Bis zu diesem Zeitpunkt war die Stadt lediglich als Schlachthof der Nation bekannt gewesen und kämpfte gegen ihr provinzielles Image. Seit dem großen Brand von 1871 hatte Chicago jedoch eine rasante städtebauliche Entwicklung genommen. Drei Universitäten, 24 Theater und das 1891 gegründete Chicago Symphony Orchestra waren Zeichen der kulturellen Blüte der Stadt. Anlässlich der Weltausstellung wurde das erste moderne Riesenrad der Welt – Ferris Wheel – von George Washington Gale Ferris, einem Ingenieur für Eisenbahntechnik und Brückenbau aus Pittsburgh, erbaut.
Paris 1900

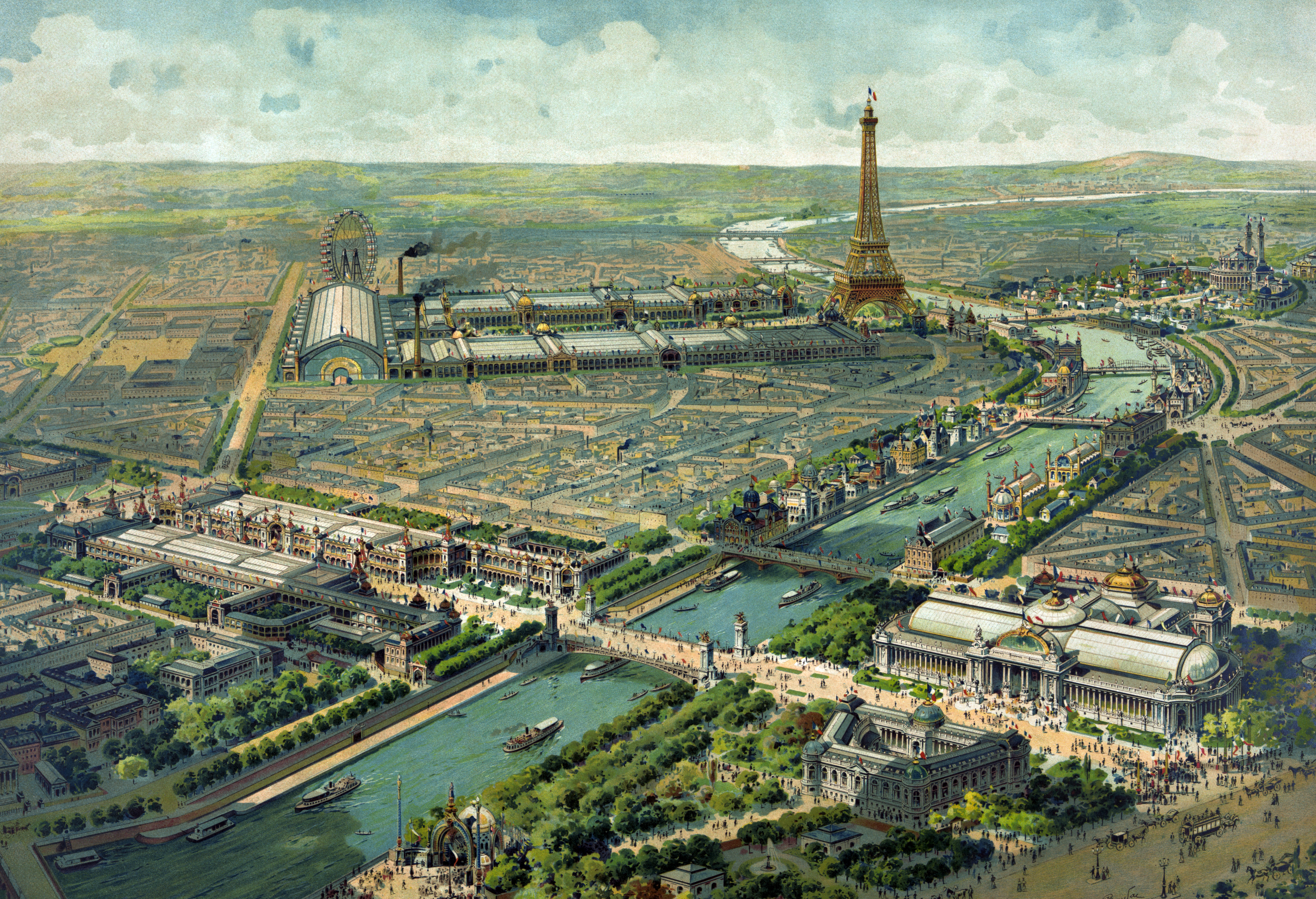
Weltausstellung Paris 1900

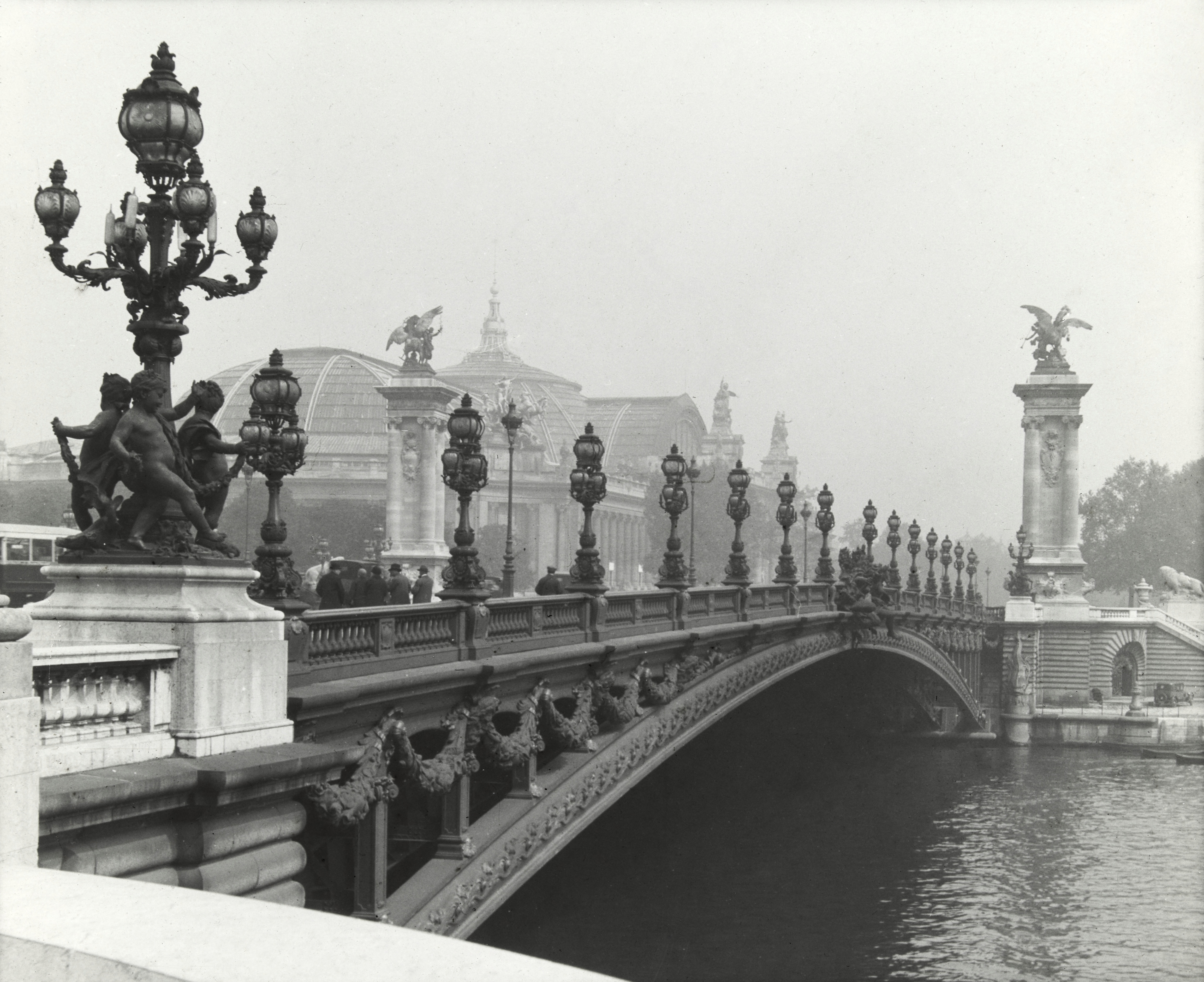
Pont Alexandre III in Paris, ca. 1900.

Die Weltausstellung 1900 fand unter dem offiziellen Ausstellungsmotto „Bilanz eines Jahrhunderts“ erneut in Paris statt und sollte alles bisher Dagewesene noch einmal in den Schatten stellen. Sie ging mit einem Kräftemessen der einzelnen Nationen auch als „Messe der Eitelkeiten“ in die Geschichte ein. Unternehmen konnten mit einer Goldmedaille als höchster Auszeichnung für ihre Erzeugnisse ausgezeichnet werden. Auch diese Ausstellung trug maßgeblich dazu bei, Paris als kulturelles und technologisches Zentrum der damaligen Welt zu etablieren.
80 000 Aussteller aus 40 Ländern und 21 Kolonien waren 1900 auf der Ausstellung vertreten, die von 50 Millionen Menschen aus dem In- und Ausland besucht wurde. Die Festarchitektur und die Ausstellungsgebäude entlang den Ufern der Seine erstreckten sich über eine Fläche von insgesamt 216ha, einige Bauwerke der Weltausstellung wie das Grand und Petit Palais sowie die prächtige Pont Alexandre III sind bis heute erhalten geblieben und prägen das heutige Stadtbild von Paris. Die Zugänge der neuentstandenen Metro wurden von dem französischen Architekten und Designer Hector Guimard im neuartigen Art-Nouveau-Stil gestaltet.

Die Weltausstellung war mit den Olympischen Sommerspielen 1900 verbunden, die sich über den gesamten Zeitraum hinzogen. Die Olympischen Spiele waren jedoch wegen der überlangen Dauer kein wirkliches Ereignis. Nur noch 1904 wurden Olympische Spiele, wie ursprünglich von John Astley Cooper und Pierre de Coubertin gefordert, zusammen mit Weltausstellungen durchgeführt. 
St. Louis 1904

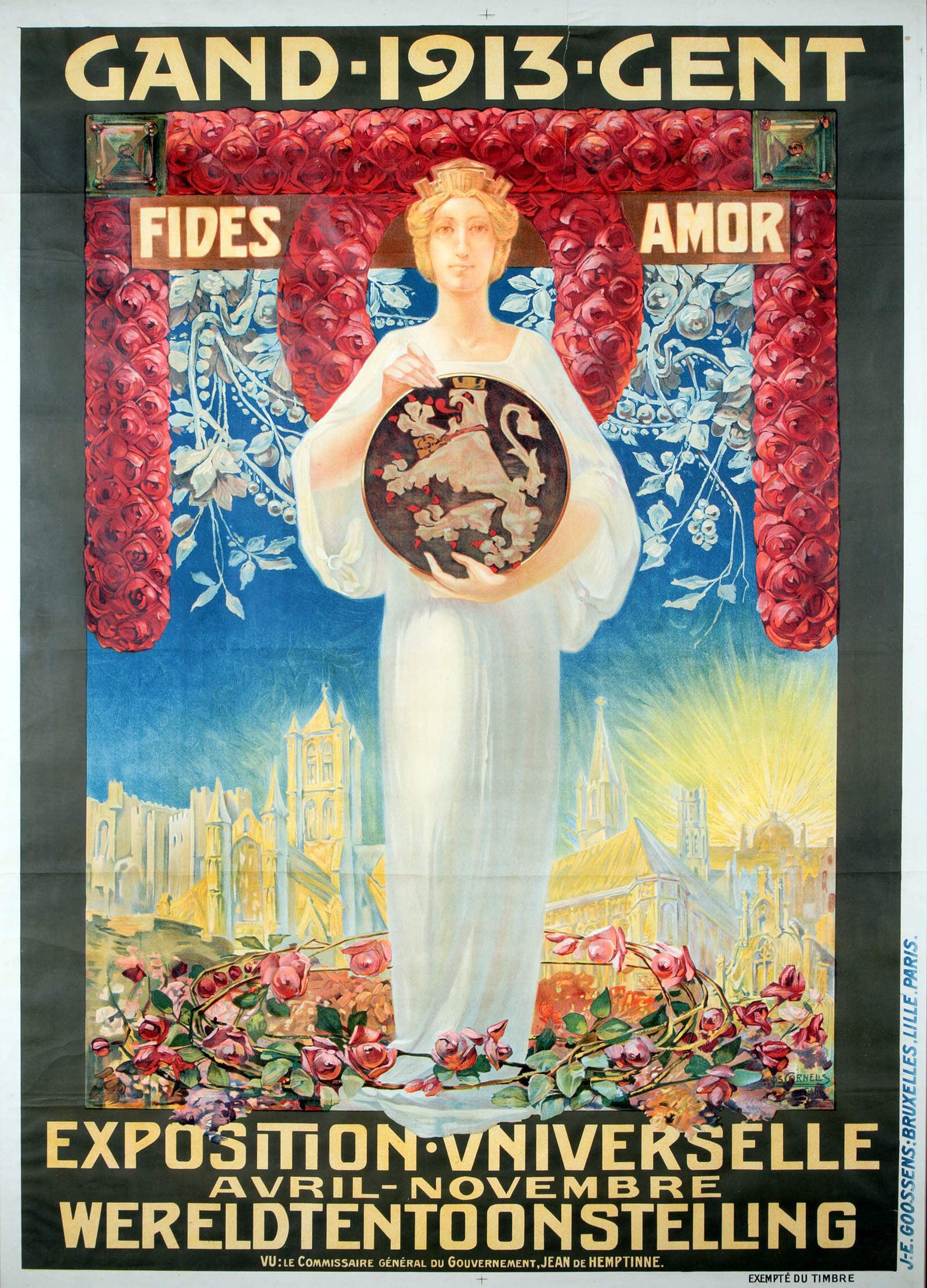
Plakat zur Weltausstellung Gent, Belgien (1913)

Die Louisiana Purchase Exposition (informell auch als The Saint Louis World’s Fair bekannt) fand 1904 in St. Louis im amerikanischen Bundesstaat Missouri statt. Die Weltausstellung wurde, allerdings mit einem Jahr Verspätung, zur Feier des 100. Jubiläums des Louisiana Purchase von 1803, also des Verkaufs der französischen Kolonie Louisiana an die Vereinigten Staaten, organisiert. Im Rahmen der Weltausstellung wurden auch die Olympischen Sommerspiele 1904 ausgetragen, die jedoch kaum Beachtung beim damaligen Publikum fanden. Zahlreiche neue Lebensmittel sollen während der Weltausstellung in St. Louis erfunden worden sein, was jedoch im Falle von Hackfleischbrötchen, noch ohne „er“-Endung, die nachweislich als „Hamburg“ verkauft wurden, ebenso wie bei Eistee, Zuckerwatte und Erdnussbutter angezweifelt werden kann. Fest steht allerdings, dass diese Lebensmittel während der Weltausstellung erstmals einer breiten Öffentlichkeit vorgestellt und dadurch populär wurden. Ebenfalls auf der Weltausstellung begann der landesweite Vertrieb des koffeinhaltigen und kohlensäurehaltigen Erfrischungsgetränks Dr Pepper. Gesichert scheint hingegen, dass  auf der Weltausstellung erstmals Speiseeis-Waffeln der Öffentlichkeit präsentiert wurden. Insgesamt besuchten 19,7 Millionen Menschen die Ausstellung.
Brüssel 1910
Die Weltausstellung Brüssel (französisch Exposition Universelle et Internationale de Bruxelles) fand genau 13 Jahre nach der Weltausstellung 1897 in Brüssel und bereits 5 Jahre nach der Weltausstellung 1905 in Lüttich statt. Drei Jahre später folgte mit der Weltausstellung von 1913 in Gent erneut eine Weltausstellung in Belgien. Das 88 Hektar große Ausstellungsgelände der Weltausstellung in Brüssel zeichnete sich durch üppige Ziergärten aus. Hauptattraktionen der Weltausstellung waren eine Kunstausstellung sowie eine Kolonialausstellung. 29.000 Aussteller aus 26 Länder waren auf der Ausstellung vertreten, die von 13 Millionen Menschen besucht wurde.
Gent 1913
Die Weltausstellung in Gent 1913 (nl: Wereldtentoonstelling Gent 1913) war die letzte Weltausstellung vor dem Ersten Weltkrieg. Blumen und Kolonien waren die Hauptthemen dieser Weltausstellung. Gent war ein Zentrum der Blumenzucht und entsprechend prägte eine üppige Blumenpracht das Ausstellungsgelände. Zahlreiche Kolonien, darunter auch Belgisch-Kongo, unterhielten eigene Pavillons. Der Kongo-Pavillon war ein 15 Meter hoher Rundbau mit einem Durchmesser von 152 Metern und beherbergte eine Panoramaausstellung, die den belgischen Imperialismus im besten Licht erscheinen lassen sollte.

### Völkerschauen und Zoologische Gärten

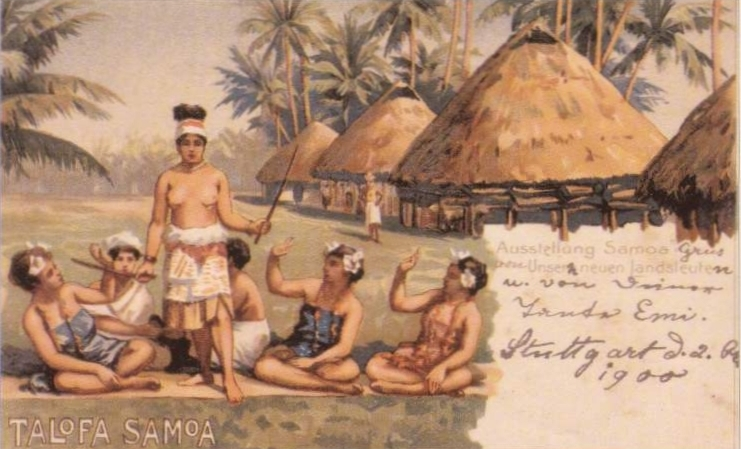
„Talofa Samoa“, Völkerschau im Tiergarten Nill Stuttgart. Postkarte (1900)

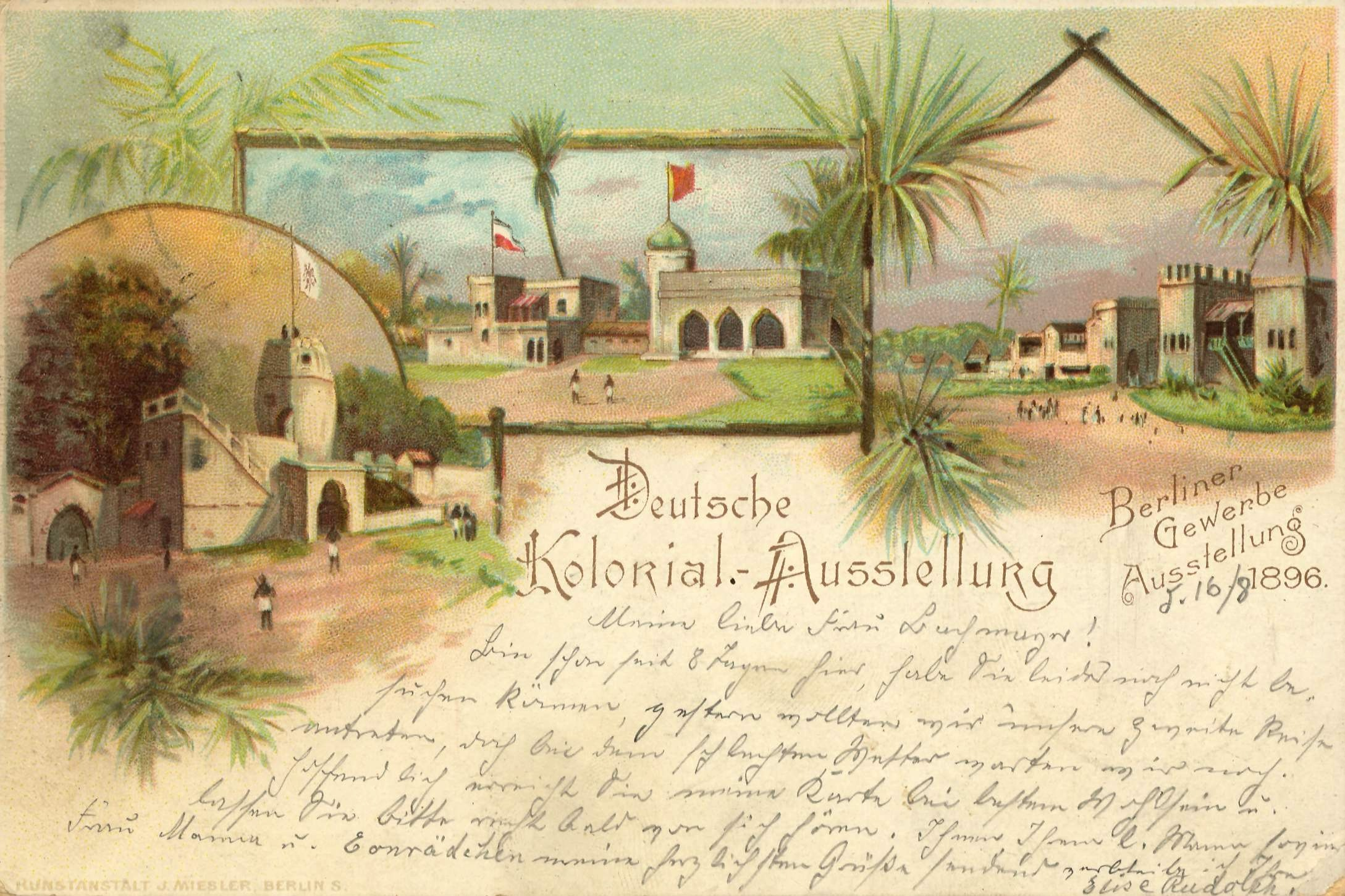
Ansicht der Kolonial-Ausstellung, Ansichtskarte zur Berliner Gewerbeausstellung 1896 im Treptower Park

Eng verbunden mit den Weltausstellungen in der Belle Époque waren auch sogenannte Völkerschauen. Völkerschauen im eigentlichen Sinne gab es erst seit der Mitte der 1870er Jahre, davor wurden einzelne als „exotische“ empfundene Menschen öffentlich zur Schau gestellt. In Deutschland eröffnete der aus Hamburg stammende Tierhändler, Völkerschauausrichter und Zoodirektor Carl Hagenbeck 1874 eine erste Völkerausstellung mit „Lappländern“, mit der er die Grundlage zu weiteren erfolgreichen Veranstaltung legte. Weitere kommerziell erfolgreiche Aussteller und Ausstellungen sollten folgen. Entscheidend für die Fortentwicklung von einer bloßen Zurschaustellung „exotischer Menschen“ war ein schwindender Publikumserfolg, daher wurden Völkerschauen konzipiert und mit großem Erfolg veranstaltet. Völkerschauen fanden häufig in Zoologischen Gärten statt, da hier „exotische“ oder als „exotisch“ empfundene Menschen in einer Umgebung mit der ihnen vertrauten Tierwelt platzieren werden konnten, wodurch eine vermeintliche „Authentizität“ erzeugt wurde. Durch die Völkerschauen sollte auch der Herrschaftsanspruch der einzelnen Kolonialstaaten untermauert werden, die dazu berufen seien, das „Wilde“ zu zähmen. Etwa 300 verschiedene nichteuropäische Menschengruppen wurden in zahlreichen „anthropologisch-zoologischen Ausstellungen“ ausgestellt, wobei ihre Bräuche und Sitten im Sinne von Klischeevorstellungen und völkischem Chauvinismus zum Zwecke der Unterhaltung stark verfremdet und übertrieben wurden und nur wenig authentisch waren.

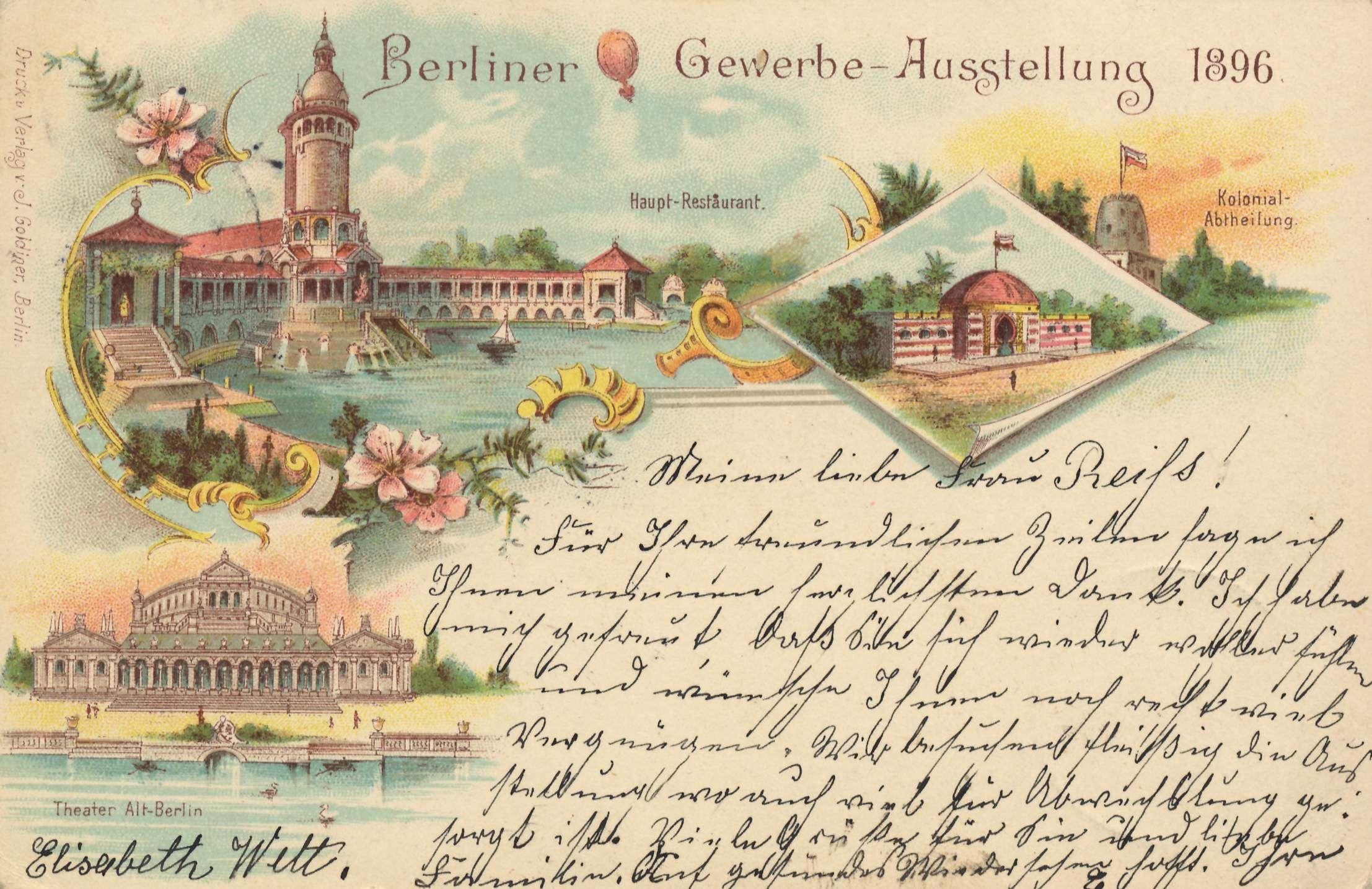
Ansichtskarte zur Berliner Gewerbeausstellung 1896 im Treptower Park

Ebenso wie Völkerschauen spielten auch Kolonialausstellungen eine wichtige Rolle, wenn es darum ging, den eigenen Kolonialstatus propagandistisch abzusichern. Im Deutschen Reich, das im Jahr 1884 mit der Besetzung von Togo, Kamerun und weiteren Gebieten selbst zu einer Kolonialmacht geworden war, fand die erste deutsche Kolonialausstellung 1896 im Rahmen der Berliner Gewerbeausstellung in Treptow als Berliner Kolonialausstellung statt. Mit dem Propagandainstrument der Kolonialausstellungen sollten nicht nur Unternehmer zu einem möglichen Engagement in den Deutschen Kolonien geworben, sondern der breiten Öffentlichkeit deutlich gemacht werden, dass Kolonien nicht nur den Partikularinteressen einzelner elitärer Kreise, sondern dem Gesamtinteresse von Wirtschaft, Militär und Gesellschaft des imperialistischen Deutschlands und somit auch der Bevölkerung selbst dienten. Dem „kleinen Mann“ sollten die Kolonialausstellungen, die von 1896 bis 1940 in Deutschland stattfanden, vor Augen führen, dass deutsche Kolonien auch ihm „Vorteile und Chancen“ boten. Aufwändig gestaltete Programmhefte und später auch farbig bedruckte Postkarten, die massenhaft hergestellt wurden, waren wichtige und effektivolle Werbemittel von Völkerschauen. Die Zurschaustellung fremder Völker entsprach (entgegen entsprechenden Behauptungen der Veranstalter) oft nicht der Wirklichkeit und der wahren Lebensweise der Völker, sondern war vielmehr ein Abbild europäischer Klischees gegenüber fremden Völkern, die durch Bücher und Erzählungen (z. B. von Karl May) und Berichten von Entdeckern entstanden waren.

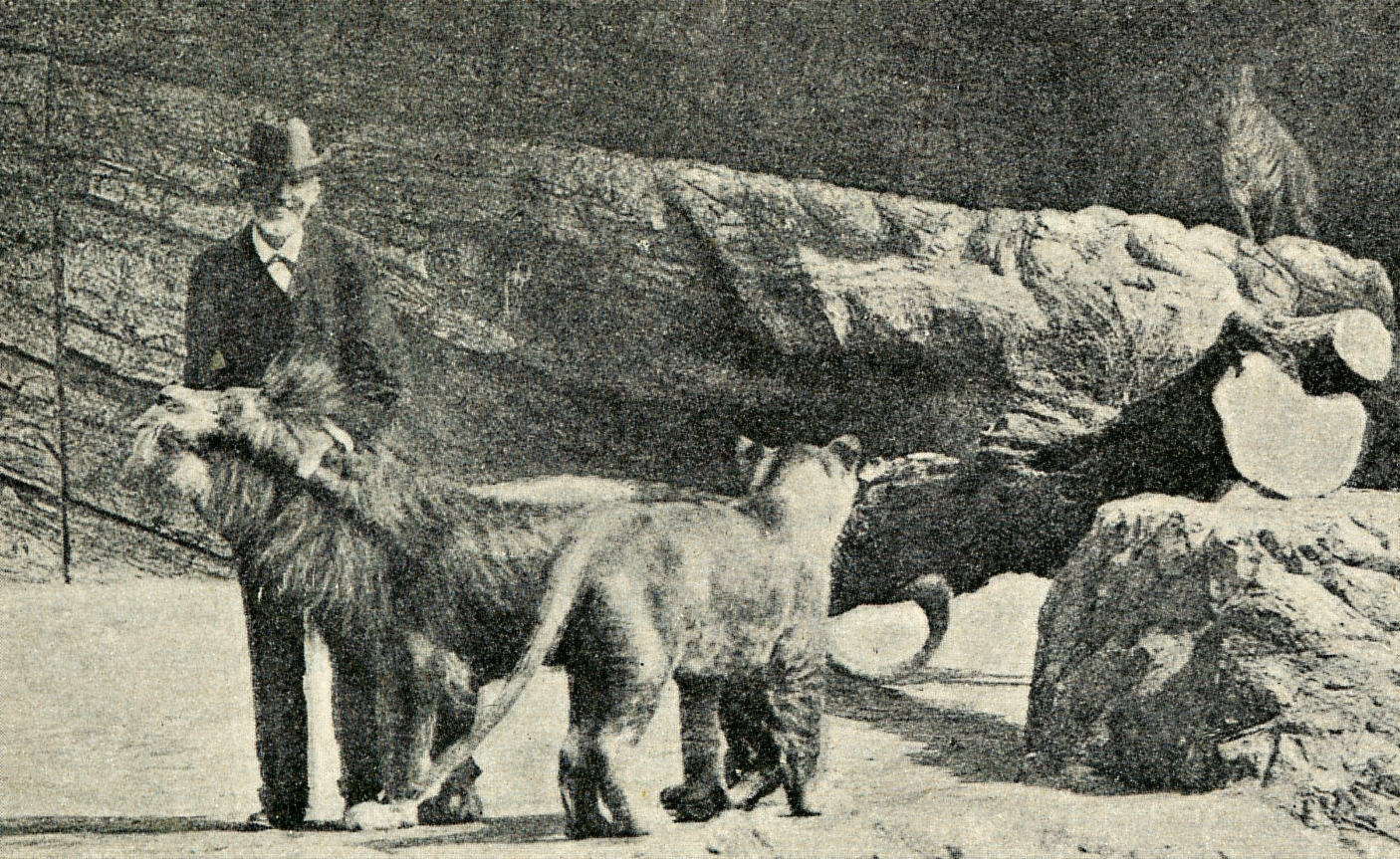
Carl Hagenbeck 1907

Für die Forscher der damaligen Wissenschaftsdisziplinen wie Anthropologie, Ethnologie, Anatomie, Medizin und Urgeschichte stellten die Völkerschau ein ideales Betätigungsfeld ihrer Studien dar. Forscher konnten ihre Studien vor Ort durchführen und mussten nicht in ferne und mitunter gefährliche Länder reisen. Im Rahmen der Völkerschauen konnten Gipsabdrücke von verschiedenen Körperteilen angefertigt, Gesänge und Sprache aufgenommen, Fotodokumentationen und später auch Filmaufnahmen erstellt werden. Zur Vermessung des Körpers wurden spezielle Gerätschaften entwickelt wie „Ohrenhöhenmesser“ und „Tasterzirkel“. Für die Völkerschau-Veranstalter hatten die „wissenschaftlichen Studien“ ebenfalls Vorteile, denn die Forscher bestätigten zum einen die Authentizität der Schauen und zum anderen entfiel durch ihre Studien für die Veranstalter sowohl die sogenannte „Lustbarkeitssteuer“, die bis zu 40 Prozent der Bruttoeinnahmen der Schau betragen konnte als auch eine Wandergewerbe-Anmeldung.
1887 eröffnete Carl Hagenbeck einen ersten Zirkus, in dem er dem staunenden Publikum auch dressierte Löwen vorführte. 1896 wurde die von Carl Hagenbeck erfundene gitterlose Tierhaltung in Hagenbecks Tierpark in Hamburg erstmals umgesetzt. Hagenbeck versuchte nach Möglichkeit auf Gitter zu verzichten und die Gestaltung der einzelnen Gehege an die Lebensräume der Tiere anzulehnen. Zum ersten Mal konnten so Tiere von den Besuchern in einer annähernd artgerechten Umgebung gezeigt werden. Die gitterlose Tierhaltung konnte sich als Vorbild in der Zoogestaltung im Verlauf des 20. Jahrhunderts etablieren.

## Technischer Fortschritt

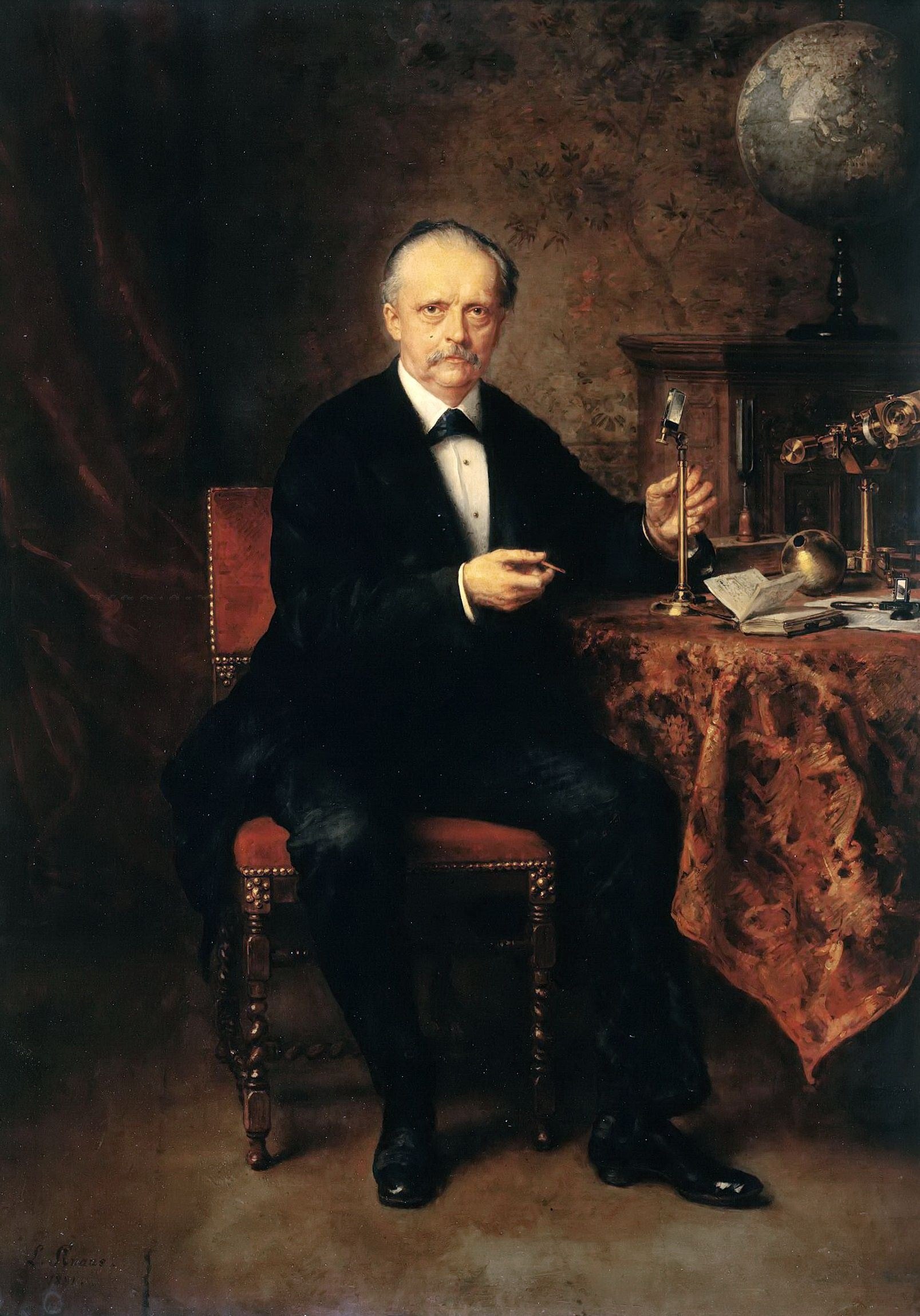
Hermann von Helmholtz, Gemälde von Ludwig Knaus (1881)

In der Belle Époque fand auch die Phase der zweiten industriellen Revolution statt. Rasante Entwicklungen in den Bereichen Mobilität, Kommunikation und Technik formten unsere heutige moderne Welt und legten den Grundstein für die Entwicklungen im 20. Jahrhundert. Zu den neuen forschungs- und wissenorientierten Branchen zählten neben der Chemischen Industrie und der elektrotechnischen Industrie auch der Maschinenbau und die optische Industrie. In der pharmazeutischen Industrie entstanden in dieser Zeit große unternehmenseigene Forschungslaboratorien. Wichtig war daneben auch der Kontakt der Wirtschaft zu den Universitäten und den außeruniversitären Forschungseinrichtungen wie etwa der 1887 in Berlin gegründeten Physikalisch-Technischen Reichsanstalt. Im Jahr 1888 wurde der deutsche Physiologe und Physiker Hermann von Helmholtz der erste Präsident der Physikalisch-Technischen Reichsanstalt in Charlottenburg. In der chemischen Industrie gewannen Soda und Schwefelsäure als Grundlage neuer Produkte wie etwa für den synthetischen Farbstoff Anilin an Bedeutung. Neben dem bislang dominierenden Energieträger Kohle spielte Erdöl eine zunehmend bedeutende Rolle und diente beispielsweise zum Antrieb von Verbrennungsmotoren (Otto-Motor, Diesel-Motor). Die Elektrizität wurde in immer größerem Maßstab genutzt: Generator (ab 1866), Glühlampe, Elektromotor etc. Die Nutzung des elektrischen Stroms trug auch zur Verbesserung der Kommunikationstechnik bei. Neben der Telegraphie (ab ca. 1840) kam in den 1880er Jahren das Telefon hinzu. All diese Innovationen sollten die Lebensweise der Menschen grundlegend verändern.

### Waffentechnik und Militärstrategie

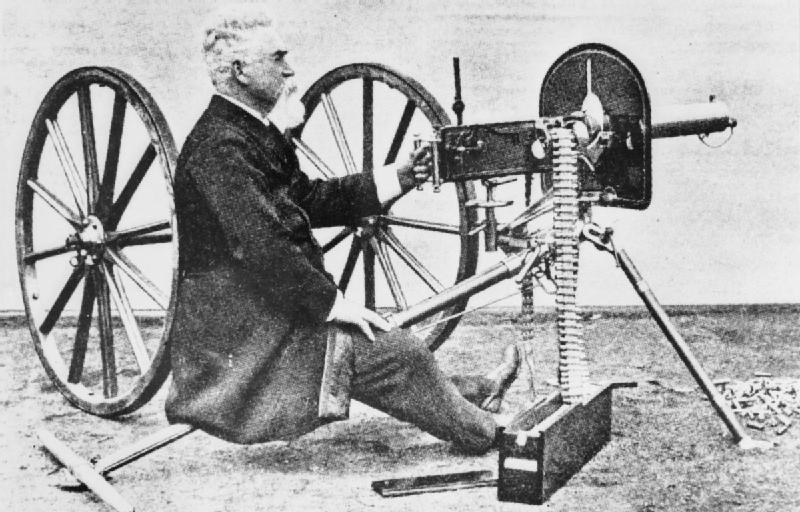
Erfinder Hiram Maxim mit seinem Maschinengewehr (1880er Jahre)

Die bedeutenden Fortschritte in Wissenschaft und Technik während der Belle Époque zeigten sich nicht nur im zivilen, sondern auch im militärischen Bereich, beispielsweise in der Entwicklung neuer Waffentechniken, die weiterentwickelt und auch im Ersten Weltkrieg eingesetzt wurden:
- Das Maxim-Maschinengewehr (französisch Mitrailleuse Maxim, englisch Maxim Gun) war das erste selbstladende Maschinengewehr der Welt und wurde 1885 Jahren vom britischen Erfinder Hiram Maxim entwickelt. Das Maschinengewehr nutzte dabei den Rückstoß eines Schusses, um die nächste Patrone zu laden bzw. Dauerfeuer abgeben zu können. Das Gewehr konnte rund 500 Schuss pro Minute abfeuern, was einer Feuerkraft von 100 Repetiergewehren entsprach. Das Maxim-Maschinengewehr spielte eine bedeutende Rolle bei der Eroberung Afrikas durch die europäischen Kolonialmächte, da es das Kräfteverhältnis und die Relation der Opferzahlen bei Kämpfen zwischen Europäern und Afrikanern entscheidend zugunsten der Europäer veränderte.

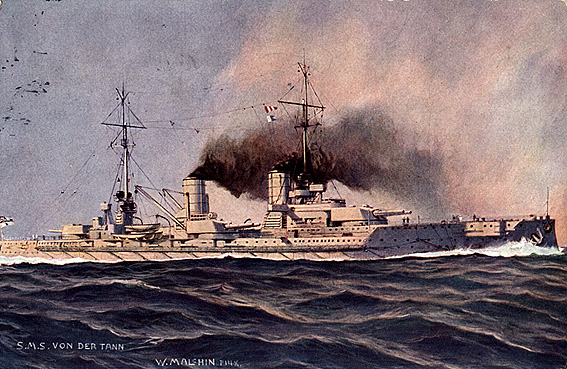
Der Große Kreuzer SMS von der Tann von 1909 – der erste deutsche Schlachtkreuzer

- Die HMS Invincible von 1907 – der erste SchlachtkreuzerDer Große Kreuzer SMS von der Tann von 1909 – der erste deutsche SchlachtkreuzerDas rauchschwache Pulver ersetzte das Schwarzpulver und führte zu weniger Rauchbildung beim Schießen, was die Sicht auf dem Schlachtfeld verbesserte und Artilleriegeschütze zielgenauer und reichweitenstärker als zuvor werden ließ.

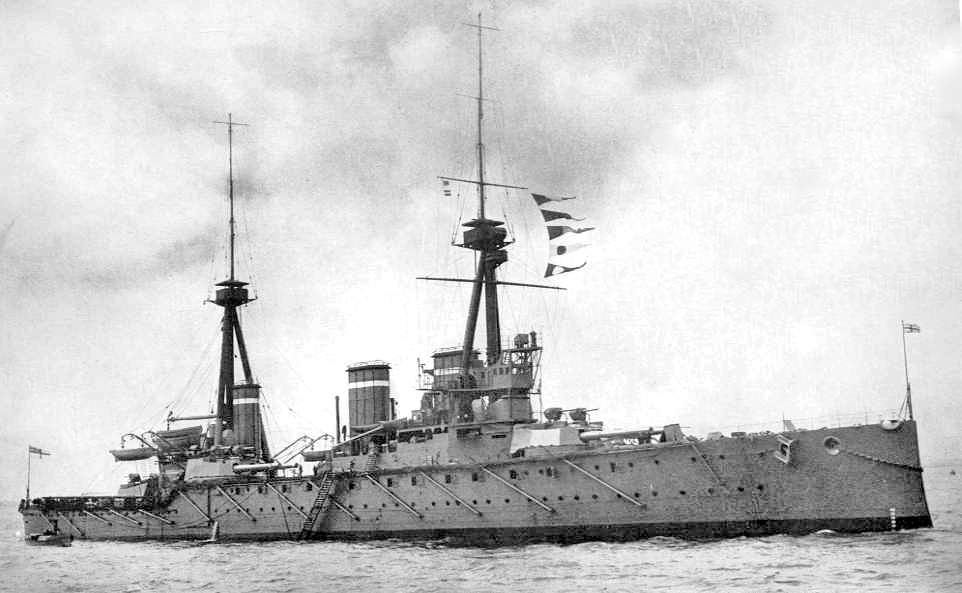
Die HMS Invincible von 1907 – der erste Schlachtkreuzer

- Mit der Entwicklung und Einführung von Stahlrümpfen im Schiffsbau anstelle von Holzrümpfen sowie leistungsstarken Dampfmaschinen wurden Kriegsschiffe stärker und schneller. Das 1906 in Großbritannien in Dienst gestellte Dreadnought-Schlachtschiff revolutionierte das Design von Schlachtschiffen und führte zu einem Wettrüsten auf See.
- U-Boote wurden in dieser Zeit ebenfalls weiterentwickelt und begannen, eine bedeutende Rolle in den Seekriegsstrategien der einzelnen Länder einzunehmen.
- Das Flugzeug wurde im 19. Jahrhundert erfunden und entwickelte sich rasch zu einem potenziellen militärischen Werkzeug. Flugzeuge legten den Grundstein für die Luftkriegsführung im Ersten Weltkrieg.
- Mit der Einführung von Funkgeräten konnten Armeen auf dem Schlachtfeld besser miteinander kommunizieren und dadurch strategische Vorteile gegenüber ihren Gegnern erzielen.

Zahlreiche Veränderungen in den Militärstrategien der einzelnen Staaten waren eine direkte Folge der technologischen Fortschritte, die im Bereich der Waffentechnik gemacht wurden:
- Aufgrund der Entwicklung von Maschinengewehren und fortschrittlicher Artillerie wurde die Verteidigungsposition oft als überlegen gegenüber dem Angriff betrachtet. Schützengräben und befestigte Stellungen wurden immer wichtiger, was schließlich im Ersten Weltkrieg zum Grabenkrieg führte.
- Die Eisenbahn entwickelte sich zu einem entscheidenden Faktor in der Militärstrategie und ermöglichte die schnelle Verlegung ganzer Armeen über große Entfernungen. Der sogenannte Schlieffen-Plan, ein deutscher Ansatz zur Führung eines Zweifrontenkrieges gegen Frankreich und Russland, war beispielsweise stark von der Nutzung der Eisenbahn abhängig, um Truppen schnell an die Front bewegen zu können.
- Die Schnelligkeit der Mobilmachung wurde als entscheidend für den militärischen Erfolg angesehen. Länder entwickelten daher detaillierte Mobilisierungspläne, um sicherzustellen, dass ihre Armeen schnell reagieren konnten.
- Während des "Wettlaufs um Afrika" und anderer imperialistischer Bestrebungen entwickelten die europäischen Großmächte Strategien, um ihre Kolonien zu verteidigen und zu erweitern.
- Die britische Royal Navy und die deutsche Kaiserliche Marine entwickelten Strategien für die Seeblockade und die Seekriegführung, insbesondere angesichts des Aufkommens von Schlachtschiffen und U-Booten.
- Während die Kavallerie jahrhundertelang eine dominierende Rolle auf dem Schlachtfeld gespielt hatte, wurde sie durch die Entwicklung des Maschinengewehrs und der Artillerie zunehmend in den Hintergrund gedrängt.
- Mit dem Beginn der Luftfahrt und der Entwicklung der Radiotechnologie spielte die militärische Aufklärung eine immer größere Rolle. Ballons, Luftschiffe und später auch Flugzeuge wurden für die militärische Aufklärung eingesetzt.
- Vor allem das deutsche Kaiserreich, eingeklemmt zwischen Russland im Osten und Frankreich im Westen, musste Strategien wie den Schlieffen-Plan entwickeln, um sich auf einen möglichen Krieg an zwei Fronten vorzubereiten.

Die Fortschritte in der Waffentechnik sowie die Neuerungen in der Militärstrategie führten zu einem Wettrüsten und steigerten die militärische Schlagkraft der führenden europäischen Nationen in der zweiten Hälfte des 19. Jahrhunderts, was den Ersten Weltkrieg zu einem der verheerendsten Konflikte in der Geschichte der Menschheit werden ließ.

### Verkehr und Mobilität
Das 19. Jahrhundert ist auch das Zeitalter der Mobilität: In der zweiten Hälfte des 19. Jahrhunderts eroberte die Eisenbahn die Welt, hochseetaugliche Dampfschiffe befuhren die Weltmeere, Automobile, Starrluftschiffe und Flugzeuge wurden gebaut. Der zunehmende Ausbau des Eisenbahnnetzes und der Dampfschifffahrtlinien führte zu einer Vernetzung der Welt und beschleunigte auch das Wachstum der Kohlewirtschaft, der Stahlindustrie und der Elektrizitätswirtschaft.

#### Ozeandampfer

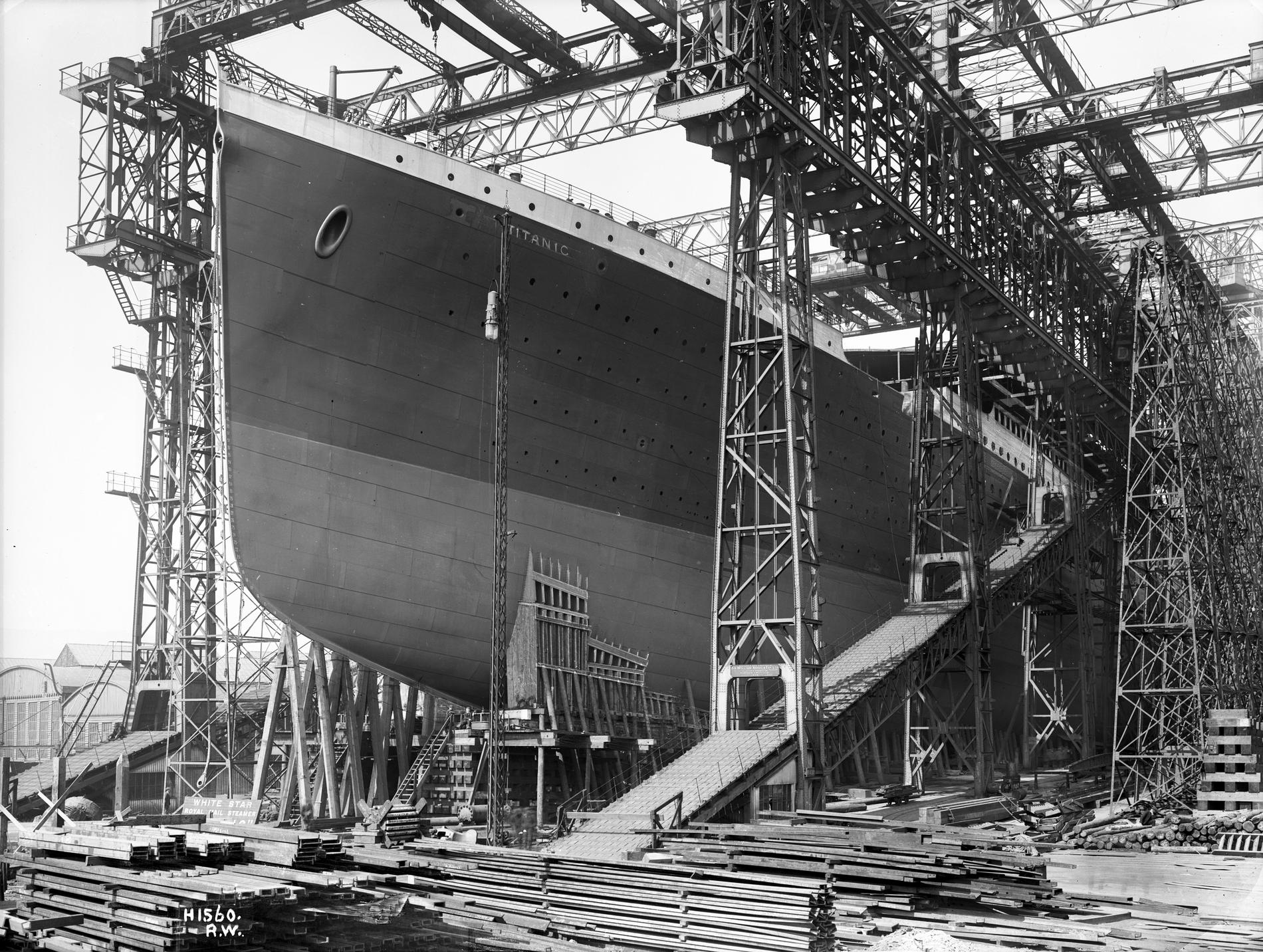
Titanic 1911

Der Schiffsbau im 19. Jahrhundert wurde ab 1850 von zwei technische Neuerungen revolutioniert. Zum einen wurde Holz als Baumaterial für Schiffe zunächst vom Eisen, später von Stahl verdrängt, zum anderen wurden die bis dahin eingesetzten Segelschiffe nach und nach von Dampfschiffen ersetzt. Vor allem Großbritannien konnte mit den neu eingesetzten Materialien und den Gegebenheiten am besten umgehen und war in der Schiffsbauindustrie führend. Das Deutsche Reich hingegen war erst ab 1890 in der Lage, selbst entsprechende hochseetaugliche Schiffe zu bauen. Bis dahin wurden Schiffe in Werften in England und Schottland bestellt und gebaut. Die einsetzende Werftindustrie wurde in Deutschland maßgeblich durch die deutsche Marinepolitik gefördert. Das Deutsche Reich konnte den enormen Rückstand im Dampfschiffbau langsam aufholen, trotz dieser Bemühungen betrug der Anteil Großbritanniens mit Irland und den Kolonien am weltweiten Dampfschiffbau im Jahr 1910 noch immer 65 %, während Deutschland, das zwar direkt dahinter auf Rang zwei rangierte, lediglich einen Anteil von etwa 10 % am weltweiten Dampfschiffbau aufzuweisen konnte. Ozeandampfer wurden zunehmend im Liniendienst zwischen Europa und Amerika eingesetzt. Sie beförderten Passagiere, Fracht und Post. Vor allem die Schiffsverbindung zwischen den USA und Europa besaß dabei eine besonders hohe Bedeutung. Zum einen lag dies an der zunehmenden Zahl wohlhabender Handelsreisender zum anderen gab es große Auswanderungswellen, in denen Hunderttausende Menschen ihre europäische Heimat verließen, um sich in Amerika eine neue Existenz aufzubauen. Getragen wurde diese Entwicklung von der Konstruktion der Dampfmaschine, die einen fahrplanmäßigen, von wechselnden Windverhältnissen unabhängigen Schiffsverkehr ermöglichte und höhere Reisegeschwindigkeiten erlaubte. Mit steigender Zuverlässigkeit der Dampfmaschinen und dem gegenüber dem Schaufelrad effizienteren Schiffspropeller wurde die Hilfsbesegelung ab etwa 1880 größtenteils überflüssig, was zu einem weiteren Schub bei der Entwicklung größerer Schiffe führte. Vor allem auf der wichtigen Route zwischen Europa und Amerika wurden die jeweils größten und technisch innovativsten Schiffe ihrer Zeit eingesetzt.

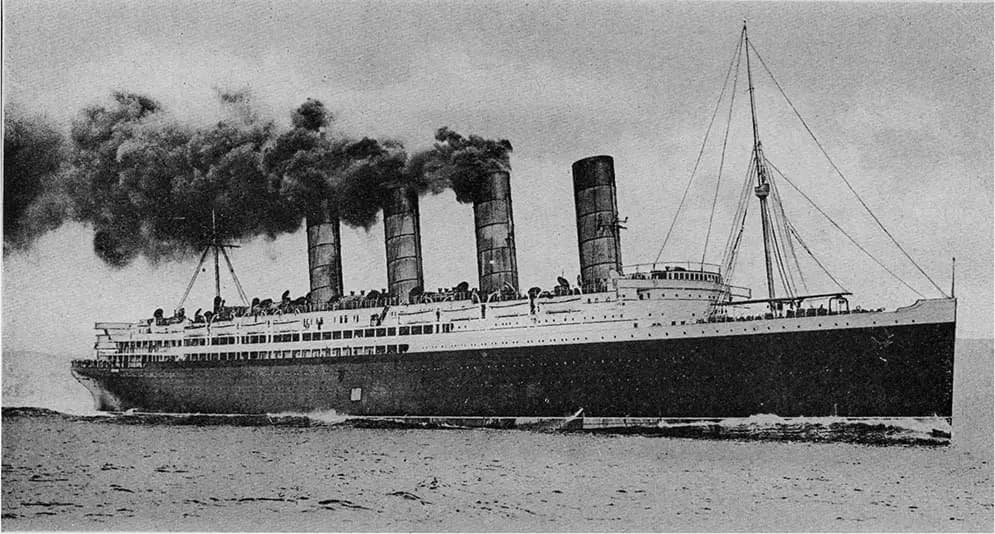
Transatlantikliner Lusitania (1907)

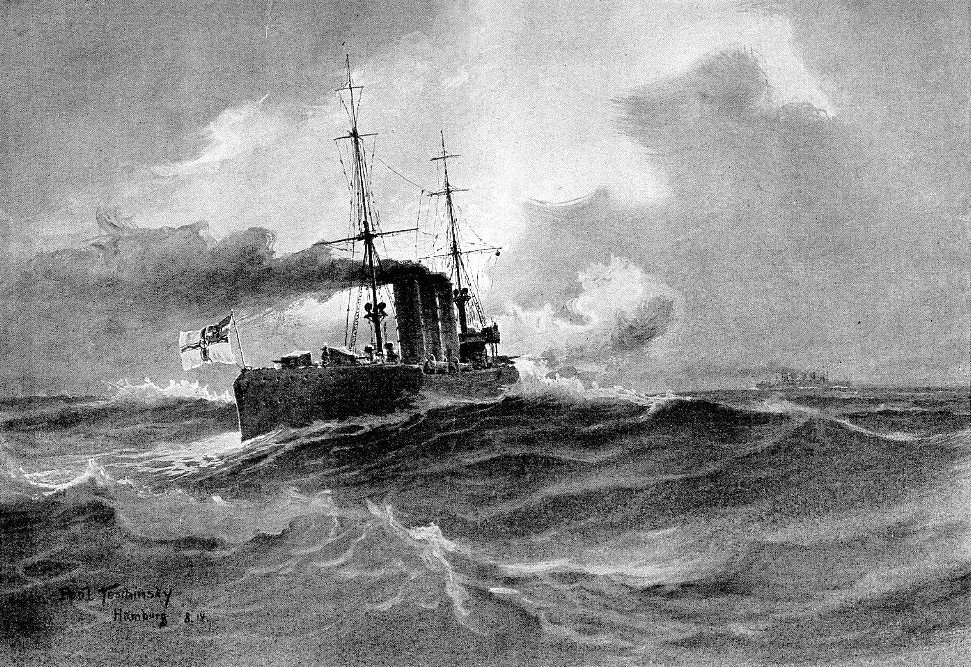
SMS DRESDEN jagt englischen Riesendampfer Mauretania. Zeichnung von Paul Teschinsky, August 1914

Zu den bekanntesten Schiffen des frühen 20. Jahrhunderts gehörten die britischen Schiffe RMS Lusitania, das Schwesterschiff RMS Mauretania, die RMS Olympic und deren Schwesterschiff RMS Titanic sowie das deutsche Passagierschiff Imperator. Die beiden turbinenbetriebenen Dampfer Lusitania und Mauretania der britischen Cunard Line, die bei ihrer Indienststellung jeweils die größten Schiffe der Welt waren, wurden als Royal Mail Steamer im Transatlantikverkehr zwischen Liverpool und New York City eingesetzt. Sie stellten bezüglich Abmessungen, Antrieb und Ausstattung neue Maßstäbe im Bau von modernen Passagierschiffen auf. Später wurden sie in Größe und Ausstattung von den Passagierschiffen Olympic und Titanic der britischen White Star Line übertroffen.

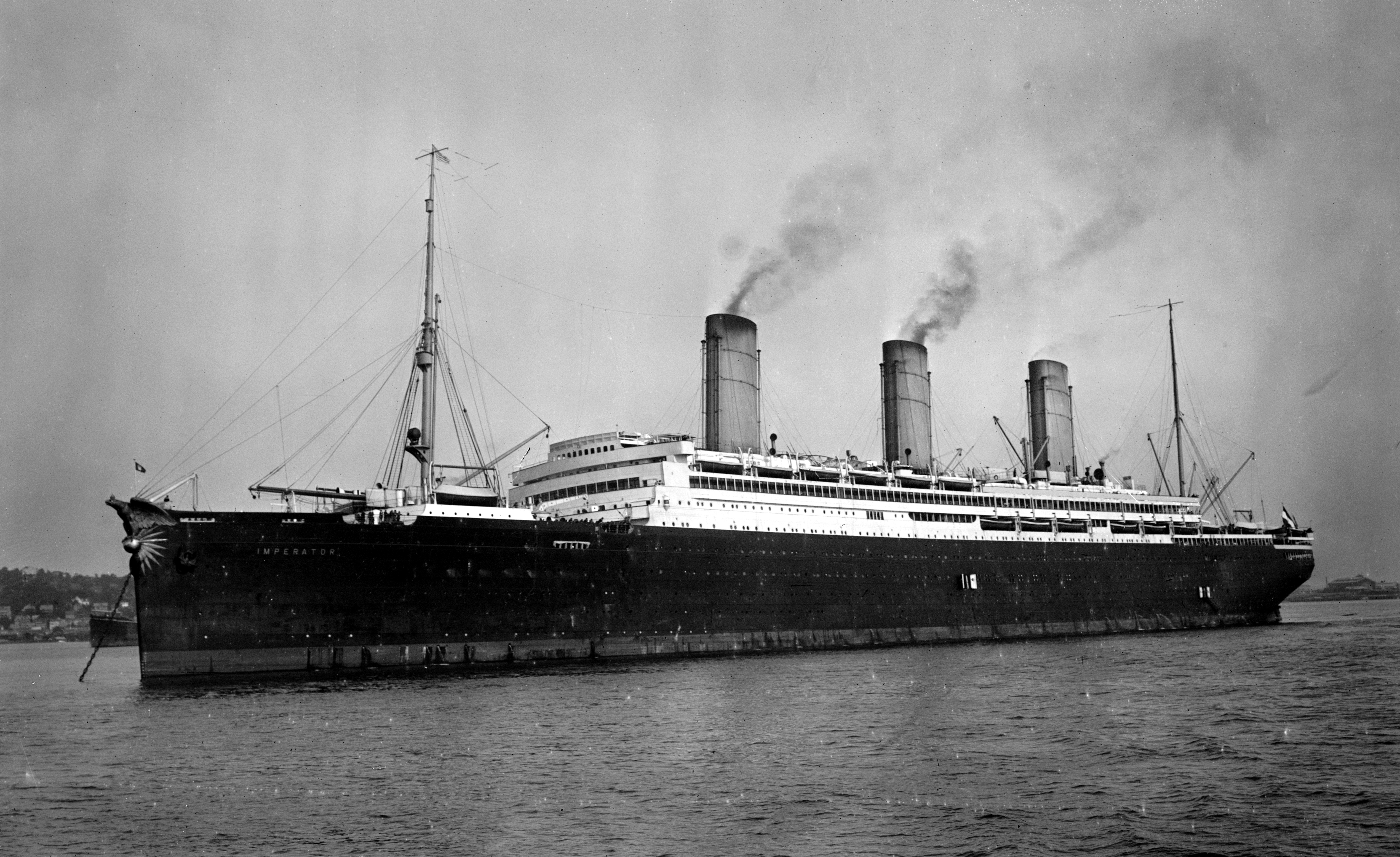
Das deutsche Passagierschiff Imperator

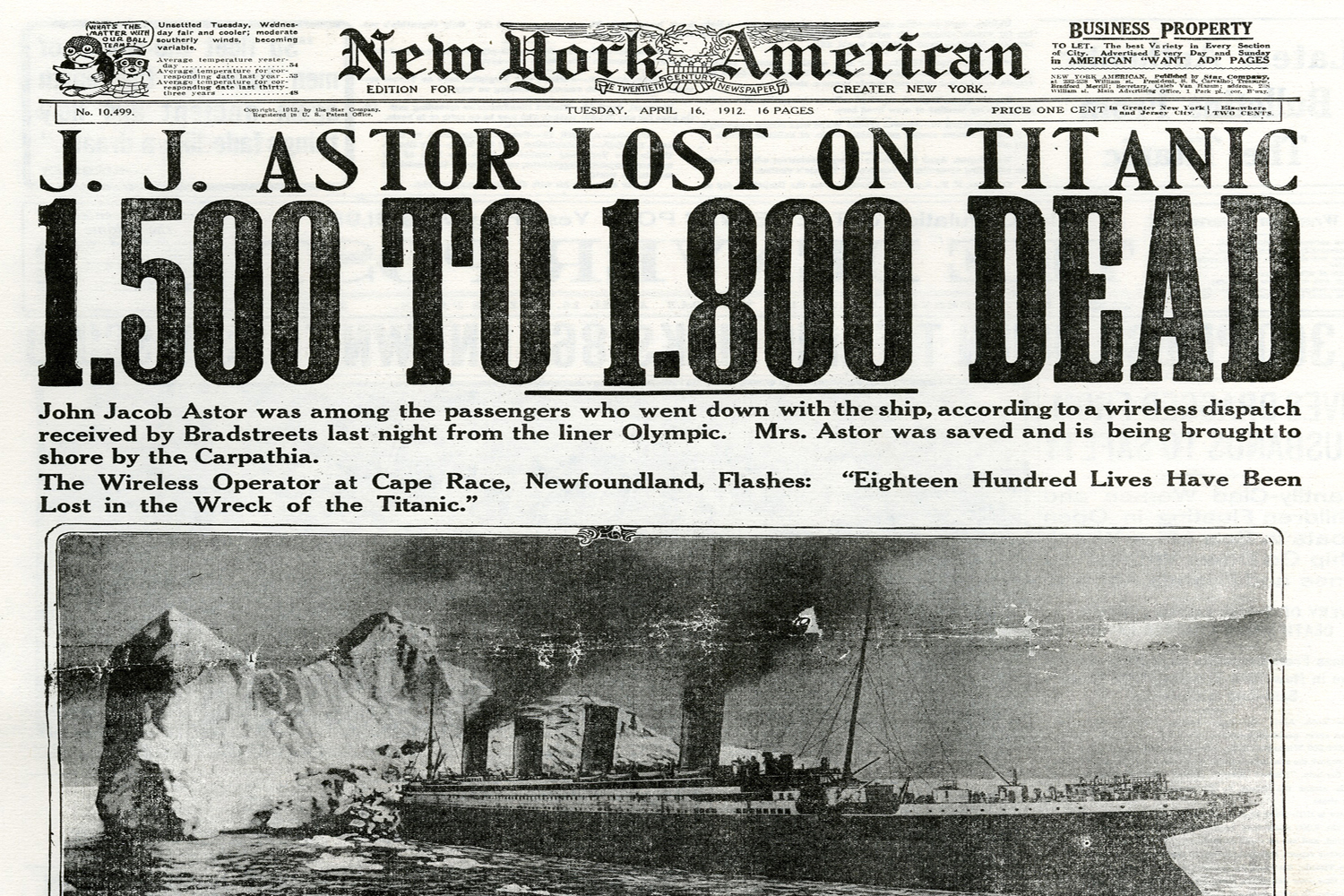
Schlagzeile einer New Yorker Zeitung, die vom Untergang der Titanic berichtet

Die Titanic lief am 31. Mai 1911 vom Stapel und galt bei ihrer Indienststellung am 2. April 1912 als das größte, luxuriöseste sowie nach allgemeiner Überzeugung auch als das weltweit sicherste Schiff der damaligen Zeit. Der aus Stahl gebaute und von einem zweifachen Boden gesicherte Rumpf des Schiffes war in 16 Kammern unterteilt, die von wasserdichten Türen voneinander abgeschottet waren. Die Titanic wurde von 29 Dampfkesseln angetrieben war 269 m lang, 28 m breit und 53 m hoch.
Die jeweils größten und modernsten Schiffe repräsentierten den jeweils neuesten Stand der Technik und galten in der Öffentlichkeit häufig als unsinkbar – ein Mythos, der durch den Untergang der Titanic auf grausame Art und Weise widerlegt und schwer erschüttert wurde. Denn „Schiffbruch erlitt hier nicht allein die Titanic, sondern ein Stück weit auch der Glaube an den technologischen Fortschritt …“.
Das deutsche Passagierschiff Imperator (die HAPAG benutzte auf Wunsch von Kaiser Wilhelm II. den männlichen Artikel) wurde von 1910 bis 1912 für die Reederei HAPAG gebaut und war nach dem Untergang der Titanic mit 52.117 Bruttoregistertonnen, einer Länge von 269 m und einer Breite von 30 m bis 1914 das größte Schiff der Welt. Der Imperator war das erste Schiff, das die 50.000 BRT-Marke übertraf. Das Schiff konnte insgesamt 4175 Passagiere befördern und verfügte über 1100 Mann Besatzung. Auf dem Schiff gab es ein Ritz-Carlton-Restaurant, ein marmornes Bordschwimmbad sowie eine kleine Radrennbahn. Mit seiner luxuriösen Ausstattung übertraf der Imperator sogar die Titanic.
Nach dem Untergang der Titanic wurde die drahtlose Telegrafie, mit der die Titanic noch in der Unglücksnacht um Hilfe gefunkt hatte, für alle Passagierschiffe gesetzlich verpflichtend eingeführt.

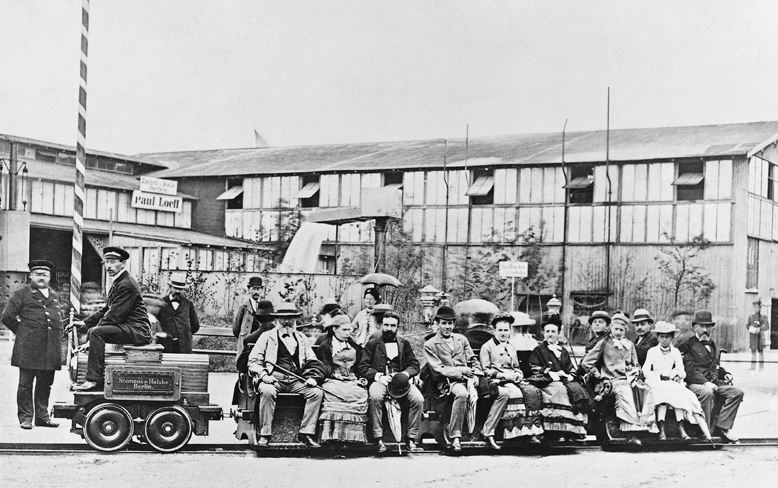
Die erste elektrische Lokomotive von Siemens & Halske auf der Berliner Gewerbeausstellung 1879

#### Eisenbahn
1878 wurde auf der Berliner Gewerbeausstellung die erste elektrische Lokomotive der Welt von Werner von Siemens und Johann Georg Halske vorgestellt. Die kleine zweiachsige Elektrolokomotive fuhr auf einem 300 Meter langen Rundkurs, konnte drei Wagen mit je sechs Personen ziehen und gilt als erste praxistaugliche Elektrolokomotive der Welt.

1882 wurde in der Schweiz die Gotthardbahn mit finanzieller Hilfe Deutschlands und Italiens eröffnet. Nach 1898 wurden die Bahnen in der Schweiz bis 1909 schrittweise verstaatlicht und in die Schweizerischen Bundesbahnen (SBB) überführt. Die innerstädtische Standseilbahn Lugano–Bahnhof SBB nahm 1886 ihren Betrieb auf.

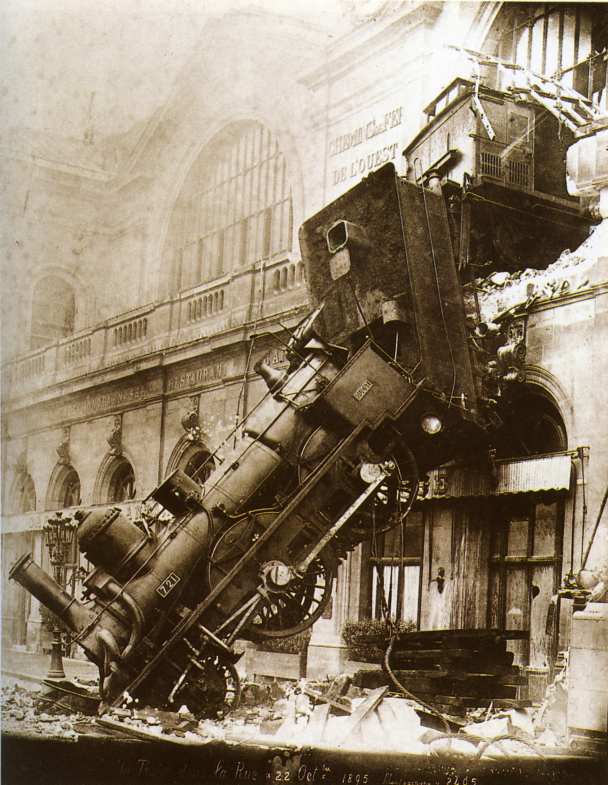
Eisenbahnunfall im Bahnhof Paris-Montparnasse, 22. Oktober 1895

Am 14. Juli 1900 wurde der Bahnhof Gare d’Orsay anlässlich der Weltausstellung in Paris eröffnet. Über den neuerrichteten Bahnhof lief vor allem der Zugverkehr in den Südwesten Frankreichs. Zwischen 1886 und 1889 veranlasste die Compagnie des Chemins de fer de l’Ouest eine bedeutende Vergrößerung des Bahnhofs Paris-Saint-Lazare, der durch die Weltausstellung notwendig gewordenen war.
1891 wurde in Russland mit dem Bau der Transsibirischen Eisenbahn als der längsten durchgehenden Eisenbahnverbindung der Welt begonnen. Ziel des Zarenreiches war es, Sibirien wirtschaftlich zu erschließen und den Handel mit China nachhaltig zu fördern.
Am 10. Mai 1893 konnte die Dampflokomotive New York Central No. 999 der New York Central Railroad mit 181 km/h einen absoluten Geschwindigkeitsweltrekord aufstellen, was zu weltweitem Aufsehen führte, Fachleute bezweifelten allerdings, dass diese Geschwindigkeit tatsächlich erreicht wurde.
Ab 1903 entstand im Osmanischen Reich unter maßgeblicher Beteiligung deutscher Firmen und Konstrukteure die Bagdadbahn, die Zentralanatolien mit Bagdad verbinden sollte. Im Auftrag Sultans Abdülhamid II. sollte eine 1.600 Kilometer lange Eisenbahnstrecke von Konya über Aleppo bis nach Bagdad errichtet werden. Der Bau der Strecke war auch ein Versuch von deutscher Seite, die handelspolitische Vormachtstellung der Briten im Orient zu untergraben. Das Projekt wurde durch den Ausbruch des Ersten Weltkrieges gestoppt.

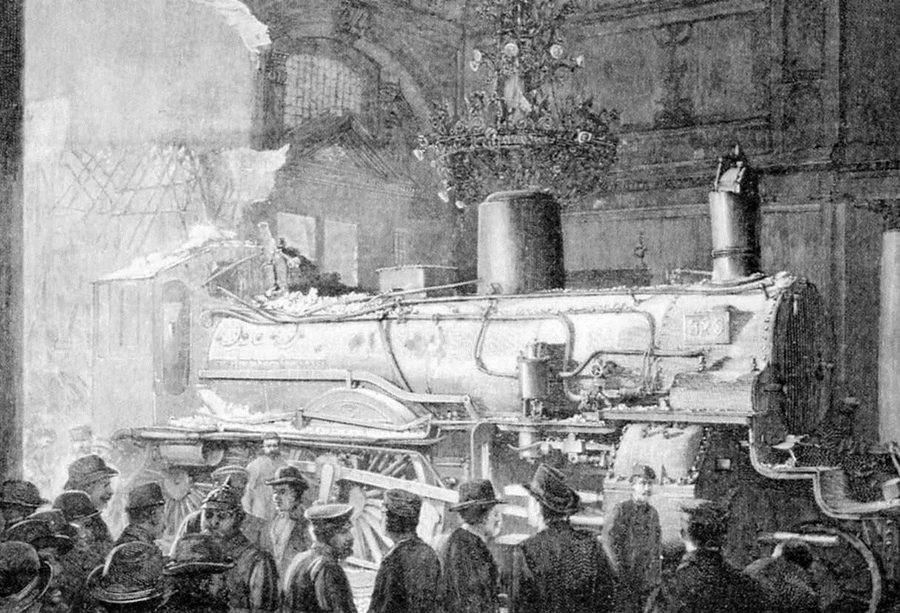
Eisenbahnunfall im Centralbahnhof Frankfurt am 6. Dezember 1901

Bereits seit Beginn des Eisenbahnzeitalters waren Unfälle bekannt. Mit Nutzung der Dampfmaschine als Energieerzeugung für den Fahrbetrieb der Eisenbahn und der Erfindung der Dampflokomotive ereigneten sich zum einen Unfälle, die speziell mit der Dampfmaschine in Zusammenhang standen, wie Kesselzerknall oder Brände, zum anderen Unfälle, die mit der großen Masse, der Geschwindigkeit und der geringen Reibung des Rad-Schiene-Systems und den damit relativ langen Bremswegen eines Zuges in Zusammenhang standen. Daneben ereigneten sich auch Unfälle, die aufgrund bahnfremder Eingriffe in den Schienenverkehr geschahen wie beispielsweise durch andere Verkehrsteilnehmer, die den Bahnverkehr querten, Attentäter sowie Selbstmörder. Teilweise kam es zu spektakulären Unfällen, die auch in Fotografien festgehalten werden konnten:

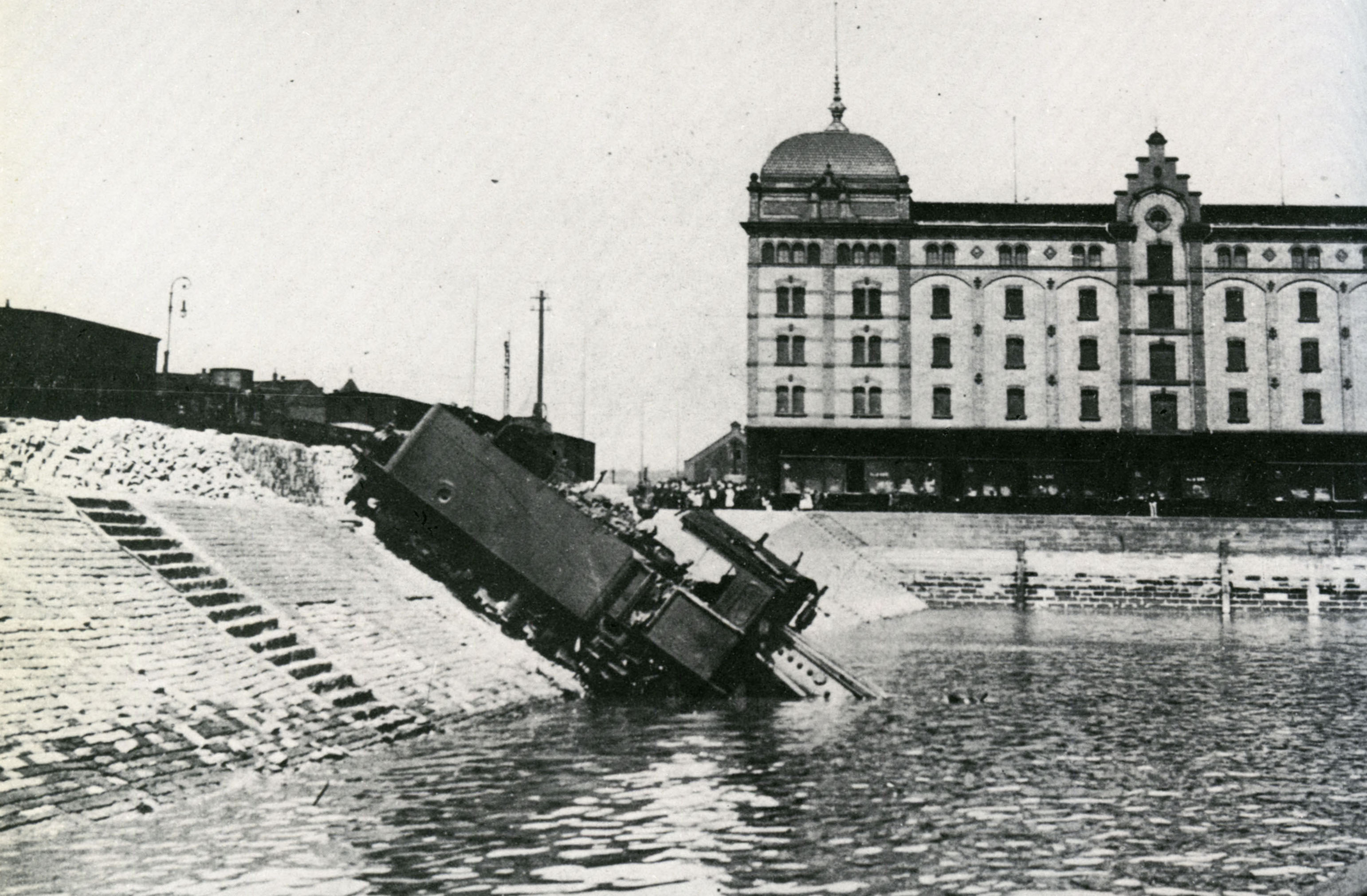
Eisenbahnunfall von Ludwigshafen 1901 Eine Lokomotive stürzte nach dem Überfahren eines Prellbocks im ehemaligen Hauptbahnhof von Ludwigshafen in das Hafenbecken des damaligen Winterhafens.

Das Foto einer abgestürzten Lokomotive im Bahnhof Paris-Montparnasse im Jahr 1895 wurde zu einem weltbekannten Symbol technischen Versagens. Der Lokführer Guillaume-Marie Pellerin, der eine 19-jährige Berufserfahrung aufweisen konnte, fuhr am 22. Oktober 1895 mit einer Geschwindigkeit von etwa 45 km/h und damit viel zu schnell in den Kopfbahnhof Montparnasse ein, um eine Verspätung wettzumachen. Allerdings versagte beim Anhalten die Druckluftbremse des Zuges und die Wirkung der Lokbremse reichte alleine nicht aus, um den schweren Zug zum Stehen zu bringen. Pellerin und der Heizer Mariette konnten sich mit einem Sprung von der Lokomotive retten, bevor diese den Prellbock und den Querbahnsteig des Bahnhofs überfuhr, die etwa 1,25 Meter starke Brüstung unterhalb eines großen Glasfensters durchbrach und auf den ein Stockwerk tiefer liegenden Place de Rennes stürzte, wobei sie nur knapp eine dort fahrende Straßenbahn verfehlte. Es gab insgesamt fünf Verletzte unter den Passagieren und dem Zugpersonal. Einziges Todesopfer war die Zeitungsfrau Marie-Augustine Aguilard, die sich zum Zeitpunkt des Unglücks unterhalb des Glasfensters befunden hatte und ihren Mann vertrat, der die Abendzeitungen holte. Die Eisenbahngesellschaft bezahlte die Beerdigung und eine Rente für ihre beiden Kinder. Der Lokführer Pellerin und der Heizer Mariette mussten sich vor Gericht verantworten. Pellerin wurde zu einer Strafe von 50 Franc verurteilt und kam für zwei Monate ins Gefängnis, Mariette musste 25 Franc Strafe zahlen.

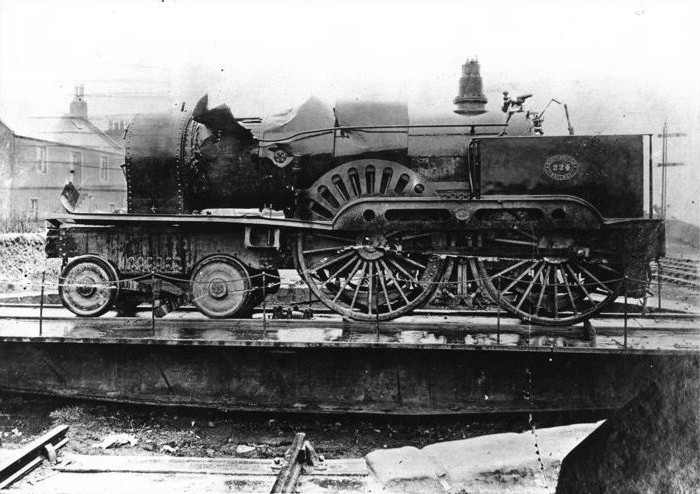
Die geborgene Lokomotive Nr. 224 nach dem Unfall auf der Firth-of-Tay-Brücke 1879

Ähnliches geschah auch bei einem Eisenbahnunfall im Centralbahnhof Frankfurt, dem heutigen Frankfurter Hauptbahnhof am 6. Dezember 1901. Die Lokomotive des Ostende-Wien-Express überfuhr dort mit viel zu hoher Geschwindigkeit einen Prellbock, schoss über den Querbahnsteig, durchbrach eine dahinterliegende Mauer und kam erst im Wartesaal der ersten und zweiten Klasse des Bahnhofs zum Stehen. Der Unfall ging glimpflich aus, da der Bahnhof zum Zeitpunkt des Unglücks, am frühen Morgen noch relativ leer war. Der Lokführer wurde später wegen Gefährdung des Zuges und Vernachlässigung seiner Pflichten zu einer Geldstrafe von 100 Mark (2025: ca. 821 Euro) verurteilt. Er hatte versucht eine Verspätung aufzuholen und es versäumt, während der Fahrt den Druckluftvorrat der Bremse wieder aufzufüllen, weswegen die rechtzeitig betätigte Druckluftbremse im Bahnhof keine Wirkung zeigte. Die nur wenig beschädigte Lokomotive konnte später wieder repariert und eingesetzt werden.
Der Eisenbahnunfall auf der Firth-of-Tay-Brücke 1879 in Schottland inspirierte u. a. den Schriftsteller Theodor Fontane im Januar 1880 zu der mythisierenden Ballade Die Brück’ am Tay. Am 28. Dezember 1879 befuhr ein Schnellzug aus Edinburgh in Richtung Dundee während eines Sturms gegen 19:17 Uhr die Firth-of-Tay-Brücke, als der Mittelteil der Brücke plötzlich nachgab und mit dem Zug in den Firth of Tay stürzte, wobei wahrscheinlich 75 Menschen den Tod fanden. Theodor Fontane umrahmt in seiner Ballade die Darstellung des eigentlichen Unglücks mit dem Motiv der drei Hexen aus Shakespeares Macbeth und macht die Ballade somit zu einer Mahnung vor der damals vorherrschenden technikgläubigen Hybris. Der Schriftsteller William McGonagall verfasste ebenfalls 1880 ein Gedicht mit dem Titel The Tay Bridge Disaster.
Nachdem sich die Eisenbahn als allgemeiner und bald auch führender Verkehrsträger real und im Bewusstsein der Menschen etabliert hatte, wurde sie selbst, aber auch die mit ihr verbundenen Unfälle, zunehmend zum Thema der Literatur. So schildert beispielsweise der Schriftsteller Emile Zola in seinem 1890 erschienenen Roman Die Bestie im Menschen (französisch La Bête Humaine; auch unter dem Titel Das Tier im Menschen) einen Eisenbahnunfall, der aus Eifersucht vorsätzlich herbeigeführt wurde. Im Roman Anna Karenina von Leo Tolstoi begeht die gleichnamige Titelheldin Suizid, indem sie sich vor einen herannahenden Zug wirft.
Hauptartikel: Liste von Eisenbahnunfällen als literarisches Thema
Die Eisenbahn und die Eisenbahnunfälle entwickelten sich gegen Ende des 19. Jahrhunderts auch für das neuentstandene Medium Film zu einem interessanten und beliebten Thema. Die dabei im Film dargestellten Eisenbahnunfälle waren teils frei erfunden, teils tatsächlichen Unfällen nachgestellt. Ein besonders spannendes Element in Filmen bestand oft darin, einen drohenden Eisenbahnunfall darzustellen, der dann im letzten Moment abgewendet werden konnte und nicht stattfand.

#### U-Bahn und Straßenbahn

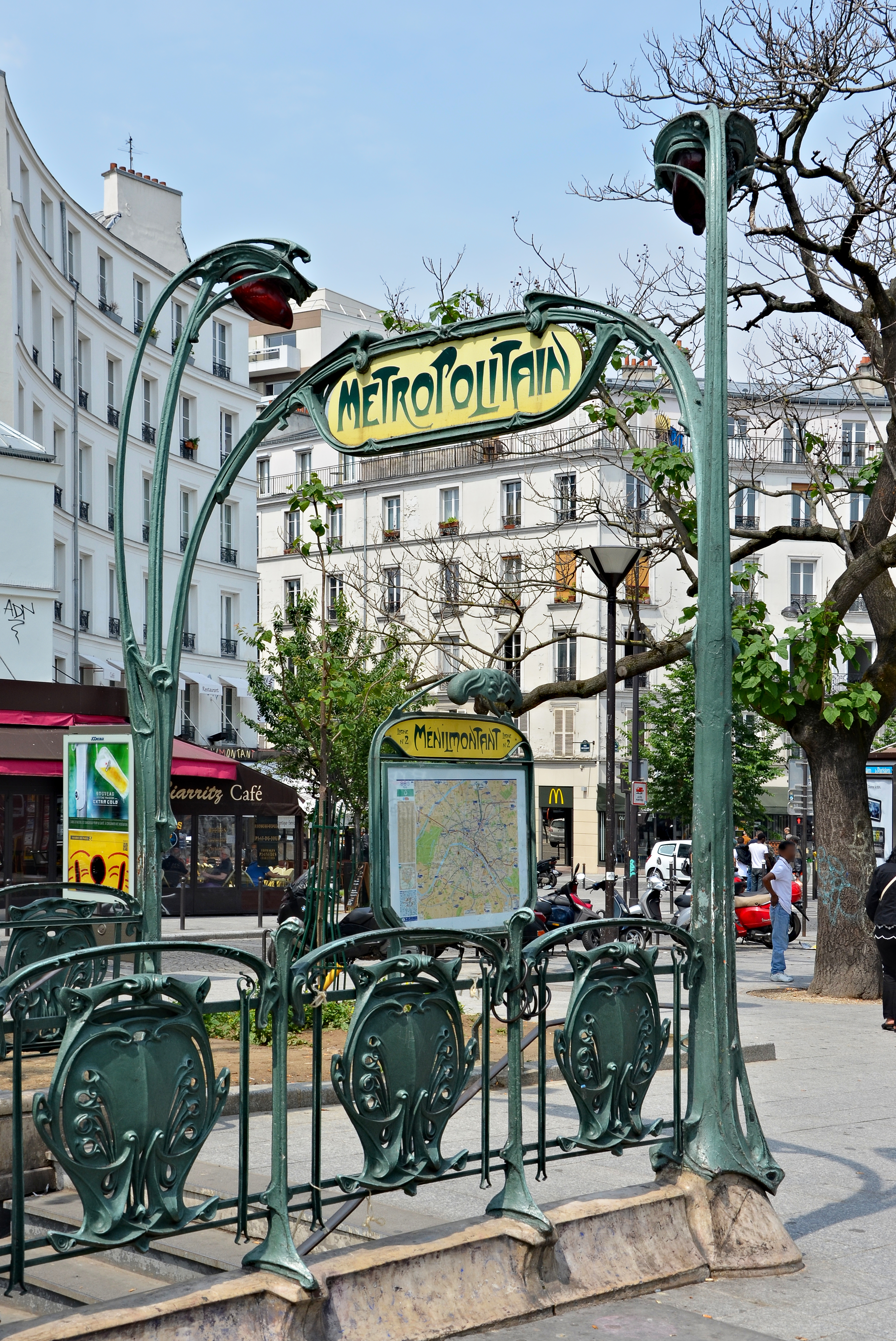
Paris Métro Guimard Ménilmontant 2013

Anlässlich der Weltausstellung in Paris wurde am 19. Juli 1900 die erste Linie der Pariser Métro eröffnet. Die 10,6 km lange Strecke verband die Stationen Porte Maillot und Porte de Vincennes. Die Informationstafeln der Metro waren anlässlich der Weltausstellung in 34 Sprachen verfasst. Paris war damals nach London (1863), Liverpool (1893), Budapest und Glasgow (jeweils 1896) und Wien (1898) die sechste Stadt der Welt, die über eine eigene U-Bahn verfügte. Das Liniennetz der Pariser Métro ist auch heute noch mit 227 Kilometer Gesamtlänge und 308 Stationen, die von insgesamt sechzehn voneinander unabhängigen Linien bedient werden, eines der größten der Welt.
Viele Eingänge der Pariser Metrostationen wurden von dem französischen Architekten, Designer und Art-nouveau-Künstler Hector Guimard mit phantasievollen Schmiedeeisengittern und geschwungenen Schriftzügen gestaltet. Die 141 Überdachungen der Metroeingänge erinnern dabei mit ihren pflanzlich-organischen Formen an Libellenflügel.

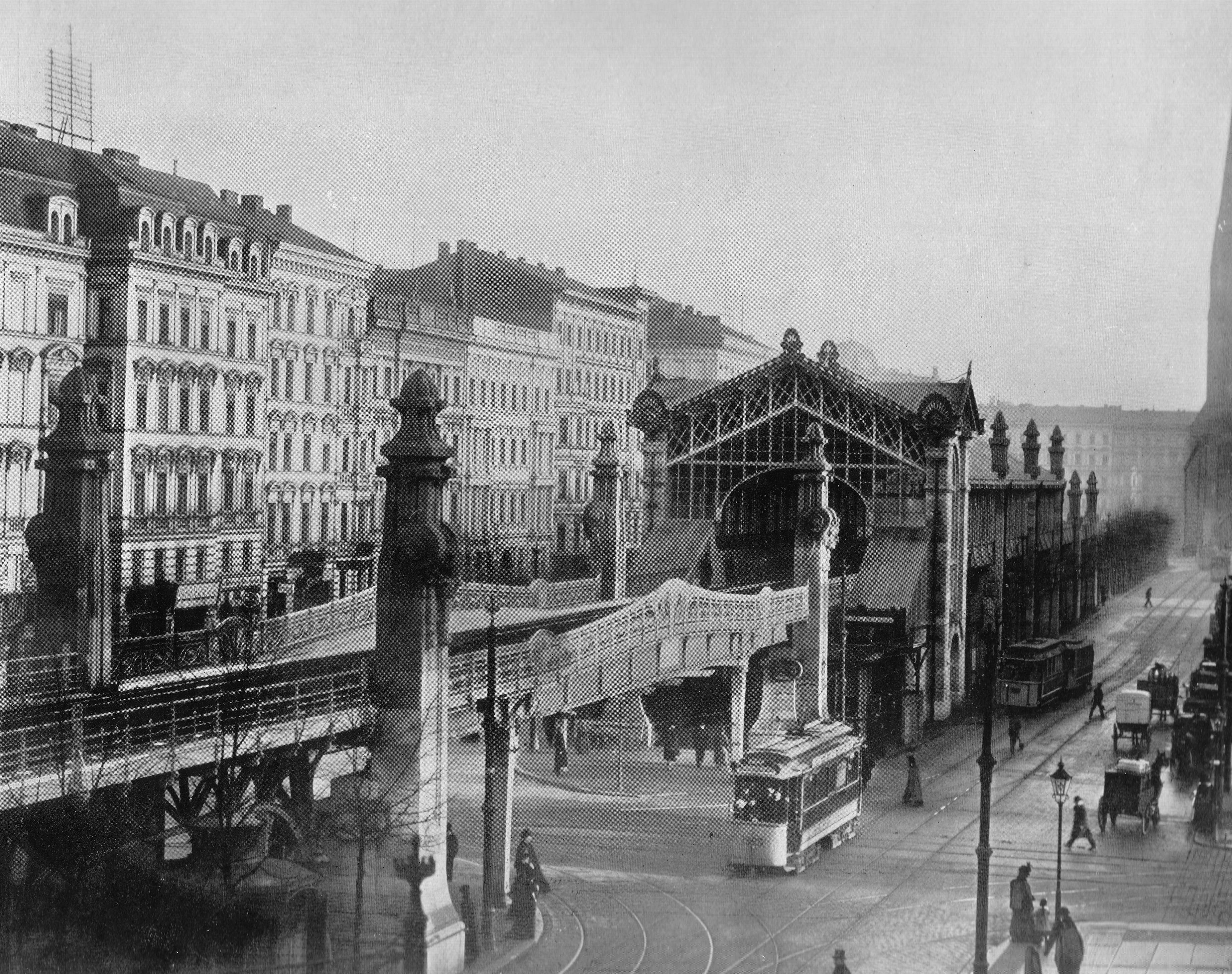
Hochbahnhof Bülowstraße im Jahr 1903

Am 12. Mai 1881 nahm zwischen Lichterfelde und Großlichterfelde bei Berlin die erste von Werner von Siemens konstruierte elektrische Straßenbahn der Welt ihren Probebetrieb auf und ersetzte die bisher dort eingesetzten Pferdebahnen. Mit den Pferdebahnen verschwanden auch die Pferdeäpfel von den Straßen, die bis dahin ein großes Ärgernis dargestellt hatten.
1884 wurde die Frankfurt-Offenbacher Trambahn eröffnet, eine der ersten elektrischen Straßenbahnen Deutschlands.
Um 1900 verfügte Deutschland bereits über ein elektrisches Straßenbahnstreckennetz von circa 3000 km und damit so viel wie in allen anderen europäischen Ländern zusammen. Im Jahr 1910 waren bereits alle deutschen Großstädte und große Teile der ländlichen Gebiete an das Stromnetz angeschlossen.

#### Kutschen und „Pferdelose Kutschen“

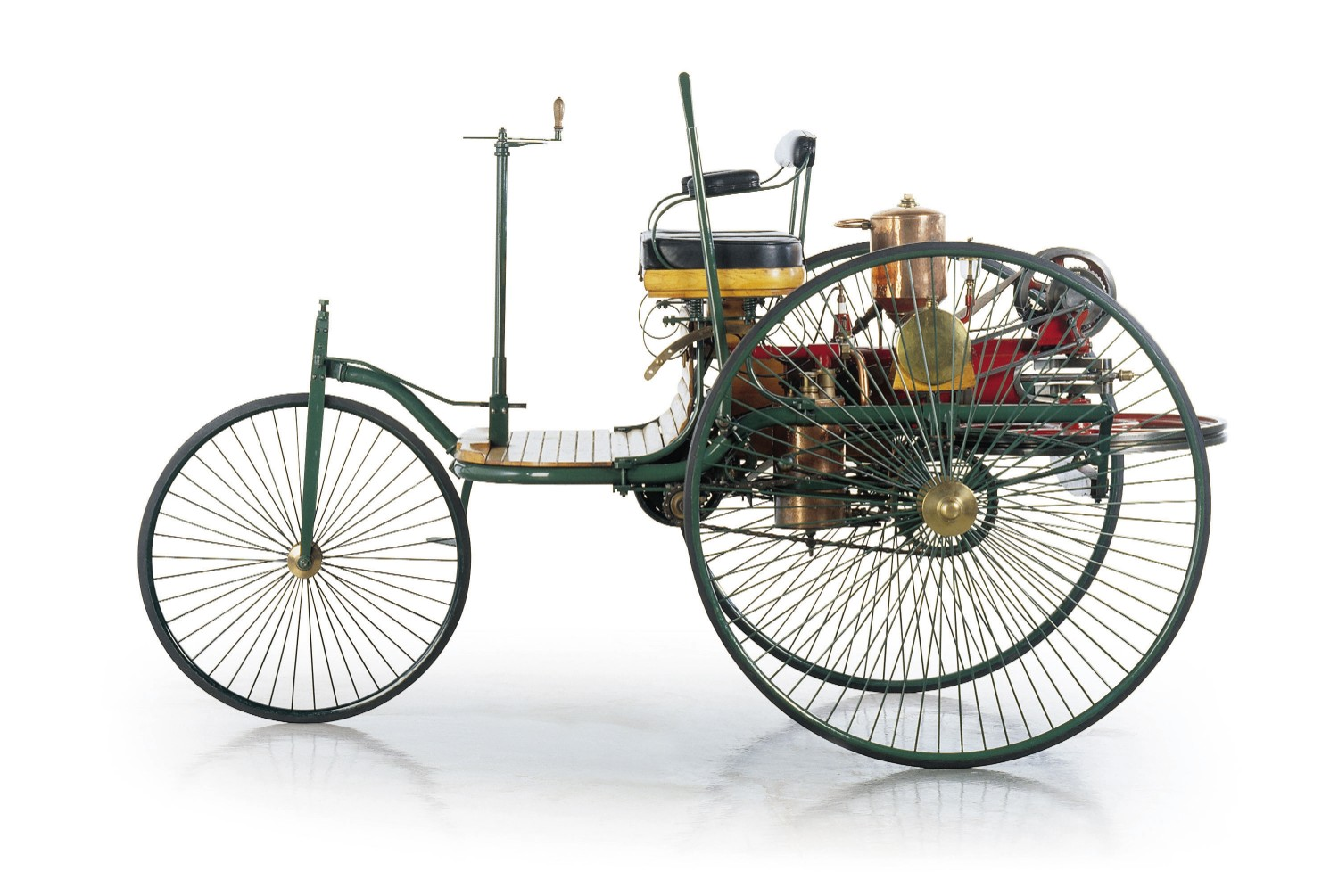
Carl Benz, Patent-Motorwagen Nr. 1 (1885)

Zu den Innovationen der Zweiten Industriellen Revolution, die sich in der Belle Époque durchzusetzen begannen, gehörte die Perfektionierung leicht gefederter, geräuschloser Kutschen in einer Vielzahl modischer Formen. Die Kutsche wurde gegen Ende der Epoche vom Automobil abgelöst.

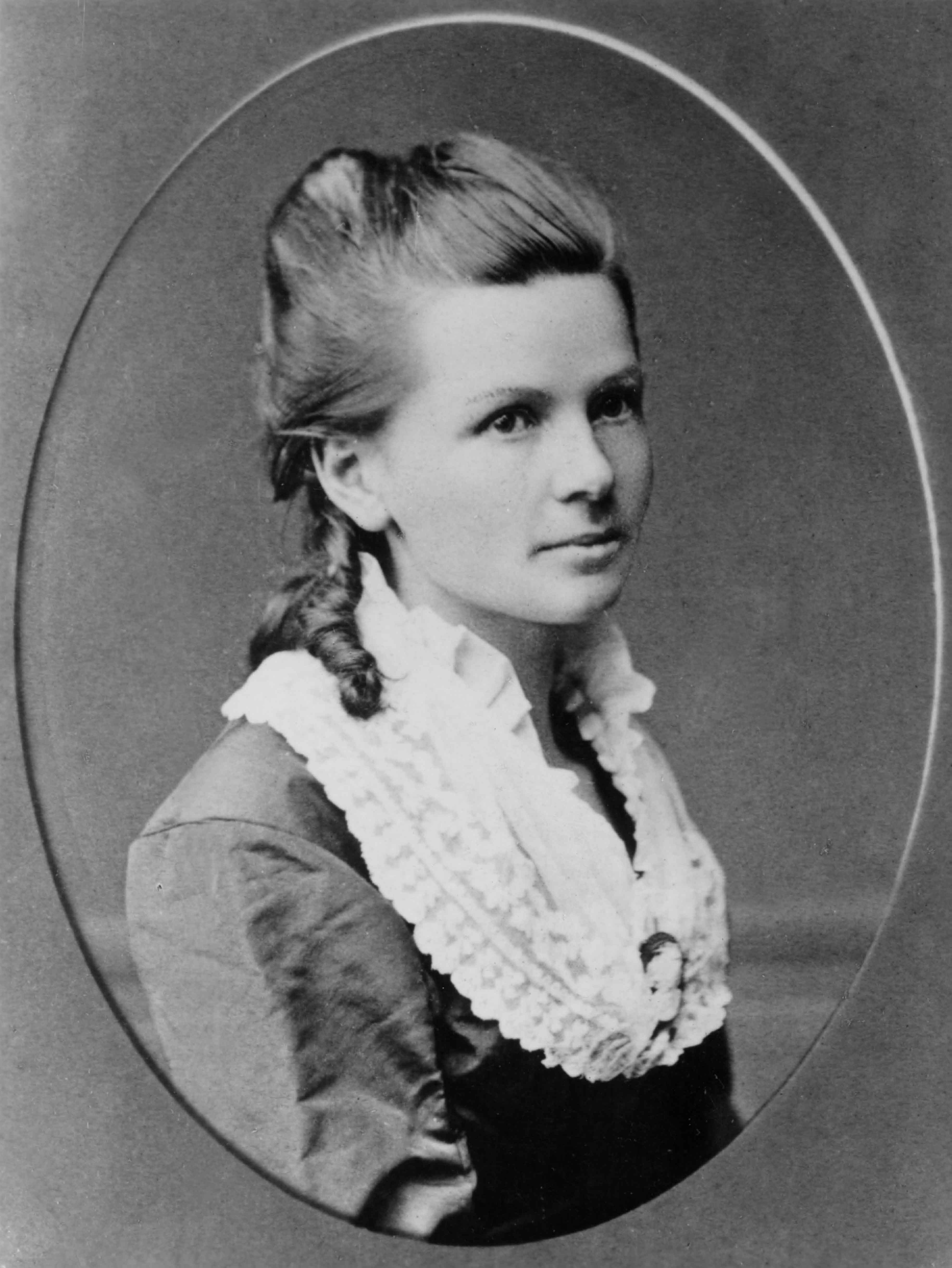
Bertha Benz

1885 baute der deutsche Ingenieur und Automobilpionier Carl Benz mit dem Benz Patent-Motorwagen Nummer 1 das erste Automobil mit Verbrennungsmotor und unternahm damit im Sommer 1885 Erprobungsfahrten in der badischen Stadt Mannheim. Am 29. Januar 1886 meldete Carl Benz ein Patent für sein „Fahrzeug mit Gasmotorenbetrieb“ an. Die Geburtsstunde des Automobils. Das dreirädrige Gefährt war mit einem Viertaktmotor ausgerüstet und wurde mit Ligroin (Waschbenzin) betrieben, welches damals in Apotheken erhältlich war. Das Fahrzeug verfügte über einen im Heck angeordneten, liegenden schiebergesteuerten Einzylinder-Viertaktmotor, der laut Benz bei einer Drehzahl von 250/min eine Leistung von 0,67 PS abgab und eine Höchstgeschwindigkeit von 16 km/h erreichte. Während der Erfinder selbst Erprobungsfahrten nur auf den Mannheimer Ringstraßen durchführte, gelang seiner Frau Bertha Benz 1888 zusammen mit den beiden gemeinsamen Söhnen die erste Fernfahrt der Welt von Mannheim in ihre Geburtsstadt Pforzheim und zurück. Bertha Benz war somit die erste Autofahrerin der Geschichte und die erste Person überhaupt, die sich über kurze Versuchs- und Probefahrten hinauswagte. Diese erste Fernfahrt über eine Strecke von 106 Kilometer trug wesentlich dazu bei, noch bestehenden Vorbehalte der Menschen gegen das neuartige Fahrzeug zu zerstreuen, und ermöglichte nachfolgend den wirtschaftlichen Erfolg des Unternehmens. Verschiedene Schwierigkeiten, die sich während der Fahrt ergaben und von Bertha Benz gemeistert wurden, flossen in der Folge als Verbesserung in später produzierte Wagen ein, wie beispielsweise ein Gang mit kurzer Übersetzung zum Befahren starker Steigungen sowie Lederbeschläge auf den Bremsbacken, um die Lebensdauer und Wirkung der Bremsen zu erhöhen. Bertha Benz kann somit als Erfinderin der Bremsbeläge angesehen werden.
Am 29. August 1885 erhielt der deutsche Ingenieur und Konstrukteur Gottlieb Daimler ein Patent auf seinen „Reitwagen“, den Prototyp für das spätere Motorrad. Zusammen mit dem Autokonstrukteur Wilhelm Maybach entwickelte er dafür ein Fahrzeug mit seitlichen Stützrädern.

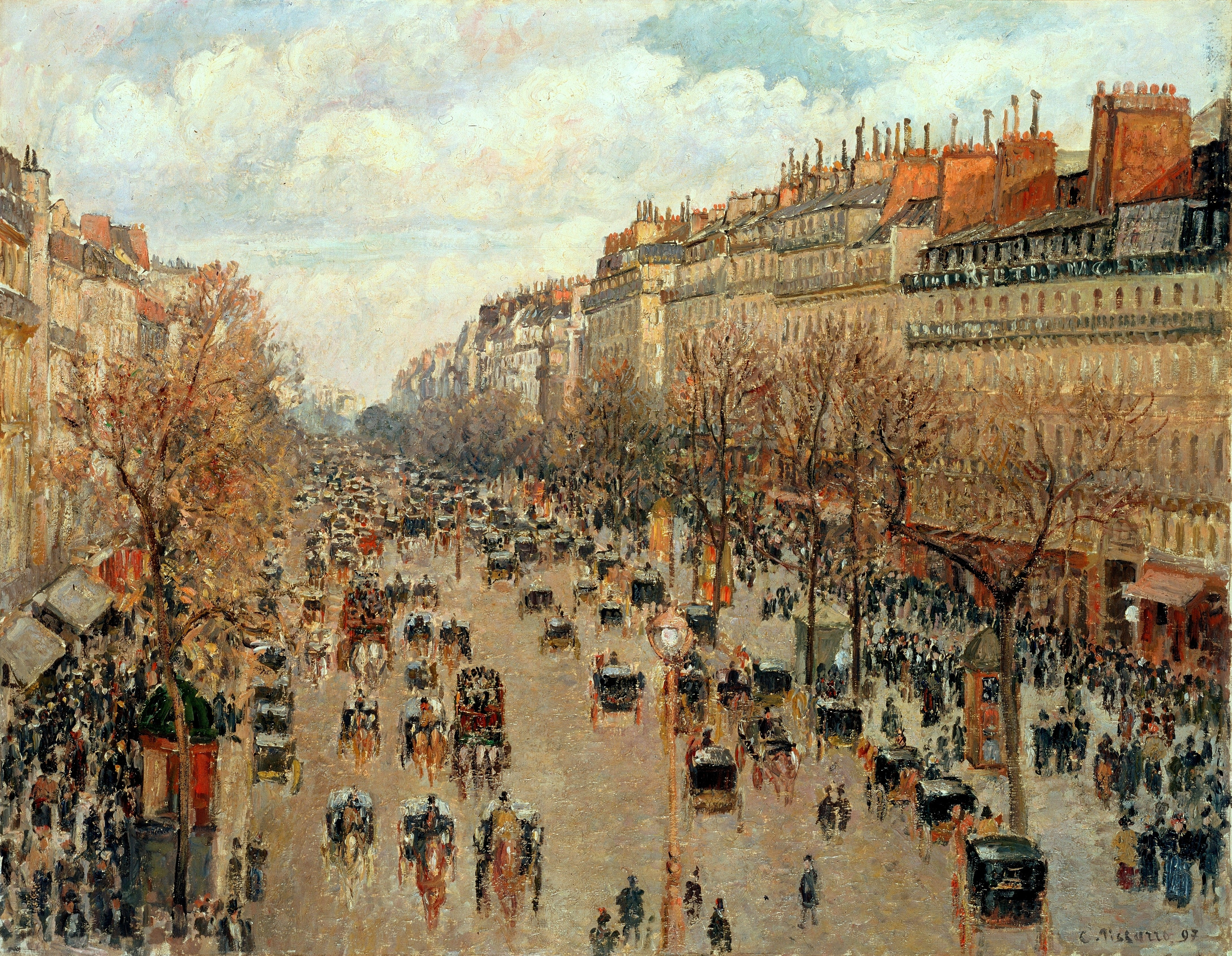
Camille Pissarro – Boulevard Montmartre, 1897

Gottlieb Daimler baute im selben Jahr auch den von ihm bereits 1883 entwickelten Viertaktmotor in eine von Wilhelm Wimpff gefertigte Kutsche ein und avancierte damit zum Erfinder des vierrädrigen Kraftwagens.
Der deutsche Ingenieur Andreas Flocken baute 1888 in der Maschinenfabrik A. Flocken in Coburg das erste vierrädrige Elektroauto der Welt, den Flocken Elektrowagen. Darüber hinaus gilt Flocken auch als Erfinder der Spurstange.
Mit dem Automobile Club de France (ACF), einem privaten Club von Automobilenthusiasten, entstand 1895 in Paris der weltweit erste und älteste Automobilclub der Welt. Im Jahr 1898 richtete der ACF erstmals den Pariser Automobilsalon aus.

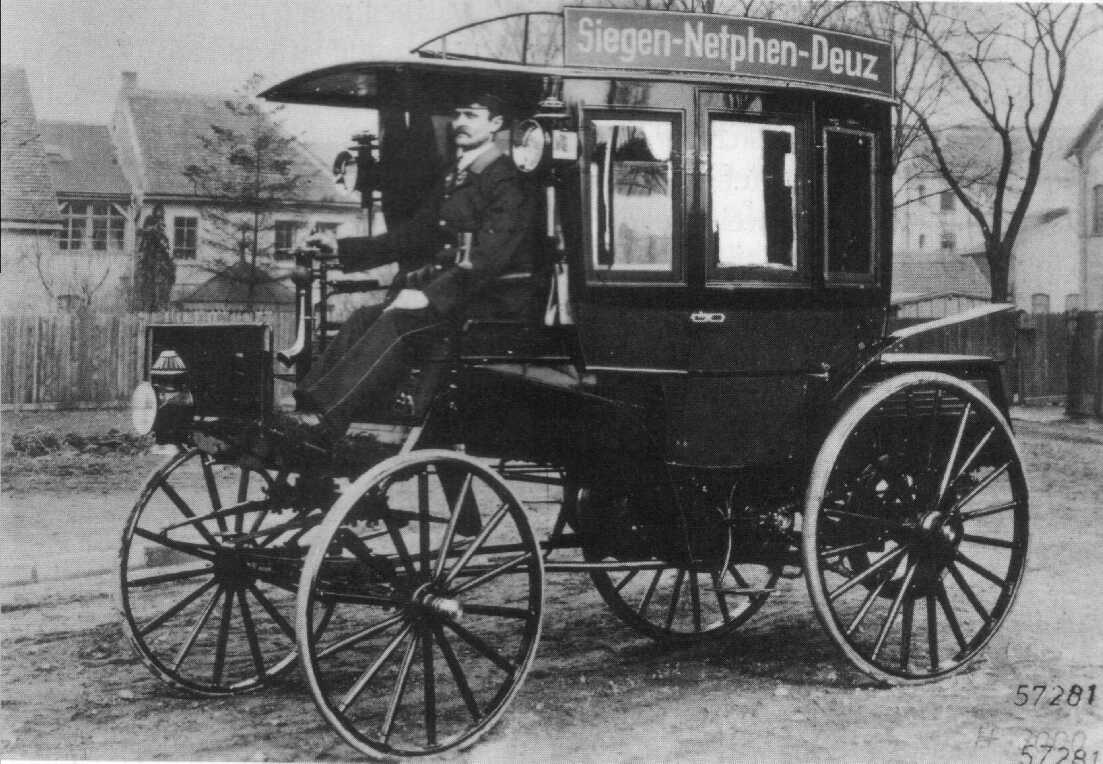
Erster Benzin-Omnibus der Welt

Am 18. März 1895 nahm die erste Bus-Linie der Welt zwischen Deuz und Siegen ihren Betrieb auf. Die Netphener Omnibusgesellschaft setzte einen benzinbetriebenen und von Carl Benz gebauten Omnibus (5 PS) ein.
1896 baute Gottlieb Daimler in Cannstatt bei Stuttgart den weltweit ersten motorisierten Lastwagen, den Daimler Motor-Lastwagen. Das Fahrzeug war 4,5 m lang und 1,5 m breit, die Nutzlast betrug 1500 kg und das Leergewicht wurde mit 1500 kg angegeben, die Höchstgeschwindigkeit des Lastwagens betrug 12 km/h, der Kaufpreis 5.200 Mark.
1897 verkehrte in Stuttgart das weltweit erste mit einem Taxameter ausgestattete und mit Benzin betriebene Taxi. Der Name Taxi als Bezeichnung für ein öffentliches Verkehrsmittel zur individuellen Personenbeförderung ist vom Taxameter abgeleitet.
Am 24. Mai 1903 wurde der ADAC im Hotel Silber in Stuttgart zunächst als Deutsche Motorradfahrer-Vereinigung gegründet und 1911 in den Allgemeinen Deutschen Automobil-Club (ADAC) umgewandelt. Den preußischen Adler wählte man anlässlich der Unterstützung durch den deutschen Kaiser und preußischen König, Wilhelm II. als Wappentier für den ADAC.

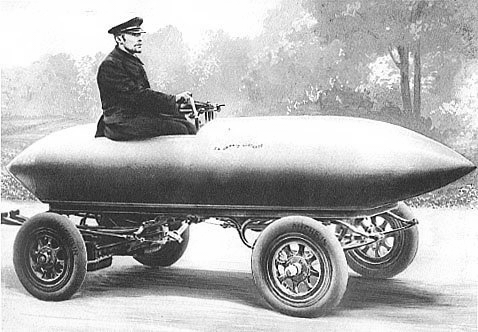
La Jamais Contente

Der erstmals 1898 ausgerichtete Pariser Autosalon galt als erste Automobilausstellung von internationaler Bedeutung, vom 15. Juni bis 3. Juli 1898 fand der von Albert de Dion organisierte Salon de l’Automobile in Paris statt und präsentierte dort 232 Automobile.
1899 erreicht der Rennfahrer und Ingenieur Camille Jenatzy bei einer Rekordfahrt mit seinem elektrisch betriebenen Straßenfahrzeug La Jamais Contente erstmals eine Geschwindigkeit von über 100 km/h.

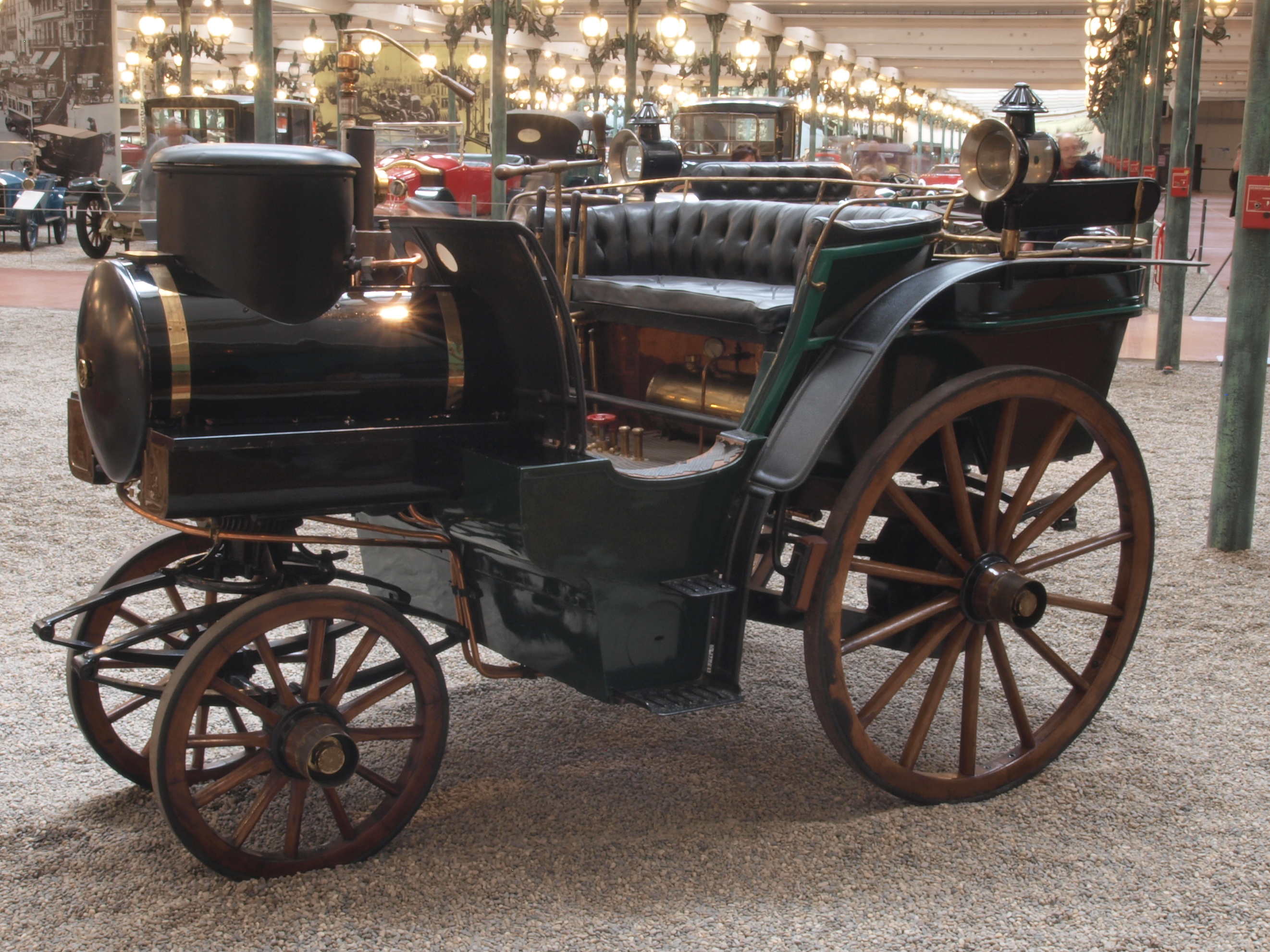
Jacquot Dampfwagen (1878)

Am 9. April 1902 stellte der britische Unternehmer, Flugpionier und Automobilrennfahrer Charles Stewart Rolls in Achères bei Paris auf einem Mors mit 101,547 km/h den ersten Geschwindigkeitsrekord für Kraftfahrzeuge mit Benzinmotor auf.
Der deutsche Konstrukteur und Automobilpionier Wilhelm Maybach konstruierte im Jahr 1900 auf Anregung des österreichischen Kaufmanns und Generalkonsuls Emil Jellinek den Mercedes-Simplex, einen Rennwagen mit einem 35-PS-Vierzylindermotor und zwei Vergasern. Das Fahrzeug war mit Maybachs Erfindungen dem Bienenwabenkühler und dem Zahnradgetriebe ausgestattet. Jellinek nannte das Modell nach seiner Tochter Mercédès
Nach der Erfindung des ersten Luftreifens durch den Briten John Boyd Dunlop 1888 entwickelte der Franzose Édouard Michelin in den 1890er Jahren zunächst den abnehmbaren Luftreifen für Fahrräder und später für Autos. Der Erfolg der Entwicklung war enorm und das kleine Unternehmen stieg innerhalb von nur drei Jahren zum Marktführer im Geschäft mit Fahrradreifen auf. 1895 entwickelten die Michelins ebenfalls einen Luftreifen für Autos und bereits 1896 fuhren rund 300 Pariser Taxis mit Michelin-Reifen.
Für seine Erfindung eines handbetriebenen Scheibenwischers für die vorderen Autoscheiben erhielt Prinz Heinrich von Preußen 1908 ein deutsches Patent. Allerdings fand seine Erfindung zunächst wenig Verbreitung.
Die Brüder Renault avancierten in Frankreich zu Pionieren der industriellen Fertigung von Automobilen und trugen mit dazu bei, dass es in Frankreich 1914 bereits 100.000 Autos gab.
Um 1900 fuhren auf den öffentlichen Straßen fast ebenso viele Dampfwagen (Erfinder: Joseph Cugnot, 1769), Elektroautos (Erfinder: Gustave Trouvé, 1881) und Autos mit Verbrennungsmotor. Der Siegeszug der Autos mit Verbrennungsmotor begann allerdings erst mit der Erfindung des Anlassers und der Einführung der Fließbandproduktion im Jahre 1908 durch Henry Ford.
Der St. Pauli-Elbtunnel oder auch alte Elbtunnel in Hamburg wurde am 7. September 1911 zunächst für den Fußgängerverkehr und ab 30. November 1911 für Pferdefuhrwerke und Kraftfahrzeuge eröffnet. Der alte Elbtunnel galt bei seiner Eröffnung als technische Sensation. Er unterquert die Norderelbe auf einer Länge von 426,5 Metern und verbindet dabei mit zwei Tunnelröhren die nördliche Hafenkante bei den St. Pauli-Landungsbrücken mit der Elbinsel Steinwerder.
Eng verbunden mit der Entwicklung des Automobils ist auch die Geschichte des Führerscheins. Am 1. August 1888 erhielt der Erfinder des Automobils Carl Benz vom Großherzoglich-Badischen Bezirksamt die erste bekannte Fahrerlaubnis in Form einer nur für Mannheim und Umgebung gültigen Berechtigung zur Durchführung von Versuchsfahrten mit einem Patentmotorwagen. Ein für das gesamte Deutsche Reich gültiger Führerschein wurde erstmals am 3. Mai 1909 eingeführt. Die erste private Fahrschule wurde 1904 von Rudolf Kempf in Aschaffenburg eröffnet. Zum 1. Oktober 1907 wurden im Deutschen Reich einheitlich angebrachte Kraftfahrzeugkennzeichen eingeführt.

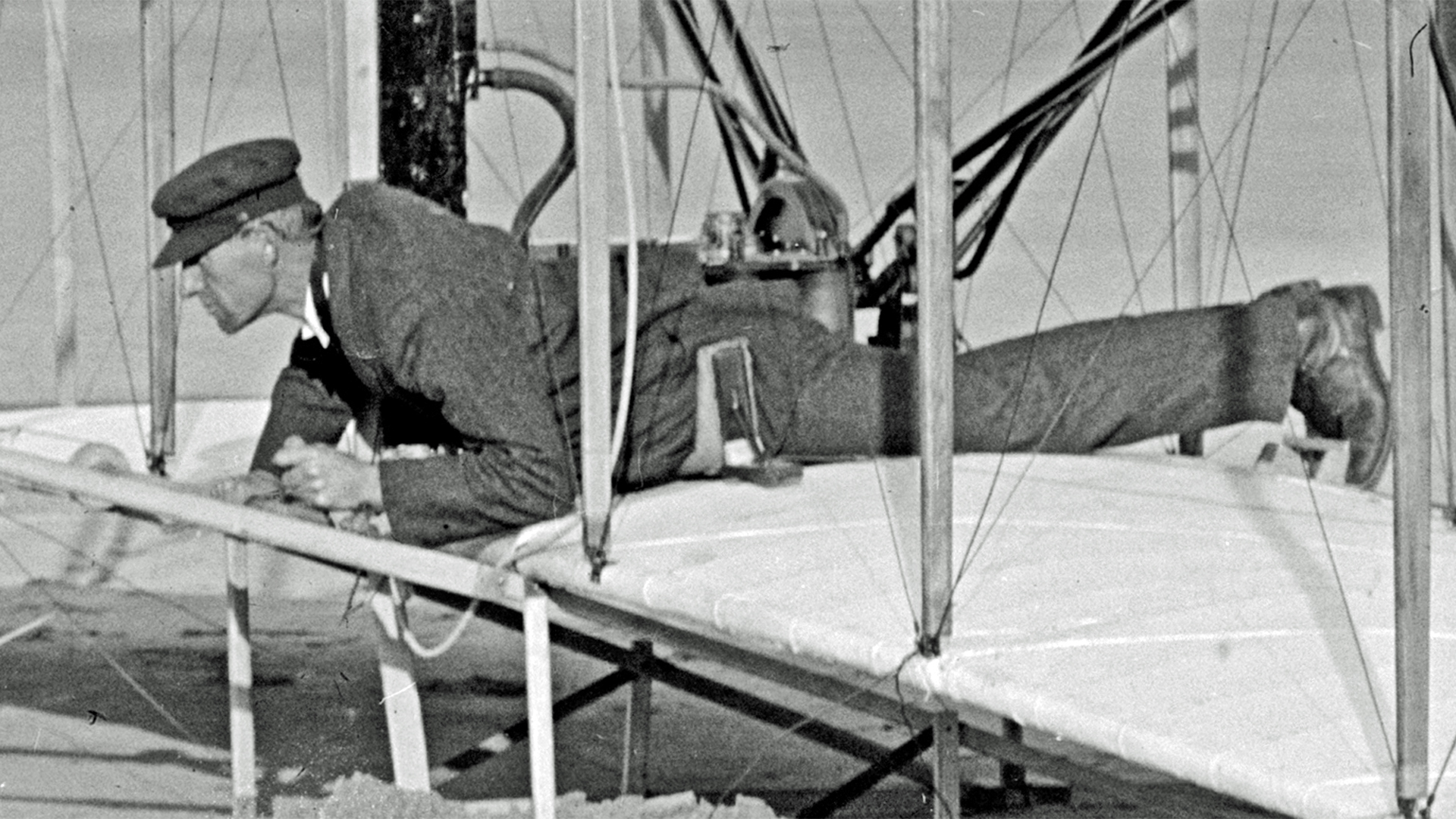
Wilbur Wright in der Pilotenposition nach einem nicht erfolgreichen Flugversuch am 14. Dezember 1903. Die linke Hand hält den Hebel für das Höhenruder, mit der Hüfte liegt er im Hüftschieber, mit dem die Flügelverwindung, das Rollen um die Längsachse, gesteuert wird.

#### Luftfahrt

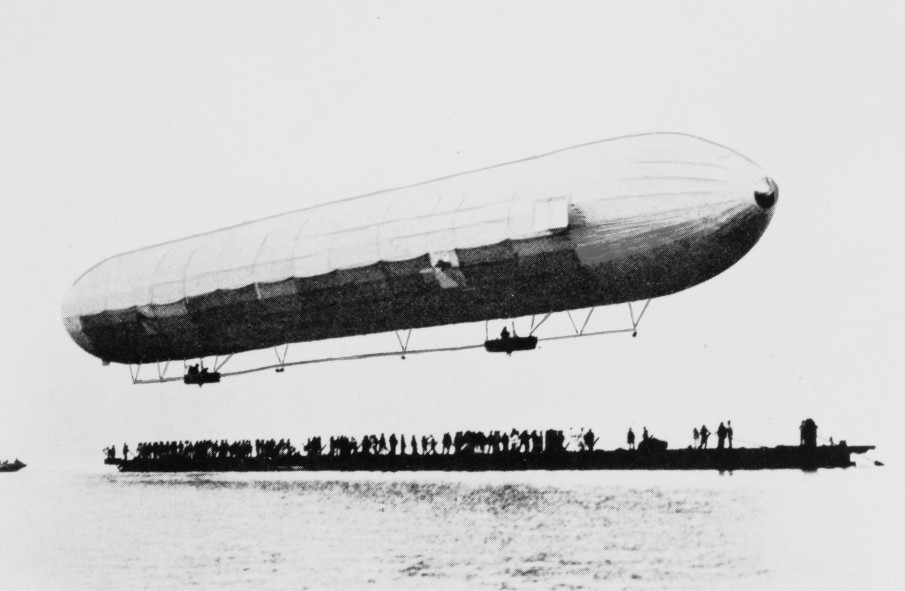
LZ 1 bei seiner Jungfernfahrt über dem Bodensee am 2. Juli 1900

1899 begannen die Brüder Wright in den USA mit dem Bau ihres ersten Flugapparates, einem Drachen. Er besaß bereits ein äußerst wichtiges Merkmal: die Verwindung der Tragflächen, mit der die waagerechte Lage des Flugapparates kontrolliert werden konnte. Edmund Rumpler sagte zu dieser Erfindung, „welche direkt dem Vogelflug nachgebildet ist“, sie habe „hauptsächlich dazu beigetragen, die großen Erfolge der Brüder Wright herbeizuführen“. Die Nachricht vom Absturz Otto Lilienthals bewog die Gebrüder Wright, eigenen Aussagen zufolge, dazu, sich intensiv mit dem Menschenflug zu beschäftigen. Sie gingen dabei systematisch vor und begannen noch im Jahr 1896 mit dem Studium aller verfügbaren flugtechnischen Literatur. Sie erkannten, dass Lilienthal das Problem des dynamischen Auftriebs gelöst hatte und sein Absturz Folge der mangelhaften Steuerfähigkeit seines Flugapparats gewesen war.

Im Oktober 1900 erprobten die Brüder Wright mit einem Doppeldecker-Gleitflugzeug zunächst noch unbemannt den Gleitflug auf den Kill Devil Hills sechs Kilometer südlich von Kitty Hawk in North Carolina. Der Ort auf den Outer Banks an der Atlantikküste eignete sich wegen der dort auftretenden starken und konstanten Winde für dieses Vorhaben besonders.

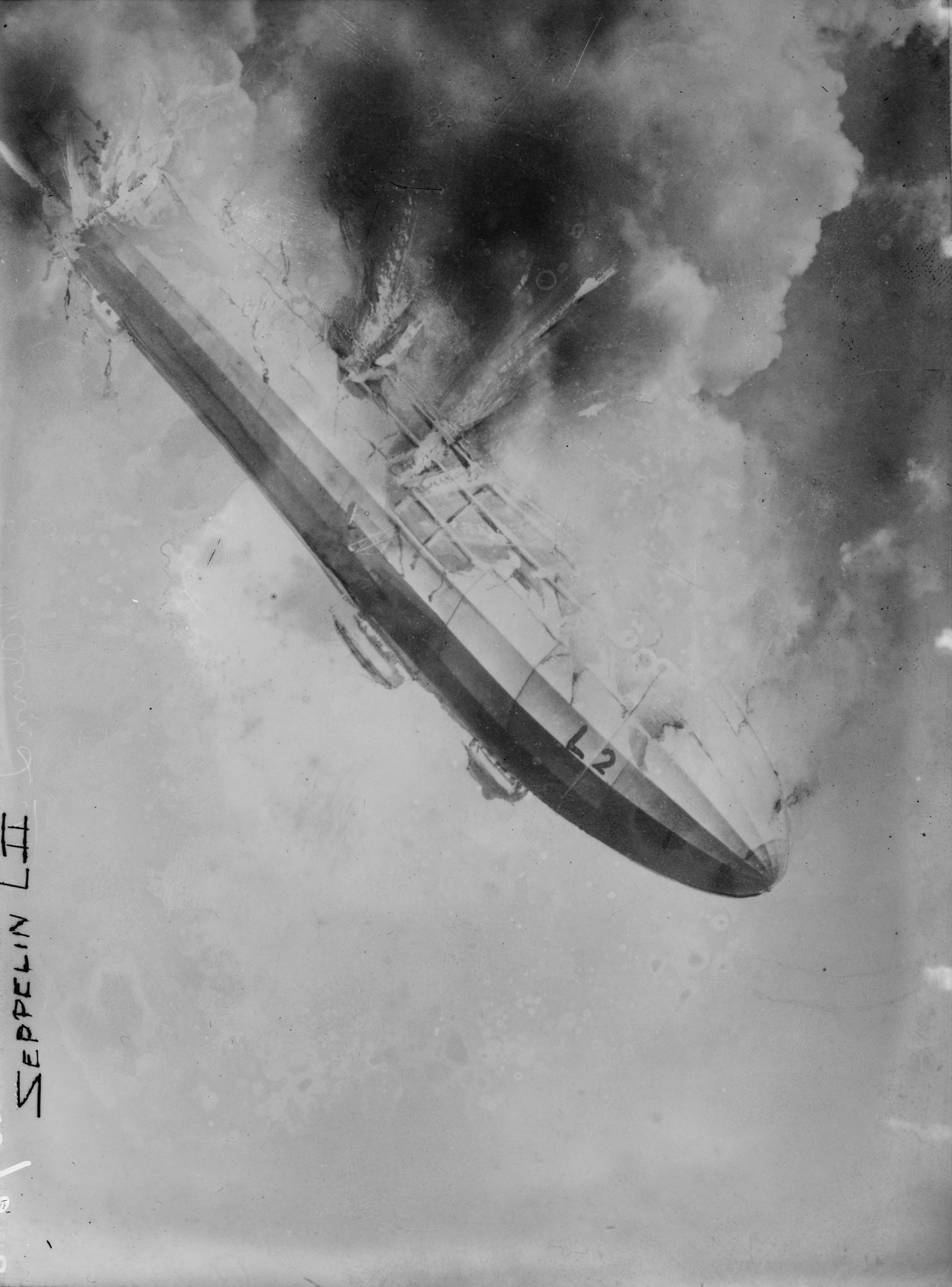
Absturz Zeppelin LZ 18, 1913

Als weltweit erstes Flugzeug wurde 1902 der Wright Glider, ein Experimental-Gleitflugzeug, um alle drei Raumachsen (Längs-, Quer- und Gierachse) aerodynamisch gesteuert. Die zur Steuerung benötigten Kräfte wurden durch Umlenkung der umströmenden Luft mit beweglichen Steuerflächen bzw. Tragflächenverwindung erzeugt. Die neue aerodynamische Flugsteuerung wurde 1906 patentiert und ist seitdem das am häufigsten im Flugzeugbau verwendete Verfahren.
Der Wright Flyer – die Wright-Brüder selbst benannten das Flugzeug The Whopper Flying Machine (dt. „Die Riesenflugmaschine“) – war das erste von den Brüdern Wright hergestellte Motorflugzeug. Beim weitesten Flug legte es am 17. Dezember 1903 in Kitty Hawk in 59 Sekunden rund 260 Meter zurück. Es war das erste motorisierte Luftfahrzeug, das schwerer als Luft war und von einem Piloten gesteuert wurde.
Am 4. Dezember 1894 unternahm der deutsche Meteorologe Arthur Berson eine Alleinfahrt mit dem Wasserstoffballon Phönix und konnte dabei mit einer Höhe von 9155 m ü. NN einen neuen Höhenweltrekord aufstellen.
Im Jahr 1900 kam es zu drei Aufstiegen des Zeppelins LZ 1 über dem Bodensee. Die ermutigenden Resultate führten zu einer spontanen Begeisterung in der Bevölkerung, was entscheidend dazu beitrug, dass der Konstrukteur des Luftschiffes Graf von Zeppelin die Technik weiterentwickelte. Am 7. Januar 1901 verlieh der deutschen Kaiser ihm den preußischen Roten Adlerorden I. Klasse für seine Verdienste.
1908 wurde der Deutsche Luftflotten-Verein gegründet, oberstes Vereinsziel war die „Schaffung einer starken deutschen Luftflotte“. Die Gründung des Vereins ging vor allem auf die Initiative des Mannheimer Industriellen Karl Lanz zurück, der auch Vorsitzender des Luftflotten-Vereins war. Mit dem Lanz-Preis der Lüfte wurde zudem ein Preis in Höhe von 40.000 Reichsmark für technische Innovationen auf dem Gebiet des Flugwesens ins Leben gerufen.

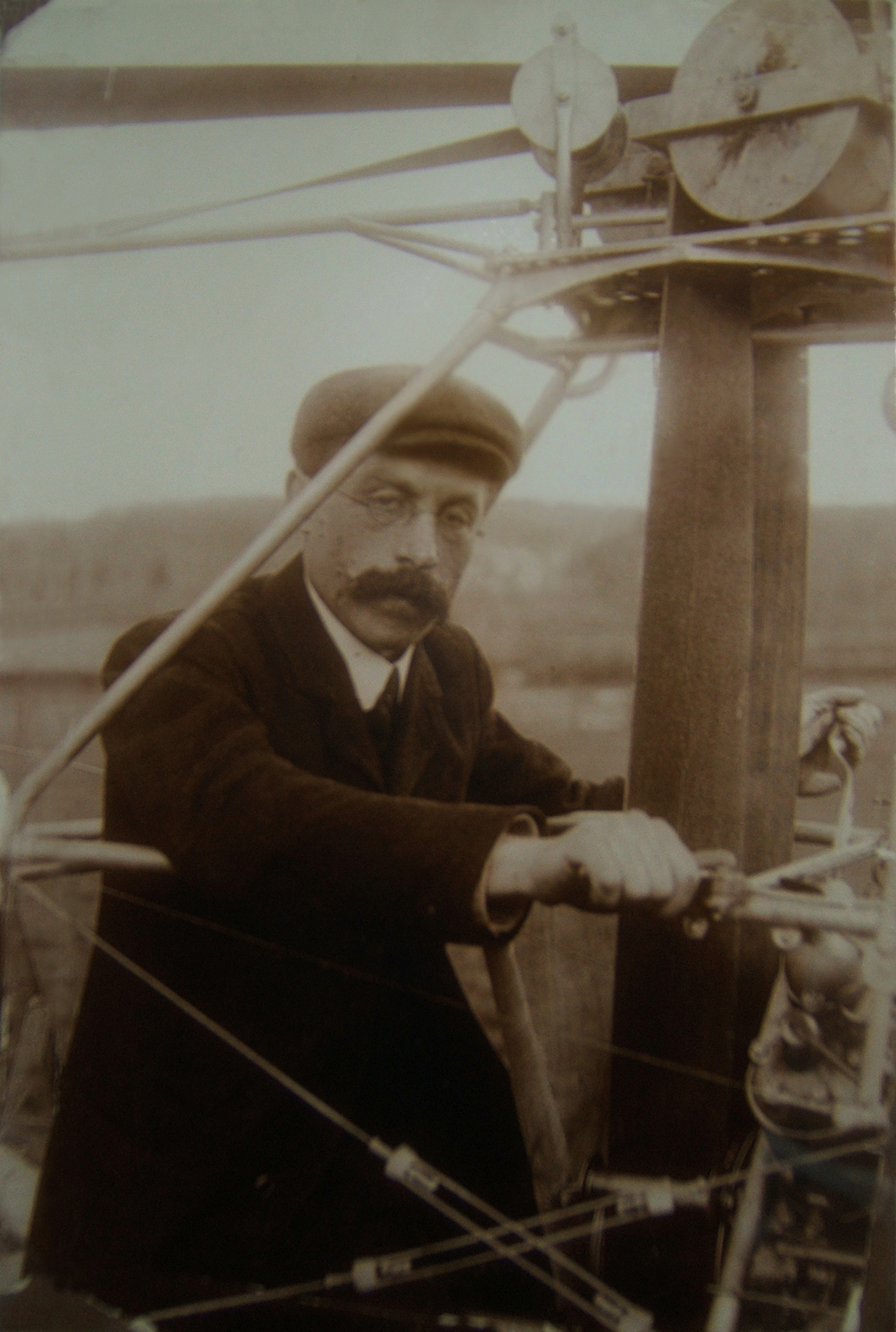
Paul Cornu

Das Unternehmen Luftschiffbau Lanz & Schütte GmbH wurde am 22. April 1909 von dem Mannheimer Industriellen Karl Lanz und dem Ingenieur Johann Schütte, der in Danzig eine Professur für Theorie des Schiffbaus innehatte, in Mannheim-Rheinau gegründet. Das Unternehmen befasste sich mit dem Bau von Luftschiffen, später auch von Flugzeugen und Automobilen und avancierte zum größten innerdeutschen Konkurrenten Ferdinand von Zeppelins auf dem Gebiet des Starrluftschiff-Baus vor und während des Ersten Weltkriegs. Die Produktionsstätte der Luftschiffe wurde in Brühl nahe Mannheim angesiedelt. Das Unternehmen befasste sich mit der Entwicklung eines neuartigen Luftschiffs mit stromlinienförmigem Körper, einem tragenden Gerippe aus Holz, einer unstarren Aufhängung der Gondeln und einem veränderten Lenkapparat sowie einer neuartigen Anordnung der Propeller, die sich von den bisherigen Konstruktionen Graf Zeppelins unterschied. Am 17. Oktober 1911 konnte das erste Luftschiff Schütte-Lanz I nach zweieinhalbjähriger Bauzeit zu seiner ersten Fahrt abheben. Nach einem erfolgreichen Fernflug des Schütte-Lanz-Luftschiffs nach Berlin im Juli 1912 zeigte auch das deutsche Militär Interesse an dem Luftschiff, kaufte SL I und stellte weitere Bestellungen in Aussicht. Im Ersten Weltkrieg wurde das Unternehmen Luftschiffbau Lanz & Schütte GmbH zum zweitgrößten Produzenten von Starrluftschiffen für das deutsche Militär.
Mit staatlicher Unterstützung gründeten Alfred Colsman, Hugo Eckener, Franz Adickes, Wilhelm Marx und andere 1909 die erste Fluggesellschaft der Welt: Die Deutsche Luftschiffahrts-Aktiengesellschaft (DELAG) mit Sitz in Frankfurt am Main betrieb die von der Luftschiffbau Zeppelin gebauten Verkehrsluftschiffe.
Der französische Ingenieur und Luftfahrtpionier Louis Blériot überquerte als erster Mensch 1909 mit einem Flugzeug den Ärmelkanal in einer durchschnittlichen Flughöhe von 100 Metern. Der Flug von Calais nach Dover dauerte 37 Minuten, was einer Durchschnittsgeschwindigkeit von etwa 57 km/h entsprach.
Am 18. Januar 1911 konnte der Flugpionier Eugene Burton Ely erfolgreich mit seinem Flugzeug auf einem Schiff, auf einer Plattform des schweren Kreuzers USS Pennsylvania landen, das dabei verwendete Fanghakensystem von Hugh Robinson wird bis heute verwendet. Zwei Monate zuvor war Eugene Burton Ely bereits der Start von einem Schiff gelungen.
Dem US-amerikanischen Luftfahrtpionier Glenn Curtiss gelang am 26. Januar 1911 erstmals der Start mit einem Wasserflugzeug.
Der französische Luftfahrtpionier Roland Garros überflog 1913 als Erster mit einem Flugzeug das Mittelmeer. Für seine am 23. September 1913 durchgeführte Meeresüberquerung von Fréjus (Südfrankreich) nach Bizerte (Tunesien) benötigte er knapp acht Stunden.

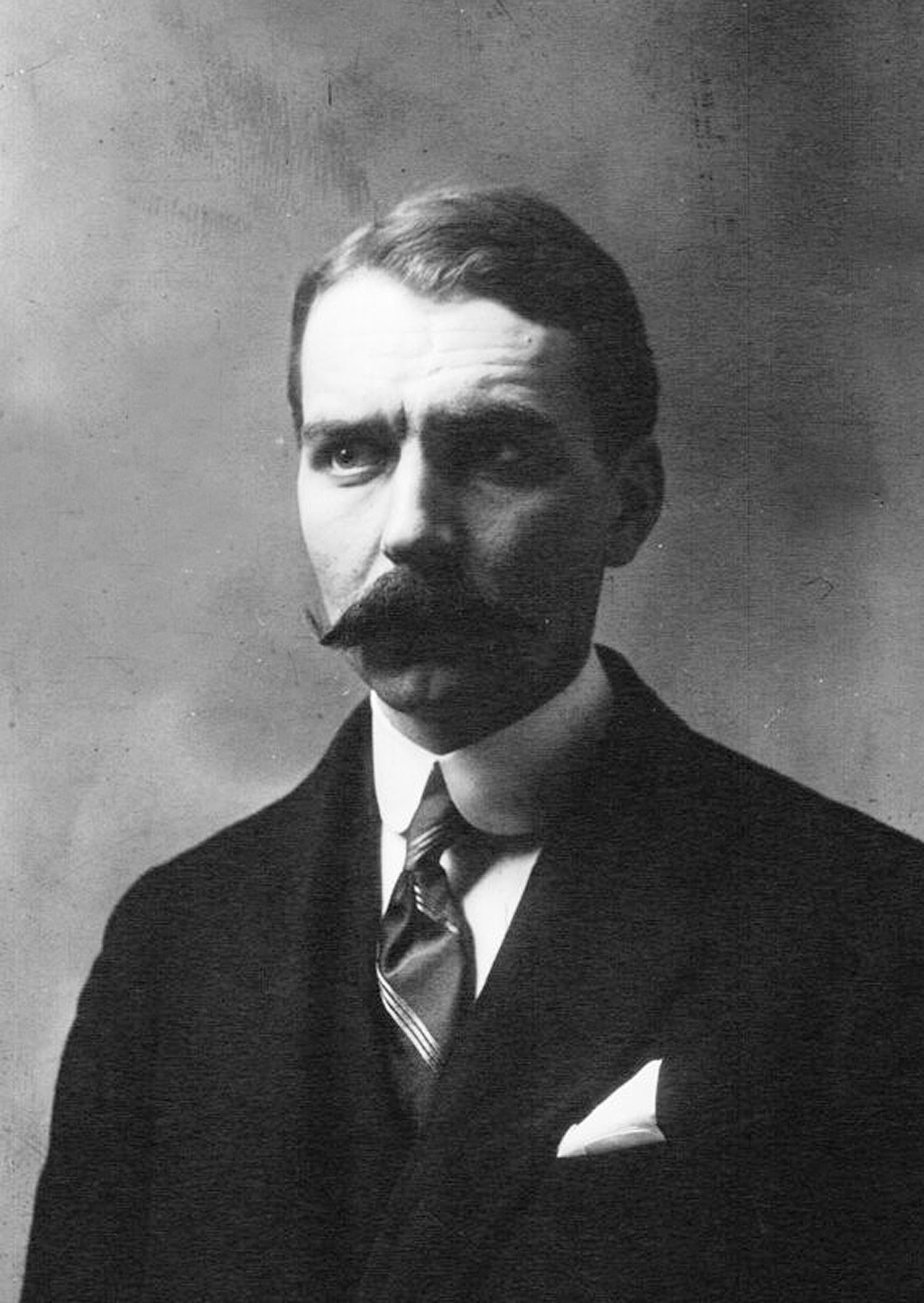
Louis Charles Breguet (1909)

Der Franzose Adolphe Pégoud war am 19. August 1913 der erste Pilot, der mit einem Fallschirm erfolgreich aus einem Flugzeug abspringen konnte. Das Flugzeug wurde für diesen Zweck geopfert.
Der französische Flugzeugkonstrukteur Louis Breguet und der französische Ingenieur Paul Cornu führten 1907 unabhängig voneinander Experimente mit ersten flugfähigen Hubschraubern durch. Paul Cornu glückte dabei mit seinem „fliegenden Fahrrad“ der weltweit erste Flug eines Hubschraubers in einer Höhe von 30 cm über dem Boden und 20 Sekunden Flugdauer.
Der brasilianische Luftschiffer, Motorflugpionier und Erfinder Alberto Santos-Dumont war davon überzeugt, dass die Fliegerei zur Förderung des Friedens und der internationalen Zusammenarbeit beitragen könnte.

#### Fahrrad

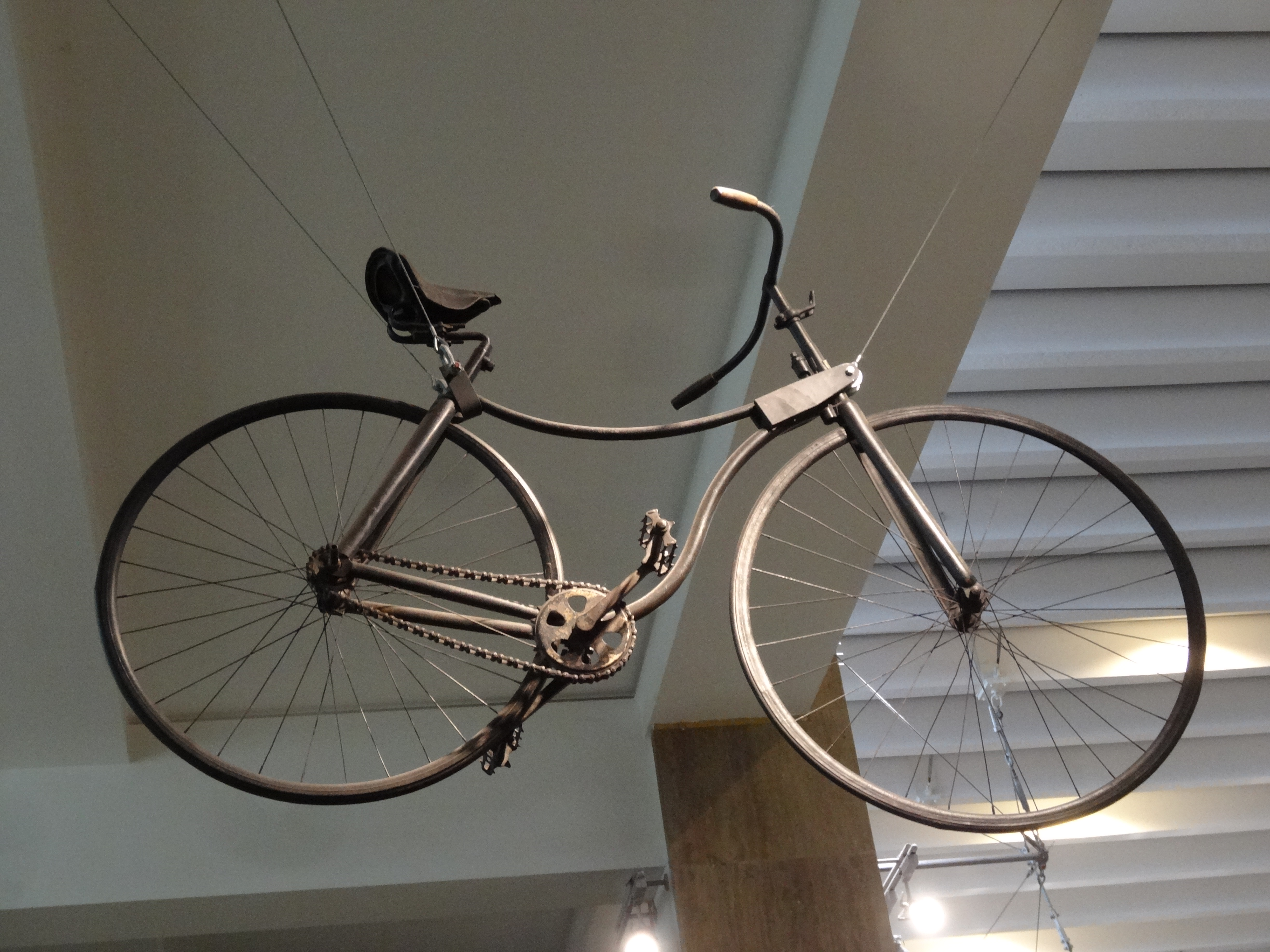
Sicherheitsniederrad (um 1885)

Ab den 1860er Jahren erobert das Fahrrad mehr und mehr das öffentliche Leben, zunächst jedoch vor allem die bessere männliche Gesellschaft in Europa. Um die Wende zum 20. Jahrhundert wandelte sich das Fahrrad zu einem Verkehrs- und Freizeitgerät der breiten Masse der Bevölkerung und somit auch der Frauen. Mit dem Tretkurbelrad aus Frankreich, dem Hochrad aus England und dem Sicherheitsniederrad gab es im 19. Jahrhundert verschiedene Arten von Fahrrädern. Das heute bekannte Niederrad wurde erst akzeptiert, nachdem mit ihm 1890 in Radrennen Siege gegen Hochräder errungen werden konnten.
Bei der 1903 erstmals ausgerichteten Tour de France wurden bereits nur noch Niederräder verwendet. Die Entwicklung und Verbreitung des Dunlopschen Luftreifens, mit dem kleinere Laufräder auch auf unebenem Untergrund nicht mehr benachteiligt waren, förderte die Verbreitung des Niederrads.
Das Fahrrad weckte bald auch das Interesse des Militärs. Im Deutsch-Französischen Krieg setzte die französische Armee bei der Belagerung von Belfort (1870) Fahrräder ein. Die Italiener begannen 1878 mit der militärischen Verwendung von Fahrrädern, Ungarn 1884, Deutschland 1886 und Belgien 1888. Die britische Armee verfügte 1889 bereits über 30 Bataillone mit eigenen Fahrradabteilungen. Neben den herkömmlichen Fahrrädern gab es auch Sonderkonstruktionen wie falt- oder klappbare Militärfahrräder.

### Elektrizität und Telekommunikation

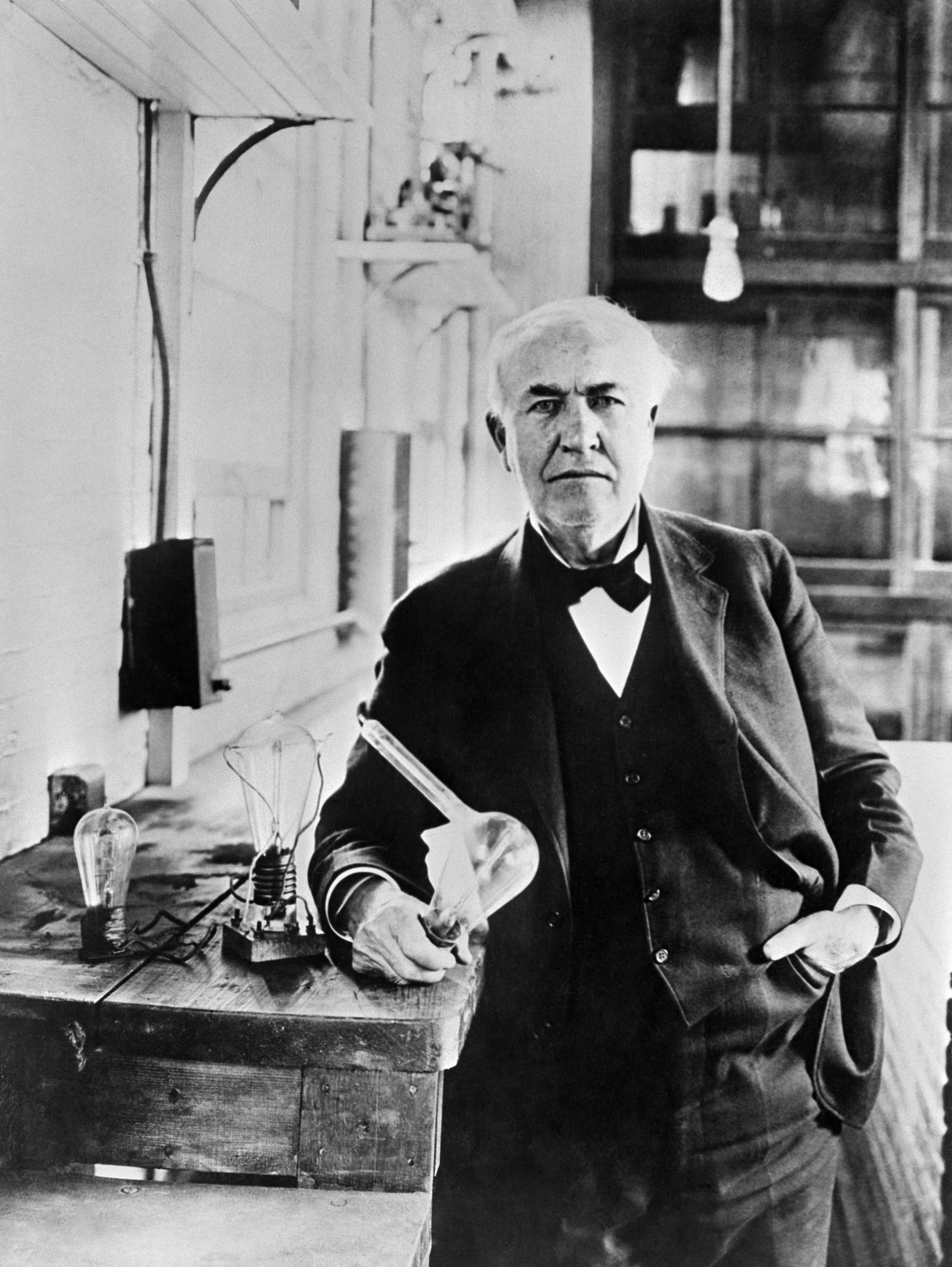
Thomas Edison (1847–1931) mit der von ihm erfundenen Weißglühlampe aus dem Jahre 1883.

Während die Grundlagen der Elektrizität bereits zuvor entdeckt worden waren, begann in der Belle Époque die kommerzielle Nutzung von Elektrizität:

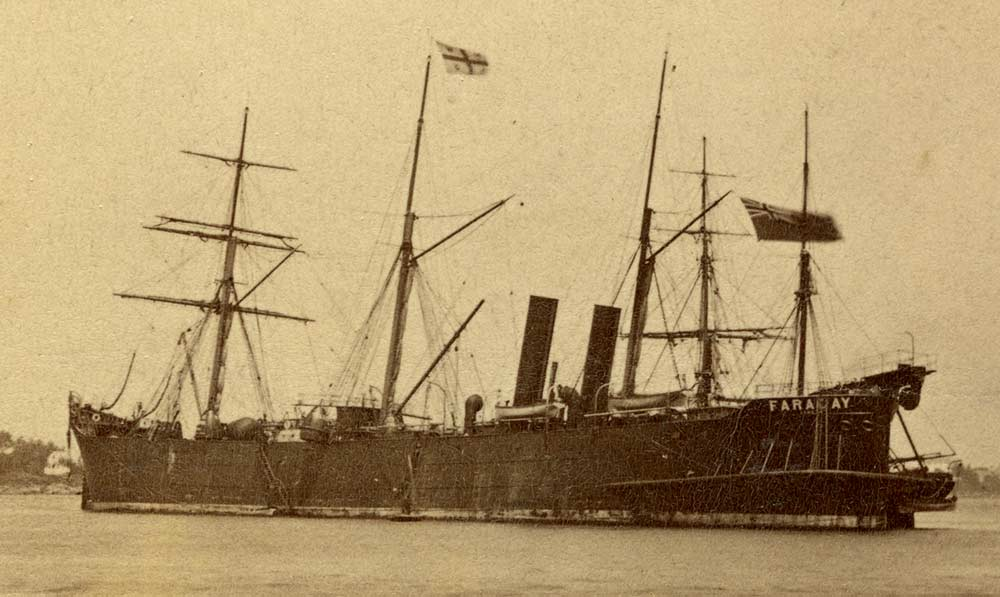
Der Kabelleger Faraday, 1874

- Der Kabelleger Faraday, 1874Thomas Edison und Sir Joseph Swan entwickelten Ende der 1870er Jahre unabhängig voneinander die Glühlampe. Die Verbreitung dieser Lampen revolutionierte die Beleuchtung in Häusern und Unternehmen und machte die Arbeit in Fabriken auch in der Nacht möglich.
- Werner von Siemens entwickelte den ersten Dynamo, einen elektrischen Generator, der Bewegungsenergie in elektrische Energie umwandelte.
- Der Kabelleger Faraday nahm 1874 im Auftrag der Brüder Wilhelm und Werner Siemens seinen Betrieb auf und verlegte das erste dauerhaft funktionstüchtige transatlantische Telegrafenkabel, das bis 1931 in Betrieb war. Die Verlegung eines ersten funktionsfähigen Transatlantikkabels gelangte zuvor 1866 der Great Eastern. 1879 erfolgte durch die Faraday die Verlegung eines zweiten transatlantischen Kabels vom französischen Brest nach Cape Cod im Südosten von Massachusetts. 1881 wurde von der Faraday ein drittes Telegrafenkabel von Cornwall nach Canso in Neuschottland (Kanada) verlegt. Insgesamt erfolgten fünf weitere Kabellegungen im Nordatlantik. 1890 brach die Faraday in die Karibik auf, wo die Inseln Saint Croix mit St. Lucia, Saint Lucia mit Grenada und Grenada mit Trinidad verbunden wurden. Im folgenden Jahr erfolgte eine erste Kabelverbindung zwischen Bacton in der englischen Grafschaft Norfolk und der deutschen Insel Borkum. Später verlegte die Faraday im Westen Südamerikas über 3330 Kilometer Kabel zwischen Chile und Peru.Erste elektrische Straßenbahn von Siemens & Halske, die Bahn Lichterfelde–Kadettenanstalt.

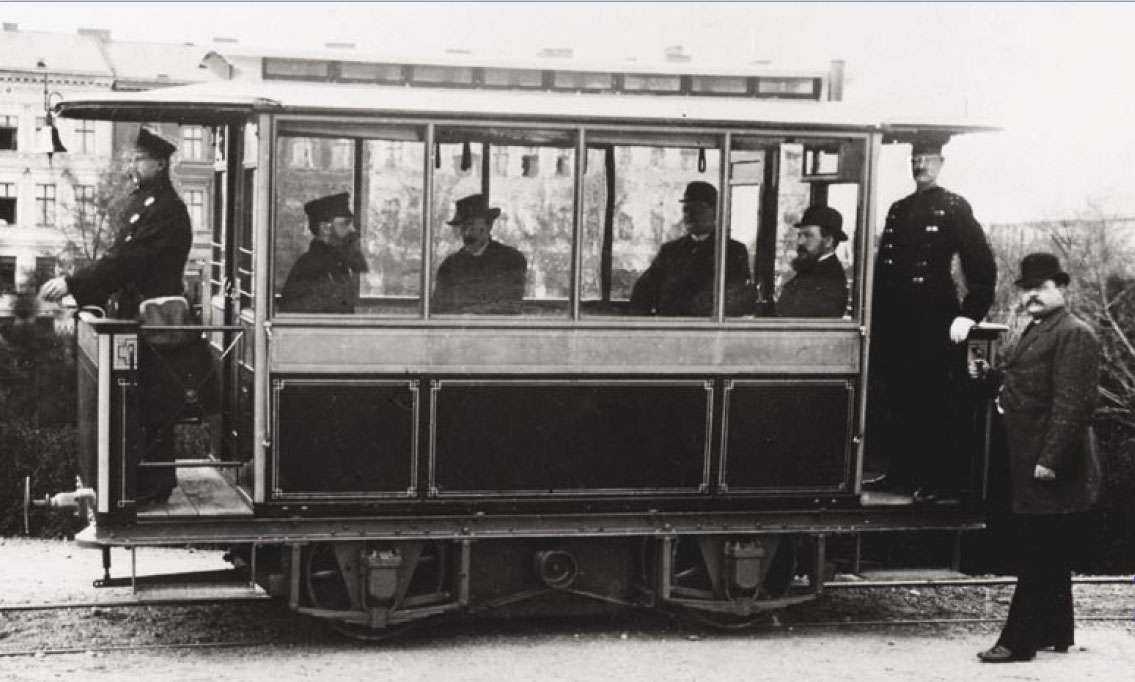
Erste elektrische Straßenbahn von Siemens & Halske, die Bahn Lichterfelde–Kadettenanstalt.

- In vielen europäischen Städten wurden Ende des 19. Jahrhunderts elektrische Straßenbahnen eingeführt, was die Urbanisierung und den Verkehr nachhaltig beeinflusste.
- Das erste kommerzielle Elektrizitätswerk wurde 1882 von Edison in London errichtet. Weitere folgten in Paris und anderen großen Städten. Diese Anlagen lieferten Gleichstrom (DC) für die nähere Umgebung.
- In den 1880er und 1890er Jahren kam es zum berühmten „Stromkrieg“ (englisch war of currents) zwischen Edison, einem Befürworter von Gleichstrom (DC) sowie George Westinghouse und Nikola Tesla, beide Befürworter von Wechselstrom (AC). Wechselstrom setzte sich letztendlich durch, da dieser einfacher und kostengünstiger über größere Entfernungen transportiert werden konnte.

- Mit der wachsenden Nachfrage nach Elektrizität und den technologischen Fortschritten in der Stromübertragung wurden Stromnetze immer umfangreicher und verbanden bald Städte und sogar Länder miteinander. In einigen Staaten entstanden Monopole oder Kartelle in der Elektrizitätsbranche, die jedoch oft staatlich reguliert oder sogar verstaatlicht wurden, um sicherzustellen, dass der Zugang zu Elektrizität gerecht und erschwinglich blieb.

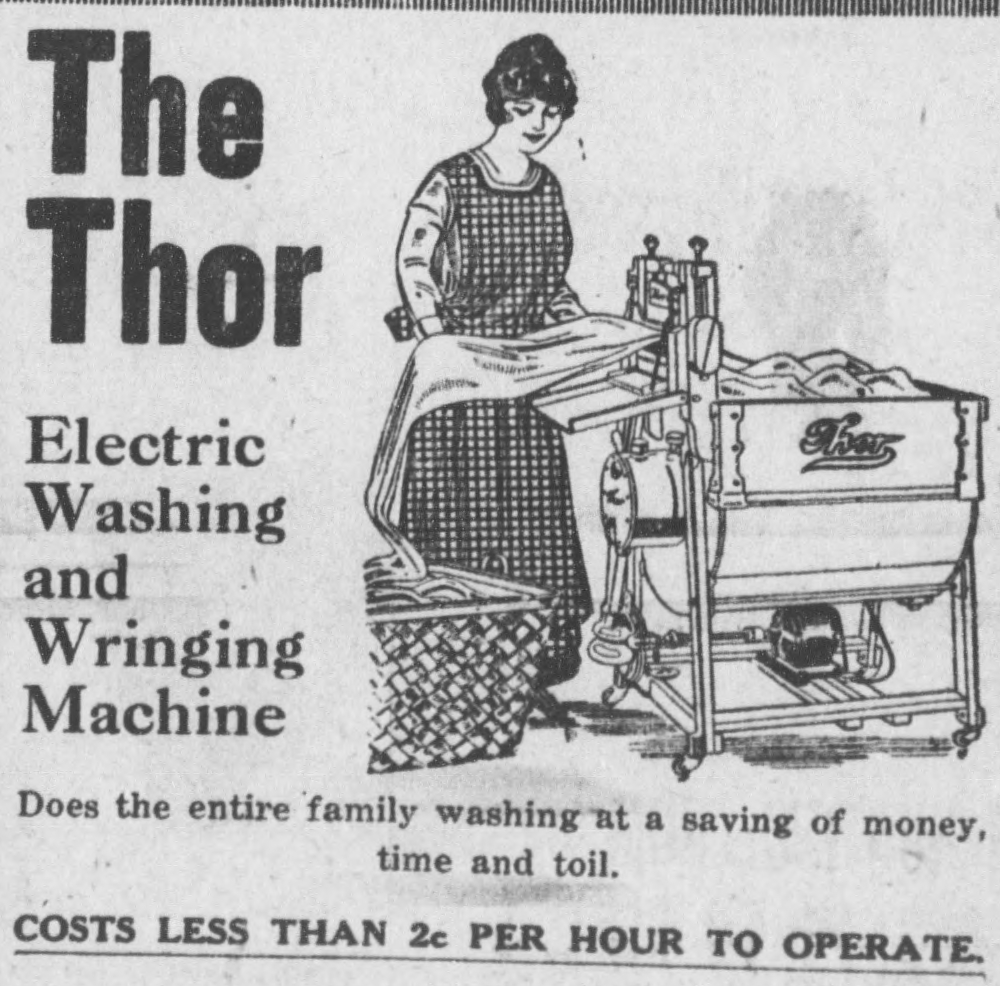
Werbung für die Thor Electric Washing and Wringing Machine (1917)

- Werbung für die Thor Electric Washing and Wringing Machine (1917)Die Verfügbarkeit von Elektrizität führte auch zur Erfindung und Verbreitung zahlreicher elektrischer Geräte, die von Haushaltsgeräten bis hin zu industriellen Maschinen reichten. Schnell wurde klar, dass mit elektrischem Strom nicht nur Licht, sondern auch Wärme erzeugt werden konnte, wie es beispielsweise an jeder Glühlampe zu beobachten ist. Die ersten elektrischen Haushaltsgeräte waren die Kochplatte und das Bügeleisen. Der erste Elektroherd wurde auf der Weltausstellung 1893 in Chicago vorgestellt, allerdings sollte es noch bis 1930 dauern, bis der Elektroherd allgemeine Verbreitung fand. Die Anfänge des Elektrobügeleisens lassen sich bis in die 1890er-Jahre zurückverfolgen, aber es sollte in den USA noch knapp 10 und in Deutschland noch 20 Jahre dauern, bis sich Elektrobügeleisen in den Haushalten etablieren konnten. 1908 wurde der erste kommerziell erfolgreiche Toaster patentiert. Der elektrische Antrieb mechanischer Waschmaschinen (und anderer Haushaltsgeräte) kam um die Wende vom 19. zum 20. Jahrhundert auf; in industriellem Maßstab wurden elektrische Waschmaschinen ab etwa 1907 beziehungsweise 1908 von der “1900” Washer Company in Binghamton (New York) und der Hurley Machine Co. in Chicago hergestellt (Markenname Thor, nach Patenten von Alva J. Fisher).[91]

- Elektrizität wurde oft auf internationalen Ausstellungen vorgeführt, wie zum Beispiel auf der Pariser Weltausstellung von 1900. Solche Ausstellungen waren Schaufenster für den technologischen Fortschritt und zeigten den Menschen die Möglichkeiten der Elektrizität.

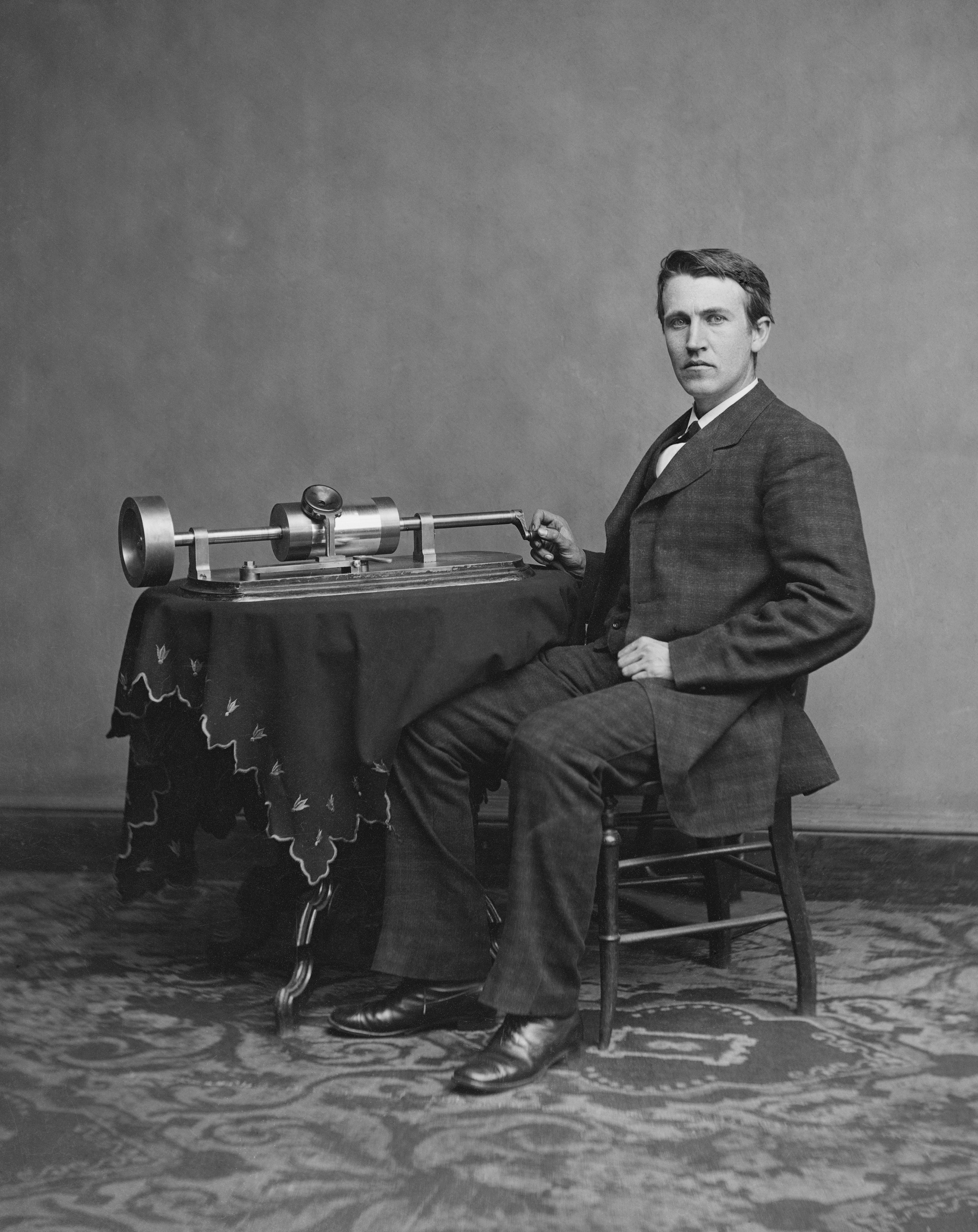
Thomas Alva Edison mit seinem Zinnfolienphonographen (1878)

1880 stellte Werner von Siemens seine Erfindung des ersten elektrischen Aufzugs auf der Pfalzgauausstellung, einer landwirtschaftlich-gewerblichen Messe in Mannheim, vor. Mit dem Aufzug konnten 6 Personen gleichzeitig bei einer Geschwindigkeit von einem halben Meter pro Sekunde auf eine Aussichtsplattform transportiert werden. Von August bis November 1880 nutzten 8 000 Besucher in Mannheim so die Gelegenheit, um mit dem neuartigen Transportmittel auf die Aussichtsplattform zu gelangen,

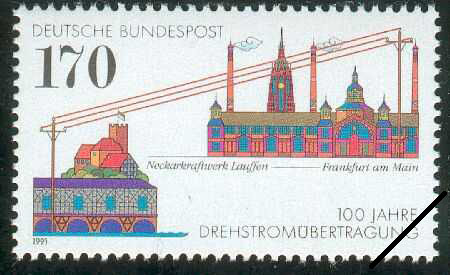
Briefmarke anlässlich des 100. Jahrestages der "Lauffener Kraftübertragung" im Rahmen der Internationalen Elektrotechnischen Ausstellung 1891.

Die Internationale Elektrizitätsausstellung 1881 in Paris läutete den Beginn des elektrischen Zeitalters ein. Thomas Alva Edison führte eine elektrische Installation mit tausenden Lampen vor, vor der die Besucher begeistert Schlange standen, um selbst einmal eine Glühlampe aus- und wieder einschalten zu können. Die Masse der Neuvorstellungen führte zu einer großen Begeisterung für das Thema Elektrizität, sodass weitere Elektrizitätsausstellungen auch in anderen Ländern ausgerichtet wurden. So gastierte die Internationale Elektrizitätsausstellung unter dem Titel „Electricitäts-Ausstellung“ab dem 16. September 1882 in München. Organisator der ersten Ausstellung in Deutschland war der deutsche Ingenieur und spätere Gründer des Deutschen Museums Oskar von Miller, der auch die Ausstellung im Jahr 1891 in Frankfurt am Main leitete.
Die Internationale Elektrotechnische Ausstellung fand vom 16. Mai bis zum 19. Oktober 1891 in Deutschland auf dem Gelände der ehemaligen Westbahnhöfe in Frankfurt am Main statt. Auf der Elektrizitätsausstellung in Frankfurt wurde mit der Drehstromübertragung Lauffen–Frankfurt erstmals eine leistungsstarke Fernübertragung von Strom über die bis dahin unerreichte Strecke von 176 Kilometern durchgeführt. Der im Laufwasserkraftwerk in Lauffen am Neckar erzeugte Strom wurde  hochtransformiert bis nach Frankfurt am Main transportiert. Der erfolgreichen Feldversuchs führte dazu, dass sich die Drehstromtechnik für den Aufbau elektrischer Übertragungsnetze weltweit durchsetzte.
Das elektrische Licht begann nach und nach, die bisherige Gasbeleuchtung zu verdrängen. 1909 wurde von dem französischen Physiker Georges Claude die Neonröhre erfunden, die neben dem Moore-Licht zu den ersten Leuchtröhren gehörte und damals wie auch heute als Leuchtreklame und zu Dekorationszwecken eingesetzt wurde und immer noch wird.
Die Nutzung von Elektrizität erstreckte sich jedoch nicht nur auf den zivilen Bereich, so wurde 1889 die elektrische Hinrichtung mittels des elektrischen Stuhls in den USA eingeführt. Im Staat New York trat ein Gesetz in Kraft, welches die Hinrichtung von zum Tode verurteilten Verbrechern durch die Benutzung des elektrischen Stuhls vorsah. Diese Art der Hinrichtung wurde als humaner empfunden als die bisher praktizierte Hinrichtung durch Erhängen. Am 6. August 1890 kam sie erstmals im Auburn-Staatsgefängnis im Bundesstaat New York an dem wegen Axtmordes an seiner Freundin zum Tode verurteilten William Kemmler zum Einsatz.
John Harvey Kellogg präsentierte 1891 die weltweit erste Infrarotwärmekabine (Electric Light Bath). 1894 setzte er elektrische Glühlicht erstmals als medizinische Behandlungsmethode ein.
Telekommunikation

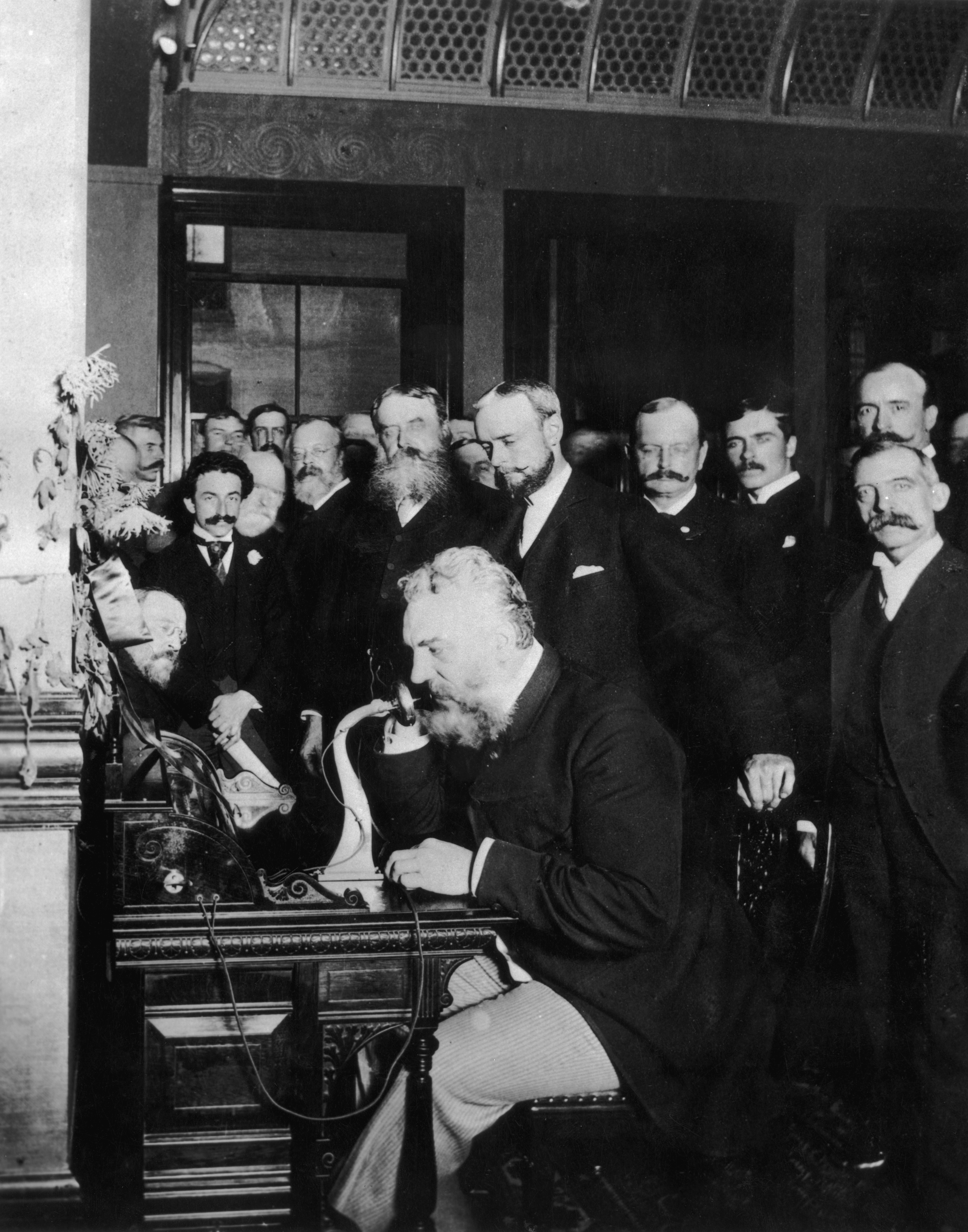
Alexander Graham Bell führt 1892 das erste Ferngespräch von New York nach Chicago

Als Telekommunikation (von altgriechisch τηλέ tilé, deutsch ‚fern‘ und lateinisch communicare‚gemeinsam machen, mitteilen‘) wird jeglicher Austausch von Informationen und Daten über eine räumliche Distanz hinweg bezeichnet. Der französische Schriftsteller Édouard Estaunié gilt als Schöpfer des Kunstworts Telekommunikation, das er 1904 in einem Buchtitel verwandte.

Die New York Times erwähnte das Telefon erstmals am 12. Mai 1877 unter dem Titel „Prof. Bell’s Telephone“. Alexander Graham Bell hatte am Vorabend vor 200 geladenen Gästen im St. Denis Hotel in New York City ein Telefongespräch zwischen dem Publikum und einem Mr. Gower in der Fulton St. 340 in Brooklyn geschaltet. Die Londoner Times berichtete erstmals am 21. Januar 1878 vom Telefon anlässlich eines Treffens der Physical Society am 19. Januar. Dort hielt W. H. Preece vom Postal Telegraph Department einen Vortrag zum Thema „Some Physical Points connected with the Telephone“ (Einige physikalische Punkte im Zusammenhang mit dem Telefon). Unter anderem bringe die Erfindung Fortschritte in der Elektrizitätsforschung.

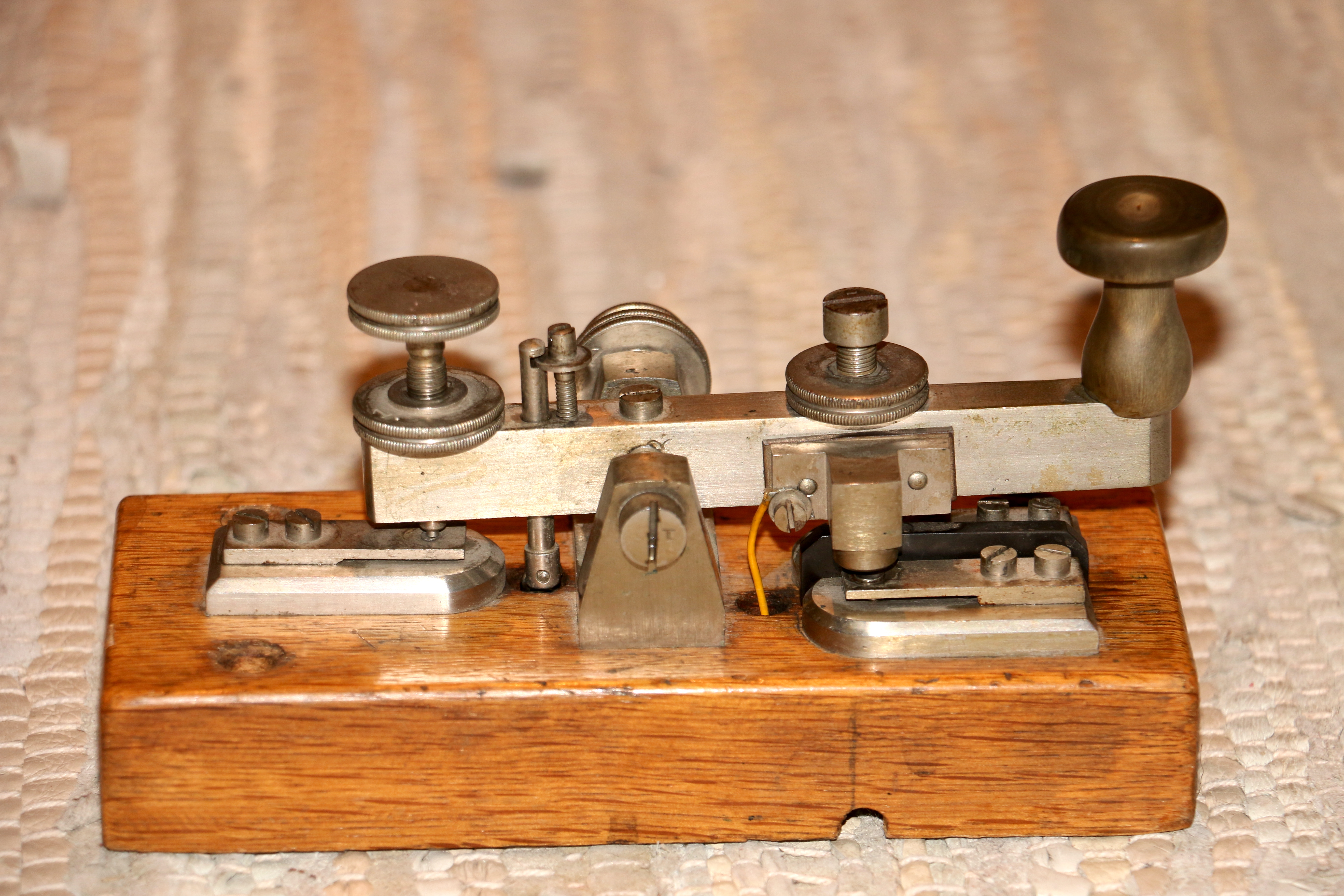
Morsetaste, G. Hasler, Bern. Ursprünglich für die Telegrafen der Gotthardbahn eingesetzt (1900)

Der Generalpostmeister des Deutschen Reichs Heinrich von Stephan bestellte umgehend mehrere Exemplare von Bells Gerät und ließ sie erproben, nachdem er zuvor einen Bericht in der „Scientific American“ vom 6. Oktober 1877 über Bells Gerät und seine Möglichkeiten gelesen hatte. Da Bell für Deutschland (wohl versehentlich) kein Patent beantragt hatte, konnte die Telegrafenbauanstalt Siemens & Halske das Telefongerät von Bell nachbauen und verbessern. Bereits 1877 erhöhte sich in Deutschland die Tagesproduktion auf bis zu 700 Geräte. Von Stephan gab ihnen den Namen „Fernsprecher“.
Der italienische Radiopionier und Unternehmer Guglielmo Marconi beantragte am 2. Juni 1896 das Patent für die Drahtlostelegrafie, die er am 27. Juli 1896 öffentlich vorstellte.
Mit dem Ausbau der Telegraphen-, Telefon- und Stromnetze fand ab 1890 eine zunehmende Verkabelung von Städten und ländlichen Gebieten statt. Am 18. März 1891 wurde das erste Telefongespräch von Paris nach London über ein Nachrichtenkabel durch den Ärmelkanal geführt.

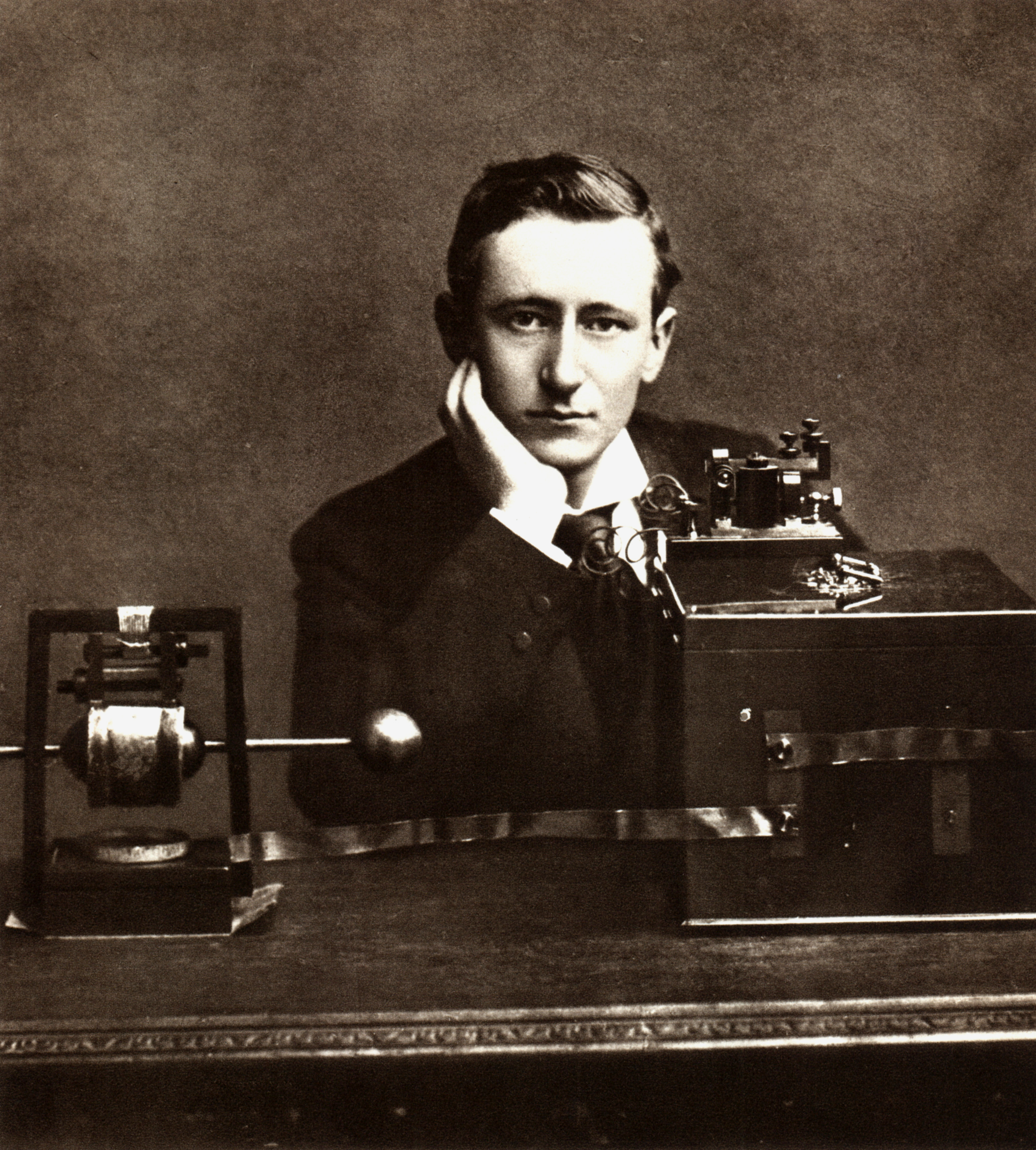
Guglielmo Marconi mit seiner Sender- und Empfangseinheit (1896)

Um 1900 waren viele Menschen davon überzeugt, dass die Einführung der drahtlosen Telegrafie das Ende der Verkabelung bedeuten würde. Die zunächst nur an Land angewendete Technik der Telegrafie überwand schließlich auch die Ozeane, nachdem es gelungen war, speziell isolierte Kupferkabel gegen Salzwasser unempfindlich zu machen und mit Hilfe von Spezialschiffen über große Entfernungen hinweg auf dem Meeresboden zu verlegen. Innerhalb weniger Jahre konnte so ein Telegrafennetz geschaffen werden, das sämtliche großen Hafenstädte auf den verschiedenen Kontinenten miteinander verband. Die letzte wichtige Lücke in diesem globalen Kommunikationsnetz wurde 1903 mit dem Transpazifikkabel zwischen San Francisco und Manila geschlossen. Die Seetelegrafie veränderte die damalige Welt von Grund auf. Informationen wurde dematerialisiert und waren in der Schnelligkeit ihrer Übermittlung von nun an nicht mehr wie zuvor an die Geschwindigkeit des Überbringers gebunden.
Dem deutsche Physiker Heinrich Hertz gelang 1886 in einem Experiment in Karlsruhe die Übertragung elektromagnetischer Wellen von einem Sender zu einem Empfänger. Damit bestätigte er die von James Clerk Maxwell zuvor entwickelten Grundgleichungen des Elektromagnetismus und insbesondere die elektromagnetische Theorie des Lichts.

1896 baute der italienische Radio- und Amateurfunk-Pionier Guglielmo Marconi ein „Gerät zur Aufspürung und Registrierung elektrischer Schwingungen“. Bereits im Jahr 1894 beschäftigte sich Marconi im Alter von 20 Jahren mit den theoretischen Arbeiten von Heinrich Hertz, um im Jahr 1895 mit ersten praktischen Experimenten zu den sogenannten Hertzschen Wellen, einer frühen Bezeichnung für elektromagnetische Wellen, zu beginnen. Marconi gründete 1897 die Wireless Telegraph and Signal Company und errichtete, zunächst noch versuchsweise, die erste kabellose Verbindung über den Bristolkanal. Der als Zeuge bei dem Versuch anwesende deutsche Elektro- und Radiotechniker Adolf Slaby schlug dabei für das Verfahren die treffende Bezeichnung spark telegraphy (deutsch Funkentelegrafie) vor, die sich später im deutschen Sprachgebrauch in Begriffen wie Funkübertragung für eine drahtlose Nachrichtenübertragung etablieren sollte.

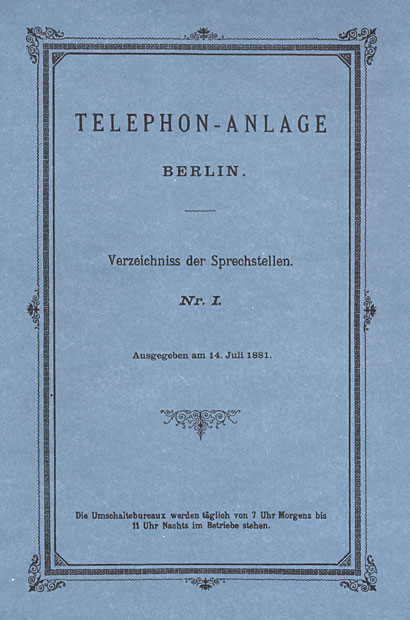
Berliner Telefonbuch (1881)

1898 unternahm der deutsche Physiker Jonathan Zenneck in Cuxhaven erste Versuche mit drahtloser Telegrafie (siehe auch Küstenfunkstelle) auf deutschem Boden und begründete damit den Seefunk. Zur Fortsetzung seiner Arbeiten wurde 1901 die Gesellschaft für drahtlose Telegrafie, System Prof. Braun und Siemens & Halske mbH gegründet (siehe Telefunken).
Der deutsche Physiker Ferdinand Braun erhielt 1909 den Nobelpreis für Physik für seinen Beitrag zur Entwicklung der Telegrafie per Funk. Er teilte sich den Preis mit Guglielmo Marconi, dem die praktische Umsetzung und die erste transatlantische Funkübertragung gelungen war. Braun hatte am 20. September 1898 eine erste drahtlose Nachrichtenübermittlung am Physikalischen Institut in Straßburg aufgebaut, die kurz darauf 30 km weit bis in den Vogesenort Mutzig reichte.
1877 entdeckte Generalpostmeister Heinrich von Stephan in einer Zeitschrift das von Philipp Reis erfundene Telefon. Am 26. Oktober 1877 wurden in Berlin unter seiner und Generaltelegraphendirektor Buddes Regie erste erfolgreiche Übertragungsversuche durchgeführt, welche zur Errichtung eines ersten Telefonnetzes in Deutschland führten. Am 14. Juli 1881 wurde in der Reichshauptstadt Berlin, unter dem Namen „Telephon-Anlage Berlin - Verzeichnis der Sprechstellen“, das erste deutsche Telefonbuch herausgegeben.
Das Gesetz über das Telegraphenwesen des Deutschen Reichs von 1892 regelte das Recht, Fernmeldeanlagen zu betreiben. Dieses Recht stand dabei ausschließlich dem Deutschen Reich zu. Der Betrieb einer elektrischen Klingel innerhalb des eigenen Grundstücks war jedoch als Ausnahme erlaubt, somit war es dem gehobenen Bürgertum behördlich gestattet, Anlagen zu installieren, mit denen Dienstboten dezent herbeizitiert werden konnten.

### Mechanische Geräte

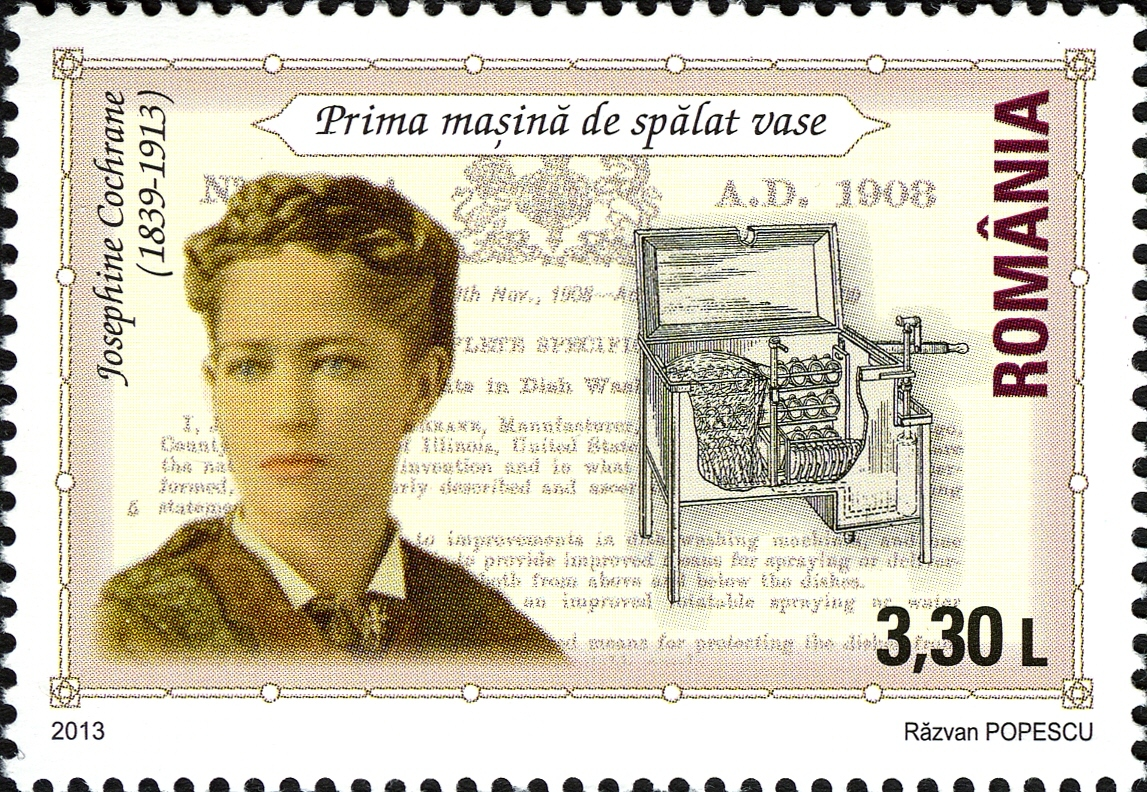
Josephine Cochrane

1890 erfand Franz Xaver Wagner das sogenannte Wagnergetriebe für eine Typenhebelschreibmaschine. Bis zur Erfindung des Wagnergetriebes schlugen die Typen bei fast allen Schreibmaschinen von unten oder von oben auf, sodass der Schreiber das gerade Geschriebene nicht lesen und Fehler nicht sofort erkennen und korrigieren konnte.

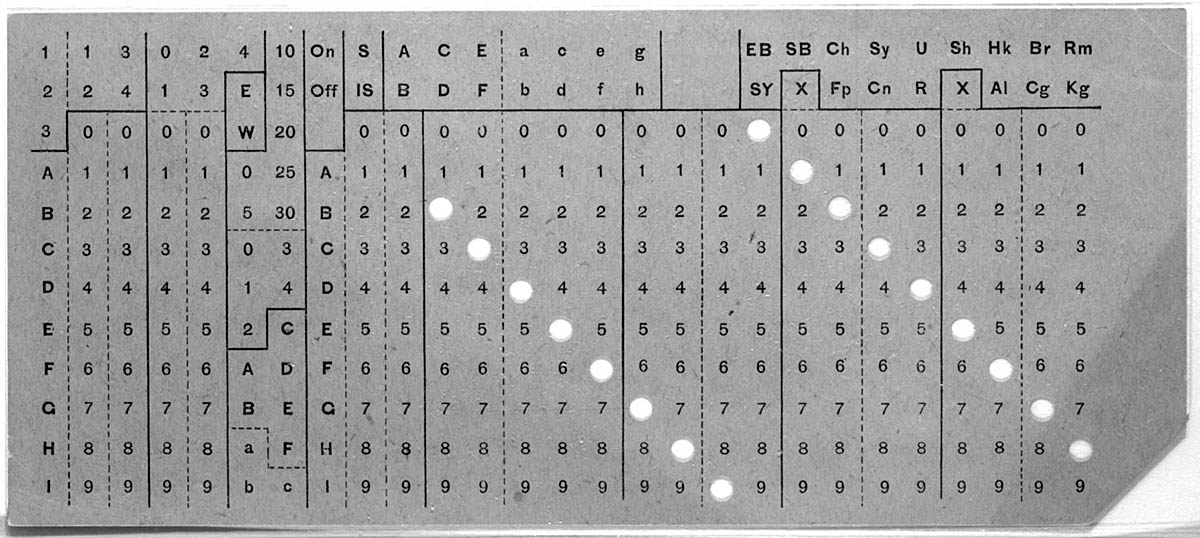
Hollerith-Lochkarte

Der deutsch-amerikanische Unternehmer und Ingenieur Herman Hollerith entwickelte in den 1880er Jahren Lochkartensysteme zur Massendatenerfassung, beispielsweise zur Volkszählung.
1886 wurde von Friedrich Soennecken ein Patent für einen tragbaren und mechanischen Papierlocher beim Kaiserlichen Patentamt angemeldet und erteilt. Soennecken gilt auch als Erfinder des heutigen Aktenordners, den er 1886 als „Briefordner“ erstmals auf den Markt brachte und der später durch Louis Leitz zur heutigen Form des Leitz Ordners weiterentwickelt wurde.

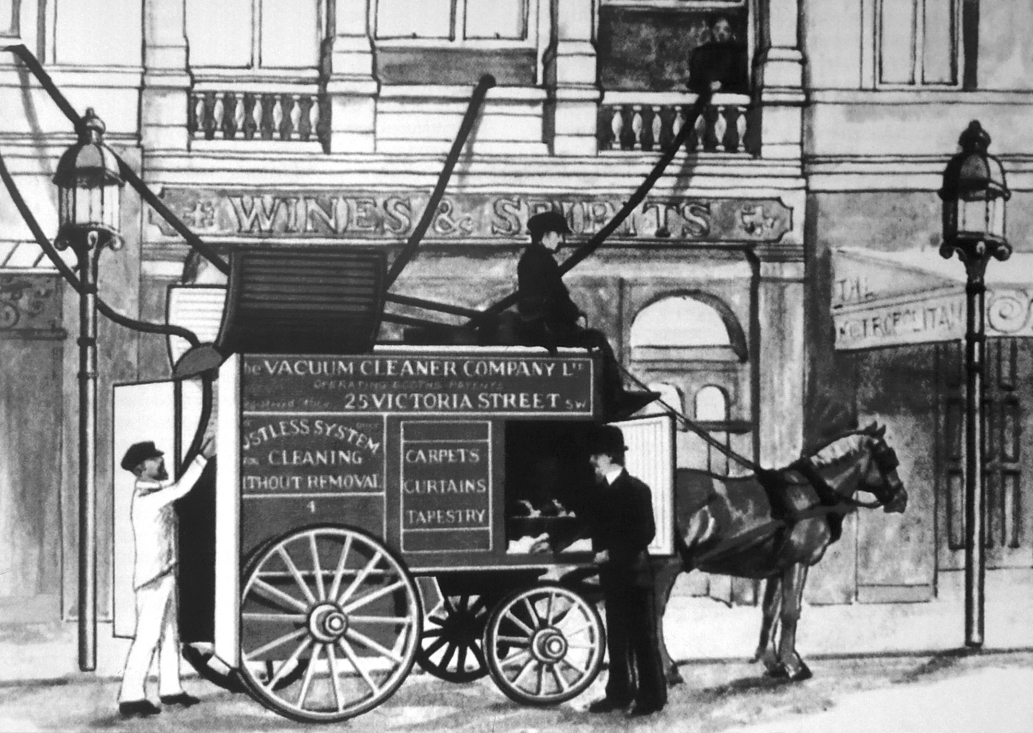
Hubert Cecil Booth: Straßenstaubsauger (1901)

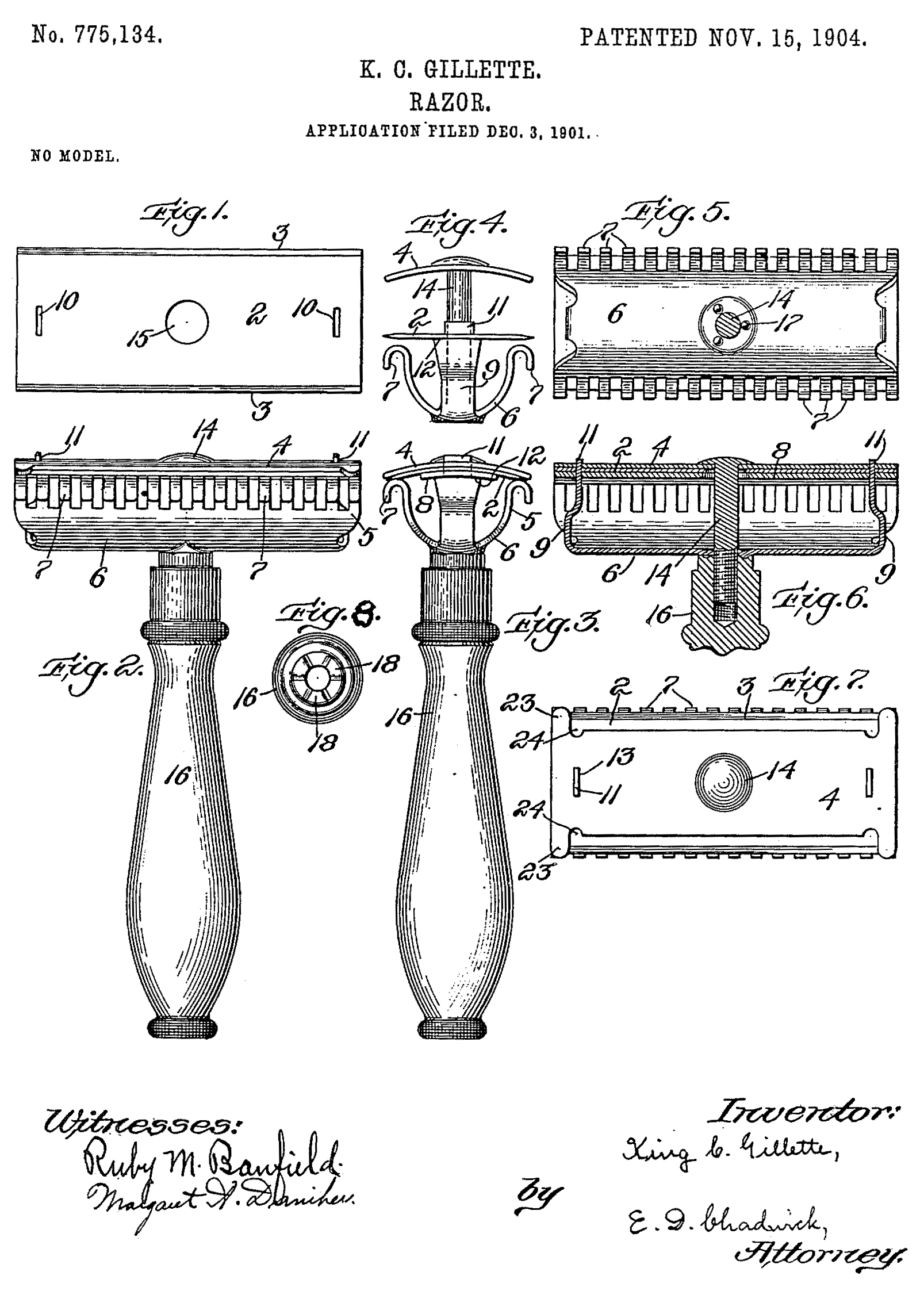
Gillettes Rasierapparat-Patent vom 15. November 1904

Josephine Cochrane, die Gattin eines amerikanischen Diplomaten, erhielt 1886 ein Patent für eine handbetriebene Geschirrspülmaschine. Die mit Wasserdruck arbeitende Maschine bestand aus einem wasserdichten Kupferkessel, in dem das Geschirr auf Drahtkörben aufgestellt wurde. Betrieben wurde die Maschine zunächst mit der Hand, später dann mit einem Motor. Die aufgestellten Drahtkörbe wurden dabei auf einem Laufrad bewegt, sodass sich die über Düsen einlaufende Seifenlauge gleichmäßig verteilen konnte. Die Geschirrspülmaschine wurde erstmals auf der Weltausstellung 1893 in Chicago vorgestellt und Josephine Cochrane erhielt den Preis für „die beste mechanische Konstruktion, Haltbarkeit und Zweckentsprechung“.
Die erste Popcornmaschine wurde Ende des 19. Jahrhunderts von Charles Cretors erfunden. Auf der Weltausstellung 1893 in Chicago stellte er die erste kommerzielle und großtechnische Popcornmaschine der Welt vor. Die Produktion von Popcorn war nun in großem Maßstab möglich.
Der englische Ingenieur Hubert Cecil Booth konstruierte und patentierte (nur in England) im Jahr 1901 den Staubsauger, der wegen seiner Größe in der Anfangsphase auf Pferdefuhrwerken zu den finanziell besser gestellten Kunden transportiert werden musste. Dort wurde mit langen Schläuchen Staub gesaugt. Der Staubsauger hatte jedoch keinen großen kommerziellen Erfolg. Der US-amerikanische Erfinder und Hausmeister James Murray Spangler ließ 1907 den ersten tragbaren Staubsauger patentieren. Dieser war vom Design her aufrecht und die Technik inklusive eines Stoffbeutels zum Auffangen des Schmutzes lief nicht wie die meisten modernen Staubsauger auf Rollen. Spangler verkaufte sein Patent an seinen Cousin W. H. Hoover. Dieser gründete 1908 das Unternehmen Hoover in New Berlin (heute North Canton) im US-Bundesstaat Ohio. Das neue Produkt entwickelte sich schnell zum Verkaufshit in den Vereinigten Staaten.
Der US-amerikanische Erfinder King Camp Gillette, war bereits viele Jahre als Handelsreisender unterwegs, bevor er 1895 bei der morgendlichen Rasur die Einwegrasierklinge erfand: Er skizzierte einen Rasierhobel mit einer Klinge, die nicht geschliffen werden musste. Er verwendete dafür ein dünnes beidseitig geschliffenes Stück Stahl, welches einmal gewendet werden konnte, um es anschließend wegzuwerfen, um ein Neues zu kaufen. Gillette hatte sich, wie sein Vorbild William Painter, der Erfinder des Kronkorkens, einen Wegwerfartikel des täglichen Gebrauchs ausgedacht. Es sollte aber noch weitere sechs Jahre dauern, bis er 1901 einen Partner fand, der in der Lage war, die von ihm erdachten Rasierklingen herzustellen. Im selben Jahr gründete er das Unternehmen The Gillette Company, welches 1903 die Produktion aufnahm. Im ersten Jahr wurden 168 Klingen verkauft, im Jahr darauf waren es bereits rund 90.000 Rasierer sowie 123.000 Klingen.
Emil Berliner, der Erfinder der Schallplatte, erfand 1887 das Grammophon, den mechanischen Vorläufer des Plattenspielers.

### Presse und Verlagswesen

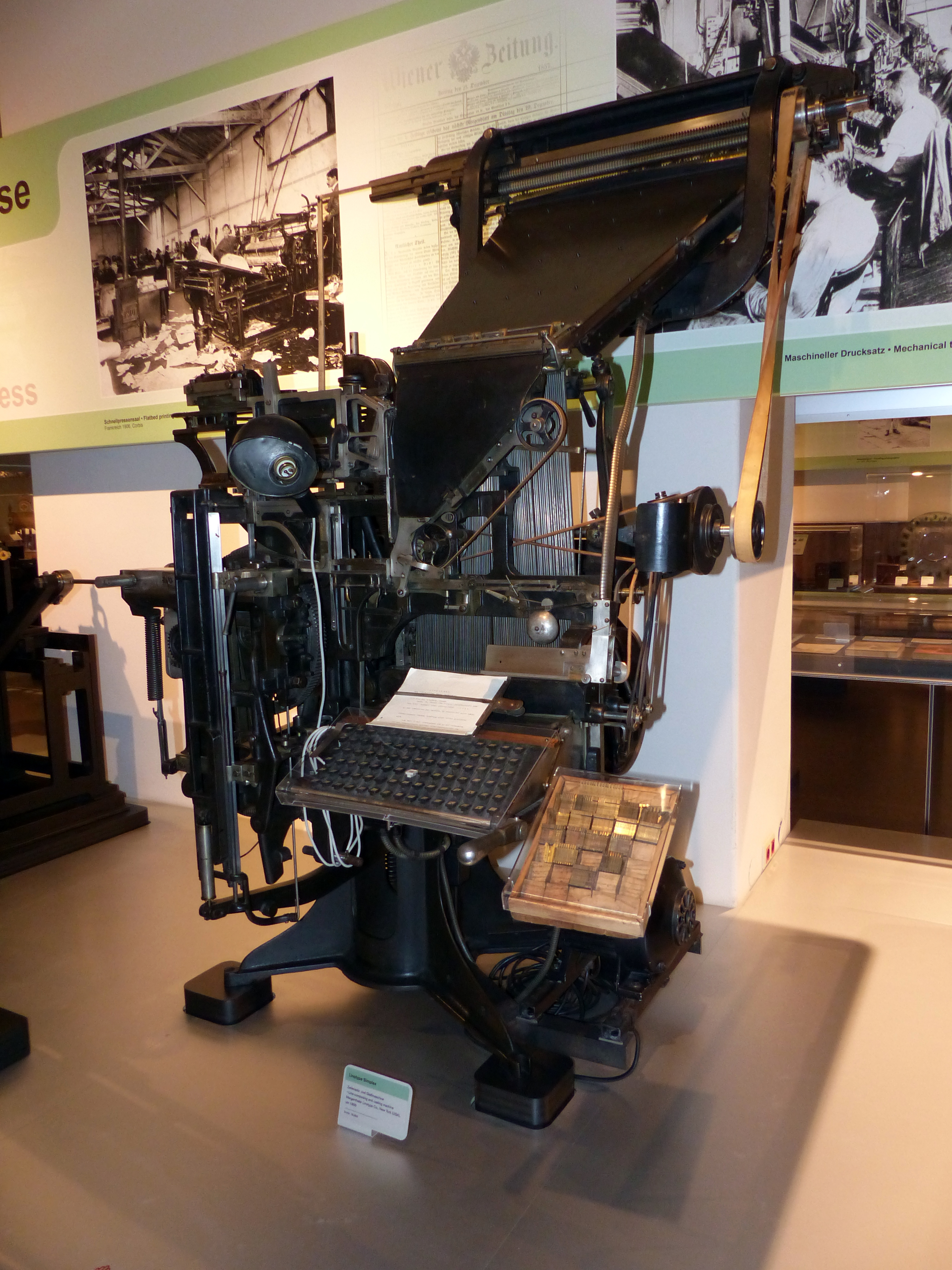
Linotype Simplex 1895

Die Macht der Presse kam erstmals im letzten Drittel des 19. Jahrhunderts voll zum Durchbruch. Vor allem mit dem Einsatz der 1886 von Ottmar Mergenthaler erfundenen Linotype-Setzmaschine ließ sich der Textumfang von Zeitungen nun entscheidend erweitern. Mit Einführung der Zinkplatte konnte Ende des 19. Jahrhunderts der sich langsam hin und her bewegende Stein beim Offsetdruck durch einen rotierenden Zylinder mit aufgespannter Metallplatte ersetzt werden. Diese Weiterentwicklung wird zwei Erfindern unabhängig voneinander zugeschrieben: dem Amerikaner Ira W. Rubel und dem in den USA lebenden Immigranten Cašpar Hermann. Beide konstruierten um 1904 indirekt – das heißt von der Druckplatte über einen Gummituchzylinder auf den Papierbogen – druckende Maschinen. Nach seiner Rückkehr nach Deutschland im Jahr 1907 plante Hermann zahlreiche Weiterentwicklungen wie zum Beispiel die Rollenoffsetmaschine. Die Verwirklichung seiner Ideen konnte allerdings erst 1910 zusammen mit der Vogtländischen Maschinenfabrik AG (VOMAG) umgesetzt werden. Die erste fertiggestellte Rollenoffsetmaschine wurde 1912 in Leipzig vorgeführt.
Nachrichtenagenturen

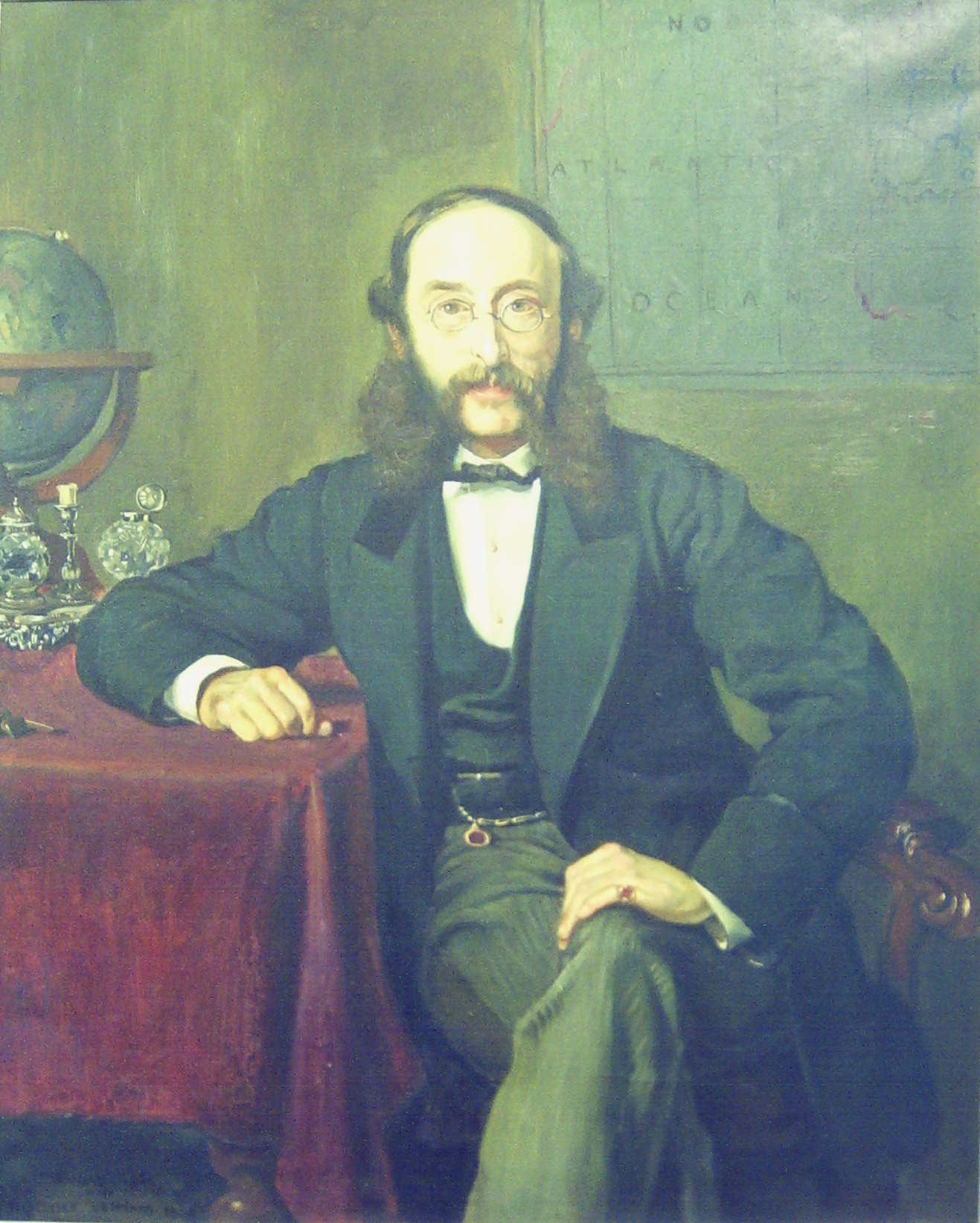
Paul Julius Reuter (1816–1899), Gründer der Nachrichten- und Presseagentur Reuters

Die Gründung von Nachrichten- und Presseagenturen beschleunigte das Wachstum gedruckter Massenmedien. Zugleich stieg das Interesse der Bevölkerung an Informationen aus Politik und Gesellschaft stetig an, auch weil immer mehr Bürger lesen konnten. Der französische Politiker Jules Ferry hatte 1880 in Frankreich die Einführung des unentgeltlichen und verpflichtenden Grundschulbesuchs durchgesetzt.
Durch die Einrichtung der ersten transnationalen Telegrafenlinien in den 1830er Jahren und die Verlegung von Seekabeln avancierten die neu entstandenen Nachrichtenagenturen Havas, Reuters, Wolffs Telegraphisches Bureau und die AP zu den ersten Katalysatoren einer sich globalisierenden und vernetzenden Welt. Sie organisierten und institutionalisierten die weltweite Zirkulation großer Informationsbestände in Form von Nachrichten.
Die Berichterstattung, insbesondere die von Reuters, wurde um die Wende vom 19. auf das 20. Jahrhundert sowohl von der deutschen Presse, als auch von der deutschen Öffentlichkeit zunehmend kritisch wahrgenommen. Spätestens seit dem Burenkrieg (1899 bis 1902) riss die Kette über bewusst Tatsachen verdrehende und mit Falschmeldungen gespickte Nachrichten zu Ungunsten Deutschlands nicht ab. Noch schärfer fiel der Protest der deutschen Presse während der Ersten Marokkokrise (1904–1906) aus. Der Proteststurm einer eigenen Berichterstattung aus dem Krisengebiet einte die Deutschen über alle Parteigrenzen hinweg. Von der völkischen Rechten bis zur liberalen Linken wurde die Abhängigkeit von Wolffs Telegraphischen Bureau und „die genialische Beeinflussung der Presse durch die großen Telegrafenbureaus Reuters und Havas“ beklagt.
Vor dem Ersten Weltkrieg war das Wolffs Telegraphisches Bureau in Berlin eines der größten Unternehmen seiner Art. Es verfügte über Agenturen und Einzelvertreter in allen Teilen der Erde, von denen es Nachrichten empfing und lieferte. Der Aufwand an Telefon- und Telegrafengebühren wurde Anfang des 20. Jahrhunderts auf 900.000 Mark geschätzt. Allein in Deutschland waren 300 Mitarbeiter beschäftigt.
Medien-Tycoons

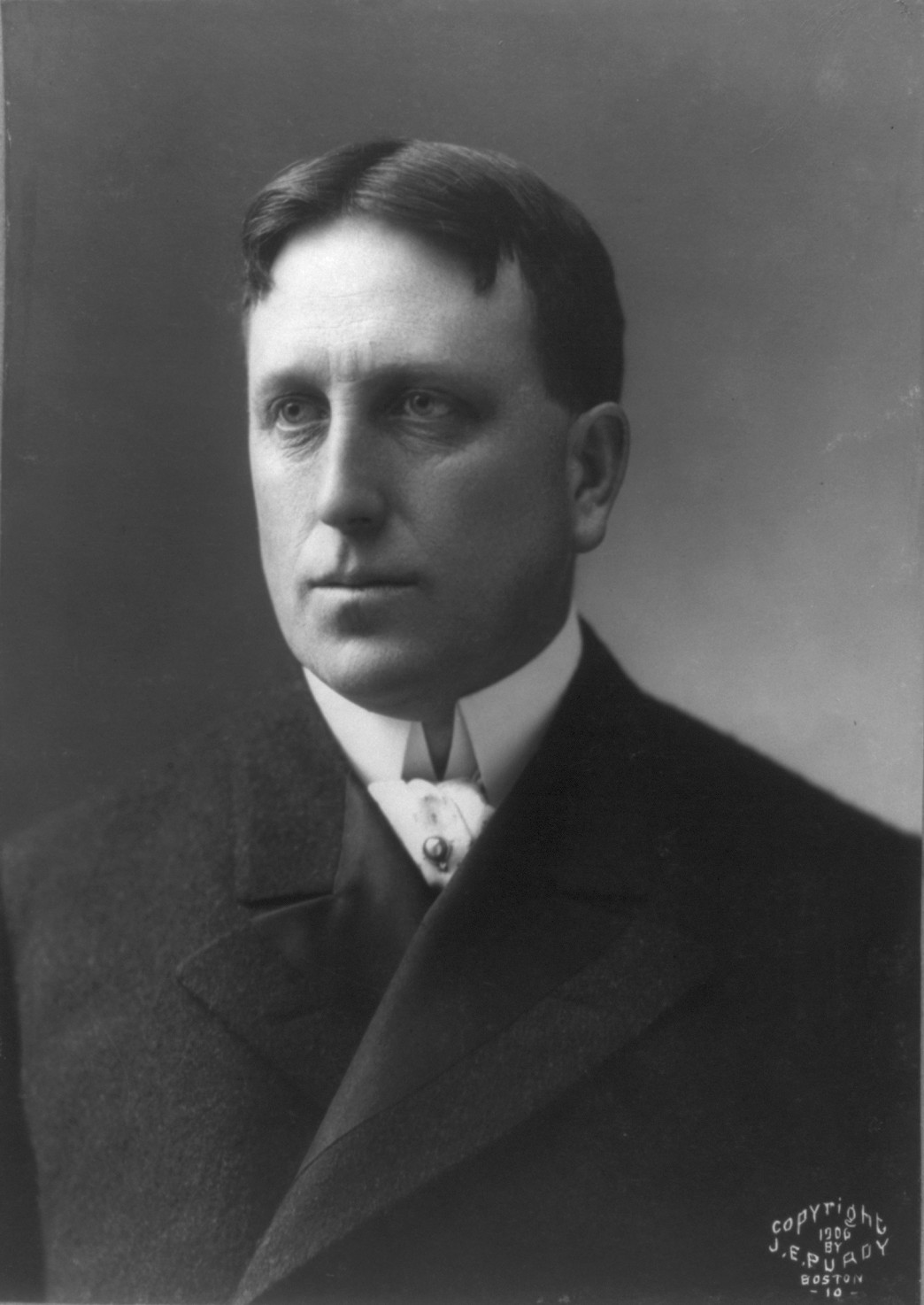
William Randolph Hearst (1906)

Große Verleger und Geschäftsleute erwarben Zeitungen, um ihre geschäftlichen Interessen voranzutreiben. William Randolph Hearst, ein US-amerikanischer Verleger und Medien-Tycoon, besaß Anfang des 20. Jahrhunderts die größte Zeitungskette in Amerika und gilt als einer der bedeutendsten und einflussreichsten Journalisten der amerikanischen Geschichte. Vom Journalismus eines Joseph Pulitzers inspiriert wies er seine Journalisten an, schockierende Nachrichten zu schreiben, um die Leser zu begeistern. Hearst scheute keinen Aufwand, um bessere Geschichten als Pulitzer publizieren zu können und begann u. a. damit, Pulitzers beste Journalisten und Illustratoren für seine Zeitungen abzuwerben. Diese neue Art, Sensationsnachrichten zu verbreiten, erhielt den Namen „Yellow Press“. Der Name Yellow Press ist eine Anspielung auf die regelmäßig zunächst in Pulitzers, dann in Hearsts Zeitungen erscheinenden Comicstrips von The Yellow Kid und das für die Zeitungen verwendete gelbe Zeitungspapier.
Zeitungen spielten auch bei der Strafverfolgung eine Rolle, so erfolgte 1908 die erste Verhaftung eines Straftäters mittels Bildtelegrafie: ein französischer Juwelendieb wurde in England festgenommen, nachdem der Daily Mirror zuvor ein Fahndungsfoto hatte abdrucken lassen, das innerhalb von zwölf Minuten von Paris nach London übertragen worden war.
Publizistik in Frankreich

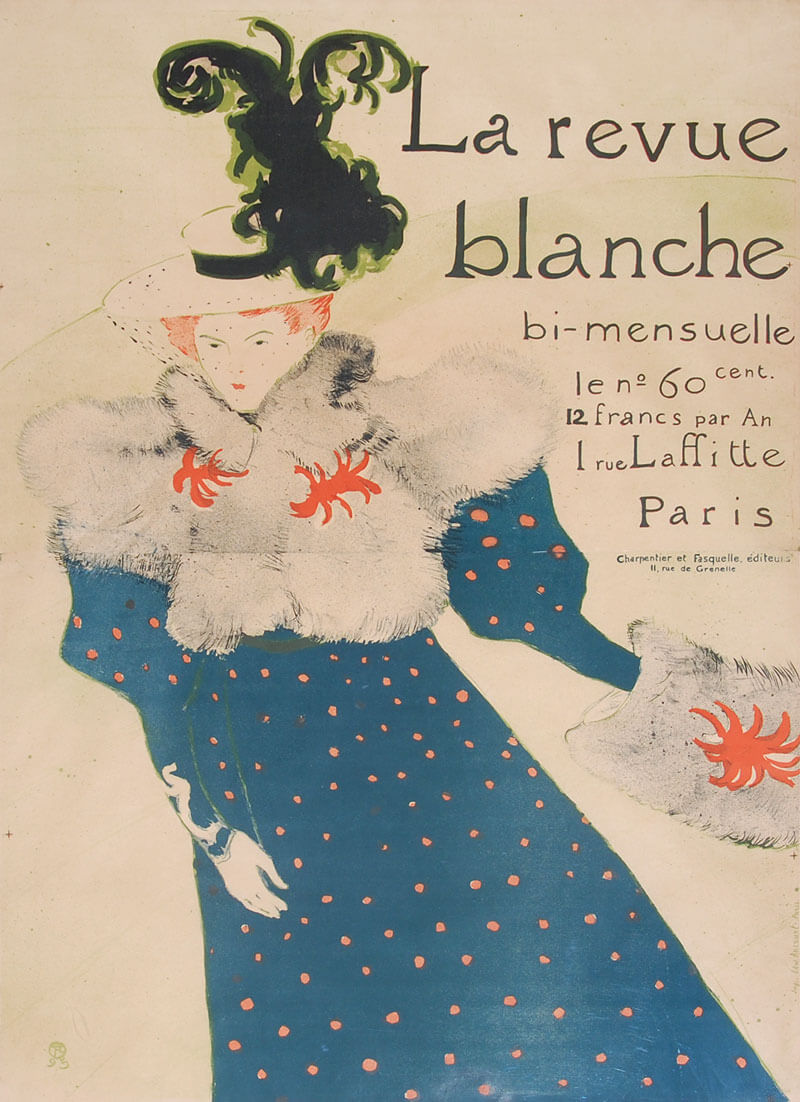
Henri de Toulouse-Lautrec: La revue blanche (1895)

La Revue blanche war eine literarisch-künstlerische Zeitschrift, die in Paris von 1889 bis 1903 zweimonatlich von der Gebrüdern Alexander, Thaddäus und Ludwig-Alfred Natanson, Söhnen des in Paris wohnhaften polnischen Bankiers und Kunstsammlers Adam Natanson, herausgegeben wurde. Die Zeitschrift war als Konkurrenz und Gegensatz zum „Mercure de France“ beabsichtigt. In der Schriftleitung waren der französische Anarchist und Kunstkritiker Félix Fénéon, der französische Schriftsteller und Literaturkritiker Lucien Muhlfeld sowie der französische Politiker Léon Blum tätig. Die Ehefrau von Thaddäus Natanson, Misia Sert, stand mehrmals Modell zu den Umschlagbildern der Zeitschrift. „La Revue blanche“ verteidigte 1898 den zu Unrecht angeklagten und verurteilten Alfred Dreyfus.
Die links-liberale französische Tageszeitung L’Aurore („Die Morgenröte“) wurde von 1897 bis 1916 in Paris publiziert. Als ihre bekannteste Schlagzeile auf der Titelseite der Ausgabe vom 13. Januar 1898 gilt J’Accuse…! von Émile Zola über die Dreyfus-Affäre. Verleger der Zeitung war der spätere französische Premierminister Georges Clemenceau.
1896 gründete der Journalist Auguste Dumont in Paris die literarisch und kulturell ausgerichtete Zeitschrift Gil Blas, die in Deutschland zum Vorbild für die satirische Wochenzeitschrift Simplicissimus des Münchner Verlegers Albert Langen wurde.
Publizistik in Deutschland und Österreich
Die Deutsche Zeitung wurde von Friedrich Lange gegründet und war eine von 1896 bis 1934 bestehende Tageszeitung mit extrem nationalkonservativer Ausrichtung, die einen völkischen Nationalismus vertrat. Sie war eng mit dem Alldeutschen Verband verbunden und wurde zu dessen Hauptorgan. Zur programmatischen Ausrichtung des Blattes im Kaiserreich gehörte es, den Antisemitismus zu fördern sowie deutsche Kolonien und im Ersten Weltkrieg Annexionen als Kriegsziel zu befürworten. In der Weimarer Republik stand sie der Deutschnationalen Volkspartei (DNVP) nahe und gehörte schließlich zum Konzern von Alfred Hugenberg.

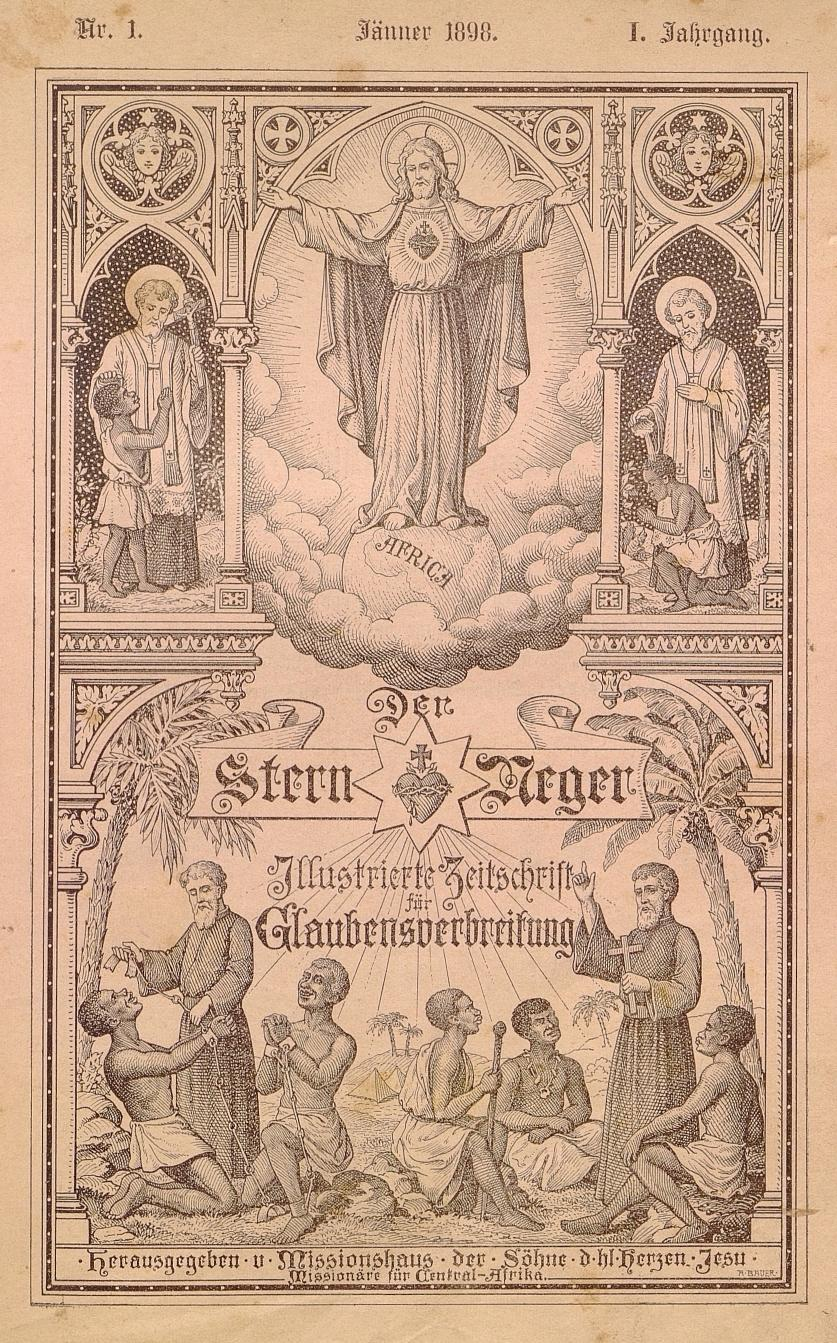
Stern der Neger Jg 1 Heft-1 Titelseite (1889)

Die deutsche monografische Reihe Koloniale Abhandlungen wurde 1905 gegründet und beschäftigte sich mit kolonialen Fragen. Die Reihe erschien von 1905 bis 1919 im Berliner Verlag Wilhelm Süsserott, dem Hofbuchhändler des Großherzogs von Mecklenburg-Schwerin.
Einen kolonialen Hintergrund hatte auch die Zeitschrift der Stern der Neger. Die deutschsprachige katholische Missionszeitschrift, wurde von der Kongregation der Missionare Söhne des Heiligsten Herzens Jesu (Abkürzung MFSC, lateinisch Congregatio Missionariorum Filiorum Sanctissimi Cordis Jesu) herausgegeben und erschien von 1898 bis einschließlich 1965. Die Kongregation, die früher die deutsche Sektion der jetzigen Comboni-Missionare (MCCJ) bildete, hatte sich der Mission des subsaharischen Afrikas verschrieben, wobei ein Schwerpunkt ihrer Arbeit im Sudan lag. Die Zeitschrift hatte ihre Blütezeit vor dem Ersten Weltkrieg. Die Zielsetzung der unter dem Schutz der Kolonialmächte betriebenen Missionsarbeit, in deren Dienst sich die Zeitschrift für Glaubensverbreitung – so der erste Untertitel der Zeitschrift – stellte, wurde 1898 vom Schriftleiter Geyer programmatisch formuliert: Zwar würden die Eingeborenen „häufig durch tyrannisches Temperament der Weißen, ihre Verachtung gegenüber den Negern, durch rücksichtsloses und unkluges Vorgehen europäischer Beamten, durch Wegnahme ihrer Gebiete oder willkürliche Ausdehnung seitens der Europäer gereizt“, was den „Fortgang der Missionen“ schädige, doch handele es sich in Afrika schließlich „um den Sieg christlicher Cultur über mohammedanische und heidnische Sclaverei und Barbarei.“
In München erschien 1896 erstmals die von Georg Hirth und Fritz von Ostini gegründete Kunst- und Literaturzeitschrift Jugend – Münchner Illustrierte Wochenschrift für Kunst und Leben, die zum Namensgeber der Kunstrichtung Jugendstil wurde. Jedoch lassen sich Inhalt und Ausrichtung der Kunst- und Literaturzeitschrift nicht nur auf das Label „Jugendstil“ reduzieren, da neben modernen Illustrationen und Ornamenten des Art nouveau auch andere Stilrichtungen wie der Impressionismus eine Rolle spielten.

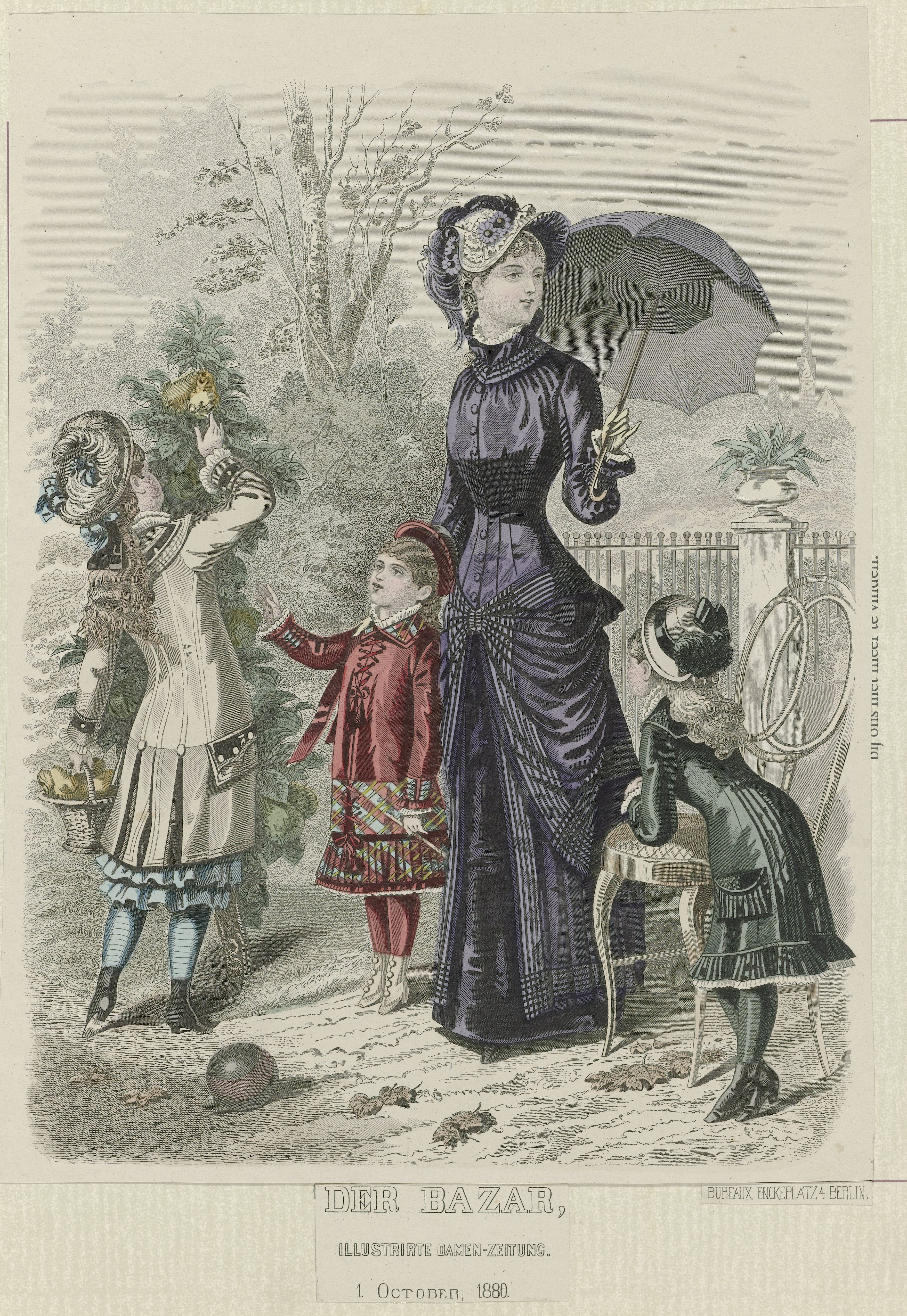
Der Bazar Illustrirte Damen-Zeitung, 1880

Im Jahr 1890 wurde vom Verlag der Bazar-Actien-Gesellschaft in Berlin erstmals die Modezeitschrift Die elegante Mode, herausgegeben. Die illustrierte Zeitung für Mode und Handarbeit enthielt einige Inhalte aus der prominenten Modezeitschrift Der Bazar, war aber kleiner und preisgünstiger. Der Zeitschrift beigefügt waren jeweils zwei Schnittmusterbögen und ein kolorierter Stahlstich mit einer Modedarstellung sowie eine Unterhaltungsbeilage. Die elegante Mode erschien alle vierzehn Tage. 1913 wurde ihr Erscheinen eingestellt und die Modezeitschrift der Modenwelt des Ullstein Verlages eingegliedert.
Der Bazar war die wichtigste Frauenzeitschrift des 19. und frühen 20. Jahrhunderts. Das Magazin enthielt zahlreiche Informationen zur neuesten Mode, mit Abbildungen von Modellen, meist als Stahlstiche. Dazu gab es in jeder Ausgabe Vorlagen für Handarbeiten mit Schnittmustern, Kochrezepte, Anleitungen zum Basteln und viele weitere Hinweise für praktische Tätigkeiten. Regelmäßig wurden in der Zeitschrift auch Klaviernoten zeitgenössischer Unterhaltungsmusik abgedruckt. Inhalte des Bazar wurden von Modezeitschriften in mindestens elf Ländern übernommen. Eine französische und eine österreichische Ausgabe wurden direkt vom Berliner Verlag herausgegeben, die anderen waren eigenständige Zeitschriften, die Zeichnungen und Inhalte des Bazar in unterschiedlichem Umfang übernahmen.

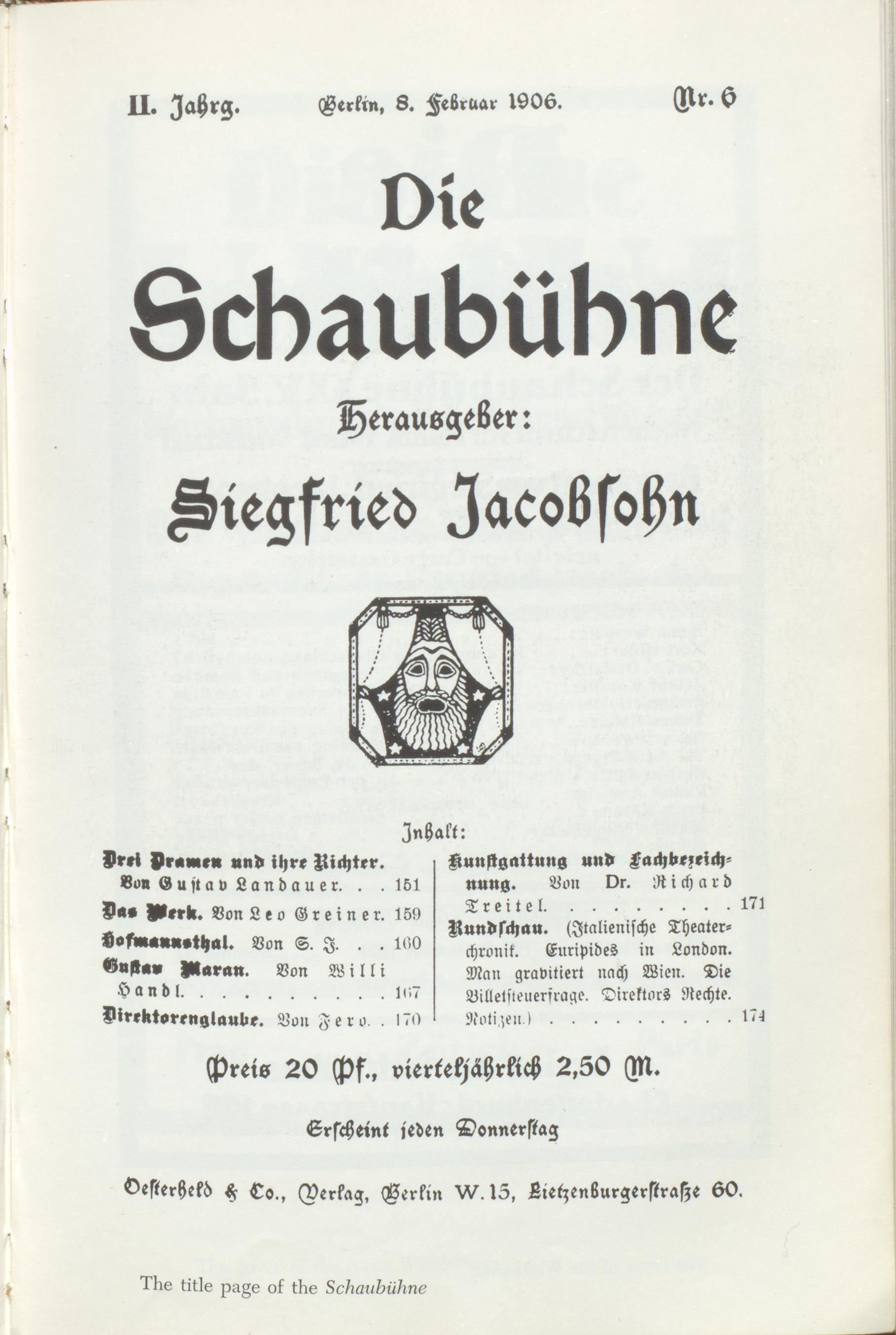
Die Schaubühne 1906

Die erste reguläre Ausgabe der Wochenzeitung Berliner Illustrierte Zeitung (BIZ) erschien am 4. Januar 1892. Im Jahr 1894 wurde die Zeitschrift vom deutschen Verleger Leopold Ullstein (Ullstein Verlag) gekauft und zur ersten deutschen Massenzeitung. Technische Innovationen wie der Offsetdruck, die Zeilensetzmaschine oder die Verbilligung der Papierherstellung trugen mit dazu bei, dass die BIZ zum Preis von 10 Pfennig wöchentlich in den Berliner Straßen verkauft werden konnte. Für diesen Preis war die Zeitschrift damit sogar für Arbeiter erschwinglich. Die BIZ stellte den Zeitungsmarkt auf den Kopf. Die Leser wurden nicht mehr wie zuvor üblich über feste Abonnements gebunden, sondern durch eine interessante, vor allem auf die Bilderwirkung setzende Aufmachung. Das erste – und damals als sensationell empfundene – Titelblatt zeigt die photographische Gruppenaufnahme eines bei einem Schiffsunglück ums Leben gekommenen Offizierskorps. Seit 1901 war es technisch möglich, aktuelle Fotos im Innenteil des Blattes abzudrucken, was als unerhörte Neuerung galt. Schon früh war die BIZ auch um größtmögliche Aktualität in ihrer Berichterstattung bemüht. So wurde z. B. im April 1912 die Produktion der bereits im Druck befindlichen Ausgabe Nr. 16 angehalten, als die Nachricht vom Untergang des Ozeanriesen Titanic eintraf. Kurzerhand ersetzte man ein halbseitiges Foto der Akropolis durch ein Foto der Titanic, um über das Unglück aktuell berichten zu können. Heute sind beide Auflagen dieses Exemplars in Zeitungsmuseen ausgestellt. In den 1910er Jahren erhieltvdie BIZ den Menzelpreis für die beste Zeichnung des Jahres.

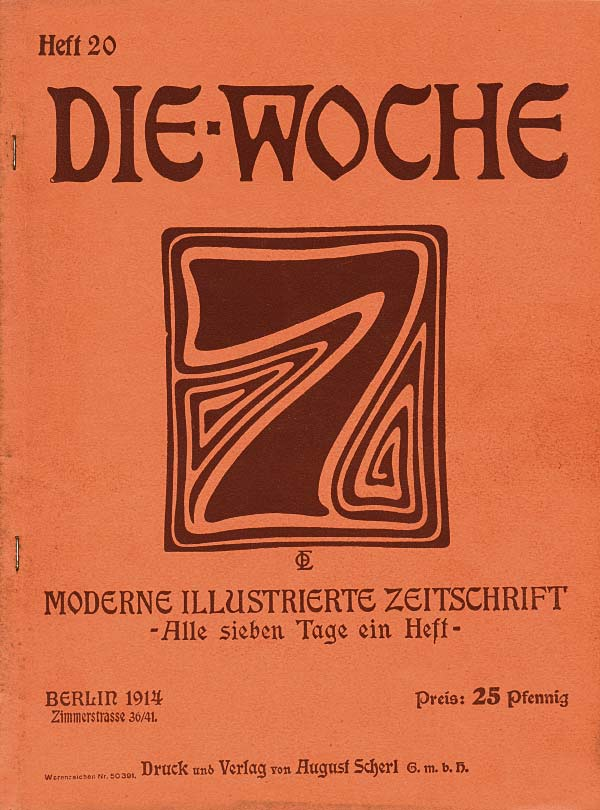
Die Woche, Heft Nr. 20 von 1914

Mit Fotografien warb auch die Zeitung Die Woche als einzige große Konkurrenz der Berliner Illustrirten Zeitung. Der Scherl Verlag startete Die Woche 1899 als Gegengewicht zur BIZ. Auch hier sollte im Mittelpunkt die Bildberichterstattung zum aktuellen Tagesgeschehen stehen. Ein Verlagsprospekt bezeichnete das neue Blatt als „wertvolle Ergänzung zur Tageszeitung“, geeignet, „vielbeschäftigten Leuten die zeitraubende und mühevolle Arbeit“ abzunehmen, mehrere Zeitungen zu lesen. Im Vordergrund stand das Bildmaterial. Angestrebt war zudem eine möglichst enge Beziehung zwischen Illustrationen und Artikeln. Aus diesem Schema fielen nur die „Bilder vom Tage“ heraus, die für sich standen und lediglich Bildunterschriften aufwiesen. In Heft 3/1905 bestand diese Rubrik aus acht Seiten hochwertigeren Papiers mit 18 Porträtfotografien (u. a. des 1905 verstorbenen Physikers Ernst Abbe und der „Vorsitzenden des Basars im Prinzessinnenpalais“ Berlin, Herzogin Wilhelm zu Mecklenburg), aber auch Fotografien vom Generalstreik im Ruhrgebiet und das offizielle Abschlussfoto der Hullkommission in Paris, lizenziert von der französischen Illustrée. Neben lockerer Unterhaltung in Form von Fortsetzungsromanen und Klatsch begleitete Die Woche auch anspruchsvolle Themen der Zeit.
1899 gründete der österreichische Schriftsteller Karl Kraus in Wien die satirische Zeitschrift Die Fackel, die als Heftchen mit rotem Umschlag im Format DIN A5 erschien. Neben dem Drama Die letzten Tage der Menschheit gilt Die Fackel als Hauptwerk von Karl Kraus, der die Zeitschrift zum größten Teil allein schrieb und verlegte.
Die österreichische Zeitschrift, Dokumente der Frauen wurde 1899 in Wien gegründet und erschien zwischen 1899 und 1902 regelmäßig alle zwei Wochen. Redakteurinnen waren die österreichischen Frauenrechtlerinnen Auguste Fickert, Rosa Mayreder und Marie Lang.
Die Schaubühne (am 4. April 1918 in Die Weltbühne umbenannt) wurde von dem deutschen Journalisten und Theaterkritiker Siegfried Jacobsohn als reine Theaterzeitschrift gegründet und erschien am 7. September 1905 erstmalig.
Am 20. Februar 1911 erschien die erste Ausgabe der literarischen und politischen Zeitschrift Die Aktion, Zeitschrift für freiheitliche Politik und Literatur, herausgegeben wurde sie von Franz Pfemfert. Die Zeitschrift verhalf dem Expressionismus zum Durchbruch und stand für eine undogmatische linke Politik.
Publizistik in den USA

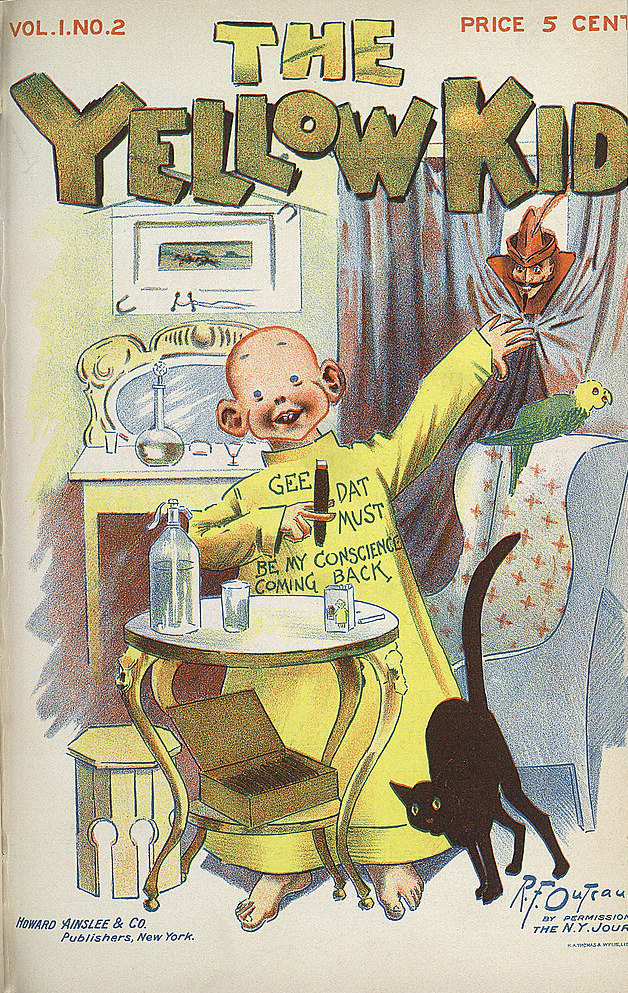
The Yellow Kid

Am 17. Oktober 1888 erschien in den USA die Erstausgabe des National Geographic Magazine. Die monatlich erscheinende Zeitschrift konnte sich wegen ihrer Bilder, Reportagen und Essays schon bald einen festen Kundenstamm aufbauen. Zuvor hatten am 13. Januar 1888 im Washingtoner Cosmos Club 33 Männer die National Geographic Society zur Förderung der Geographie gegründet. Zum ersten Präsidenten der Gesellschaft wurde am 27. Januar 1888 Gardiner Greene Hubbard gewählt, nach seinem Tod 1897 wurde dessen Schwiegersohn Alexander Graham Bell Präsident der Gesellschaft, deren Zweck es war und bis heute ist, der Allgemeinheit geografische Kenntnisse nahezubringen
In New York erschien am 8. Juli 1889 die erste Ausgabe des Wall Street Journals. Die Zeitung, die seitdem ohne Unterbrechung erscheint, berichtet hauptsächlich über internationale Wirtschafts- und Finanzthemen mit Schwerpunkt USA.

In der Zeitschrift New York World erschien 1895 erstmals der von Richard Felton Outcault erfundene und gezeichnete Comic The Yellow Kid. Dieser erste moderne Comic handelt von einem Kind namens Mickey Dugan, das ein gelbes Nachthemd trägt, worauf schon bald der Spitzname The Yellow Kid entstand und sich etablierte. Anders als in heutigen Comics erschienen die Äußerungen von The Yellow Kid, eine eigentümliche Ghettosprache, nicht in den heute für Comics typischen Sprechblasen, sondern wurden auf dem gelben Nachthemd dargestellt.

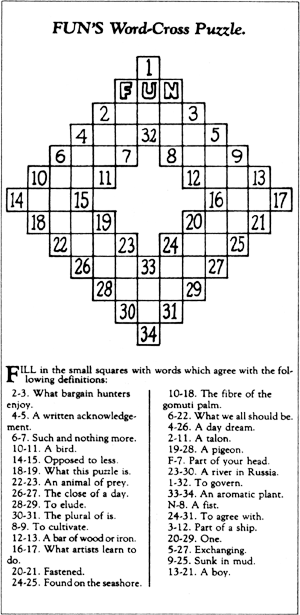
Das erste Kreuzworträtsel in der New York World vom 21. Dezember 1913

The Yellow Kid wurde in den USA sehr erfolgreich, da sich vor allem die Unterprivilegierten in der amerikanischen Gesellschaft mit ihm und seiner Ghettosprache sowie mit seinen Versuchen, dem sozialen Elend zu entkommen, identifizieren konnten. Darüber hinaus machte The Yellow Kid Comic-Strips in den (amerikanischen) Zeitungen allgemein so populär, dass immer mehr Verlage nach Zeichnern für eigene Comic-Strips in ihren Zeitungen Ausschau hielten. Mit der Ausweitung der Comic Strips auf längere und ganzseitige Geschichten war der moderne Comic geboren.
In der Weihnachtsausgabe der Zeitung New York World erschien am 21. Dezember 1913 erstmals ein Kreuzworträtsel, erfunden wurde es von dem Redakteur Arthur Wynne, der bei der Zeitung New York World die Abteilung tricks and jokes leitete und unter anderem die Sonntagsbeilage Fun mit neuen Rätseln füllen musste.
Die New York Times konnte durch ihre schnelle Berichterstattung über den Untergang der Titanic die Grundlage für ihre bis heute herausragende Stellung in der Zeitungswelt legen. Gleichzeitig läutete die Pressekampagne über die Schiffskatastrophe das Zeitalter des modernen Journalismus ein.

## Gesellschaft und Alltagskultur

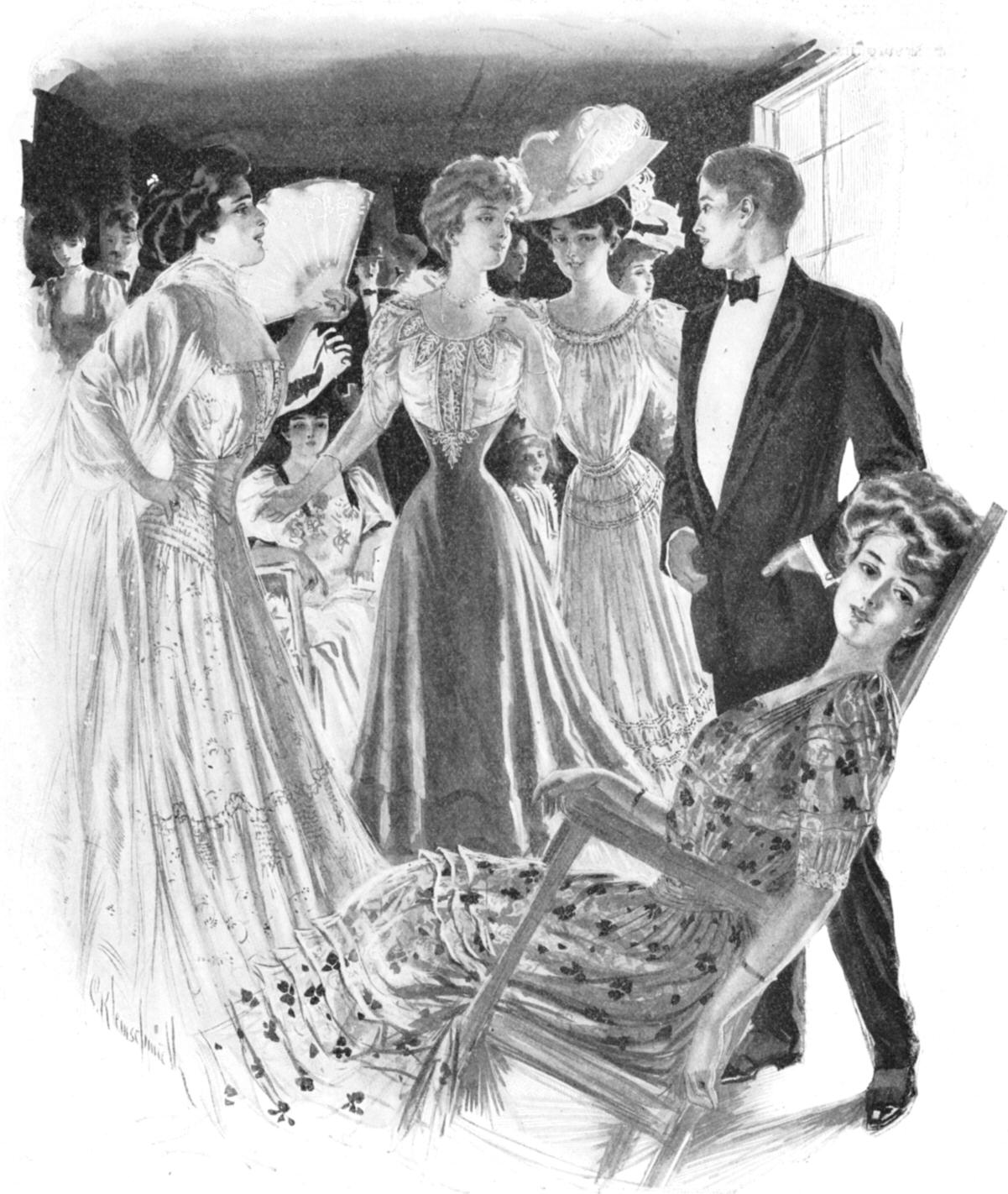
Gehobene Abendgesellschaft (1906)

Die mittleren und oberen Schichten der Gesellschaft waren in der Belle Époque mehr als je zuvor materiell abgesichert und konnten optimistisch in die Zukunft blicken. Die große Zahl der Bauern, Landarbeiter, Industriearbeiter und kleinen Angestellten hingegen hatte jedoch kaum Anteil an den Vorzügen der „Schönen Zeit“.
Die Belle Époque fand im Wesentlichen auf den Boulevards, in den Cafés und Cabarets, den Ateliers und Galerien, den Konzertsälen und Salons der Metropolen statt und wurde getragen und gelebt von einem mittleren und gehobenen Bürgertum, das vom technischen und wirtschaftlichen Fortschritt am meisten profitierte. In diesen Schichten der Gesellschafr vollzog sich innerhalb weniger Jahrzehnte eine erstaunlich dynamische kulturelle Entwicklung. Vor allem die vielfältigen Entwicklungen in Kunst und Kultur – nicht zuletzt auch die Kultur einer unbeschwerten, öffentlichen Unterhaltung – gaben dieser Epoche ihren glänzenden Namen.
Antimodernismus
In vielen katholischen Landeskirchen Europas ist in der Zeit von etwa 1870 bis 1910 ein ausgeprägter Antimodernismus zu beobachten. Der Antimodernismus wendete sich – ausgehend von Dekreten Pius’ IX. (Papst von 1846 bis 1878) – gegen gesellschaftliche und politische Reformen zur Durchsetzung von Menschenrechten und Demokratie.
Der Antimodernismus ging Hand in Hand mit dem Ultramontanismus. So bezeichnet man eine politische Haltung des Katholizismus in den deutschsprachigen Ländern sowie den Niederlanden, die sich ausschließlich auf Weisungen der päpstlichen Kurie stützte, also aus dem von dort aus gesehen „jenseits der Berge“ (lateinisch ultra montes – gemeint sind die Alpen) – liegenden Vatikan. Auch in vielen anderen Ländern unterhielt der jeweilige Klerus (also z. B. Bischöfe, Erzbischöfe und aus ihnen bestehende Gremien) enge Bindungen zum Vatikan.
Nach einer gewissen Kursänderung unter Papst Leo XIII. (Papst von 1878 bis 1903), der sich erstmals der sozialen Frage widmete und mit seiner Enzyklika Rerum Novarum von 1891 die lehramtliche Tradition der katholischen Soziallehre begründete, stellte das Pontifikat Pius X. (1903 bis 1914), während dessen die Bewegungen des Modernismus und Amerikanismus weithin an Bedeutung gewannen, zugleich auch den Höhepunkt antimodernistischer Tendenzen in der katholischen Kirche dar, vor allem durch die Verpflichtung aller Priester auf das Ablegen des sogenannten Antimodernisteneides vom 1. September 1910, der sie ausdrücklich verpflichtete, die im Syllabus errorum (Liste der Irrtümer) beanstandeten Irrtümer abzulehnen.

Aber auch im Protestantismus regte sich im ausgehenden 19. Jahrhundert angesichts der historischen Kritik die Sorge um die Verbindlichkeit von Bibel und Bekenntnis und fand in der positiv-kirchlichen Richtung einflussreiche Vertreter.
Dreyfus-Affäre

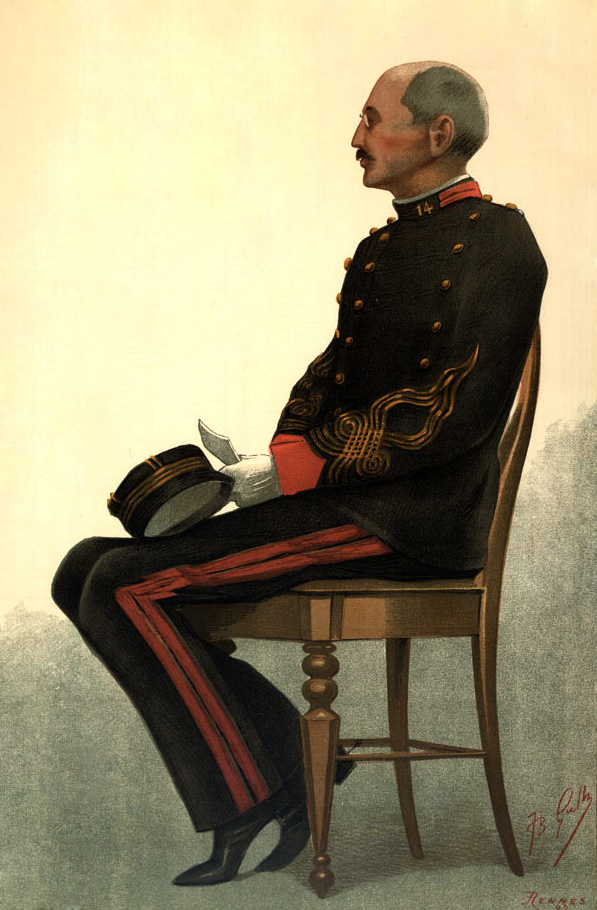
Zeitgenössische Darstellung von Alfred Dreyfus während seines zweiten Prozesses vor dem Militärgericht in Rennes, Vanity Fair vom 7. September 1899 von Jean Baptiste Guth

Die Dreyfus-Affäre bezeichnet einen Justizskandal, der die französische Politik und Gesellschaft in den letzten Jahren des 19. Jahrhunderts tief spaltete. Die Affäre war zudem Ausdruck eines zunehmend offenen Antisemitismus in Teilen der Gesellschaft und stürzte Frankreich in eine schwere innenpolitische sowie moralische Krise. Im Zuge der Dreyfus-Affäre wurde der Begriff „Intellektueller“ populär und erhielt seine aktuelle Bedeutung. J’accuse…! (französisch für Ich klage an…!) ist der Titel eines offenen Briefes des französischen Schriftstellers Émile Zola an Félix Faure, den damaligen Präsidenten der Französischen Republik, um diesen und die Öffentlichkeit über die wahren Hintergründe der Dreyfus-Affäre zu informieren. Der Brief erschien am 13. Januar 1898 in der Tageszeitung L’Aurore, verursachte einen großen politischen Skandal und gab der Dreyfus-Affäre eine entscheidende Wendung. Der französische Ausdruck J’accuse ging auch in den deutschen Sprachgebrauch ein als Bezeichnung für eine mutige, öffentliche Meinungsäußerung gegen Machtmissbrauch.
Die Affäre Dreyfus ging allerdings nicht mit einem strahlenden Sieg der Gerechtigkeit zu Ende: Die Begnadigung von Dreyfus 1899 war ein politischer Kuhhandel und ging mit einem Amnestiegesetz einher, das es unter anderem dem ehemaligen Kriegsminister Auguste Mercier erlaubte, bis kurz vor seinem Tode ein hohes politisches Amt auszuüben. Der Prozess, der 1906 mit der Rehabilitierung von Alfred Dreyfus endete, war somit nicht von einem breiten Wunsch der Öffentlichkeit getragen, ein immer noch bestehendes Unrecht auszugleichen. Er diente vielmehr als Grundlage für das Gesetz von 1906 über die vollständige Trennung von Religion und Staat in Frankreich, nachdem sich Teile der katholischen Kirche während der Dreyfus-Affäre durch ihren Antijudaismus und ihre antirepublikanische Grundhaltung kompromittiert hatten. Die Regierung mit Émile Combes an der Spitze konnte nunmehr Frankreich radikal säkularisieren und das Prinzip des Laizismus etablieren.
Die ungerechtfertigte Verurteilung von Alfred Dreyfus wegen angeblichen Verrats war ein Schlüsselereignis, welches die Rechtsstaatlichkeit in Frankreich herausforderte und in der Gesellschaft zu einer tiefgreifenden Debatte über Antisemitismus und Gerechtigkeit führte.

### Aufstieg des Bürgertums

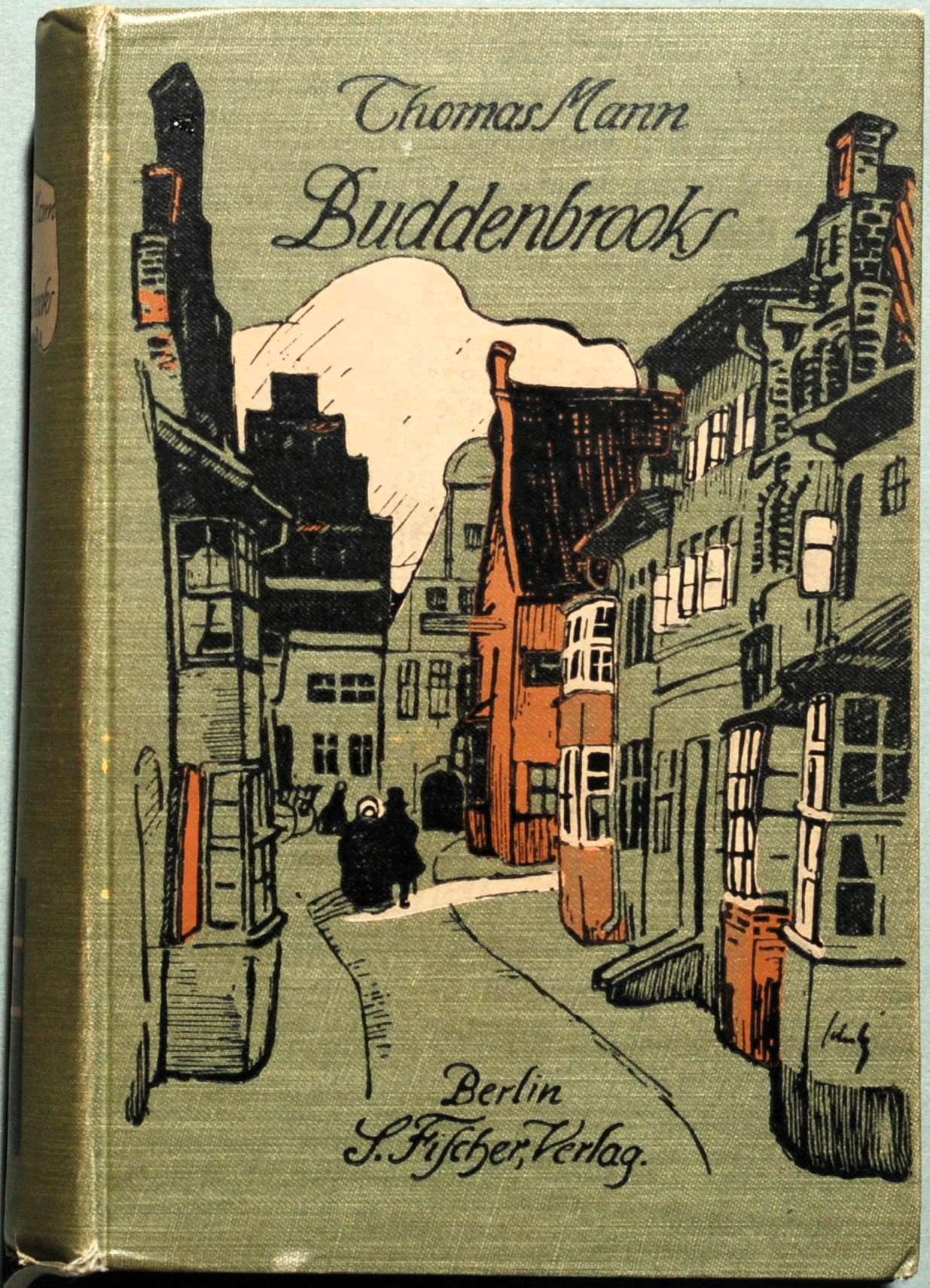
Thomas Mann Buddenbrooks 1904.

Mit einem sich rasant entwickelnden Kapitalismus, zunehmendem Handel und Industrialisierung stieg während der Belle Époque die Anzahl und die Bedeutung großer Kaufleute, Verleger, Unternehmer, Reeder, Bankiers und Fabrikanten. Diese „Bourgeoisie“, diese „Wirtschafts-“ oder „Besitzbürger“ wurden zunehmend wohlhabender, sozial gewichtiger und einflussreicher.
Großbürgertum

Das Großbürgertum gründete Unternehmen und Familiendynastien. Im Deutschen Kaiserreich wurde deshalb auch von der Gründerzeit gesprochen. Eine geschickte Heiratspolitik trug oftmals noch zur Vermehrung von Einfluss und Reichtum bei, in einem Umfang, wie dies zuvor nur in Kreisen des Adels bekannt gewesen war. „Geld kam zu Geld, Schönheit zu Einfluss und Wohlstand zu Macht“, wie der Schriftsteller Thomas Mann in seinem Roman „Buddenbrooks“ treffend bemerkte.

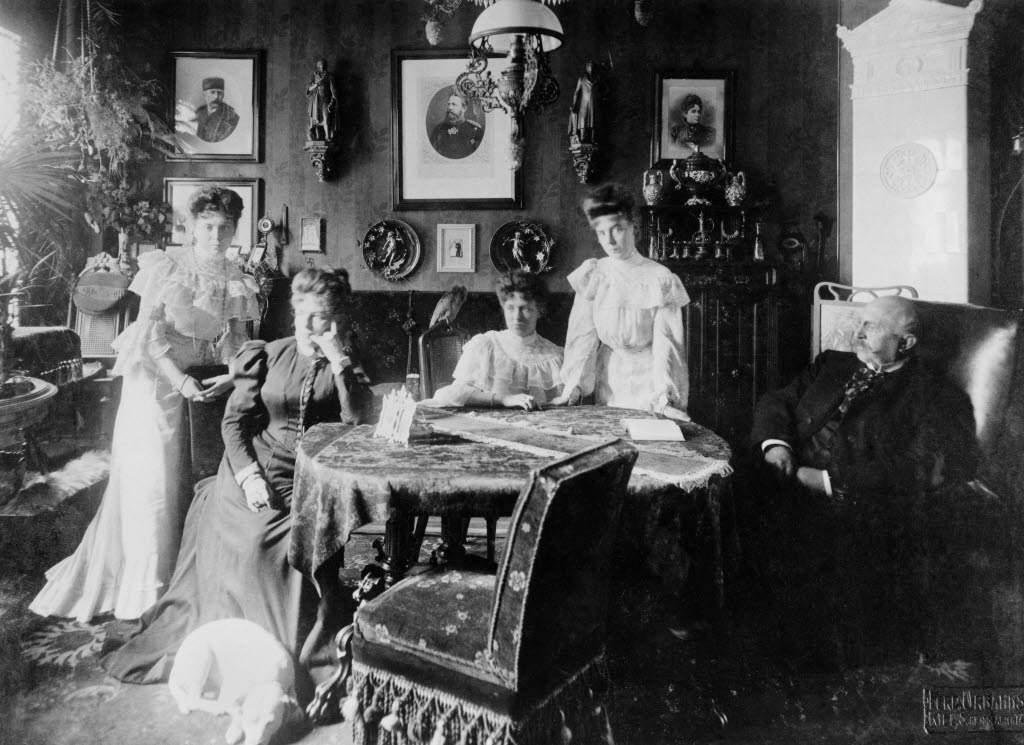
Großbürgerlicher Salon (um 1895)

Als Folge ihres Wohlstands konnten sich Großbürger einen nicht zuletzt der Repräsentation entsprechenden „großbürgerlichen Lebensstil“ leisten, der ein aufwendiges Leben mit Stadt- und Landsitz, sowie Personal und gesellschaftlichen Veranstaltungen beinhaltete. Die finanziellen Möglichkeiten einerseits und der Niedergang des Adels andererseits ermöglichten es den Mitgliedern des Großbürgertums zudem, adelige Landsitze zu erwerben und dort wie zuvor der Adel zu residieren. In vielen Städten etablierten sich im 19. Jahrhundert erstmals ganze Quartiere und Stadtviertel, welche für die Bedürfnisse des aufstrebenden Bürgertums gebaut wurden. Diese Viertel waren meist großzügig von Grünflächen umgeben und hatten einen repräsentativen Charakter. Als Auftraggeber sowie Mäzen des Kunst- und Kulturlebens übernahm das Großbürgertum zunehmend eine Rolle, die der Adel noch im 18. Jahrhundert eingenommen hatte. In der zweiten Hälfte des 19. Jahrhunderts wetteiferten die Geschäfts- und Wohnhäuser des Großbürgertums mit den Palästen der Renaissance und die staatlichen und städtischen Repräsentationsbauten mit den Schlössern der Barockzeit.
Der Begriff „Bürgertum“ ist die zusammenfassende Bezeichnung für eine vielschichtig strukturierte, im Einzelnen nur schwer abgrenzbare Gesellschaftsschicht zwischen den traditionellen Oberschichten (Hochadel, Adel und Patriziat sowie dem oft aus ihnen hervorgegangenen hohen Klerus) und den historischen Unterschichtsgruppen des Bauernstandes und der Arbeiterschaft. Sie setzt sich im Wesentlichen zusammen aus den Teilschichten des Großbürgertums (darunter vor allem den größeren Kaufleuten), des Bildungsbürgertums (darunter vor allem Pastoren, Universitätsprofessoren und höheren Beamten) sowie des Kleinbürgertums (der unteren Mittelschicht, darunter kleinen Kaufleuten, einfachen, mittleren und gehobenen Beamten einschließlich Lehrern, leitenden Angestellten sowie selbständigen Handwerkern).
Philanthropie und Mäzenatentum

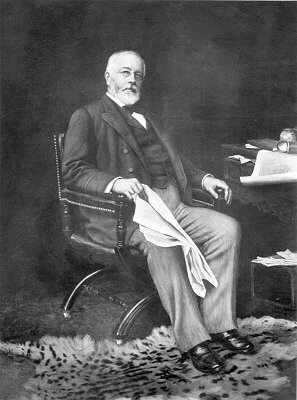
Der englische Geschäftsmann und Kunstsammler Sir Henry Tate (1819–1899)

Die während der Belle Époque entstandenen Vermögen einzelner Unternehmer, Bankiers und Industrieller – herausragende Beispiele sind Alfred Nobel, Andrew Carnegie und John D. Rockefeller – wurden auch in der Philanthropie und im Mäzenatentum eingesetzt. In vielen europäischen Ländern finanzierten wohlhabende Bürger Krankenhäuser, Waisenhäuser und andere soziale Einrichtungen. Angehörige des Großbürgertums in Europa und den USA förderten die Künste, indem sie Museen gründeten, Künstler direkt unterstützten oder ihre eigenen Kunstsammlungen der Öffentlichkeit zugänglich machten.
Ende des 19. Jahrhunderts bot der englische Zuckermillionär Sir Henry Tate der britischen Regierung an, eine Galerie für moderne britische Kunst errichten zu lassen und seine Sammlung von über 60 Gemälden namhafter britischer Künstler der Nation als Grundstock der Ausstellung zu vermachen, falls die Regierung ein entsprechendes Grundstück zur Verfügung stelle. Als Standort für das Museum Tate Gallery of British Art wurde Millbank in London zur Verfügung gestellt. Das sich an dieser Stelle befindliche größte damalige Londoner Gefängnis wurde abgerissen. Am 21. Juli 1897 öffnete die Tate Gallery ihre Pforten in einem von Sidney R.J. Smith entworfenen neoklassizistischen Gebäude am Themseufer. Die Kunstsammlung, die sich ursprünglich nur auf britische Künstler beschränken sollte, die nach 1790 geboren worden waren, wurde später durch Schenkungen wie dem Turner-Nachlass und einer Sammlung von Impressionisten erweitert und führte zu einer Neuorientierung der Sammlung.

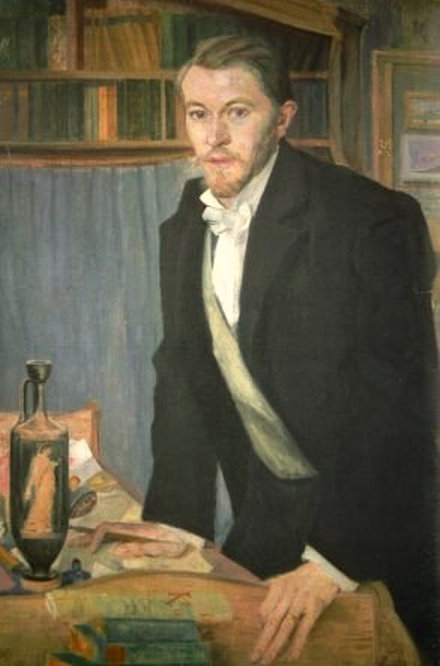
Karl Ernst Osthaus. Gemälde von Ida Gerhardi (1903).

Das Museum Folkwang wurde 1902 in Hagen von dem Kunstmäzen Karl Ernst Osthaus eröffnet. Der Name Folkwang entstammt den altnordischen Mythen der Edda, in denen er den Palast (Folkvangar = Volkshalle) der Göttin Freya, die neben ihrer Rolle als Fruchtbarkeitsgöttin auch als Schutzgöttin der Künste fungierte, bezeichnet. Diese Namenswahl sollte die Einheit von Kunst und Leben in dem neuen Museum verdeutlichen. Das Museum hatte lange Zeit eine Vorreiterrolle im Bereich der Modernen Kunst. Der erst 24-jährige Bankierssohn Karl Ernst Osthaus, der von seinen Großeltern mütterlicherseits ein bedeutendes Vermögen geerbt hatte, entwickelte um 1898 die Idee für ein eigenes Museum in Hagen. Er beabsichtigte, dort seine private Sammlung naturwissenschaftlicher, volkskundlicher und kunstgewerblicher Objekte auszustellen, die er auf ausgedehnten Reisen durch Europa, den Vorderen Orient und Nordafrika mit dem ererbten Geld erworben hatte. Sein Ziel sah er darin, mit dem Museum „zu einer Verbesserung des öffentlichen Geschmacks beizutragen“. Mit der Zeit rückte die ästhetische Erziehung ins Zentrum der Museumsausrichtung, womit der Stellenwert der naturkundlichen Teile der Sammlung abnahm. Das Museum präsentierte die Sammlung nach ästhetischen Gesichtspunkten geordnet und nicht, wie üblich, nach Epochen und Regionen.
Der US-amerikanische Industrielle und Stahlmagnat Andrew Carnegie schrieb 1889 den Aufsatz "The Gospel of Wealth", in dem er argumentierte, dass die Reichen eine moralische Verpflichtung haben, ihr Vermögen für das Gemeinwohl zu spenden. Er selbst spendete den Großteil seines Vermögens, um Bibliotheken, Schulen, Universitäten zu bauen und andere gemeinnützige Einrichtungen zu gründen. Andrew Carnegie finanzierte auch den Bau der Carnegie Hall, die heute zu einem der weltweit bedeutendsten Konzerthäuser gehört.
Zahlreiche Spenden amerikanischer Eliten wurden für den Bau und die Unterstützung von Universitäten verwendet, beispielsweise Leland Stanford (Stanford University, gegründet 1891) und John D. Rockefeller (University of Chicago, gegründet 1890).
Bildungsbürgertum

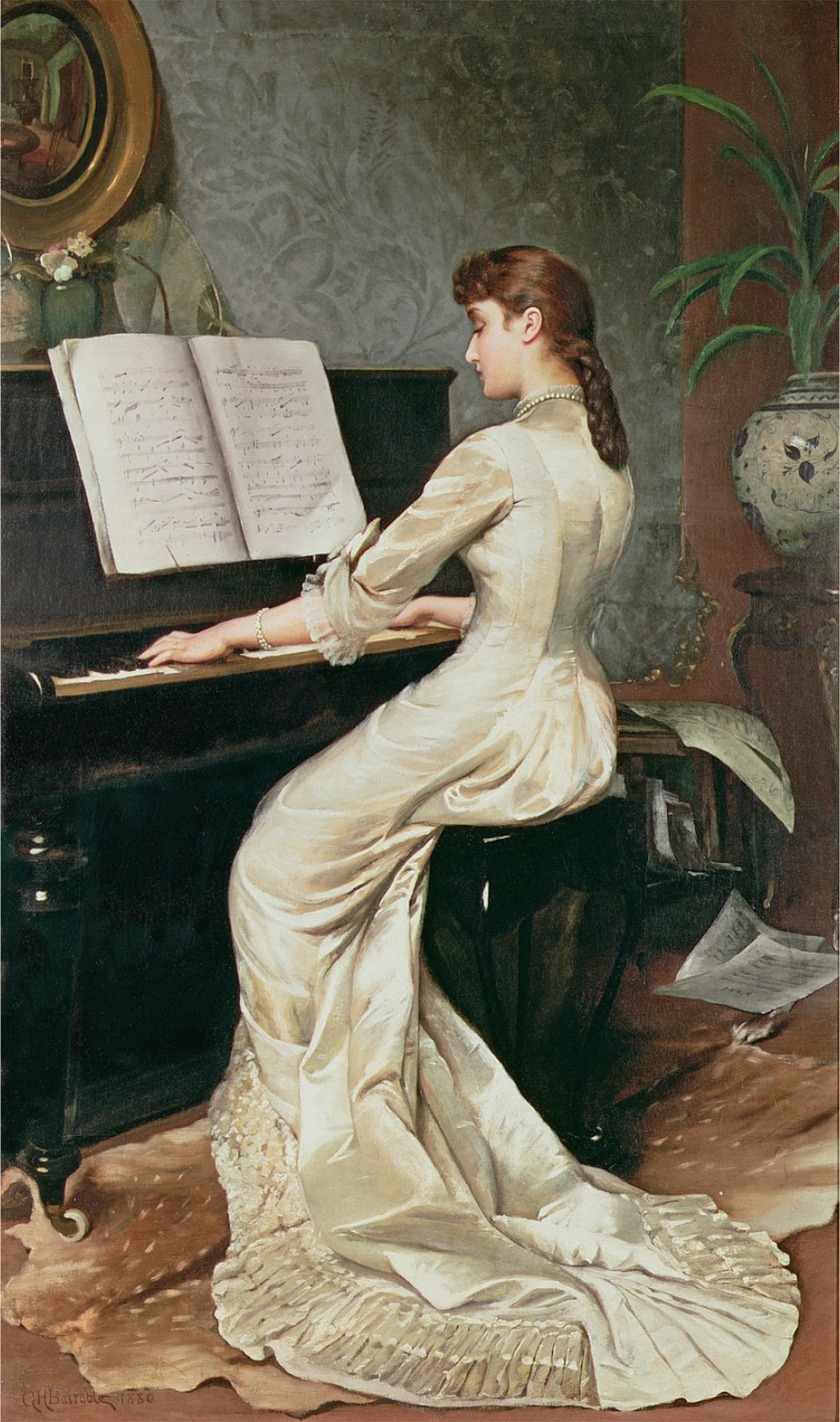
George Hamilton Barrable: A Song Without Words (1880)

Die gesellschaftliche Relevanz, die dem Bildungsbürgertum als Deutungselite kultureller Erscheinungen zukam, beruhte in großem Maße auf der dominanten Stellung sowohl in Universitäten und Schulen, wie auch in der Produktion und Verbreitung öffentlicher Meinungen durch Presse und Literatur. Das Bildungsbürgertum baute dabei auch Bildungs- und Sprachbarrieren auf, die es zu einer elitären Schicht werden ließen, zu der Ungebildete nur schwer Zutritt erlangten.
Entscheidendes Merkmal des Bildungsbürgertums, auch in seiner Eigenwahrnehmung, war der Umgang mit Kultur. Traditionsgemäß richtete sich die Bildung nach spezifischen Kanons, die vom Bildungsbürgertum geprägt und rezipiert wurden. Diese reichten von der Literatur über Musik (Hausmusik, Kirchenmusik, Orchestermusik, Oper) und Theater bis hin zu späteren Entwicklungen wie dem Film. Vor allem der gesellschaftliche Austausch in Theatern, Opernhäusern, Konzertsälen oder Museen in den Großstädten wurde zum prägenden Moment des Milieus.
Die geistesgeschichtlich große Zeit der deutschen Klassik und Romantik, deren Produkte zugleich verpflichtende Bildungsinhalte wurden, kulminierte in der Redewendung von den Deutschen als „Volk der Dichter und Denker“. Das bedeutendste geistige Produkt – und zugleich die eigentliche Programmatik – des Bildungsbürgertums schuf zu Beginn des 19. Jahrhunderts Wilhelm von Humboldt mit seinem humboldtschen Bildungsideal. Dieses entwickelte sich um die beiden Zentralbegriffe der bürgerlichen Aufklärung: den Begriff des autonomen Individuums und den Begriff des Weltbürgertums. Die Universität sollte ein Ort sein, an dem autonome Individuen und „Weltbürger“ hervorgebracht werden bzw. sich selbst hervorbringen. Die universitäre Bildung sollte keine berufsbezogene, sondern eine von wirtschaftlichen Interessen unabhängige Ausbildung sein. Damit wies das humboldtsche Bildungsideal über das eigentliche Bildungsbürgertum hinaus auf eine „menschliche Gesellschaft der Gleichen“, was dem Abgrenzungsbestreben mancher Bildungsbürger zuwiderlief.

### Erziehung und Bildung
Während der Belle Époque erfolgte ein Paradigmenwechsel in der Kindererziehung. Die Gesellschaft begann, Kinder weniger als kleine Erwachsene und mehr als Individuen in einer besonderen Entwicklungsphase zu sehen, die besondere Aufmerksamkeit und Schutz benötigen:
- Mit der Urbanisierung und Industrialisierung veränderten sich die traditionellen familiären Strukturen. Die Familie wurde mehr zu einem Ort der emotionalen Unterstützung, und es gab eine wachsende Erwartung, dass Eltern eine aktivere Rolle in der Erziehung ihrer Kinder spielen sollten.

- Das Konzept der Kindheit als einer besonderen Phase des Lebens, die Schutz und besondere Erziehung erfordert, begann sich zu festigen. Literatur, Kunst und Pädagogik spiegelten ein wachsendes Interesse an Kindern als Individuen mit eigenen Bedürfnissen und Rechten wider.

- Es gab wachsende Bestrebungen, den Bildungszugang zu erweitern und zu reformieren. Das verpflichtende Schulsystem wurde in vielen europäischen Ländern gestärkt, was zu einer höheren Alphabetisierungsrate führte.

- Es gab eine wachsende Bewegung zum Schutz von Kindern vor körperlicher Bestrafung und Misshandlung. In einigen Ländern wurden Gesetze erlassen, um Kinderarbeit zu beschränken oder zu verbieten.

- Die Psychologie begann, einen größeren Einfluss auf die Kindererziehung zu nehmen. Theorien über Entwicklung und Lernen beeinflussten die Ansichten darüber, wie Kinder erzogen werden sollten. Freuds Psychoanalyse hatte beispielsweise großen Einfluss auf die Ideen über die Kindheit.

- Die industrielle Produktion und wachsender Wohlstand führten zur Entwicklung und zunehmenden Verbreitung von Kinderspielzeug. Das Spiel wurde als wichtiger Aspekt der kindlichen Entwicklung anerkannt.

Reformpädagogik

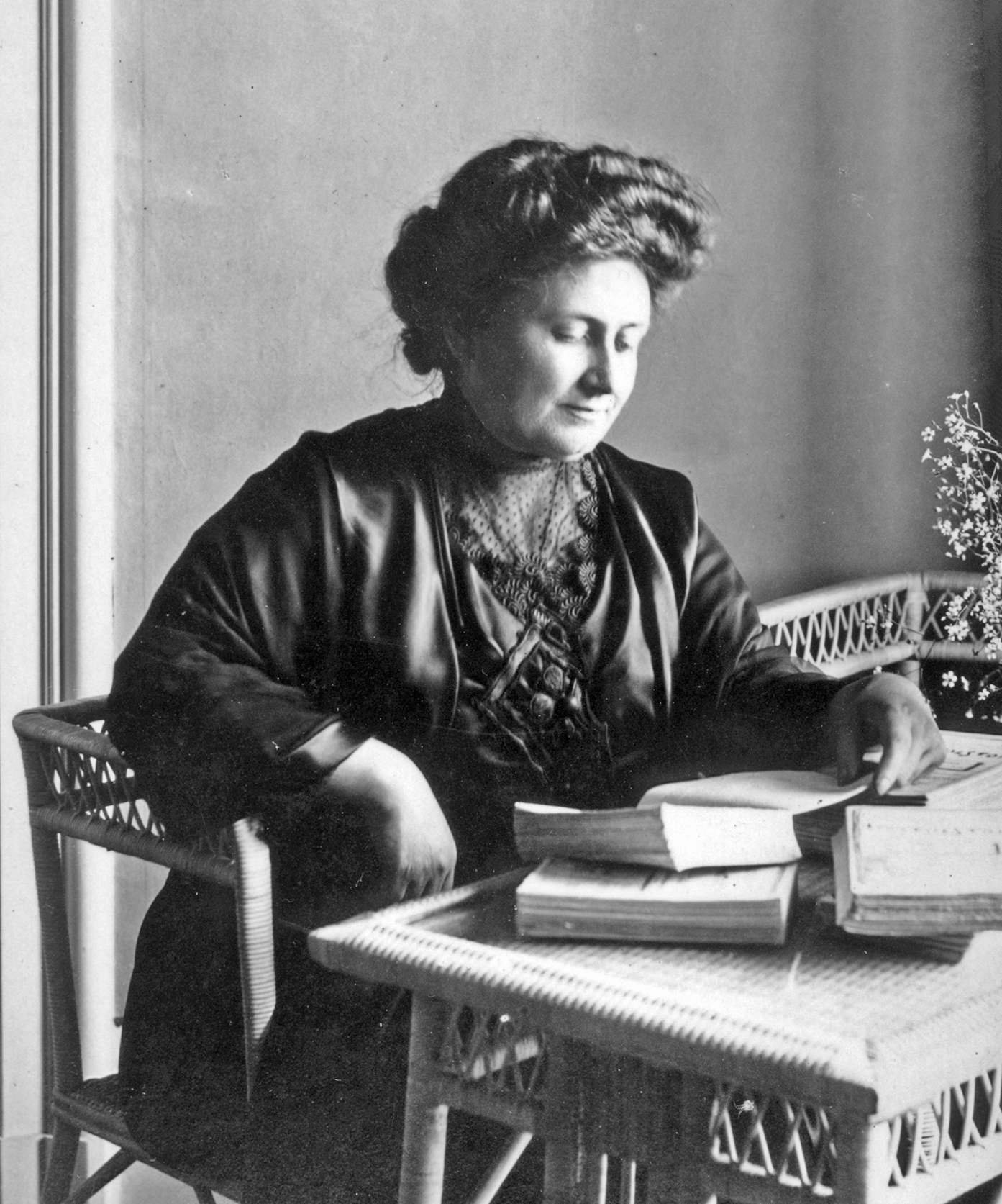
Maria Montessori (1913)

Ende des 19. Jahrhunderts begannen sich Pädagogen gegen das bis dahin autoritär vorherrschende Denken an den Schulen zur Wehr zu setzen. Sie wollten den Geist der reinen Lernschule überwinden und riefen eine neue Form der Erziehung ins Leben: die Reformpädagogik. Gegen die Entfremdung im Bildungssystem forderte sie eine „Erziehung vom Kinde“ aus. Dazu griffen sie auf Bildungsideale der Aufklärung zurück, die sie mit einer romantischen Lebensreformideologie verbanden. Ebenfalls in dieser Zeit entstand auch die Jugendbewegung. Die Reformpädagogen forderten, die Persönlichkeitsentwicklung der Kinder durch Selbstständigkeit und Eigenverantwortung zu fördern und vertraten die Auffassung, die Kindheit müsse als eine eigene Lebensphase mit eigenen Anforderungen begriffen werden. Aus diesem Grund wurde auch eine Professionalisierung der Betreuung von Kindern angestrebt. Die schwedische Reformpädagogin und Autorin Ellen Key rief 1900 sogar „Das Jahrhundert des Kindes“ aus. Zahlreiche bekannte pädagogische Ansätze wie beispielsweise die Montessori-Pädagogik bauten auf diesen Vorstellungen auf und sind bis heute populär.
Die Montessoripädagogik wurde von der 1870 in Italien geboren Maria Montessori begründet, die als eine der ersten Frauen überhaupt ein Medizinstudium mit Promotion abschließen konnte. Sie entstammte einem gutbürgerlichen, christlichen Haus und engagierte sich stark für die Persönlichkeitsrechte des Einzelnen im Allgemeinen und die Frauenrechte im Besonderen. Sie arbeitete auf der psychiatrischen Station eines Krankenhauses mit geistig behinderten Kindern. Im Laufe der Therapie konnte Montessori beobachten, dass diese Kinder keineswegs alle geistig unterentwickelt waren, sondern ihnen in einigen Fällen lediglich eine Förderung gefehlt hatte. Maria Montessori entwickelte daraufhin, aufbauend auf Überlegungen von Édouard Séguin, spezielle Arbeitsmaterialien, das „Sinnesmaterial“, mit dem es ihr gelang, die Kinder zu stimulieren, ihre Neugier zu wecken und ihre Aufmerksamkeit und Konzentrationsfähigkeit anzuregen. Maria Montessori eröffnet 1907 im römischen Arbeiterviertel San Lorenzo ihr erstes Kinderhaus, die Casa dei Bambini.
Jugendbewegung und Jugendherbergen

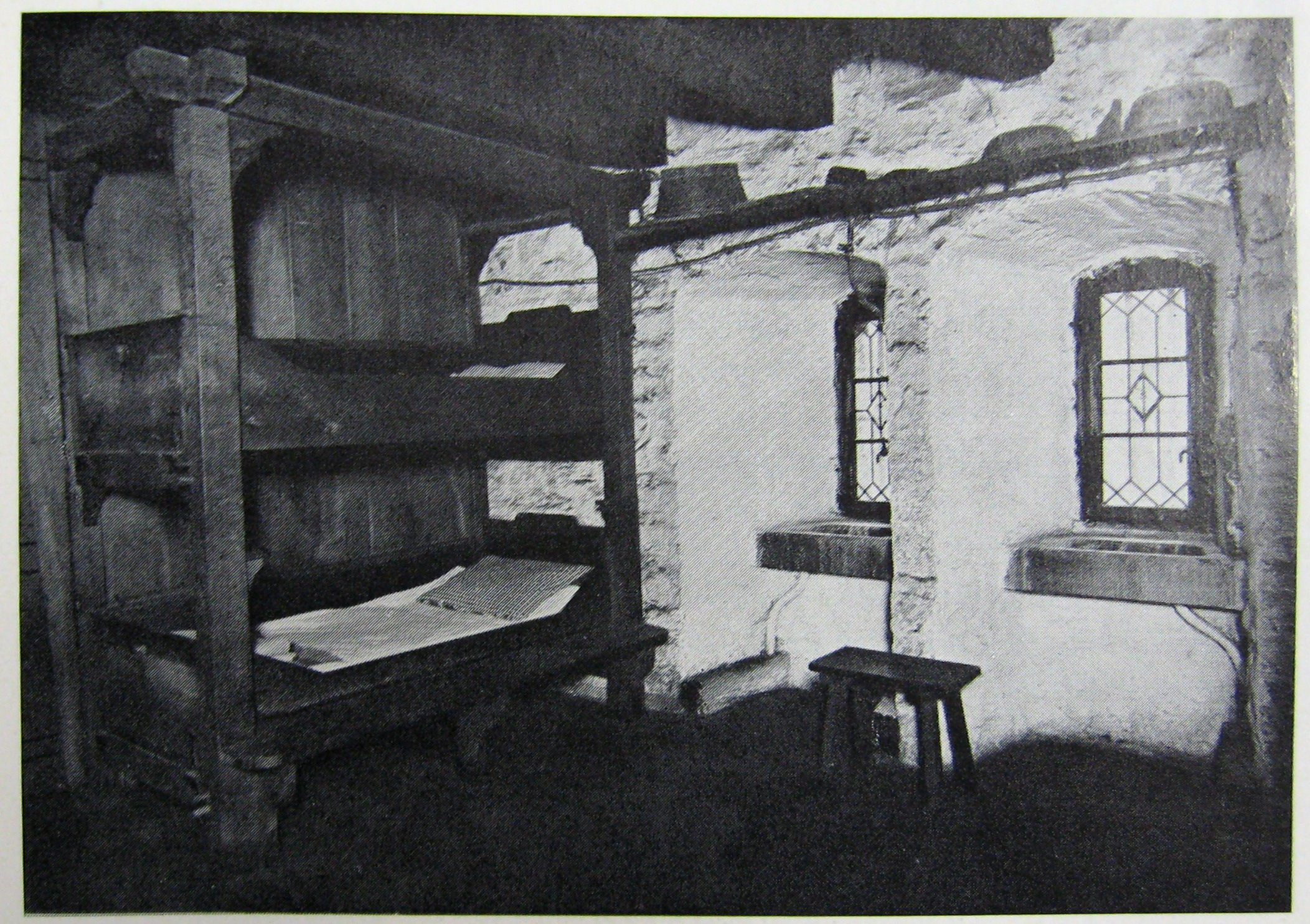
Zimmer der ersten Jugendherberge in der Burg Altena um 1910

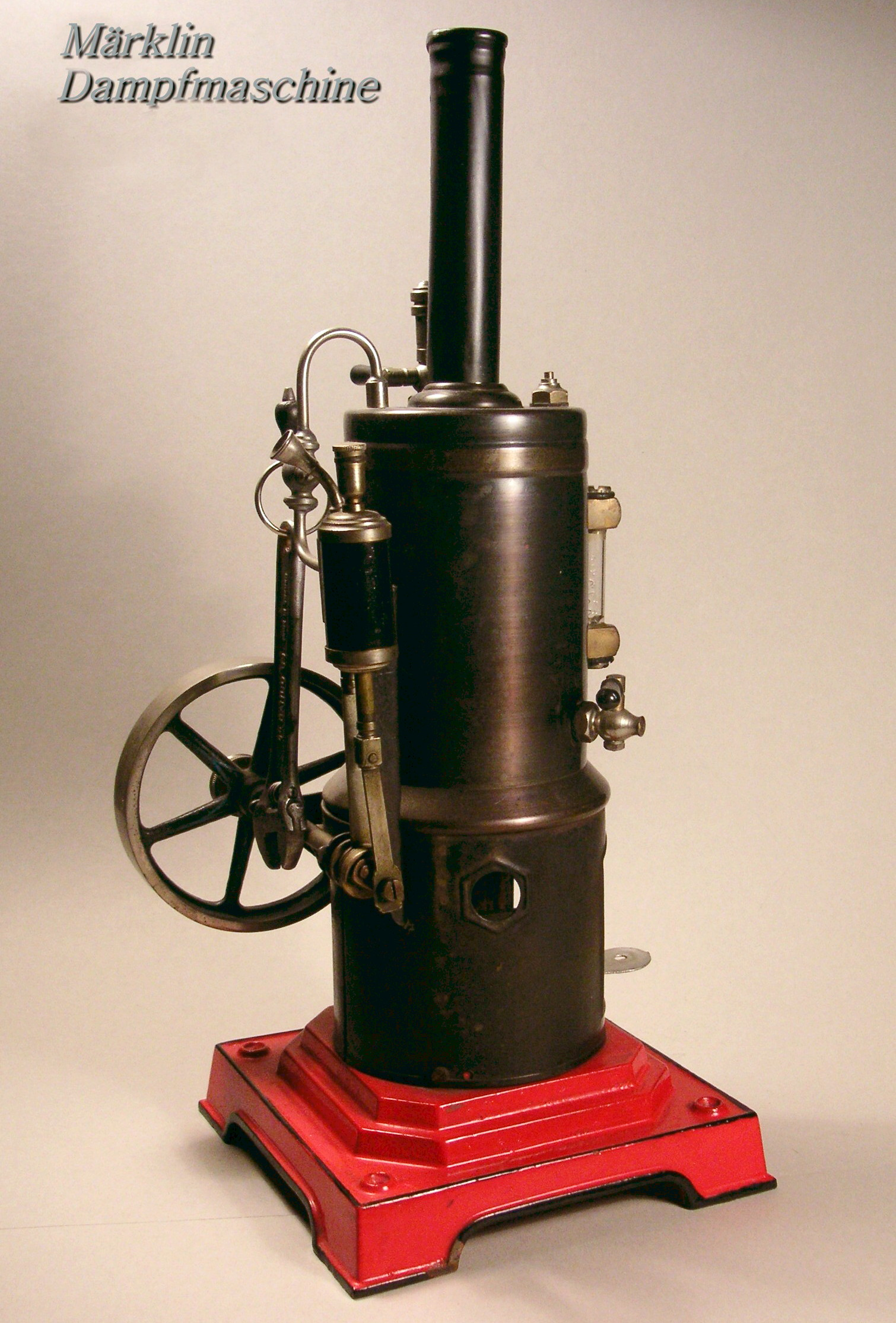
Märklin-Dampfmaschine (um 1909)

Um die Wende vom 19. zum 20. Jahrhundert entstanden erste Jugendbewegungen in Deutschland. Die Jugend erschien erstmals als eigenständiger Lebensabschnitt. Die Jugendliche versuchten, sich von der immer umfassenderen Industrialisierung abzugrenzen und auf Fahrten ihre Sehnsucht nach Freiheit und Natur zu verwirklichen. Neben Ansätzen einer demokratischen Erziehung kamen auch völkische und antisemitische Strömungen auf. Im Wandervogel schlossen sich nach 1896 Schüler und Studenten bürgerlicher Herkunft zusammen. Die Wandervögel wollten nicht nur eine alternative Freizeitgestaltung, sondern forderten auch mehr Rechte für Jugendliche und eine Mitsprache in den Schulen. Darüber hinaus formten sie eine eigene Jugendkultur, die sich von der Kultur der Erwachsenen abgrenzte. Neben der bürgerlichen Jugendbewegung entwickelte sich auch eine Jugendbewegung der Arbeiter, deren Ziele bessere Arbeits-, Ausbildungs- und Lohnbedingungen sowie eine sozialistische Erziehung und allgemeine Bildung für Jugendliche waren.
Im Zuge von Lebensreform, Reformpädagogik und Jugendbewegung entstanden Anfang des 20. Jahrhunderts auch Jugendherbergen als Unterkünfte für junge Menschen, Jugendgruppen und Schulklassen. Bereits 1907 richtete der deutsche Pädagoge Richard Schirrmann eine erste Jugendherberge in der alten Netter Schule in der Nettestraße in Altena ein. 1909 entwickelte er die Idee eines flächendeckenden Netzwerkes von Jugendherbergen.
Spielzeug
Um die Wende vom 19. zum 20. Jahrhundert verfügten meist nur die Kinder privilegierter und wohlhabender Familien über umfangreiches Spielzeug, auch Kinderzimmer waren lediglich für diesen Teil der Bevölkerung Realität. Kinder aus weniger privilegierten Familien besaßen meist weder ein eigenes Zimmer noch ein eigenes Bett oder eigenes Spielzeug und spielten meist außerhalb der Wohnräume, da diese oft beengt und dunkel waren.
Die Fertigung von Blechspielzeug erlebte zwischen 1890 und 1910 eine Blütezeit. Verantwortlich dafür waren sowohl verbesserte Stanz- und Druckmaschinen als auch günstigere Methoden der Farbanwendung. In der zweiten Hälfte des 19. Jahrhunderts büßte Holzspielzeug gegenüber Spielzeug aus Metall mehr und mehr an Popularität ein. Hauptherstellungsort von hochwertigem Spielzeug war Deutschland, allen voran Württemberg und die Stadt Nürnberg.
Der Bär war als Kinderspielzeug während des ganzen 19. Jahrhunderts beliebt. 1903 änderte sich sowohl Form als auch Gestalt des Bären grundlegend und der uns heute bekannte Teddybär entstand.
1896 wurde in Mannheim die erste Puppe aus Zelluloid, eine wasserfeste „Badepuppe“ hergestellt. Das Material revolutionierte die Puppenherstellung, da es bruchfest, abwaschbar, farbecht und hygienisch war, alles Eigenschaften, welche die zuvor hergestellten Porzellanpuppen nicht besaßen. Puppenköpfe und -körper konnten nun günstig aus Zelluloid hergestellt werden. Die Herstellung der Puppen wurde durch eine von Robert Zeller entwickelte Pressblas-Technik revolutioniert, bei der erhitztes Zelluloid mit Druck in Formen gepresst und zu einem Hohlkörper gefertigt werden konnte. Die Rheinische Gummi- und Celluloid-Fabrik in Mannheim-Neckarau war von 1895 bis 1960 der bestimmende Puppenproduzent in Deutschland.

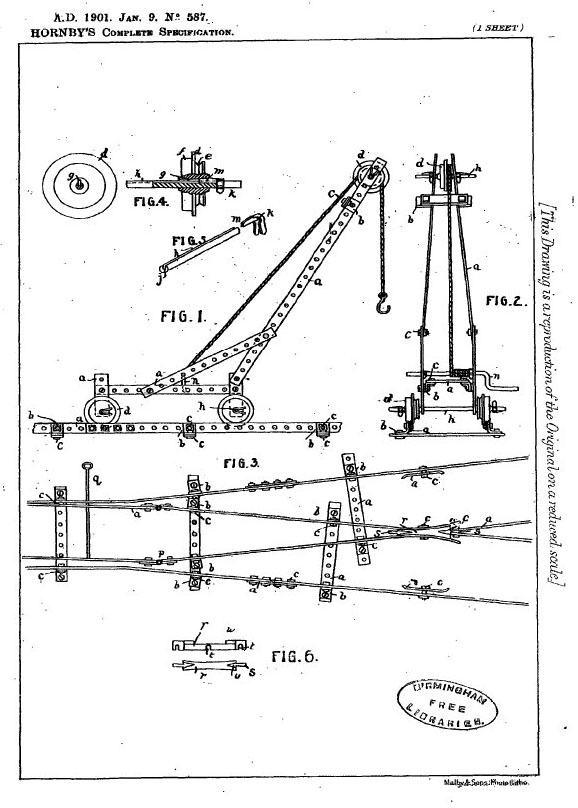
Patent GB190100587A für Meccano

Kostspieliges und empfindliches Spielzeug wie Puppen und Blechspielzeug durfte von den Kindern zum Spielen nicht mit ins Freie genommen werden, aber auch mit Puppenküchen und Kaufmannsläden durften Kinder nur in der Advents- und Weihnachtszeit spielen, danach wurden diese bis zum nächsten Jahr wieder weggepackt.
Mitte des 19. Jahrhunderts begann die serienmäßige und kostengünstige Produktion von Puppenküchen, die zuvor nur als teure Einzelstücke vor allem für die Kinder wohlhabender Bürger hergestellt worden waren. Dadurch wurden Puppenküchen auch für die Kinder von Familien, die weniger wohlhabend waren, erschwinglich, wenn auch in einfacherer Form.
Die serienmäßige Produktion von Kaufläden setzte erst im letzten Drittel des 19. Jahrhunderts ein. Um 1900 gab es Kaufläden mit kompletter Ausstattung bis hin zu Miniaturnachbildungen von bekannten Markenprodukten. Die Einrichtung und das Angebot der Kaufläden orientierte sich dabei immer an den zu dieser Zeit bestehenden Lebensmittel- und Kolonialwarenhandlungen und deren Warenangebot.

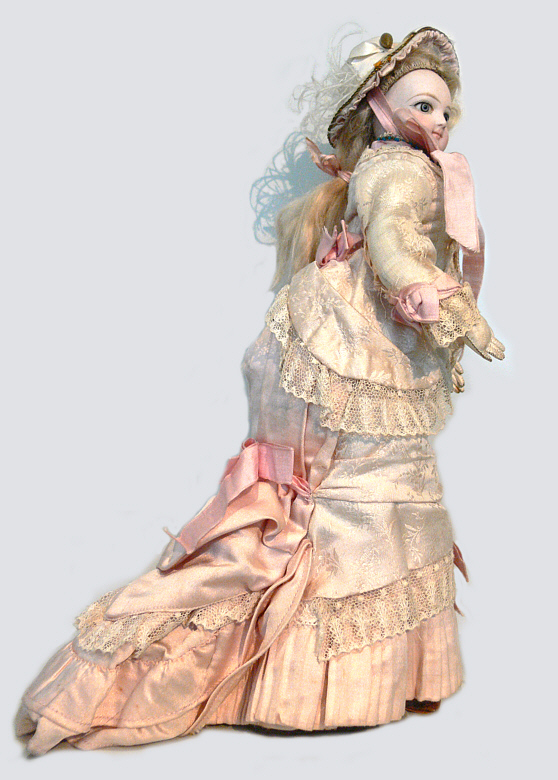
Modepuppe mit Promenadenkleid, Frankreich, um 1870 (vermutlich Emile Jumeau, Paris)

Um 1820 wurden Puppenherde erstmals in Serie gefertigt. Im Jahr 1895 bot die Nürnberger Spielwarenfabrik Bing Blechherde für Kinder an. Die heute vor allem für Modelleisenbahnen bekannte Firma Märklin begann im Jahre 1859 ebenfalls mit der Herstellung von Puppenherden. Die kleinen Puppenherde waren voll funktionsfähig und Kinder konnten auf ihnen einfache Gerichte unter der Aufsicht der Eltern zubereiten. Anfangs wurden die Puppenherde mit Spiritus betrieben, was jedoch nicht ungefährlich war und mitunter bei den Kindern zu Brandblasen führte. Um 1900 gab es auch elektrisch betriebene Puppenherde, die sicherer aber auch deutlich teurer waren. Für das Spiel in der Puppenküche und mit dem Puppenherd gab es spezielle Kochbücher für Kinder.
1895 brachte die Firma Märklin die erste schienengebundene und dampfbetriebene Spielzeugeisenbahn auf den Markt, woraus sich später die elektrische Modelleisenbahn entwickeln sollte. Bereits 1909 umfasste die Produktpalette von Märklin 90 verschiedene Dampfmaschinenmodelle, Puppenstuben- und Küchenzubehör sowie Modelle von Karussells, Autos, Flugzeugen, Schiffen, sowie Kreisel.
Die Entwicklung des ersten Modellbaukastens geht auf Gustav Lilienthal zurück. 1888 meldete dessen Bruder Otto für ihn ein Patent für gelochte Holzleisten an, die zusammengefügt wurden. Der britische Erfinder Frank Hornby entwickelte zehn Jahre später Lochplatten, die aus Metall gefertigt waren und gründet die Firma Meccano.
Die Firma Märklin erwarb 1915 deren Markenrechte und produziert ab 1919 Metallbaukästen.
Josef Friedrich Schmidt entwickelte 1907/1908 das auf dem indischen Spiel Pachisi beruhende heute bekannte Gesellschaftsspiel Mensch ärgere Dich nicht.
Ab 1902 erfolgte auch die Herstellung von sogenanntem Reformspielzeug als einem aus natürlichen Materialien wie Holz gefertigten und die Fantasie anregenden Spielzeug, welches unter der gestalterischen Idee hergestellt wurde, die Kreativität und künstlerische Entwicklung von Kindern und Jugendlichen zu fördern. Diese Entwicklung vollzog sich vor dem Hintergrund der Kunsterziehungsbewegung zu Beginn des 20. Jahrhunderts. Im Rahmen der Kunsterziehungsbewegung wurde Spielzeug bei der Wahrung und Förderung der kindlichen Kreativität eine zentrale Rolle zugeschrieben. Die Entwicklung von Reformspielzeug resultierte auch aus dem Gefühl einer tiefen Unzufriedenheit über die Qualität des zu dieser Zeit bereits massenhaft industriell hergestellten Spielzeugs. Namhafte Künstler wie die Geschwister Fritz, Erich und Gertrud Kleinhempel, Richard Riemerschmid sowie Hermann Urban und Fedor Flinzer oder auch der Schriftsteller Frank Wedekind lieferten Entwürfe für das sogenannte Reformspielzeug.
Hauswirtschaftliche Bildung
Im Deutschen Kaiserreich spielten bis in das frühe 20. Jahrhundert hinein haushaltsnahe Dienstleistungen für die Berufstätigkeit von Frauen eine zentrale Rolle. Statt einer systematischen Schulung wie im dualen System der Berufsausbildung herrschte in der Frauenbildung auf dem Lande oft noch der Grundsatz: „Die Tochter lernt am besten von der Mutter“. Für junge Männer gab es dagegen zu dieser Zeit schon zahlreiche fachliche Bildungseinrichtungen wie etwa Land-, Ackerbau- und Fortbildungsschulen. Die bäuerliche Frauenbildung (bzw. deren Mängel) galt bereits im Kaiserreich schon länger als Problemfeld und wurde zu einem wichtigen Thema der frühen (adeligen bzw. bürgerlichen) Frauenbewegung.
Mit Reifensteiner Schulen und dem zugehörigen Reifensteiner Verband (ursprünglich der 1896 begründete Verein zur Errichtung wirtschaftlicher Frauenschulen auf dem Lande) werden historisch bedeutende berufliche Bildungseinrichtungen für Frauen und Mädchen und der zugehörige Verband bezeichnet.

### Sport

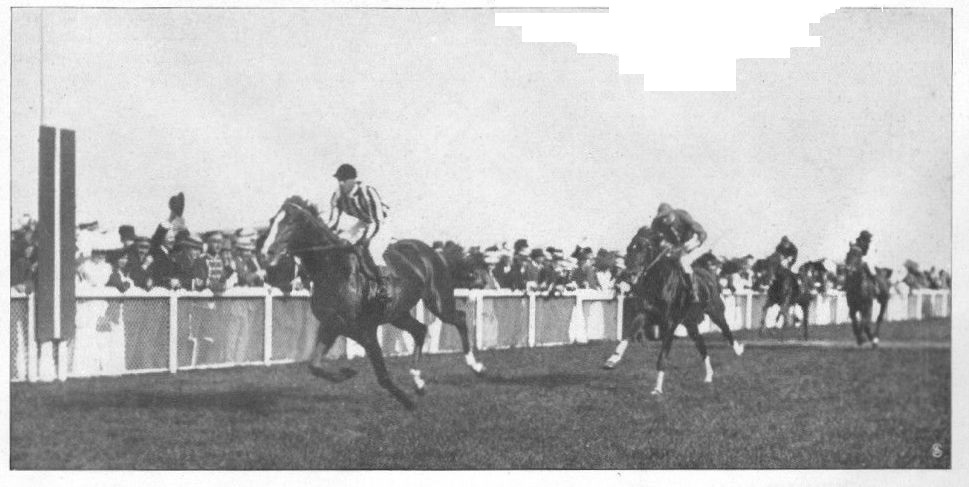
Deutsches Derby in Hamburg-Horn. II (1912)

Im 19. Jahrhundert begeisterten sich immer mehr Menschen sowohl aktiv als auch passiv für Sport. Für viele Menschen stellte die sportliche Betätigung einen Ausgleich zu der oft stupiden und anstrengenden Arbeit in den Fabriken dar. Mit zunehmender Freizeit Ende des 19. Jahrhunderts konnte sich Sport mehr und mehr als Freizeitbeschäftigung einer breiten Bevölkerungsschicht etablieren. Vor allem die Arbeitgeber großer Unternehmen und Fabriken waren an einer Disziplinierung ihrer Arbeiter und Angestellten durch Sport interessiert und gründeten daher oftmals Werkssportvereine. In dieser Zeit wurden auch neue Sportspiele wie Basket- (1891) und Volleyball (1895) erfunden. Im Verlauf des 19. Jahrhunderts wurden verschiedene Sportarten reglementiert und ein internationaler Wettkampfbetrieb mit Weltmeisterschaften entstand.

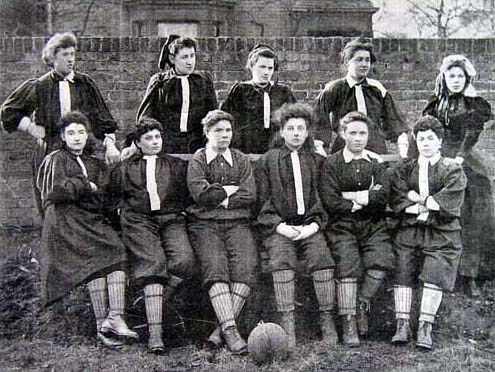
British Ladies Football Club mit Nettie Honeyball (hintere Reihe, zweite von links) (1895)

Beliebte Sportarten der damaligen High Society hingegen waren Reiten, Tennis, Golf, Radsport, Pferderennen und Autorennen.

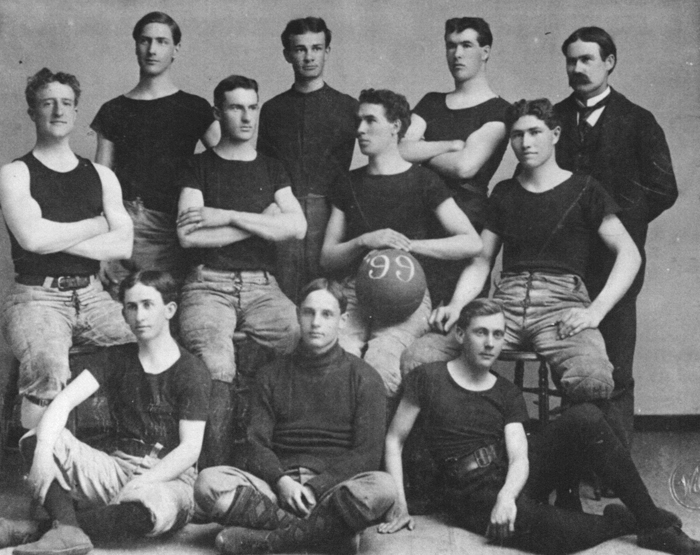
James Naismith (rechts außen) als Trainer der Mannschaft der Universität von Kansas, 1899

Das Bermuda Race oder auch Newport-Bermuda-Race ist eine Hochseeregatta vom Brenton Reef bei Newport (Rhode Island) nach Hamilton auf der Bermudainsel Hamilton Island. Das 647 Seemeilen lange Rennen wurde im Jahr 1906 erstmals ausgetragen und wird seitdem alle zwei Jahre Mitte Juni vom Royal Bermuda Yacht Club (RBYC) und dem Cruising Club of America (CCA) veranstaltet.
Das weltweit erste Golfturnier für Frauen fand 1893 in Lytham St Annes statt. Lady Margaret Scott war Gewinnerin der ersten British Ladies Amateur Golf Championship.
Das auf Initiative der britischen Frauenrechtsaktivistin und Fußballspielerin Nettie Honeyball durchgeführte erste Frauenfußball-Match zwischen England-Nord und England-Süd endete 1895 mit einem Ergebnis von 7:1 und wurde von circa 10.000 Zuschauern verfolgt. Die Fußballerinnen trugen Hüte und (für die damalige Zeit relativ) kurze Röcke über ihren Knickerbockern, um den nötigen Anstand zu wahren.
Das erste offizielle Basketballspiel fand 1892 auf der Basis von dreizehn vom kanadischen Arzt und Pädagogen James Naismith erdachten Regeln in Springfield (Massachusetts) statt. Auf Initiative der amerikanischen Sportlehrerin Senda Berenson Abbott fand 1893 das erste Basketball-Spiel für Frauen am Smith College statt.
1886 fand die erste offizielle Schachweltmeisterschaft statt, der Weltmeistertitel „Champion of the World“ wurde dabei erstmals in einem Zweikampf zwischen dem in den Vereinigten Staaten lebenden Österreicher Wilhelm Steinitz und dem im Vereinigten Königreich lebenden Johannes Hermann Zukertort vergeben.
Am 8. Dezember 1886 wurde die weltweit erste Eishockeymeisterschaftsliga, die Amateur Hockey Association of Canada Montreal gebildet und bestand zwischen 1888 und 1898. Die Amateur Hockey Association of Canada gilt als Vorläufer der National Hockey League, auch der Stanley Cup fand hier seinen Ursprung.
Am 9. Februar 1900 stiftete der 20-jährige US-amerikanische Tennisspieler Dwight Filley Davis als Student in Harvard den nach ihm benannten Davis Cup. Erster Gewinner des Davis Cups waren die USA mit einem 3:0-Sieg über Großbritannien. Der Davis Cup wird seit 1900 alljährlich ausgetragen.
Olympische Spiele

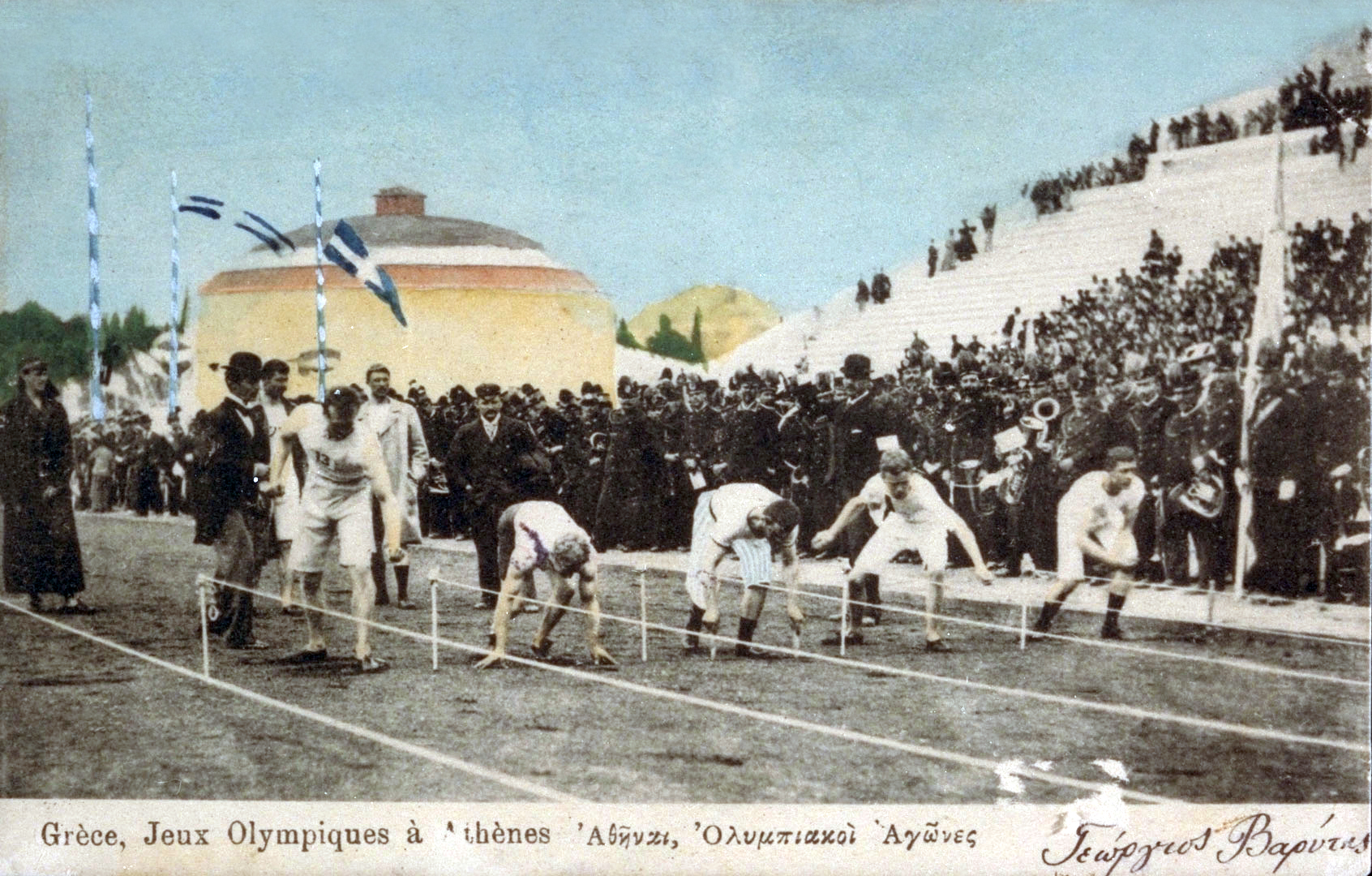
Olympische Spiele in Athen 1896

Pierre de Coubertin gründete 1894 auf dem Olympischen Kongress in Paris das Internationale Olympische Komitee mit dem Ziel, die Olympischen Spiele wiederzubeleben und zur Völkerverständigung beizutragen. Er wählte hierzu die Woche des französischen Derbys, da hierdurch die Teilnahme vieler Sportinteressierter gewährleistet war.
1896 fanden im Panathinaiko-Stadion in Athen die ersten Olympischen Sommerspiele der Neuzeit statt. Die damalige Entscheidung, die ersten Olympischen Spiele nicht in Paris auszutragen, sondern in Athen, wird rückblickend als Glücksfall gewertet. Die Spiele in Athen verliefen erfolgreich und glanzvoll. Es ist kaum vorstellbar, dass die olympische Idee überlebt hätte, wären die vom Chaos geprägten Spiele von Paris zuerst veranstaltet worden.

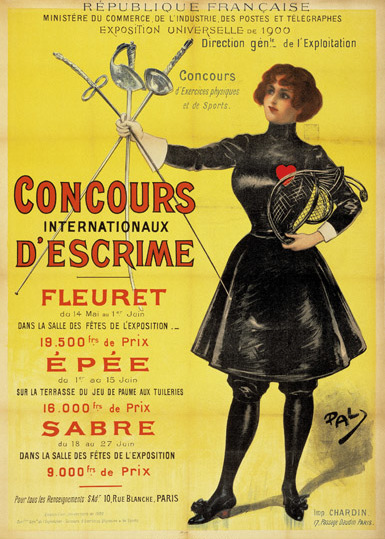
Plakat anlässlich der Olympischen Spiele 1900 in Paris Es wird vom IOC als offizielles Plakat der Olympischen Spiele präsentiert.

Die Olympischen Sommerspiele 1900 (offiziell Spiele der II. Olympiade genannt) wurden in der französischen Hauptstadt Paris im Rahmen der Weltausstellung (Exposition Universelle et Internationale de Paris) ausgetragen. Das Jahr 1900 war ein markantes Datum und entsprach Coubertins Vorstellungen. Die parallele Durchführung mit der Weltausstellung sollte den Olympischen Spielen zu Glanz und Ruhm verhelfen. Im Gegensatz zur Weltausstellung besaßen Olympische Spiele jedoch sowohl in der Öffentlichkeit als auch in Kreisen der Sportfunktionäre und Sportler noch keinen besonderen Stellenwert. Die Organisatoren der Weltausstellung, unter deren Leitung auch alle Sportwettbewerbe veranstaltet wurden, sahen daher auch keine Veranlassung, sich den Forderungen und Ansprüchen von Pierre de Coubertin zu beugen. Der Racing Club de France und der Stade Français, die bedeutendsten französischen Sportvereine jener Zeit, sowie der nicht minder bedeutende französische Sportverband Union des sociétés françaises de sports athlétiques (USFSA) konnten für die Organisation der Wettbewerbe der Ausstellungsleitung gewonnen werden. Anschließend beanspruchte die USFSA alle Rechte an jeglichen Sportveranstaltungen im Jahr 1900 in Paris. Selbst der Name Olympische Spiele wurde in keinem offiziellen Bericht und in nur wenigen Veröffentlichungen jener Zeit verwendet. Die olympischen Wettkämpfe trugen den offiziellen Namen Concours Internationaux d’Exercices Physiques et de Sports (Internationale Wettbewerbe für Leibesübungen und Sport). Als lästiges Anhängsel der Weltausstellung gerieten die Wettkämpfe zu einer Nebensächlichkeit. Zuschauer waren eher zufällige Zaungäste, die Öffentlichkeit wurde kaum über die stattfindenden sportlichen Wettkämpfe informiert. Die Bedingungen für die Sportler waren teilweise unzumutbar und die Wettkampforte über ganz Paris verteilt. Es gab Sportler, die niemals oder erst Jahre später erfuhren, dass sie an Olympischen Spielen teilgenommen hatten. Die meisten Wettkämpfe fanden auf dem Gelände der Weltausstellung in Vincennes, dem Annexe de Vincennes, statt. Das hier vorhandene Vélodrome municipal wird als Hauptwettkampfstätte der Spiele angesehen, in ihm wurde Radsport, Rugby, Fußball, Cricket und Gerätturnen ausgetragen. Die Wettkämpfe der Leichtathletik und im Tauziehen fanden im Croix Catelan, dem Sportplatz des Racing Club de France im Bois de Boulogne statt.

Die Olympische Flagge: 1913 entworfen, 1914 angenommen, 1920 erstmals verwendet.

An den Olympischen Sommerspielen 1900 in Paris konnten erstmals auch Frauen antreten und an sechs Wettbewerben in vier Disziplinen teilnehmen.
Die olympischen Ringe als Teil der olympischen Symbole wurden allerdings erst im Jahr 1913 von Pierre de Coubertin entworfen und bestehen aus fünf verschlungenen Ringen in den Farben Blau, Gelb, Schwarz, Grün und Rot auf weißem Hintergrund. Das Internationale Olympische Komitee (IOC) hisste erstmals 1914 anlässlich des 16. Olympischen Kongress die offizielle Olympiafahne mit den fünf Ringen.
Der Boston-Marathon startete erstmals am 19. April 1897 mit 15 Athleten und war der erste Marathonlauf im Sport, der außerhalb der Olympischen Spiele veranstaltet wurde. Der Boston-Marathon wurde in den Anfangsjahren auch dazu genutzt, medizinische Erkenntnisse über die Auswirkungen sportlicher Belastung auf den menschlichen Körper zu gewinnen.
Motorsport

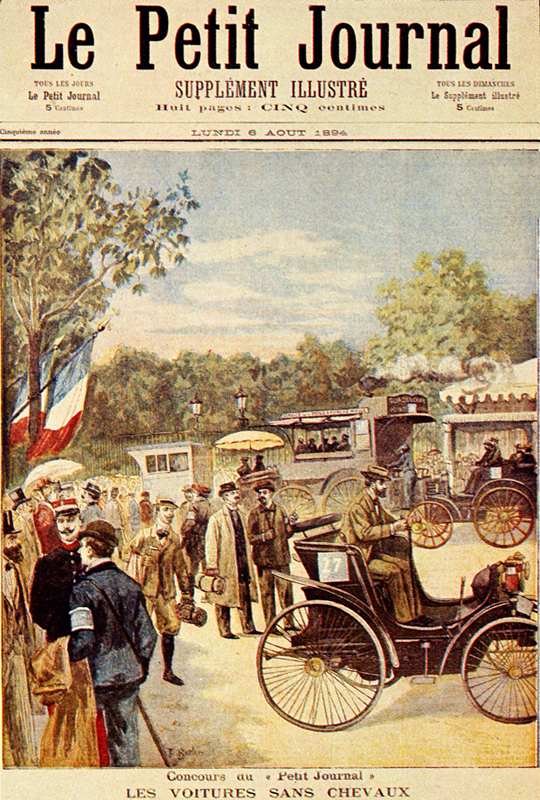
Le Petit Journal vom 6. August 1894: Concours „les voitures sans chevaux“ (Rennen mit „Kutschen ohne Pferde“)

Das erste Rennen im Automobilsport fand am 22. Juli 1894 als Zuverlässigkeitsfahrt über 126 km von Paris nach Rouen und zurück statt, wobei lediglich 15 der ursprünglich 102 Fahrzeuge angemeldeten Fahrzeuge das Ziel erreichten. Die Fahrzeuge wiesen unterschiedliche Antriebsarten auf, darunter 39 mit Dampfantrieb, 38 mit Benzinmotor, 5 mit elektrischem Antrieb, 5 mit komprimierter Luft betriebene und ein Fahrzeug mit Federmechanismus. Dem eigentlichen Sieger Albert Jules Graf de Dion wurde der Sieg jedoch aberkannt, weil der von ihm eingesetzte Dampfwagen mutmaßlich nicht „preiswert“ und „einfach in der Handhabung“ war (was jedoch auf keines der damals teilnehmenden Fahrzeuge zutraf) und somit gegen die Regularien verstieß.
1903 wurde das Rennen Paris–Madrid nach mehreren Todesfällen vorzeitig abgebrochen, unter den tödlich Verunglückten befand sich mit Marcel Renault auch einer der Renault-Brüder. Louis Renault, der im Rennen einen zweiten Platz erreichte, beendete daraufhin seine Rennfahrerkarriere.
Das Jahr 1904 brachte mit dem Gordon-Bennett-Rennen in Deutschland einen weiteren Aufschwung des Motorsports auch außerhalb Frankreichs. Gleichzeitig war es das erste Jahr ohne Stadt-zu-Stadt-Rennen, die nach dem „Todesrennen“ Paris–Madrid 1903 verboten worden waren.
Auf der Strecke Paris–Nantes–Paris wurde 1896 das erste Motorradrennen der Welt mit lediglich acht Teilnehmern ausgetragen.
In Paris wurde 1904 der Motorradweltverband, die Fédération Internationale de Motocyclisme, gegründet.
In Peking starteten 1907 fünf Wagen zum längsten Automobilrennen aller Zeiten, der Fahrt von Peking nach Paris. Die 12.000 km lange Route führte durch die Wüste Gobi, vorbei am Baikalsee, durch Sibirien, über den Ural weiter nach Moskau und Paris. Das italienische Team um Prinz Scipione Borghese wurde am 10. August 1907 in Paris als Sieger gefeiert. Das zweite, vom Holländer Charles Goddard gesteuerte, Kraftfahrzeug traf erst am 30. August in Paris ein, die anderen Teilnehmer kamen nicht ins Ziel.

Die erste Rallye Monte Carlo fand 1911 auf Initiative von Fürst Albert I. von Monaco statt. Bei der Rallye handelte es sich damals um eine sogenannte Sternfahrt, die auch in der Wintersaison Touristen ins Fürstentum Monaco locken sollte. Am 21. Januar 1911 starteten in Genf, Paris, Boulogne-sur-Mer, Berlin, Wien und Brüssel insgesamt 20 Teilnehmer nach Monaco. Die Rallye Monte Carlo gilt als Anfang des heutigen Rallyesports.
Radsport

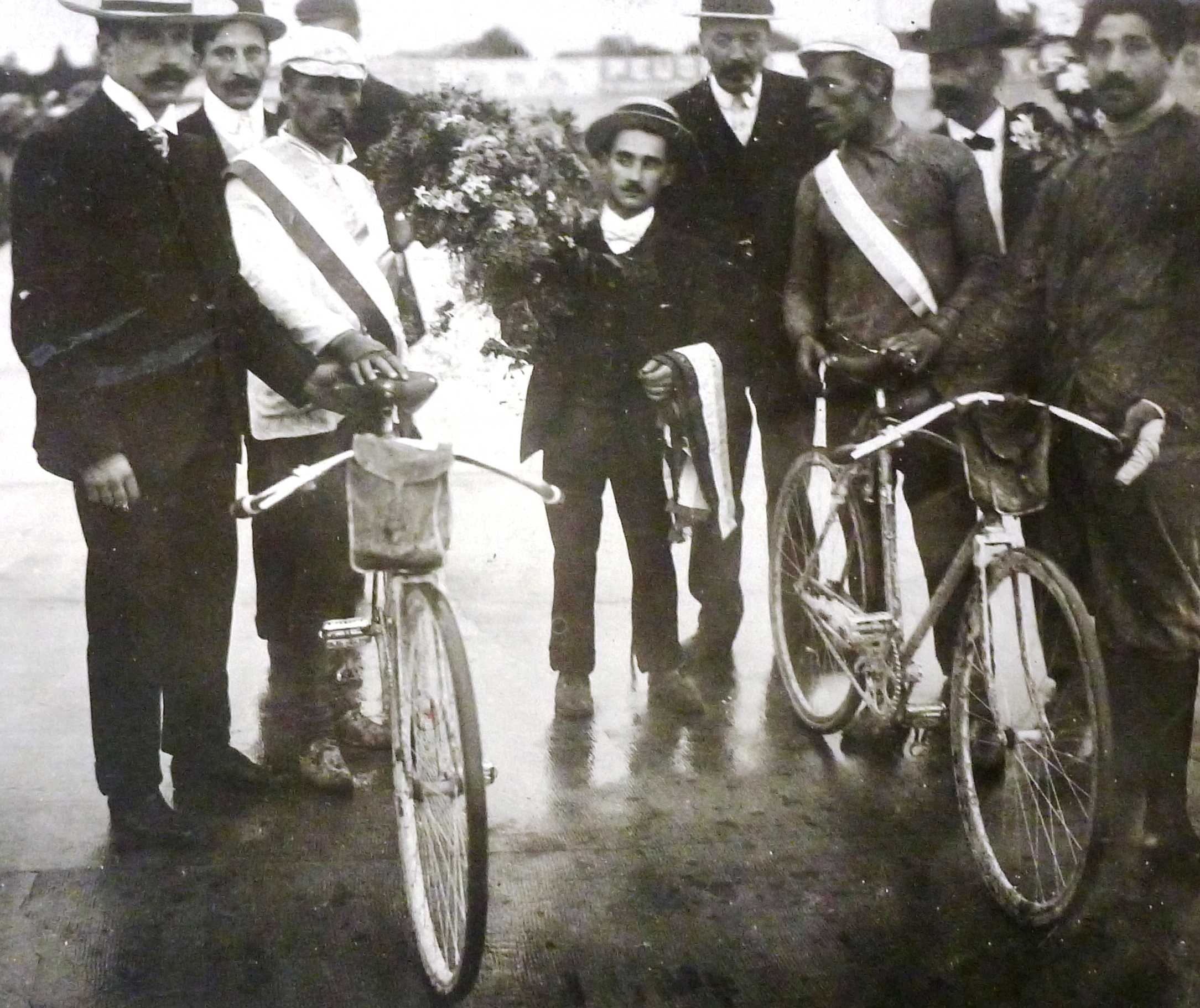
Maurice Garin nach seinem Sieg bei der Tour de France 1903, rechts der Zweitplatzierte Léon Georget

Im Jahr 1892 wurde das Straßenrennen Lüttich–Bastogne–Lüttich erstmals ausgetragen und ist heute das älteste noch ausgetragene Eintagesrennen.
Bei den Olympischen Sommerspielen 1896 fand ein Straßenrennen über 87 km von Athen nach Marathon und wieder zurück statt.
Die Radsportverbände von Belgien, Frankreich, Italien, der Schweiz und der USA gründeten 1900 in Paris den Weltverband Union Cycliste Internationale (UCI). Erster Präsident war der Belgier Emile De Beukelaer.
Die 1903 ins Leben gerufene Tour de France war das erste echte Etappenrennen in der Geschichte des Radsports. Sie umfasste sechs Etappen, fand zwischen dem 1. und 19. Juli 1903 statt und führte über eine Gesamtlänge von 2.428 Kilometern. Sieger wurde der favorisierte Franzose Maurice Garin mit einem Stundenmittel von 25,679 km/h.
Angeregt durch die Tour de France wurde von der italienischen Sportzeitung Gazzetta dello Sport 1909 der Giro d’Italia, ins Leben gerufen und gilt bis heute als eines der bedeutendsten Etappenrennen im Straßenradsport der Männer.
Das erste Sechstagerennen des Radsports in Europa überhaupt fand am 15. März 1909 in den Berliner Ausstellungshallen am Zoo statt. Auf einem 150 m langen Lattenoval kämpften 15 Mannschaften um den Sieg, den schließlich die amerikanische Paarung Jimmy Moran und Floyd MacFarland nach 144 Stunden und 3865,7 gefahrenen Kilometern erringen konnte.
Die erstmalige Austragung der Flandern-Rundfahrt fand am 25. Mai 1913 statt und führte über 324 Kilometer durch die großen Städte von West-und Ostflandern.
Fußball

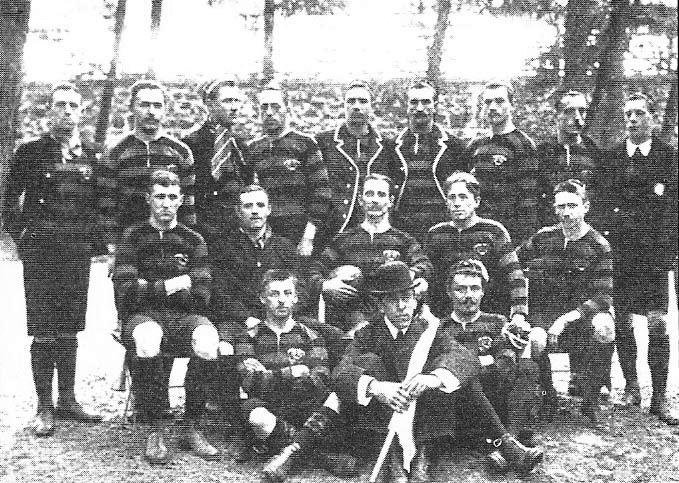
Die Frankfurter Rugby-Mannschaft bei den Olympischen Spielen 1900 in Paris.

Die Bestrebungen, ein einheitliches Spiel zu schaffen, führten am 26. Oktober 1863 zur Gründung des englischen Fußball-Verbandes (The Football Association), der damit der erste Fußballverband der Welt war. Der englische Fußballverband war maßgeblich an der Formulierung der Regeln des modernen Fußballspiels beteiligt und nimmt somit einen besonderen Platz in der Geschichte des Sports ein.
1878 fand erstmals ein Fußballspiel mit Hilfe elektrischer Beleuchtung (Flutlichter) in Sheffield an der Bramall Lane statt, vier Bogenlampen der Firma Siemens sorgten dabei für die nötige Beleuchtung.

Im Jahr 1880 wurde der „Fußballclub Frankfurt“ durch den Zusammenschluss der zwei Rugbymannschaften Germania und Franconia Frankfurt gegründet. Die damals einzige betriebene Sportart wurde noch als Rugby Fußball (im Vergleich zu Associations Fußball, das später zu Fußball wurde) bezeichnet. 1893 wurde der FC Frankfurt Mitglied der Süd-Westdeutschen Fußball-Union.

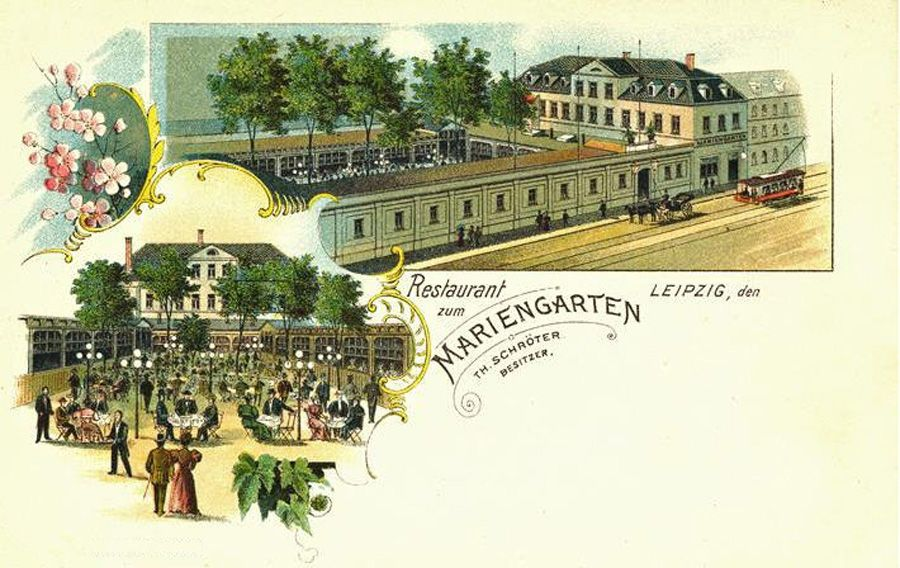
Restaurant „Zum Mariengarten“ in Leipzig

Im Jahr 1894 wurde das erste britische Frauen-Fußballteam, der British Ladies’ Football Club, von der britische Frauenrechtsaktivistin Nettie Honeyball gegründet. Die Spielerinnen trugen Hüte sowie Röcke über ihren Knickerbockern, um den Anstand zu wahren und kein Aufsehen zu erregen.
Im Rahmen der Olympischen Spiele und der Weltausstellung 1900 in Paris wurde erstmals ein Rugbyspiel ausgetragen. Am 14. Oktober 1900 trat der Fußballclub Frankfurt als Vertreter für Deutschland im Vélodrome de Vincennes gegen eine französische Mannschaft an. Das Spiel endete 27:17 für Frankreich. Seit 1902 gehört Hockey zu den Sportarten des Clubs. 1905 wurde erstmals von einem Hockeyspiel des Clubs berichtet. 1914 wurde der „Fußballclub Frankfurt“ in Sport-Club „Frankfurt 1880“ e. V. umbenannt.
Der Deutsche Fußball-Bund e. V. (DFB) wurde am 28. Januar 1900 in der Gaststätte „Zum Mariengarten“ (Büttnerstraße 10) in Leipzig von 36 Vertretern von 86 Vereinen gegründet und richtet seit 1903 die deutsche Fußballmeisterschaft aus. Am 21. Mai 1904, dem Gründungstag der FIFA, trat der DFB per Fernschreiben der FIFA als achtes Mitglied dem Weltfußballverband bei.
In Paris wurde am 21. Mai 1904 der Weltfußballverband FIFA von dem niederländischen Bankier und Fußballfunktionär Carl Anton Wilhelm Hirschmann und dem französischen Journalisten und Fußballfunktionär Robert Guérin gegründet. Gründungsmitglieder waren die nationalen Fußballverbänden von Belgien, Dänemark, Frankreich, Niederlande, Schweden, Schweiz und Spanien. Robert Guérin war vom 22. Mai 1904 bis zum 4. Juni 1906 erster Präsident des Weltfußballverbandes FIFA.

### Stadtentwicklung

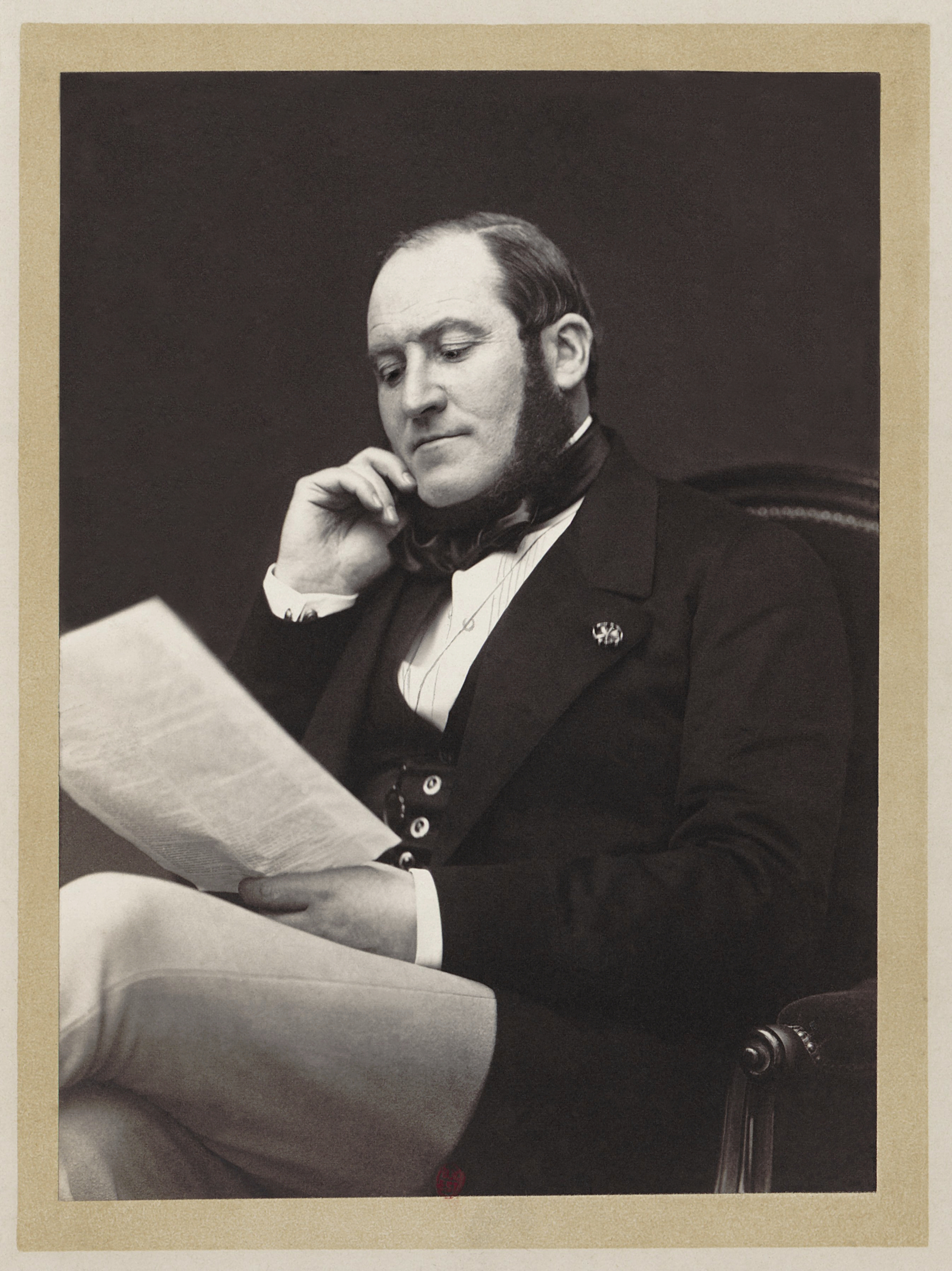
Georges-Eugène Haussmann

Der französische Kaiser Napoléon III. erkannte Mitte des 19. Jahrhunderts in Georges-Eugène Haussmann den geeigneten Mann, um seine hochgesteckten Ziele in Hinblick auf eine grundlegende städtebauliche Umgestaltung der Hauptstadt Paris zu verwirklichen. Er ernannte ihn 1853 zum Präfekten von Paris, damals Département de la Seine, und stattete ihn mit außergewöhnlichen Befugnissen aus. Haussmann war in dieser Funktion bis 1870 zur weitgehenden Zufriedenheit des Monarchen tätig. Der französische Kaiser wollte Paris zu einer modernen Metropole des Industriezeitalters gestalten, um sich mit Hauptstädten anderer europäischer Großmächte wie London oder St. Petersburg messen zu können. Die Metropole sollte durch die Anlage monumentaler Sichtachsen übersichtlich gegliedert und den Anforderungen des modernen Straßen- und Schienenverkehrs angepasst werden. Neben den Verkehrsanlagen entstanden auch weitläufige Grünanlagen nach englischem Vorbild, zum Teil als Erweiterung und Neugestaltung vorhandener Anlagen (z. B. Jardin du Luxembourg, Bois de Boulogne). Beim Umbau der Stadt spielten auch militärische Aspekte eine Rolle, so begünstigte die „Haussmannisierung“ von Paris die Kampfführung regulärer Truppen gegen aufständische Bürger.

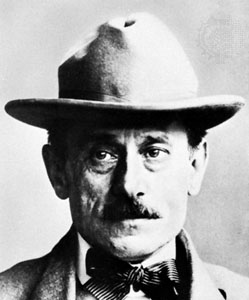
Tony Garnier

Die Bauarbeiten zur Umgestaltung von Paris konzentrierten sich im Wesentlichen auf die Areale des Louvre, des Tuilerien-Palastes, die Zufahrtswege zum Hôtel de Ville, die Rue de Rivoli, die Umgebung der Oper, die Île de la Cité, die noch aus der Zeit Louis XIV. stammenden Grands Boulevards und die Avenuen, die auf die Place de l’Étoile zulaufen. Insgesamt wurden Straßen von rund 150 Kilometern Länge neu gebaut. Neben den großen Markthallen Les Halles entstanden die großen Bahnhöfe und andere kommunale Einrichtungen, darunter mehrere Theater und auch eine neue Kanalisation.
Der französische Architekt und Städtebauer Tony Garnier legte um 1900 den Entwurf einer Idealstadt vor, der sogenannten Cité industrielle, die den Diskurs zum Städtebau im 20. Jahrhundert wesentlich beeinflussen sollte. Zusammen mit anderen Architekten wie Auguste Perret zählt er heute zu den Wegbereitern und Vorläufern der modernen Architektur.

An der Wende vom 19. zum 20. Jahrhundert verzeichneten viele Städte ein starkes Bevölkerungswachstum. Die Großstädte mit ihren Fabriken zogen viele Menschen in der Hoffnung auf Arbeit an und galten als Hoffnungsort und Moloch zugleich. Die Städte waren von Luxus und Reichtum einerseits sowie von großer Armut und großem Wohnungselend andererseits geprägt. Während die Wohnverhältnisse in den Werkswohnungen der Fabriken noch erträglich erschienen, erwiesen sich die Wohnverhältnisse der meisten Arbeiterfamilien in den großen Mietskasernen oder -häuser der Städte als katastrophal. Die Familien lebten dort meist auf engstem Raum in schlecht belichteten und belüfteten Ein- und Zweizimmerwohnungen. Da das wenige Geld meist nicht ausreichte, waren Schlaf- und Kostgänger sowie Untermieter willkommen, die Zusatzeinnahmen aber allzu oft auch Krankheiten mit sich brachten. Küchen und sanitäre Einrichtungen waren in den Wohnungen nicht vorhanden, die vorhandenen Gemeinschaftstoiletten lagen außerhalb der eigentlichen Wohnung, Bäder gab es nicht. Die schlechten hygienischen Verhältnisse erwiesen sich häufig als gesundheitsgefährdend.
Camillo Sitte

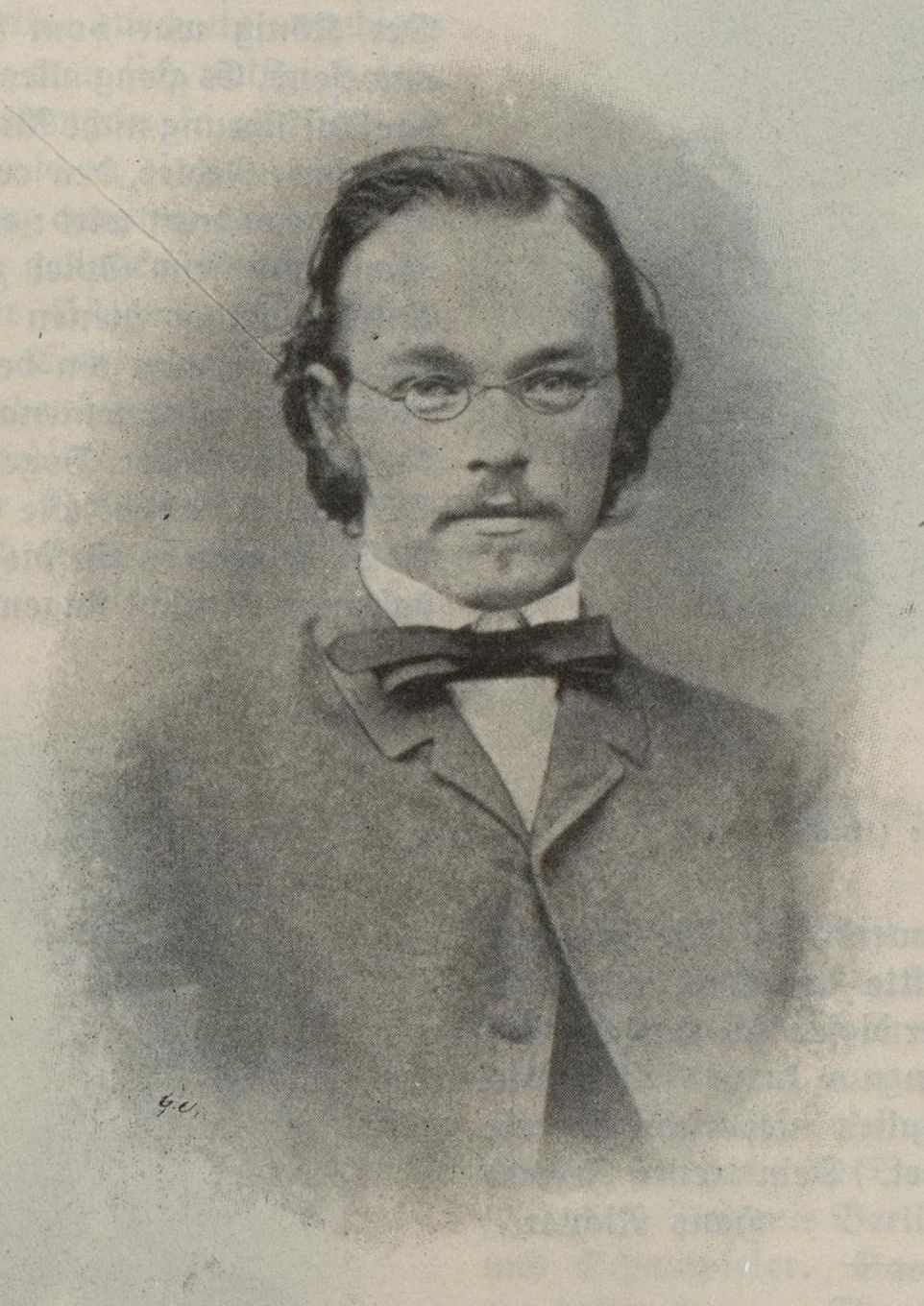
Camillo Sitte (1867)

Der österreichische Architekt und Stadtplaner Camillo Sitte war einer der Ersten, der sich sowohl theoretisch als auch kritisch mit der Stadtplanung im Industriezeitalter auseinandersetzte. Sitte erwarb sich 1889 mit der Veröffentlichung seines Buches Der Städtebau nach seinen künstlerischen Grundsätzen über die Grenzen Österreich-Ungarns hinaus hohes Ansehen. In seinem Buch, das in rascher Folge wiederaufgelegt wurde, legte er die „Beziehung zwischen Bauten, Monumenten und Plätzen“ am Beispiel von historischen, oft italienischen Platzgestaltungen dar, die das „Künstlerische“ und „Malerische“ mit dem „Technischen“ zu einem guten Städtebau verbunden hätten, und ließ einer Abhandlung über verschiedene städtebauliche Systeme das „Beispiel einer Stadtregulierung nach künstlerischen Grundsätzen“ folgen. Es müsse der „Stadtbau als Kunstwerk“ verstanden werden, nicht „nur als technisches Problem“. Im Zentrum seiner Betrachtungen stand der städtische Platz, der „als Mittelpunkt einer bedeutenden Stadt die Versinnbildlichung der Weltanschauung eines großen Volkes“ sei. Zentrale Plätze sollten ein „Sonntagskleid“ erhalten und „zum Stolz und zur Freude der Bewohner, zur Erweckung des Heimatgefühles, zur steten Heranbildung großer edler Empfindungen bei der heranwachsenden Jugend dienen“. Sittes bekanntester Architektur-Schüler war der Österreicher Joseph Maria Olbrich. Im Bereich der Landschafts- und Freiraumplanung nahm der deutsche Landschaftsarchitekt Leberecht Migge Sittes Anregungen auf. Sitte beeinflusste auch den englischen Architekten und Stadtplaner Raymond Unwin, den Planer der englischen Gartenstadt Letchworth (1903) und sein Buch Town Planning in Practice (1909).
Patrick Geddes

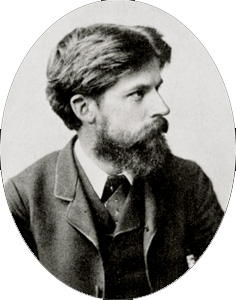
Patrick Geddes (1886)

Der schottische Biologe und Stadtplaner Patrick Geddes betonte den Wert regionaler Planung und die Notwendigkeit, städtische Entwicklungen im Kontext der gesamten Region zu betrachten. Geddes war wie der Soziologe John Ruskin der Ansicht, soziale Prozesse und räumliche Strukturen seien eng miteinander verbunden. Er hielt es daher auch für möglich, durch gezielte Gestaltung der räumlichen Umwelt soziale Prozesse zu beeinflussen oder zu initiieren. Geddes entwickelte seine Ideen zu Beginn des 20. Jahrhunderts, einer Zeit, in der die Industrialisierung die Lebensweise der Menschen im Vereinigten Königreich dramatisch veränderte. Geddes Ziel war die Schaffung eines städtischen Umfeldes, das optimal auf die Bedürfnisse des Menschen eingerichtet war und Körper und Geist in Einklang bringen sollte. Seine Thesen beeinflussten viele Denker des 20. Jahrhunderts, wie etwa den US-amerikanischen Urban-Theoretiker Lewis Mumford. Geddes wird oft als "Vater der Stadtplanung" bezeichnet.
Stadtparks, Grünanlagen und Gartenstädte

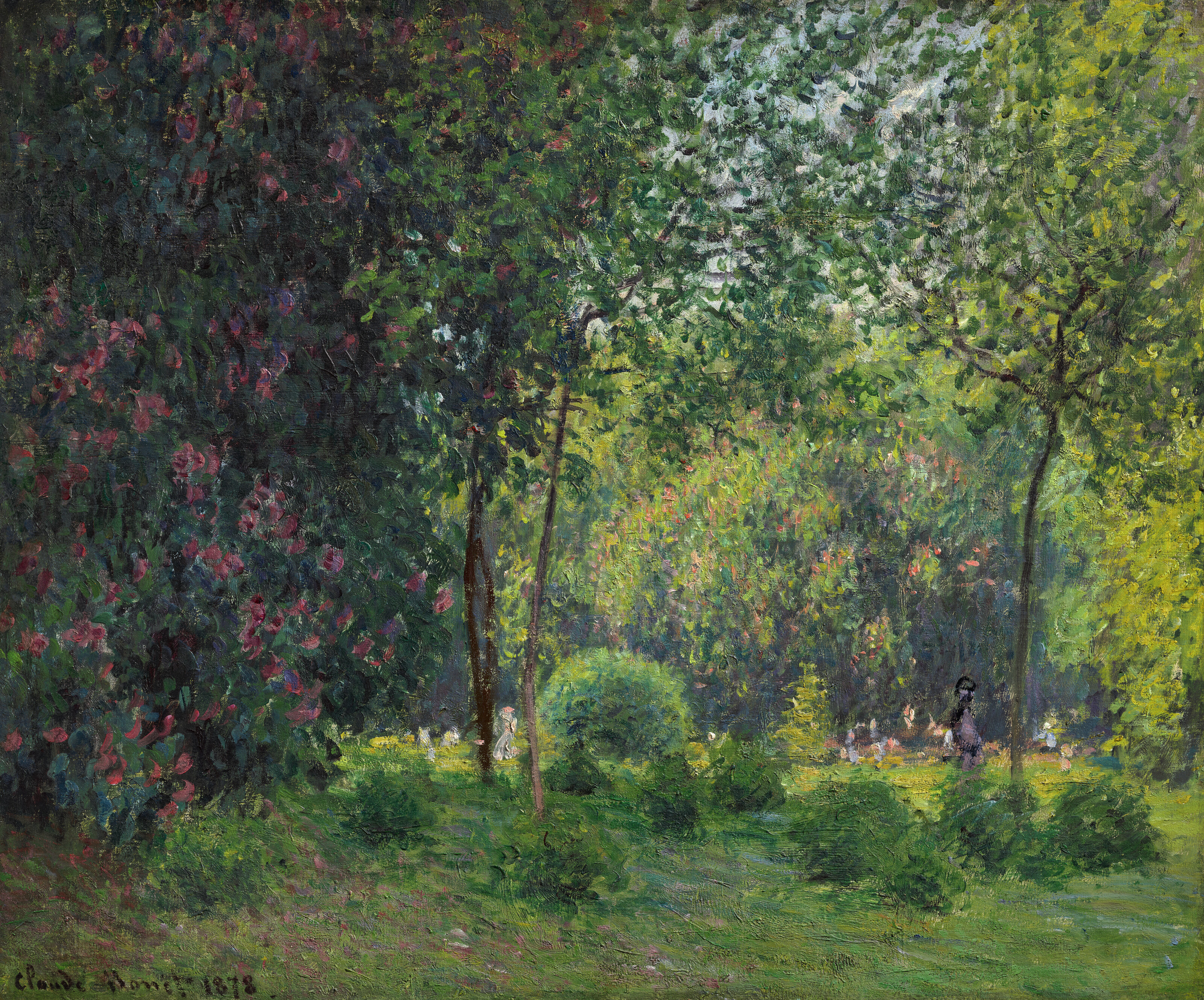
Claude Monet: Le parc Monceau (1878)

In Paris waren Volksgärten, Schlosspark- und Grünanlagen wie der Jardin du Luxembourg, der Parc des Buttes-Chaumont, der Jardin des Tuileries, der Parc Monceau und der Bois de Boulogne Schauplätze des vielfältigen gesellschaftlichen Lebens während der Belle Époque. In den Parkanlagen wurden oft die neuesten landschaftlichen und architektonischen Ideen umgesetzt, so wurde beispielsweise der Eiffelturm, eines der berühmtesten Wahrzeichen von Paris, als Teil der Weltausstellung von 1889 im Champ de Mars errichtet. In den Pariser Parkanlagen fanden regelmäßig Konzerte, Theateraufführungen und andere kulturelle Veranstaltungen statt. Die Events waren oft aufwändig inszeniert und lockten viele Besucher an. Die Pariser Bourgeoisie und der Adel nutzten die Parks, um ihre neuesten Moden zu präsentieren und das gesellschaftliche Leben zu genießen. Die Parks waren auch als Spielplätze für Kinder sehr populär. Im Bois de Vincennes wurden für die Olympischen Sommerspiele 1900 Sportanlagen gebaut, so fanden die Wettbewerbe im Bogenschießen im Bois de Vincennes statt.
Die zahlreichen Parkanlagen von Paris inspirierten auch viele Künstler, darunter Maler, Schriftsteller und Musiker. Im Jahr 1876 malte Claude Monet fünf Bilder vom Park Monceau, darunter eine Serie von drei Bildern, die den Park im Frühling zeigen. Der französische Komponist und Musikkritiker Hector Berlioz war ein großer Liebhaber dieses Parks. In der Parkanlage stehen auch die Statuen berühmter Persönlichkeiten wie beispielsweise Guy de Maupassant, Frédéric Chopin, Charles Gounod, Ambroise Thomas und Édouard Pailleron.

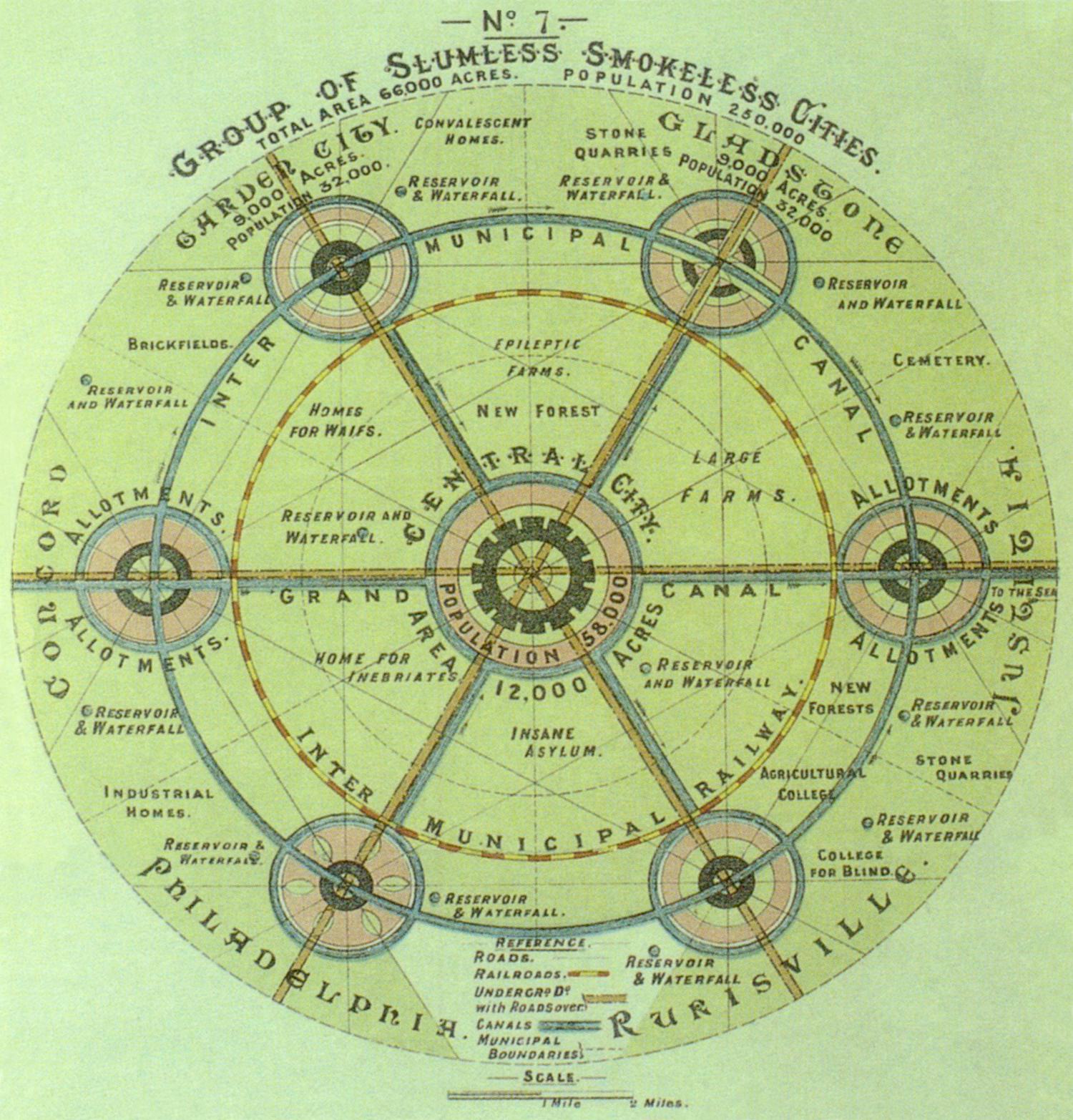
Das erste Gartenstadt-Konzept von Ebenezer Howard aus dem Jahr 1902: Die Wohnstädte sind ringförmig um die Kernstadt angeordnet und mit ihr durch sternförmig verlaufende Straßen, Eisenbahn- und U-Bahnlinien vernetzt sowie untereinander ringförmig verbunden.

Zur Verbesserung der Lebensqualität entstanden nach dem Vorbild der französischen Hauptstadt Paris in vielen europäischen Städten großzügig angelegte Grünflächen und Parkanlagen. Darüber hinaus wurde die Natur als Zufluchtsort immer wichtiger. Ausflüge in die nähere Umgebung gehörten für viele Menschen zum sonntäglichen Freizeitprogramm. Gärten und Gartenlokale als Rückzugsorte bzw. Wintergärten für das Großbürgertum erfreuten sich ebenfalls großer Beliebtheit.
Viele Künstler erwarben am Rande der Städte Gartenhäuser und schlossen sich zu Künstlerkolonien zusammen. Unter ihnen fanden Aspekte neuer Lebensformen wie Freikörperkultur und die anthroposophischen Lehren des österreichischen Esoterikers und Schriftstellers Rudolf Steiners als alternative Lebensentwürfe zahlreiche Anhänger. In dieser Zeit entwickelten sich auch der Vegetarismus, die Naturheilkunde und die noch heute bestehenden Reformhäuser.
Als Reaktion auf die schlechten Wohn- und Lebensverhältnisse sowie steigenden Grundstückspreise in den Großstädten entwarf der britische Stadtplaner Ebenezer Howard im Jahr 1889 das Modell der planmäßigen Entwicklung von Gartenstädten. Die Idee der Gartenstadt fand auch in Deutschland großen Anklang und bereits 1902 wurde in Berlin die Deutsche Gartenstadt-Gesellschaft (DGG) gegründet.
Wasserversorgung und Hygiene

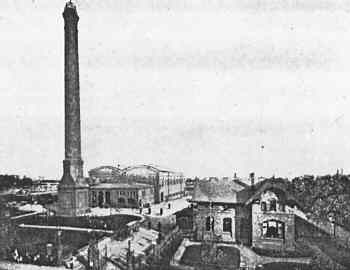
Erste Müllverbrennungsanlage Hamburg

Neue Erkenntnisse zur Prävention von Krankheiten führten im 19. Jahrhundert zur Entstehung einer öffentlichen Gesundheitsfürsorge. Hatten sich die Maßnahmen zur Kontrolle und Ausgrenzung Kranker oder potenziell Kranker in den Ländern Westeuropas bis dahin vor allem auf Quarantäneregelungen beschränkt, erkannten Regierungen ab der Mitte des 19. Jahrhunderts zunehmend die Notwendigkeit, eine systematische öffentliche Gesundheitsfürsorge aufzubauen. Zahlreiche neue Maßnahmen richteten sich auf den Ausbau infrastruktureller Einrichtungen wie den Aufbau einer sauberen öffentlichen Wasserversorgung und -entsorgung, wodurch Krankheiten der Nährboden entzogen werden sollte. Die Öffentliche Wasserversorgung, die bis dahin privaten und religiösen Initiativen überlassen worden war, wurde in staatliche Hände gelegt, während außerhalb Westeuropas Städte teilweise schon deutlich früher für eine Verbesserung der Stadthygiene mittels Wasserversorgung und -entsorgung aktiv geworden waren.
Der Wert technischer Wasserreinigung wurde eindrucksvoll bestätigt, als 1849 bekannt wurde, dass Cholera durch verunreinigtes Trinkwasser verursacht wird. Trotz dieser Erkenntnisse sollte es noch Jahrzehnte lang dauern, so etwa in London bis 1868 und in München sogar bis 1881 (Wasserversorgung Münchens), bis sich das neue Wissen gegen einen vielfach radikalen Marktliberalismus durchgesetzt hatte und endlich geeignete Maßnahmen ergriffen werden konnten.
Die geregelte  Entsorgung von Müll spielte ebenfalls eine wichtige Rolle bei der Vorbeugung von Krankheiten, so wurde 1876 in Nottingham eine erste Müllverbrennungsanlage in Betrieb genommen. In Deutschland wurde 1896 in Hamburg die erste Müllverbrennungsanlage eröffnet, nachdem eine in der Stadt grassierende Cholera-Epidemie auf die dort durchgeführte Abfalldeponierung unter anderem als mögliche Ursache hingedeutet hatte.
Stadtplanung und städtische Infrastruktur

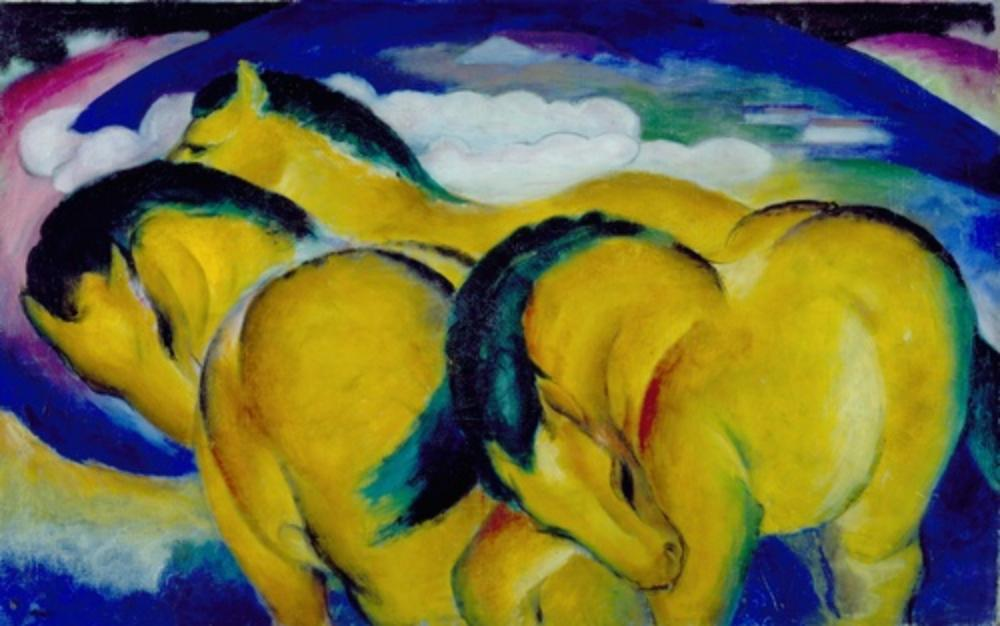
Franz Marc: Die kleinen gelben Pferde (1912)

Mit der zunehmenden Kommunalisierung der städtischen Infrastruktur begann auch die wissenschaftliche Stadtplanung. Das Konzept des Munizipalsozialismus ging von Großbritannien aus und konnte sich auch in Deutschland, Frankreich und den meisten anderen europäischen Ländern etablieren. In Deutschland und Österreich wurden Infrastrukturunternehmen wie Straßenreinigung, Müllabfuhr oder Straßenbahn-Gesellschaften gegründet und meist in Stadtwerken gebündelt.
Am 27. November 1905 konstituierte sich der Deutsche Städtetag als ständige Einrichtung auf seiner ersten Sitzung in Berlin, an der Vertreter von 131 Städten und 7 regionalen Städteverbänden teilnahmen. Der Deutsche Städtetag war ursprünglich eine einmalige Veranstaltung, die anlässlich einer im 1903 in Dresden ausgerichteten Deutschen Städteausstellung vom damaligen Dresdner Oberbürgermeister Otto Beutler initiiert wurde. Im Zentrum standen die Leistungen der kommunalen Selbstverwaltungen in den Bereichen Stadtplanung, Infrastruktur und Soziales.
In den Jahren 1908 und 1909 vergrößerte sich beispielsweise das Stadtgebiet von Düsseldorf, das in der Phase der Hochindustrialisierung in Deutschland als „Schreibtisch des Ruhrgebiets“ bedeutend angewachsen war, durch zahlreiche Eingemeindungen auch räumlich. Für das Düsseldorfer Gebiet stellte sich die Frage einer gesamtstädtischen Stadtentwicklungs- und Flächennutzungsplanung, um das rasante Wachstum der Stadt in geordnete Bahnen zu lenken, ihre Stadtteile besser miteinander zu verbinden und die eigenen Planungen mit denen der Region zu verknüpfen, insbesondere im neuen linksrheinischen Bereich der Stadt. Nach dem Vorbild des 1908/1909 durchgeführten Planungswettbewerbs „Groß-Berlin“ beschäftigten sich Düsseldorfer Planer und Politiker daher mit Fragen der städtebaulichen Gesamtplanung und einer Frühform der regionalen Planung. Im Jahr 1912 wurde von der Stadt Düsseldorf in ihrem Kunstpalast sowie angrenzenden Messehallen die Städte-Ausstellung Düsseldorf für Rheinland, Westfalen und benachbarte Bezirke ausgerichtet. Im Verlauf der Veranstaltung präsentierte die Stadt die Ergebnisse ihres Wettbewerbs zu einem Generalbebauungsplan für „Groß-Düsseldorf“. Die gesamte Veranstaltung widmete sich den Fragen der modernen Großstadtentwicklung und schloss eine Messe in den Bereichen städtische Infrastruktur, Medizin und Krankenhausbau, öffentlicher Hochbau und Industrie mit ein.

### Gesundheit und Hygiene

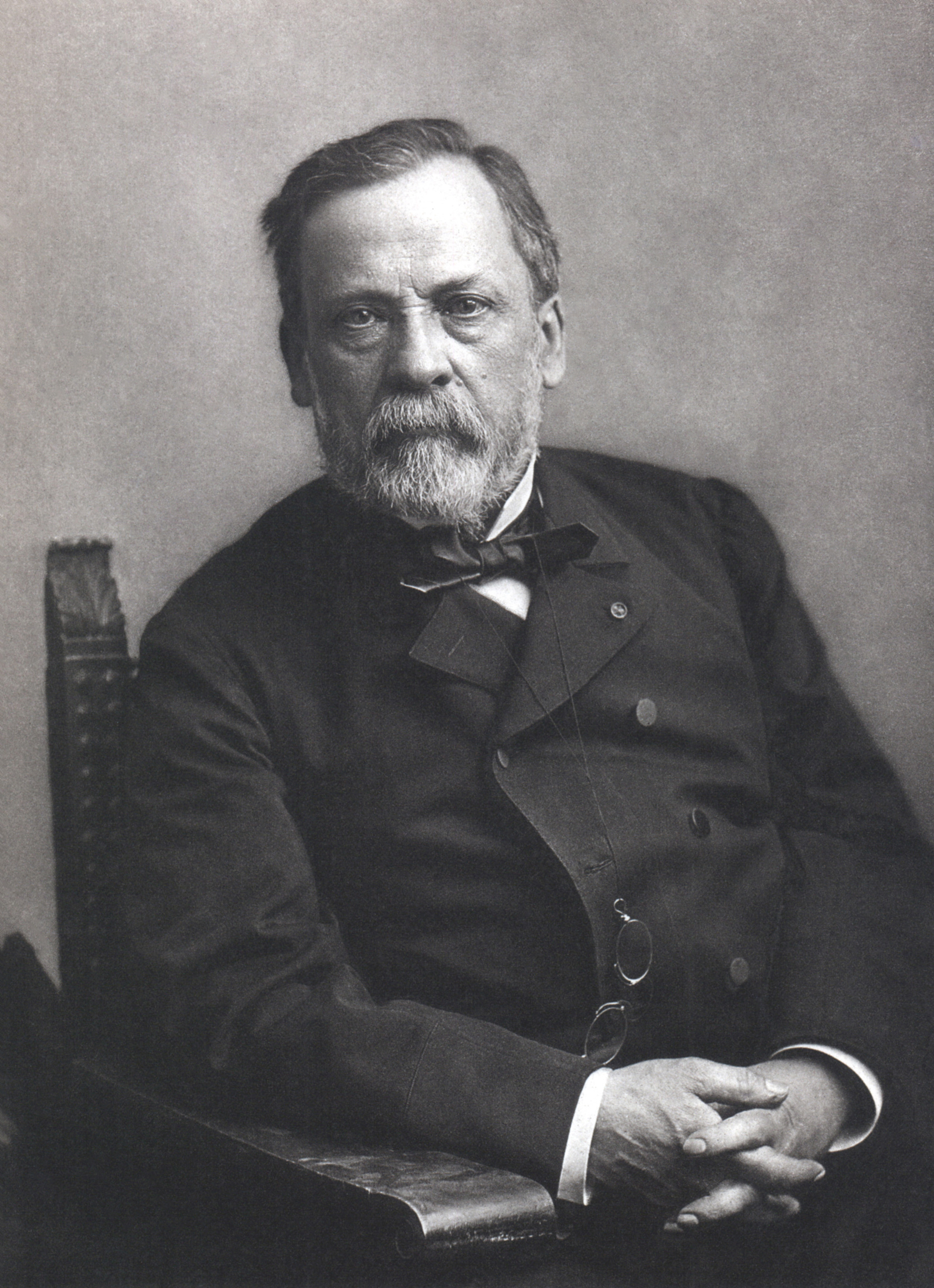
Louis Pasteur (1895), Studioporträt von Paul Nadar

In der zweiten Hälfte des 19. Jahrhunderts wandelte sich die Medizin, die bis dahin lediglich als Handwerk und Kunstlehre begriffen worden war, zu einer ernstzunehmenden Wissenschaft. Hospitäler, die zuvor nur Pflege- und Versorgungseinrichtungen gewesen waren, avancierten zu Orten, an denen Menschen therapiert und Forschung betrieben wurde. In den Bereichen Medizin und Hygiene kam es im 19. Jahrhundert zu deutlichen Fortschritten, beispielsweise im Bereich der Geburtshilfe. Die Säuglingssterblichkeit ging zurück und die durchschnittliche Lebenserwartung stieg.
In der breiten Öffentlichkeit setzte sich ab der Mitte des 19. Jahrhunderts zunehmend die medizinische Erkenntnis durch, dass Gesundheit und Hygiene eng miteinander verbunden sind. Reinlichkeit und Wohlgeruch galten daher vor allem in besseren Gesellschaftskreisen als Zeichen für eine gesunde Lebensführung. Dies betraf auch die Zahnpflege und Mundhygiene.

Zur körpereigenen Pflege waren in Drogerien einfache Kernseife und verschiedene Arten von Pflanzenseife erhältlich. 1885 gründeten die englischen Brüder William Hesketh Lever und James Darcy Lever die Seifenfabrik Lever Brothers. Ihr Produkt war innovativ, weil Palmöl statt wie bisher Talg für die Seifenherstellung verwendet wurde. Die Brüder Lever gaben der Seife den Namen „Sunlight Soap“. 1899 entstand in Mannheim-Rheinau die Sunlight Seifenfabrik AG, die sich bereits vier Jahre später zum größten Seifenhersteller auf dem europäischen Kontinent entwickelte. Die dort produzierte Seife wurde unter dem Namen Sunlicht-Seife vertrieben.

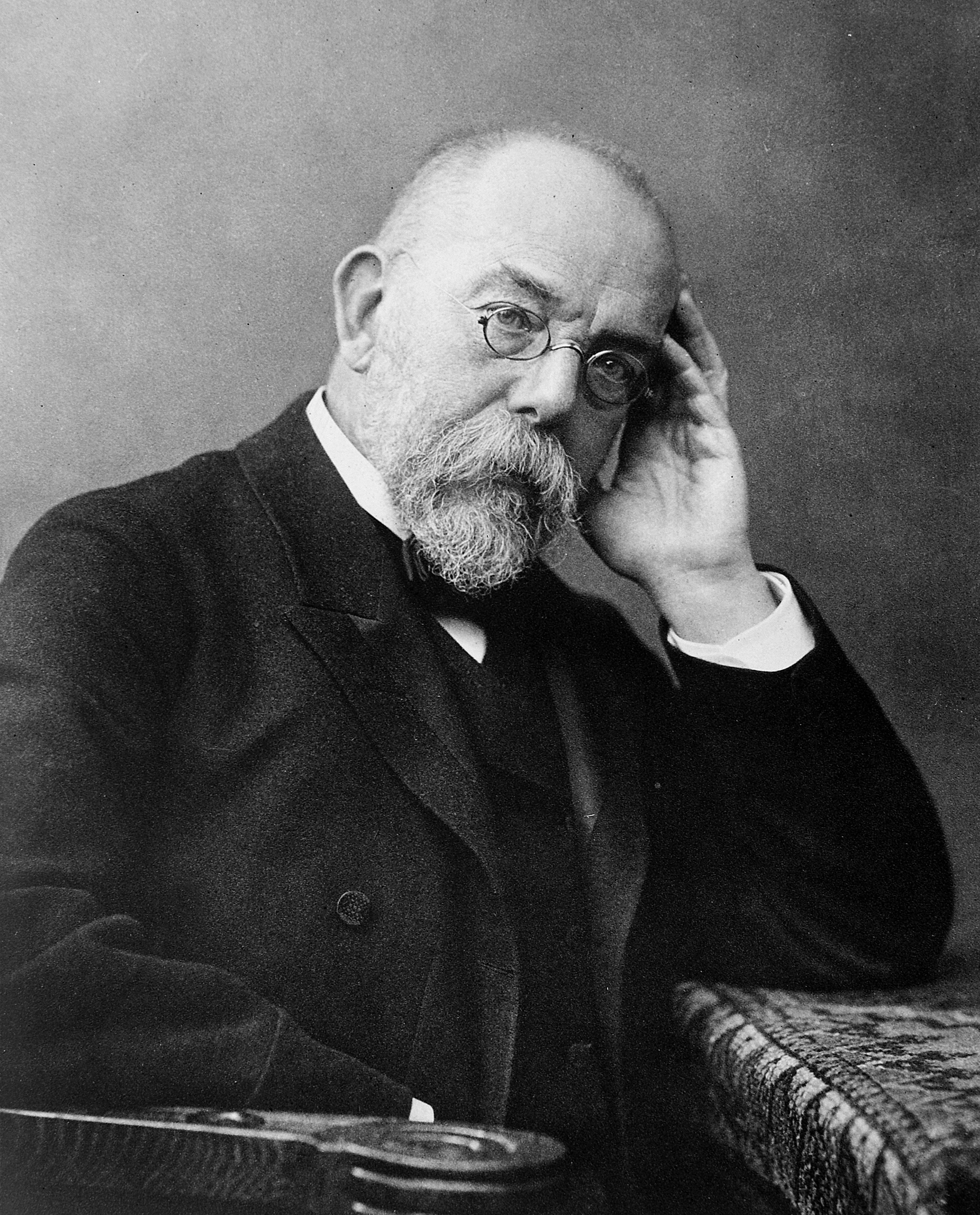
Robert Koch. Fotogravur nach einer Fotografie von Wilhelm Fechner (um 1900)

1907 wurde in Deutschland von der Firma Henckel mit Persil das erste selbsttätige Waschmittel erfunden, welches die Arbeit des Wäschewaschens erheblich erleichterte. Der Markenname Persil nimmt dabei Bezug auf die ursprünglichen Hauptbestandteile PERborat bzw. Natriumperborat, welches als Bleichmittel diente, und SILikat bzw. Natriumsilikat, welches als Schmutzlöser fungierte.
Auf dem Gebiet der medizinischen Forschung erkannten Biologen und Mediziner, dass Krankheiten durch Mikroorganismen verursacht und von Menschen über Husten, Niesen, Küssen, Abfälle sowie verunreinigte Nahrungsmittel oder Wasser übertragen werden können. Die Keimtheorie von Krankheiten war geboren und das Fachgebiet der Bakteriologie entstand.
- Der Franzose Louis Pasteur entwickelte die Pasteurisierung, wodurch Lebensmittel auf schonenden Art und Weise länger haltbar gemacht werden konnten. Im Jahr 1885 führte Louis Pasteur zudem eine Tollwutbehandlung durch aktive Schutzimpfung ein.[126]
- Dem deutschen Mediziner und Mikrobiologen Robert Koch gelang es 1876 erstmals, den Erreger des Milzbrands außerhalb des Organismus zu kultivieren und dessen Lebenszyklus zu beschreiben. Somit konnte zum ersten Mal die Rolle eines Krankheitserregers beim Entstehen einer Krankheit lückenlos beschrieben werden. Robert Koch entdeckte 1882 den Erreger der Tuberkulose und erhielt dafür 1905 den Nobelpreis für Physiologie oder Medizin.
- Robert Koch und Louis Pasteur gelten als Begründer der modernen Bakteriologie und Mikrobiologie sowie der Immunologie und Allergologie.

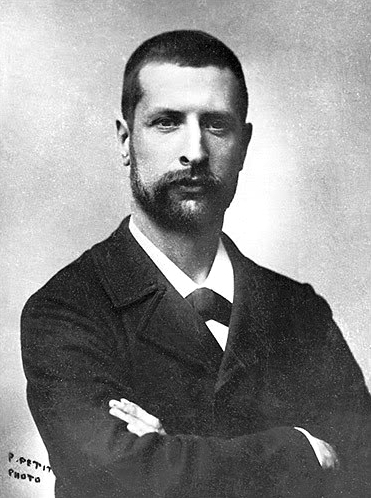
Alexandre Émile Jean Yersin (1863–1943)

- Alexandre Émile Jean Yersin (1863–1943)Der deutsche Zoologe Fritz Schaudinn entdeckte zusammen mit dem Dermatologen Erich Hoffmann 1905 am Berliner Klinikum Charité den Syphiliserreger Spirochaeta pallida (auch bekannt als Treponema pallidum subspec. pallidum). 1901 wurde Schaudinn vom Kaiserlichen Gesundheitsamt als Leiter der Malariaforschungsstation Rovigno (Istrien) bestimmt. In dieser Zeit wurde im Deutschen Reich die Erforschung von Tropenkrankheiten vorangetrieben, um die Bemühungen um ein eigenes Kolonialreich zu unterstützen. Während dieser Zeit bestätigte er die Arbeit von Sir Ronald Ross und Giovanni Battista Grassi in der Malariaforschung.

- Henry Toussaint entwickelte um 1880 ein Verfahren zur Impfung gegen Milzbrand, indem er den Erreger durch das Antiseptikum Phenol abschwächen konnte. Erstmals konnte somit ein Impfstoff Krankheitserreger durch eine Chemikalie abschwächen oder abtöten. Louis Pasteur täuschte in seinem berühmten Experiment von Pouilly-le-Fort, in dem er seinerseits einen Milzbrandimpfstoff vorstellte, die Öffentlichkeit darüber, dass er diese Idee von Toussaint übernommen hatte.

- Der deutsche Dermatologe, Bakteriologe und Sozialhygieniker Albert Neisser entdeckte 1879 den Erreger der Gonorrhoe (Tripper). Im Jahr 1902 war er Mitbegründer der Deutschen Gesellschaft zur Bekämpfung der Geschlechtskrankheiten.

Ein wichtiger Meilenstein in der Geschichte der Epidemiologie (und auch der Parasitologie) ist die 1880 während des Baus des Gotthard-Eisenbahntunnels erfolgte Entdeckung des Hakenwurms, Ancylostoma duodenale, als Ursache der damals so bezeichneten Sankt-Gotthard-Krankheit – einer parasitären Anämie. Auf der Grundlage der epidemiologischen Erkenntnisse wurden daraufhin die Arbeitsbedingungen und die hygienischen Verhältnisse der Arbeiter verbessert.

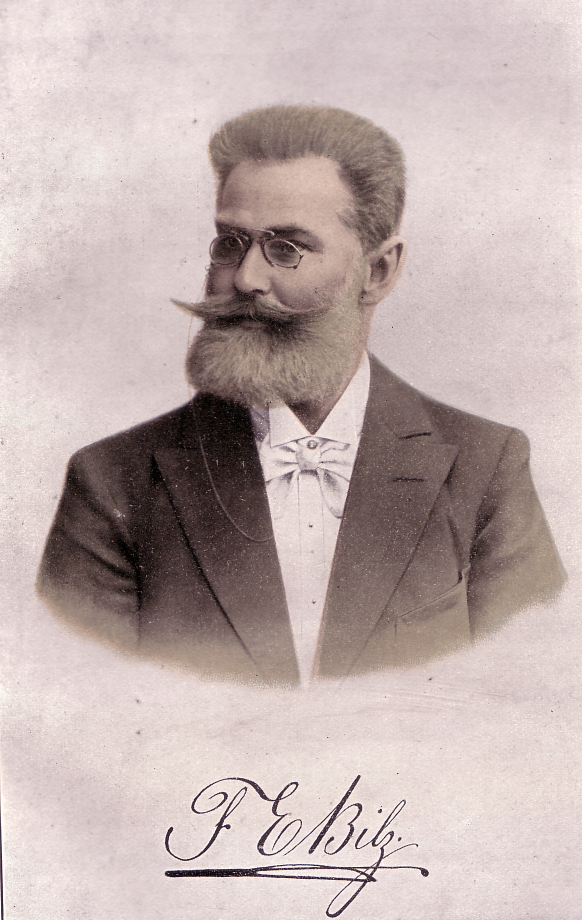
Friedrich Eduard Bilz

Am 6. November 1880 entdeckte der französische Militärarzt Charles Louis Alphonse Laveran, der in Constantine (Algerien) in einem Militärkrankenhaus arbeitete, in einer Blutprobe den Malariaerreger Plasmodium falciparum. Für seine Entdeckung erhielt er 1907 den Nobelpreis für Medizin.
1894 entdeckte der schweizerisch-französische Arzt und Bakteriologe Alexandre Émile Jean Yersin den Erreger der Pest, Yersinia pestis. Ihm zu Ehren wurde die gesamte Bakterien-Gattung Yersinia genannt.
Die Desinfektion fand in der Medizin erstmals eine breite Anwendung, nachdem der britische Chirurg Joseph Lister, basierend auf Arbeiten von Louis Pasteur, antiseptische Mittel entdeckt hatte. Antonio Grossich führte 1908 in der Chirurgie die Jodtinktur zur Desinfektion der Haut vor Operationen ein.
Dem deutsch-österreichischen Chirurgen Theodor Billroth gelang 1881 die erste erfolgreiche Magenresektion. Er gilt als Begründer der modernen Magendarmchirurgie.
Der russische Zoologe, Phylogenetiker, Darwinist, Bakteriologe und Immunologe Elie Metchnikoff entdeckte 1883 die Immunabwehr-Mechanismen gegen Bakterien durch weiße Blutzellen (Phagozytose) und erforschte die Heilung und Bekämpfung der Cholera. Im Jahre 1908 erhielt er für „Arbeiten über Immunität“ gemeinsam mit Paul Ehrlich den Nobelpreis für Physiologie oder Medizin.

Der österreichisch-US-amerikanischer Pathologe, Hämatologe und Serologe Karl Landsteiner entdeckte 1900 das AB0-System der Blutgruppen, wofür er 1930 den Nobelpreis für Physiologie oder Medizin erhielt. Zusammen mit Erwin Popper gelang ihm 1908 der experimentelle Nachweis, dass die Poliomyelitis (Kinderlähmung) eine durch Infektion übertragbare Krankheit ist.

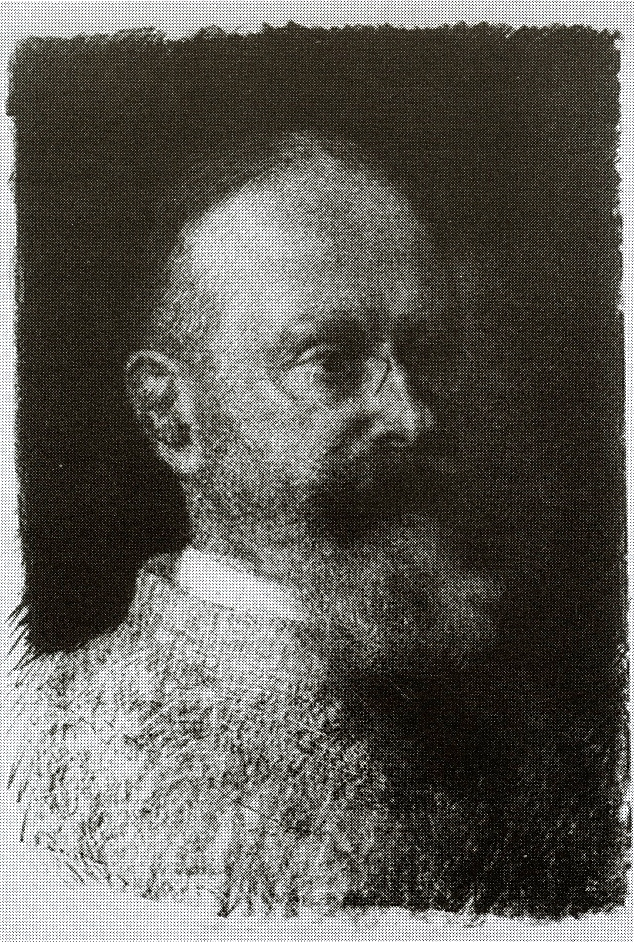
Alfred Graetzer: Porträt Albert Neisser, 1910

1888 publizierte der deutsche Naturheilkundler und Lebensreformer Friedrich Eduard Bilz das sogenannte Bilz-Buch, ein Standardwerk der Naturheilkunde. Neben seinen Büchern wurde er auch durch die Erfindung eines alkoholfreien Erfrischungsgetränks, der Bilz-Brause (eigentlich Bilz’ Brause) bekannt.
Von 556 wissenschaftlichen Entdeckungen auf medizinischem Gebiet in den Jahren 1860 bis 1910 wurden 249 deutschen Wissenschaftlern zuerkannt. Die Bedeutung der deutschen Forschung zeigte sich auch in der Anzahl der Nobelpreise, die an Deutsche verliehen wurden.
Geschlechtskrankheiten
Im Jahr 1902 gründeten die Dermatologen Alfred Blaschko, Edmund Lesser, Albert Neisser, Eugen Galewsky und Alfred Wolff die Deutschen Gesellschaft zur Bekämpfung der Geschlechtskrankheiten (DGBG), aus der später die DSTIG hervorging. Vor dem Hintergrund zunehmender Prostitution und der Zunahme von Geschlechtskrankheiten wurden Diskussionen über Strategien zur Bekämpfung von Geschlechtskrankheiten sowie über Werte- und Moralvorstellungen geführt.
„Einen Mittelpunkt für alle Bestrebungen zu schaffen, welche zu einer Einschränkung der Geschlechtskrankheiten führen können“ lautet das 1902 selbstformulierte Ziel der Fachgesellschaft im Gründungsaufruf der Deutschen Gesellschaft zur Bekämpfung der Geschlechtskrankheiten (DGBG). Der Breslauer Venerologe Albert Neisser, der 1879 den Erreger der Gonorrhö entdeckte, wurde zum ersten Vorsitzenden der DGBG benannt. Ein weiteres prominentes wie engagiertes Mitglied der Gesellschaft war der deutsche Mediziner Alfred Blaschko. Er wurde 1902 zum Generalsekretär ernannt und übernahm ab 1916 den Vorsitz der DGBG. Mit den Mitteilungen der Deutschen Gesellschaft zur Bekämpfung der Geschlechtskrankheiten hatte die Gesellschaft ein eigenes Periodikum.
Medikamente und Hygiene

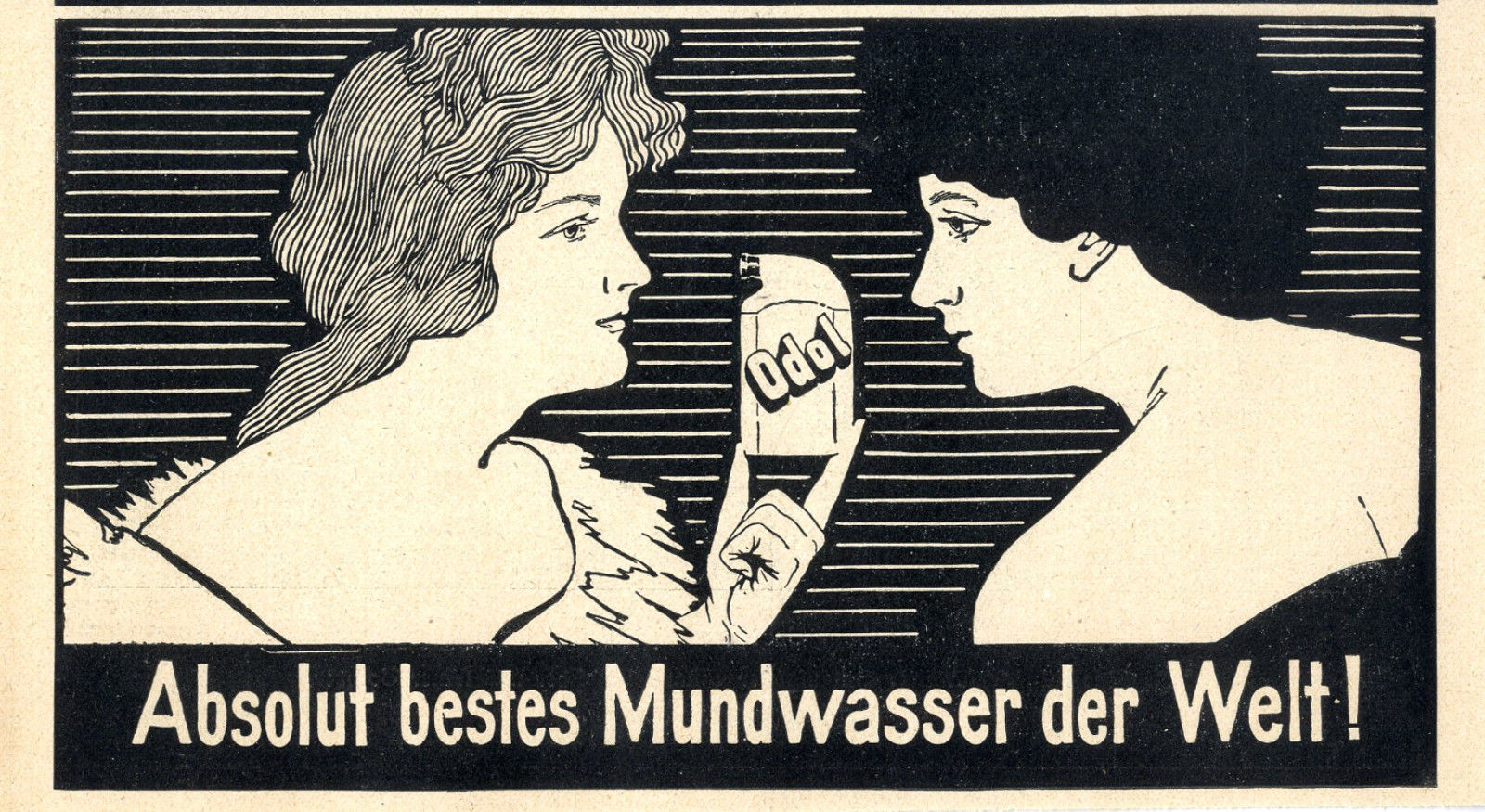
Odol - Absolut bestes Mundwasser der Welt, 1902

Mit der Industrialisierung chemischer Prozesse konnten Medikamente, die zuvor in Apotheken noch manuell hergestellt werden mussten, schnell und kostengünstig industriell produziert und vertrieben werden wie beispielsweise das Schmerzmittel Aspirin. Die Firma Bayer AG ließ sich 1899 den Namen Aspirin als Markenzeichen eintragen.
1903 brachte Merck mit dem Schlafmittel Veronal das weltweit erste Barbiturat in Tablettenform auf den Markt.

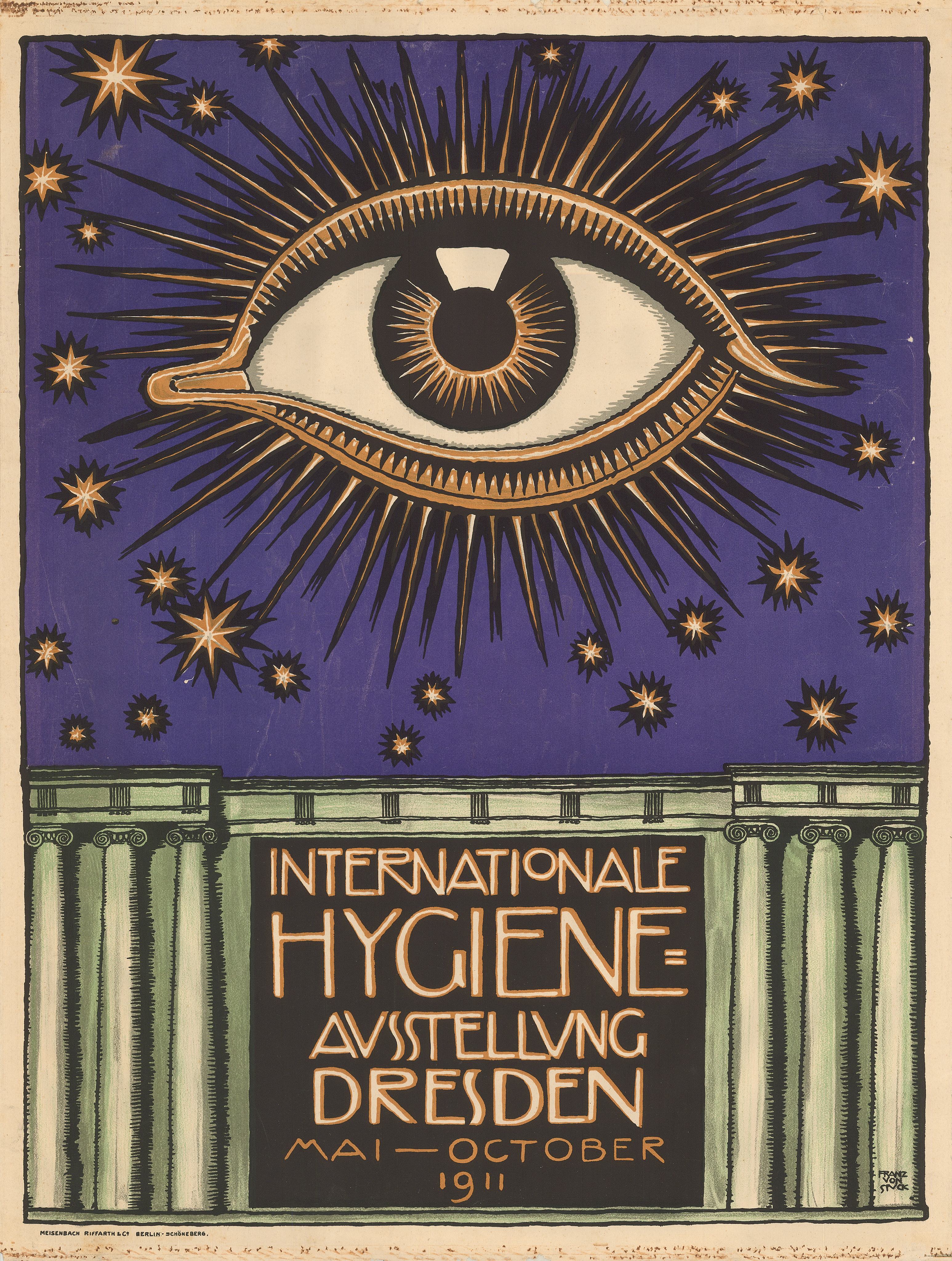
Plakat der Internationalen Hygiene-Ausstellung 1911 von Franz von Stuck

Im Jahr 1892 brachte der Dresdner Unternehmer Karl August Lingner das Mundwasser „Odol“ auf den Markt, das als Zahn- und Mundreinigungsmittel für die bessere Gesellschaft diente. Zu Beginn des 20. Jahrhunderts ersetzten Zahncremes in wiederverschließbaren Tuben das bisher verwendete Zahnpulver. Mit für die damalige Zeit ungewöhnlich hohen Werbeaufwendungen konnte das Unternehmen renommierte Künstler für seine Werbung gewinnen, darunter den deutschen Jugendstilmaler Franz von Stuck und den italienischen Komponisten Giacomo Puccini, der dem Mundwasser L’ode all’ Odol, eine „Odol-Ode“, widmete.
Auf Anregung des Odol-Fabrikanten Karl August Lingner wurde 1911 im Städtischen Ausstellungspalast in Dresden die Internationale Hygiene-Ausstellung eröffnet. Die Ausstellung lief vom 6. Mai bis zum 31. Oktober 1911 und gilt mit 5,2 Millionen Besuchern bis heute als die am stärksten besuchte Ausstellung in Dresden. 1912 wurde nach der I. Internationalen Hygiene-Ausstellung von Karl August Lingner auch das Deutsche Hygienemuseum als „Volksbildungsstätte für Gesundheitspflege“ in Dresden gegründet.
„Das Hygiene-Museum soll Stätte der Belehrung sein für die ganze Bevölkerung, in der jedermann sich durch Anschauung Kenntnisse erwerben kann, die ihn zu einer vernünftigen und gesundheitsfördernden Lebensführung befähigen.“

Die 1867 in Mainz gegründete Wachswaren und Siegellackfabrik „Gebrüder Werner“ brachte nach der Patentanmeldung 1901 unter dem Markennamen „Erdal“ eine neuartige Schuhcreme in den Handel und löste damit die bisher verwendete Schuhwichse ab. Der Froschkönig, das Markenzeichen der Schuhcreme, wurde 1903 eingeführt.
Samuel Pozzi

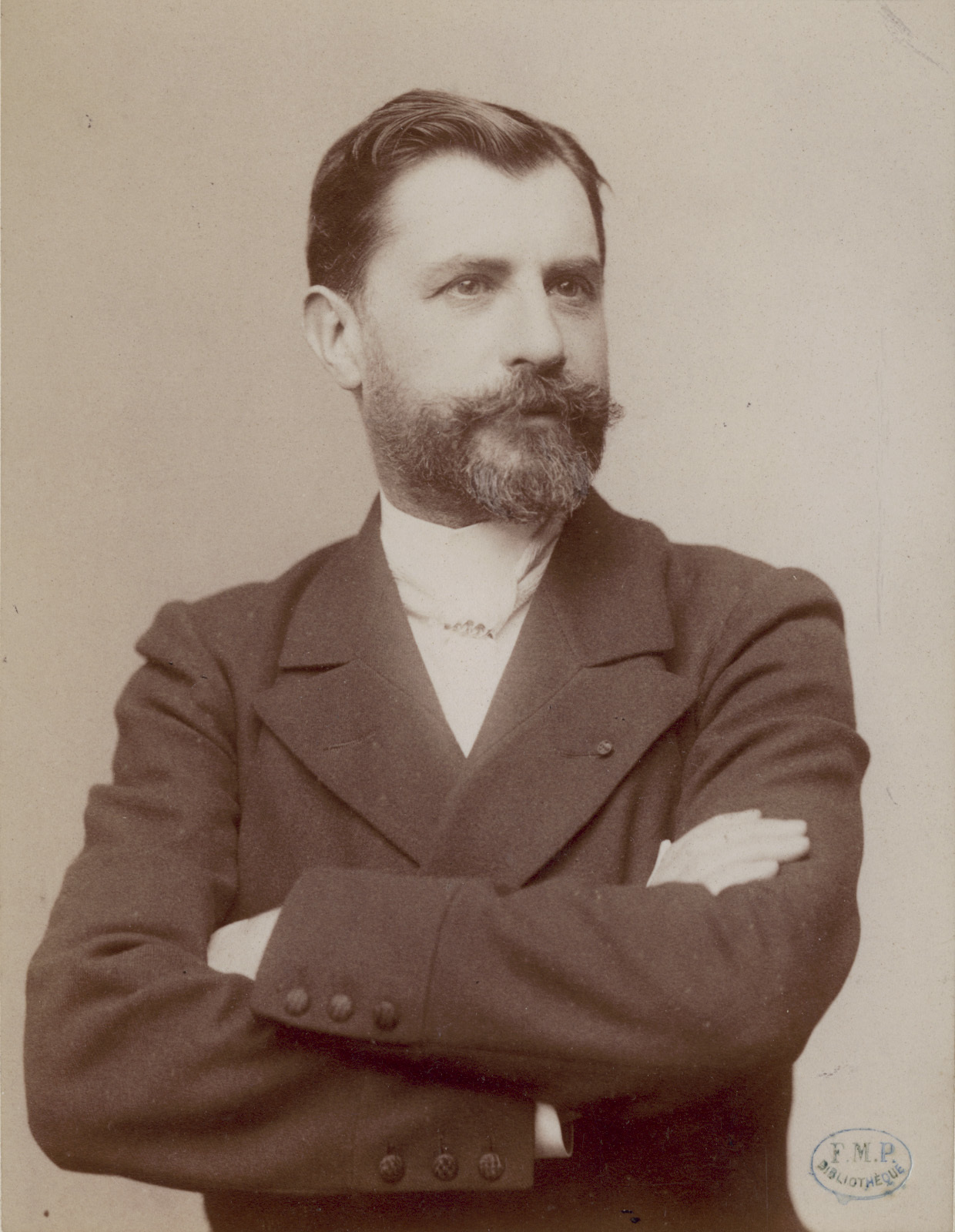
Samuel Pozzi, Aufnahme von Pierre Petit

Der französische Chirurg, Politiker und Kunstsammler Samuel Pozzi verfasste mit dem Lehrbuch der Gynäkologie ein Standardwerk für seinen Fachbereich. Darüber hinaus bekleidete er den ersten Lehrstuhl für Gynäkologie in Frankreich und war Mitglied der Académie de médecine. Pozzi vertrat als Abgeordneter das Département Dordogne im französischen Senat und war zudem in der Regionalpolitik aktiv. Zu seinem Freundes- und Bekanntenkreis gehörten zahlreiche Schriftsteller, Schauspieler und Künstler.
Um sich mit anderen Ärzten auszutauschen und seine Kenntnisse zu erweitern, unternahm Pozzi zahlreiche Reisen. 1876 besuchte er den Kongress der British Medical Association in Edinburgh. Hier traf er Joseph Lister, mit dem er sich unter anderem zu antiseptischen Verbänden austauschte. Dessen neuen Erkenntnisse zur chirurgischen Asepsis führte Pozzi umgehend in seinem Krankenhaus ein und warb bei seinen französischen Kollegen für die Umsetzung dieser Innovation. 1877 wurde Pozzi zum Krankenhauschirurgen (chirurgien des hôpitaux) und zum Professor an der Medizinischen Fakultät der Pariser Universität ernannt.
1893 gehörte Pozzi zur französischen Delegation der Weltausstellung in Chicago. Bei dieser Gelegenheit besuchte er in der Stadt verschiedene Krankenhäuser. Die Académie nationale de médecine nahm Pozzi 1896 als Mitglied auf und würdigte damit seine Leistungen als Mediziner. 1897 begründete er die Fachzeitschrift Revue de gynécologie et de chirurgie abdominale (Journal der Gynäkologie und Bauchchirurgie), mit der er ein Forum für neueste Forschungsergebnisse und Behandlungsmethoden schuf. Anfang 1899 besuchte Staatspräsident Félix Faure die unter Pozzis Leitung umgestaltete gynäkologische Abteilung im Hôpital Broca und unterstrich damit Pozzis ärztliche Leistungen. Pozzis Einsatz führte 1901 zur Schaffung des ersten Lehrstuhls für Gynäkologie in Frankreich. Pozzi bekleidete diesen Lehrstuhl als erster Professeur de clinique gynécologique an der Universität von Paris. Er widmete sich fortan verstärkt der Thematik der angeborenen Missbildungen. Zudem sprach er sich gegen die seinerzeit übliche systematische Entfernung von Gebärmutter und Eierstöcken aus und setzte sich für eine konservative Chirurgie ein.
Der britische Schriftsteller Julian Barnes veröffentlichte 2019 den Essay The Man in the red Coat. Das lebensgroße Porträt Dr. Pozzi at Home von John Singer Sargent gehört seit 1990 zu den Höhepunkten der Gemäldesammlung des Armand Hammer Museum of Art in Los Angeles. Barnes, der das Bild 2015 in einer Ausstellung in London sah, ließ sich durch das Porträt zu seinem Roman The Man in the Red Coat inspirieren. Er beschreibt darin das Leben von Samuel Pozzi, thematisiert den medizinischen Fortschritt und liefert zugleich Einblicke in Gesellschaft und Kultur der Belle Époque.

### Bildende Kunst

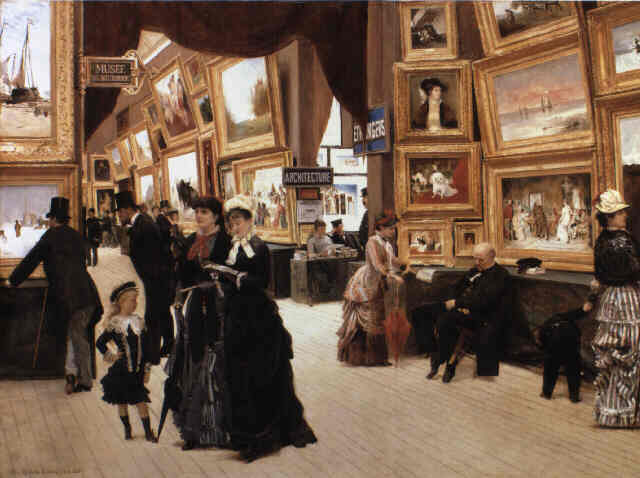
Édouard Joseph Dantan, Un Coin du Salon en 1880

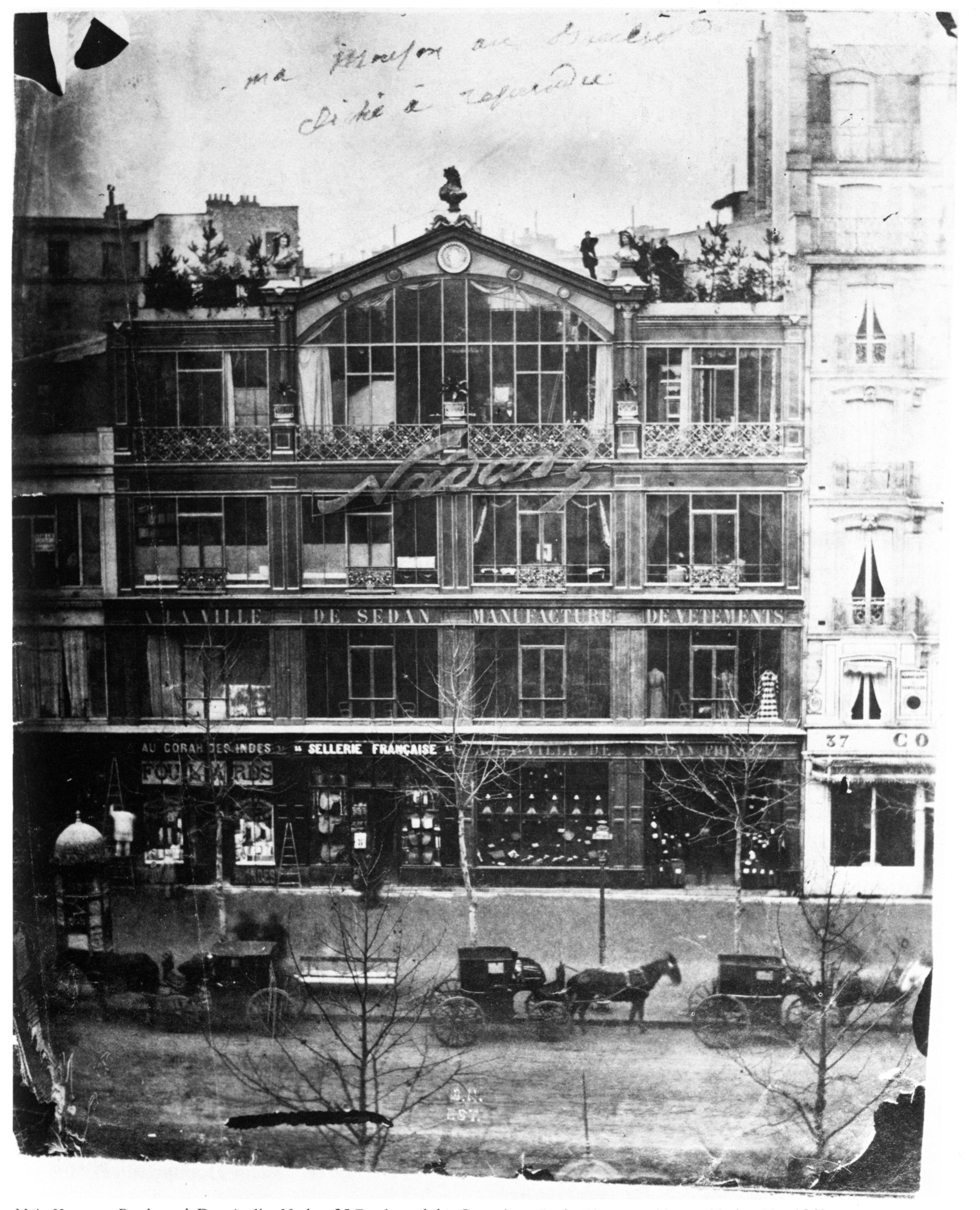
Atelier des Fotografen Nadar, 35 Boulevard des Capucines, um 1860

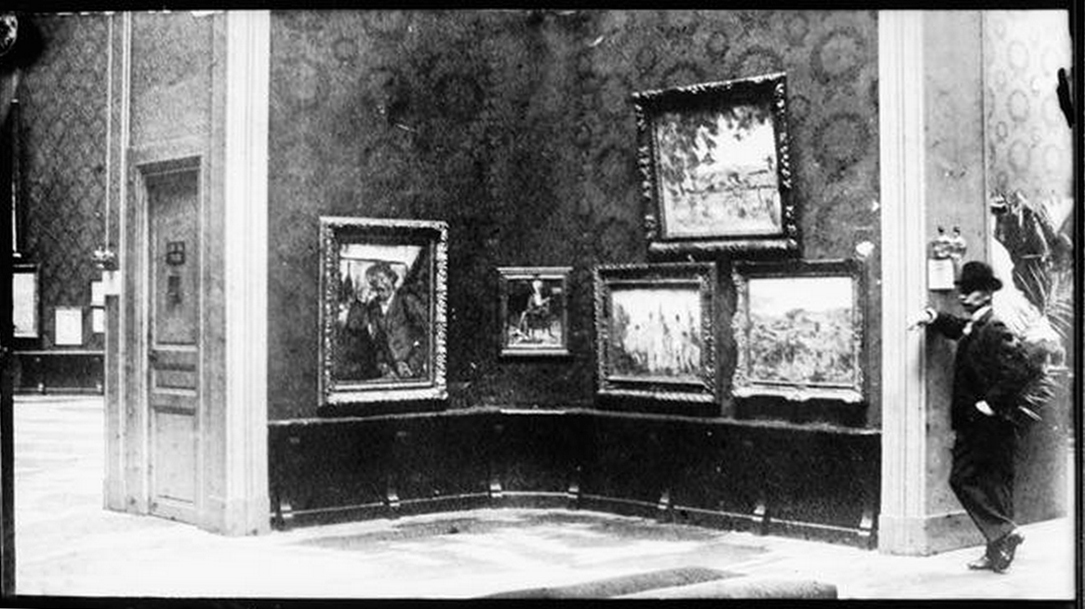
Salon d’Automne, 1904, Ambroise Vollard, Salle Cézanne

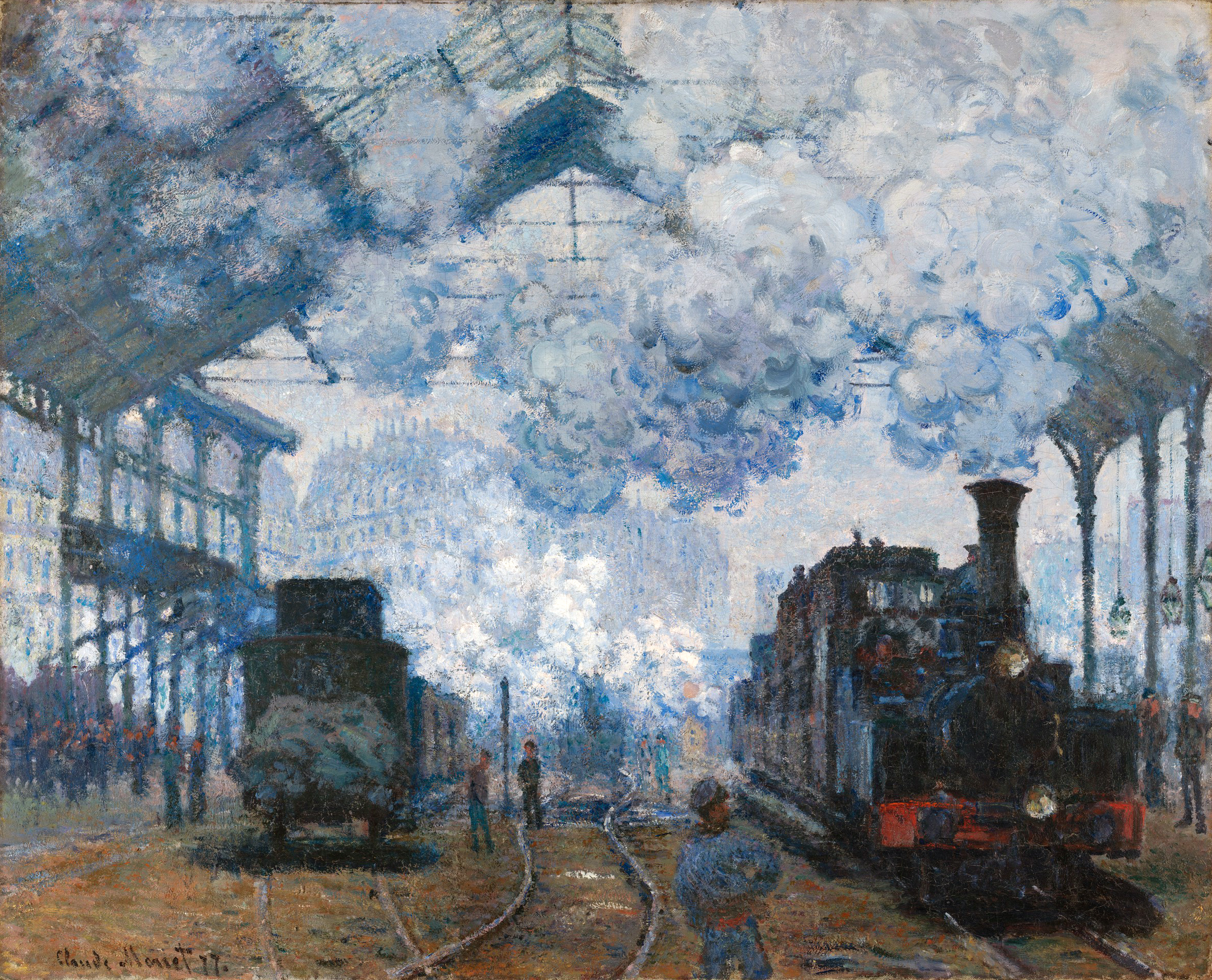
Claude Monet: Gare Saint-Lazare, Ankunft eines Zuges (1877)

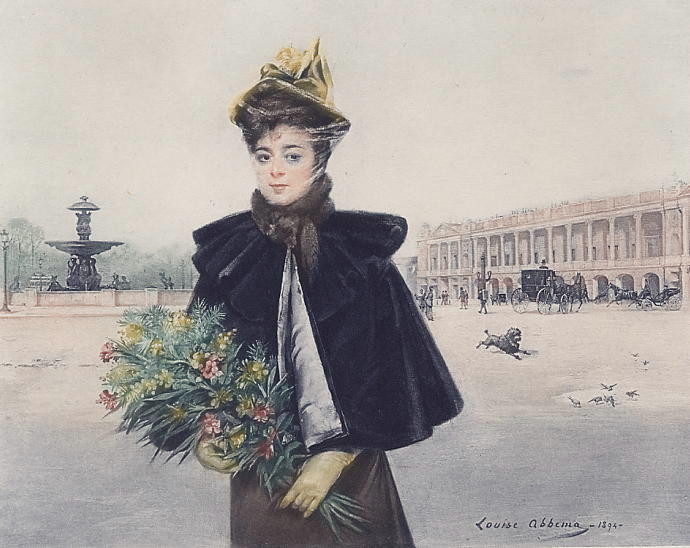
Louise Abbéma: Aprilmorgen, Place de la concorde, Paris. (1894)

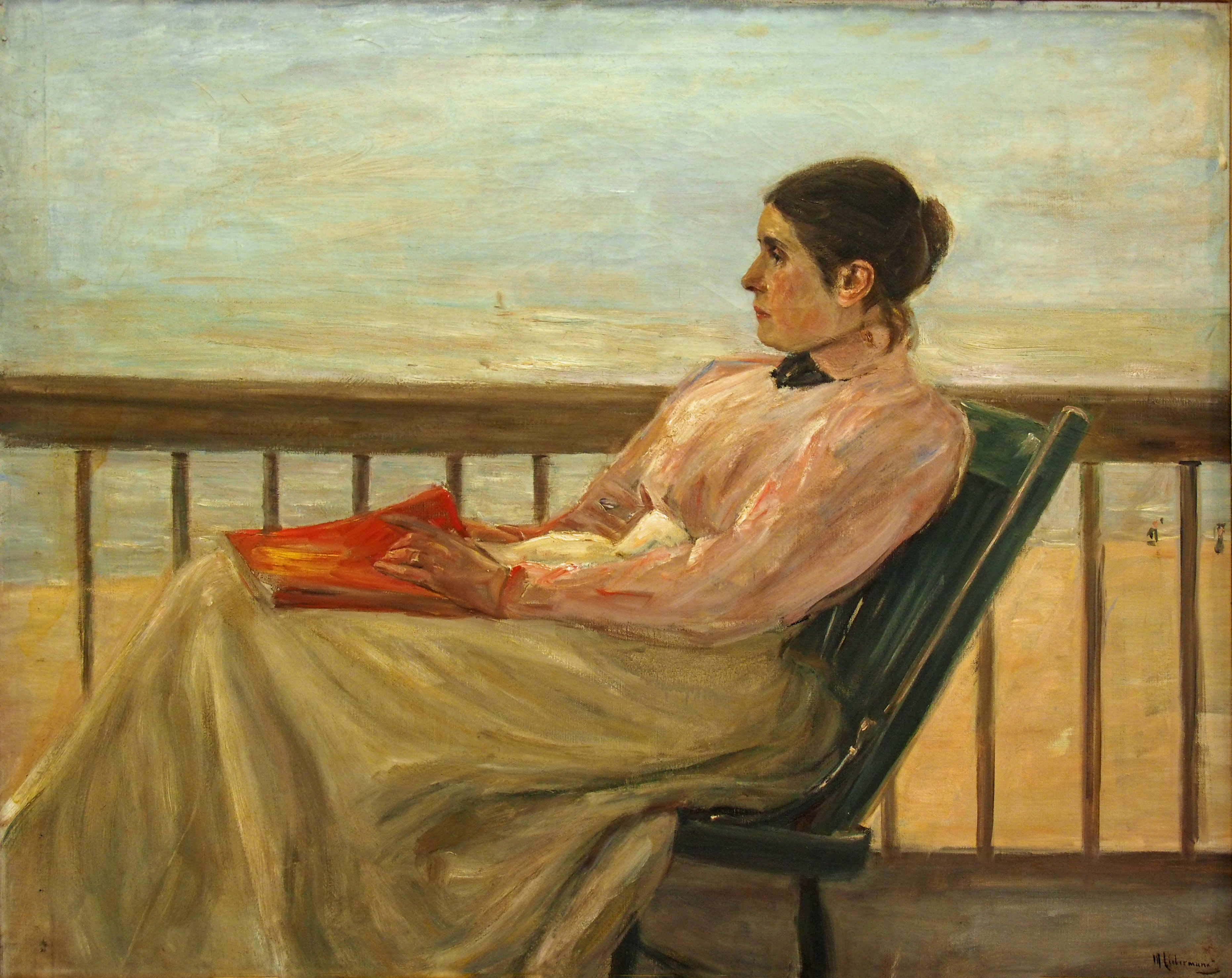
Max Liebermann: Martha Liebermann, die Gattin des Künstlers (1898)

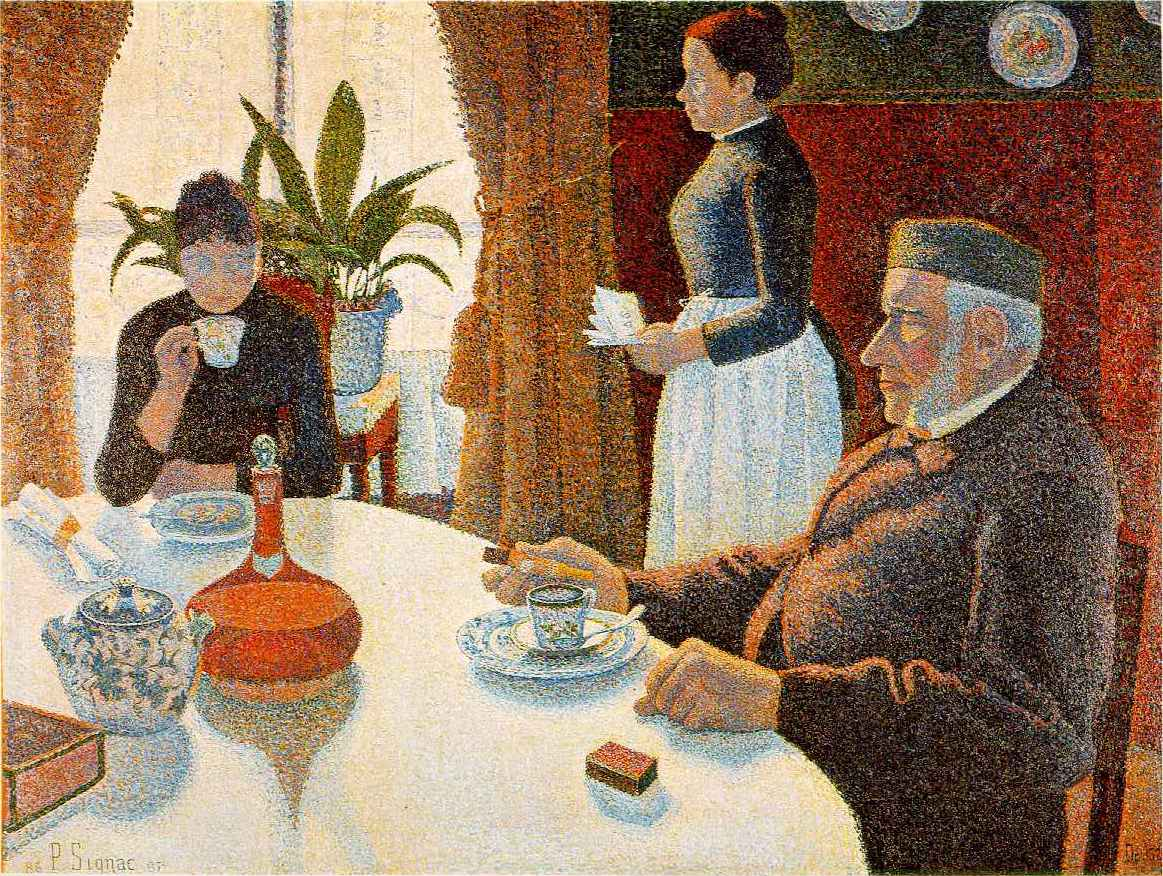
Paul Signac: Le Petit Déjeuner (Das Frühstück), (1886–1887)

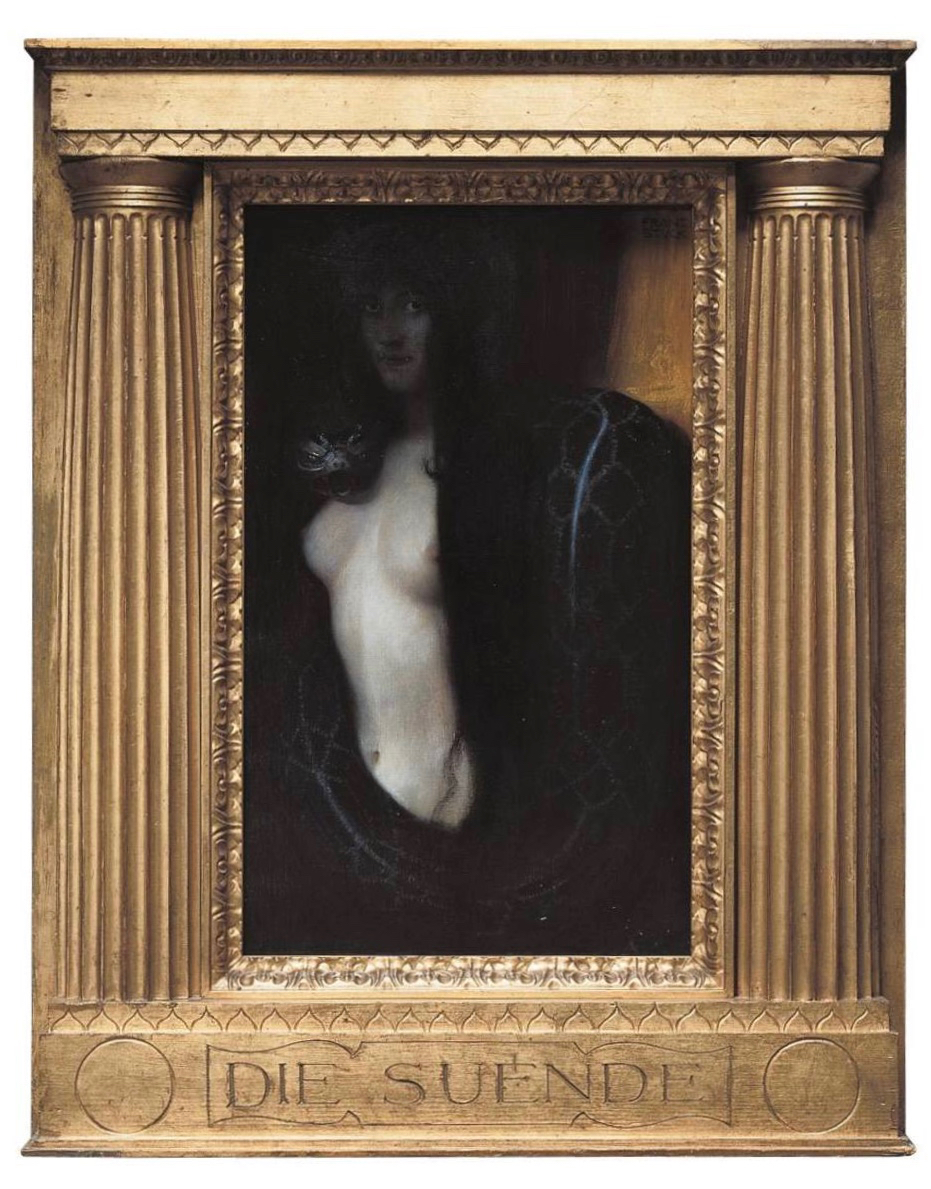
Franz von Stuck - Die Sünde (1893), Neue Pinakothek

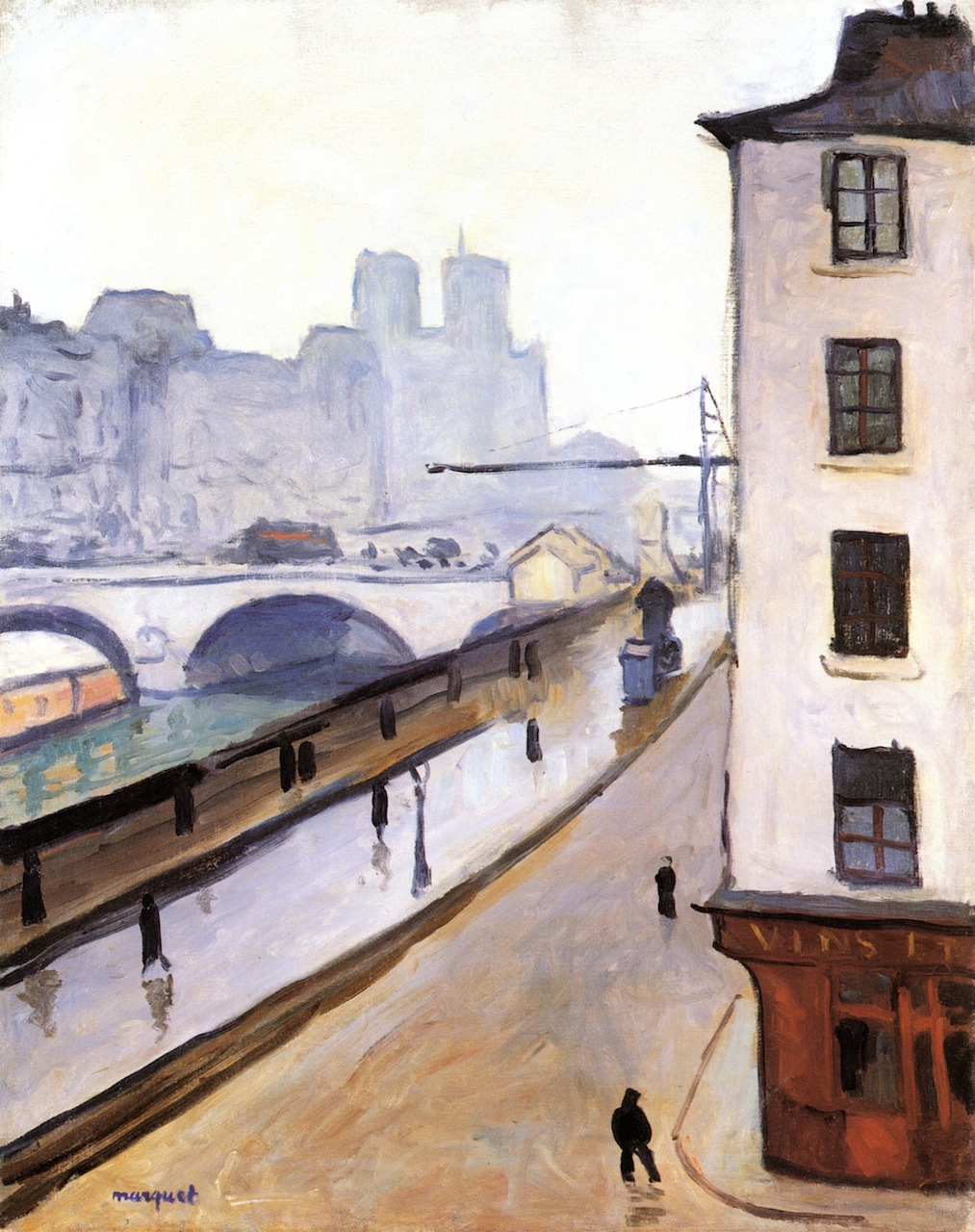
Albert Marquet: Le Pont Saint-Michel et Notre Dame (1905)

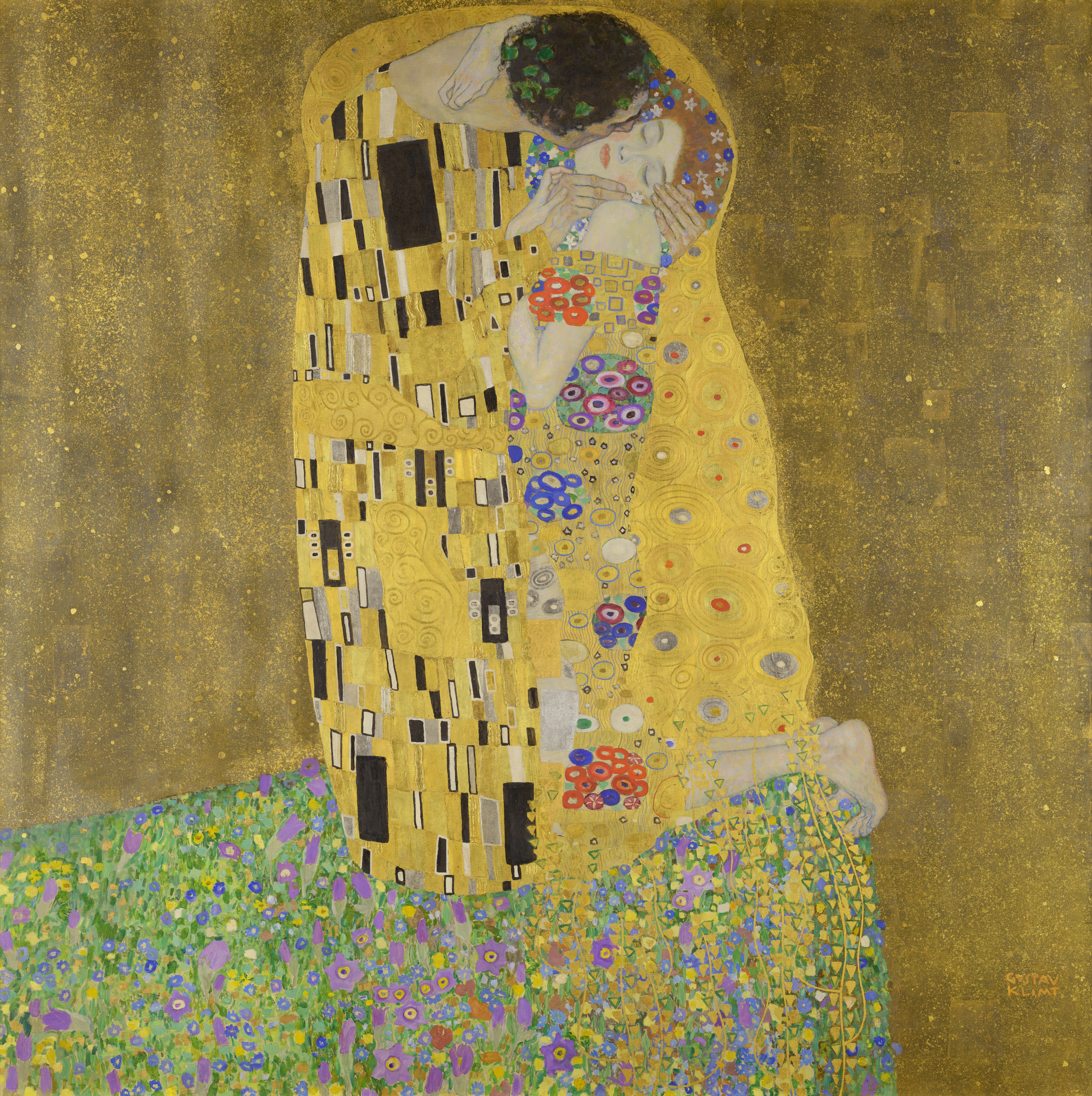
Gustav Klimt: Der Kuss (1907–1908)

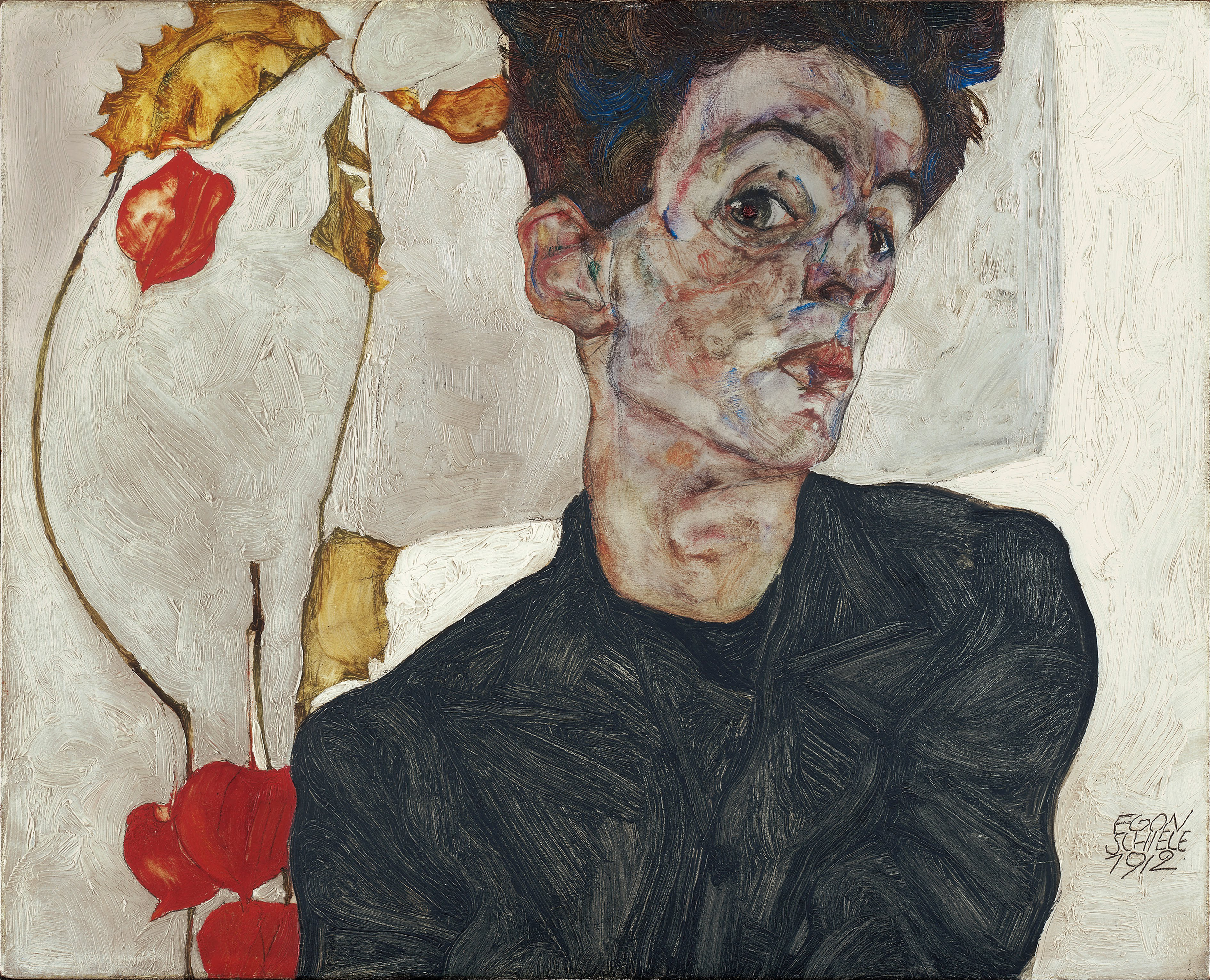
Egon Schiele: Selbstporträt (1912)

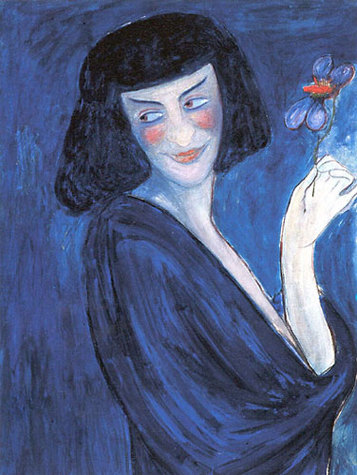
Marianne von Werefkin, Der Tänzer Sacharoff (1909)

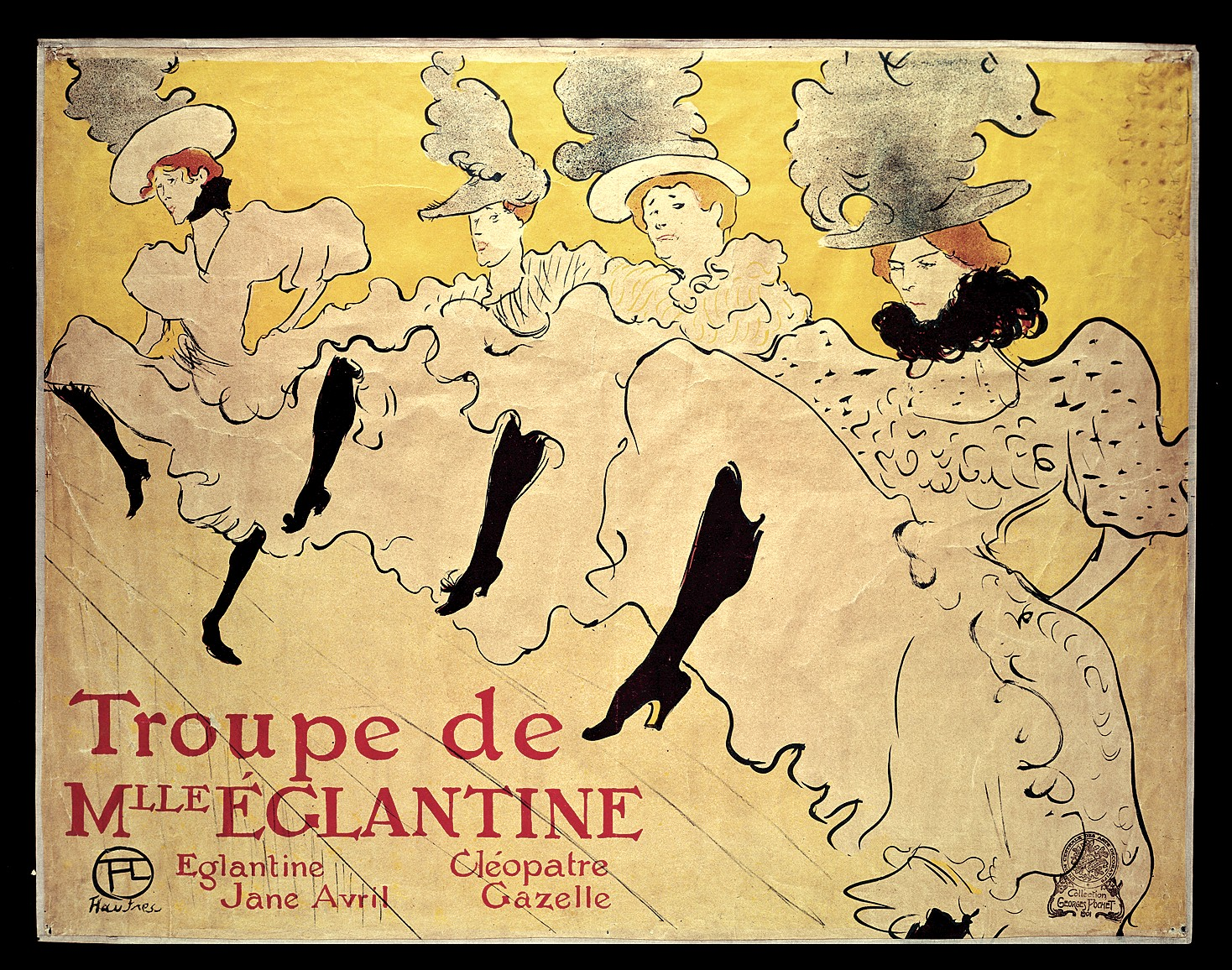
Henri de Toulouse-Lautrec: La Troupe de Mademoiselle Églantine (1896)

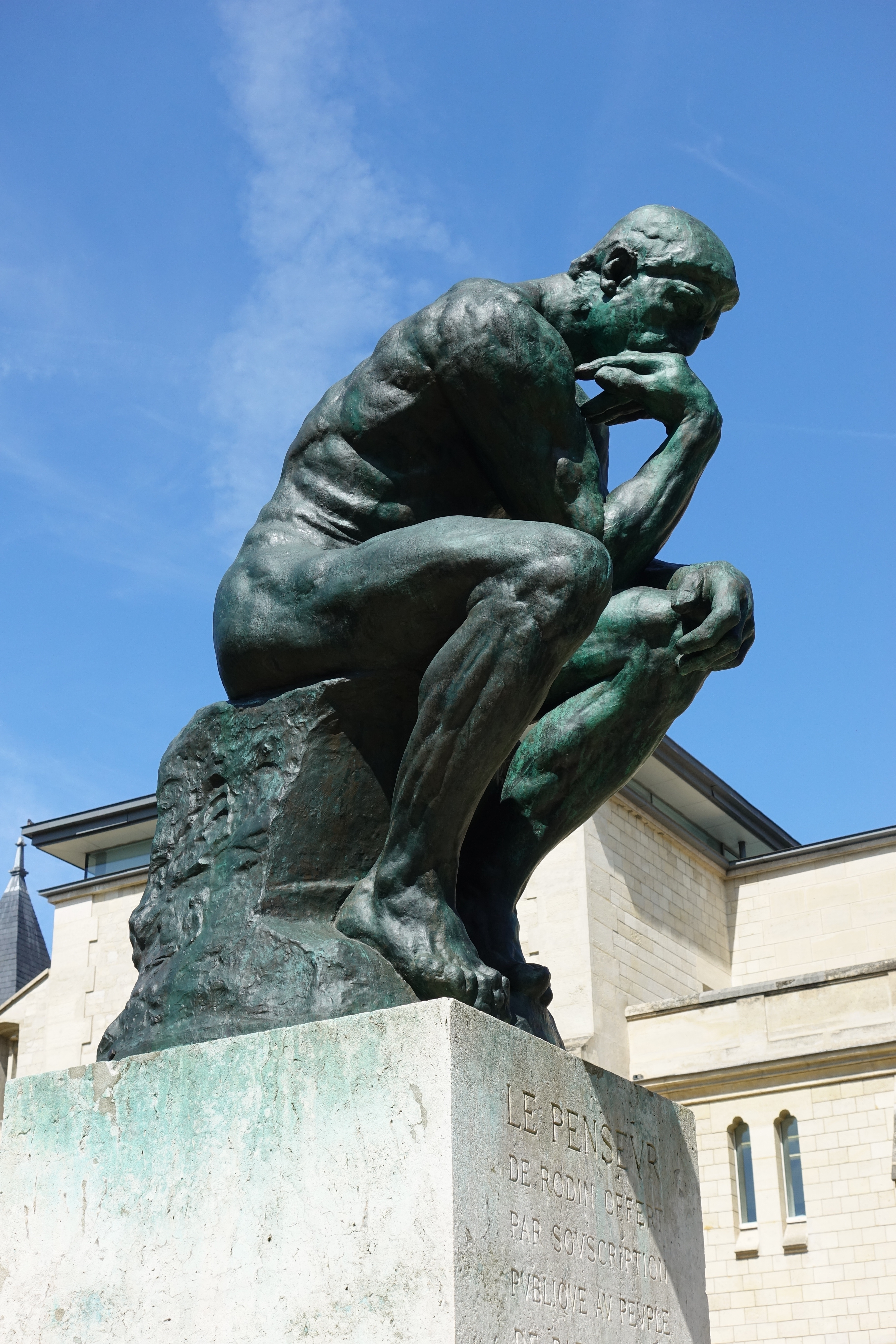
Auguste Rodin: Der Denker (1880), vor dem Musée Rodin in Paris

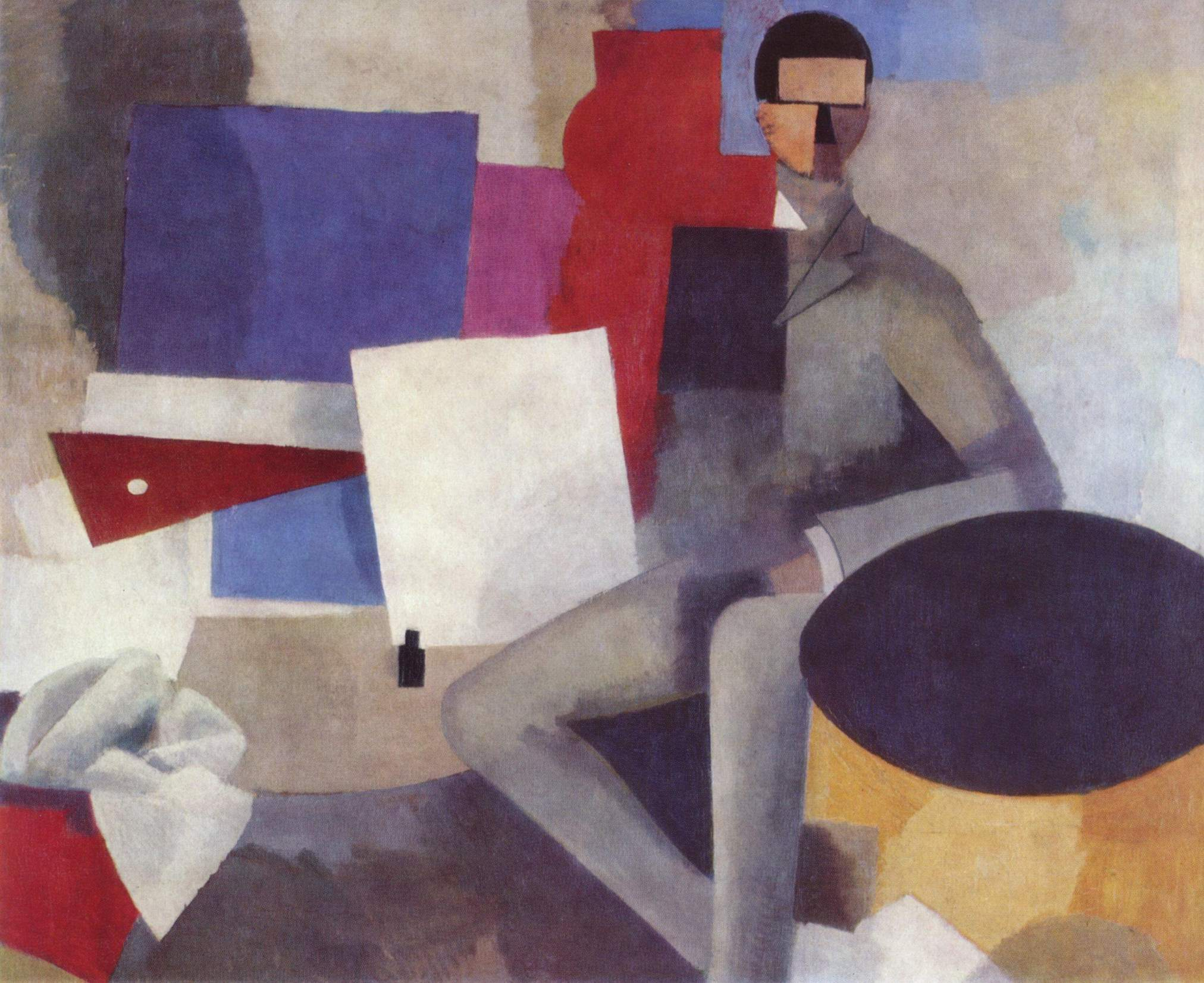
Roger de La Fresnaye: Sitzender Mann, 1914, Musée des Beaux-Arts, Rouen

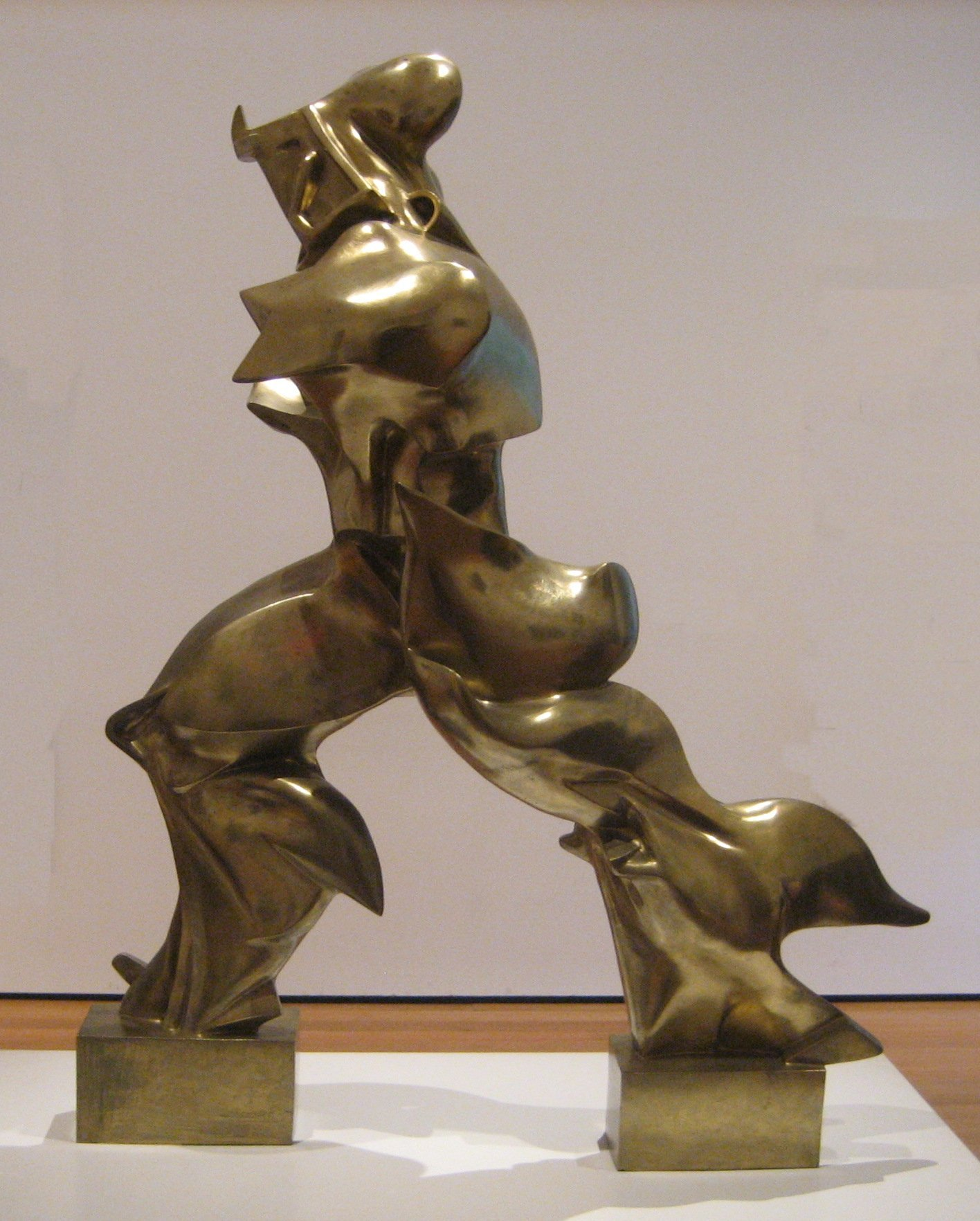
Umberto Boccioni: Einzigartige Formen der Kontinuität im Raum, 1913

### Kaufhäuser und Konsum
Kaufhäuser

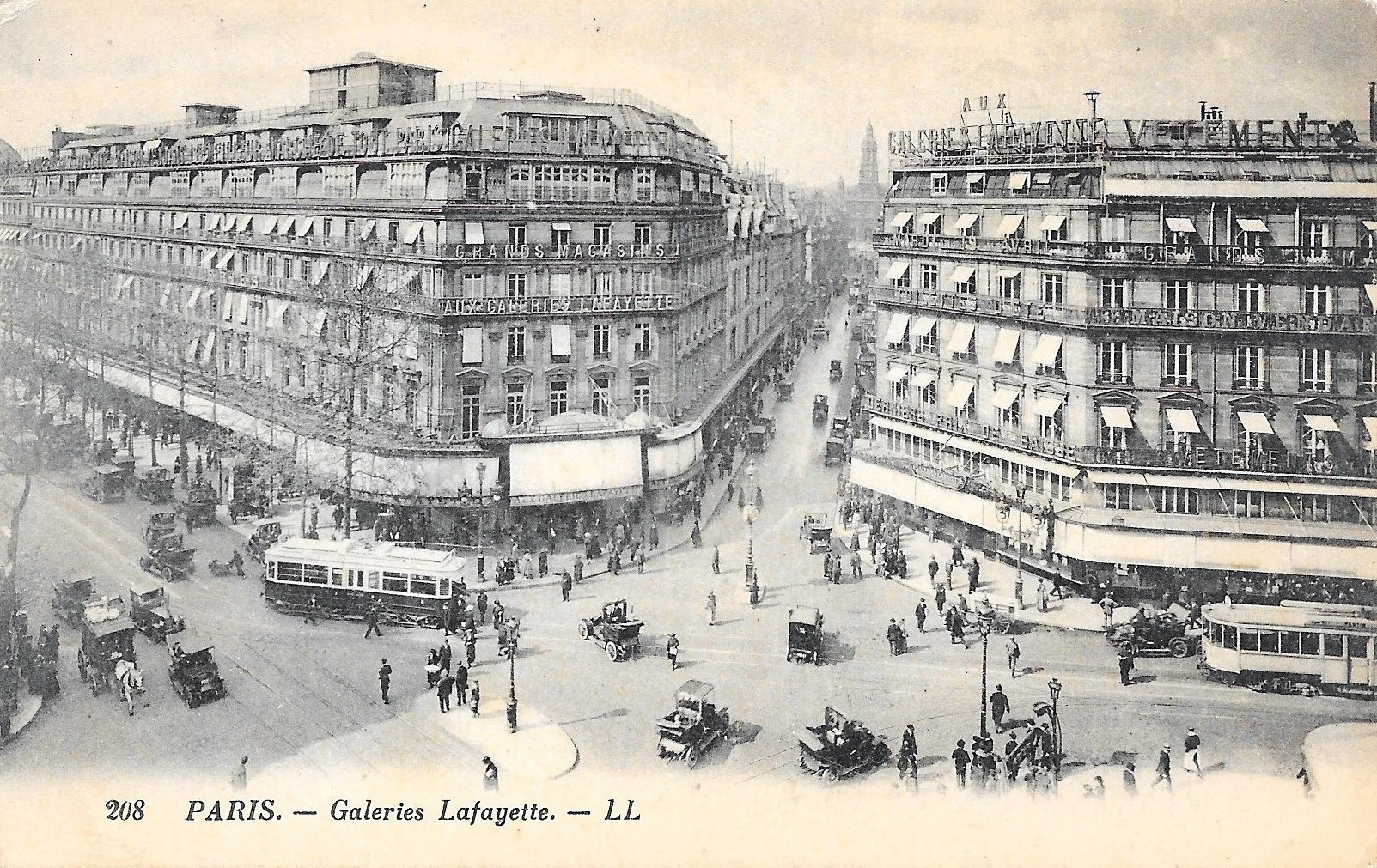
Galerie Lafayette Haussmann 1900

Von Paris aus traten in den 1880er und 1890er Jahren exquisite Warenhäuser nach den Vorbildern von Galeries Lafayette und La Samaritaine ihren Siegeszug durch die Welt an und galten beim konsumverliebten Publikum der damaligen Zeit schnell als „Achtes Weltwunder“. Die Menschen standen staunend Schlange, als 1869 das Le Bon Marché als erstes Warenhaus Europas in Paris seine Türen öffnete. Unter einer von Gustave Eiffel mitentworfenen kühnen eisernen Stützkonstruktion befand sich eine Verkaufsfläche, die größer als sieben Fußballfelder war und den Kunden ein scheinbar unermessliches Sortiment an Waren bot.

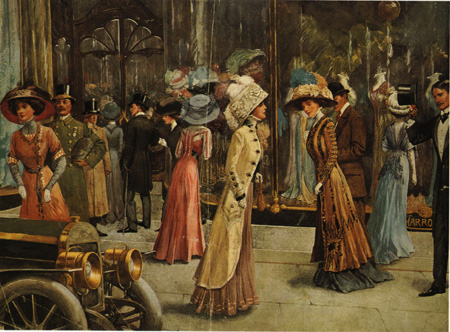
Vor dem Kaufhaus Harrods in London (1909)

Der Kaufmann Théophile Bader aus Dambach-la-Ville und sein Cousin Alphonse Kahn aus Kolbsheim eröffneten 1894 zunächst ein Geschäft für Wäschemode mit einer Ladenfläche von 70 m² im 9. Arrondissement in der Rue La Fayette Nr. 1 in bester Geschäftslage, wenige Minuten von der Pariser Oper entfernt. Sie benannten das Geschäft 1894 nach der Straße in Aux Galeries Lafayette. Am 21. Dezember 1895 kaufte die Gesellschaft das gesamte Gebäude rue La Fayette Nr. 1; bald wurde aus dem Modegeschäft ein Kaufhaus mit 265 m² auf fünf Stockwerken. In den folgenden fünf Jahren kamen weitere Modegeschäfte in Paris und Lyon hinzu. Die Gesellschaft erweiterte ihre Geschäftstätigkeit über den reinen Einzelhandel hinaus auch auf die Modeproduktion. 1899 wurde die Aktiengesellschaft Société Anonyme des Galeries Lafayette gegründet. Der Architekt Georges Chedanne erhielt 1906 den Auftrag für eine 10-stöckige Neukonstruktion, die 1908 fertiggestellt wurde. Hierdurch dehnte sich das Stammhaus weiter aus bis zur Adresse 38–41 Boulevard Haussmann. 1907 hatte das Kaufhaus mehr als 750 Angestellte. Von 1910 bis 1912 wurde ein Gebäudekomplex in armierter Betonskelettbauweise errichtet. Auf der 33 Meter hohen Jugendstil-Galeriehalle wurde eine 40 Meter hohe farbige Glaskuppel errichtet; die Eröffnung fand am 8. Oktober 1912 statt. Das Haus hatte nun eine Verkaufsfläche von 18.000 m². Noch im Jahre 1912 verkaufte Kahn seinen Anteil an Bader.

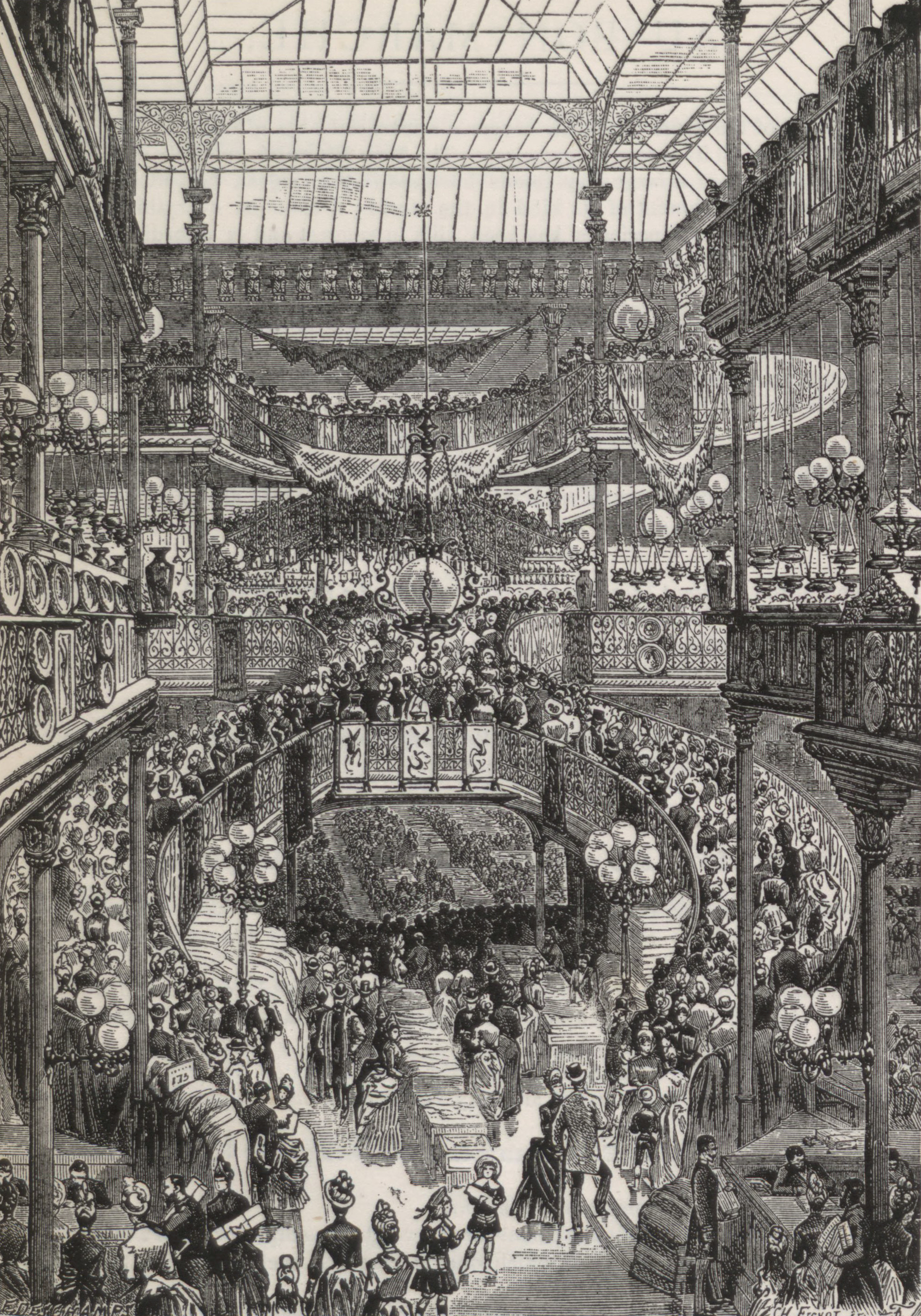
Treppenhaus im Le Bon Marché, Paris 1892

In seinem Roman Das Paradies der Damen (im Original: Au Bonheur des Dames) beschreibt Émile Zola anhand der Geschichte der Protagonistin Denise, einer Verkäuferin, die aus der Provinz nach Paris kommt und im Paradies der Damen eine Anstellung findet, das Wachstum und die Struktur dieses Kaufhauses und gleichzeitig der Niedergang des kleingewerblichen Einzelhandels eines kompletten Pariser Stadtviertels. Die im Roman auftauchenden Figuren, Mitarbeiter, Käufer oder anliegende Einzelhändler sind aktiv oder passiv mit dem expandierenden Kaufhaus verbunden. Um den Kampf des kleinen Einzelhändlers gegen das aufkommende Großwarenhaus darstellen zu können, betrieb Zola umfangreiche betriebswirtschaftliche und soziologische Hintergrundstudien und interviewte Geschäftsführer, Abteilungsleiter und Verkäuferinnen der genannten Warenhäuser. Sein fiktives Riesenwarenhaus sollte ein ideales Beispiel darstellen, deshalb nahm er sich bei dessen Beschreibung die Verwaltung des Unternehmens Le Bon Marché zum Vorbild, während ihm das Kaufhaus Grands Magasins du Louvre zwar schlechter organisiert, in der Warenpräsentation aber überlegen erschien.
In Frankreich, Deutschland und anderen europäischen Ländern gingen viele große Warenhäuser aus ehemals kleinen Ladengeschäften hervor, deren jüdische Besitzer oftmals ein entbehrungsreiches Leben geführt und sich emporgearbeitet hatten.
1881 eröffnet Rudolph Karstadt unter dem Namen Tuch-, Manufactur- und Confectionsgeschäft Karstadt ein erstes Geschäft in Wismar. Karstadt hatte von Anfang an Erfolg mit günstigen Festpreisen anstelle des sonst noch üblichen Handelns, sodass schnell weitere Filialen in 24 Städten Norddeutschlands eröffneten.

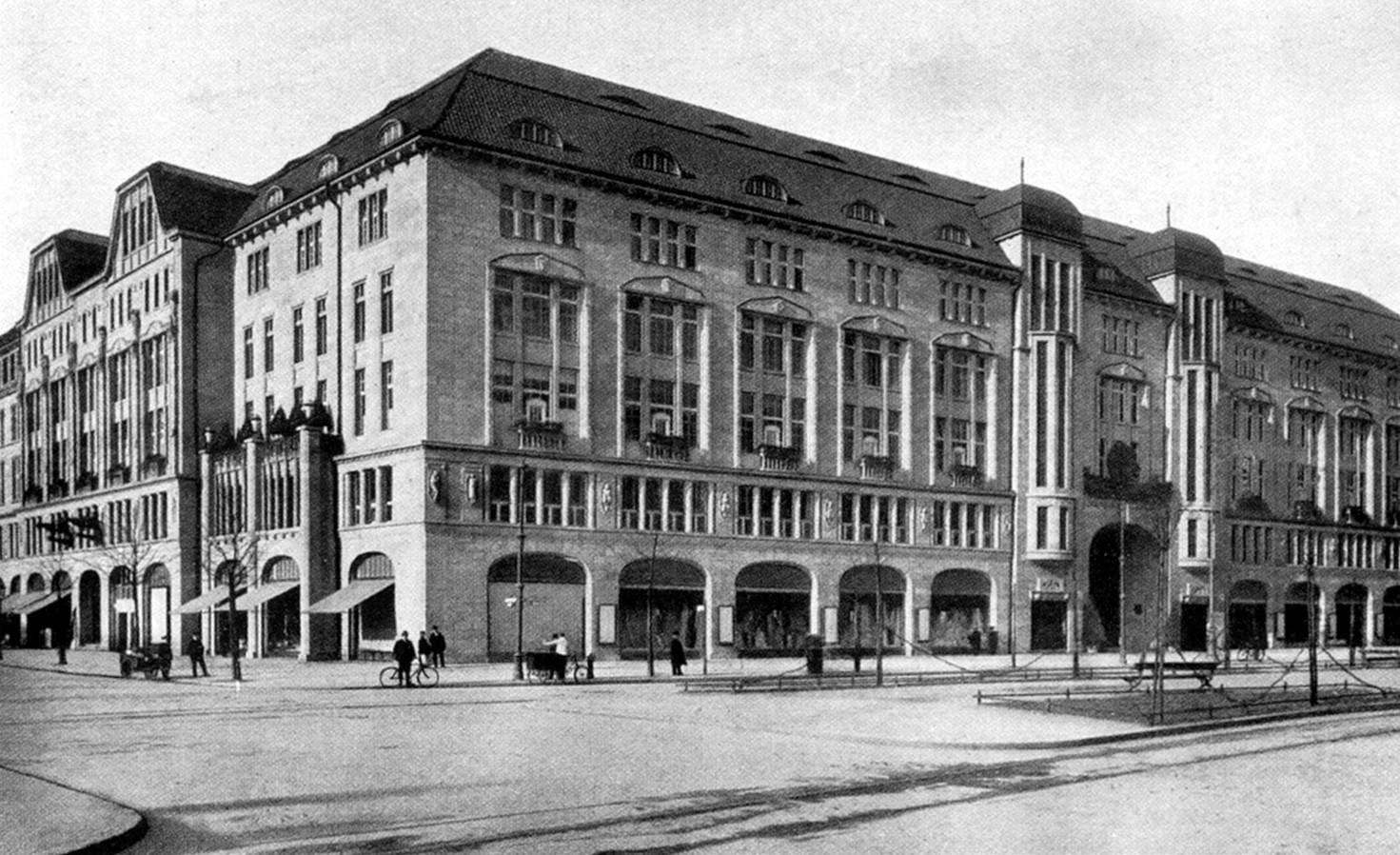
KaDeWe, Berlin (1907)

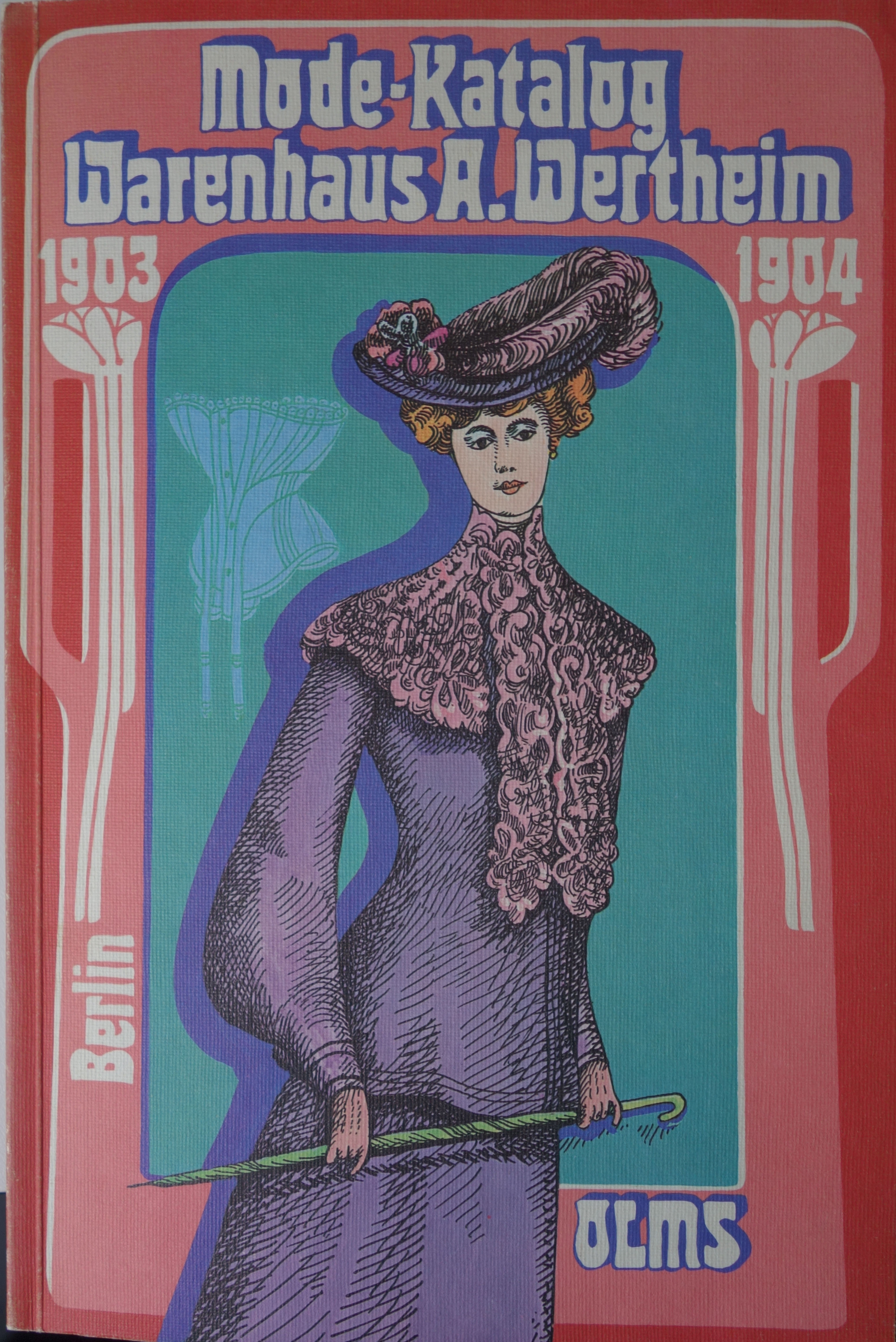
Mode-Katalog Warenhaus A. Wertheim (1903–1904)

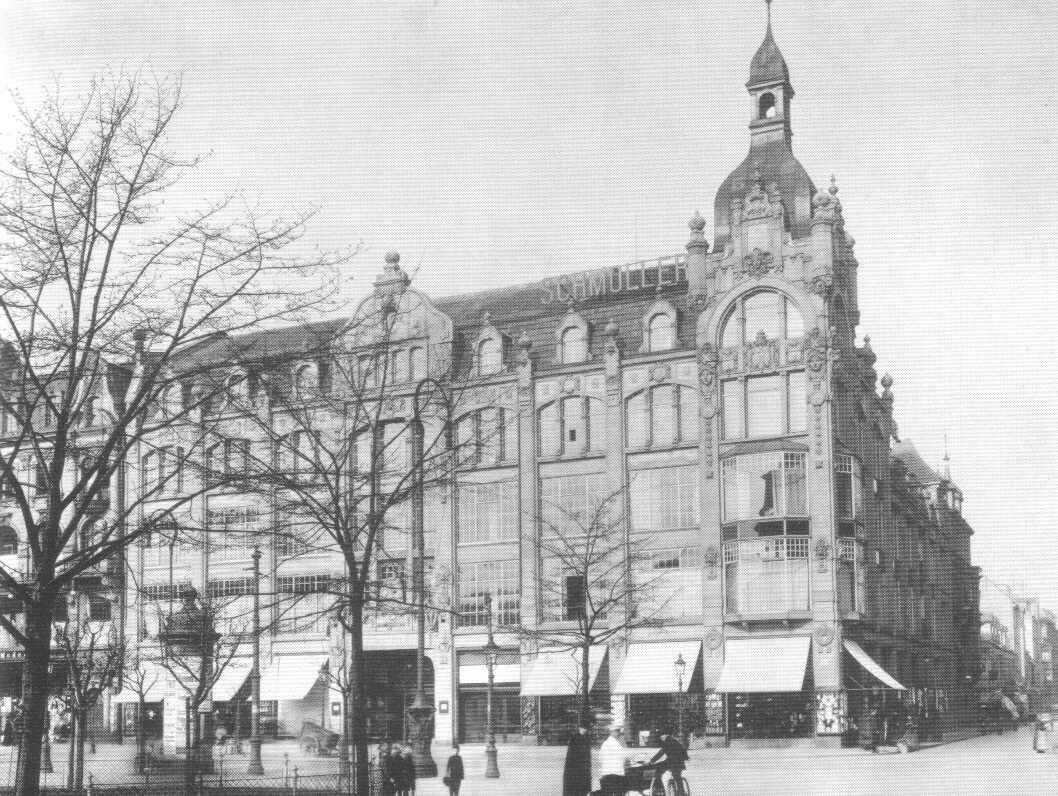
Kaufhaus Schmoller in Mannheim um 1910

Das Luxus-Warenhaus Kaufhaus des Westens (KaDeWe) wurde 1907 in Berlin-Schöneberg eröffnet. Ein Rohrpostsystem aus englischer Fertigung verband 150 verschiedene Zahlstellen im KaDeWe mit der Zentralkasse. Aufgrund der hohen Reparaturanfälligkeit dieses Fabrikats wurde die Anlage mit 18 Kilometer Rohrleitungen jedoch schon nach wenigen Jahren durch Registrierkassen ersetzt. Anstatt der damals verbreiteten Gasbeleuchtung gab es Kohlefadenlampen für elektrisches Licht. Zusätzliche Kundendienstleistungen wie beispielsweise dreizehn Personenaufzüge, jeweils ein Frisiersalon für Damen und Herren, eine Wechselstube, eine Bankfiliale der Deutschen Bank, eine Leihbibliothek, sowie ein Fotoatelier und ein Teesalon erhöhten die Attraktivität des Kaufhauses.
Eine derartige Vielfalt an Dienstleistungen boten auch andere gehobene Warenhäuser an, wie etwa das Berliner Kaufhaus Wertheim Leipziger Straße (Friseur, Leihbibliothek, Bank, Postamt). Die halbrund vorkragenden Risalite beiderseits des Haupteingangs enthielten Treppenräume, über dem Eingang platzierte Schaudt einen kleinen Balkon, über dem wiederum eine Uhr aus Bronze mit einem Zifferblatt von drei Metern Durchmesser hing. Zu einer bestimmten Uhrzeit öffneten sich zwei Tore beiderseits der Uhr. Daraufhin wurde das Uhrwerk von einer bronzenen Hansekogge mit vollen Segeln umrundet, dem Wahrzeichen des KaDeWe, gleich den Figurenspielen an den Uhren der Kathedralen und alten Rathäuser. Die holzgetäfelte und kassettierte Eingangshalle wurde von zwei seitlichen Marmorportalen des Bildhauers Georg Wrba zu den Lichtschächten oder Innenhöfen hin flankiert. In den beiden Höfen war jeweils ein kleiner Garten mit Springbrunnen für Kunden angelegt, die nach Ruhe und Muße suchten. Schon bald wurde das Warenhaus durch sein modernes und exquisites Angebot an Waren und Dienstleistungen zu einer der beliebtesten Kaufadressen Berlins. Die Tauentzienstraße wandelte sich von einer reinen Wohnstraße zu einem Einkaufsboulevard, immer mehr Ladengeschäfte mieteten sich im Erdgeschoss der Wohnhäuser ein. Zugleich wurde das Gebiet um die Kaiser-Wilhelm-Gedächtniskirche international interessant: „Hier weht Weltstadtluft. Zahlreiche Amerikaner, Engländer, Franzosen, Italiener, ja selbst Asiaten, haben sich hier niedergelassen und bevölkern die eleganten Boardinghouses und Pensionen. Theater werden gebaut. Alle Plätze bekommen Merkmale, die Ecksteine des Aufblühens ihrer Umgebung sind.“
1894 wurde das erste Warenhaus Wertheim mit einem frei ausgelegten Warenangebot und festen Preisen in der Kreuzberger Oranienstraße in Berlin eröffnet. Es war das erste von mehreren Berliner Wertheim-Warenhäusern, weitere Warenhäuser folgten am Moritzplatz und an der Königstraße. Im Jahr 1897 konnte der später bekannte Gebäudekomplex des Warenhauses Wertheim in der Leipziger Straße, entworfen vom Berliner Architekten Alfred Messel (1896), eingeweiht werden. Das Kaufhaus wurde im Laufe der Jahre bis zum Leipziger Platz ausgebaut und war mit einer Nutzfläche von 106.000 m² das damals größte Warenhaus Europas. 1902 erwarben die Wertheims in Stralsund die Grundstücke Ossenreyerstraße 8–10 und ließen dort ein weiteres großes Kaufhaus errichten, das 1903 eröffnet wurde.

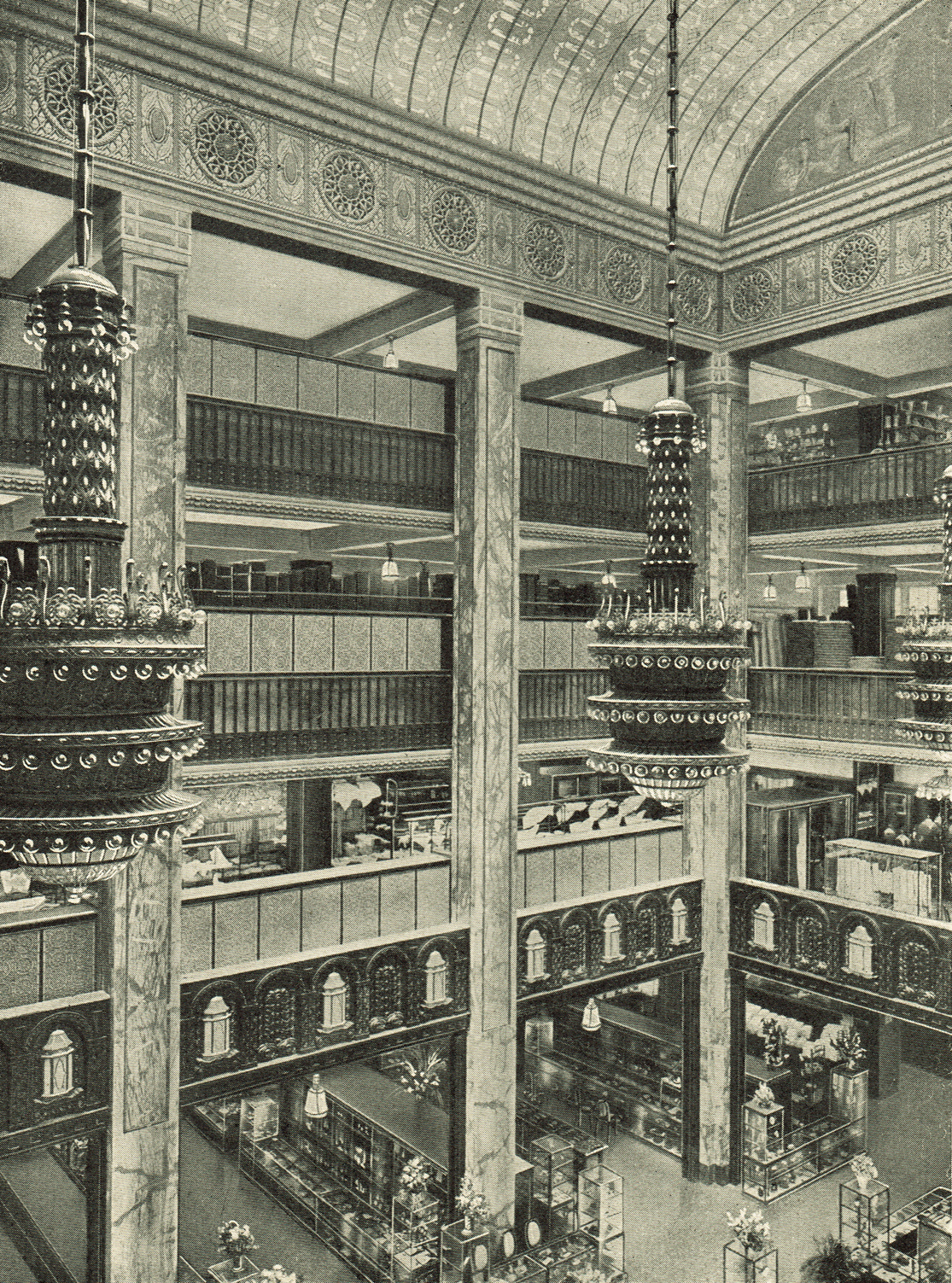
Zentraler Lichthof im Leipziger Warenhaus Althoff, 1914

Charakteristisch für die damaligen Kaufhäuser war eine große zentrale Eingangshalle mit Freitreppen, die sowohl repräsentativen wie ökonomischen Zwecken diente. Die zentrale Eingangshalle öffnete sich zu allen Etagen mit ihren verschiedenen Galerien und Balkonen. Reichtum und Erfolg der Warenhausunternehmen spiegelte sich auch in einer prunkvollen Außenfassade wider. Die Hauptfassaden der Kaufhäuser waren oftmals mit aufwendigen Giebelkonstruktionen, Türmen und Balkonen, sowie Säulen und Ornamenten kunstvoll gestaltet. Besonders beliebt waren Stilelemente aus dem Schlossbauwesen, der Renaissance und dem Barock, die viele Kaufhäuser zu baulichen Attraktionen einer Stadt werden ließen.
Im Gegensatz zu vorangegangenen Jahrhunderten, in denen Luxuswaren wie Kolonialwaren vor allem dem Adel vorbehalten waren, begannen im 19. Jahrhundert große Teile der Gesellschaft die Produkte der frühen Globalisierung zu konsumieren. Für die Ernährung der wachsenden Bevölkerung während der Industrialisierung waren sie zwar relativ unbedeutend, erfüllten jedoch das gesellschaftliche Bedürfnis nach einem mondänen Lebensstil, der den Genuss von exotischen Gütern, ungeachtet der sozialen Zugehörigkeit, auch in der Heimat möglich machte.

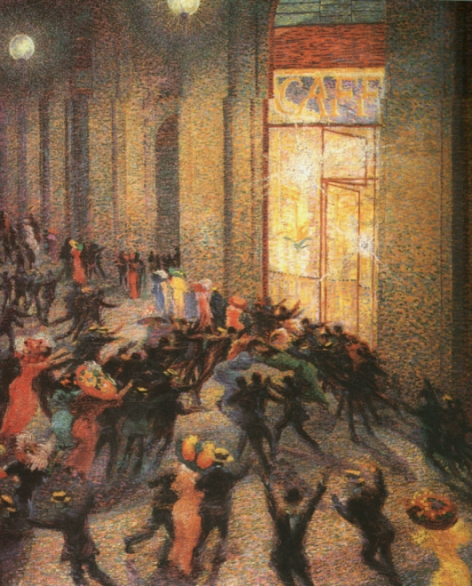
Umberto Boccioni: Rissa in galleria (1910)

Die Pariser Ladenpassagen als Vorstufe des Kaufhauses wurden zum Gegenstand einer geschichtsphilosophischen Untersuchung. Paris war die „Hauptstadt des 19. Jahrhunderts“ wie Walter Benjamin es 1935 einleitend zu seinem sich zu diesem Zeitpunkt in Arbeit befindlichen Passagen-Werk formulierte.
Die Einkaufspassage Galleria Umberto I in der Altstadt Neapels wurde in den Jahren 1887 bis 1890 nach dem Vorbild der Galleria Vittorio Emanuele II in Mailand erbaut. Die Galleria als privilegierter Ort des Mailänder Gesellschaftslebens und als Symbol der Modernität war einer der bevorzugten Aufenthaltsorte und symbolischen Orte des Futurismus, der sich für das hektische Leben der Stadt interessierte. Eine der berühmtesten künstlerischen Darstellungen der Galleria Vittorio Emanuele II ist Umberto Boccionis Rissa in galleria, das eine Schlägerei am Eingang der Galleria darstellt. Obwohl das Gemälde eher einem vom Pointillismus abgeleiteten Stil zuzuordnen ist, nimmt es bestimmte Themen vorweg, die dem Futurismus wichtig sein würden, wie die Bewegung und die Raserei der Menge.

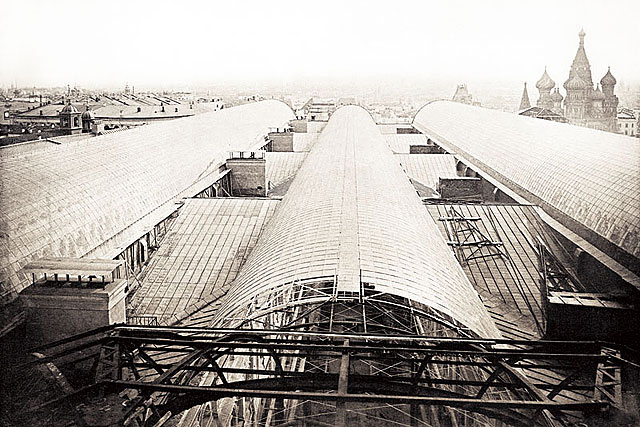
Warenhaus GUM: Bau der oberen Handelsreihen, 1892. Blick auf das Glasdach.

Das Warenhaus GUM im Herzen Moskaus am Roten Platz wurde 1893 nach Entwürfen von Alexander Pomeranzew und Wladimir Schuchow errichtet. Experten lobten das Projekt Pomeranzews und Schuchows als, so wörtlich, „rational und wirtschaftlich“ und gleichzeitig architektonisch sehr gut harmonierend mit dem altrussischen Ensemble rund um den Moskauer Kreml. Den an der Gesellschaft beteiligten Kaufleuten gefiel an dem Entwurf insbesondere die von Wladimir Schuchow konzipierte gläserne Überdachung der Passagen, die an ähnliche, damals gerade in Mode kommende Handelspassagen in europäischen Metropolen wie Mailand, Paris oder Wien stilistisch anknüpfte. In Russland war eine solche Konstruktion bis dahin noch völlig unbekannt.
Die zunehmende Industrialisierung und der damit verbundene Wohlstand des Großbürgertums, sowie der Aufstieg einer kaufkräftigen bürgerlichen Mittelschicht trugen in erheblichem Maße zum Erfolg der Warenhäuser bei, in denen sich auch erstmals unterschiedliche Bevölkerungsgruppen begegneten, was man so zuvor nicht gekannt hatte.
Industrialisierung der Warenproduktion
Grundlage für das breitgefächerte Angebot der Kaufhäuser war die Industrialisierung der Warenproduktion im 19. Jahrhundert. Zwar war bereits in der ersten Hälfte des 19. Jahrhunderts damit begonnen worden, unterschiedliche Waren unter einem Dach zu verkaufen, doch erst die Erfindung des Stahlbetons durch Joseph Monier (Patent: 1867), die Industrialisierung und Automatisierung der Glaserzeugung sowie die Verfügbarkeit von elektrischen Aufzugsanlagen ermöglichten den Bau von großen Kaufhäusern und ließen die Belle Époque auch zu einer Epoche der Kaufhäuser und des Konsums werden.
Technologische Innovationen wie beispielsweise die Telegrafie und das Dampfschiff sowie die Intensivierung der Verkehrsverbindungen und die Ausweitung der Plantagenwirtschaft zu Lasten der Anbauregionen senkten die Kosten und ließen Produkte zur Massenware werden.
Schlachthöfe und Großmärkte

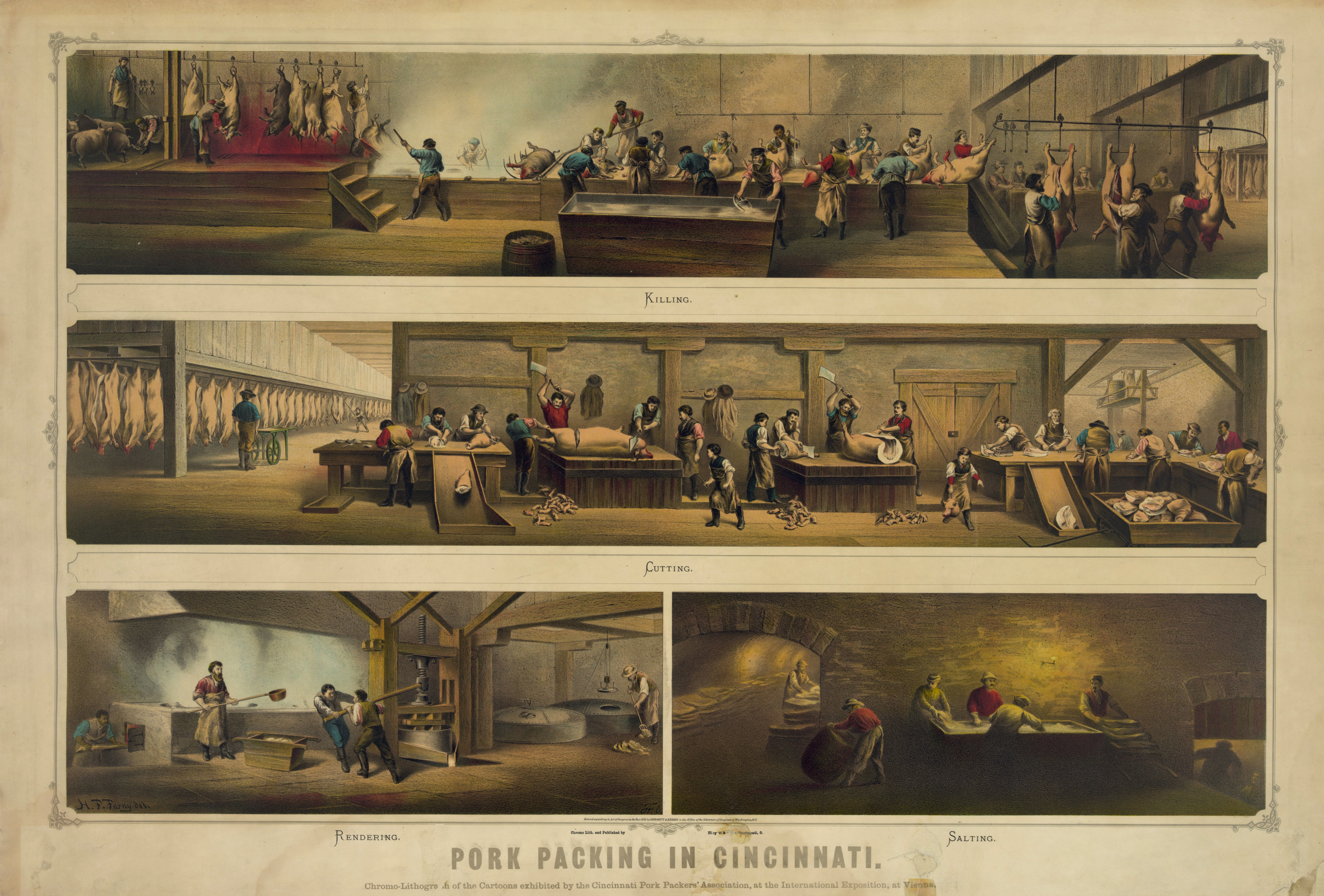
Verarbeitungsprozess von Schweinen in einer amerikanischen Großschlächterei in Cincinnati, Chromolithografie nach einem Original von Henry Farny, 1873

Mit dem wachsenden Konsum in den Großstädten entstanden in dieser Zeit viele Schlachthöfe und Großmärkte. Die ersten industriellen Schlachthöfe mit einer einfachen Fließbandproduktion entstanden um 1845 in den USA in Cincinnati. Perfektioniert wurde die Fließbandproduktion von Fleisch aber in Chicago. Mit der Einführung von Eisenbahn-Kühlwagen war es möglich, das Schlachtfleisch in den ganzen USA zu vertreiben. Chicago entwickelte sich innerhalb weniger Jahrzehnte zur Fleisch-Metropole Amerikas. Innerhalb Chicagos kam es nach einem kurzen Konkurrenzkampf zur Bildung eines Kartells aus fünf Unternehmen. Die Unternehmer Gustavus Swift, Philip Armour, Nelson Morris, Georg Hammond und Patrick Cudahy (die sogenannten „Big Five“) errichteten ihre Schlachthäuser und Fleischfabriken entlang des Union Stockyards. In diesen Anlagen wurden jährlich bis zu zwölf Millionen Tiere geschlachtet. Dabei wurde eine Verarbeitungsgeschwindigkeit von 15 Minuten von der Schlachtung eines Rindes bis zu seiner Zerlegung erreicht.
Die ersten großen kommunalen Schlachthöfe in Deutschland entstanden im Laufe der zweiten Hälfte des 19. Jahrhunderts. Einer der ersten kommunalen Schlachthöfe war der Zentralvieh- und Schlachthof in Berlin, dessen Entstehung vor allem durch den in Preußen 1868 per Gesetz eingeführten Schlachthofzwang bedingt war.

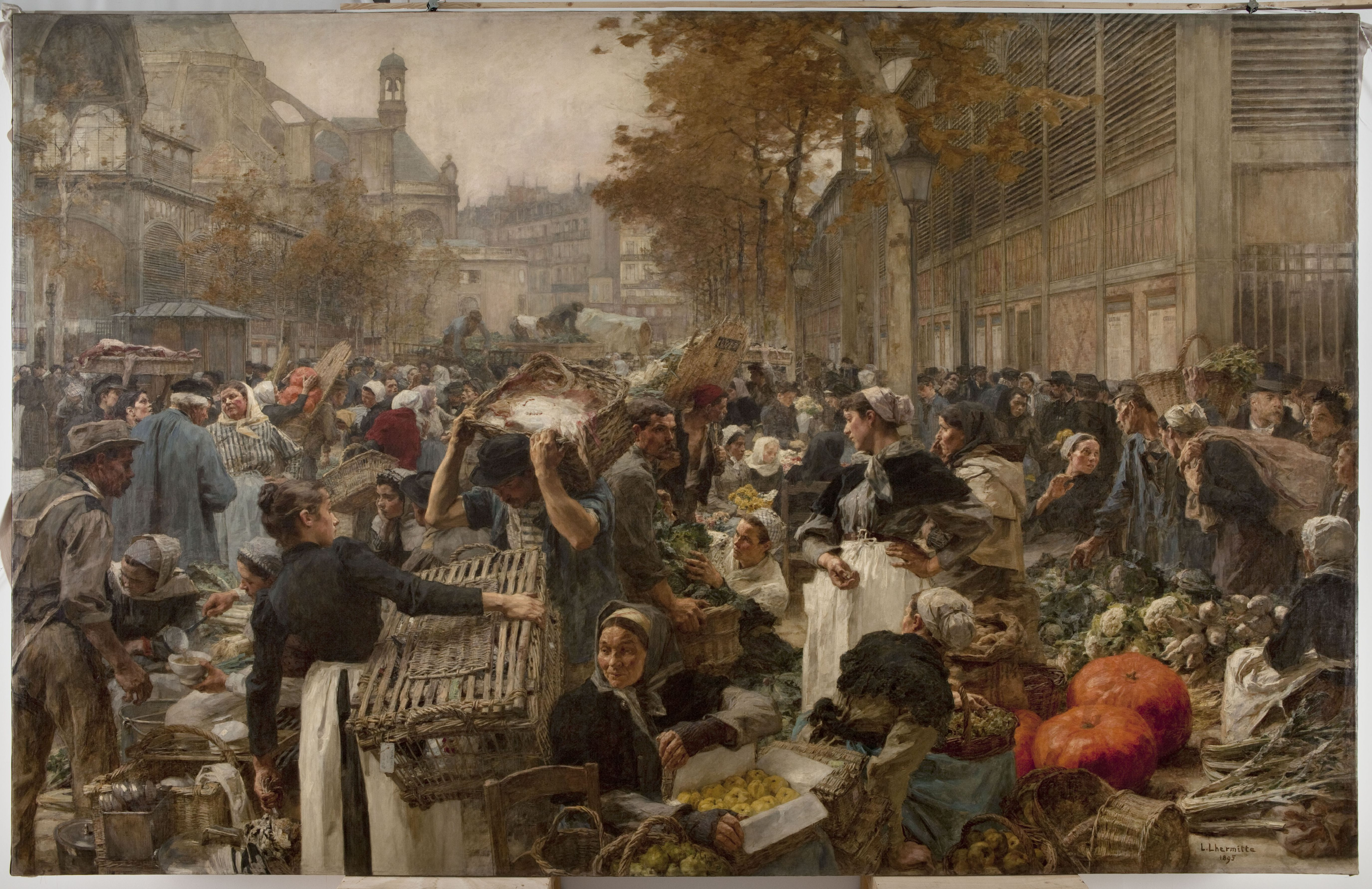
León Augustin Lhermitte: Les Halles, Paris (1895)

Die Pariser Markthallen (französisch: Les Halles de Paris) bestanden bis Anfang der 1970er Jahre im 1. Arrondissement von Paris und waren ein Großhandelsmarkt für frische Lebensmittel. Auf dem Höhepunkt seiner Aktivität weitete sich der Handel immer mehr aus und viele Händler mussten mit ihren Ständen aus Platzmangel sogar in die angrenzenden Straßen ausweichen. Die Pariser Markthallen bilden auch die Hauptkulisse für den Roman Der Bauch von Paris von Émile Zola, in dem der Schriftsteller das Milieu des Einzelhandels beschreibt und sich mit der Lebenswirklichkeit der arbeitenden Klasse auseinandersetzt. Der Roman ist reich an impressionistischen Schilderungen, von denen die eines Käseladens die wohl berühmteste ist. Diese Passage wird als „Käse-Symphonie“ bezeichnet.

## Frauen und Männer
In der Belle Époque spielten Frauen und Frauenbilder eine zentrale Rolle. Sowohl die Darstellung und Deutung traditioneller Charaktere aus Literatur und Mythologie als auch das sich wandelnde Rollenverständnis der Frau an der Schwelle zur Moderne veränderten die Gesellschaft und hatten auch Einfluss auf den Kunstbetrieb.

### Mythos „Femme fatale“

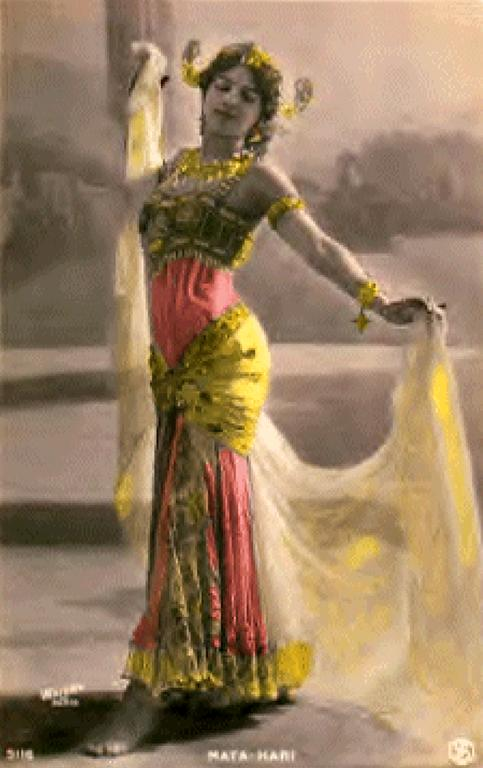
Postkarte von Mata Hari in Paris (1906)

Im bürgerlichen Großstadtleben erregte gegen Ende des 19. Jahrhunderts der Mythos und Frauentypus der Femme fatale das öffentliche Interesse sowie die Aufmerksamkeit von Künstlern und Intellektuellen. Historische und mystische Frauengestalten wie Salome, Sphinx, Venus sowie Hexen personifizierten dabei die dämonische Verführerin. Nicht nur die biblische Gestalt der Salome als Sinnbild der Femme fatale par excellence, sondern auch ihr Tanz als verführerisches Element fanden Eingang in die damalige Erotik und beflügelten die Phantasie vieler Künstler. Die Femme fatale war ein Geschöpf der modernen und hektischen Großstadt, als Rachegöttin, männerverschlingender Vamp oder als monströse Kindfrau Lulu in Frank Wedekinds Drama „Die Büchse der Pandora“ wurde ihr meist eine Außenseiterrolle zugeschrieben, was wohl vor allem in ihrer Andersartigkeit, ihrem betörenden und unheilbringendem Charme sowie in der Verkörperung von Sinnlichkeit, Sünde und Lasterhaftig begründet liegt. Im ausgehenden 19. Jahrhundert wurde auch die Kurtisane der Femme fatale zugerechnet.

### Prostitution

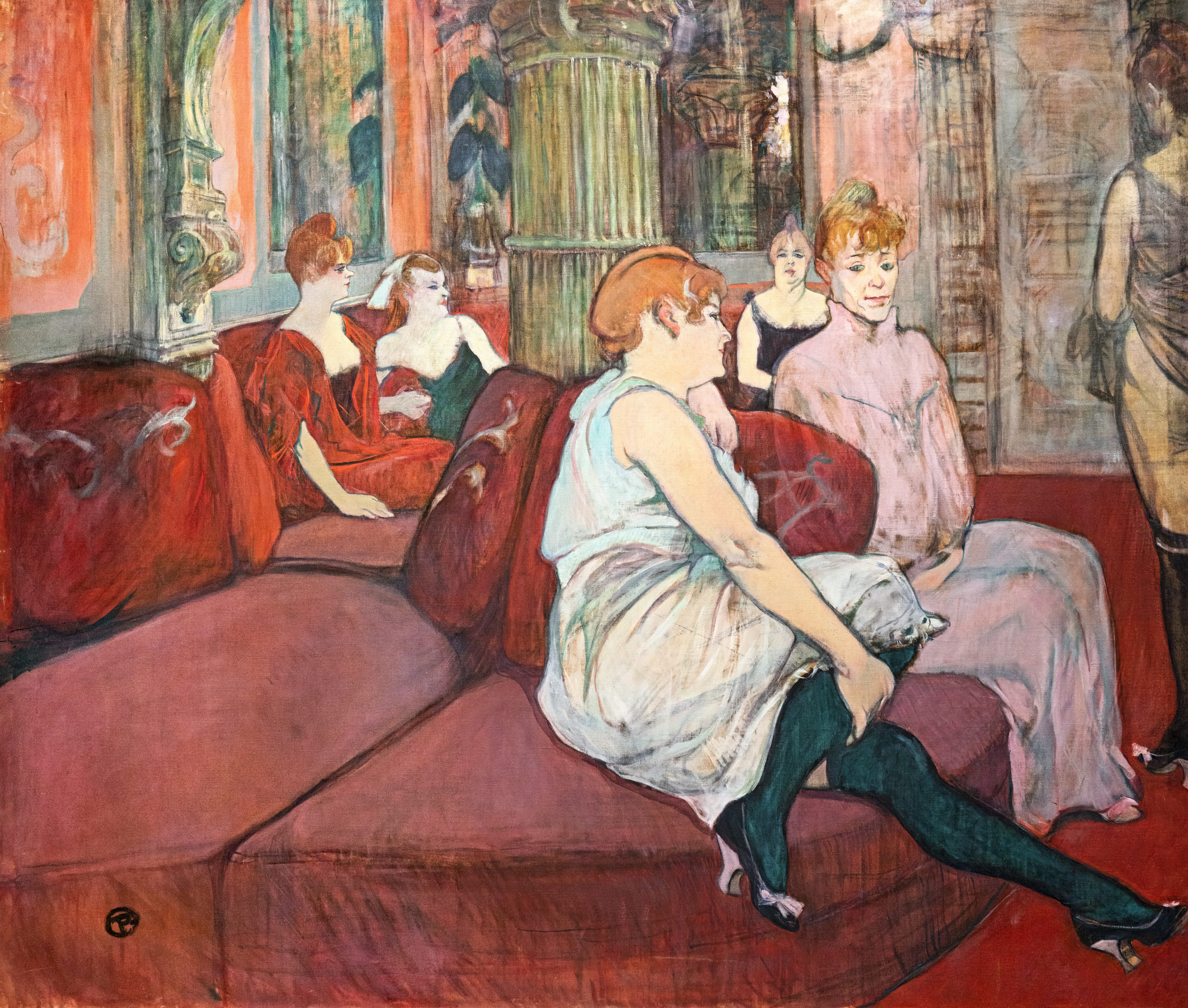
Henri de Toulouse-Lautrec: Au Salon de la rue des Moulins (1894)

Während im 18. Jahrhundert die Mätressen der Fürsten als einflussgebend und stilprägend galten, übernahmen diese Rolle im 19. Jahrhundert die Kurtisanen, deren reiche Verehrer ihnen einen luxuriösen Lebensstil ermöglichten. Die Grenzen zwischen Künstlerin und Kurtisane konnten dabei fließend sein. Treffpunkt für Begegnungen mit der großbürgerlichen Welt waren oftmals Kaffeehäuser und Restaurants, die damals in den Städten entstanden und mit zum Freizeitvergnügen beitrugen. An diesen Orten wurden Reize zur Schau gestellt und zugleich neuste modische Trends kreiert. Kleidung galt für viele Frauen als Mittel zum Zweck, um gesellschaftliche Schranken überwinden zu können, so unterschied sich die Kleidung ehrbarer Frauen kaum noch von der käuflicher Damen, was Letztere in ihrem Glauben bestärkte, irgendwann einmal gesellschaftlich aufzusteigen und zu dieser Gesellschaft dazuzugehören.
Anders erging es jedoch den zahlreichen Straßendirnen. Viele junge Frauen kamen in der Hoffnung auf ein besseres Leben vom Land in die Städte. Als ungelernte Arbeiterinnen war ihr Verdienst jedoch oftmals zu gering, um davon leben zu können. Viele Frauen, die als Dienstmädchen, Modistinnen, Blumenfrauen oder Wäscherinnen arbeiteten, verdingten sich nebenher als Gelegenheitsprostituierte, um so ihr Gehalt aufbessern zu können. Viele von ihnen infizierten sich mit der damals häufigsten Geschlechtskrankheit Syphilis oder verfielen, aus Scham über ihre Tätigkeit und den damit verbundenen Peinigungen und Erniedrigungen dem Alkohol. Neben den offiziell registrierten Prostituierten, die der Kontrolle durch die Sittenpolizei unterstanden, gab es in den Städten eine hohe Dunkelziffer nicht registrierter oder sich nur gelegentlich prostituierender Frauen.
Obwohl die Prostitution in Deutschland als Tabuthema im Wilhelminischen Zeitalter galt, gehörten Bordellbesuche zum Zeitvertreib einer großbürgerlichen Männergesellschaft. Die Besucher der Bordelle kamen meist aus wohlhabenderen Stadtvierteln und ließen sich in den Abendstunden mit Kutschen oder Automobilen in die abgelegenen Stadtviertel bringen, in denen sich die Bordelle befanden, Cafés und Restaurants dienten zuvor häufig als Ort einer ersten Kontaktaufnahme. Damalige Satirezeitschriften wie der Simplicissimus und Die Jugend griffen diese Themen dankbar auf.

### Frauenbewegung

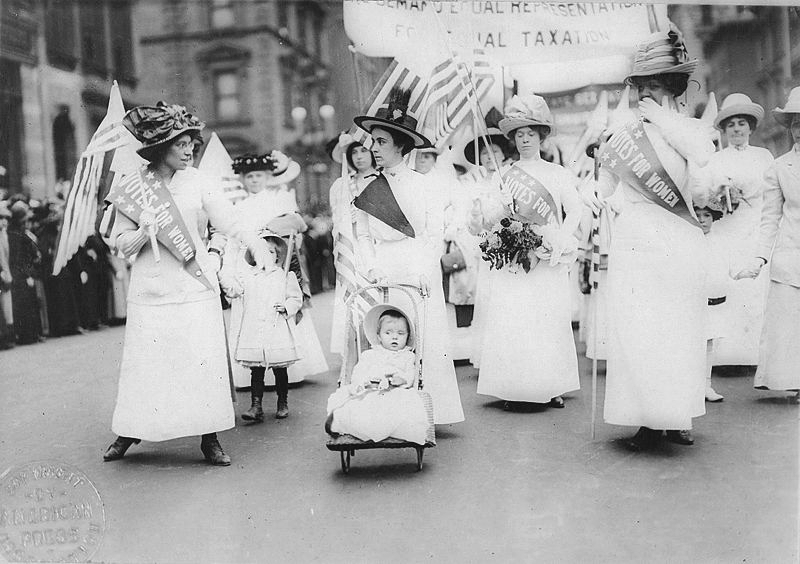
Suffragettendemonstration, New York City 1912

Das 19. Jahrhundert zeichnete sich nicht nur durch die unterdrückte Stellung der Frau in der Gesellschaft aus, sondern ab der Mitte des 19. Jahrhunderts auch durch den Beginn der Frauenbewegung und den Kampf der Frauen um eine gleichberechtigte Stellung in Bildungswesen, Arbeit und Politik. Die Industrialisierung veränderte die Gesellschaft nachhaltig, neben Männern wurden nun auch Frauen als Arbeiterinnen in den Fabriken benötigt. Jedoch erschien es den Frauen als große Ungerechtigkeit, dass sie zwar wie die Männer arbeiten, aber ansonsten nicht die gleichen Rechte wie diese erhalten sollten, wie z. B. das Wahlrecht. So erhielten beispielsweise 1884 in England nach dem Zensus zwei Drittel aller Männer das Wahlrecht, während Frauen, Kriminelle und Geisteskranke davon ausgeschlossen waren. In Großbritannien engagierten sich daher Frauen in der Politik wie die Suffragetten, die sich für das Frauenwahlrecht einsetzten oder auf radikalere Art und Weise wie bei den Sozialisten rund um Rosa Luxemburg in Deutschland.
Im Oktober 1865 wurde in Leipzig der erste Frauenverein gegründet. Im Jahr I900 konnten sich Frauen in Deutschland erstmals die Zulassung zu den Universitäten erstreiten. Seit 1893 war es Mädchen in Deutschland möglich, das Abitur abzulegen, doch wurde ihnen zunächst nur die Aufnahme von sogenannten frauenspezifischen Studien gestattet. Als solche galten das Lehramts- und das Medizinstudium. 1893 wurde auf Initiative der deutschen Frauenrechtlerin Hedwig Kettler das erste humanistische Mädchengymnasium in Karlsruhe eröffnet. Im Großherzogtum Baden als erstem Land in Deutschland wurden Frauen per Erlass uneingeschränkt zum Hochschulstudium zugelassen. Im Jahr 1908 konnten in Deutschland 108 Frauen einen Universitätsabschluss außerhalb der medizinischen Fakultät und der Lehrerbildungsanstalten erwerben, ebenfalls 1908 erhielt die erste Frau in Deutschland eine Professur in Wirtschaftswissenschaften in Mannheim. 1914 waren 6,7 % der Studenten an den deutschen Universitäten Frauen. In Deutschland erschien den Frauen der Kampf um gleiche Schulbildung, gleiche Ausbildung, gleiche Berufschancen und gleichen Lohn für gleiche Arbeit wichtiger, als der Kampf um das Wahlrecht wie in England und den USA.
In der Phase zunehmender Industrialisierung bekam die bürgerliche Frauenbewegung in Deutschland Konkurrenz von der Arbeiterfrauenbewegung. So drängten die Bürgerinnen der Mittelschicht auf Reformen, während die Arbeiterinnen ihre Rechte durch eine Revolution erstreiten wollten. Die unterschiedlichen Vorstellungen über das Erreichen der Ziele, verhinderte eine Zusammenarbeit. Die proletarische Frauenbewegung wurde später in die SPD integriert. Bereits 1914 waren 16,1 % der Parteimitglieder der SPD Frauen.

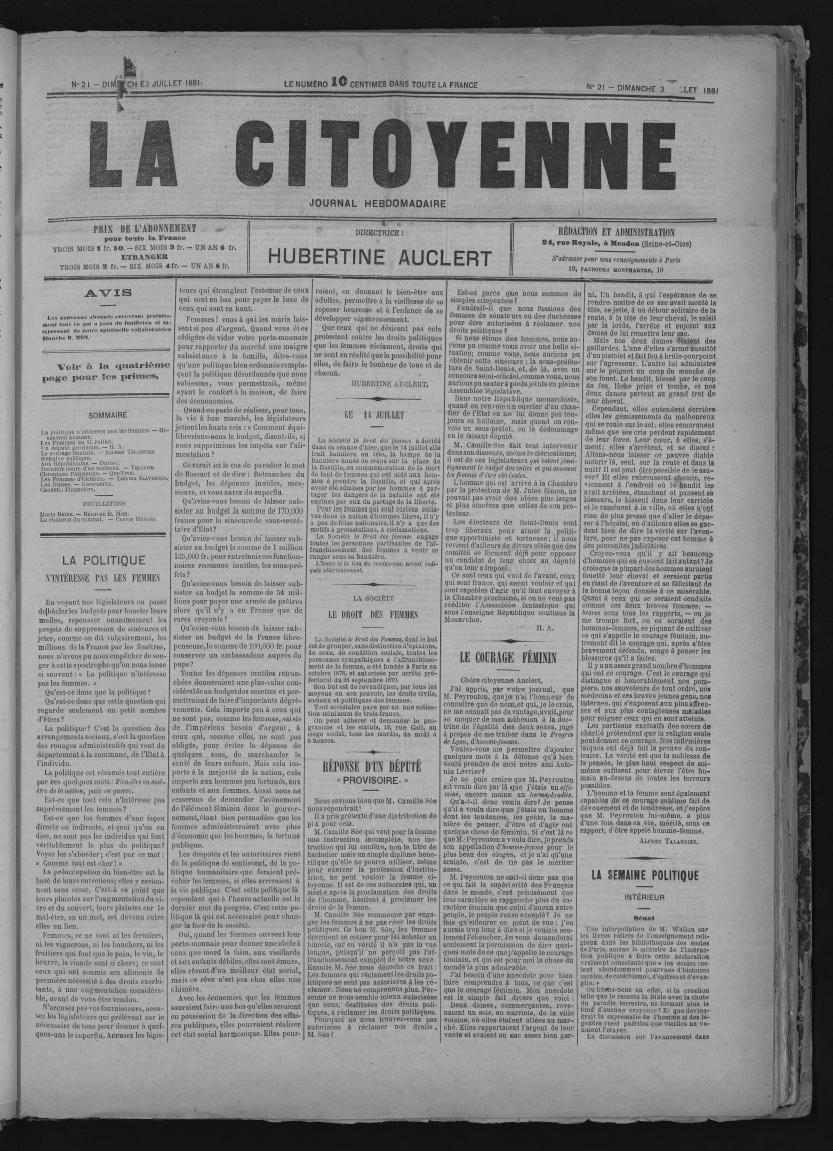
La Citoyenne (1881)

1881 erschien die erste Ausgabe der radikal-feministischen Zeitschrift La Citoyenne von Hubertine Auclert in Paris. Hauptschwerpunkt der Publikation war die im Code civil verankerte rechtliche Diskriminierung der französischen Frauen. Hubertine Auclert gründete 1883 die Société le suffrage des femmes. Sie war die erste Frauenrechtlerin, die sich 1882 selbst als féministe (Feministin) bezeichnete. Auclert sprach sich für das Frauenwahlrecht und eine völlige rechtliche Gleichstellung von Frauen gegenüber Männern aus. Gemeinsam mit der Frauenrechtlerin Madeleine Pelletier demonstrierte sie 1908 vor Wahllokalen. Im Jahr 1901 wurde in Frankreich ein Nationaler Rat der französischen Frauen gegründet, der dem Internationalen Frauenrat angeschlossen war, mit dem Ziel, alle feministischen Werke und Gesellschaften zusammenzufassen und zu koordinieren. Parallel dazu entwickelte sich nach und nach auch eine Frauenpresse. Die französischen Frauen waren jedoch die letzten, die in Europa das Wahlrecht erhielten, während Frauen bereits in fast allen europäischen Ländern nach dem Ersten Weltkrieg das Wahlrecht zugesprochen bekamen, mussten die Frauen in Frankreich bis 1945 darauf warten.

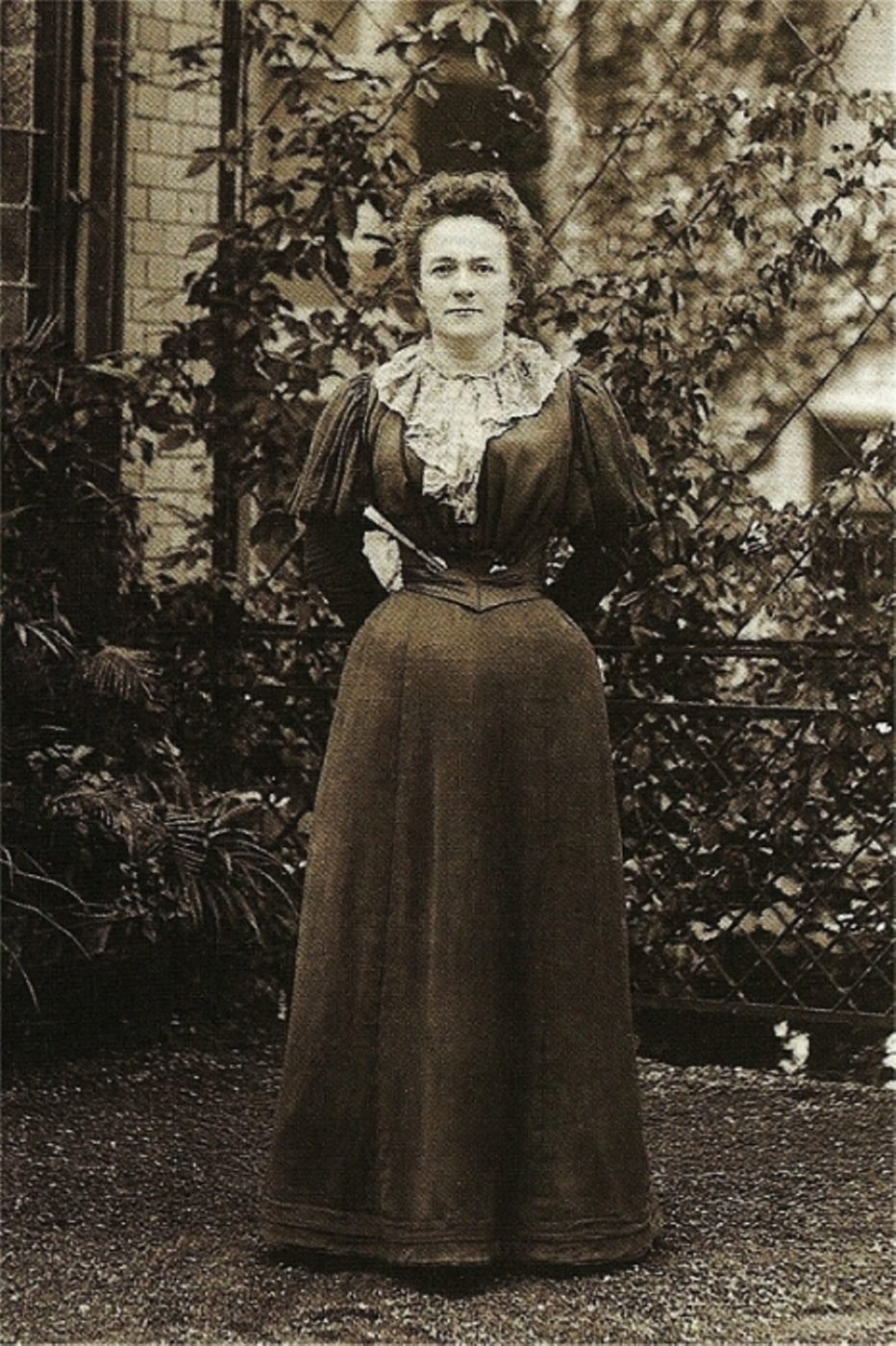
Clara Zetkin 1897

Sechs Frauen um Emmeline und Christabel Pankhurst gründeten 1903 in Manchester die Women’s Social and Political Union, eine Frauenstimmrechtsvereinigung. Sie waren die Ersten, die den Beinamen Suffragetten (>lat. suffragium: Wahl) bekommen sollten. Die Women’s Social and Political Union wurde als unabhängige Frauenbewegung am 10. Oktober 1903 in Manchester gegründet. 1907 demonstrierten in London 3.000 britische Suffragetten für die Einführung des Stimmrechts für Frauen, an ihrer Spitze Lady Frances Balfour und Lady Millicent Garrett Fawcett. The March of Women, die Hymne der englischen Frauenbewegung von Ethel Smyth, wurde 1911 in der Londoner Pall Mall uraufgeführt. Eine weitere Aufführung erfolgte in der Royal Albert Hall, von wo aus das Lied eine rasche Verbreitung in England erfuhr und zur Hymne der englischen Suffragettenbewegung avancierte. In ihrem Kampf für das Wahlrecht für Frauen schreckten die Suffragetten auch nicht vor gewalttätigen Aktionen zurück, so kam es zu Sachbeschädigung, Störung öffentlicher Veranstaltungen und Hungerstreiks, was dazu führte, dass viele Frauen verhaftet und die Frauen, die in den Hungerstreik getreten waren, zwangsernährt wurden. Der verzweifelte Kampf der Suffragetten ging so weit, dass sich am 4. Juni 1913 Emily Wilding Davison während des Derbys in Epson vor das Pferd König Georgs V. warf, niedergetrampelt wurde und wenig später ihren schweren Verletzungen erlag. Sie avancierte daraufhin zur ersten Märtyrerin der Frauenbewegung in England und ihr Tod war das Fanal für bürgerkriegsähnliche Zustände. Mit Ausbruch des Ersten Weltkriegs beendeten die Suffragetten in England jedoch ihre militanten Aktionen, ließen ihre Forderungen nach dem Frauenwahlrecht fallen und unterstützten die britische Regierung in ihrer Kriegspolitik.
In den USA war es Frauen zunächst nicht möglich zu studieren, sie besaßen kein Wahlrecht und hatten keine freie Berufswahl. Ihre Domänen sollten Kinder, Kirche und Küche sein. Ihren Ehemännern gegenüber schuldeten sie Gehorsam um im Fall von Zuwiderhandlung war es diesen erlaubt, ihre Frauen körperlich zu züchtigen. Die Frauen in Amerika fühlten sich daher ebenso benachteiligt wie die Sklaven, was dazu führte, dass die Befreiungsbewegung der Sklaven und die Frauenrechtsbewegung in den USA schon bald eine enge Verbindung eingingen. Im Mai 1890 wurde die National American Woman Suffrage Association gegründet, was den Beginn der amerikanischen Frauenbewegung markierte. Vorbild für den Kampf um das Wahlrecht der Frauen in den USA waren die Suffragetten in England, die sich als Suffragetten (>lat. suffragium: Wahl) bezeichneten. In den USA nannten sie sich „suffragists“. Obgleich die Engländerinnen als Pionierinnen der Frauenbewegung in Amerika verehrt wurden, gingen die Frauen in den USA nicht so radikal vor wie in Großbritannien. Der amerikanische Schriftsteller Henry James, der die Frauenfrage offensichtlich für überflüssig hielt, thematisierte diese in seinem Roman „The Bostonians“ und nahm darin die Frauenbewegung und deren Vertreterinnen satirisch und kritisch aufs Korn.
1893 wurde in Neuseeland das Frauenwahlrecht eingeführt, Neuseeland war damit der erste Staat der Neuzeit, der Frauen dieses Bürgerrecht ohne Einschränkungen zugestand.
Norwegen führte 1913 als erster souveräner Staat in Europa das Frauenwahlrecht ein. Im Deutschen Reich wurde das Wahlrecht für Frauen nach dem Ersten Weltkrieg mit der Gründung der Weimarer Republik 1919 eingeführt.
Die deutsche Sozialistin und Frauenrechtlerin Clara Zetkin schlug auf der Zweiten Internationalen Sozialistischen Frauenkonferenz in Kopenhagen die Einführung eines internationalen Frauentages vor, ohne jedoch ein bestimmtes Datum zu favorisieren. Der erste internationale Frauentag wurde am 19. März 1911 in Dänemark, Deutschland, Österreich-Ungarn und der Schweiz gefeiert und entstand auf Initiative sozialistischer Organisationen in der Zeit vor dem Ersten Weltkrieg im Kampf um die Gleichberechtigung, das Wahlrecht für Frauen sowie die Emanzipation von Arbeiterinnen. 1921 wurde der internationale Frauentag durch einen Beschluss der Zweiten Internationalen Konferenz kommunistischer Frauen in Moskau schließlich auf den 8. März gelegt.

## Kleidung und Mode

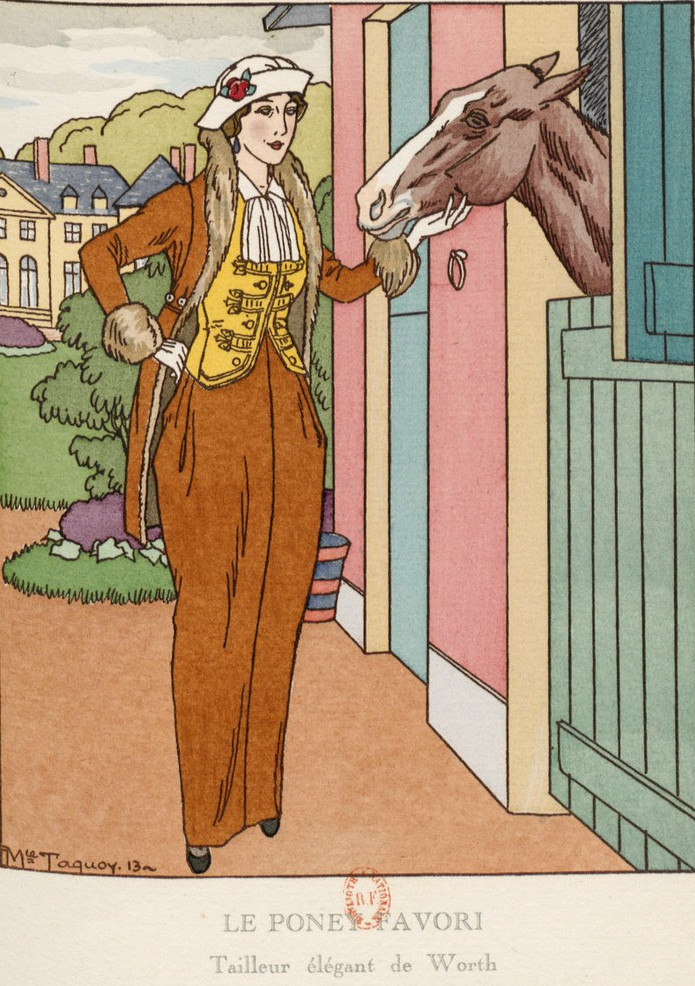
« Le poney favori. Tailleur élégant. » („Das Lieblingspony. Elegantes Kostüm.“) in La Gazette du bon ton, Titel: House of Worth, 1913

In der Belle Époque konnte sich die Pariser Haute Couture (französisch für ‚gehobene Schneiderei‘) als ein Synonym für Luxus und Eleganz etablieren.
Der englische Modeschöpfer Charles Frederick Worth revolutionierte Mitte des 19. Jahrhunderts mit seiner Art der Kleiderproduktion die Modeindustrie. Er gilt als Begründer der Haute Couture und war der Erste, der mehr als Künstler denn als Handwerker verstanden wurde. Darüber hinaus war sein Einfluss auf die Mode insgesamt sehr groß. Bereits 1867 schuf er ein Vertriebsprogramm, das ausländischen Einkäufern den Erwerb von Schnittmustern ermöglichte. Entsprechend seinem Selbstverständnis als Künstler war in seine Modelle ein Sticketikett mit seinem Namen eingenäht. Seine Kleidung war „komplett“, wenn sie sein Atelier verließ; anders als bei anderen Schneidern und Schneiderinnen war nicht vorgesehen, dass sie von einer Modistin mit Accessoires aufgeputzt wurde. Königin Victoria, Elisabeth „Sissi“ von Österreich, Fürstin Pauline von Metternich, die für ihre Schönheit gefeierte Lillie Langtry, die Schauspielerin Sarah Bernhardt, die Sopranistin Nellie Melba und die Halbweltdame Cora Pearl zählten zu seinen Kundinnen. Worth schmeichelte seinen Kundinnen mit luxuriösen Materialien und sorgfältigem Schnitt. Während zuvor die Kundinnen das Design ihrer Kleider vorgaben, stellte nun Charles Frederick Worth selbst viermal im Jahr seine Modellkreationen in Modeschauen vor. Die Kundin wählte sich ein Modell aus, das mit einem Stoff ihrer Wahl anschließend nach Maß angefertigt wurde. 1870 beschäftigte sein Unternehmen über 1200 Näherinnen, die jede Woche mehrere hundert Kleider herstellten. Seine Modelle waren so teuer, dass selbst begüterte Kundinnen sie sich jeweils nach der neuesten Mode umändern ließen.

### Damenmode

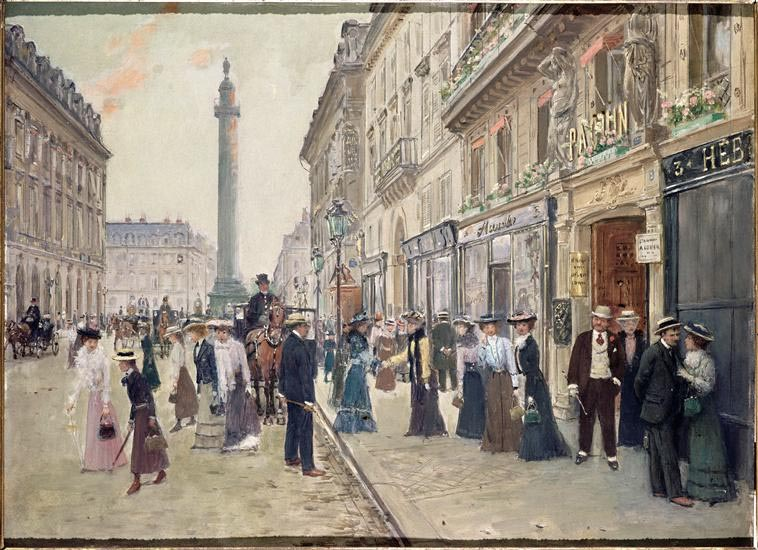
Eingang des Hauses Paquin in der Rue de la Paix (Gemälde von Jean Béraud, 1907)

Von viktorianischem oder wilhelminischem Prunk nach 1900 erfolgte allmählich auch eine Befreiung der Frauen aus den Zwängen des bis dahin üblichen Korsetts. In diese Zeit fällt auch die Bewegung zur Entwicklung von Reformkleidung für Frauen, die sich aber zunächst nicht durchsetzen konnte. Es ist auch die Zeit, in der der Büstenhalter erfunden wurde.

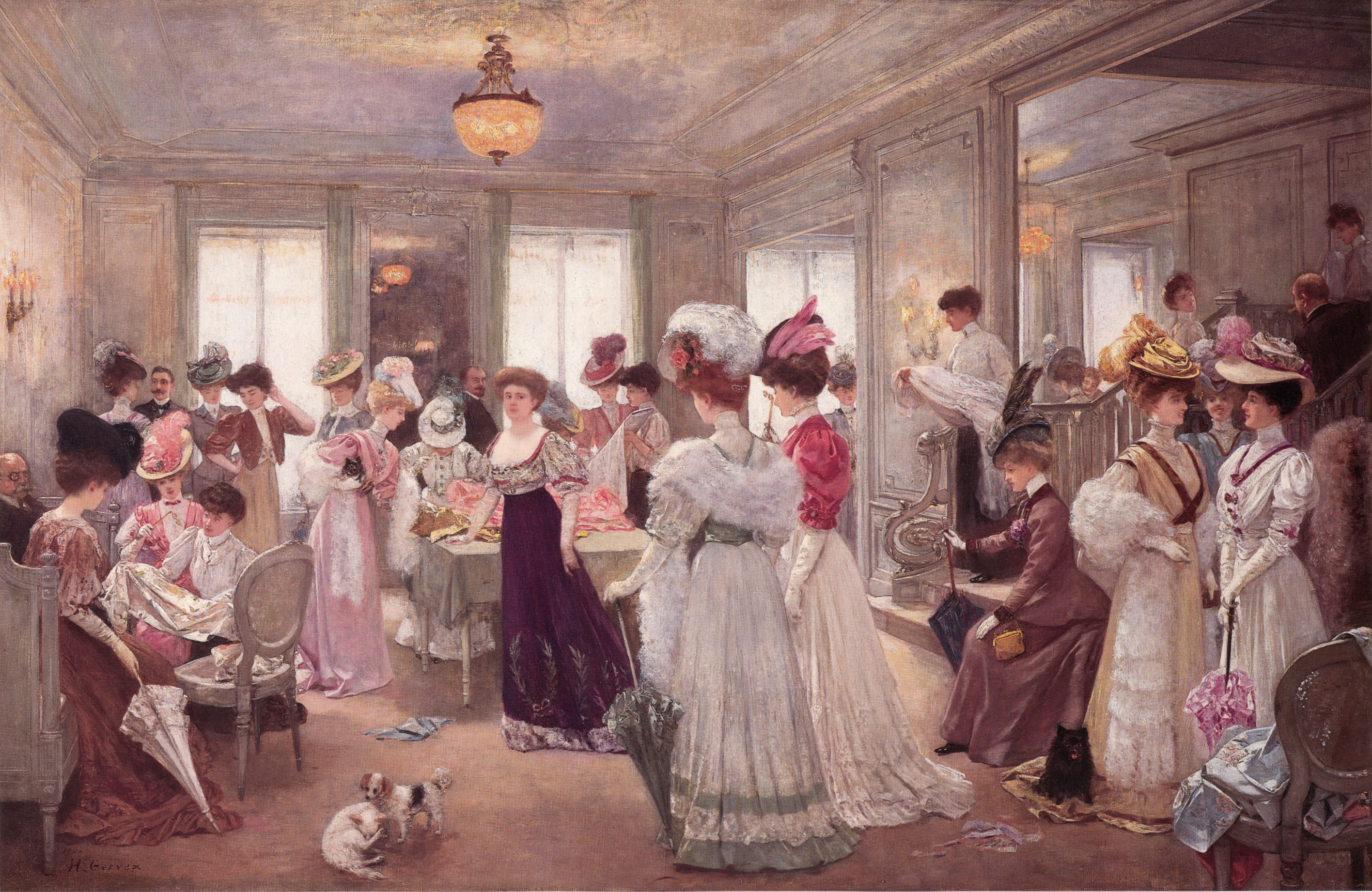
Fünf Uhr bei Paquin (Gemälde von Henri Gervex, 1906)

Die französische Modeschöpferin Jeanne Paquin bestimmte über drei Jahrzehnte das Modegeschehen ihrer Zeit mit. Nach einer Ausbildung zur Schneiderin in dem Pariser Modesalon von Christoph Drecoll gründete Jeanne Paquin 1891 ihr eigenes Modehaus in der Rue de la Paix 3. Unterstützt wurde sie dabei von ihrem Mann Isidore Paquin, einem Bankier, der auch die Geschäftsführung ihres Salons übernahm. Bekannt war Jeanne Paquin für luxuriöse Abendkleider in zarten, fein abgestimmten Farben, pelzverbrämte Kostüme und Mäntel sowie eine Kollektion von Tangokleidern, mit der sie 1913 Aufsehen erregte.

Bereits 1900 war Jeanne Paquin die Vorsitzende der Modenschau-Organisation der Pariser Weltausstellung, sie fungierte außerdem zeitweilig als Präsidentin der „Chambre Syndicale de la Couture Parisienne“. Aufgrund ihrer Verdienste um die französische Wirtschaft wurde sie im Jahr 1913 mit dem Kreuz der Ehrenlegion ausgezeichnet und war damit die erste Frau, die diese Anerkennung erhielt. Sie eröffnete 1912 einen Salon in London, weitere Niederlassungen in Madrid und Buenos Aires sowie ein Pelzgeschäft in New York folgten. Sie war die erste Modeschöpferin, die zu Werbezwecken Mannequins zu den Pferderennen in Longchamp und Chantilly schickte und nach dem Vorbild von Paul Poiret eine USA-Tournee mit vier Mannequins unternahm. Eingang fand Jeanne Paquin auch in die Literatur. Der französische Schriftsteller Marcel Proust erwähnt die Modeschöpferin in seinem Roman Auf der Suche nach der verlorenen Zeit.

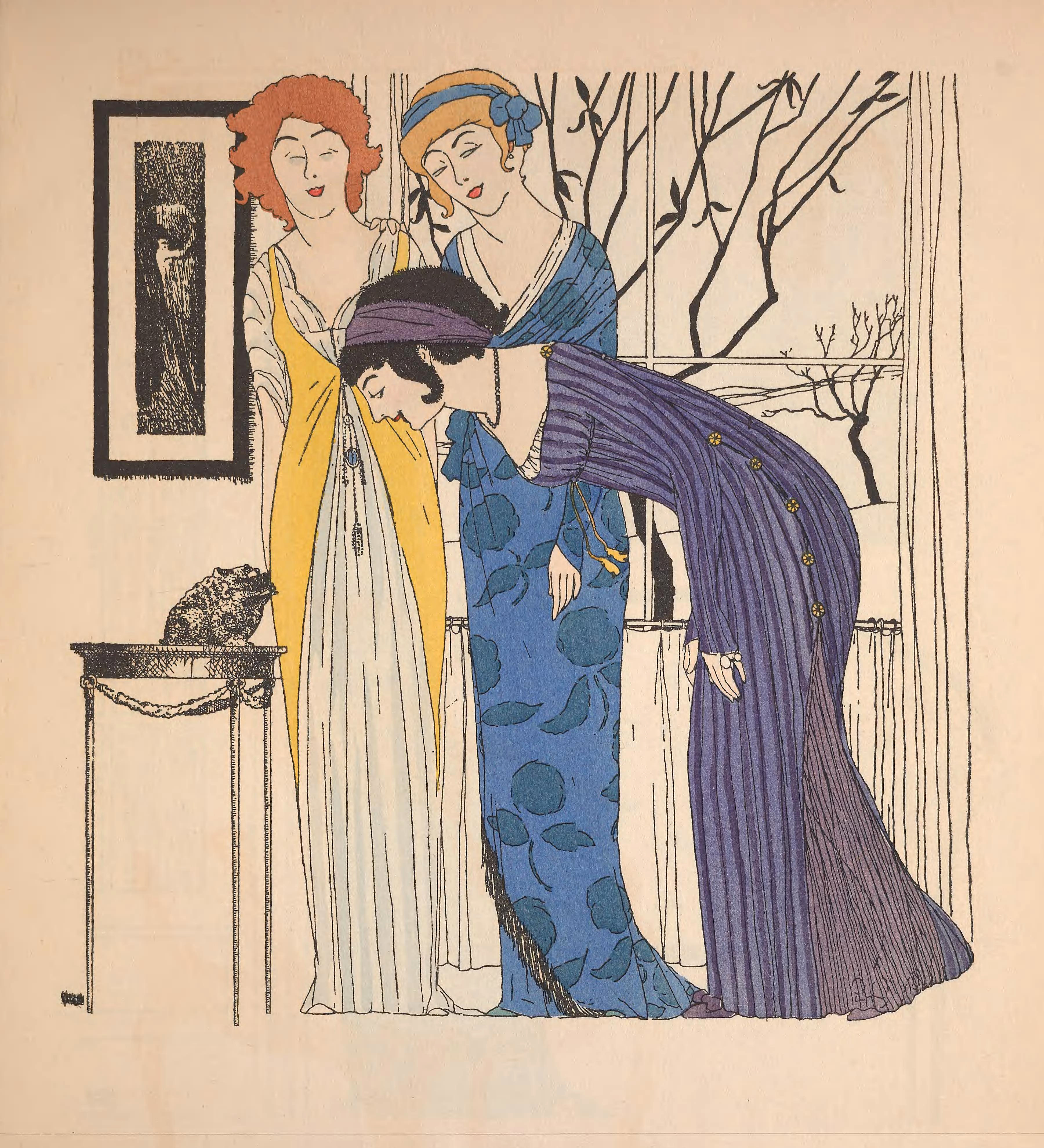
Modezeichnung von Paul Poiret (1908)

Zwischen 1910 und 1915 sorgten mehrere Faktoren dafür, dass sich eine korsettlose Mode durchzusetzen begann, allerdings noch nicht die Frauenhose. Politische Faktoren für die korsettlose Mode waren die erstarkende Frauenbewegung, die etwa um diese Zeit in vielen Ländern das Frauenwahlrecht durchzusetzen begann sowie der Erste Weltkrieg, der dazu führte, dass mangels männlicher Arbeitskräfte mehr Frauen als Arbeitskräfte benötigt und eingesetzt wurden.
Nach 1900 entwarfen Modeschöpfer wie Paul Poiret erste korsettlose Gewänder. Das um 1910 in Paris lancierte Hosenkleid (frz.: Jupe-Culotte) konnte sich jedoch anfangs nicht durchsetzen.
Die wohlhabenden Damen der Gesellschaft verfügten meist über eine umfangreiche Garderobe und wechselten teilweise mehrmals am Tag ihre Kleidung. Dabei wurde zwischen Tages-, Besuchs- und Nachmittagsgarderobe unterschieden und die Garderobe jeweils dem spezifischen gesellschaftlichen Anlass angepasst. Die Kleider waren lang und reichten bis zum Boden, Bein zu zeigen oder gar den nackten Fuß, galt als unsittlich. Edle Stoffe wie Seidensatin, Chiffon, Damast oder Tüll wurden oft in hellen, zarten Farben getragen, verziert mit Spitze und Strass und verkörperten die Romantik, aber auch die Eitelkeit der Zeit.

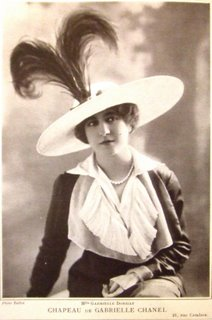
Hutmodell von Coco Chanel (1912)

Aufgrund komplizierter Kleider, die aus vielen verschiedenen Stofflagen bestanden, war es den Frauen oft nicht möglich, sich selber an- oder auszuziehen. Es ist daher kaum verwunderlich, dass sich die Damen nur sehr langsam bewegten und sich so unglaublich anständig benahmen, denn die Materialien, welche sie trugen, waren schwer und konnten sehr leicht Schaden nehmen. Trotz dieser Eingeschränktheit gewann die Frau neue Freiheiten. Der französische Modemacher Paul Poiret befreite die Frauen vom einengenden Korsett, welches ihnen zuvor die Taille einschnürt und das Atmen erschwerte hatte. Poirets eigens designtes Kleid, ein Reformkleid, konnte jedoch nur von schlanken Frauen getragen werden, was ein Grund dafür war, warum das Korsett nicht verdrängt wurde.
Exotische Kostümfeste im Stil der legendären „Ballett Ruses“ unter Sergei Diaghilev erfreuten sich in der High Society der damaligen Zeit großer Beliebtheit, so traf das „Ballett Schéhérazade“ den Nerv des allgemein vorherrschenden Orientfiebers und belebte die Mode, die von federngeschmückten Turbanen und Tunika-artigen Gewändern bestimmt wurde. Die farbenfrohen Stoffe dafür wurden größtenteils mit den Anilinfarben der BASF in Ludwigshafen gefärbt.
Auf der Weltausstellung Paris 1900 hinterließ die französische Haute Couture einen bleibenden Eindruck und sicherte Paris bis zum heutigen Tag einen führenden Platz auf der Liste der wichtigsten und einflussreichsten Modestädte der Welt.

Für die Belle Époque war eine ausgeprägte Hutkultur und eine elegante Kleidung der bürgerlichen Klasse charakteristisch. Hüte galten ebenso wie Schirm und Handschuhe als absolutes Muss. Für Frauen war es undenkbar, ohne eines dieser modischen Accessoires auf die Straße zu gehen.

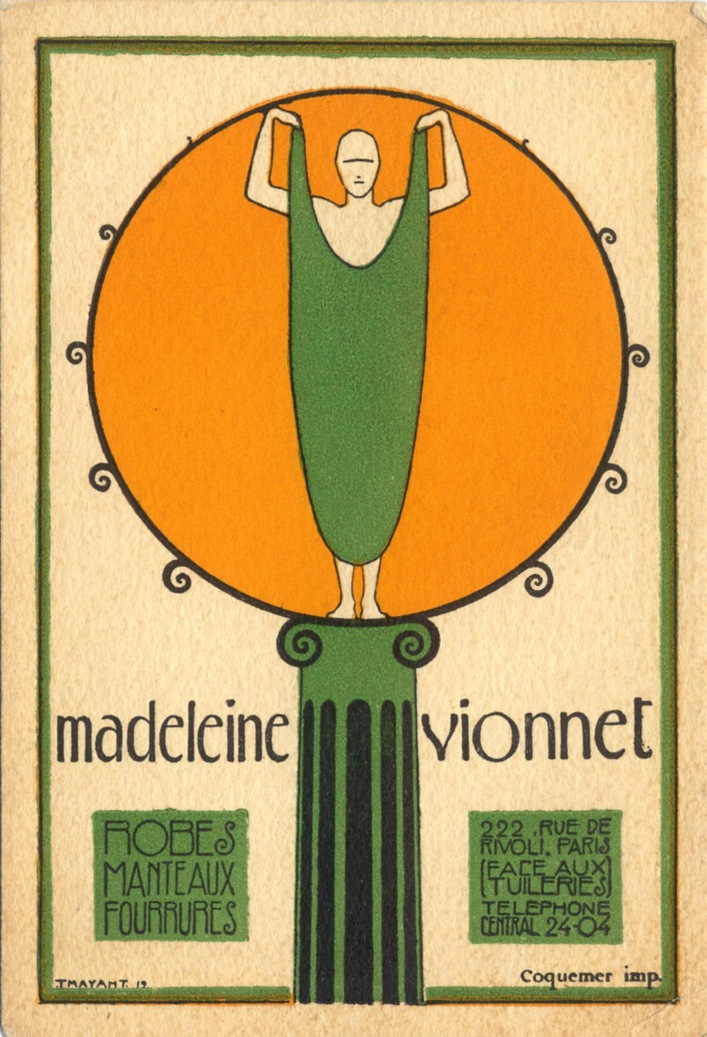
Thayaht: Logo von Madeleine Vionnets Salon, ca 1912–1914.

1911 eröffnete in Paris die spätere französische Modedesignerin und Unternehmerin Coco Chanel ihr erstes Modehaus. Mit ihrem Namen ist ein Höhepunkt in der Gestaltung und dem Gebrauch von Modeschmuck verbunden. Sie war die Erste, die Modeschmuck als festen Bestandteil ihrer Kreationen ansah und als gestalterisches Element einsetzte. Nicht mehr die möglichst täuschende Imitation von Juwelen war bei ihr das Ziel, sondern der ästhetische Effekt. Mit der Eröffnung einer Boutique 1913 in Deauville gründete Coco Chanel den Modekonzern Chanel. Das Haus Chanel war ab den 1910er Jahren Wegbereiter einer damals ungewohnt funktionell-lässigen und dennoch weiblich-eleganten Damenmode des oberen Preissegments. 1915 besaß Coco Chanel Modesalons in Paris, Deauville und Biarritz. Sie entwarf schlichte, locker umspielende Kleider aus Baumwolljersey und kreierte damit eine neue und funktionale Mode mit klaren Linien ohne die bis dahin üblichen Verzierungen. Chanel trug ihre eigene Mode und eine moderne Kurzhaarfrisur im Bob-Stil.
Madeleine Marie Valentine Vionnet (* 22. Juni 1876 in Chilleurs-aux-Bois, Département Loiret; † 2. März 1975 in Paris) war eine französische Modeschöpferin der Haute Couture, die vor allem für ihre Kleiderentwürfe im Diagonalschnitt berühmt wurde. Im Gegensatz zu den Autodidaktinnen Elsa Schiaparelli und Coco Chanel lernte sie das Entwerfen und Schneidern von Grund auf. Im Jahr 1907 wurde sie Designerin bei Jacques Doucet, der auch schon Paul Poiret beschäftigt hatte. Vionnet nahm besondere Rücksicht auf die räumliche Wirkung eines Kleides und fertigte deshalb bereits die erste „Skizze“ als körperhaftes Gebilde im Raum an, nie als zweidimensionale Zeichnung auf dem Papier.
Bereits im Jahr 1868 organisierte sich die französische Haute Couture in Paris zur weltweiten Vertretung der Interessen des Schneiderhandwerks in einem Verband, der Chambre Syndicale de la Couture Française, aus welchem 1911 die Chambre Syndicale de la Couture Parisienne wurde.

### Herrenmode

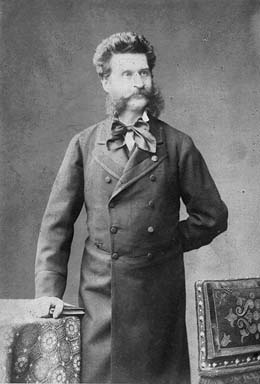
Johann Strauß Sohn im Gehrock (1890er Jahre)

Im Gegensatz zur farbenfrohen Kleidung der Damen herrschte bei den Herren fast ausnahmslos Einheitsgrau bzw. Schwarz/Weiß vor, wodurch die Kleidung entsprechend unauffällig und unpersönlich erschien. Es galt jedoch für den modebewussten Herren als standesgemäß, mehr als einen Anzug zu besitzen, wobei es ab den 1860er Jahren modern wurde, den Anzug einfarbig herzustellen. Im Sommer oder bei Freizeitaktivitäten wurden auch Anzüge aus hellem Stoff getragen.
Ab der zweiten Hälfte des 19. Jahrhunderts gehörte es zur besonderen Zierde des Mannes, Bart zu tragen und diesen auch entsprechend sprießen zu lassen. Im Gegensatz dazu standen die Frisuren, die durch viel Makasaröl glatt am Kopf anlagen. Bei den Männern wurde der Zylinder zum modischen Symbol. Im Sommer bzw. im Urlaub und bei Freizeitaktivitäten wurde der Zylinder häufig durch einen flachen Strohhut, wegen seiner Form auch „Kreissäge“ oder „Butterblume“ genannt, ersetzt, dazu trug man Anzüge aus hellem Stoff. Die Melone wurde erst in den Jahren vor dem Ersten Weltkrieg gebräuchlich.

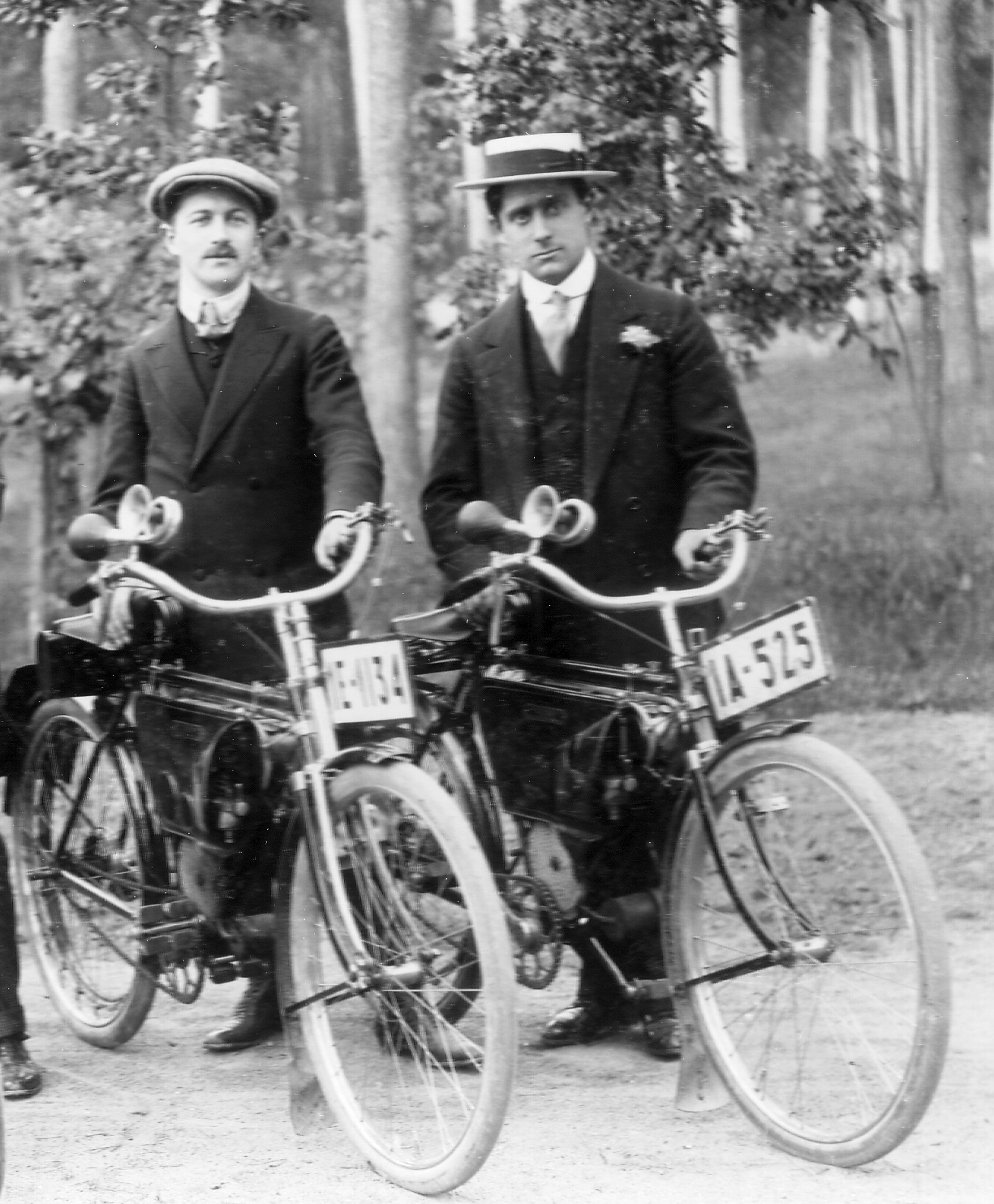
Fredy Budzinski, deutscher Journalist und Radsportler (links) und John Stol, niederländischer Radrennfahrer mit Strohhut (rechts), im Berliner Grunewald (um 1908)

Weitere Accessoires des Mannes von Welt waren Weste, steifer Kragen und Gehrock sowie ein Flanierstock bzw. ein Stockschirm für schlechtes Wetter und Handschuhe. Ab etwa 1870 war der dunkle Gehrock die offizielle Kleidung von Ministern, Kommerzienräten, Ärzten und Geschäftsleuten. Dazu trug man ein Plastron anstelle einer Krawatte. Krawattennadeln, Hemd- und Manschettenknöpfe, die oft mit Perlen oder Edelsteinen verziert wurden, waren modisches Beiwerk. Die Armbanduhr kam zu Beginn des 19. Jahrhunderts auf und löste die schwere goldene Taschenuhr mit Uhrkette ab. Diese Innovation dazu kam aus dem militärischen bzw. sportlichen Bereich.
Seit Ende der 1880er Jahre änderte sich die Herrenmode nur noch in Details und ließ nur noch wenig Raum für Variationen übrig. Veränderungen gab es bei den Mustern der Stoffe, der Reversbreite und dem Schnitt der Hosen.
Im Deutschen Kaiserreich galt die Uniform für den Herrn als attraktiv und kleidsam und machte ihn nach den damaligen Vorstellungen erst zum Mann. Diese Vorstellung entsprach dem gesellschaftlichen Klima des wilhelminischen Zeitalters, das für Militär und Untertanengeist äußerst empfänglich war. Carl Zuckmayer mit seinem Schauspiel „Der Hauptmann von Köpenick“ und Heinrich Mann mit seinem Roman „Der Untertan“ haben diesen Zeitgeist literarisch treffend persifliert.

### Kleidung Arbeiter und Bedienstete
Im auffallenden Gegensatz zur Garderobe des wohlhabenden Bürgertums stand hingegen die Kleidung der Arbeiter und Bediensteten. Diese wurde solange angezogen und weitergereicht, bis sie so beschädigt war, dass sie nicht mehr getragen oder ausgebessert werden konnte. Der Stoff wurde jedoch auch dann nicht weggeworfen, sondern an Lumpensammler weiterverkauft.

## Tourismus und Faszination des Fremden
Mit der Entwicklung der Dampfmaschine begann nicht nur die Industrialisierung, sondern auch die Fortbewegung und das Reisen wurden revolutioniert. Mit Eisenbahnen und Dampfschiffen konnten im Vergleich zu den bisher eingesetzten Kutschen und Segelschiffen viele Menschen gleichzeitig und vor allem viel schneller als jemals zuvor befördert werden. Gut ausgebaute Verkehrsnetze und sinkende Tarife sowie vermehrte Freizeit und gestiegene Einkommen machten Vergnügungsreisen und Fernreisen vor allem für die gehobenen Schichten der Gesellschaft erschwinglich und attraktiv. Beliebte Reiseziele waren unter anderem die in dieser Zeit aufkommenden Weltausstellungen sowie mondäne Kur- und Badeorte. Das 19. Jahrhundert war die große Zeit der Schifffahrts- und Eisenbahngesellschaften. Das Wort „tourist“ gelangte im 19. Jahrhundert über das Französische und Englische als Bezeichnung für eine Person, die zum Vergnügen reiste, auch in den deutschen Sprachgebrauch. Bis weit in das 19. Jahrhundert hinein bildeten Frauen unter den Touristen eine Minderheit, ab den 1860er Jahren entdeckten Reiseveranstalter zunehmend auch die Frauen als interessante Kundengruppe.

### Vergnügungsreisen und Kurorte

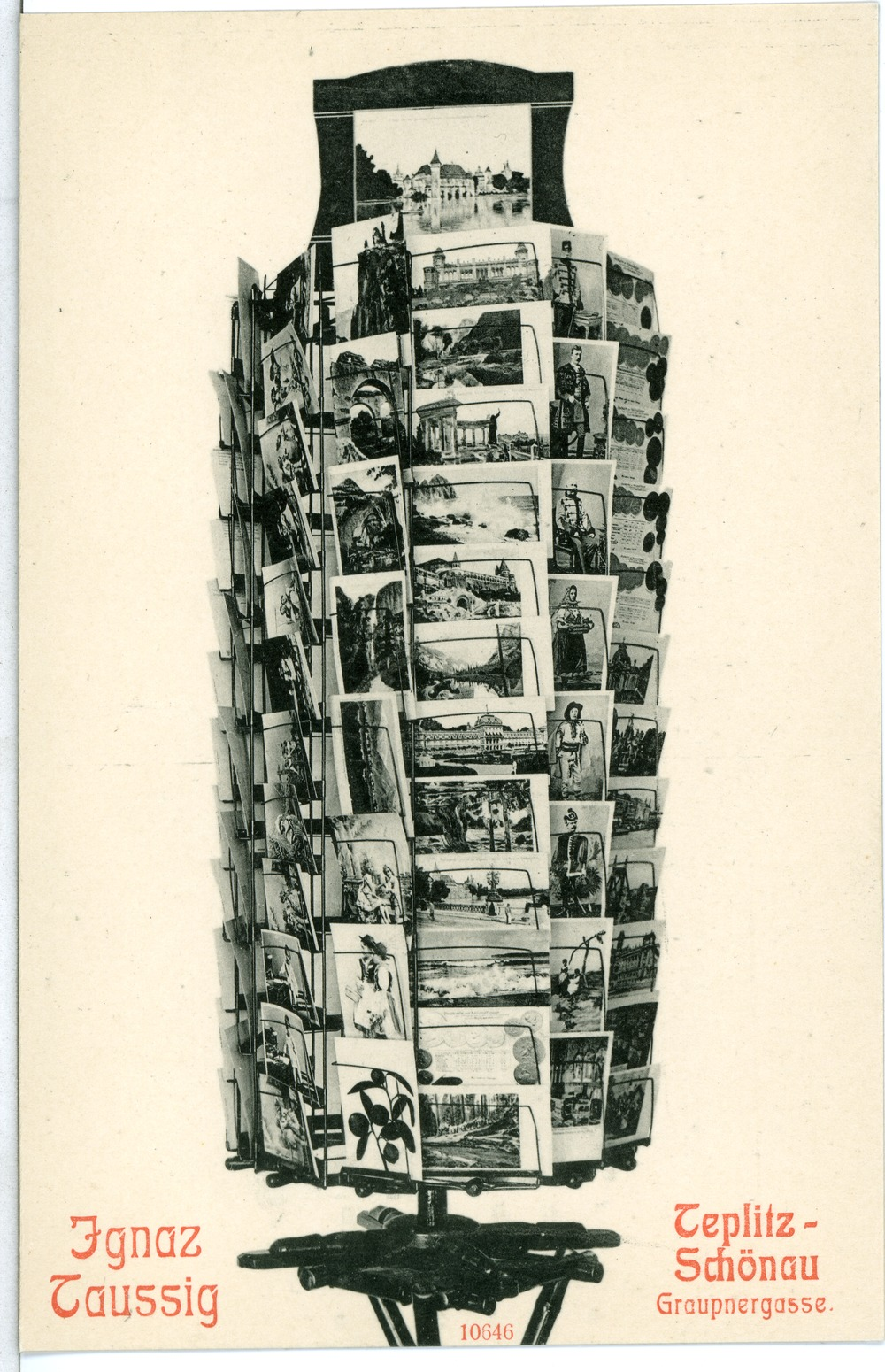
Kartenständer, Teplitz-Schönau (1909)

Ab Mitte des 19. Jahrhunderts verband das stetig wachsende Eisenbahnnetz alle großen europäischen Städte mit Kurorten wie Biarritz, Deauville, Vichy, Arcachon und der Côte d’Azur. Im Zuge der Erschließung dieser Regionen durch die Eisenbahn wurden auch zahlreiche Grand Hotels als Eisenbahnhotel von den damals meist privaten Eisenbahngesellschaften errichtet.
Mit der Eisenbahn wurden im 19. Jahrhundert mehr und mehr Gebiete erschlossen, so auch die Hochgebirge, die bis dahin nur den Alpinisten vorbehalten gewesen waren, die sich im 19. Jahrhundert vor allem aus Engländern rekrutierten. Die Gebirge verloren nun auch für den normalen Bürger ihre bis dahin abschreckende Wirkung, nachdem sie mit der Eisenbahn zugänglich gemacht wurden. Die Alpen konnten 1854 erstmals mit der Semmeringbahn auf österreichischem Staatsgebiet überquert werden.
Für Touristen wurde das Mittelmeer als Reiseziel zunehmend attraktiver, zunächst waren es vor allem Engländer, welche die milden Winter an der Côte d’Azur schätzten und ihre Freizeit dort verbrachten. Die am Mittelmeer gelegene Stadt Cannes avancierte ab 1834 zur „Winterhauptstadt Europas“ und gilt bis heute als „Treffpunkt der Reichen und Schönen“

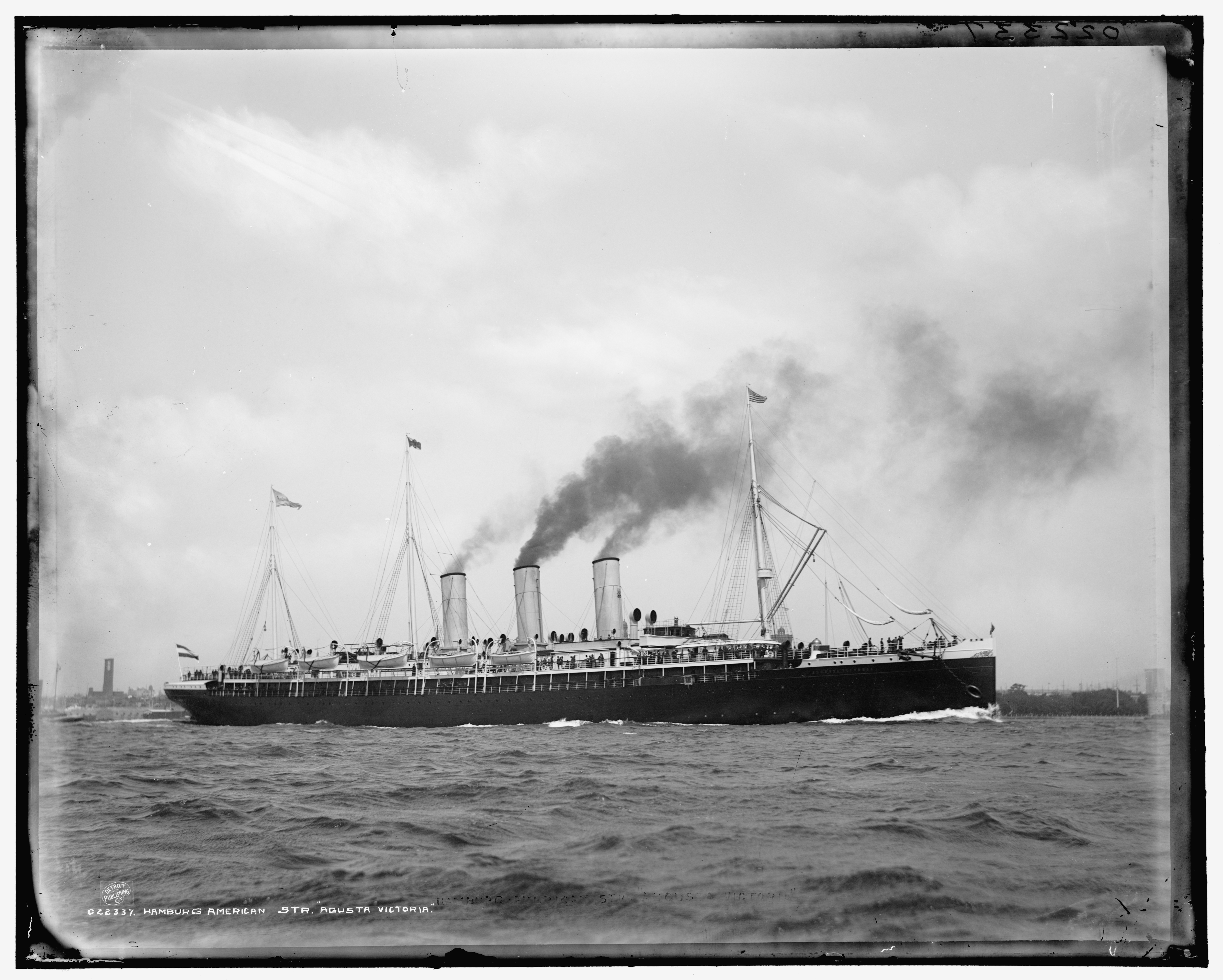
Schnelldampfer Augusta Victoria um 1890

1891 brach der deutsche Geschäftsmann Albert Ballin mit dem Schiff Augusta Victoria, welches für die Hamburg-Amerikanische Packetfahrt-Actien-Gesellschaft (HAPAG) fuhr, von Hamburg aus ins Mittelmeer auf und veranstaltete mit dem Schnelldampfer, der von 1888 bis 1889 das größte deutsche Passagierschiff war, die allererste Kreuzfahrt. Das im Dezember 1900 von Blohm & Voss fertiggestellte Schiff Prinzessin Victoria Luise, welches ebenfalls für die HAPAG fuhr, galt als erstes Kreuzfahrtschiff der Welt, was den Beginn der Kreuzfahrtschiffsreisen markierte.
In der Schweiz entwickelte sich während der Belle Époque der Tourismus zu einem bedeutenden Wirtschaftszweig (siehe Tourismus in der Schweiz). Die Zahl der Hotels, insbesondere auch die der Grandhotels, stieg stark an. In den Voralpen und Alpen wurden zahlreiche Schmalspurbahnen und Bergbahnen gebaut, so z. B. die Strecken der Rhätischen Bahn und der Matterhorn-Gotthard-Bahn, die Pilatusbahn, die Gornergratbahn und die Jungfraubahn (siehe Liste von Bergbahnen in der Schweiz) (siehe Liste der Schmalspurbahnen in der Schweiz).

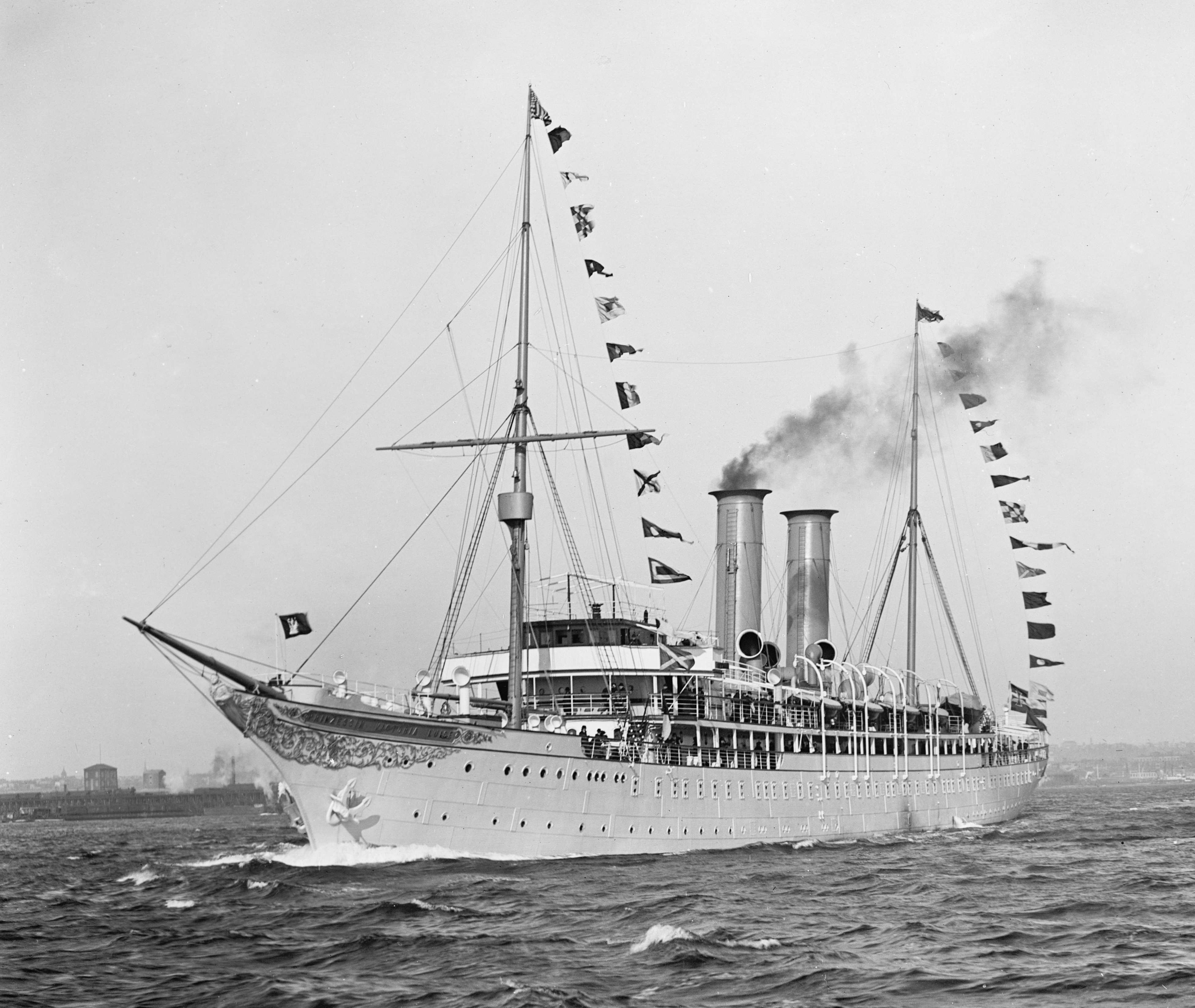
HAPAG-Dampfschiff Prinzessin Victoria Luise

In Deutschland avancierte der Kurort Baden-Baden Mitte des 19. Jahrhunderts zu einem der renommiertesten Kurorte Europas. Um 1875 kam Bad Neuenahr als neues Heilbad hinzu. Als Kurort hatte Bad Nauheim um 1900 Weltrang mit Tausende von Gästen. Die Kur diente nicht nur gesundheitlichen Zwecken, sondern auch der Geselligkeit mit internationaler Prominenz. Die gewandelten hygienischen und ästhetischen Vorstellungen machten um die Wende vom 19. zum 20. Jahrhundert die Einrichtung neuer Badehäuser nötig. Unter der Leitung des Großherzoglichen Regierungsbauinspektors Wilhelm Jost entstanden zwischen 1901/1902 und 1912 einheitlich gestaltete Bade-, Kur- und Wirtschaftsanlagen. Zunächst erbaute Jost 1902 inmitten des Kurparks ein Inhalatorium. Hauptbauwerk der neuen Badeanlagen war der Sprudelhof. Zum Zeitvertreib wurden den Gästen in den mondänen Bädern auch Spielcasinos angeboten, so soll beispielsweise der Adel nach verbürgten Angaben in Baden-Baden jährlich eine Summe von 350.000 Gulden verspielt haben.

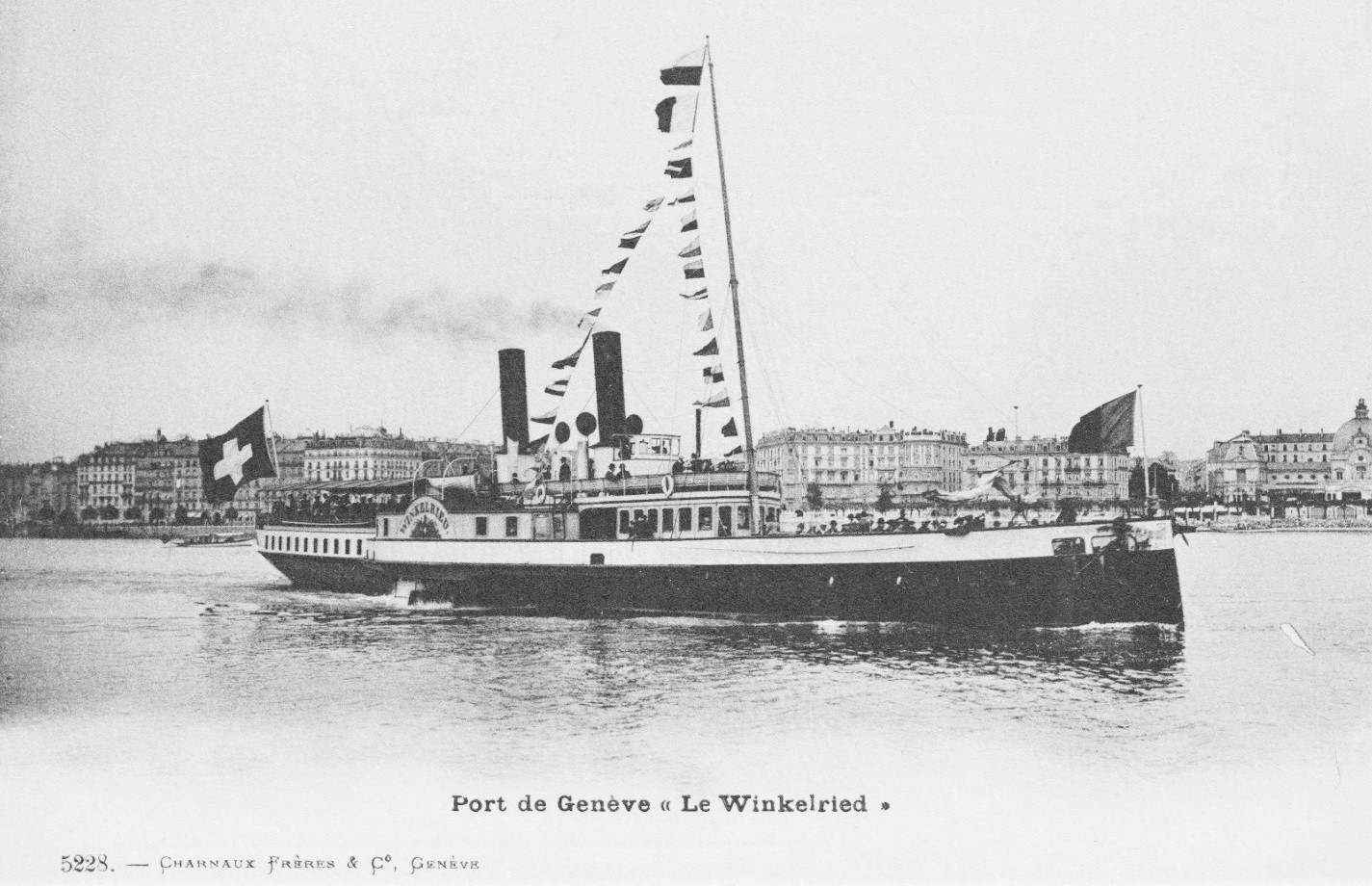
Ansichtskarte mit Raddampfer «Winkelried» im Hafen von Genf. Postkarte Nr. 5228 von Charnaux Frères & Cie, Genève. Originaltitel: Port de Genève «Le Winkelried» (1911)

1875 wurde von der Schweizer Fährengesellschaft Compagnie générale de navigation sur le Lac Léman (CGN) mit der Mont Blanc der erste Salonraddampfer auf dem Genfersee in Betrieb genommen. Zahlreiche Gemeinden rund um den See in der Schweiz und in Frankreich – wie Bellevue, Coppet, Évian-les-Bains, Genf, Hermance, Lausanne, Le Bouveret, Montreux, Nyon, Thonon-les-Bainsund Vevey – waren durch ein dichtes mit Schaufelradschiffen betriebenes Verkehrsnetz miteinander verbunden.
Das Dreikaisereck zwischen den Kaiserreichen Russland, Österreich-Ungarn und Deutschland entwickelte sich ab Ende des 19. Jahrhunderts zu einem touristischen Anziehungspunkt und damit auch zu einem Ansichtskartenmotiv. Auf deutscher Seite entstanden in einem parkartig gestalteten Gelände mehrere Ausflugsgaststätten an Wanderwegen sowie 1907 ein 22 Meter hoher Bismarckturm in der Form des ersten Preises von 1899 von Wilhelm Kreis Götterdämmerung als Aussichtsturm.
Wer um 1900 allein oder mit seiner ganzen Familie verreisen wollte, brauchte vor allem eines; viele Koffer. Der Beruf des Kofferträgers hatte dementsprechend Hochkonjunktur.
Ab 1871 verkaufte die Post zunächst Ansichts- und Glückwunschpostkarten, seit dem 1. Juli 1872 wurden in Deutschland auch private, nicht von der Post hergestellte Motivpostkarten zugelassen. Mit der Zunahme des Tourismus wurden ab 1896 auch die Ansichtskarten, nicht zuletzt durch die Verwendung mehrfarbiger Druckverfahren, zunehmend populär und fand schon bald große Verbreitung.

### Hotels und Spielbanken

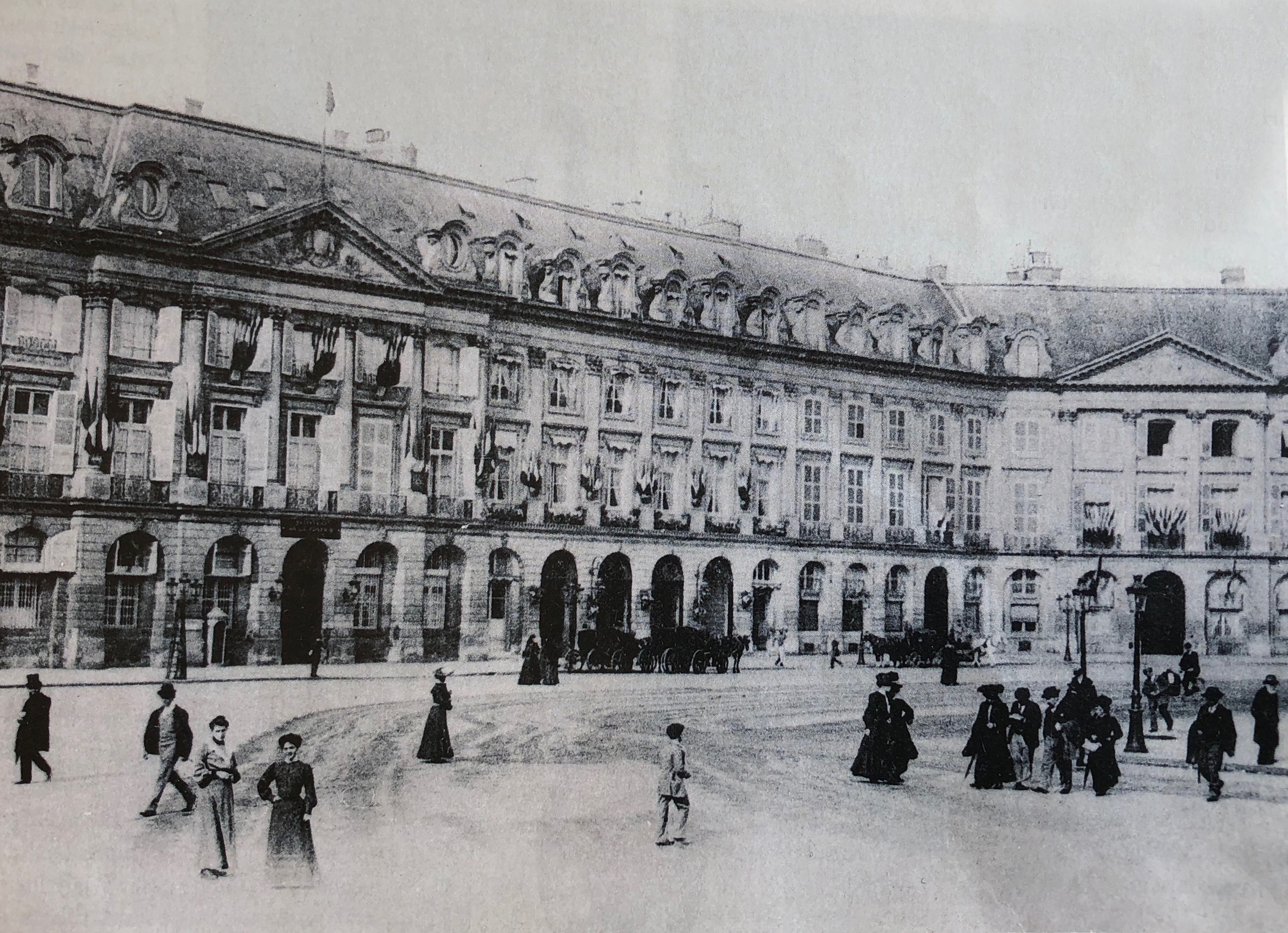
Hôtel Ritz, Paris (1900)

Im 19. Jahrhundert entstanden auch Hotels in der uns heute bekannten Form. In mondänen Badeorten entstanden Luxushotels, in denen vor allem der Adel und das Großbürgertum aber auch Künstler residierten. Das Wort Hotel geht auf die französische Bezeichnung für das Stadthaus des Adels („hôtel“) zurück. In seiner damaligen repräsentativen Architektur knüpften die Hotels an die Architektur dieser Adelspalais an.

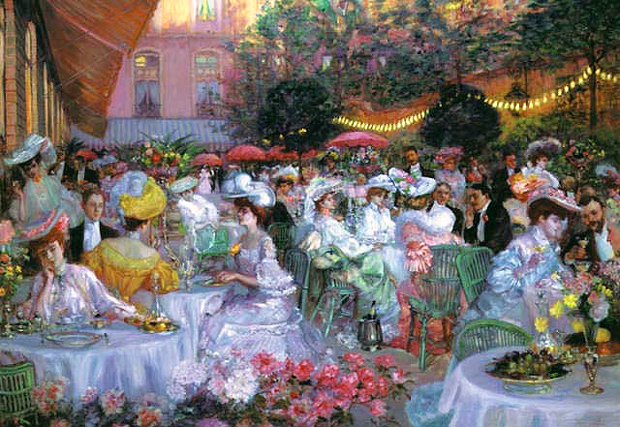
Pierre-Georges Jeanniot (1848–1934): Das Dinner im Hotel Ritz (1904)

Das 1865 von Jean-Jacques Mayer eröffnete Luxushotel Beau-Rivage (französisch: schönes Ufer), am Quai du Mont Blanc direkt am Ufer des Genfersees gelegen, war Treffpunkt der Schönen und Reichen und erlangte auch durch den Tod der österreichischen Kaiserin Elisabeth traurige Berühmtheit. Die österreichische Kaiserin logierte inkognito als Gräfin von Hohenems in der heutigen Suite 119/120 des Hotels. Am 10. September 1898 wurde sie von dem Anarchist Luigi Lucheni mit einer Feile in Genf niedergestochen und erlag noch am selben Tag im Hotel Beau-Rivage, wohin man sie zwischenzeitlich gebracht hatte, ihren Verletzungen.

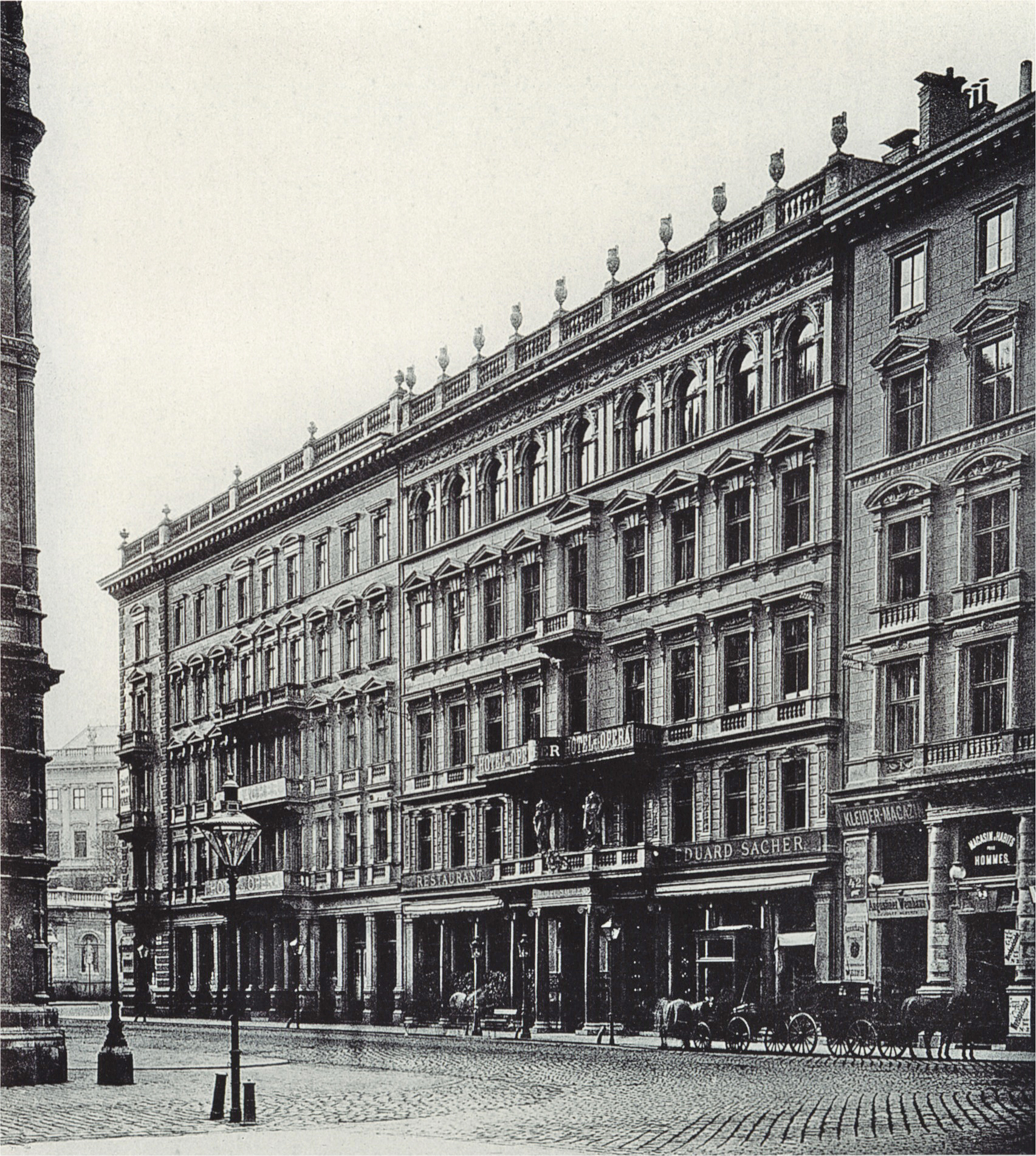
Ansicht des Haupteinganges des Hotels Sacher in Wien um 1890

Das 1876 im 1. Wiener Gemeindebezirk Innere Stadt hinter der Wiener Staatsoper zunächst noch unter dem Namen Hôtel de l’Opéra eröffnete Hotel Sacher zählte von Beginn an zu den besten Adressen der Stadt Wien. Besitzer war Eduard Sacher, Sohn von Franz Sacher dem Erfinder der Sachertorte, der sich bereits als Gastronom einen Namen gemacht hatte. Vor dem Besuch der Oper genoss die feine Wiener Gesellschaft im Restaurant des Hotels die exquisite Küche oder traf sich in den legendären Séparées. Aber auch hochrangige Vertreter aus der Politik schätzten das stets diskrete Hotel und nutzten das Sacher für Besprechungen.
Am 5. Juni 1898 fand die feierliche Eröffnung des Hôtel Ritz an der Place Vendôme inmitten von Paris statt. Der Schweizer Hotelier César Ritz hatte das Anwesen im März 1897 erworben und ließ es durch den Architekten Charles Mewès auf den neuesten bautechnischen Stand bringen. Die vom Erbauer der Place Vendôme, Jules Hardouin-Mansart, errichtete Fassade blieb dabei erhalten. Einrichtung, Service und Ambiente im Stile des Art Nouveau boten der haute société höchste Qualität, für die später im Englischen das Wort ritzy als Synonym verwendet wurde. Der französischen Meisterkoch Auguste Escoffier wurde mit der Organisation der Küche betraut, deren Direktion er übernahm. Der Erfolg des Ritz war überwältigend, was auch an der mittlerweile festen Gourmet-Anhängerschaft Escoffiers lag, die ihm europaweit folgte.

Um die Jahrhundertwende vom 19. zum 20. Jahrhundert entstanden nicht nur in den europäischen Metropolen, sondern auch an anderen Treffpunkten der zahlungskräftigen Gesellschaft zahlreiche weitere Grand Hotels. Diese wurden vor allem in Kurorten (Seebäder, Luftkurorte) oder an landschaftlich besonders reizvoll gelegenen Stellen wie Alpenpässen, Seeufern, Meeresküsten usw. errichtet. Die als Côte d’Azur bekannte französische Riviera wurde während der Belle Époque zu einem beliebten Urlaubsziel für die europäische Elite. Zahlreiche luxuriöse Hotels wurden in dieser Zeit gegründet oder ausgebaut:

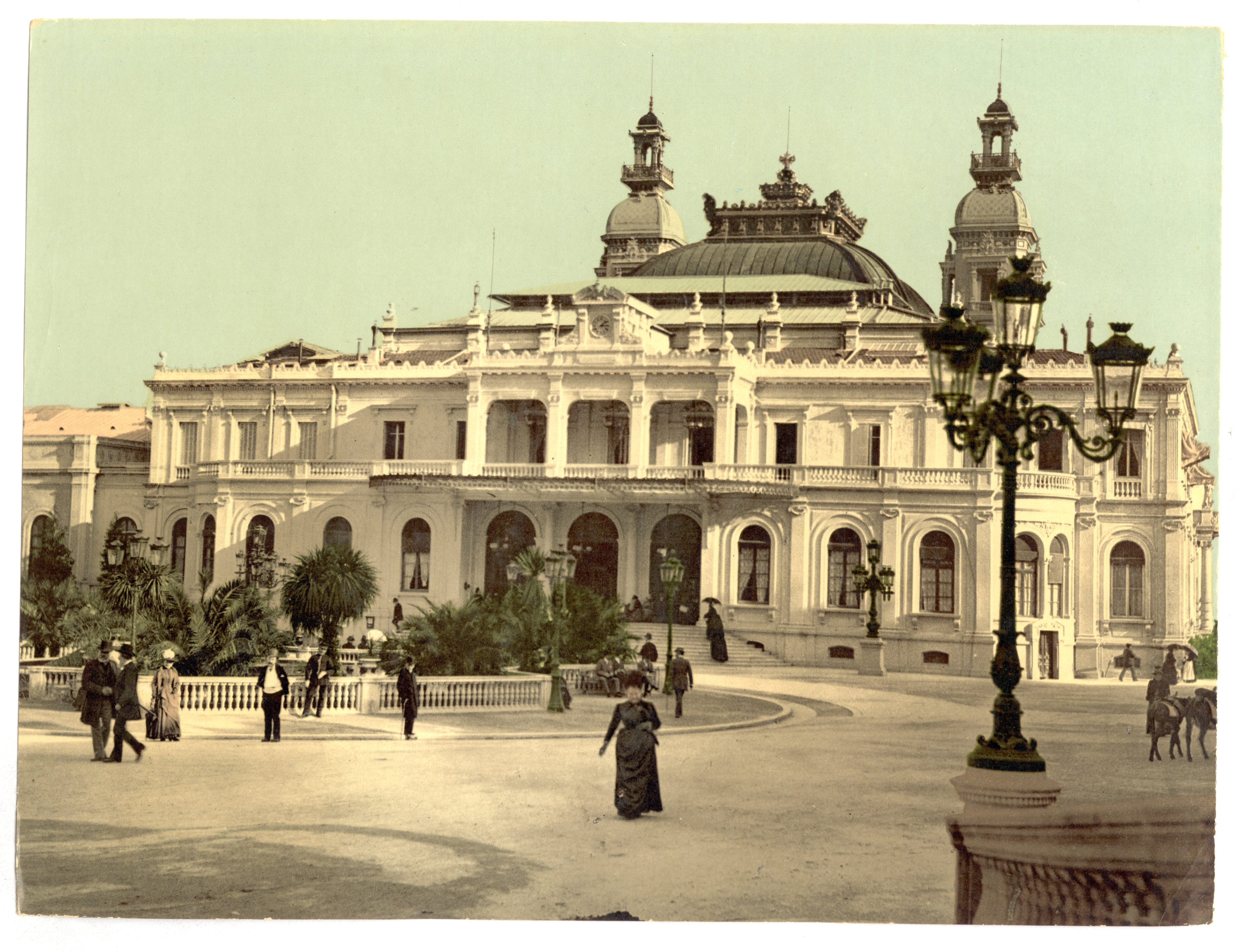
Monte Carlo Casino, Monaco (in den 1890er Jahren)

- 1912 wurde das Hotel Negresco in Nizza direkt an der Uferpromenade Promenade des Anglais (deutsch Promenade der Engländer) eröffnet. Das Hotel entwickelte sich schnell zu einem beliebten Treffpunkt der gekrönten Häupter und des internationalen Geldadels.
- 1911 wurde das Hôtel Carlton in Cannes eröffnet. Es verfügt über eine beeindruckende Fassade und ist heute vor allem bekannt für seine Prominenz während des jährlichen Filmfestivals von Cannes.
- Das Hôtel de Paris in Monte-Carlo, Monaco neben dem berühmten Casino von Monte-Carlo wurde bereits in den 1860er Jahren gegründet und erlebte während der Belle Époque einen großen Aufschwung.
- Das Hôtel du Cap-Eden-Roc in Antibes ist ebenfalls ein Grand Hotel. Die „Villa Soleil“, so der ursprüngliche Name des Hauses, wurde 1863 als private Residenz und Refugium für Schriftsteller unter der Federführung von Auguste de Villemessant, dem Gründer der Tageszeitung Le Figaro, fertiggestellt. Im Februar 1870 öffnete das Haus seine Pforten als Hotel und ist bekannt für seinen legendären Pool, der in den Fels gemeißelt ist, sowie seine atemberaubende Lage mit Blick auf das Mittelmeer.

Das Suvretta House, ein 5-Sterne-Hotel in St. Moritz im Oberengadin im schweizerischen Kanton Graubünden, wurde 1912 als Belle-Époque-Hotel im Stil des späten Historismus erbaut. Am 16. Dezember 1912 fand die feierliche Einweihung mit 200 geladenen Gästen statt. Den anspruchsvollen Hotelgästen standen 250 Zimmer, 370 Betten, 110 Badezimmer, Räume für Bridge, Billard, Raucher und Teetrinker, sowie eine Bibliothek, ein Musikzimmer und ein prächtiger Speisesaal zur Verfügung.
Um das Jahr 1900 verzeichnete die damalige Weltkurstadt Wiesbaden die höchste Dichte an Grand-Hotels weltweit (ca. 30 bei ca. 100.000 Einwohnern).

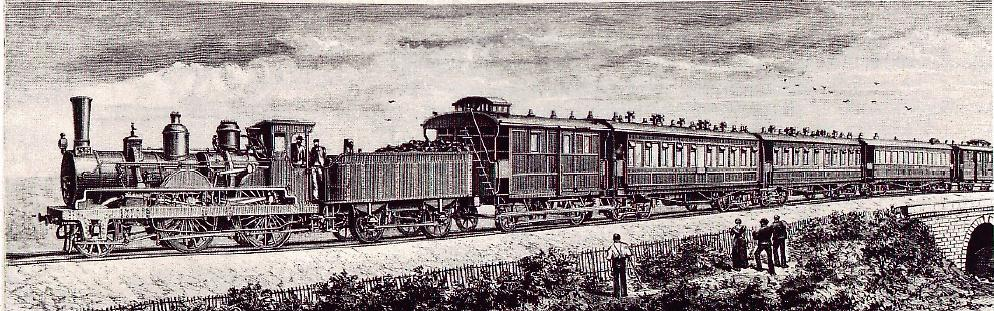
Der erste Orient-Express (1883)

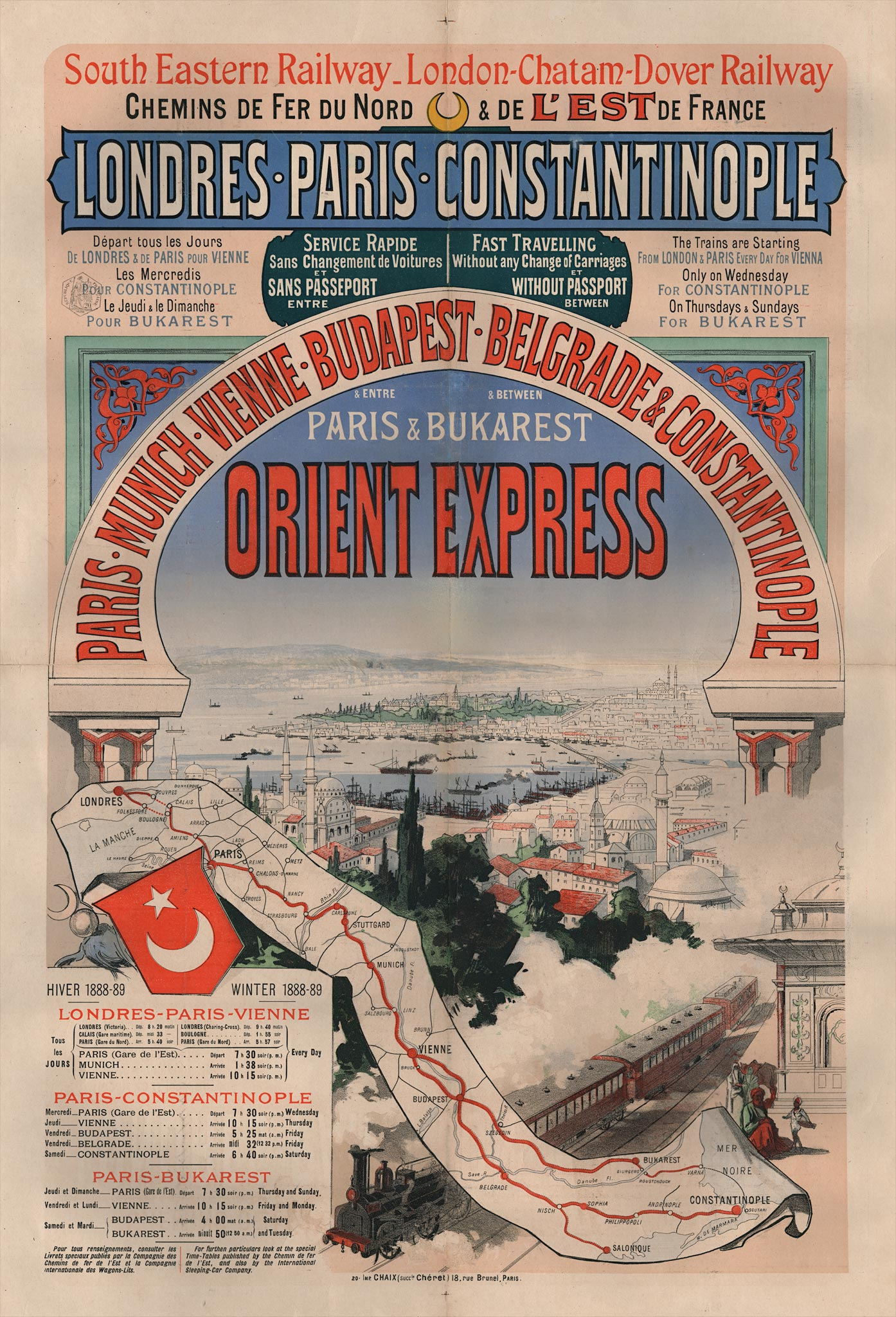
Werbeplakat des Orient-Express (1888)

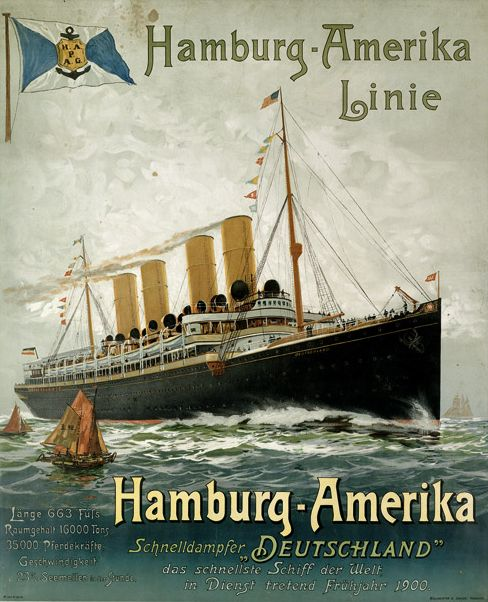
Schnelldampfer Deutschland 1900.

### Orient-Express
Seit 1883 verkehrte der Orient-Express der Compagnie Internationale des Wagons-Lits (CIWL) vom Pariser Gare de l’Est nach Konstantinopel, dem heutigen Istanbul. Da Konstantinopel anfangs noch nicht durchgängig per Schiene erreichbar war, mussten zunächst noch Fähr- und Schiffsverbindungen benutzt werden, um das Ziel zu erreichen. Der Orient-Express fuhr in den ersten Jahren nur bis in die rumänische Stadt Giurgiu an der Donau. Dort mussten die Reisenden die Donau überqueren und mit einem einfachen Zug bis nach Warna weiterreisen, um von dort mit dem Schiff nach Konstantinopel übersetzen zu können. Ab Sommer 1889 bestand schließlich eine durchgehende Verbindung über Süddeutschland, Wien, Budapest und Sofia nach Konstantinopel. Für die Fahrt mit dem Orient-Express wurden rund 80 Stunden benötigt.
Der luxuriös eingerichtete Zug wurde von den jeweils modernsten Dampflokomotiven der damaligen Zeit gezogen und setzte sich aus Speisewagen, Schlafwagen und Gepäckwagen zusammen, die aus stabilem Teakholz gefertigt waren. Für die Innenausstattung der einzelnen Wagen wurden nur feinste Materialien wie Genueser Samt, Cordoba-Leder und Gobelin verwendet. Für die Beleuchtung im Wageninneren sorgten vierarmige Gas-Kronleuchter. Die Passagiere dinierten im prächtigen Speisewagen an weiß gedeckten Tischen mit glänzendem Silberbesteck, Kristallglässern und Geschirr aus Porzellan.
Über eine Strecke von mehr als 3000 km verband der Orient-Express verschiedene europäische Länder mit teilweise unterschiedlichen politischen Systemen und Interessen und entwickelte sich rasch zu einer schnellen intereuropäischen Verkehrsverbindung. Zu den Fahrgästen zählten viele bekannte Adlige, Politiker, Diplomaten, Industrielle, Bankiers aber auch zahlreiche Künstler der Zeit.

### Schiffsreisen
An der Wende vom 19. zum 20. Jahrhundert kam es zu einem Boom bei Schiffsreisen. Während das betuchte Bürgertum luxuriöse Kreuzfahrten unternahm, machten sich Millionen von Auswanderern aus unterschiedlichsten Gründen auf den Weg nach Amerika, um dort ihr Glück zu finden. Es waren daher vor allem die Passagiere der Dritten Klasse, die zur Rentabilität der Ozeandampfer beitrugen. Für die Schifffahrt und den Handel insgesamt wirkte sich auch die Eröffnung Suezkanals 1869 äußerst positiv aus, da die Schifffahrtsrouten zwischen Europa und Asien nun deutlich verkürzt wurden. Bis 1880 entstand ein Netz von Dampfschifffahrtsrouten, welches Häfen auf allen Kontinenten verlässlich erreichbar machte. Die neuen Ozeandampfer waren sicherer als die bis dahin eingesetzten Segelschiffe und konnten, da sie sie vom Wind unabhängig waren, regelmäßig verkehren, so dass es nun erstmals auch im Fernverkehr zu Wasser Fahrpläne gab. Das Dampfschiff verband die Kontinente schnell und zuverlässig und wurde somit zur wichtigsten Globalisierungstechnologie dieser Epoche.

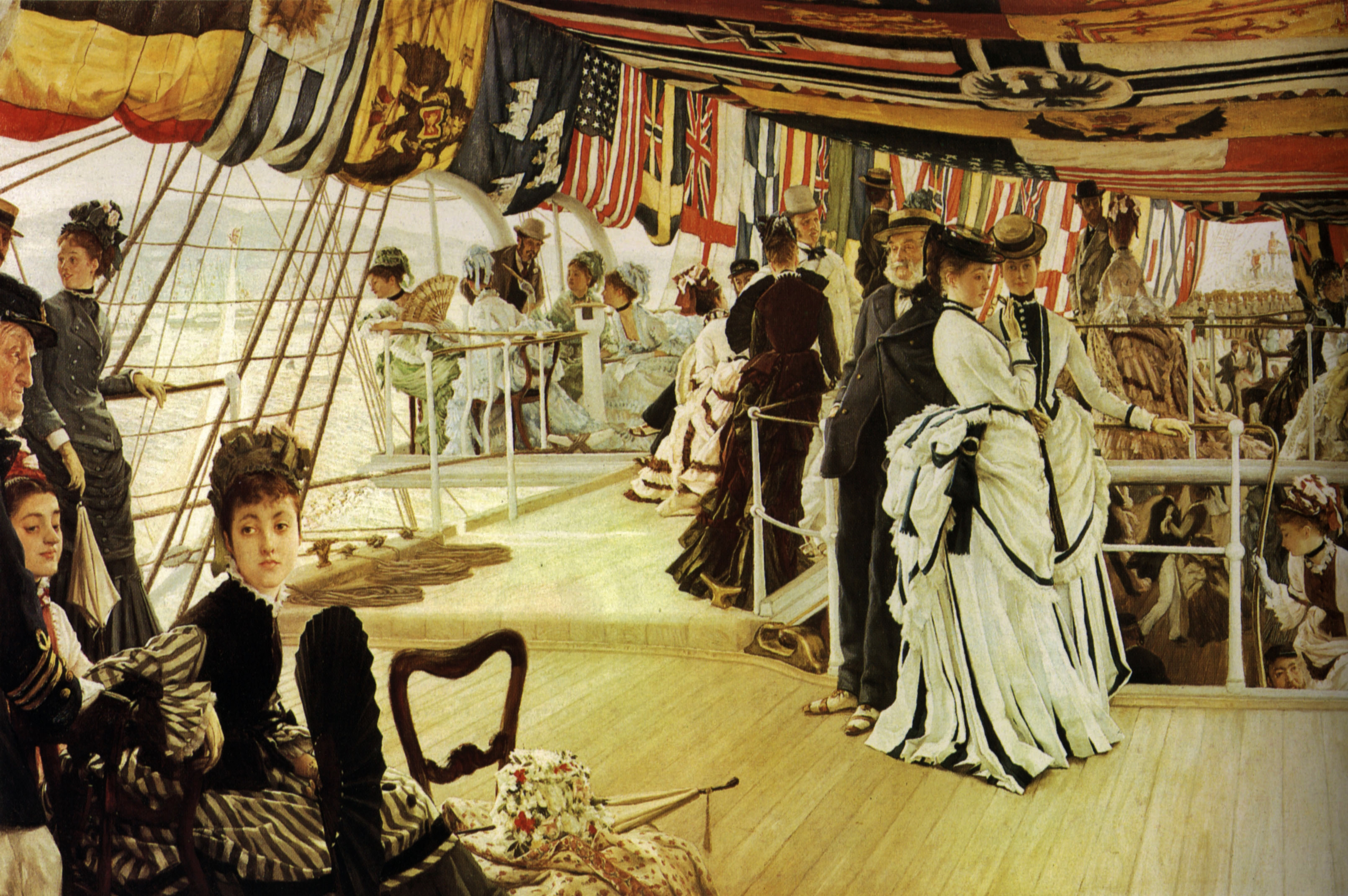
James Tissot: Schiffsball (um 1874)

### Orientbegeisterung
Der orientalische Stil erfreute sich großer Beliebtheit und hielt Einzug in das Ambiente großbürgerlichen Wohnens. Die damalige Orientbegeisterung durchdrang zahlreiche Bereiche des ästhetischen wie kulturellen Lebens der großbürgerlichen Gesellschaft und betraf sowohl den Wohnstil, als auch die Kleidung. Badeanstalten und Thermalbäder der damaligen Zeit wurden im türkischen Stil ausgestattet. Die Nachahmung orientalischen Ambientes bei großbürgerlichen Ausstattungen erlebte in den 1880er Jahren in Europa ihren Höhepunkt.
Die in dieser Zeit stattfindenden Weltausstellungen vermittelten ihren Besuchern exotischen Flair und entsprechende Anregungen, so erregte die Weltausstellung von 1867 in Paris, auf der sich Marokko, Tunesien und Ägypten präsentierten, eine wahre Begeisterung für das „orientalische Viertel“, auch auf der Weltausstellung 1873 in Wien wurde bewusst viel Exotik geboten.
Exotische Kostümfeste im Stil der legendären Ballett Russes waren in der großbürgerlichen Gesellschaft äußerst beliebt. Das zu dieser Zeit aufkommende Orientfieber belebte auch die Mode. Die bunten Farben für die Stoffe der Gewänder und die federngeschmückten Turbane waren größtenteils den neuentwickelten industriell hergestellten Teerfarben der BASF in Ludwigshafen zu verdanken, ohne die eine solche Farbenvielfalt nicht möglich gewesen wäre. Die Farbentwicklung bei der BASF reicht von Teerfarben bis zur Herstellung von „Indigo rein BASF“ ab 1897. Noch heute findet der blaue Farbstoff für die Fertigung von Blue Jeans Verwendung.
Für all diejenigen, die sich keine Reisen in fremde Länder leisten konnten, vermittelten zumindestens in Deutschland die Romane und Reisebeschreibungen des Schriftstellers Karl May eine bildreiche Vorstellungen von der exotischen Welt. Zwischen 1881 und 1888 verfasste Karl May lediglich anhand von Zeitungsartikeln und Reiseführern einen sechsbändigen Orientzyklus, ohne den Orient bis dahin jemals selbst bereist zu haben. Erst im Frühjahr 1899 ergab sich für Karl May die Möglichkeit einer Reise in den Orient. Bis 1900 wuchsen seine Reiseerzählungen auf 27 Bände an.
Reisebericht und Fotografien vermittelten den Menschen Eindrücke von fernen und exotischen Ländern. Für betuchte Reisegesellschaften der damaligen Zeit standen in den entlegensten Winkeln der Erde Fotografen bereit. Die dort gemachten Fotos dienten nicht nur der Erinnerung, sondern weckten, vor allem bei den Daheimgebliebenen, die Sehnsucht nach fremden Ländern und Kulturen.

### Vergnügungen in Paris und anderswo

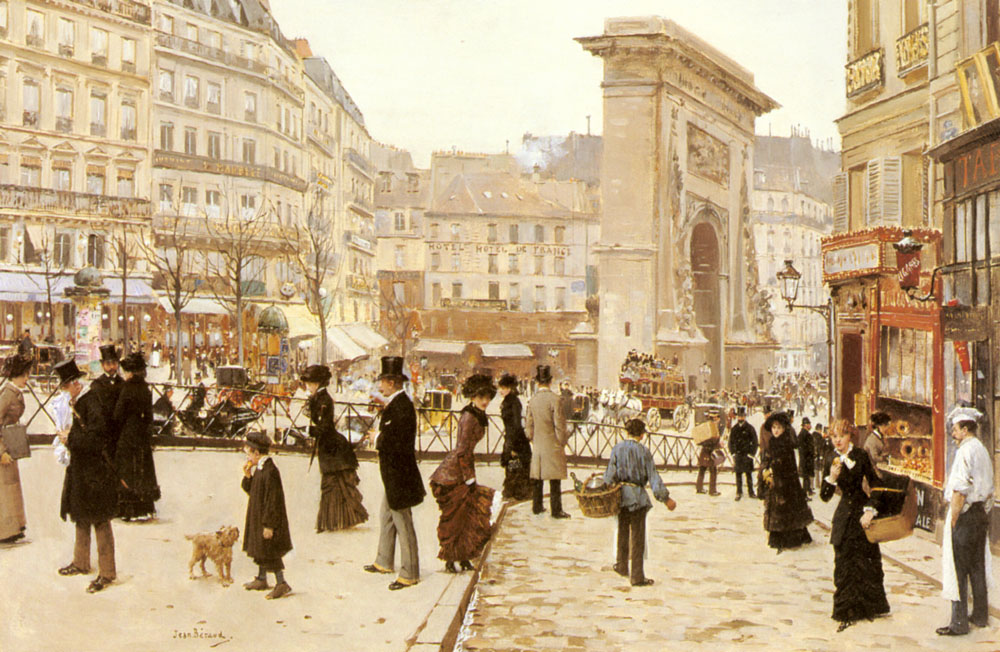
Jean Béraud: Le Boulevard St. Denis, Paris (1899)

Die „Belle Époque“ war städtisch und Pariserisch. Paris hatte sich trotz der industriellen Entwicklung einen ländlichen Charme bewahrt: In den Dörfern von Montmartre oder Belleville, an den Ufern der Marne oder in den Vororten mit ihren Gärtnereien, die jenseits der alten Stadtbefestigung lagen, war das Land nicht weit entfernt. Es war auch ein Paris, das ohne seine verschiedenen „Annexe“ - die Badeorte Aix-les-Bains, Deauville, La Baule, Vichy, Biarritz, Monte Carlo und Cannes, „die mondäne Stadt“ - nicht existieren konnte. In den 1880er Jahren wurde Dinard zum ersten Seebad Frankreichs.

Die französische Phrase „Belle Époque“ erinnert an die unbekümmerte und frivole Welt der High Society, an das fröhliche Leben in den Salons, an Weltläufigkeit und Savoir-vivre. Das Publikum ging ins Theater, in die Oper, tanzte Cancan im Moulin Rouge und speiste mit Champagner im Maxim’s; die Männer trugen Zylinder und Nelken im Knopfloch, die Frauen weite Röcke und opulente Hüte.

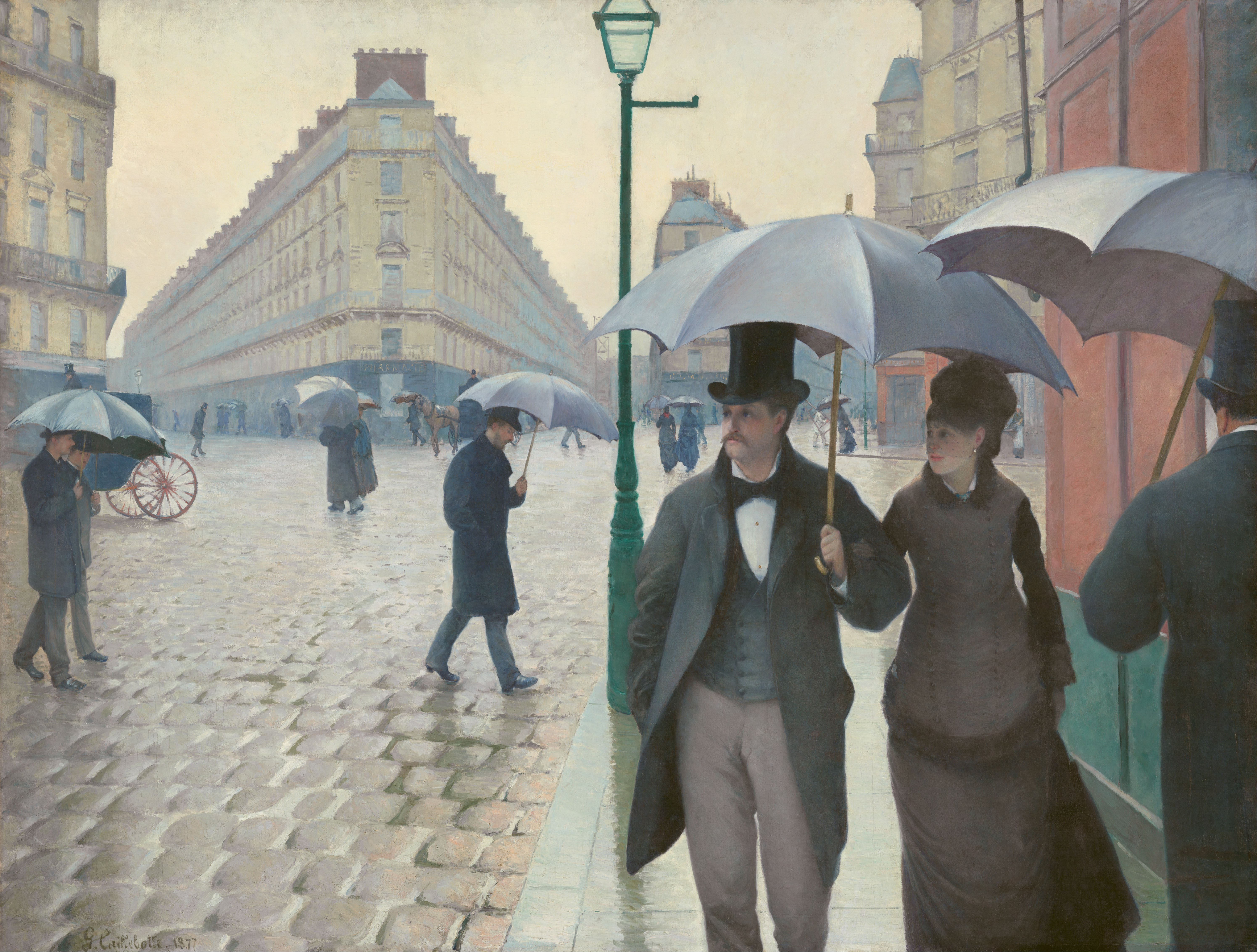
Gustave Caillebotte: Jour de pluie à Paris, (1877)

Für viele Menschen der unteren Gesellschaftsschichten wie Arbeiter und Bedienstete gab es allerdings bei 3 bis 6 Urlaubstagen im Jahr und 10 Stunden Arbeit pro Tag sowie beengten Wohnverhältnissen kaum Möglichkeiten zur Freizeitgestaltung. Die Zeit reichte meist nur, sich am Abend in das Vergnügen der Großstadt mit ihren Kinos und Varietés zu stürzen. Auch andere Freizeitvergnügen gewannen in den Städten zunehmend an Attraktivität: das Schaufensterbummeln entlang der neuentstandenen Kaufhauspaläste, der Besuch von Cafés, Cabarets, Varietés und Bordellen.
Flanieren
Der Flaneur bezeichnet eine literarische Figur, die durch Straßen und Passagen der Großstädte mit ihrer anonymen Menschenmasse streift (flaniert). Hier bietet sich ihm Stoff zur Reflexion und Erzählung. Der Flaneur lässt sich durch die Menge treiben, schwimmt mit dem Strom, hält nicht inne, grüßt andere Flaneure obenhin. Der Flaneur ist intellektuell und gewinnt seine Reflexionen aus kleinen Beobachtungen. Er lässt sich sehen, aber sieht auch, wenngleich mit leichter Gleichgültigkeit (von Georg Simmel in seinem Aufsatz Die Großstädte und das Geistesleben treffend als Blasiertheit identifiziert). Der Flaneur in all seiner Dandyhaftigkeit stellt ein wichtiges Thema der – vor allem weltstädtischen – individualisierten Kunst dar, auch der Lebenskunst.
Das weibliche Äquivalent des Flaneurs ist die Passante (französisch für ‚Spaziergängerin‘, vergl. Passant).
Cafés und Restaurants

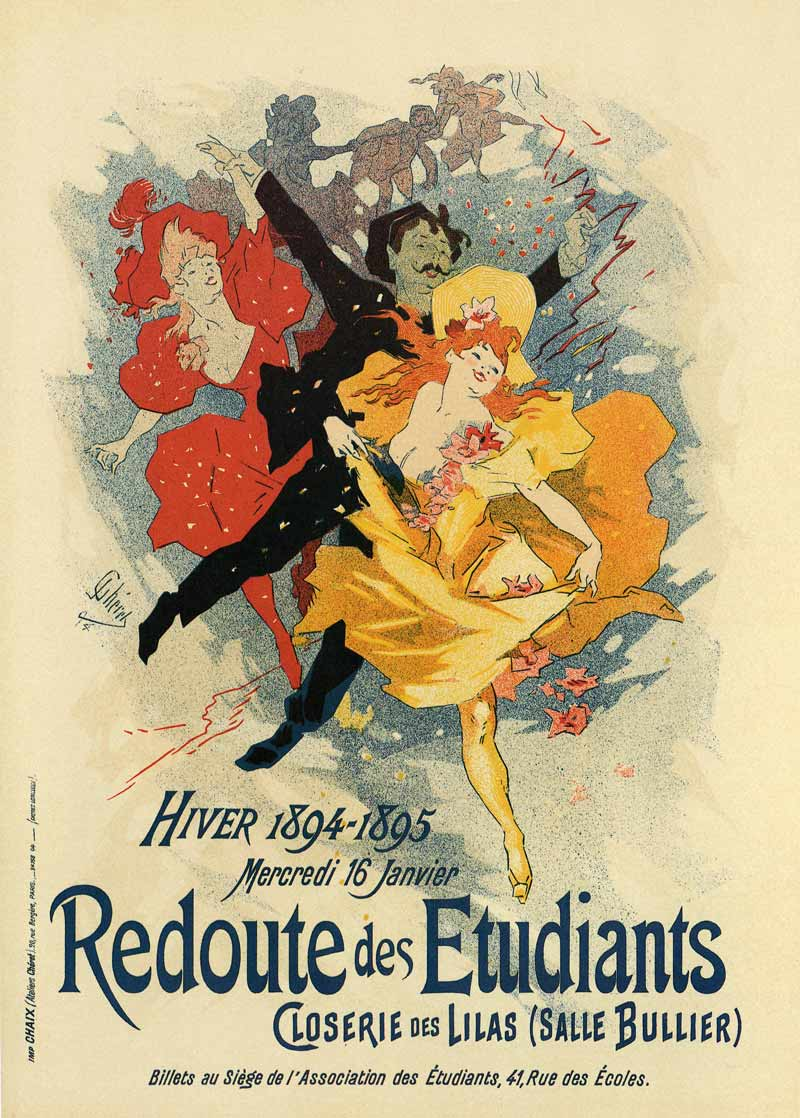
Jules Cheret: Plakat zu einem Studentenball im Januar 1895 in der Closerie des Lilas.

Im Paris der Belle Époque erlebten Cafés und Restaurants eine Blütezeit:
- Das Café de la Paix (Café des Friedens) ist das älteste erhaltene und renommierteste Café von Paris. Es befindet sich im 9. Arrondissement und wurde 1862 eingeweiht. Die mondäne Eröffnung des Cafés durch die Kaiserin Eugénie (Gattin Napoleon III.) mit Musik und Jacques Offenbach als Dirigent fand statt, noch bevor die nahegelegene Oper ihre Kuppel erhalten hatte. Zur Zeit der Eröffnung ging die radikale Stadterneuerung von Baron Haussmann gerade zu Ende.
- Das Café de Flore wurde 1887 im Quartier Saint-Germain-des-Prés des 6. Arrondissements in Paris eröffnet. Es wurde später ein beliebter Treffpunkt von Literaten und Intellektuellen. Seinen Namen verdankt das Café de Flore einer Skulptur der Göttin Flora, welche sich auf der anderen Straßenseite befand.Albert Weisgerber: Die Maler des Café du Dome (1906)

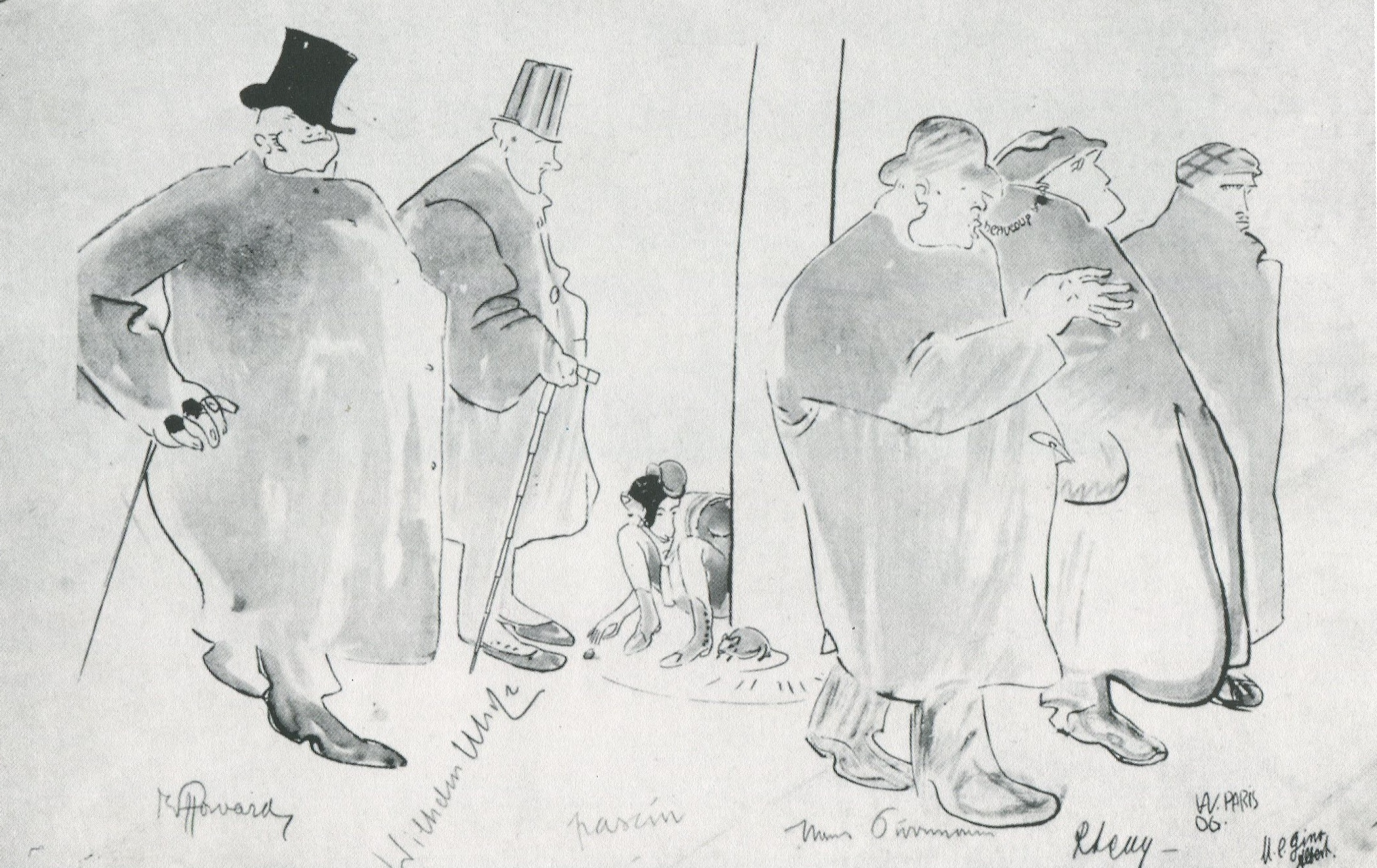
Albert Weisgerber: Die Maler des Café du Dome (1906)

- Das Café Les Deux Magots, dessen „zwei Händler“ als hölzerne, fast lebensgroße und aufwendig gestaltete chinesische Sitzfiguren den Gastraum des Cafés schmücken, war 1812 ursprünglich eine Handelsniederlassung für fernöstliche, vorwiegend chinesische Kunstgewerbeartikel und zog 1873 aus Platzgründen von der Rue de Buci 23 an den Saint-Germain-des-Prés-Platz 6. Aus dieser Zeit stammen auch die beiden chinesischen Sitzfiguren. Um 1885 wurde das Lager unter Beibehaltung des Firmenemblems in ein Café und Likörlokal mit dem Namen Aux Deux Magots umgewandelt. Dichter und Schriftsteller dieser Zeit wie Paul Verlaine, Arthur Rimbaud, Stéphane Mallarmé, Oscar Wilde und andere trafen sich dort und gaben dem Lokal seine erste Berühmtheit.
- La Closerie des Lilas war nach der Eröffnung 1883, ähnlich wie das Café de la Rotonde und Café du Dôme sowie das Kabarett Le Lapin Agile ein bekannter Treffpunkt von Künstlern und Schriftstellern.
- Am 7. April 1893 eröffnete der Kellner Maxime Gaillard in Paris (8. Arrondissement) das Restaurant Maxim’s, das bis heute existiert.

Die Bohème

Edouard Manet: Gare Saint-Lazare (1873)

Das Stadtviertel rund um den Place de l’Europe in Paris entwickelte sich ab den 1870er Jahren zu einem beliebten Künstlerviertel. Édouard Manet, der in der Rue de Saint-Pétersbourg lebte, malte 1872/73 das Bild Die Eisenbahn, ein Blick auf die Bahngleise an der Rue de Rome. 1878 schuf er zudem mehrere Ansichten der Rue Mosnier (heute Rue de Berne). Der Place de l’Europe wiederum wurde von Gustave Caillebotte in verschiedenen Gemälden festgehalten. Auch sein Gemälde Straße in Paris an einem regnerischen Tag fand in der Rue de Turin sein Vorbild im Quartier de l’Europe. Von Claude Monet stammte eine Reihe von Ansichten des Bahnhofs Saint-Lazare. Darüber hinaus malte er mehrere Ansichten des Parc Monceau.
Die Bohème als Subkultur großstädtischer junger Künstler und Intellektueller – insbesondere solcher des Pariser Quartier Latin – in einem Kontext von Armut, Hunger, Wertschätzung der Freundschaft, Idealisierung der Kunst und Geringschätzung des Geldes ist ebenfalls eng mit der heutigen Vorstellung der Belle Époque verbunden.

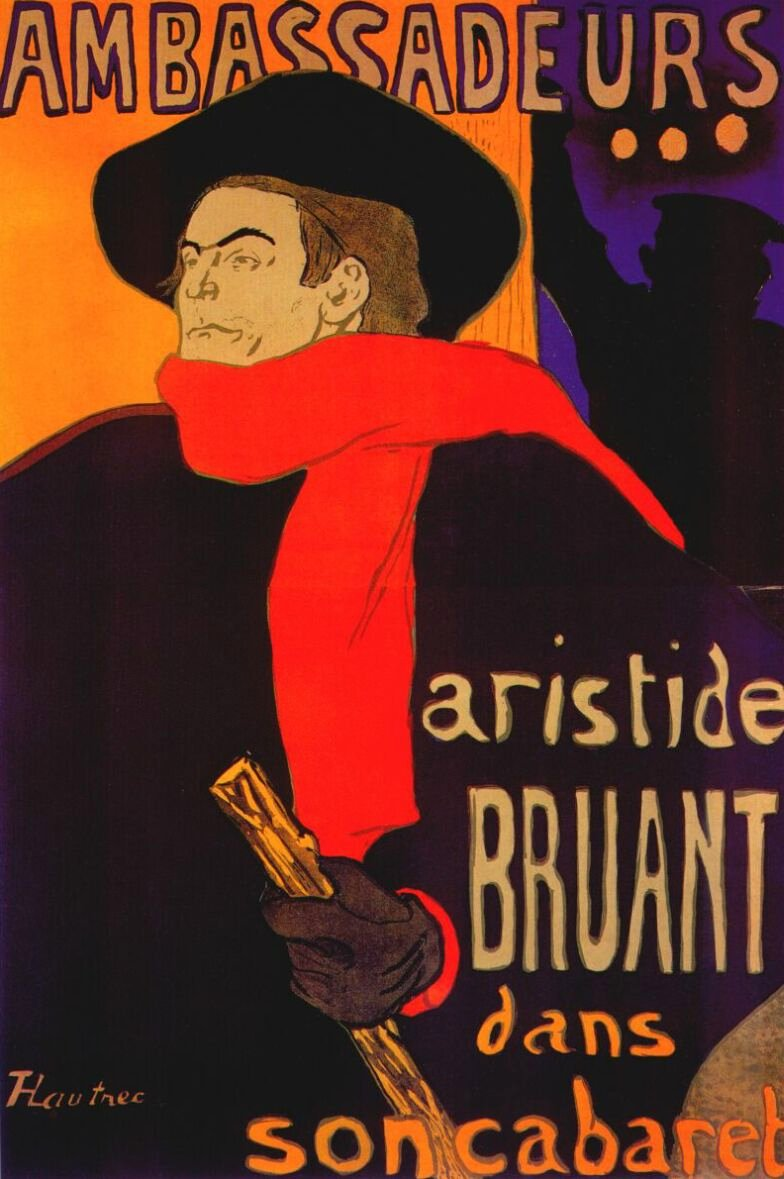
Henri de Toulouse-Lautrec: Ambassadeurs. Aristide Bruant dans son cabaret (Plakat 1892)

Während der Belle Époque debütierten viele später bekannte Künstler in den Folies Bergère: Liane de Pougy (1884), Loïe Fuller (1892), La Belle Otéro (1894), Paul Lincke (1897), Saharet (1897), Cléo de Mérode (1901), Charles Chaplin (1907), Maurice Chevalier (1909), Mistinguett (1911), Stan Laurel (1911), W. C. Fields (1911?) und Grock (1912).

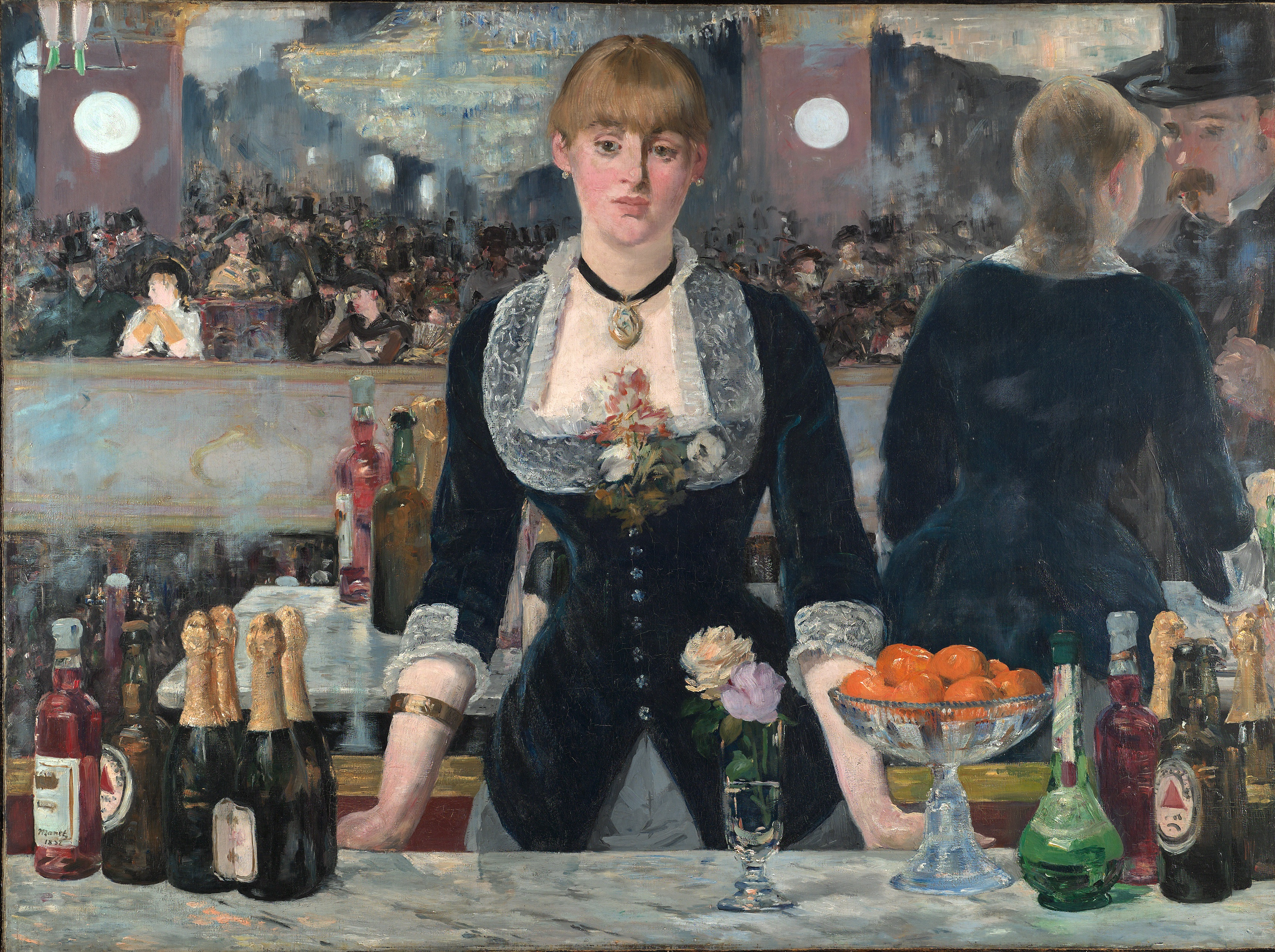
Edouard Manet: Un bar aux Folies Bergère (1883)

Das Ölgemälde Un bar aux Folies Bergère von Édouard Manet entstand einige Monate vor dem Tod des Künstlers im Frühjahr 1883 und zeigt eine Szene im Pariser Nachtclub Folies Bergère. Im Bildmittelpunkt ist die Bardame Suzon zu sehen, die allein in einem Raum voller Menschen steht, die sich amüsieren, während sie selbst den Blick des Betrachters nicht erwidert und ihr melancholischer, geistesabwesender Gesichtsausdruck im auffälligen Kontrast zu dem ausgelassenen Treiben um sie herum steht. Alle übrigen Personen, vornehm gekleidete Männer mit Zylindern und Frauen mit großen Hüten, werden lediglich im Spiegel als Hintergrund dargestellt. Im Spiegelbild erscheint Suzon leicht vorgeneigt und ihrem Beruf entsprechend dem Gast im Spiegel aufmerksam zugetan. Spiegelbild und Realität des Gemäldes stimmen jedoch nicht überein. Manet zeigt die Frau vielmehr von zwei Seiten und gegenüber dem Betrachter auf zwei verschiedenen Wirklichkeitsebenen, als Barfräulein einerseits und als einsamer Mensch andererseits, wodurch die Kluft zwischen Schein und Sein thematisiert und durch die Nutzung des Spiegels als wesentlichen Bildelement noch verstärkt wird. Das Gemälde „Bar in den Folies Bergère“ kann somit auch als gesellschaftskritisches Kunstwerk gewertet werden. Von einzelnen Autoren wird das Bild als Mikrokosmos der damaligen bürgerlichen Gesellschaft interpretiert und diese kritisiert: Auf der einen Seite die arbeitende Klasse, die ihren Lebensunterhalt ohne Lebensfreude verdienen muss und auf der anderen Seite das gehobene Bürgertum, das sich ungehemmt vergnügt.
In Montmartre trat der französische Kabarettsänger, Komödiant und Nachtklubbesitzer Aristide Bruant in Café-Konzerten unter anderem im berühmten Klub Le Chat Noir auf. Er war berühmt-berüchtigt für seine Beleidigungen seines zumeist bourgeoisen Publikums, für die jedoch offensichtlich gerade darin ein großer Reiz lag. Bekannt wurde Aristide Bruant auch durch die Plakate von Henri de Toulouse-Lautrec, auf welchen er als Mann im roten Schal und schwarzen Mantel zu sehen ist
Die US-amerikanische Schriftstellerin Natalie Clifford Barney kam 1898 als finanziell unabhängige Millionenerbin von Washington nach Paris und begründete in der Rue Jacob ihren Literarischen Salon. Sie verstand sich darauf, die Gesellschaftswelt von Marcel Proust und die der Lost Generation zu vermitteln. Viele Besucher kamen sowohl in ihren Salon als auch in den von Gertrude Stein, die 1903 ebenfalls aus den Vereinigten Staaten kommend, in Paris einen Salon eröffnete.
In Paris wurde 1894 im Varietétheater Divan Fayounau der erste Striptease professionell getanzt. Die Künstlerin erhielt wegen ihrer Vorführung später eine Geldstrafe.
Absinth als Getränk der Künstler und Literaten

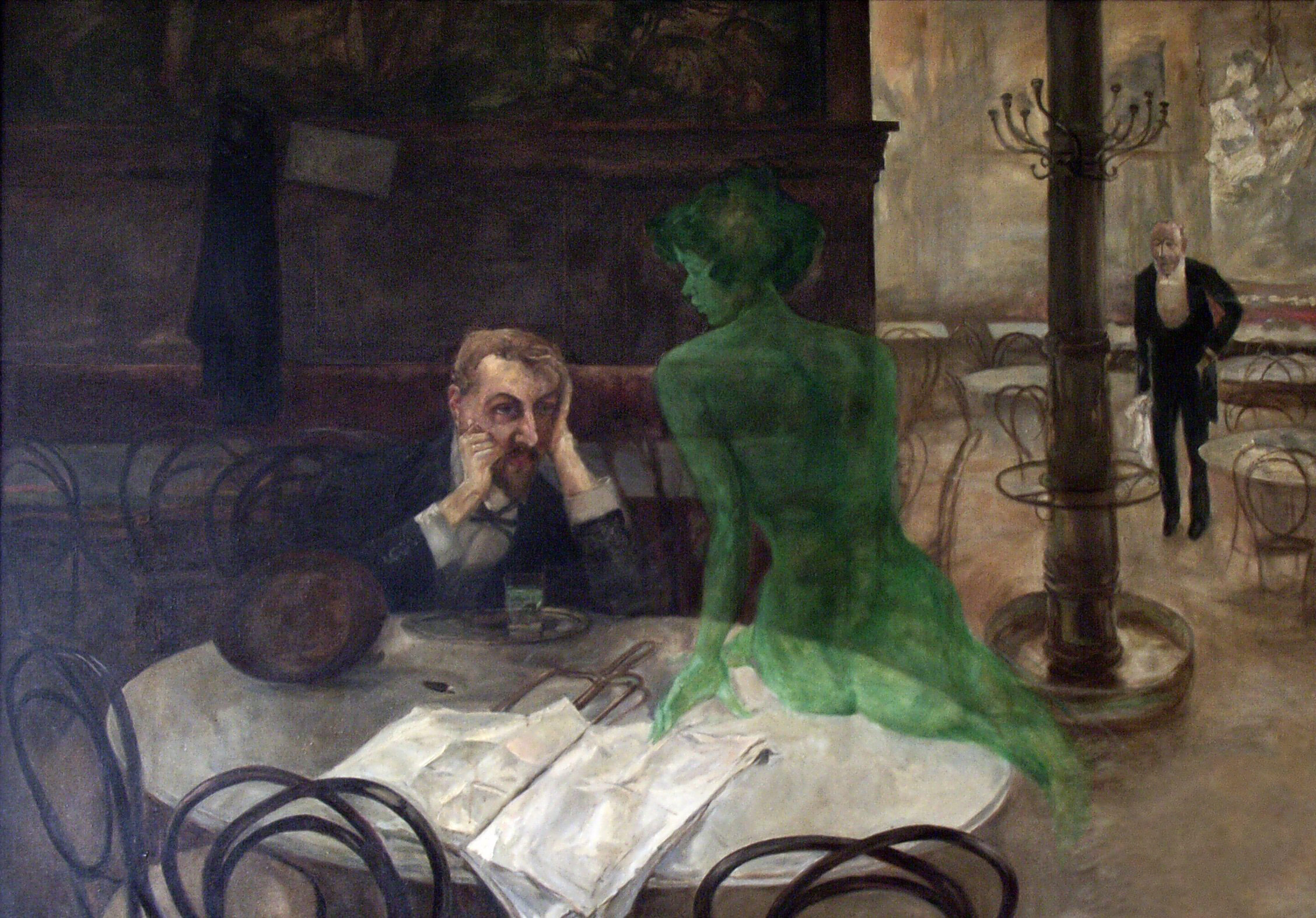
Viktor Oliva: Der Absinthtrinker (1901)

Der Genuss von Absinth ist bis heute eng mit der französischen Kunstszene der Belle Époque verbunden. So schreiben Hannes Bertschi und Marcus Reckewitz: „Es scheint, als sei die gesamte europäische Elite der Literatur und der bildenden Künste im Absinthrausch durch das ausgehende 19. und beginnende 20. Jahrhundert getorkelt.“
Neben Künstlern wie Camille Pissarro und Alfred Sisley gehörte auch Henri Toulouse-Lautrec zu den bekannten Absinthtrinkern der damaligen Zeit. Er selbst porträtierte seinen Malerkollegen Vincent van Gogh 1887 in einem Café mit einem Glas Absinth. Im selben Jahr entstand auch Vincent van Goghs Stillleben mit Absinth. Ein Beleg für die Verbreitung des Getränkes außerhalb von Paris ist auch sein in Arles entstandenes Gemälde Nachtcafé an der Place Lamartine, das ebenso wie Paul Gauguins Dans un café à Arles Barbesucher beim Absinthkonsum zeigt. Auch Pablo Picasso wählte zu Beginn des 20. Jahrhunderts wiederholt Absinthtrinker als Motiv.

## Blütezeit von Kunst und Kultur

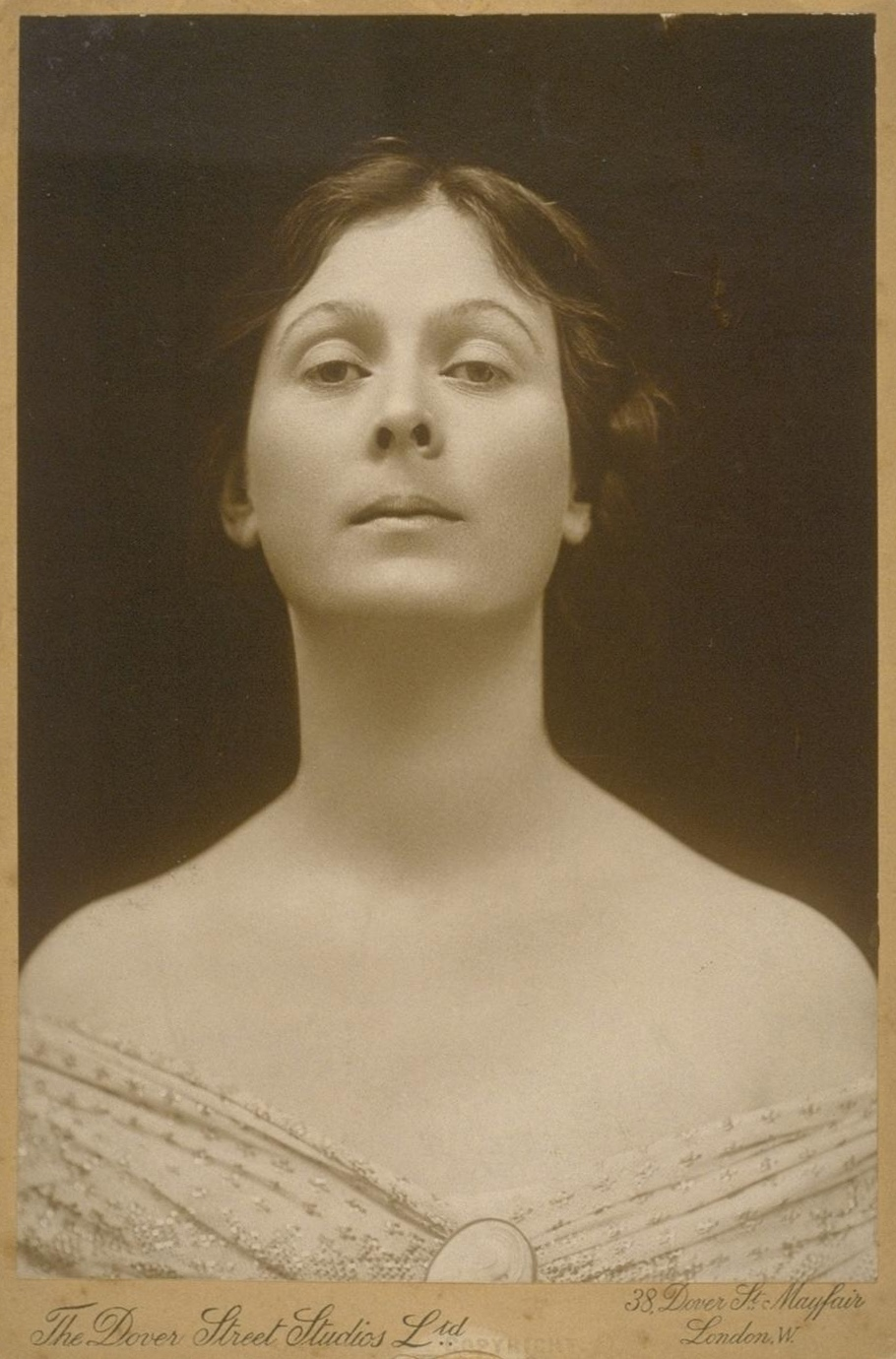
Isadora Duncan (um 1909)

Die Belle Époque war eine Zeit kultureller Blüte und künstlerischer Vielfalt in Europa. Es entwickelten sich eine Vielzahl neuer Stile und übergreifender Strömungen, welche Tanz und Musik, Literatur und Theater sowie die Bildende Kunst in dieser Periode tiefgreifend veränderten und bereicherten: Naturalismus (Literatur, Theater), Impressionismus (Musik, Literatur), Postimpressionismus, Symbolismus (Literatur), Fauvismus und Expressionismus (Musik, Literatur, Architektur).
Verschiedene Faktoren führten zur Entstehung zahlreicher unterschiedlicher künstlerischer und kultureller Entwicklungen in dieser Epoche:
- Mit dem Wachsen der Städte kam es zu neuen sozialen Dynamiken und Herausforderungen.
- Die Erfindung und Popularisierung der Fotografie veränderte die bildende Kunst grundlegend und führte in der Malerei zu einer Abwendung von realistischen Darstellungen und zur Suche nach neuen Ausdrucksformen.
- Mit der Erfindung von Film und Kino entstand ein neuartiges Medium und eine neue Kunstgattung.

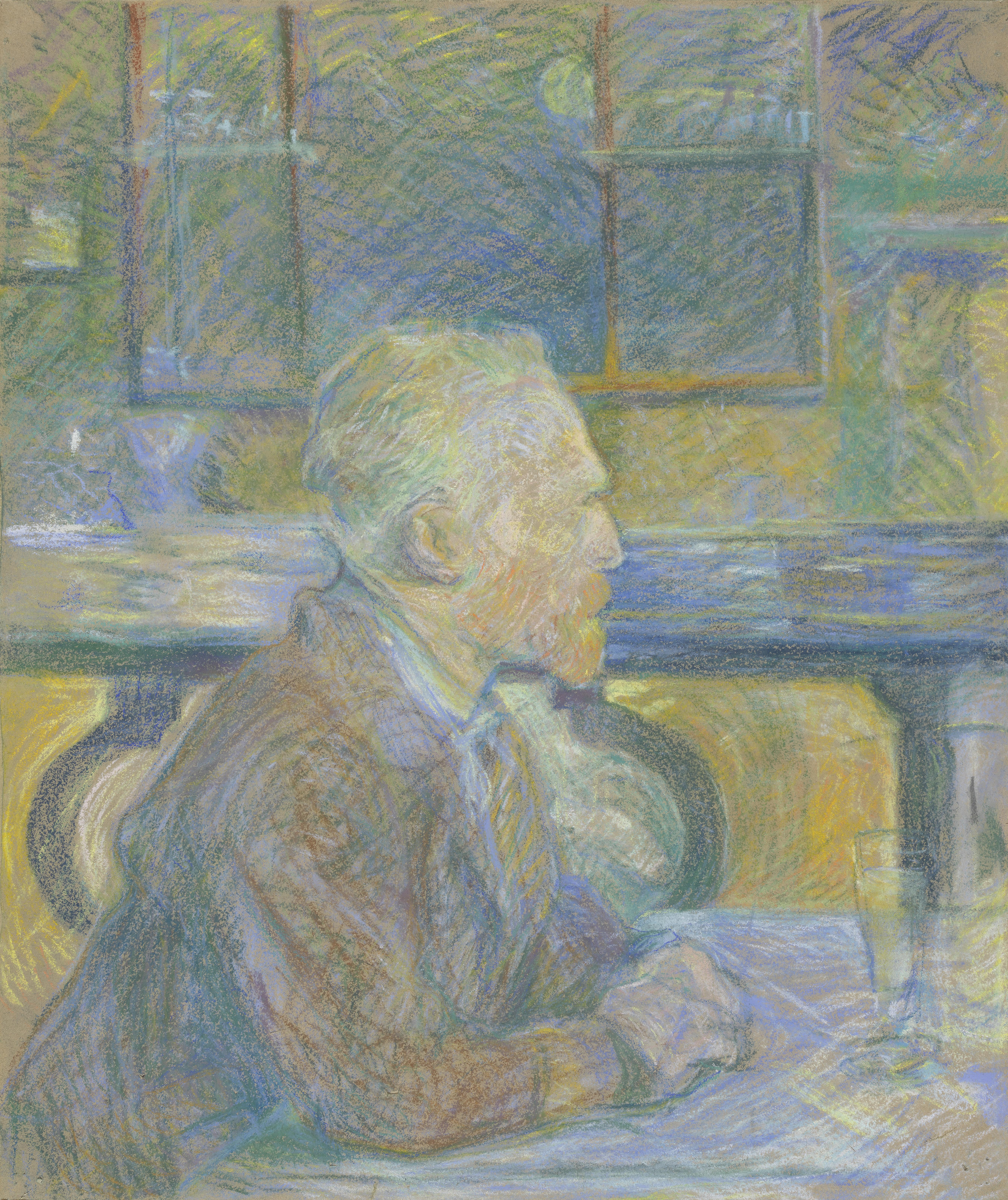
Porträt Vincent van Goghs von Henri Toulouse-Lautrec, 1887

- Porträt Vincent van Goghs von Henri Toulouse-Lautrec, 1887Die fortschreitende Industrialisierung führte zu sozialen Umwälzungen und zur Entstehung politischer Bewegungen, die sich für die Rechte der Arbeiter einsetzten. Soziale Spannungen spiegelten sich daher oft auch in der Kunst wider. Ereignisse wie Eisenbahnunfälle wurden in Literatur und Film thematisiert.
- Entwicklungen in der Psychologie, insbesondere die Arbeiten von Sigmund Freud, beeinflussten Literatur und Kunst und führten zu einem verstärkten Interesse an der menschlichen Psyche und den menschlichen Emotionen.
- Die europäischen Mächte besaßen weltweit Kolonien. Der Kontakt mit anderen Kulturen und künstlerischen Traditionen beeinflusste und veränderte dadurch auch die europäische Kunst.
- Neue Bewegungen waren oft eine Reaktion und Ausdruck auf oder eine Ablehnung einer vorherigen Bewegung: der Impressionismus war eine Abkehr vom Akademismus, der Post-Impressionismus entwickelte sich wiederum teilweise als Reaktion auf die Grenzen des Impressionismus.

Die Belle Époque war eine Zeit des ständigen Experimentierens und der Suche nach neuen Ausdrucksformen in den Künsten und wurde dabei angetrieben von tiefgreifenden Veränderungen und Umwälzungen in Gesellschaft, Technologie und Wissenschaft.
Lebensphilosophie

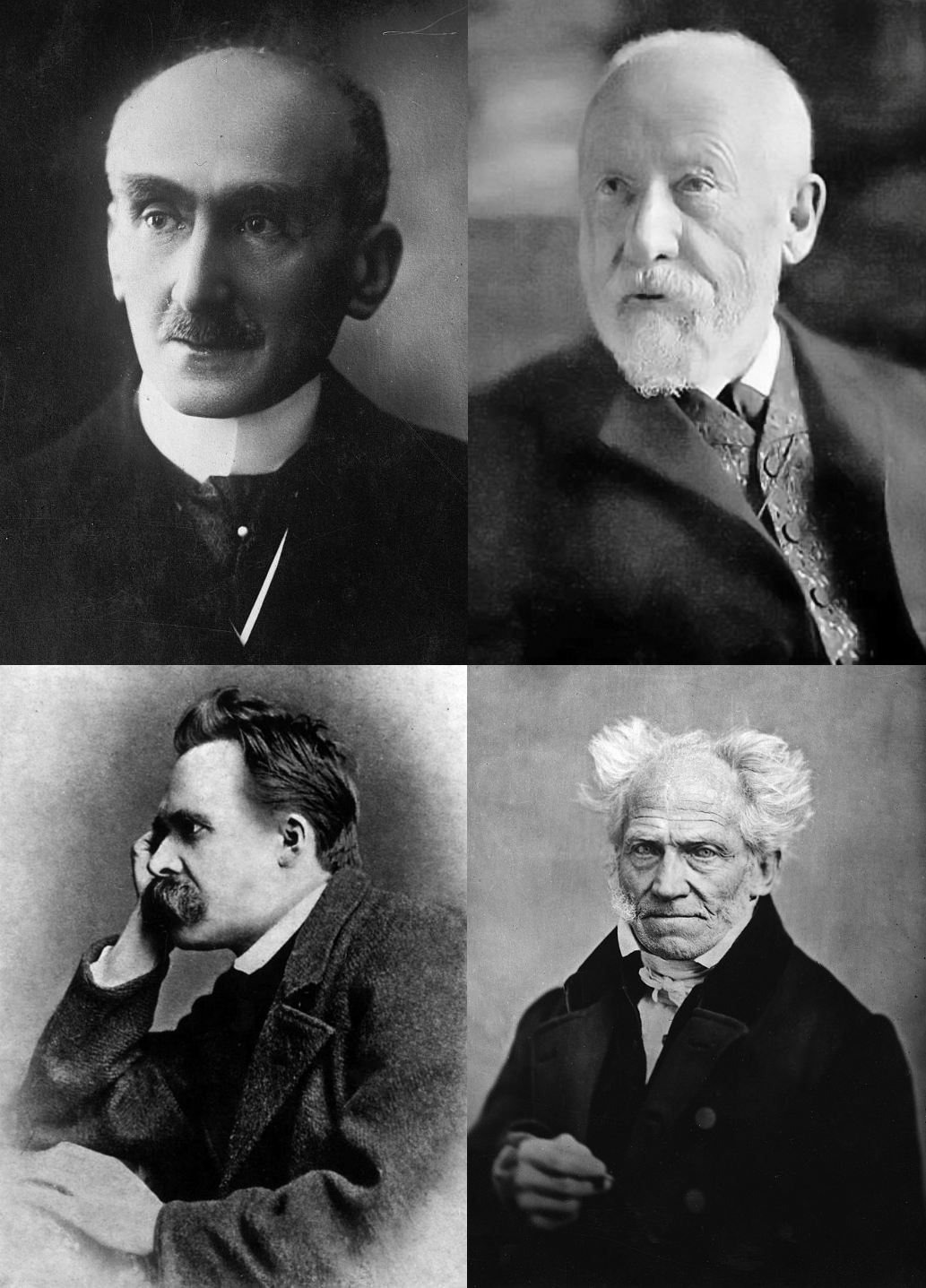
Lebensphilosophen: Bergson, Dilthey, Nietzsche, Schopenhauer

Anfang der 1880er Jahre publizierte der deutsche Philosoph und klassische Philologe Friedrich Nietzsche das dichterisch-philosophische Werk Also sprach Zarathustra. Aus Sicht Zarathustras waren vor Gott alle Menschen gleich. Mit dem Tod Gottes aber sind nur noch vor „dem Pöbel“ alle Menschen gleich. Darum ist der Tod Gottes eine Chance für den Übermenschen.
Der deutsche Philosoph und Kulturhistoriker Wilhelm Dilthey sah sich 1887 vor den „Trümmern der Philosophie“: Die „Systeme der Metaphysik sind gefallen“, sagte er in seiner Antrittsrede in der Akademie der Wissenschaften. Der deutsche Idealismus habe mit Fichte, Schelling und Hegel den „letzten großartigen Versuch des menschlichen Geistes“ dargestellt, sich jedoch als nicht haltbar erwiesen.
In diesem Zusammenhang bestimmte Dilthey programmatisch drei Aufgaben für eine neue Philosophie:
- Auch die positiven Wissenschaften haben ungeklärte Voraussetzungen, die es zu untersuchen und zu sichern gilt.
- Der Philosophie kommt die Aufgabe zu, den Zusammenhang der Einzelwissenschaften zu klären. Dies kann nicht durch diese selber geschehen, denn dann ergäbe sich höchstens eine hierarchische Konzeption, welche Dilthey ablehnte.
- Die Philosophie muss Lebensphilosophie werden, wenn sie die gescheiterte Metaphysik zurückweist. Ansätze hierfür sah Dilthey im Werk Nietzsches, Richard Wagners, Tolstois und Schopenhauers. So „wie der scholastische Denker die Fähigkeit entwickelt, lange Reihen von Schlüssen zu überblicken, […] so bildet sich in ihnen das Vermögen, die geheimen Gänge, in denen die Seele dem Glück nachgeht […] zur Darstellung zu bringen.“ Jedoch haben die genannten Autoren immer nur einzelne Momente und Einsichten herausgegriffen und verabsolutiert, womit sie sich wieder zu „Genossen der Metaphysik“ machten. Ihre Lebensphilosophie mag in ihren Grenzen richtig sein, wird jedoch ganz falsch, sobald sie „ihren Winkel für die Welt hält“. Dilthey verstand seine Form von Lebensphilosophie daher nicht als eine, welche konkrete Aussagen trifft, sondern durch Vergleichung und geschichtliche Betrachtung der mannigfaltigen Entwürfe aus dem Relativen das Allgemeingültige extrahiert.

Der französische Philosoph Henri Bergson publizierte 1896 das philosophischer Essay Matière et mémoire (Materie und Gedächnis), in dem er auch die neuesten Ergebnisse der Hirnforschung berücksichtigte. Er entwickelte wie Nietzsche und Dilthey die Lebensphilosophie als Gegenentwurf zum Positivismus und zum Neukantianismus.

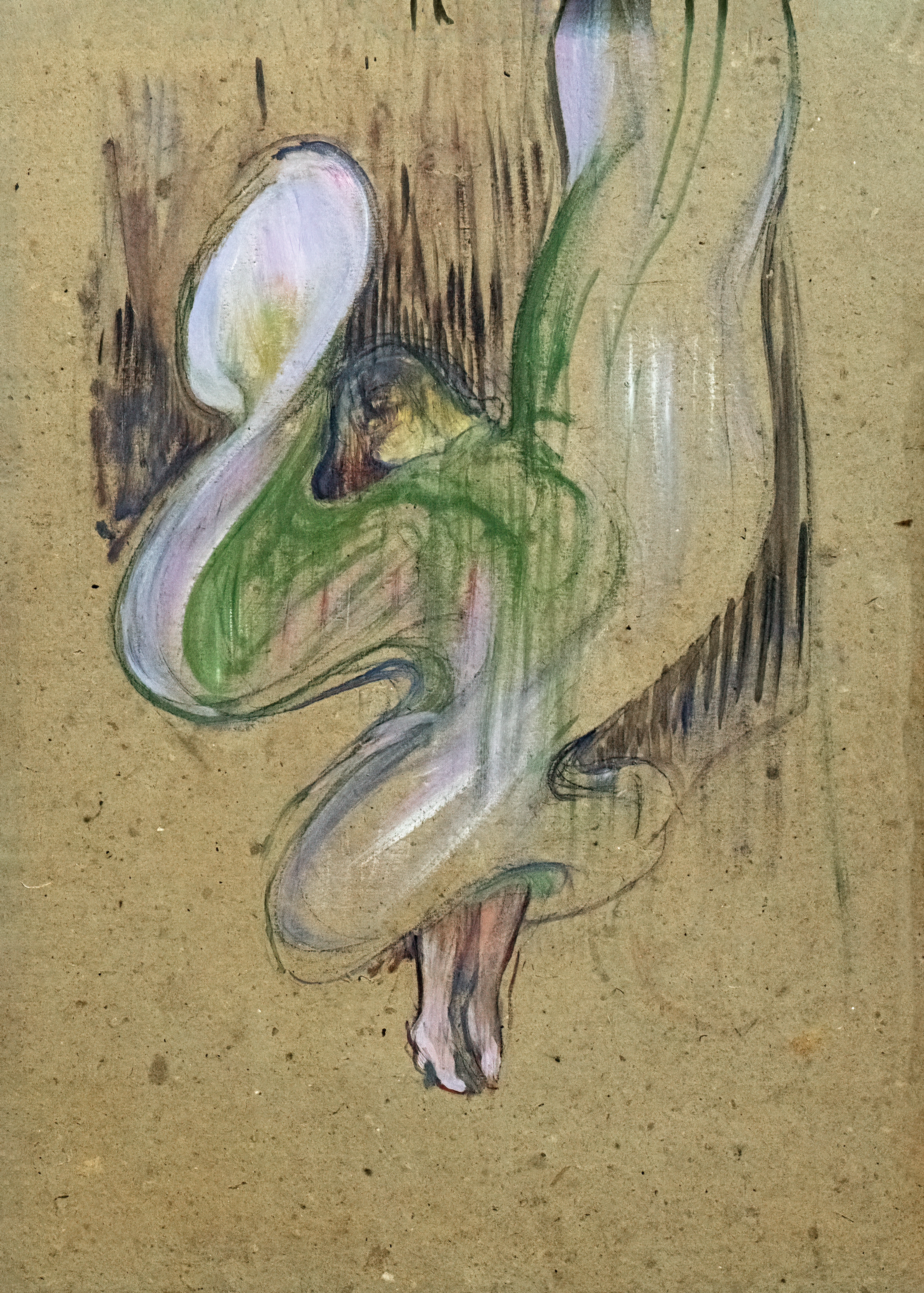
Loïe Fuller auf einem Gemälde von Toulouse-Lautrec (1893)

### Tanz und Ballett
Dem Tanz galt in der Belle Époque eine besondere Aufmerksamkeit, sowohl in der Gesellschaft als auch auf der Bühne und in der Kunst. Die Zeit vor Ausbruch des Ersten Weltkrieges mit ihrem rasanten Tempo voller technischer Entwicklungen, sich verändernden Lebensformen und sozialer Gegensätze wird heute oft mit einem „Tanz auf dem Vulkan“ verglichen. Viele Künstler dieser Zeit litten an der Modekrankheit Neurasthenie und strebten nach künstlerischer Erneuerung. Neue Entwicklungen zeichneten sich dabei im modernen Ausdruckstanz der Amerikanerinnen Loïe Fuller (1862–1928) sowie Isadora Duncan (1877–1927) ab. Die US-amerikanische Tänzerin und Choreografin Duncan galt als Wegbereiterin des modernen sinfonischen Ausdruckstanzes und entwickelte ein neues Körper- und Bewegungsempfinden, das sich am griechischen Schönheitsideal orientierte. Sie setzte als Erste klassische Konzertmusik tänzerisch um. Als Gegnerin des klassischen Balletts versuchte sie, den Tanz der Antike wiederzubeleben.
Die Ballets Russes wurden 1909 von dem russischen Impresario Sergei Djagilew gegründet und gelten als eines der bedeutendsten Ballettensembles des 20. Jahrhunderts. Die Ballets Russes machten den Balletttänzer Vaslaw Nijinsky (1888–1950) berühmt, etablierten die moderne Balletttechnik und brachten mehrere Meisterwerke des Balletts auf die Bühne, darunter Der Feuervogel und Das Frühlingsopfer.
Tänzerinnen und Tänzer revolutionierten die Tanzkunst in dieser Zeit nachhaltig und animierten gleichzeitig Künstler wie den französischen Maler Toulouse-Lautrec zu künstlerischen Darstellungen aus der Welt des Tanzes. In der geschwungenen und verspielten Formensprache des Jugendstils fanden die ausdrucksstarken Bewegungen der Tänzerinnen und Tänzer ihren Niederschlag und dienten dabei teilweise als Vorlage. Die Bronzelampe von François-Raoul Larche in Gestalt der Tänzerin Loïe Fuller, die mit ihren eindrucksvollen Schleiertänzen damals ganz Paris begeisterte, gilt als eine der Ikonen des Jugendstils.
Vaslav Nijinsky choreographierte das Ballett L’Après-midi d’un faune, das auf Stéphane Mallarmés Gedicht L’Après-midi d’un faune basierte und am 29. Mai 1912 im Pariser Théâtre du Châtelet uraufgeführt wurde. Das Stück nutzte die symphonische Dichtung Prélude à l’après-midi d’un faune von Claude Debussy aus dem Jahr 1894 als musikalische Begleitung. Wie andere Werke Nijinskys hatte es heftige ästhetische Auseinandersetzungen zur Folge. Mallarmés Dichtung und Debussys Vertonung sowie Nijinskys Ballett nehmen eine zentrale Stellung in ihrer jeweiligen Kunstgattung und in der Entwicklung der künstlerischen Moderne ein.
Auguste Perret errichtete von 1911 bis 1913 das ursprünglich von Henry van de Velde konzipierte Théâtre des Champs-Élysées in Paris. Die Premieren des Ballets Russes unter dem Choreografen Vaslav Nijinsky (Jeux von Claude Debussy am 15. Mai 1913 und in größerem Maße Le sacre du printemps von Igor Stravinsky zwei Wochen später) gelten als Beginn der Ballettmoderne.
Von 1895 bis 1905 avancierte der Cakewalk auf der Grundlage von Ragtime-Musik zu einem bekannten Modetanz.
Am 15. Januar 1895 wurde die bis heute maßgebliche Inszenierung von Pjotr Iljitsch Tschaikowskis Ballett Schwanensee des kaiserlichen Balletts in der Choreographie von Marius Petipa und Lew Iwanow am Mariinski-Theater in Sankt Petersburg erstmals aufgeführt.

### Musik, Oper und Operette
Die Belle Époque war eine Zeit intensiver musikalischer Experimente und Innovationen, die von den traditionellen spätromantischen Stilen bis zu den avantgardistischen Strömungen des frühen 20. Jahrhunderts reichte. Jedes Land hatte eigene charakteristischen Beiträge und Stilrichtungen, die zu einer lebhaften und vielfältigen musikalischen Landschaft beitrugen. Die Belle Époque war von der Salonmusik geprägt, vor allem von kurzen Stücken, die für ein allgemeines Publikum gedacht waren. Der Walzer erlebte ebenso wie die Operette eine Blütezeit und Komponisten wie Johann Strauß III, Emmerich Kálmán und Franz Lehár einen Höhepunkt ihrer Popularität.
Der südafrikanisch-britische Violinist Daniel Hope versuchte 2020, mit dem Album Belle Époque die Stimmung dieser Epoche musikalisch einzufangen. So habe es, laut Daniel Hope, Komponisten gegeben, die sich weigerten, nach vorne zu schauen und solche wie Alban Berg und Anton Webern, die den Aufbruch zelebriert hätten. Auch in der Musik seien die Spannungen der Epoche zum Ausdruck gekommen und er, Daniel Hope, bilde sich ein, dass man das in jedem Takt höre.
Frankreich
In Frankreich waren es Komponisten wie Claude Debussy mit Prélude à l’après-midi d’un Faune (1894) und La mer (1905) sowie Maurice Ravel mit Pavane pour und infante défunte (1899) und Gaspard de la nuit (1908), die den Impressionismus in der Musik etablieren konnten. Der Komponist Erik Satie gilt als Vorläufer der Minimal Music. In den 1880er Jahren galt Camille Saint-Saëns als größter Musiker Frankreichs und erlangte vor allem durch seine „große zoologische Fantasie“ Karneval der Tiere und die Oper Samson et Dalila Bekanntheit.
Österreich und Deutschland
In Österreich und Deutschland waren Komponisten wie Gustav Mahler (2. Sinfonie (1895), Symphonie der Tausend (1906)) Richard Strauss (Also sprach Zarathustra, Salome) sowie Arnold Schoenberg (Verklärte Nacht (1899) und Pierrot Lunaire (1912)) führend in der Romantik, Spätromantik sowie der Zweiten Wiener Schule und der Zwölftontechnik. Die lustige Witwe von Franz Lehár, eine Operette in drei Akten mit dem Libretto von Victor Léon und Leo Stein nach Henri Meilhacs Lustspiel L’attaché d’ambassade, wurde 1905 mit Mizzi Günther und Louis Treumann in den Hauptrollen am Theater an der Wien in Wien uraufgeführt. Das Stück, das als Hauptvertreter der sogenannten „Silbernen Operettenära“ gilt, wurde zu Lehárs erfolgreichsten und bekanntesten Operette. In der Operette Die lustige Witwe ist das Maxim’s in Paris einer der Handlungsorte. Bekannt wurde dabei vor allem das Lied Da geh’ ich zu Maxim. 
Russland

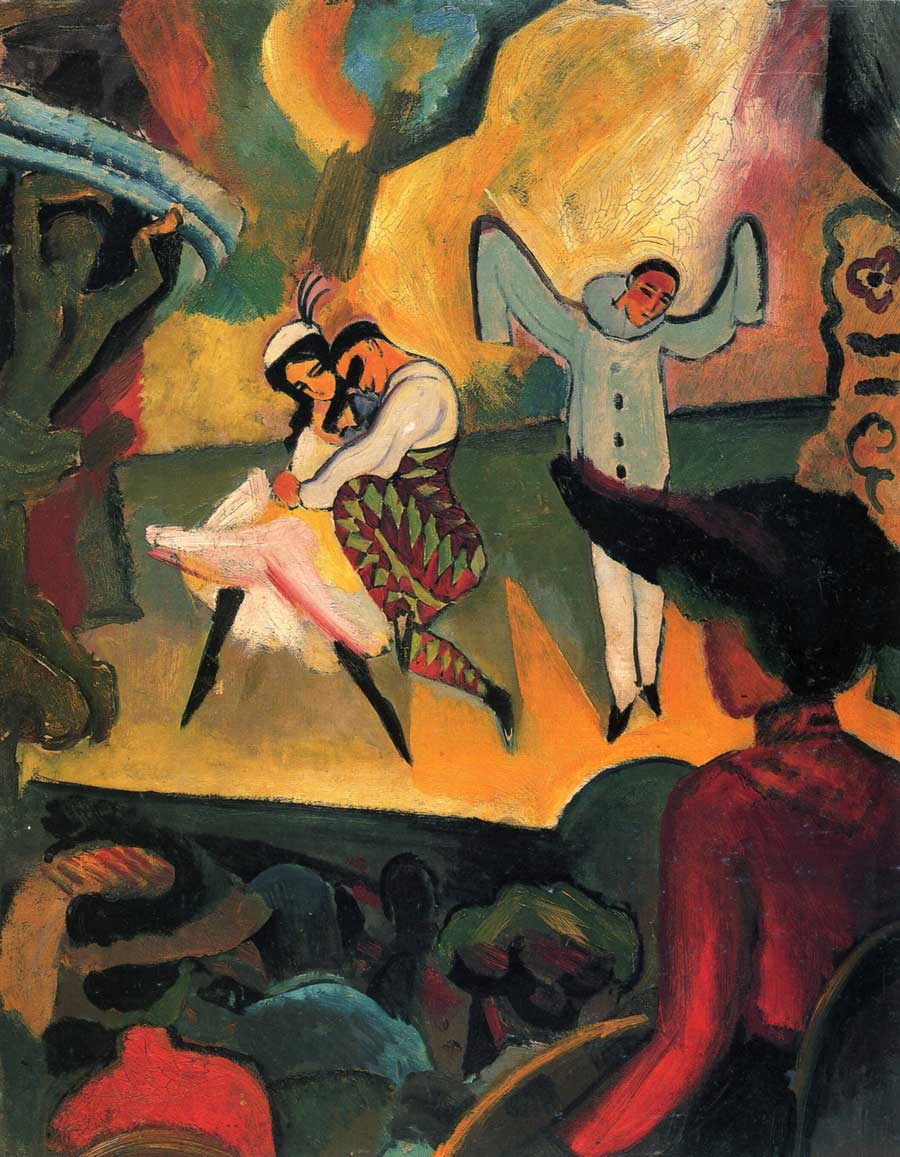
August Macke: Russisches Ballett (1912)

Russische Komponisten suchten Inspiration in der russischen Volksmusik, Geschichte und Literatur, um eine eigenständige nationale Identität in der Musik zu schaffen. Viele russische Komponisten wurden auch von der europäischen Romantik beeinflusst, die sich durch Emotionalität, Individualität und ein Streben nach dem Unendlichen auszeichnete. Komponisten wie Pjotr Iljitsch Tschaikowski (Der Nussknacker,1892; Schwanensee, 1877), Sergei Rachmaninoff (Die Toteninsel, 1909), Modest Mussorgski (Bilder einer Ausstellung,1874) und Nikolai Rimski-Korsakov (Das Märchen vom Zaren Sultan, 1900) prägten die russische Musik in der Belle Époque.
Die Oper Boris Godunow von Modest Mussorgsky nach Motiven des gleichnamigen Dramas von Alexander Sergejewitsch Puschkin wurde 1874 im Mariinski-Theater in Sankt Petersburg uraufgeführt. Diese Oper wurde als "musikalisches Volksdrama" (Mussorgsky) zu einem Symbol für den russischen musikalischen Nationalismus.
England

In England war es der englische Komponist Edward Elgar der mit den Enigma Variations (1899) und mit den Pomp and Circumstance Marches (1901) die Musikszene für sich einnehmen und begeistern konnte. Vor allem der Mittelteil seines bekanntesten Werkes, der Pomp and Circumstance March No. 1, der auch als Hymne Land of Hope and Glory weltbekannt ist, gilt bis zum heutigen Tag als die wichtigste inoffizielle Hymne des Vereinigten Königreichs. Das Stück bildet zusammen mit dem patriotischen Lied Rule, Britannia! den Höhepunkt der alljährlich stattfindenden Last Night of the Proms. Das erste Konzert der Proms fand am 10. August 1895 in der Queen’s Hall am Londoner Langham Place statt. Die bis heute alljährlich stattfindende Konzertreihe mit täglichen klassischen Konzerten zwischen Juli und September, wurde von Robert Newman initiiert, um Menschen anzusprechen, die sich normalerweise nicht für klassische Konzerte interessierten. Sowohl günstige Kartenpreise als auch eine zwanglose Atmosphäre bei den Konzerten, so waren Essen, Trinken und Rauchen ausdrücklich erlaubt, sollten die Menschen von einem Konzertbesuch überzeugen. Der Dirigent Sir Henry Wood ist untrennbar mit den Konzerten verbunden, als musikalischer Leiter des ersten Konzerts hatte er großen Anteil an der Erweiterung des Repertoires der späteren Konzerte.
Italien

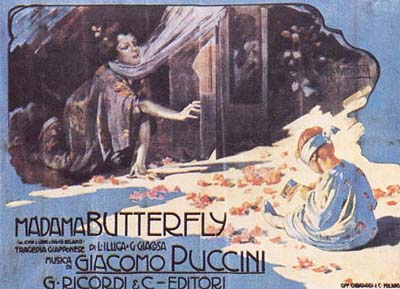
Plakat von Adolfo Hohenstein: Madama Butterfly (1914)

In Italien etablierte sich Giacomo Puccini als einer der wichtigsten Opernkomponisten des Verismo(italienisch Realismus), der mit seinen Werken La Bohème (1896), Tosca (1900) und Madama Butterfly (1904) die Musik der Belle Époque prägte. Neben Puccini galtenRuggero Leoncavallo und Pietro Mascagni als weitere wichtige Vertreter des Verismo. Die stilistische Bandbreite der Verismo-Opern ist groß. Eine Gemeinsamkeit besteht in der realistischen Handlungen, die im niederen sozialen Milieu spielt und mit einem gewaltsamen Höhepunkt endet. Die Schauplätze der Handlung sind im ländlichen, exotischen und später auch im großstädtischen Raum verortet. Es besteht zudem eine Tendenz zur knappen, lakonischen Form. Frühe Verismo-Opern sind oft Einakter. Die Katastrophe, der Wendepunkt der Handlung, wird durch ein instrumentales Intermezzo von der vorhergehenden Handlung abgetrennt.
Militärmusik
Die Militärmusik erlebte während der Belle Époque in vielen europäischen Ländern ebenfalls eine Blütezeit. Neben der oft ausschließlich damit assoziierten Marschmusik umfasst Militärmusik auch feierliche Musik mit religiösem Charakter (Choräle), Marschgesänge sowie Unterhaltungs- und Tanzmusik. Die Besetzungen der Militärorchester, die Professionalisierung der Musiker und die Ausweitung des Repertoires wurden vorangetrieben. Viele Militärkapellen konnten im Ballsaal oder in kleineren Räumen auch als Streichorchester auftreten. Es wurde üblich, dass Violinisten auch Saxophon spielten. Die Militärkapellen machten den Tanzkapellen zunehmend Konkurrenz. Es fanden Musikwettbewerbe und Festivals statt, bei denen Militärorchester aus verschiedenen Ländern teilnahmen und ihre Fähigkeiten zeigten. Diese Ereignisse trugen zur Popularität der Militärmusik bei und förderten nationale Gefühle und Patriotismus.

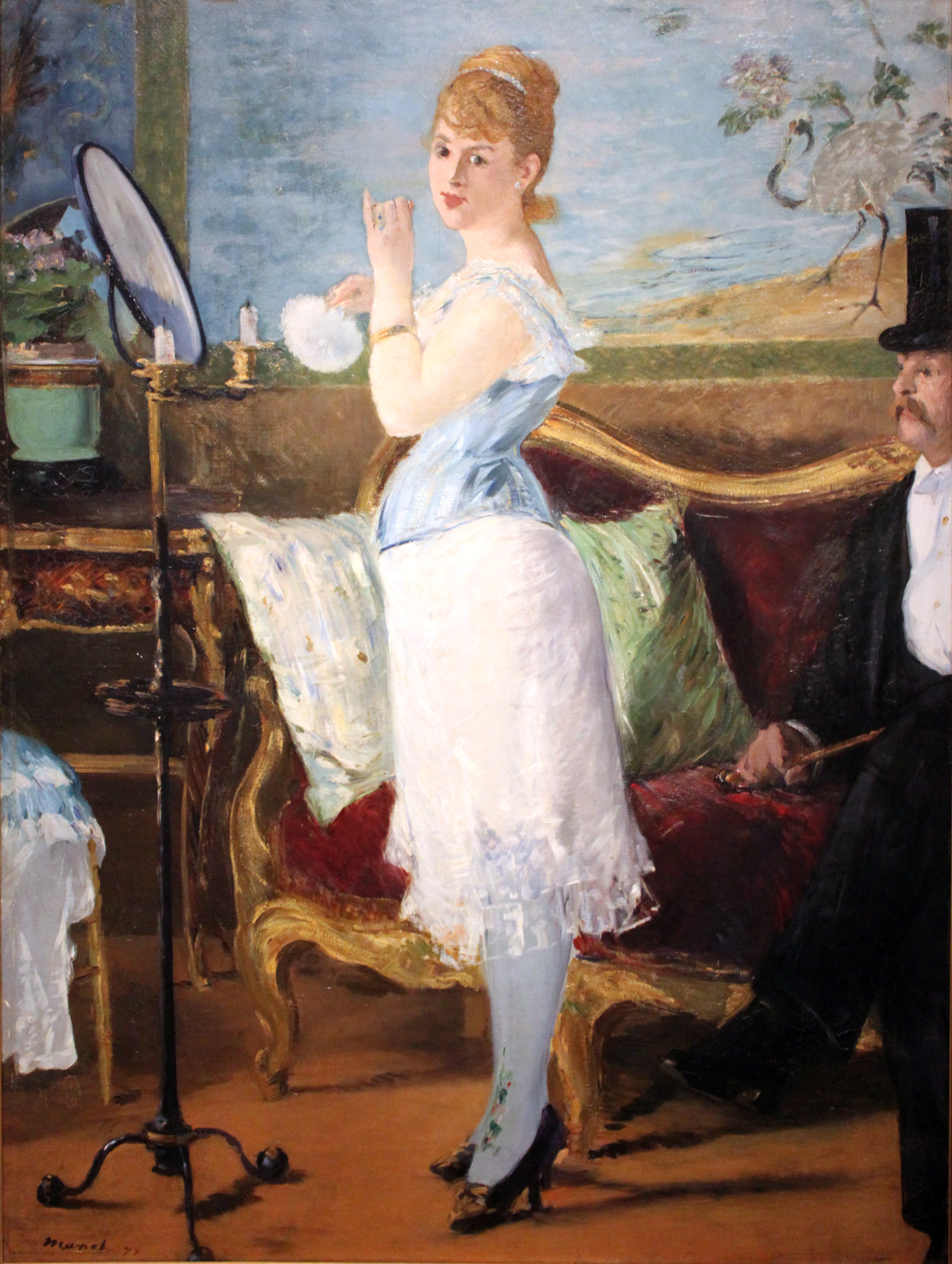
Nana, Édouard Manet (1877)

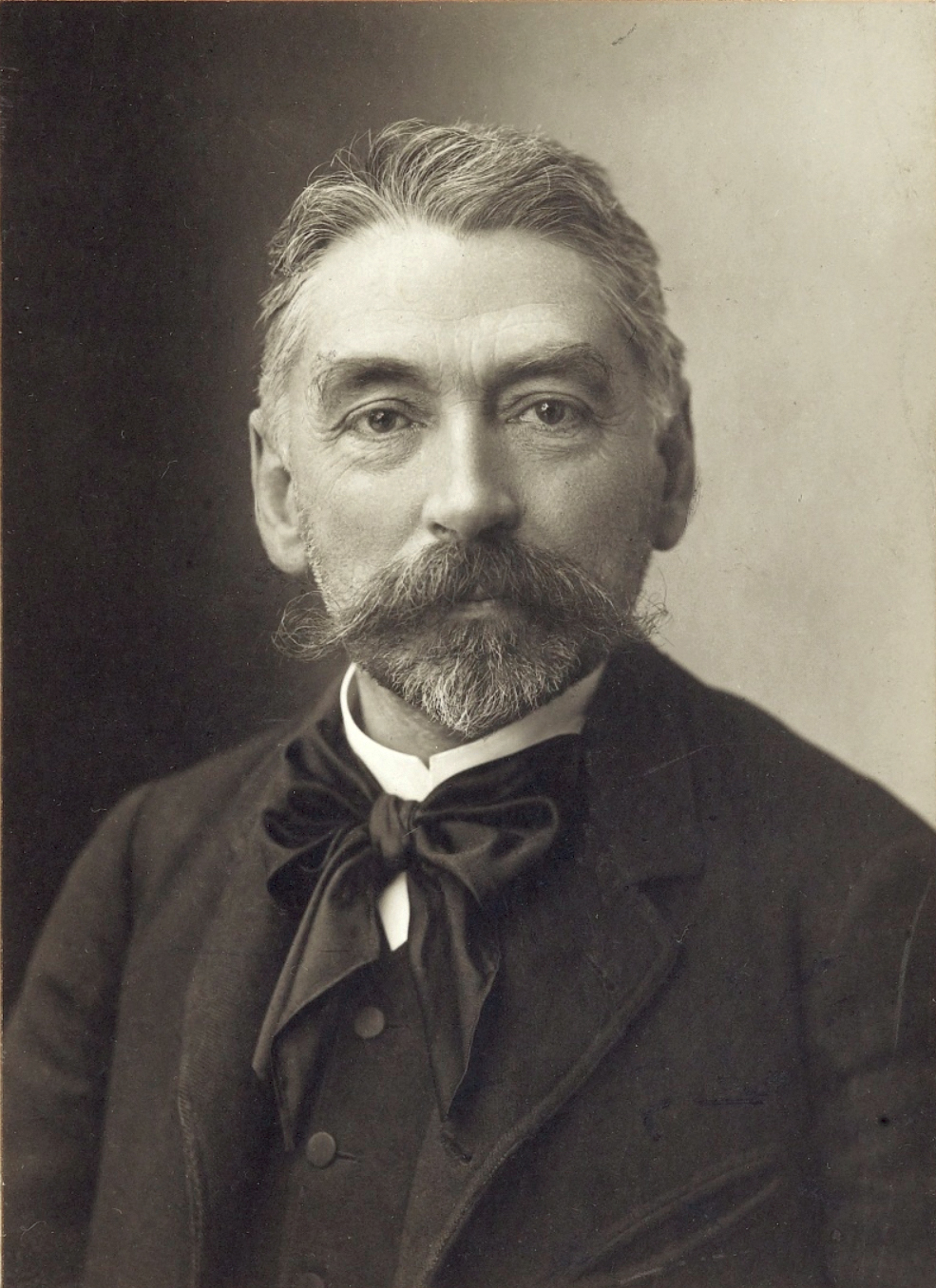
Stéphane Mallarmé: Fotografie von Nadar, um 1890

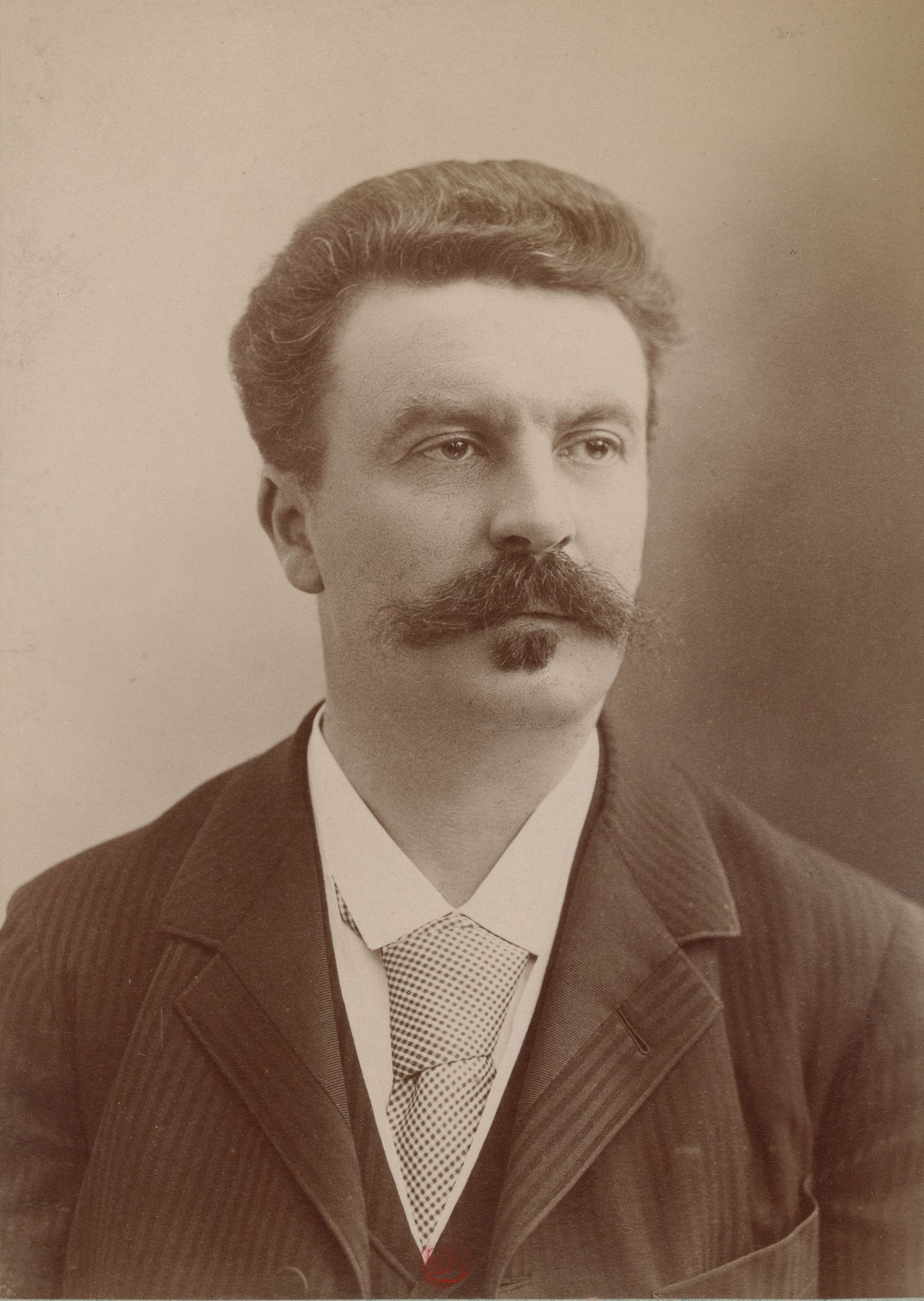
Guy de Maupassant (um 1880)

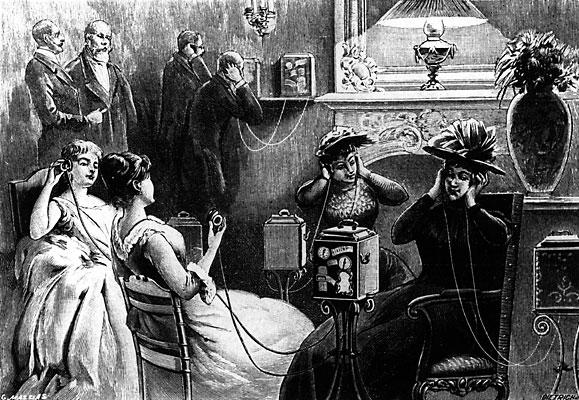
Zuhörer an den Münzapparaten des Theatrophons

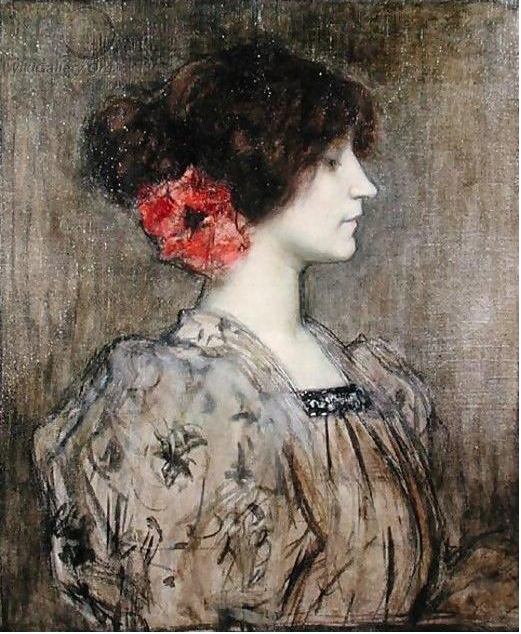
Jacques Humbert: Colette (1896)